# BMW
A BMW (Bayerische Motoren Werke AG, azaz Bajor Motorgyár Rt.) egy német autó-, motorkerékpár- és motorgyártó vállalat. Székhelye Bajorországban, Münchenben található. A BMW csoport a BMW-ből, a Miniből és a Rolls-Royce-ból áll. A társaságot 1916-ban alapították repülőgép-hajtóművek gyártójaként, amelyeket 1917-től 1918-ig, majd 1933-tól 1945-ig gyártott.
Az autókat BMW, Mini és Rolls-Royce márkanév alatt, a motorkerékpárokat pedig BMW Motorrad márkanév alatt forgalmazzák. 2017-ben a BMW a világ tizennegyedik legnagyobb gépjárműgyártója volt 2 279 503 gyártott járművel. A cég jelentős motorsport múlttal rendelkezik, különösen a túraautók, a sportautók és az Isle of Man TT területén.
A BMW központja Münchenben van, gépjárműveket pedig gyárt Németországban, Brazíliában, Kínában, Indiában, Mexikóban, Hollandiában, Dél-Afrikában, az Egyesült Királyságban, Egyesült Államokban és Magyarországon. A Quandt-család a társaság hosszú távú részvényese (a fennmaradó részvények nyilvános részvénytulajdonban vannak), a Herbert és Harald Quandt testvérek 1959-es befektetéseit követően, amelyek megmentették a céget a csődtől. 2018. július 31-én a BMW bejelentette, hogy egymilliárd eurós autógyárat épít Magyarországon is. A Debrecen mellett épülő üzemnek évi 150 000 autó gyártási kapacitása lesz.

## BMW logó
A cég először repülőgép-motorokat gyártott, a kék rész az eget, a fehér pedig a propellert ábrázolja. Emellett a független Bajorország kék-fehér zászlaja előtt tisztelegnek.

## Története

### A kezdetek

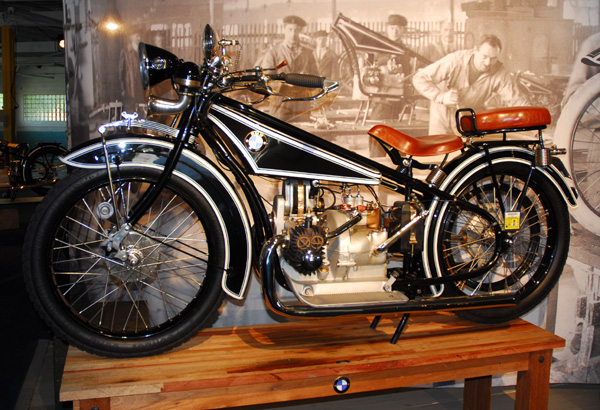
R 32-es, az első motorkerékpár

A BMW elődje az 1913-ban Karl Rapp által megalapított Rapp Motorenwerke GmbH volt. Először 1917 júliusában változtatták nevüket BMW GmbH-ra (kft.), majd egy évvel később a részvénytársasági formára váltva, BMW AG-ra. Az első üzletvezető 1942-ig Franz Josef Popp volt. A fiatal cégben Max Friz, a törekvő mérnök hamar nevet szerzett magának: 1917-ben repülőgépek számára fejlesztett olyan motort, melynek révén a magasban tapasztalt teljesítményveszteség csökkent. Ez a konstrukció annyira jól vizsgázott, hogy a porosz katonai igazgatás 2000 db-ot rendelt belőle. 1919. június 17-én egy BMW Illával elérték a 9760 méteres magassági világrekordot, de az első világháború végével és a versailles-i békeszerződés aláírásával mintha a cég vége is elérkezett volna: utóbbi ugyanis öt évre megtiltotta, hogy a BMW egyetlen akkori termékét, a repülőgépmotorokat Németország területén gyártsák. 1922-ben a főrészvényes, Camillo Castiglioni elhagyta a céget, és magával vitte a BMW név jogait. A Bajor Repülőgépgyárhoz ment (Bayerische Flugzeugwerke, BFW).
Ez a Nikolaus August Otto, az Otto-motor feltalálója fiának, Gustav Ottónak 1916. március 7-én bejegyzett Gustav Otto Repülőgépgyárából jött létre. E dátumot szokás a hivatalos céges történetírásban az alapítás időpontjaként megadni. Castiglioni váltásával lett a BFW-ből BMW. Az eddig BMW-nek hívott vállalatból lett a Südbremse, amit ma Knorr Bremse-ként ismerünk.
Egy évvel a névváltoztatás után, 1923-ban Max Friz és Martin Stolle kifejlesztette az első motorkerékpárt, az R32-t, ezzel elkezdve egy új termelési ágazatot, a motorkerékpárok gyártását. Friznek a modell kifejlesztéséhez mindössze öt hétre volt szüksége. A mai napig megőrizték alapelvét: a boxermotort és ennek a váltóval közös egységbe szervezését.
1924-től megint gyártottak repülőgépmotorokat.

### Az autógyártás beindulása Eisenachban
1928-ban a BMW átvette az Eisenach Járműgyár RT.-t (Fahrzeugfabrik Eisenach AG), a Dixi kisautó előállítóját és ezzel autógyártóvá vált. 1929. március 22-étől kezdte a BMW első szériaautóját gyártani a türingiai Eisenachban. A modellt 3/15 PS-nek, ill. DA2-nek hívták és a brit Austin Seven licence volt. Berlinben szerelték össze az autót egy Ambi Budd-tól szállított karosszériával, mely a szintén Austin-engedéllyel készülő Rosengartra hasonlított. 1932-ben következett az első „igazi” BMW AM1 néven (Automobilkonstruktion München Nr. 1), ez volt az első saját BMW konstrukció, mely a Dixivel szemben nagyobbnak és technikailag fejlettebbnek hatott. Az első teljesen új konstrukció az 1933-ban bemutatott 303-as volt 1,2 literes hathengeres motorral, Fritz Fiedler (1899–1972) munkája. Az 1933-tól újra jelentőssé váló repülőgépmotor-gyártás mellett az autó- és motorkerékpár-ágazat szinte mellékessé vált. Eisenach-ban is új gyárat avattak repülőgépmotorok számára. Ennek ellenére sikerült a cégnek néhány komoly modellt összehoznia: a 326-ost (1935), a 327-est (1937) és az 1936-ban bemutatott 328-as roadstert. Különösen a 328-as volt meggyőző, konstrukciója mellett számos autóverseny, például az 1940-es Mille Miglia megnyerésével. Ez a modell alapozta meg a BMW napjainkig tartó hírnevét mint sportos autók gyártója. A briteknek annyira tetszett az autó, hogy engedéllyel Frazer-Nash néven utángyártották. Ez a cég már 1934 óta használt importált BMW motorokat.

### A második világháború alatt
A háború kitörése után a BMW teljesen a repülőgépmotorok gyártására koncentrált. Az egyik legfontosabb a többek között a Focke-Wulf Fw 190-be épített 2000 lóerős 801-es motor volt. Ezenkívül a BMW gyártott a Wehrmacht számára oldalkocsis motorokat, továbbá 1937 és 1942 között a 325-ös autómodellt. A hadsereg céljaira a Stoewer és a Hanomag cégekkel közösen könnyű személygépkocsikat (LEPKW, Leichter Einheits-PKW) állítottak elő.

A BMW a repülőgépmotorok gyártásához alkalmazott kényszermunkásokat, akiket az allachi külső táborban és a dachaui koncentrációs táborban helyeztek el.

### A háború után

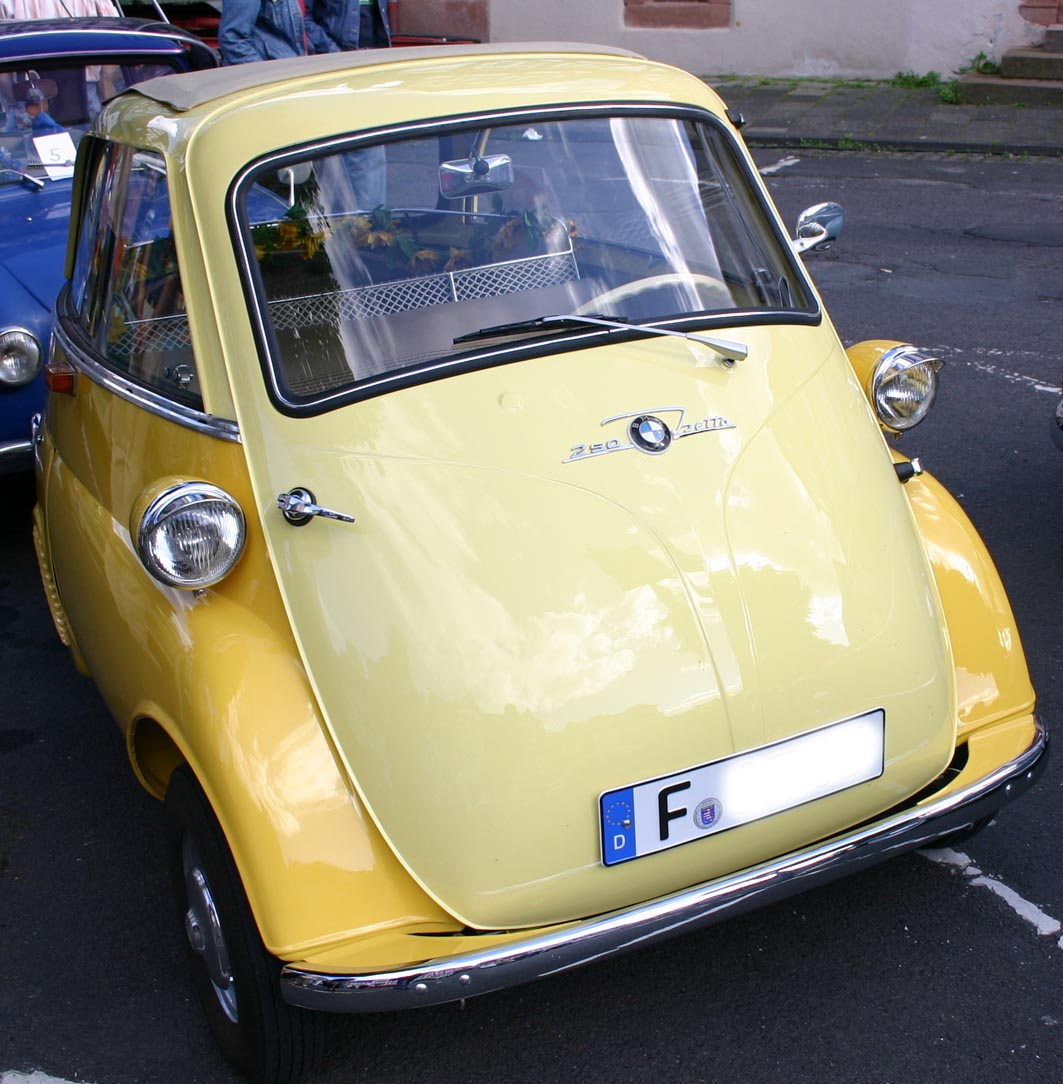
BMW Isetta

1945-ben a müncheni törzsgyár majdnem teljesen megsemmisült, az Eisenachi üzem a Szovjetunió érdekövezetébe került. Mivel az utóbbi telephely birtokában volt minden szükséges termelőeszköznek, ezért a háború előtti típusokat azonnal tudták kínálni. A müncheni BMW nem akarta elfogadni, hogy úgy gyártsanak autókat a nevén, hogy a folyamatra nincs befolyása. Ezért 1951-ben a cég bírósági úton megtiltotta az eisenachiaknak a névhasználatot. Ezután a keletnémet járműveket EMW néven kínálták, majd a gyárat 1952-ben Állami Üzemmé (Volkseigenen Betrieb, VEB) nyilvánították.
Münchenben eddig még nem gyártottak autókat, a BMW motorkerékpárok, konyhai edények és fékek gyártásával maradt fenn. Az első háború utáni modellt, az 501-es luxusautót elsősorban hathengeres, majd V8-as motorokkal gyártották. Az autó előállítása annyira költséges volt, hogy a cég minden eladott példányon négyezer márkát vesztett. További probléma volt az ötvenes évek közepétől erősen csökkenő motorkerékpárpiac. Még az 1955-ben az olasz ISO-konszern engedélyével gyártásba vett Isetta sem tudta a gyorsan erősödő pénzügyi válságot megakadályozni. A Der Spiegel 1959-ben azt írta, hogy a termelésben lévő 501-essel és az Isettával a vállalat bankigazgatóknak és napidíjasoknak készít autókat. A modellprogramból hiányoztak a középosztály számára készített autók.

### Válság, az önállóság elvesztésének veszélye
Miután az 1958-as és 1959-es üzleti évben a cég komoly veszteségeket könyvelt el, 1959. december 9-én következett a drámai vezetőségi ülés. A Deutsche Bank által kinevezett igazgatóság és felügyelőbizottság előterjesztett egy ajánlatot, mely szerint a BMW-t eladják a Daimler-Benz Részvénytársaságnak a kisrészvényesek kielégítése mellett. Úgy tűnt, hogy a BMW sorsa megpecsételődött, mert a Deutsche Bank a részvénytőke felét képviselte. Ekkor a személyi állományból, az üzemi tanácsokból, autókereskedőkből és kisrészvényesekből kialakuló szövetség elutasította az ajánlatot, hogy a darmstadti részvényesek, Erich Nold szénkereskedő és Dr. Friedrich Mathern frankfurti ügyvéd segítségével a társaság mérlegét megvizsgáltathassák. Ehhez elég volt a szavazatok 10%-a is. A mérleg ekkor valóban hibásnak bizonyult, hiszen az új 700-as modell fejlesztési költségeit éven belül szabálytalanul leírták. Így a cég elkerülte a felvásárlást.

### Talpraállás, a Glas cég átvétele

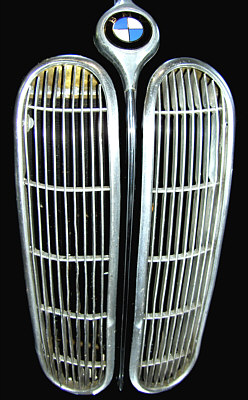
A BMW személyautóinak stílusjegye, a hűtőrácson található két „vese”

A BMW független maradt, de még mindig hiányzott a keresett középosztályú modell, melynek kifejlesztésére nem volt pénz. Ekkor jelent meg a cégnél a Bad Homburg-i iparos, Herbert Quandt. Kész volt arra, hogy egy tőkekivonást követő tőkeemelés során a ki nem osztott részvényeket átvegye. Ez történt, a Quandt-csoport tőkerészesedése 60%-ra nőtt, és a bankok elvesztették a befolyásukat a BMW-ben. Így, továbbá az allachi turbinaüzem eladása révén a vállalat elegendő pénzhez jutott a hiányzó típus kifejlesztéséhez. Az autónak nagy teljesítményű limuzinnak kellett lennie, mert a 60-as években a Borgward konkurenciája által keletkezett egy piaci rés. Utóbbi ugyanis Isabella modelljével egy bevált kocsit tudott kínálni ebben a kategóriában.
1962-ben mutatták be az 1500-ast, mely kezdeti nehézségek után az 1800-as és 2000-es változatokkal együtt nagy siker lett, melyet a túrakocsiversenyeken elért győzelmei csak fokoztak. A cég helyzete az 1966-ban bemutatott 02-es szériával (1602, 1802, 2002) szilárdult meg. 1967-ben átvették a dingolfingi Hans Glas GmbH-t, és saját termelési központtá fejlesztették. A Glas termelési programjából néhány modellt még egy ideig továbbra is gyártottak BMW-Glas márkanéven és BMW logóval. Ezek kifutásával a Glas név eltűnt. Az 1968-ban bemutatott BMW E3 2500, később 2800, 3,0 SI nyugodt járása és menettulajdonságai miatt a szakmai közönség egyik kedvence volt.

### A Kuenheim-éra
1970-től 1993-ig Eberhard von Kuenheim volt az igazgatóság elnöke. Ebben az időszakban a forgalom a 18-szorosára nőtt, az autógyártás a négyszeresére, a motorkerékpár-gyártás a háromszorosára, az alkalmazottak száma 23000-ről 71000-re. Új telephelyek létesültek Németországban (Regensburg, Spandau), Ausztriában, Dél-Afrikában és az Egyesült Államokban.

1973-ban kezdték építeni a müncheni olimpiai falu közelében a „Négy Hengert”, az új üzletvezetési központot. 1985-ben nyílt meg a Kutatási és Fejlesztési Központ, a FIZ, a BMW „gondolatgyára” hatezer munkahellyel.

### Kudarc a Roverrel
A 90-es évek elején a BMW azt hitte, csak nagy gyártóként lesz képes fennmaradni a világpiacon. Azért vette át 1994-ben a brit Rover Csoportot (Rover, MG, Mini, Land Rover), hogy ne kelljen új alvázat kifejlesztenie elsőkerékhajtású modellek számára és hogy gyorsan növelni tudja kapacitását. Ez a hibás döntés komoly következményekkel járt, a BMW összesen kilenc milliárd márkát vesztett, Bernd Pischetsrieder akkori igazgatósági elnök és Wolfgang Reitzle technikai igazgató pedig lemondott.
A kapcsolat a Roverrel kezdettől nem volt súrlódásmentes. A még a Hondával közös vállalat által kifejlesztett termékek elöregedtek és a piacon elvesztették vonzerejüket. A kidolgozás minősége is kívánnivalókat hagyott maga után. A kissé ódivatú vonalvezetés és a Rover hiányzó imázsa következtében az eladási célokat sosem érték el. Ehhez jött még a házon belüli verseny, az 1999-ben a BMW által bevezetett X modellek (akkor még csak az X5) konkurenciát jelentettek a Land Rover számára. Mivel 1994 és 2000 között az angol font harminc százalékkal felértékelődött a német márkával szemben, a Rover veszteségei erősen megnőttek.
Ezen okokból a BMW 2000. március 16-án behúzta a vészféket és befejezte a Rover projektet. Az MG-t szimbolikus öt fontért adták el egy brit befektetői csoportnak. Mivel az új Range Rover fejlesztése már befejeződött, a Land Rover már lényegesen több pénzért lett a Fordé. A BMW Csoport csak a Mini névhez kapcsolódó jogokat tartotta meg.

### Rolls-Royce
2002-ben a BMW megszerezte a Rolls-Royce védjegy jogosultságát a Rolls-Royce plc-től.2003-ban piacra dobták az ekkorra már kifejlesztett Phantom luxuslimuzint, a gyártásnak külön telephelyet hoztak létre Goodwoodban, Angliában. Az eredeti gyár Crewe-ban a Volkswagen cég tulajdonában maradt korábbi testvérmárka Bentley modelljeit állítja elő.

### BMW önvezető technológiái
A BMW Csoport 2016 júliusában kezdte meg együttműködését az Intellel (félvezető áramkör gyártó konszern) és az optikai szenzorokra szakosodott Mobileye vállalattal. A társulás célja, hogy 2021-re a teljesen automatizált autók sorozatgyártása megvalósuljon, ezért csatlakozott be még a Continental, mely fontos szerepet játszik a platformok iparosításában.
A Continental kompetenciája az igényelt termékek és szolgáltatások teljes körére kiterjed: környezetérzékelő szenzorok, környezeti modell, vezetési funkciók, rendszer architektúra, funkcionális biztonság, vezérlőegységek, fékrendszerek, abroncsok, teljes meghajtási rendszerek, valamint az ember-gép kommunikációhoz szükséges rendszerek és rendszer hitelesítések. 2017-ben A Fiat-Chrysler Automobiles is csatlakozott az együttműködéshez, sőt, a Delphi autóipari alkatrész beszállító vállalatok is, így még hatékonyabban tudják megosztani a milliárdos fejlesztési költségeket.
Az önvezető BMW-k tesztje 2017-ben kezdődött meg Münchenben, amerikai nagyvárosokban és Jeruzsálemben is. A közel 40 autó volánja mögött 1-1 sofőr foglal helyet, hogy szükség esetén beavatkozhassanak, hiszen a parkolóhelyek keresés, a kerékpárosok és a gyalogosok felismerése jelent még nagyobb kihívást, az autópályákon már hosszabb ideje futnak a folyamatos kísérletezések. Az önvezetés negyedik szintjénél az autó képes lesz saját magát vezetni, a sofőr beavatkozása akkor kell, ha a körülmények túlságosan összetetté válnak a mesterséges intelligencia számára. Az ötödik szintet 2020 elején kezdik el a tervek szerint tesztelni, hogy 2030-ra már elérhető legyen.

### Időrendben

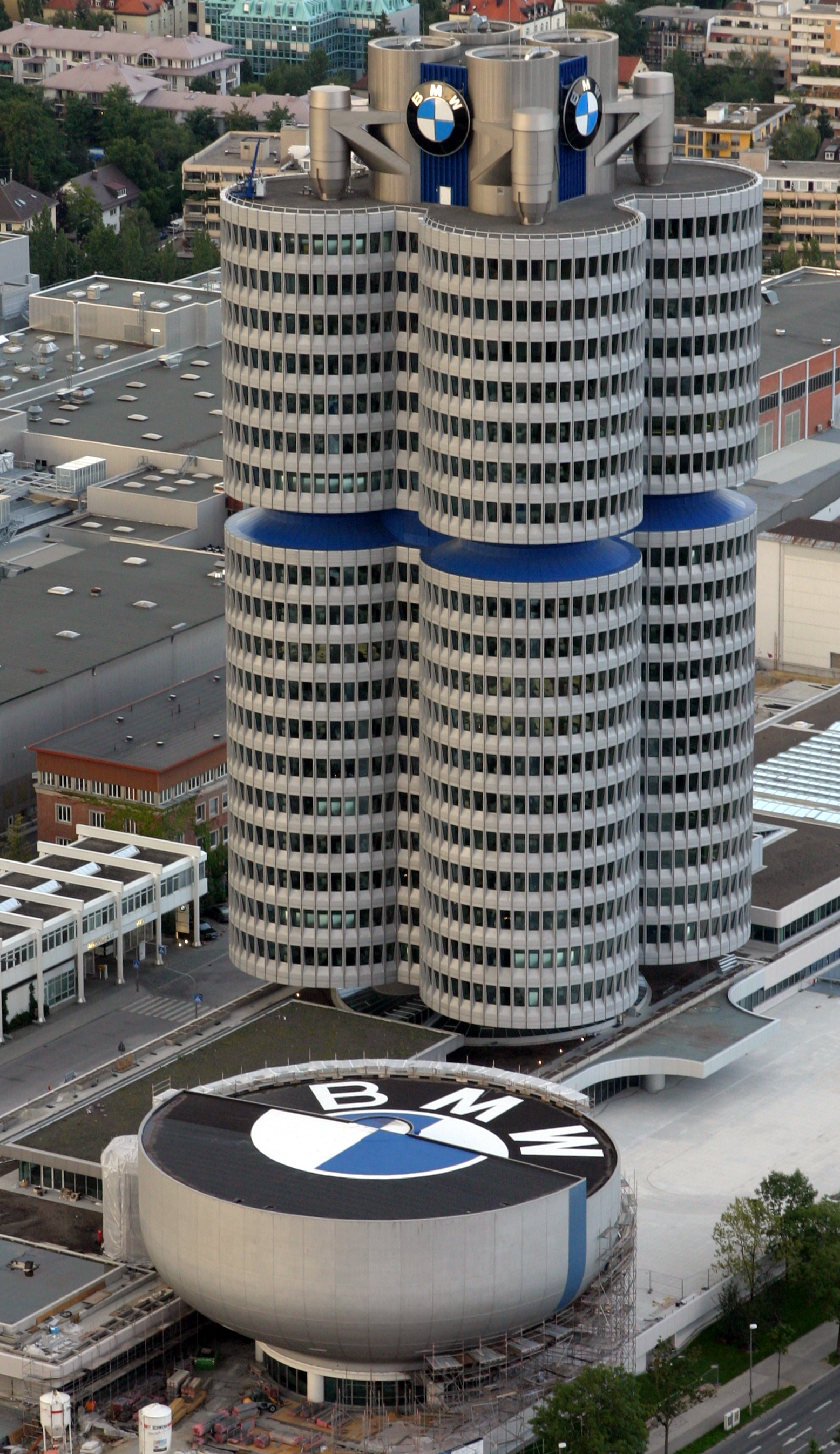
Négy Henger – a BMW központi irodája a müncheni Olimpiatoronyból nézve, előtte a kulcsformájú BMW Múzeum

- 1916: a Bajor Repülőgépgyár megalapítása (Bayerische Flugzeug Werke, BFW)
- 1917: a Rapp Motorgyár átnevezése Bajor Motorgyárra (Bayerische Motoren Werke GmbH)
- 1918: részvénytársasági forma; Franz Josef Popp lesz a BMW első általános igazgatója
- 1922: a Bajor Repülőgépgyárból BMW lesz
- 1923: az első motorkerékpár
- 1928: az Eisenach Járműgyár Rt. átvétele
- 1929: az első autók, a BMW 3/15 PS, ill. az AM1 gyártása megindul Eisenachban
- 1934: a repülőgépmotorok gyártásának leválasztásával megalakul a BMW Repülőgépmotorépítő Kft. (BMW Flugmotorenbau GmbH)
- 1944: a szövetségesek bombázásai közben a müncheni gyár gyakorlatilag megsemmisül
- 1945: engedély az amerikai hadsereg járműveinek javítására és a motorkerékpárok gyártására, egyidejűleg a müncheni és az allachi gyárak lebontása
- 1948: az első háború utáni motorkerékpár
- 1959: történelmi gyűlés, melyen azt tárgyalják meg, hogyan kerülhető el a Daimler-Benz által történő felvásárlás
- 1960: a BMW 7000 alkalmazottat foglalkoztat 239 millió márkás éves forgalom mellett
- 1961: a legendás Paul G. Hahnemann üzemvezető lesz
- 1963: először fizet a cég osztalékot; Karl Heinz Sonne az új igazgatósági elnök
- 1967: a Hans Glas GmbH átvétele
- 1969: a motorkerékpárüzem átköltöztetése Berlinbe; a BMW 21000 alkalmazottat foglalkoztat másfél milliárd márkás forgalom mellett
- 1970: Eberhard von Kuenheim veszi át az igazgatósági elnök posztját, melyet egészen 1993-ig meg is őriz; a Herbert Quandt Alapítvány megalapítása
- 1972: az új igazgatósági épület, a Négy Henger építése München-Milbertshofenben; a dél-afrikai üzem megépítése; a BMW M GmbH alapítása egyes modellek továbbfejlesztésére
- 1973: új gyár megnyitása Landshutban
- 1978: a DLR-el együttműködésben üzemanyagcellás elven működő 5-ös bemutatása; a BMW 30000 alkalmazottat foglalkoztat hat milliárd márkás forgalom mellett
- 1979: Steyrben, Ausztriában új motorgyár avatása
- 1984: új motorkerékpárüzem avatása Berlin-Spandauban
- 1985: a Kutatási- és Fejlesztési Központ (Forschungs- und Innovationszentrum, FIZ) építésének kezdete
- 1987: a regensburgi gyár megnyitása
- 1990: a FIZ hivatalos megnyitása; a BMW 70900 alkalmazottat foglalkoztat 27,1 milliárdos forgalom mellett
- 1992: a spartanburgi (Dél-Karolina, USA) üzem megnyitása
- 1993: Bernd Pischetsrieder az igazgatósági elnök
- 1994: a Rover Csoport megvétele a Mini márkával együtt
- 1999: a BMW szerződést köt az orosz Autotor céggel Kalinyingrádban, megkezdődik az autógyártás; Joachim Milberg az új igazgatósági elnök

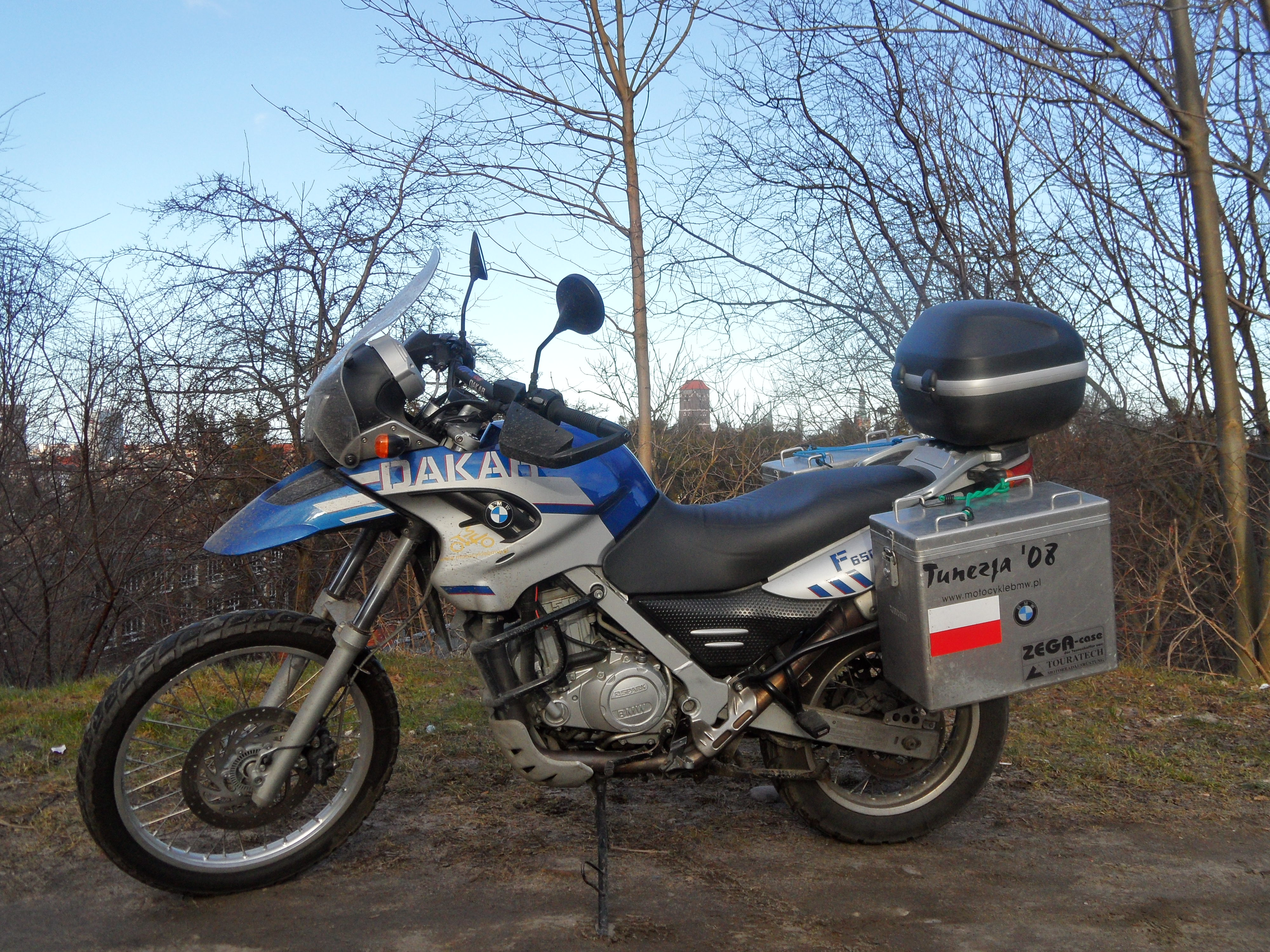
BMW F 650 GS Dakar (2004)

- 2000: létrejön az Eberhard von Kuenheim Alapítvány; végső összeszereléshez üzem nyitása Thaiföldön; az MG Rover és a Land Rover eladása
- 2001: üzem nyitása Hams Hallban (Warwickshire, Anglia)
- 2002: Helmut Panke az igazgatósági elnök; a lipcsei gyár építésének megkezdése
- 2003: a Rolls-Royce név jogainak megszerzése; vegyes vállalat létrehozása a kínai Brilliance China Automotive Holdinggal gyártásra és forgalmazásra
- 2004: a cég bejelenti, hogy még az aktuális 7-es osztály modellciklusa idején bemutatnak egy szériaérett üzemanyagcellás autót; a müncheni BMW Welt rendelési központ építésének megkezdése
- 2005: június 15-én a Központi Alkatrészrendelési Központ hivatalos megnyitása Gaubitzhausenben (2.70 gyár); május 13-án a lipcsei gyár hivatalos megnyitása
- 2006: Norbert Reithofer igazgatósági elnök
- 2007: végső összeszereléshez üzem nyitása Csennaiban (korábban Madras, India); a BMW Welt megnyitása Münchenben
- 2008: A BMW múzeum megnyitása június 19-én a négyéves felújítási munkálatok után
- 2011: Megszületik a BMW i-Series. Az almárka a későbbiekben a hibrid ill. elektromos modellek fejlesztéséért felel.
- 2011: autómegosztó szolgáltatás (car-sharing) elindítása DriveNow néven.
- 2013: Bemutatkoznak az első sorozatgyártású i-Series modellek: az i3 és az i8.

## Igazgatói
- 1922–1942 Franz Josef Popp
- 1942–1944 Fritz Hille
- 1948–1957 Hanns Grewenig
- 1957–1960 Dr. Heinrich Richter-Brohm
- 1962–1965 Dr.oec. Karl-Heinz Sonne
- 1965–1969 Gerhard Wilcke
- 1970–1993 Dr. Eberhard von Kuenheim
- 1993–1999 Bernd Pischetsrieder
- 1999–2002 Prof. Dr. Joachim Milberg
- 2002–2006 Dr. Helmut Panke
- 2006-2015 Dr. Norbert Reithofer
- 2015-2019 Harald Krüger
- 2019- Oliver Zipse

## Jelenlegi modellkínálat
A jelenlegi modelleket méretosztályonként tartják számon. A BMW 2004-ben bejelentette, hogy a szedánokat és kombikat (nevük Touring) páratlan, míg a kupékat és kabriókat páros számmal jelöli. Ez a hagyomány még 1976-ban indult a 6-os sorozattal és 1989-ben folytatódott a 8-assal, de ideiglenesen megszakadt, amikor az utóbbi gyártását befejezték 1999-ben.
A 3-as, 5-ös, 6-os BMW-kből megjelent egy sportosított -M változat is. Az X sorozat a cég SUV kínálatát jelenti, X1-től X7-ig. A roadster kategóriában a Z4-est lehet megtalálni. Az i sorozat cég hibrid és elektromos meghajtású különleges palettája, jelenleg az i3 és i8 a tagja.

## 1-es sorozat
Az 1960-as évek 2002-es sportszedánjának leszármazottja, kategóriája egyetlen hátsókerékhajtású autója az F40-es generációig. Az első generáció még elérhető volt 3 és- 5 ajtós, kupé és kabrió változatban is.
A második generációtól a 2-es sorozat néven lehet a Coupe és Cabrio megvásárolni. Modellek: (116i-122LE-160Nm), (116d-116LE-260Nm), (118i-143LE-190Nm), (118d-143LE-300Nm), (120i-170LE-210Nm), 120d-177LE-350Nm), (123d-204LE-400Nm), (125i-218LE-270Nm), (130i-265LE-315Nm), (135i-306LE-400Nm)

### Első generáció (2004-2013)

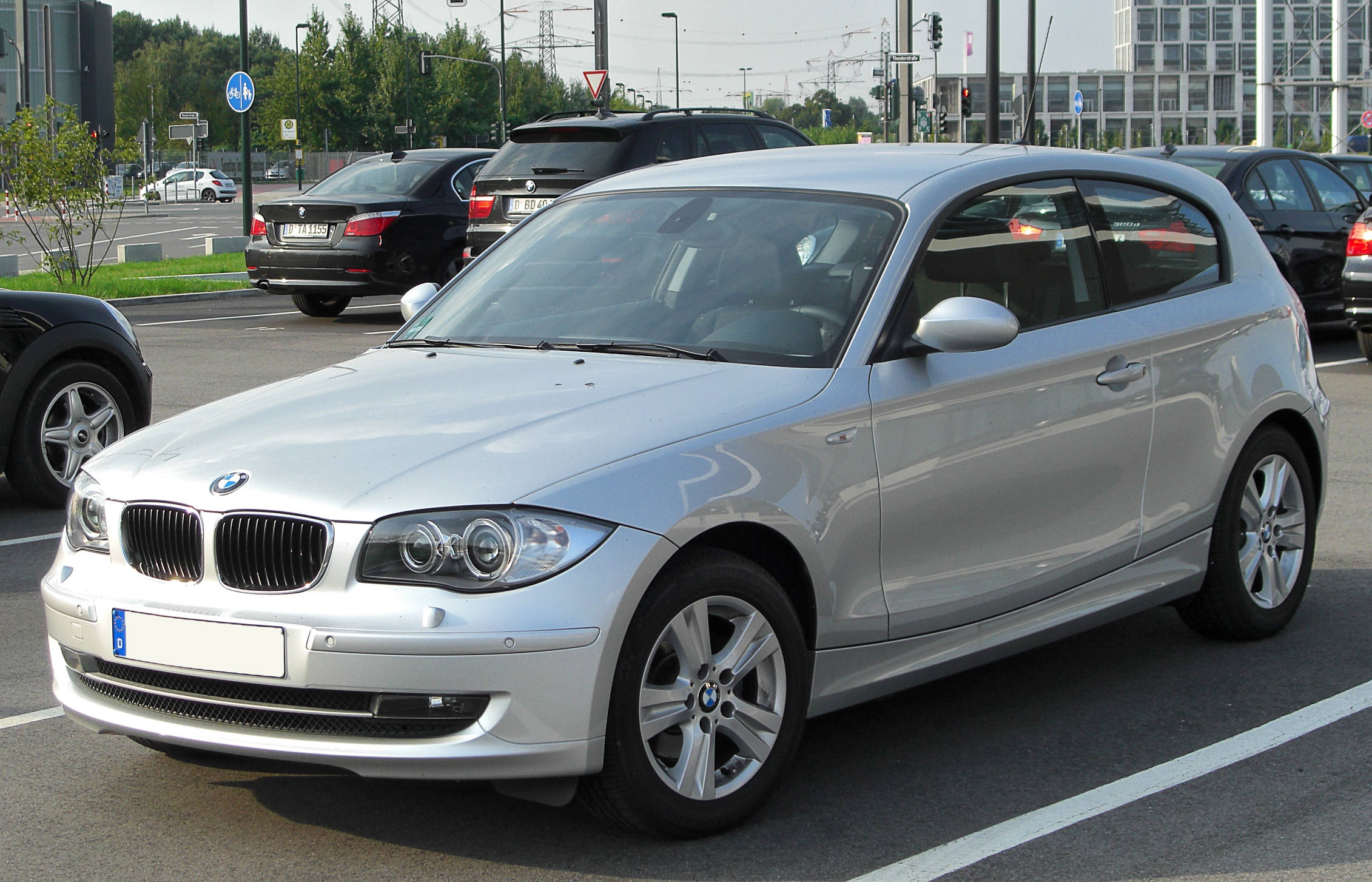
BMW E81 (3 ajtós csapott hátú)
- BMW E82 (coupé)
- BMW E87 (5 ajtós csapott hátú)
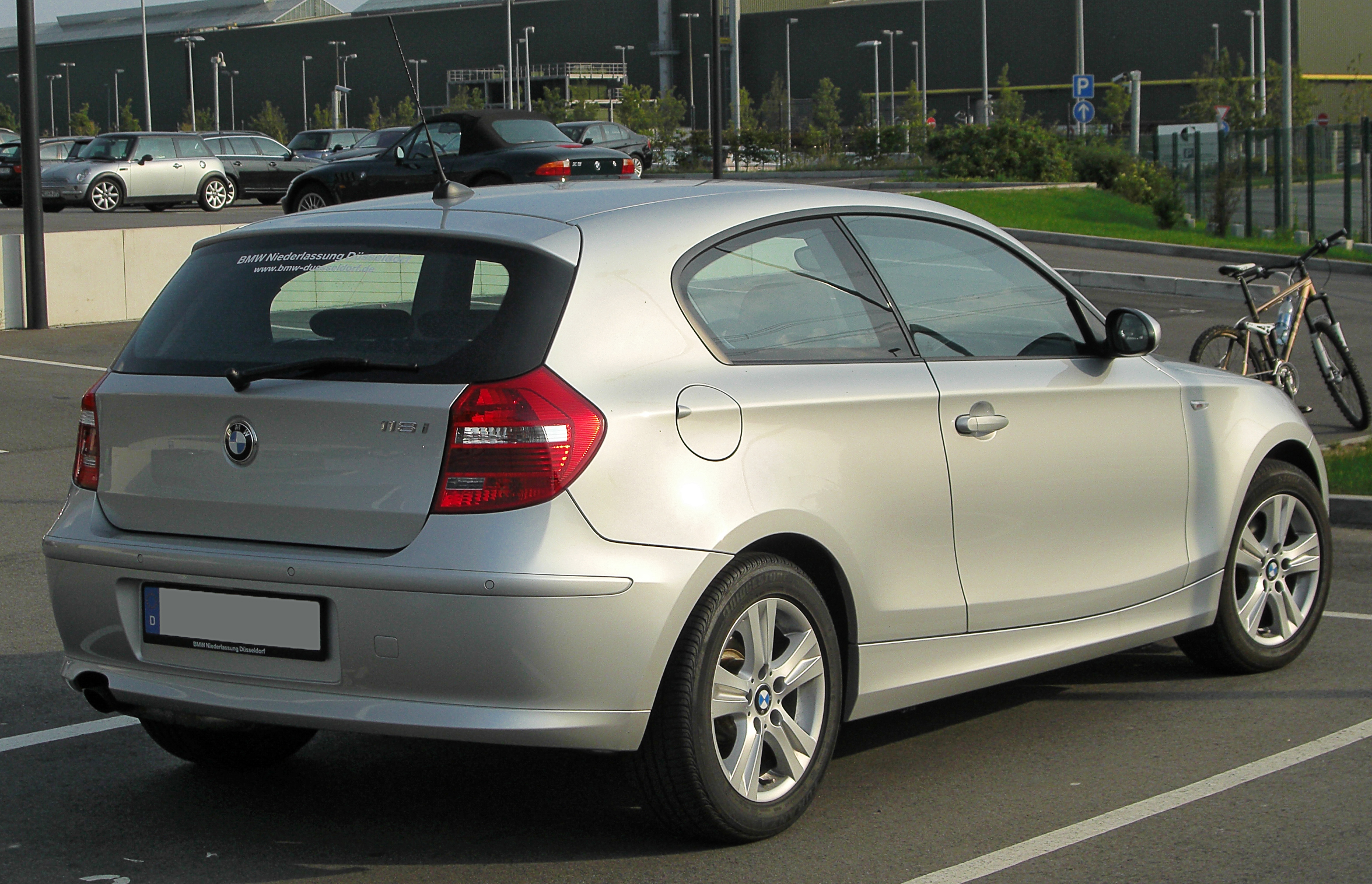
BMW E88 (kabrió)  - BMW E81 eleje
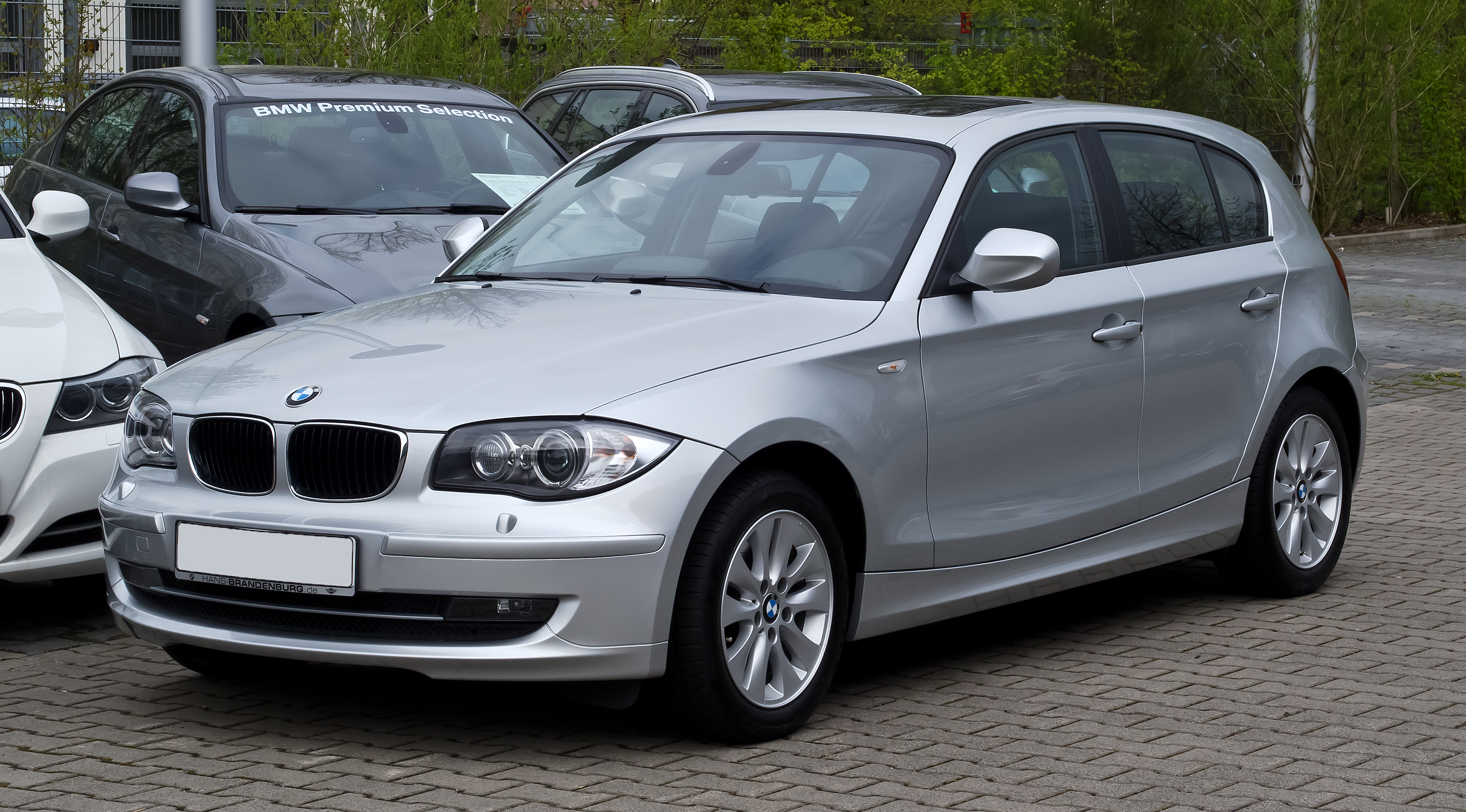
BMW E87 eleje
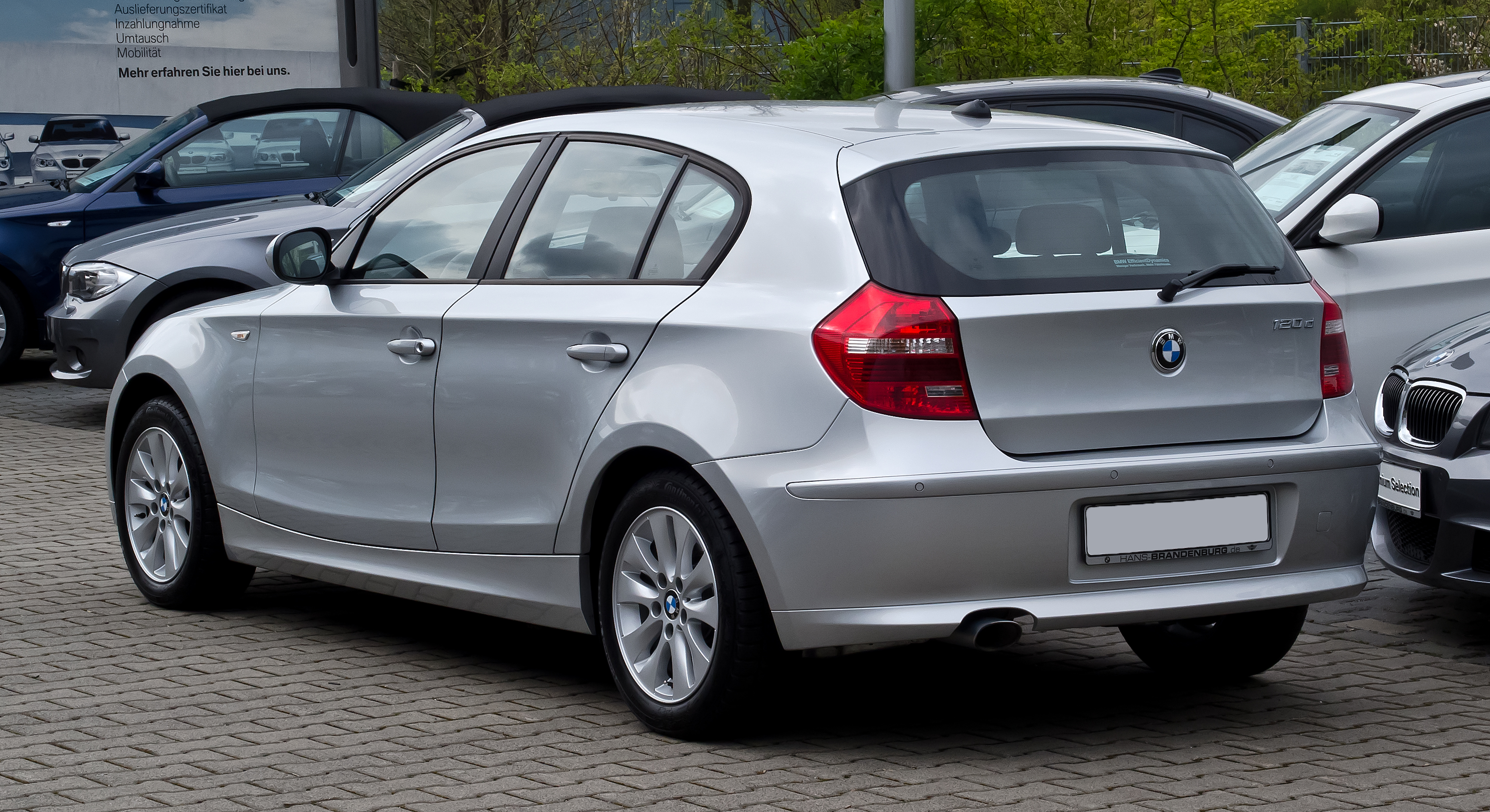
BMW E87 hátulja
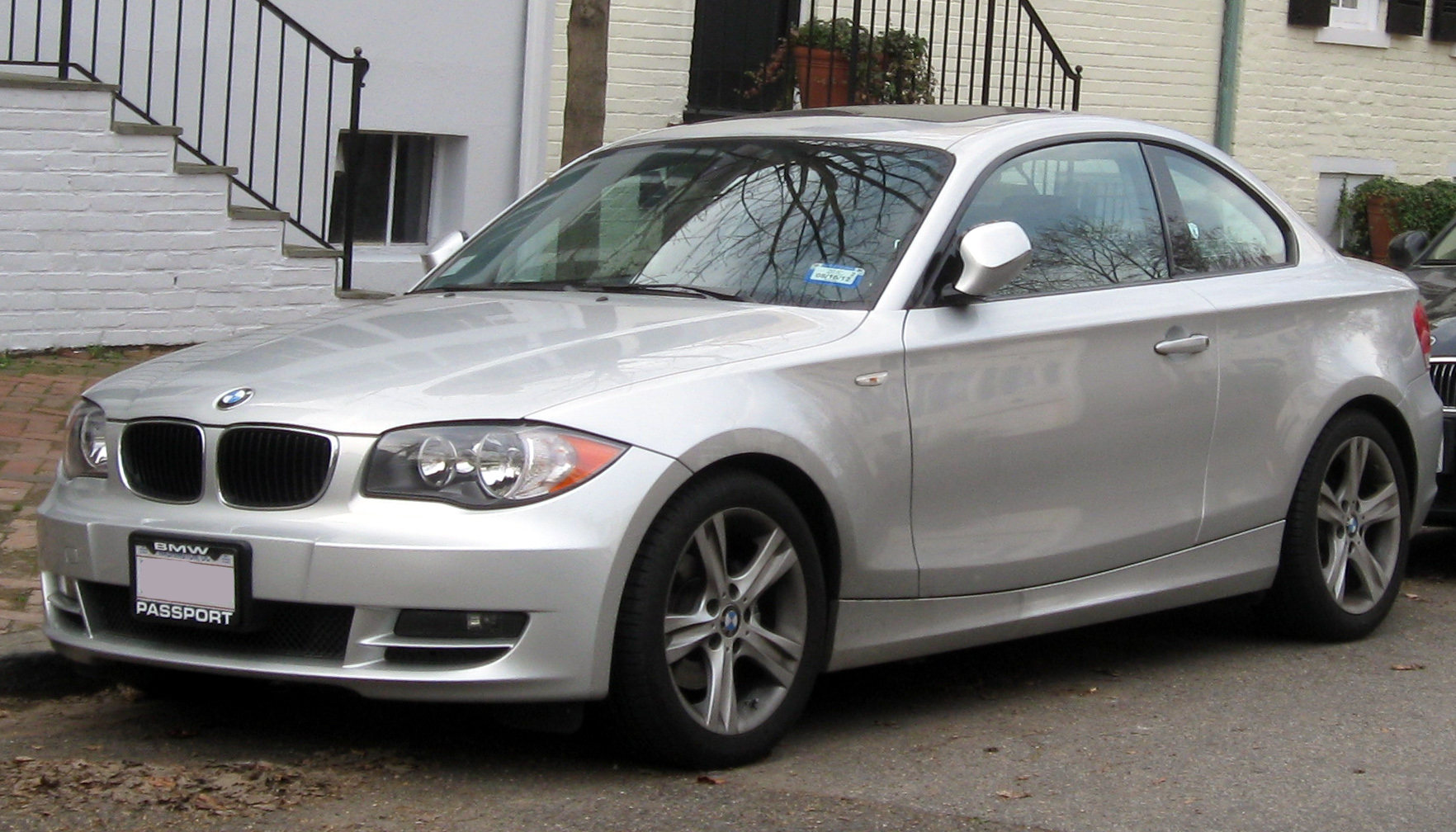
BMW E82 eleje
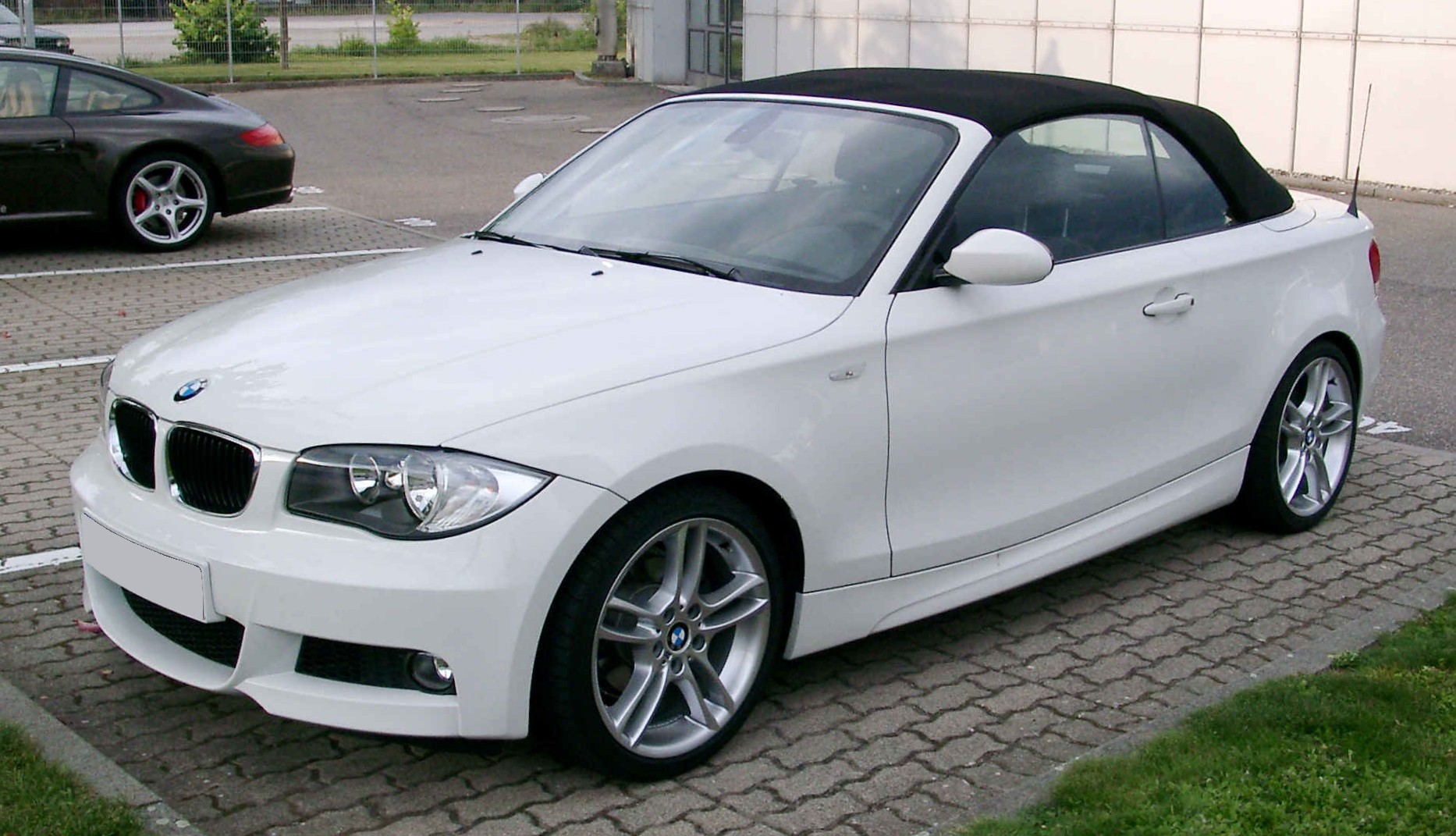
BMW E88 eleje
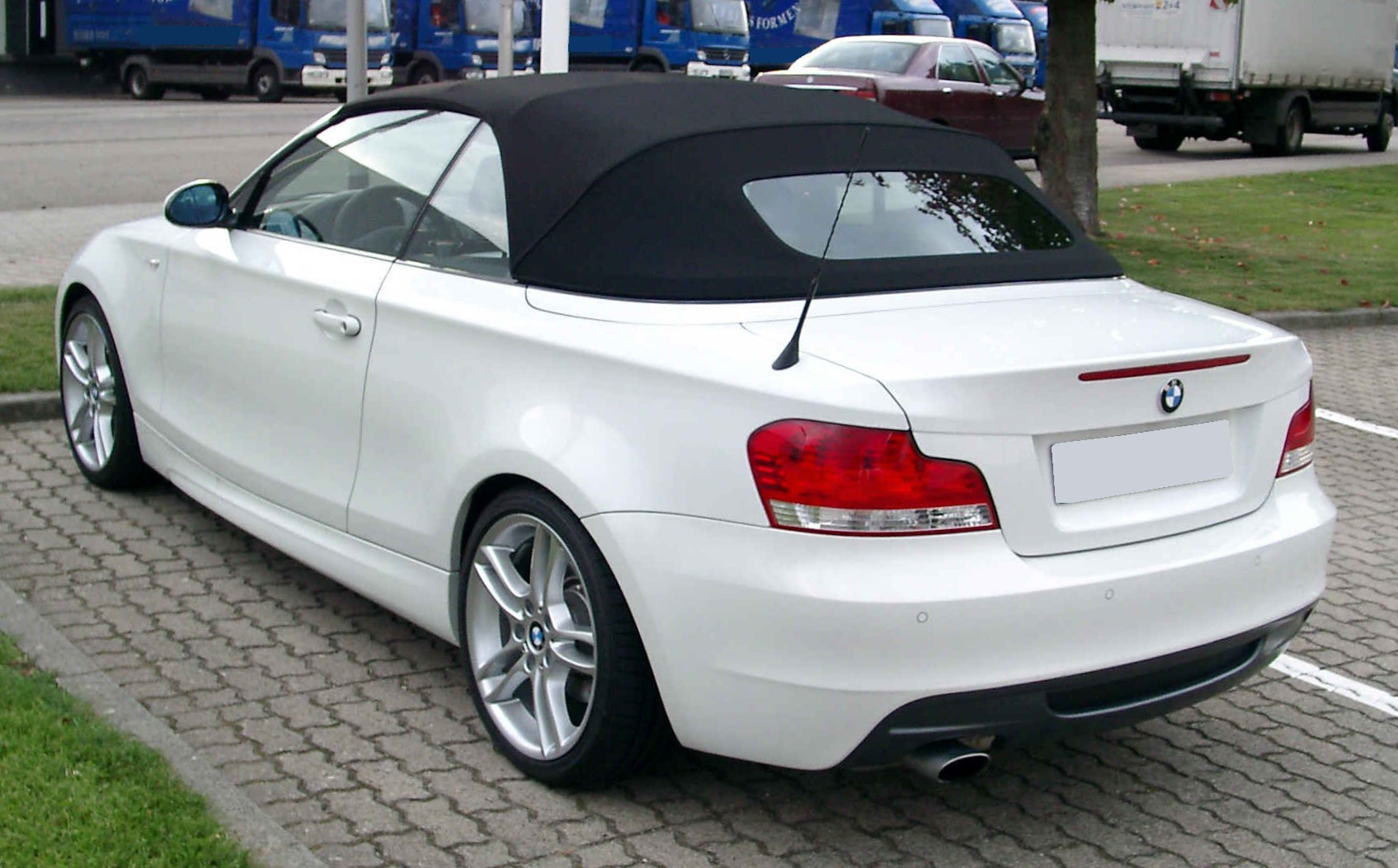
BMW E88 hátulja
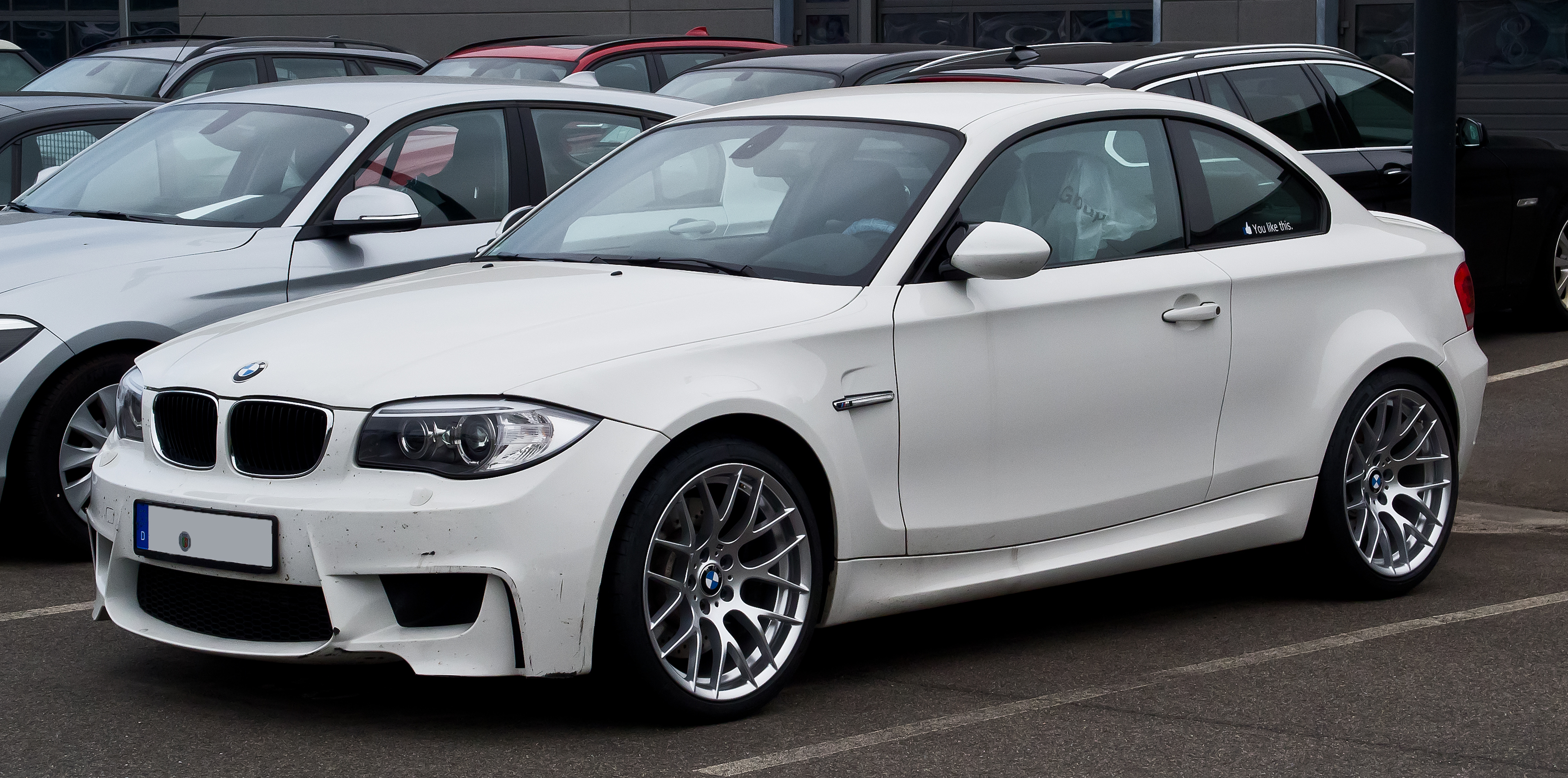
M-pakettes BMW E82 eleje
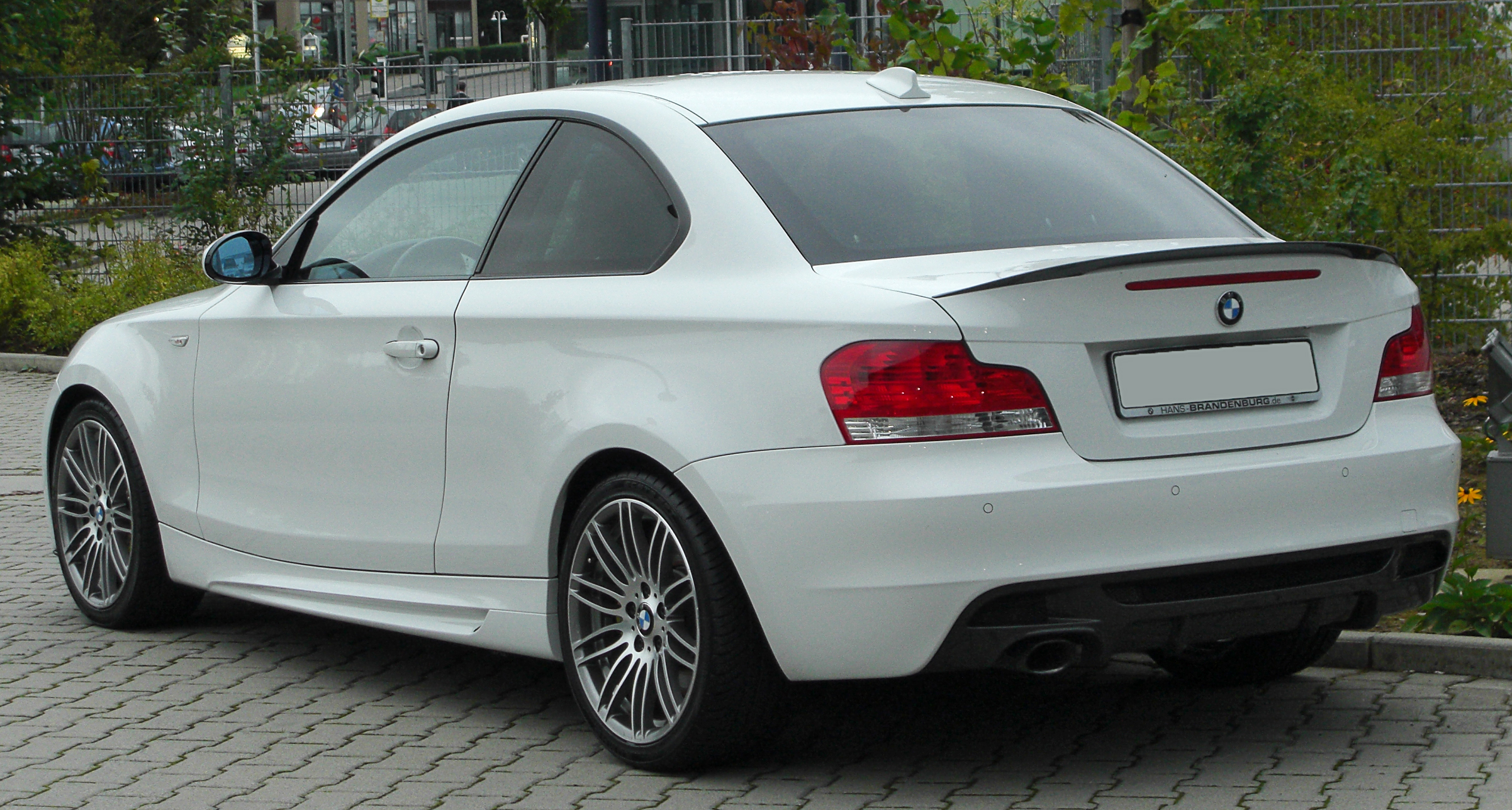
M-pakettes BMW E82 hátulja
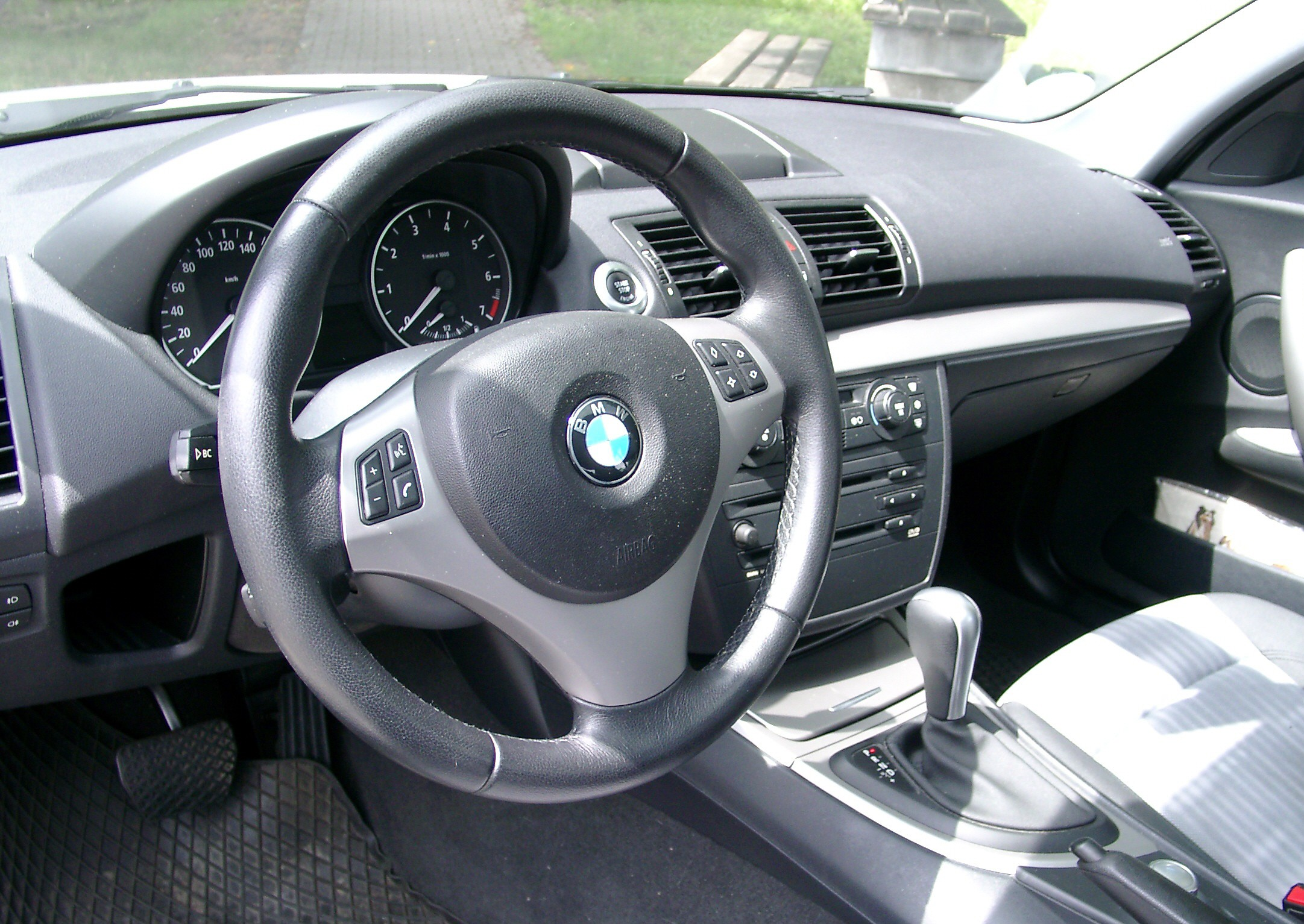
A belseje
  - BMW E81 hátulja
  - BMW E87 eleje
  - BMW E87 hátulja
  - BMW E82 eleje
  - BMW E88 eleje
  - BMW E88 hátulja
  - M-pakettes BMW E82 eleje
  - M-pakettes BMW E82 hátulja
  - A belseje

### Második generáció (2011-2019)

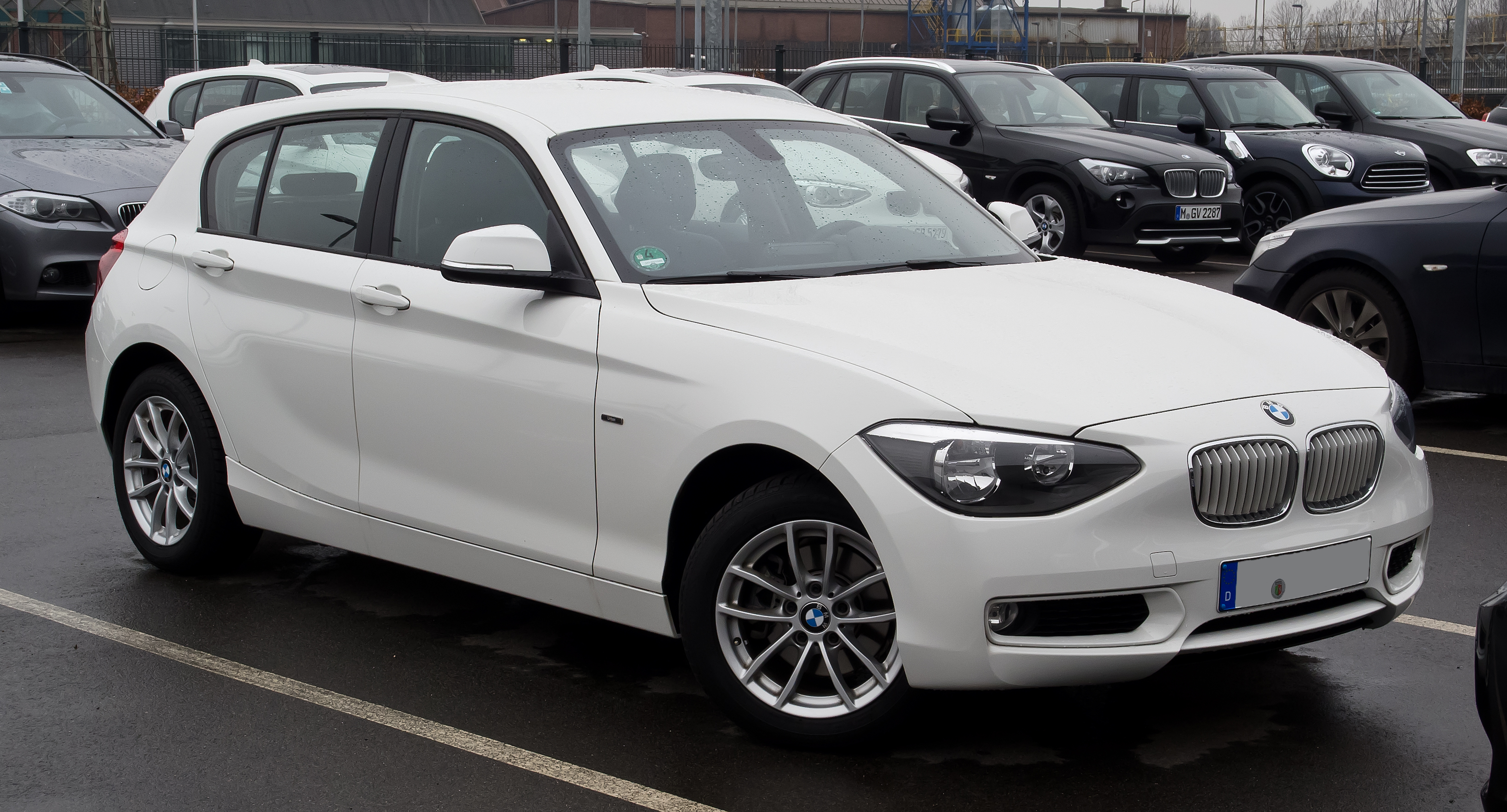
BMW F20 (5 ajtós csapott hátú)
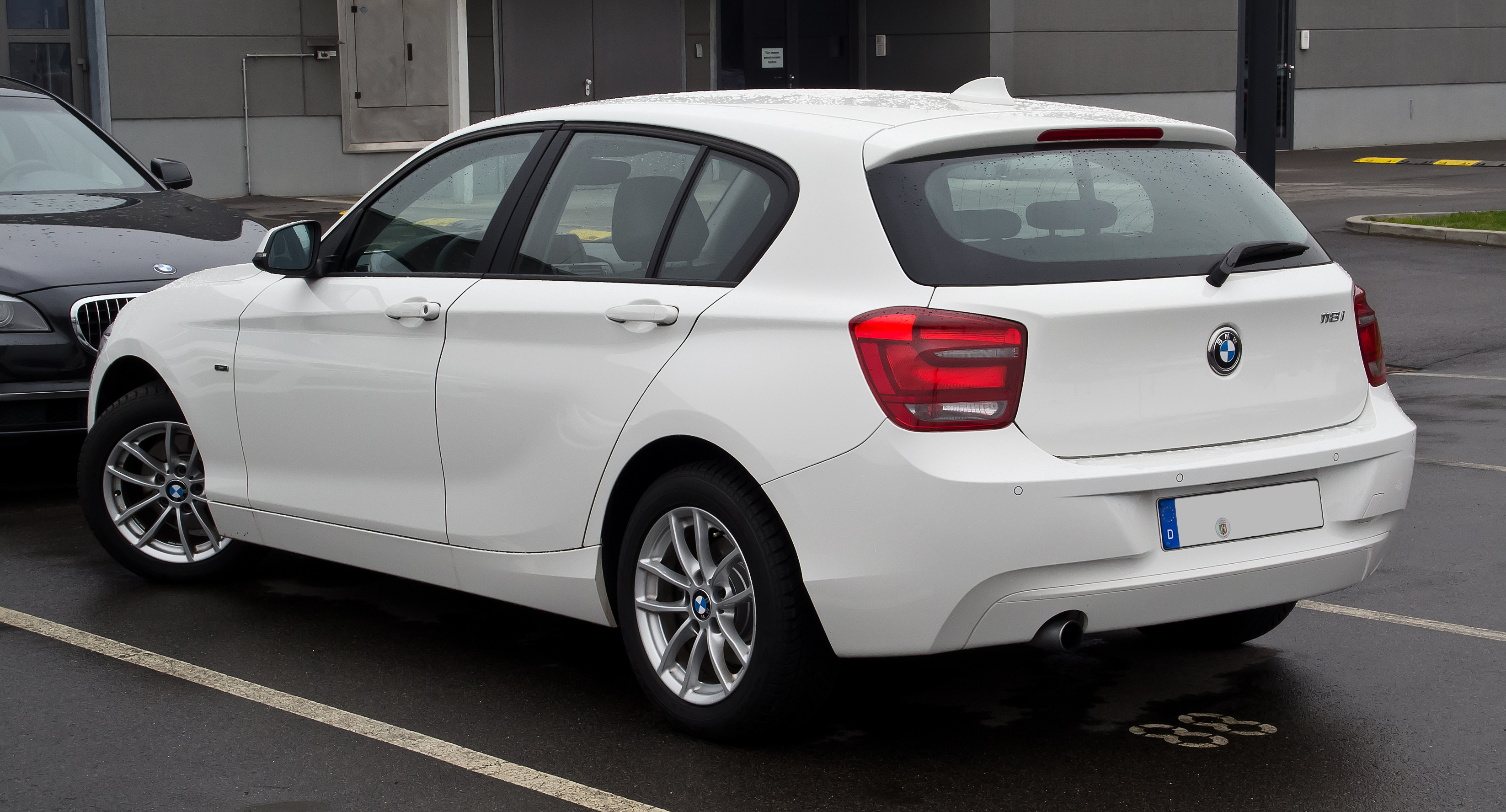
BMW F21 (3 ajtós csapott hátú)  - BMW F20 eleje (118i)
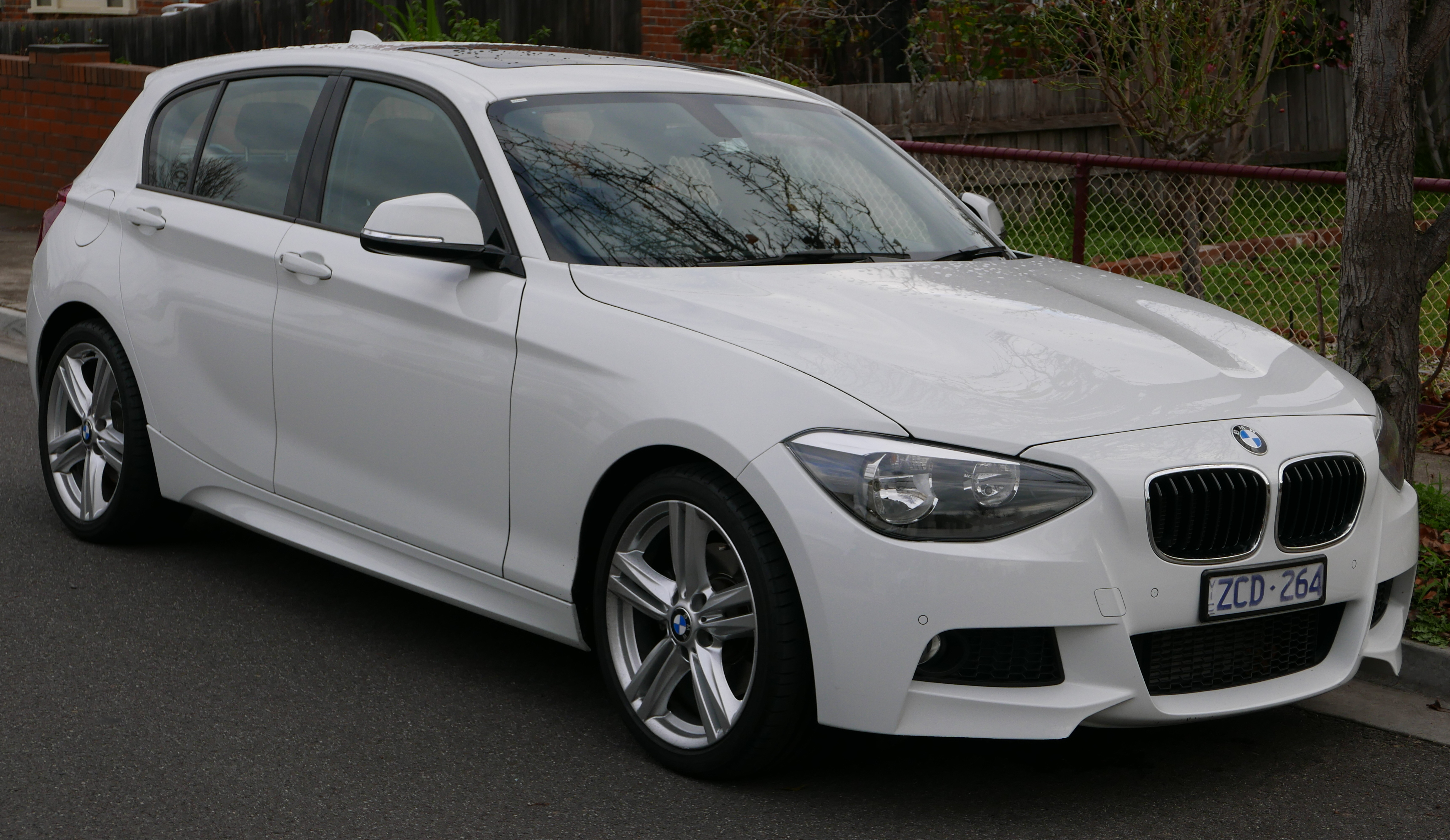
M-pakettes BMW F20 eleje
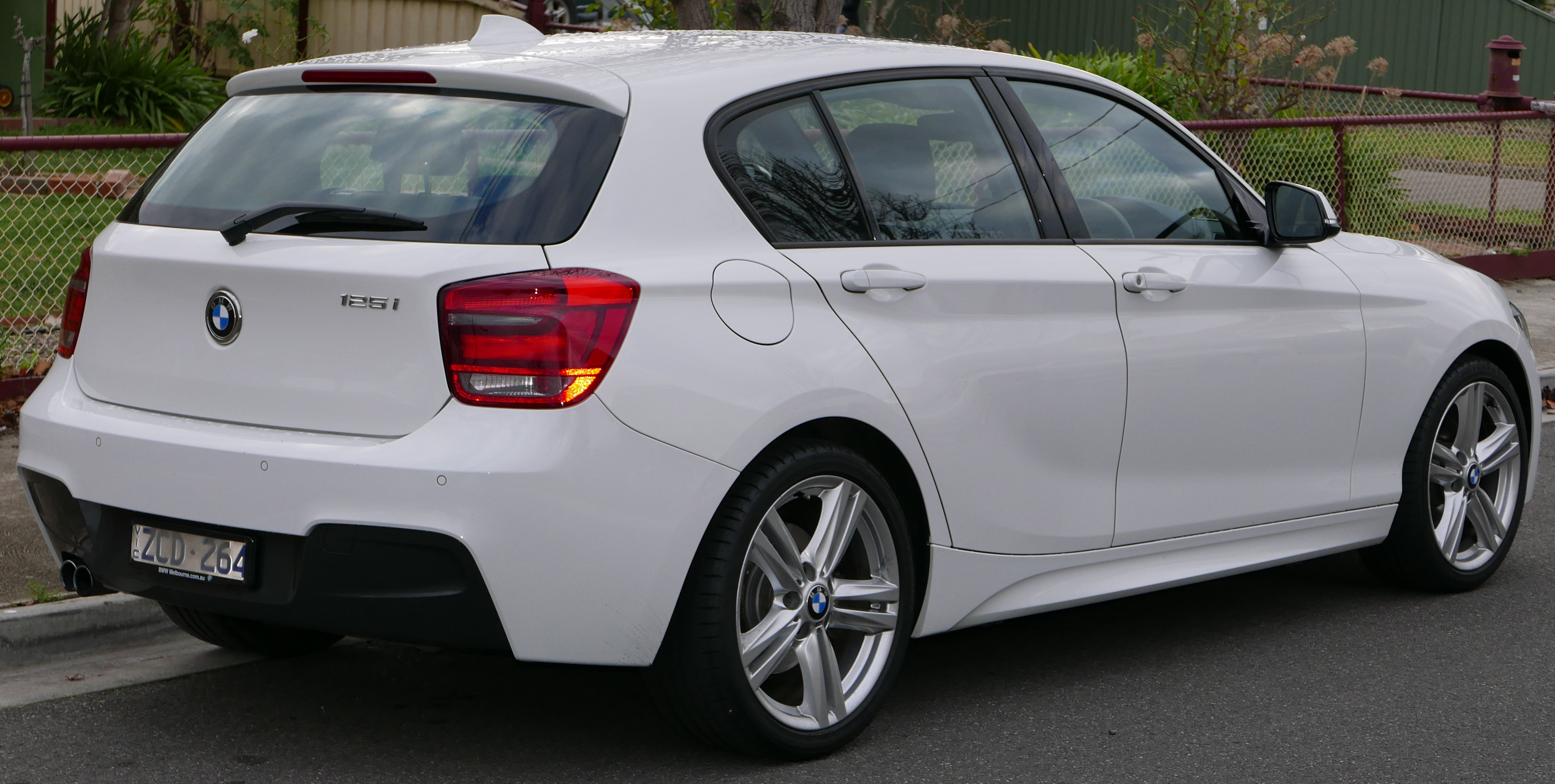
M-pakettes BMW F20 hátulja
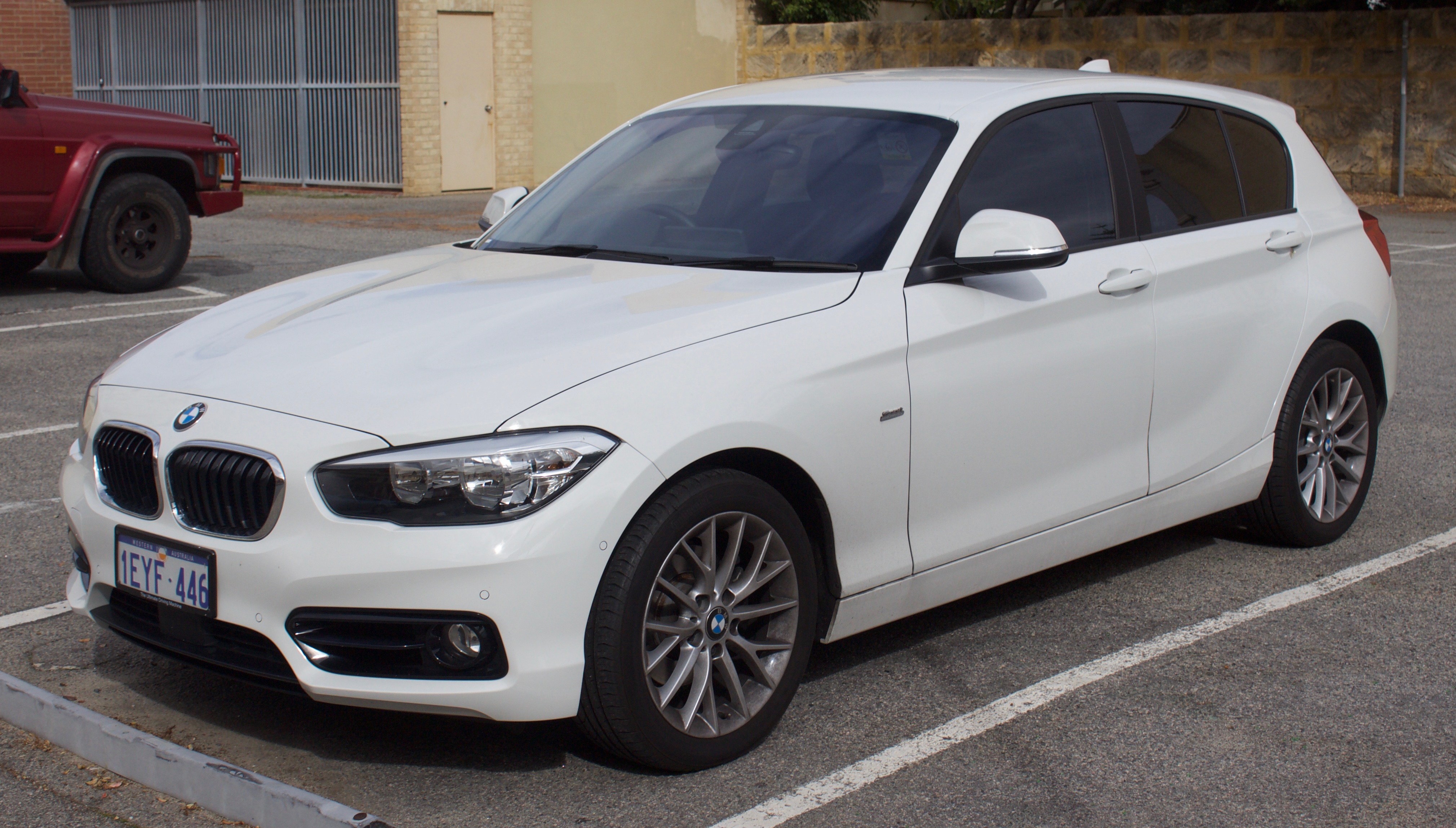
BMW F20 eleje (120i)
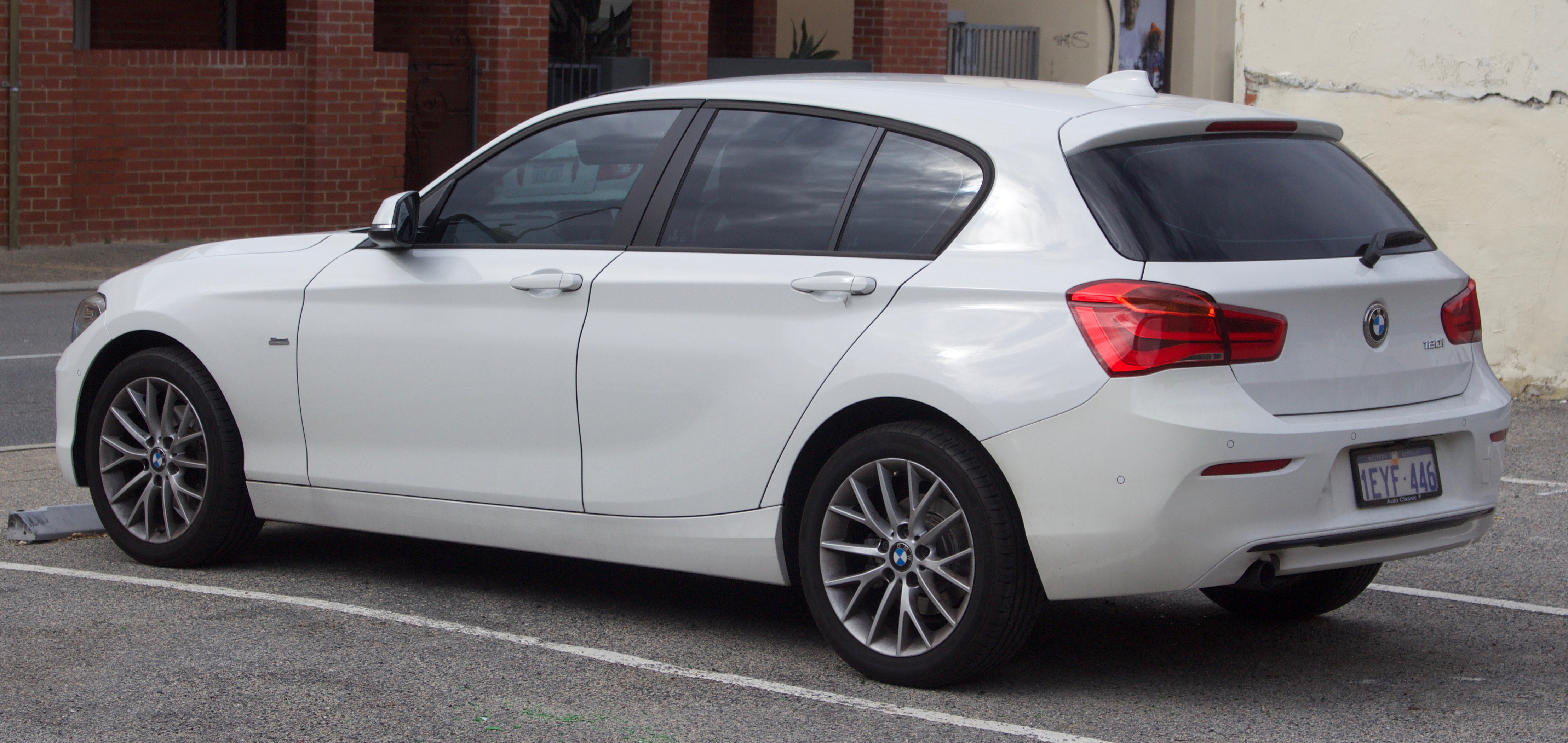
BMW F20 hátulja (120i)
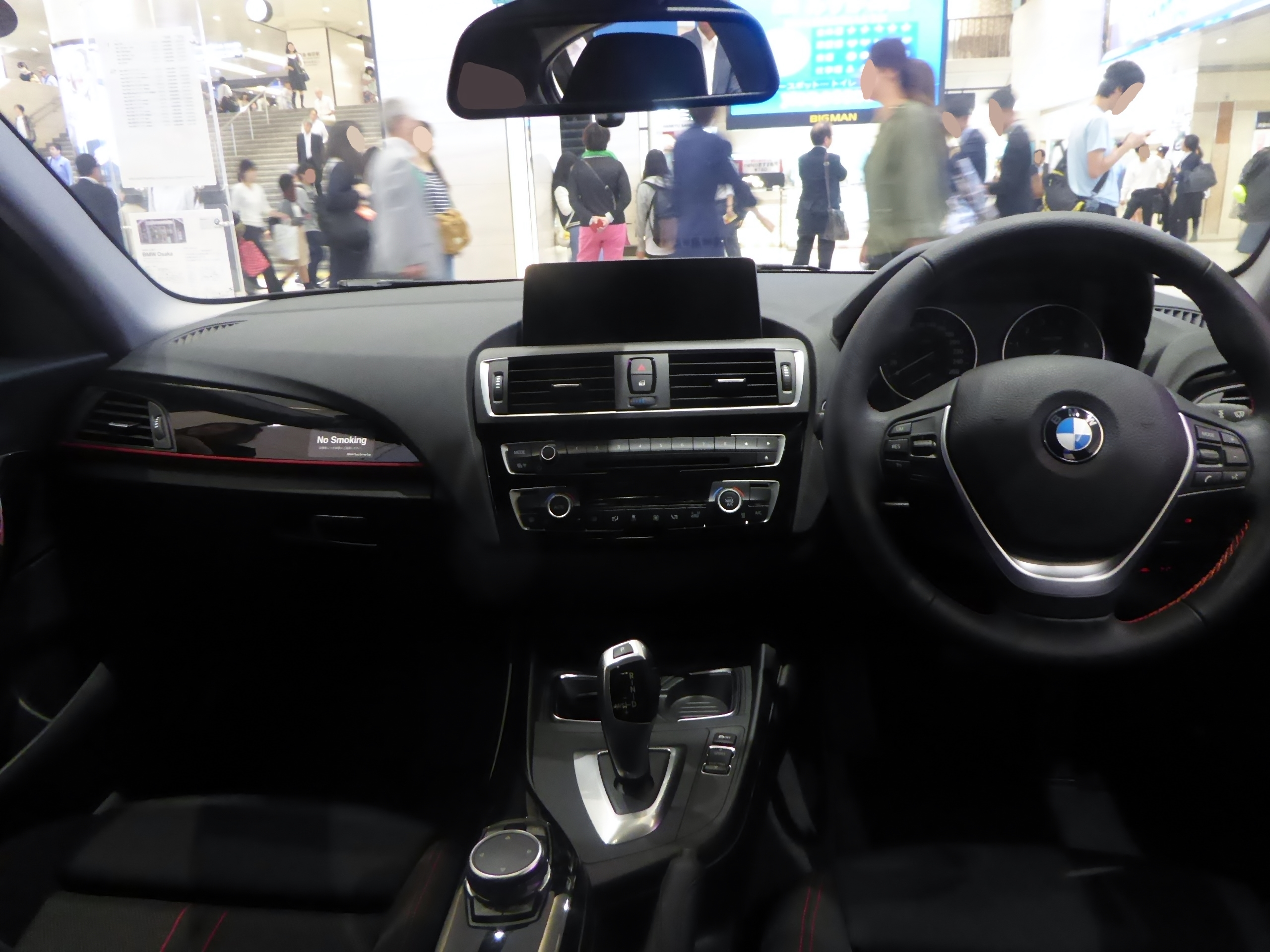
A belseje
  - BMW F20 hátulja (118i)
  - M-pakettes BMW F20 eleje
  - M-pakettes BMW F20 hátulja
  - BMW F20 eleje (120i)
  - BMW F20 hátulja (120i)
  - A belseje

### Harmadik generáció (2019-)

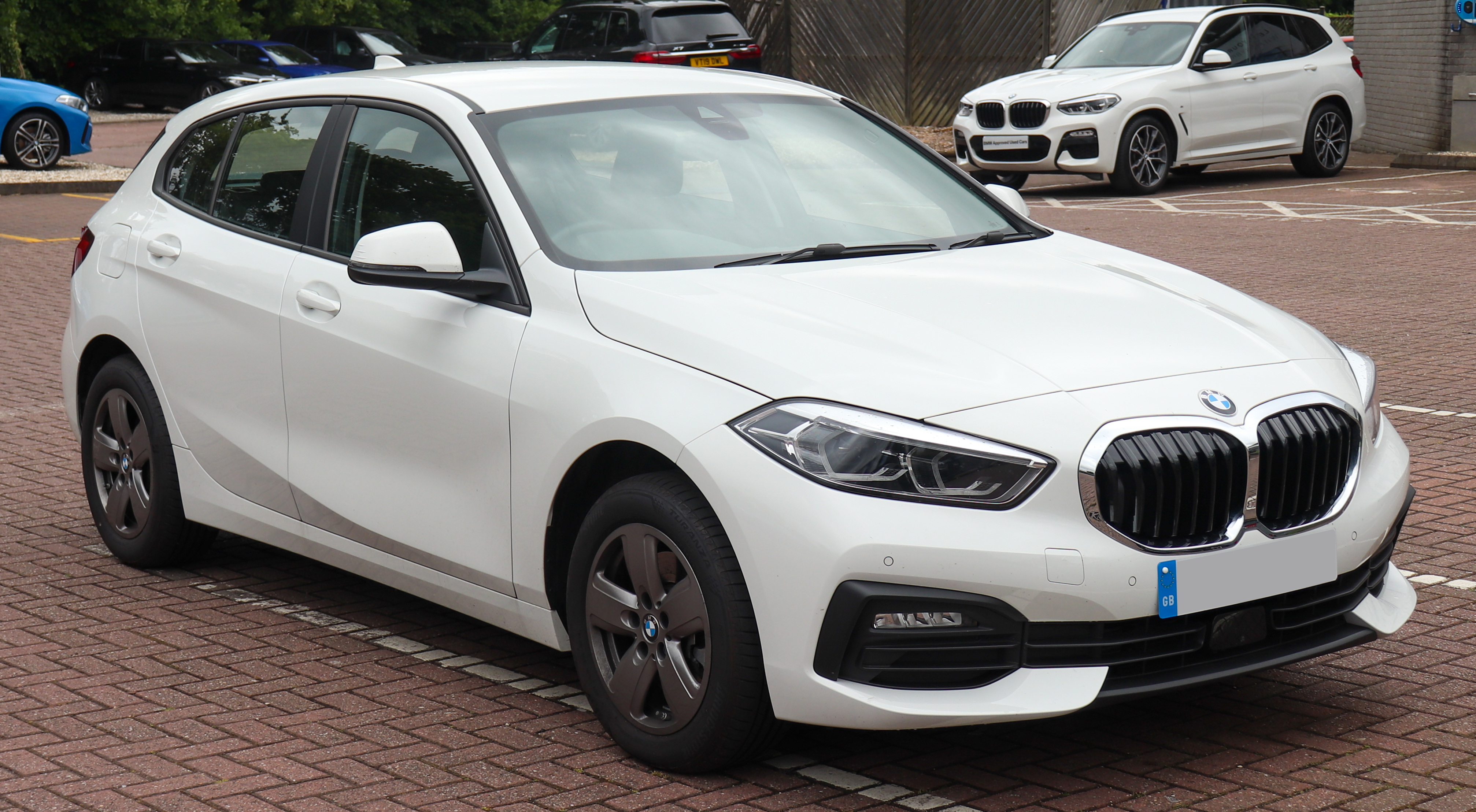
BMW F40 (5 ajtós csapott hátú)
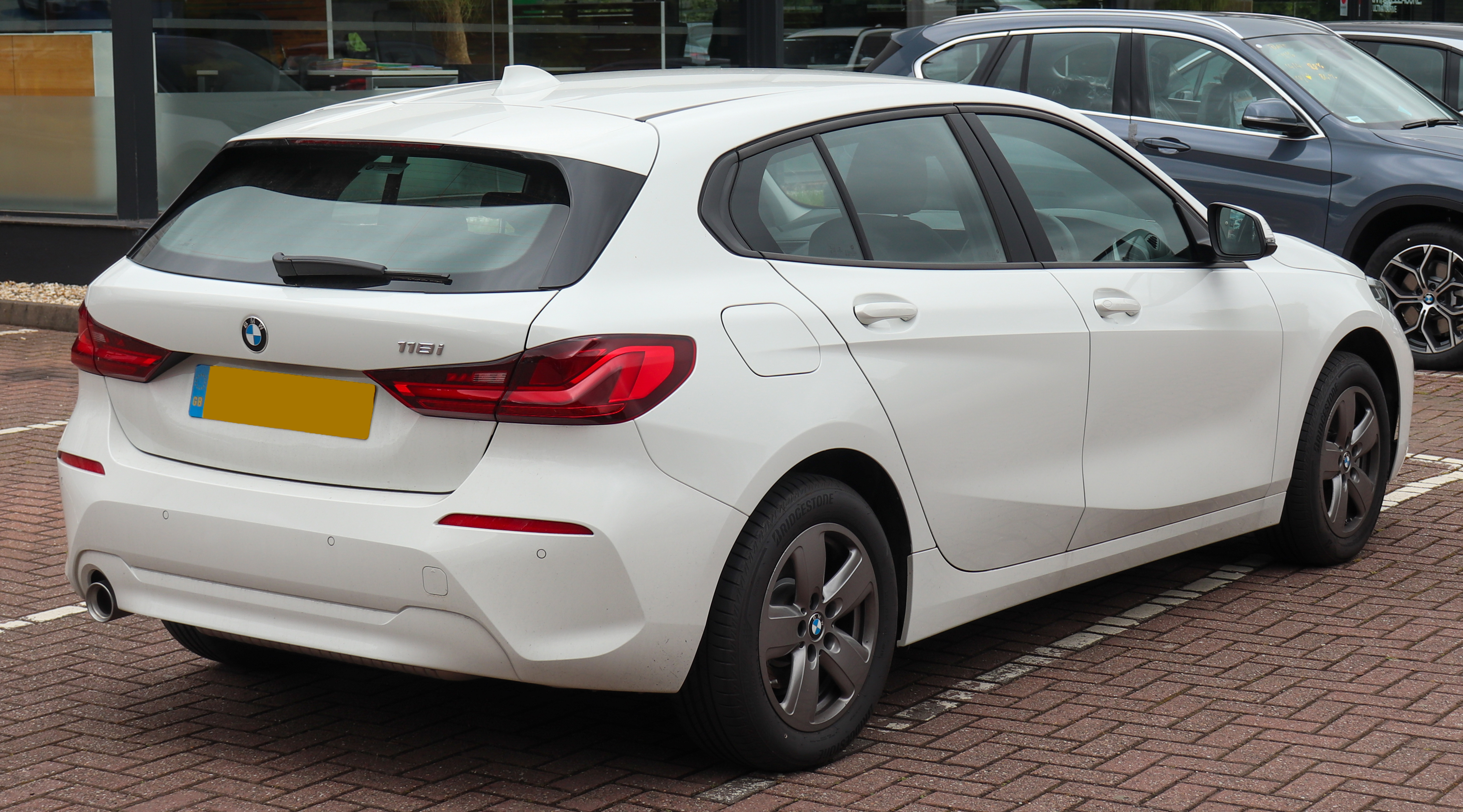
BMW F52 (4 ajtós sedan)  - BMW F40 eleje
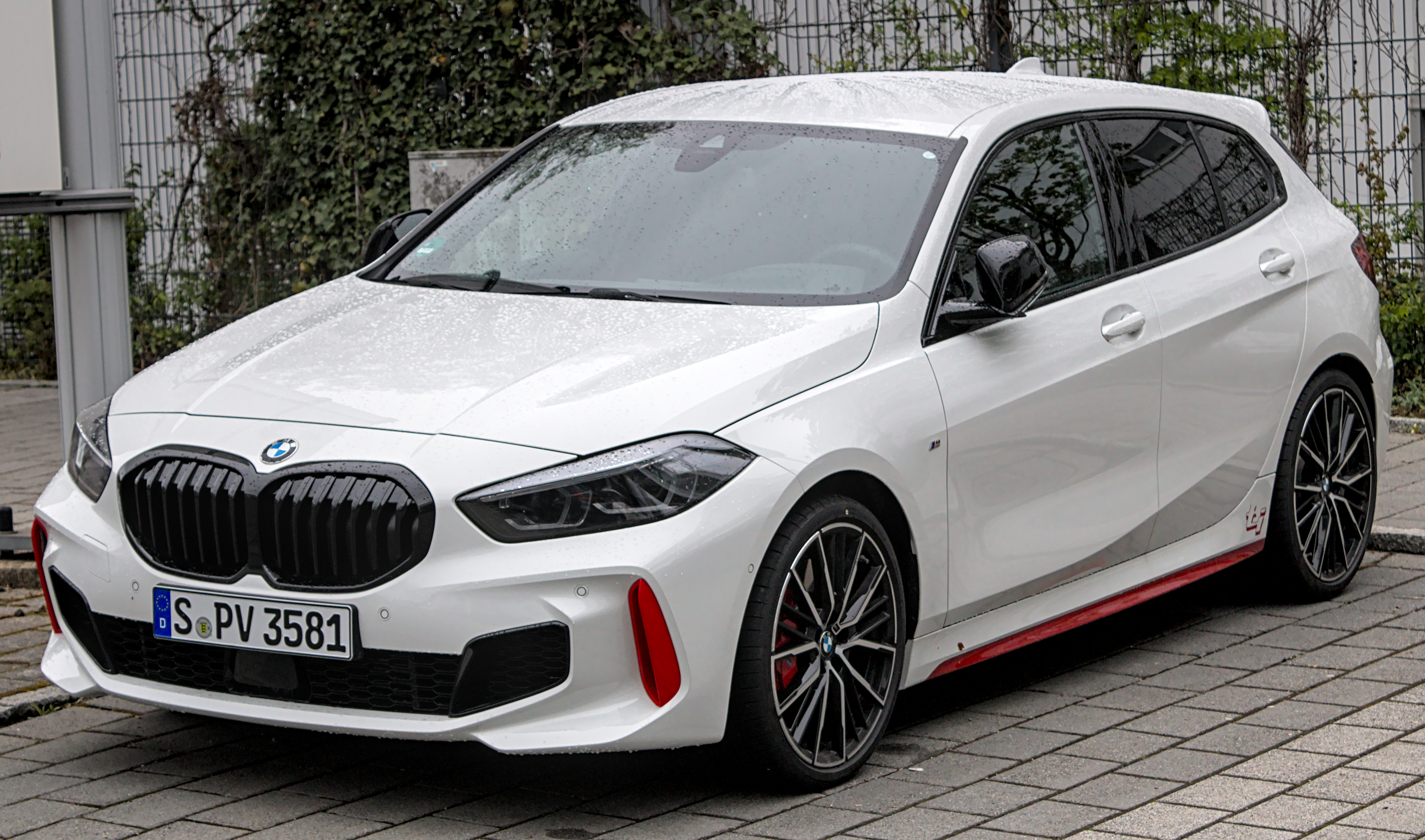
M-pakettes BMW F40
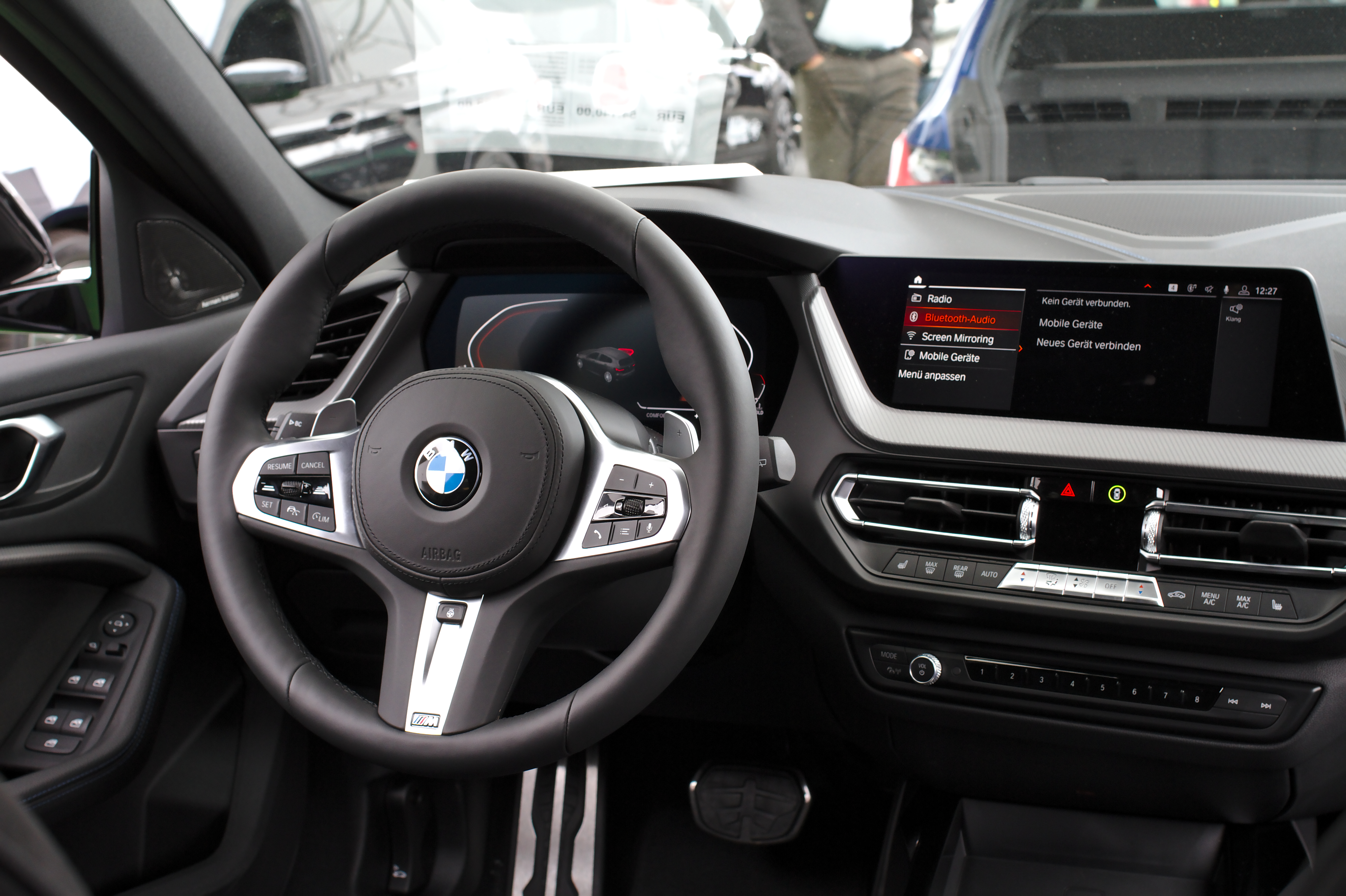
A belseje
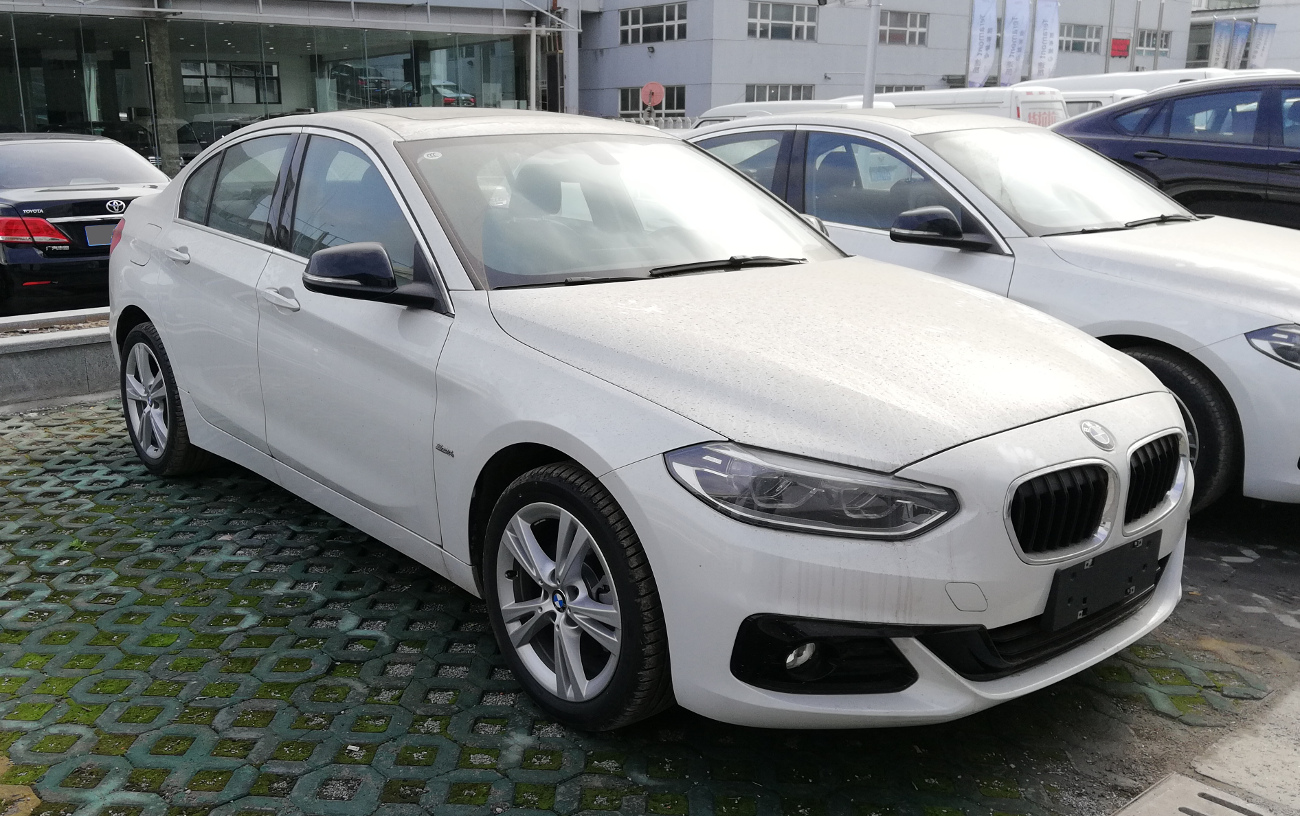
BMW F52 eleje
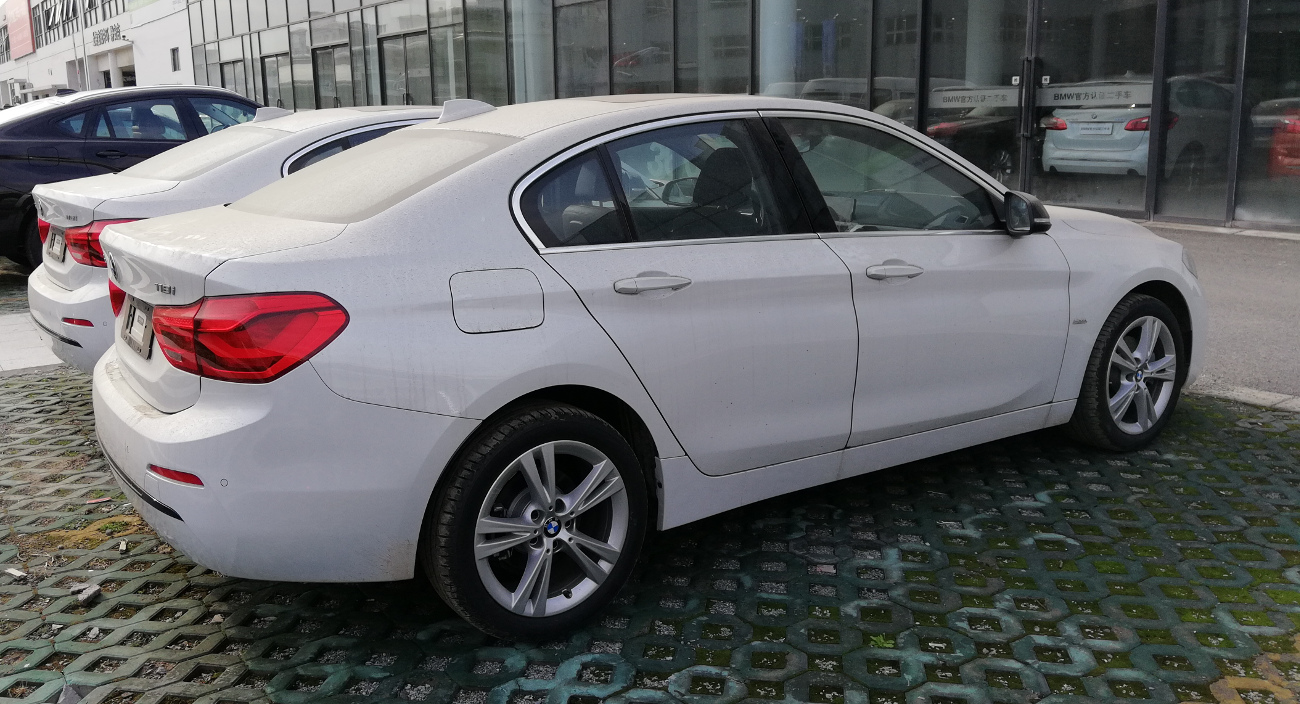
BMW F52 hátulja
  - BMW F40 hátulja
  - M-pakettes BMW F40
  - A belseje
  - BMW F52 eleje
  - BMW F52 hátulja

## 2-es sorozat
A BMW 2-es sorozat modelljei a kompakt kategóriába viszik el a jellegzetesen BMW-s vezetési élményt. Az első generációs 2-es BMW Coupe és Cabrio változata a kortárs 1-es BMW platformjára épült, tehát még hátsókerekes volt. A 2-esből létezett kétfajta egyterű változat, ami már elsőkerék meghajtású volt. Ezeknek várhatóan nem lesz folytatása, mivel az egyterű modellek helyett a kisméretű SUV-kra nagyobb a piaci érdeklődés.

### Első generáció (2014-2021)
- BMW F22 (coupé)
- BMW F23 (cabrio)
- BMW F44
- BMW 2 Series Active Tourer F45
- BMW 2 Series Gran Tourer F46
- BMW F87

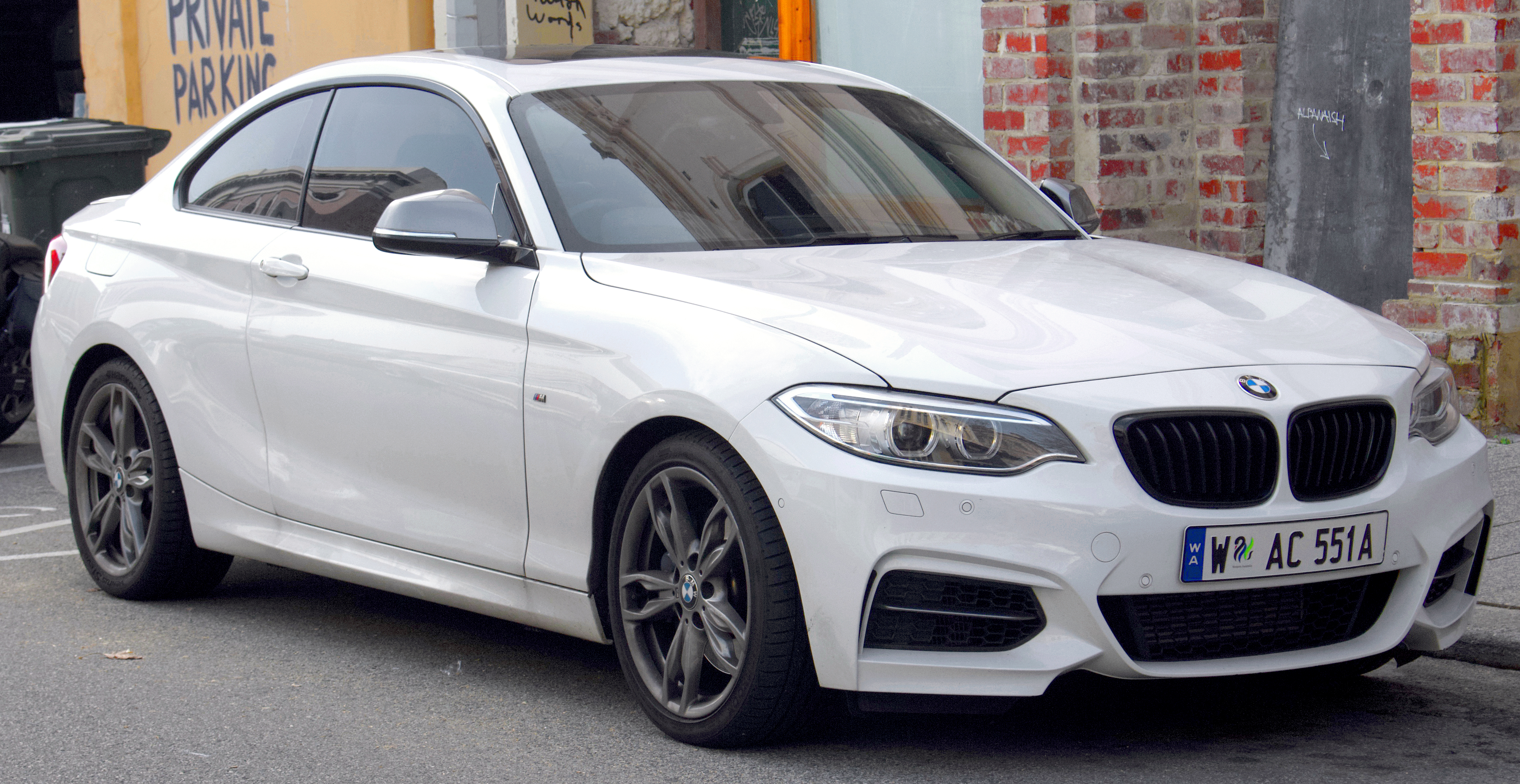
BMW F22 eleje
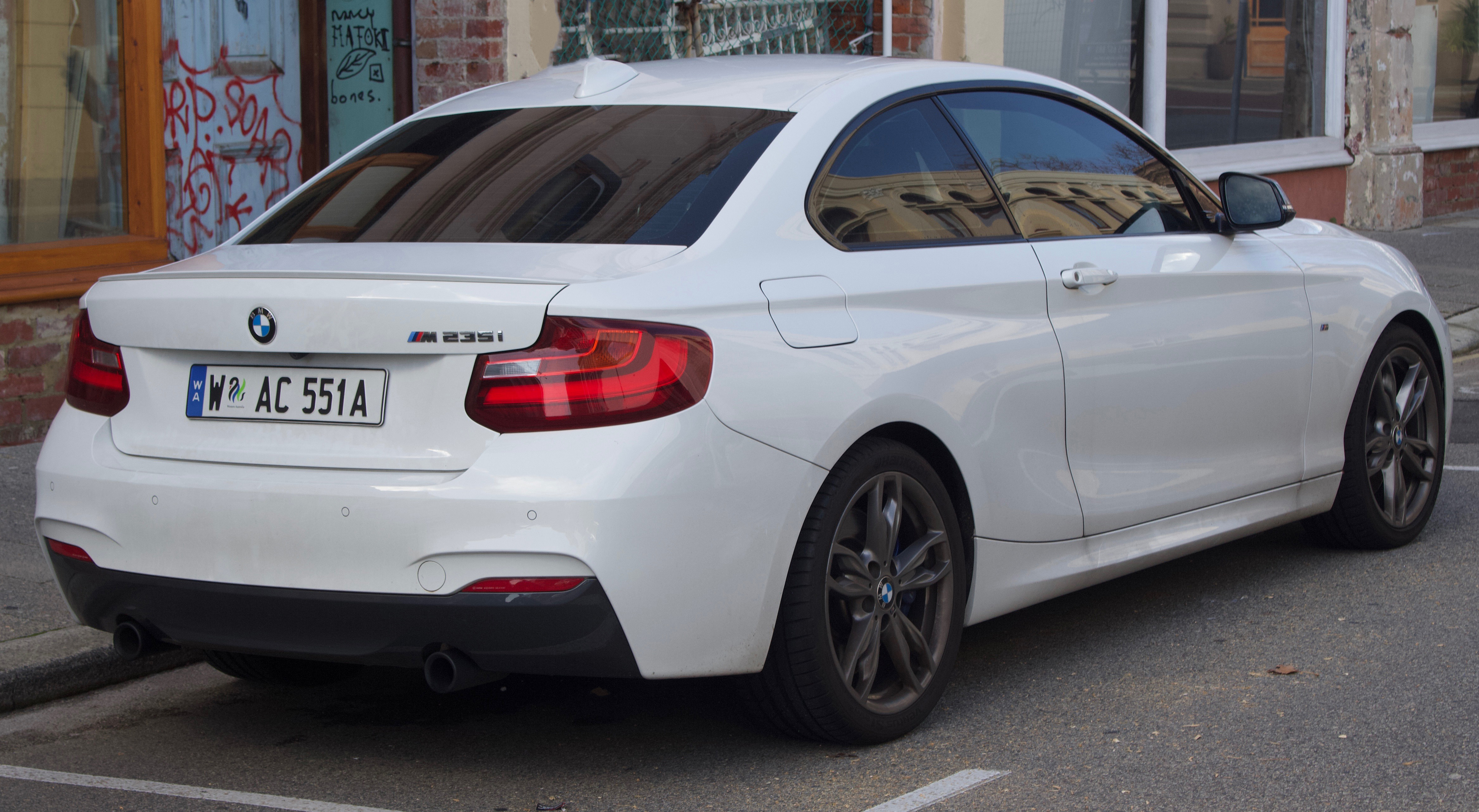
BMW F22 hátulja
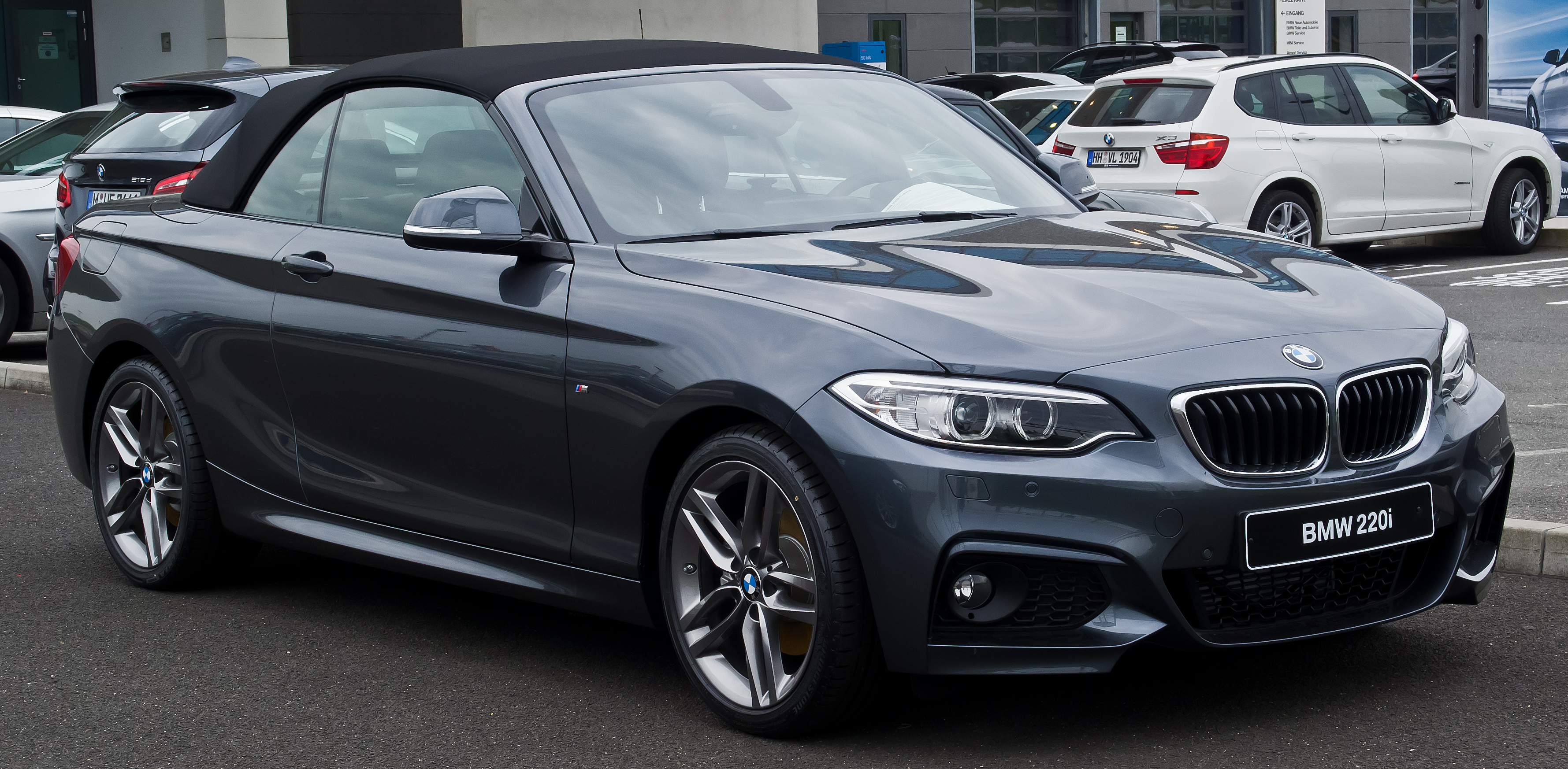
BMW F23 eleje
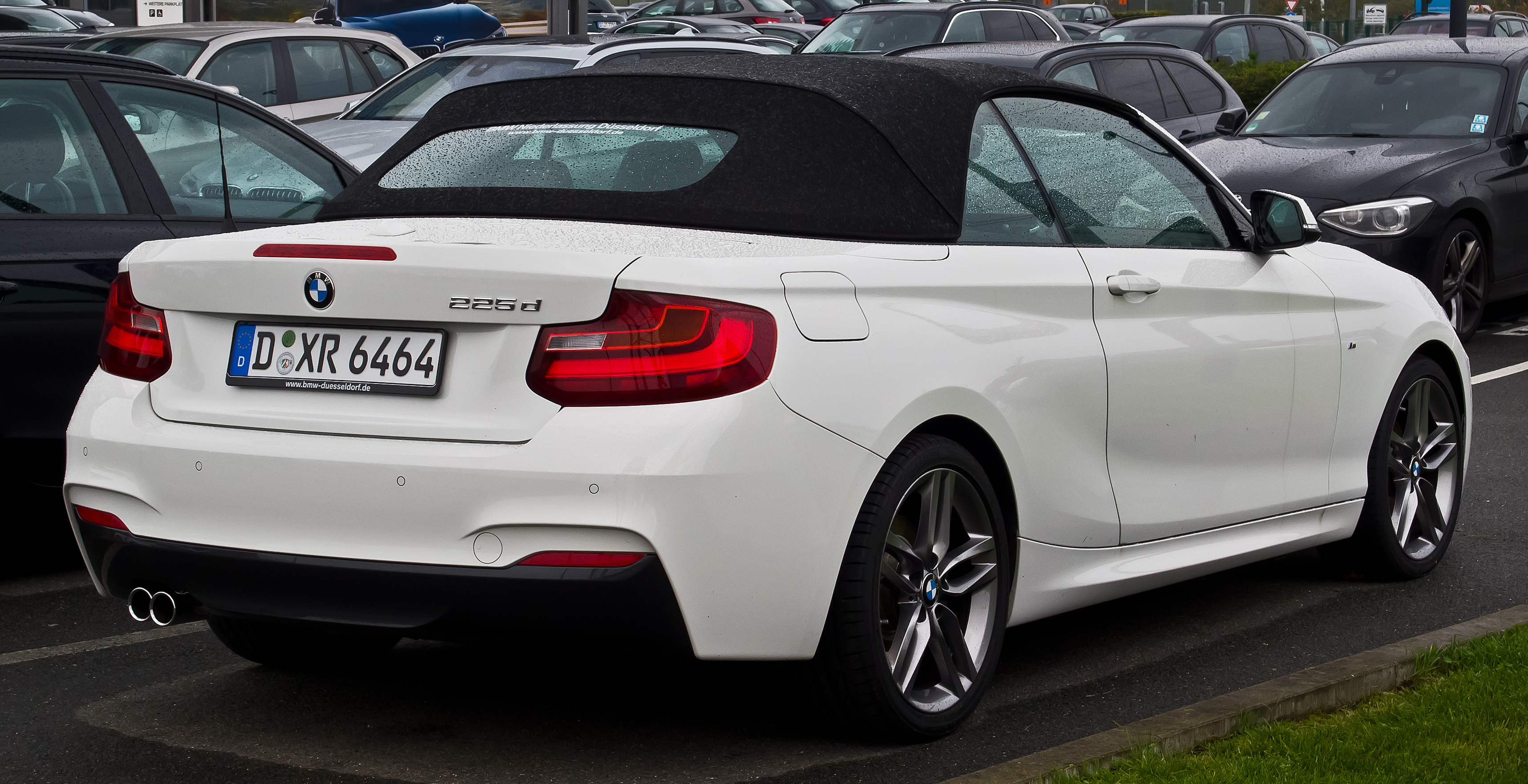
BMW F23 hátulja
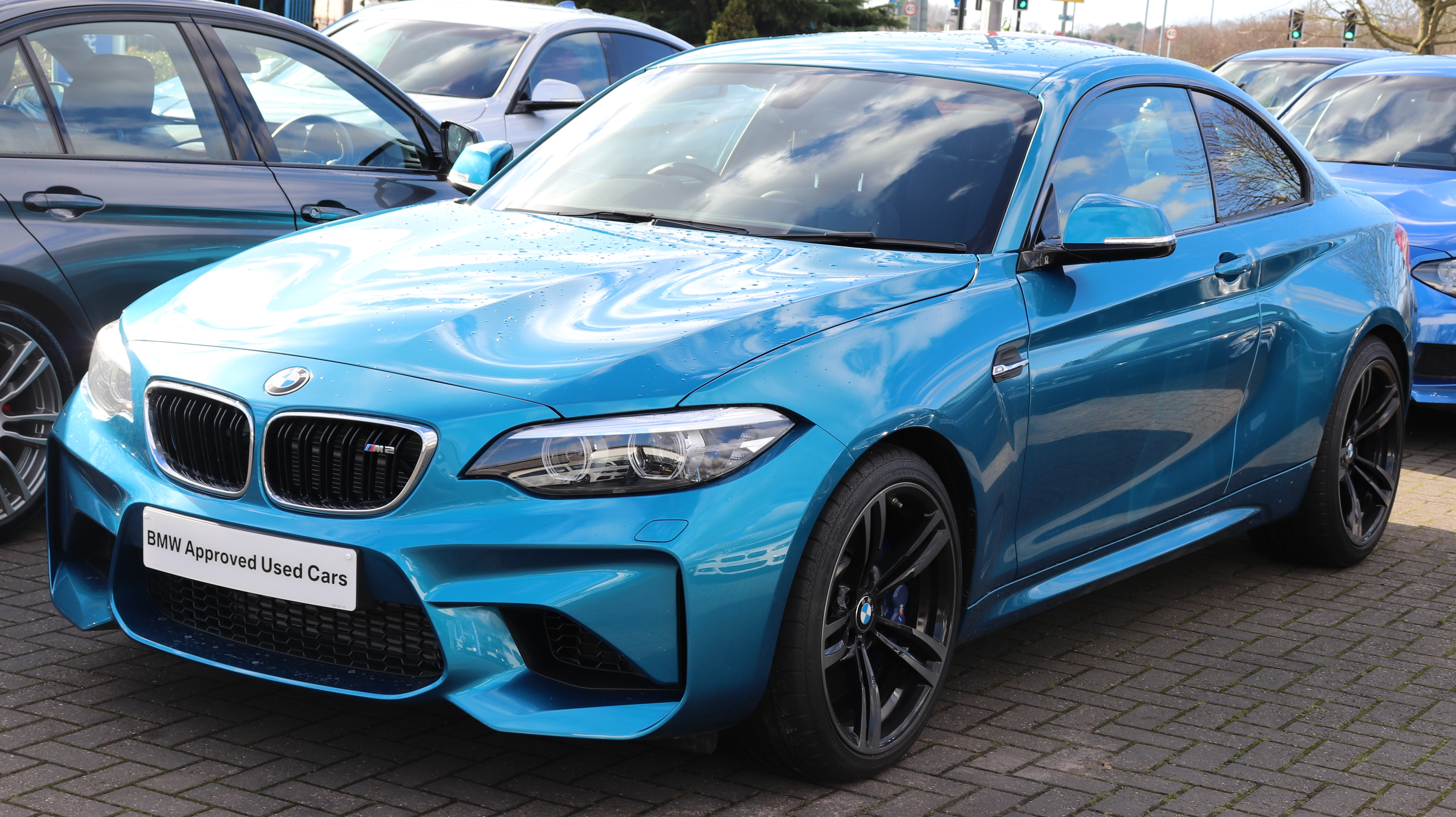
BMW F87 eleje
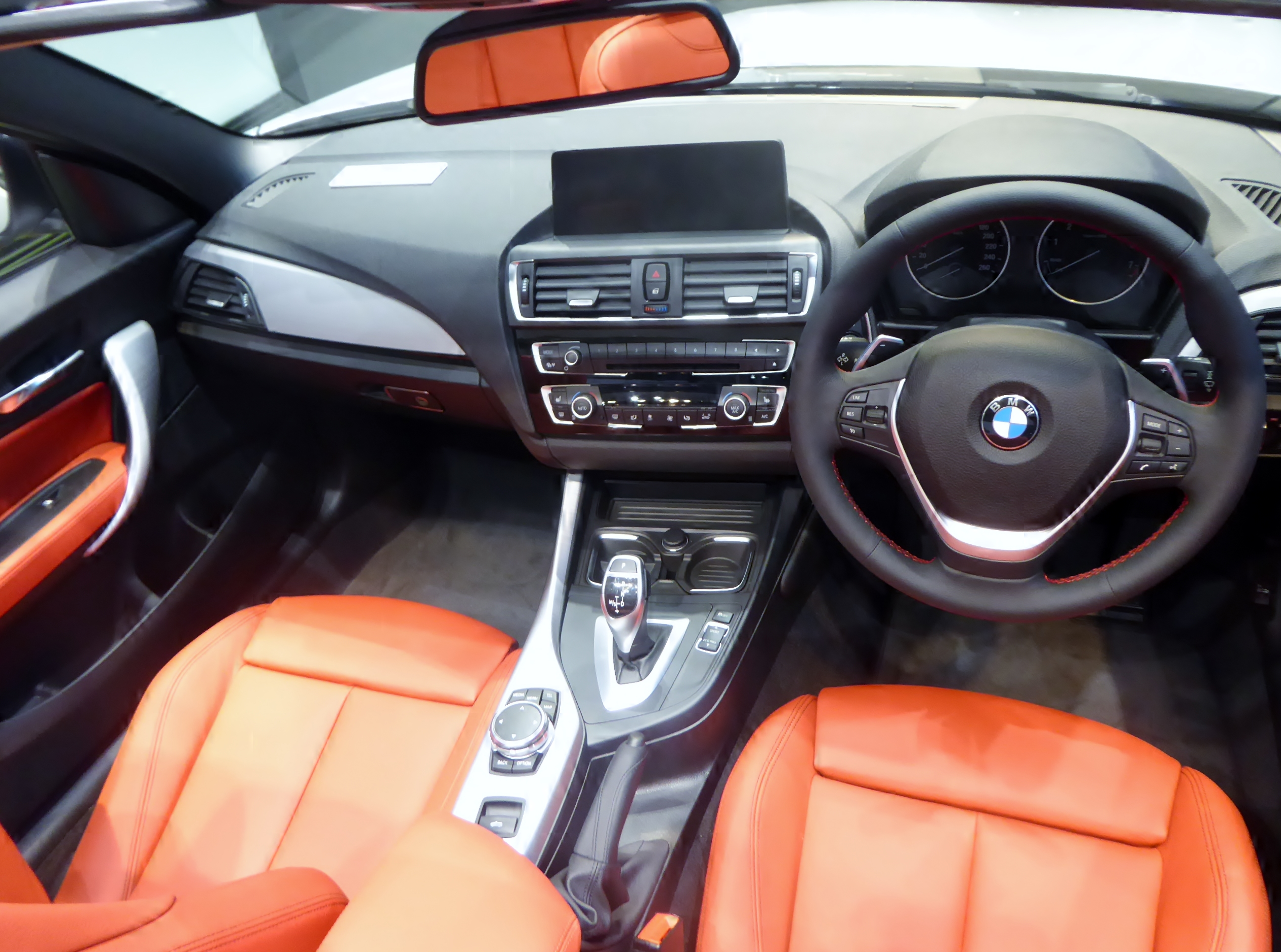
A belseje
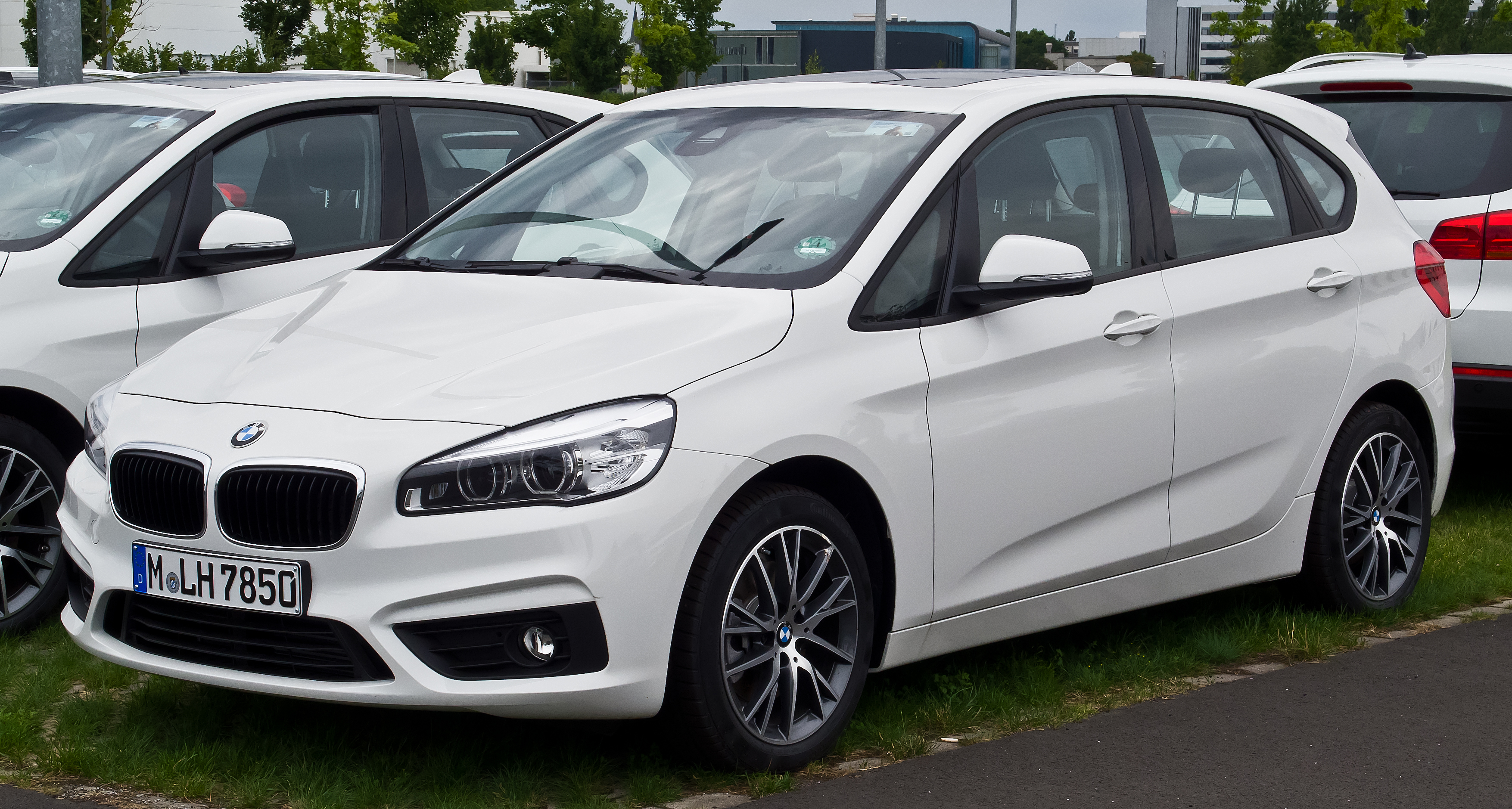
BMW F45 eleje
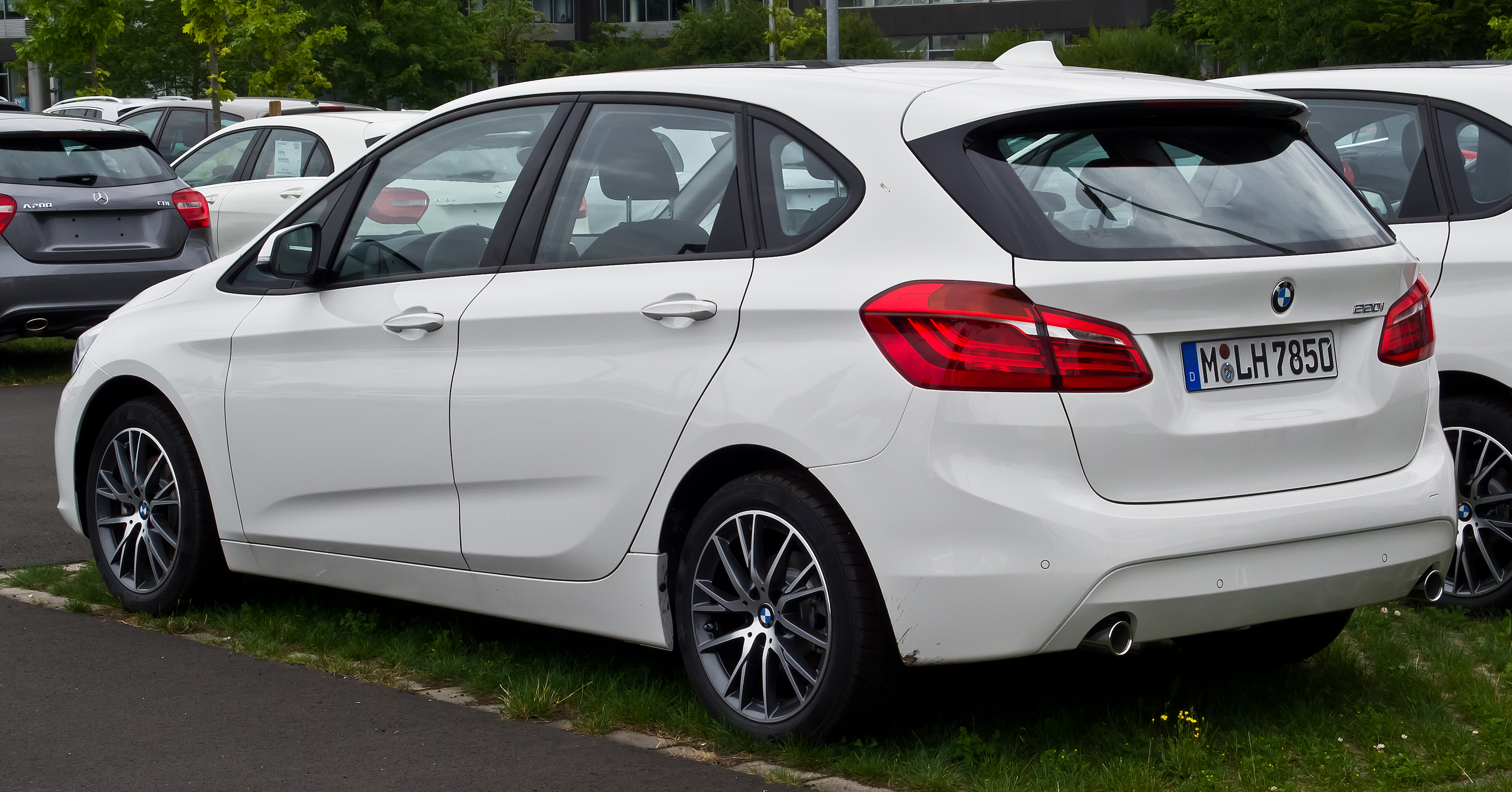
BMW F45 hátulja
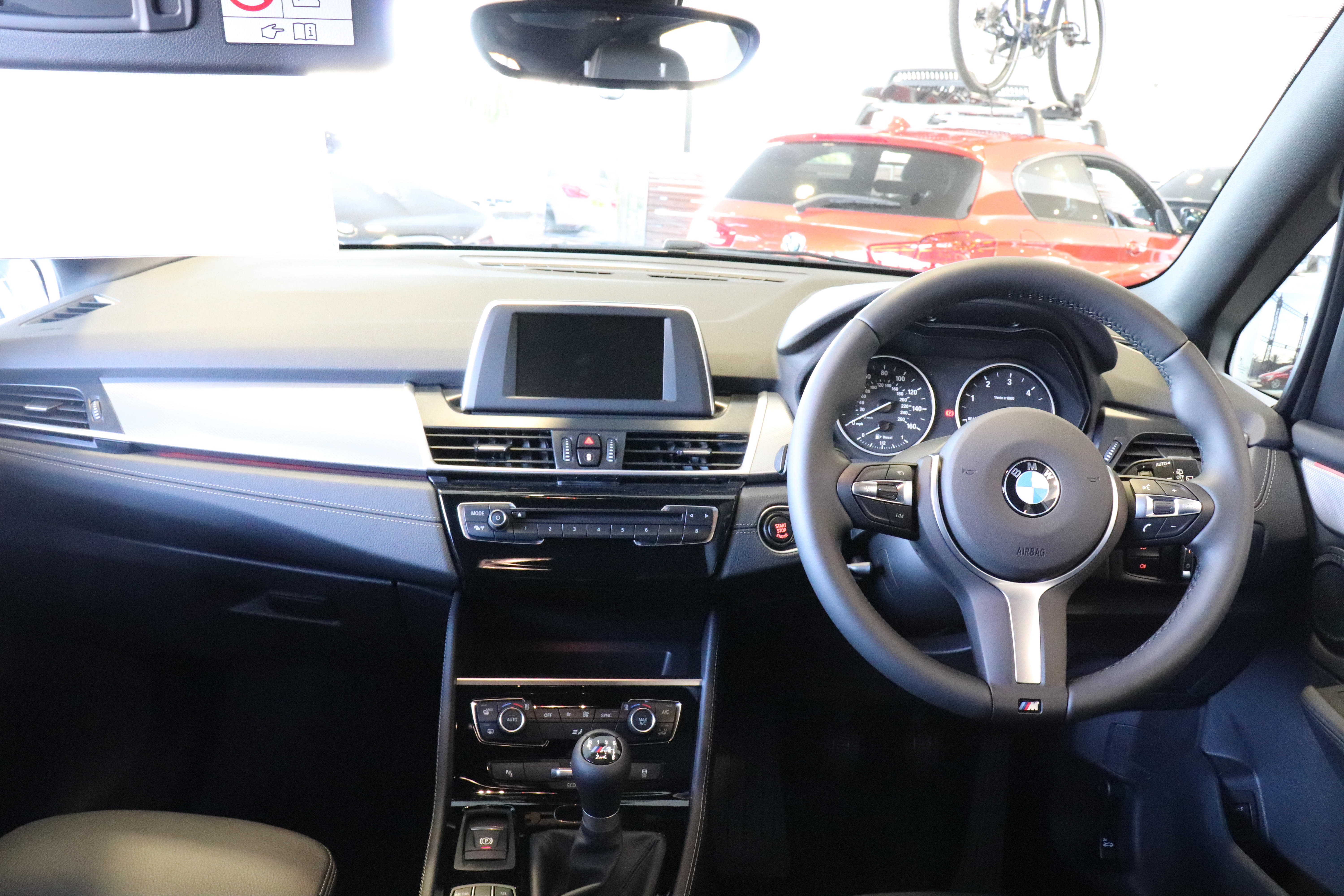
A belseje
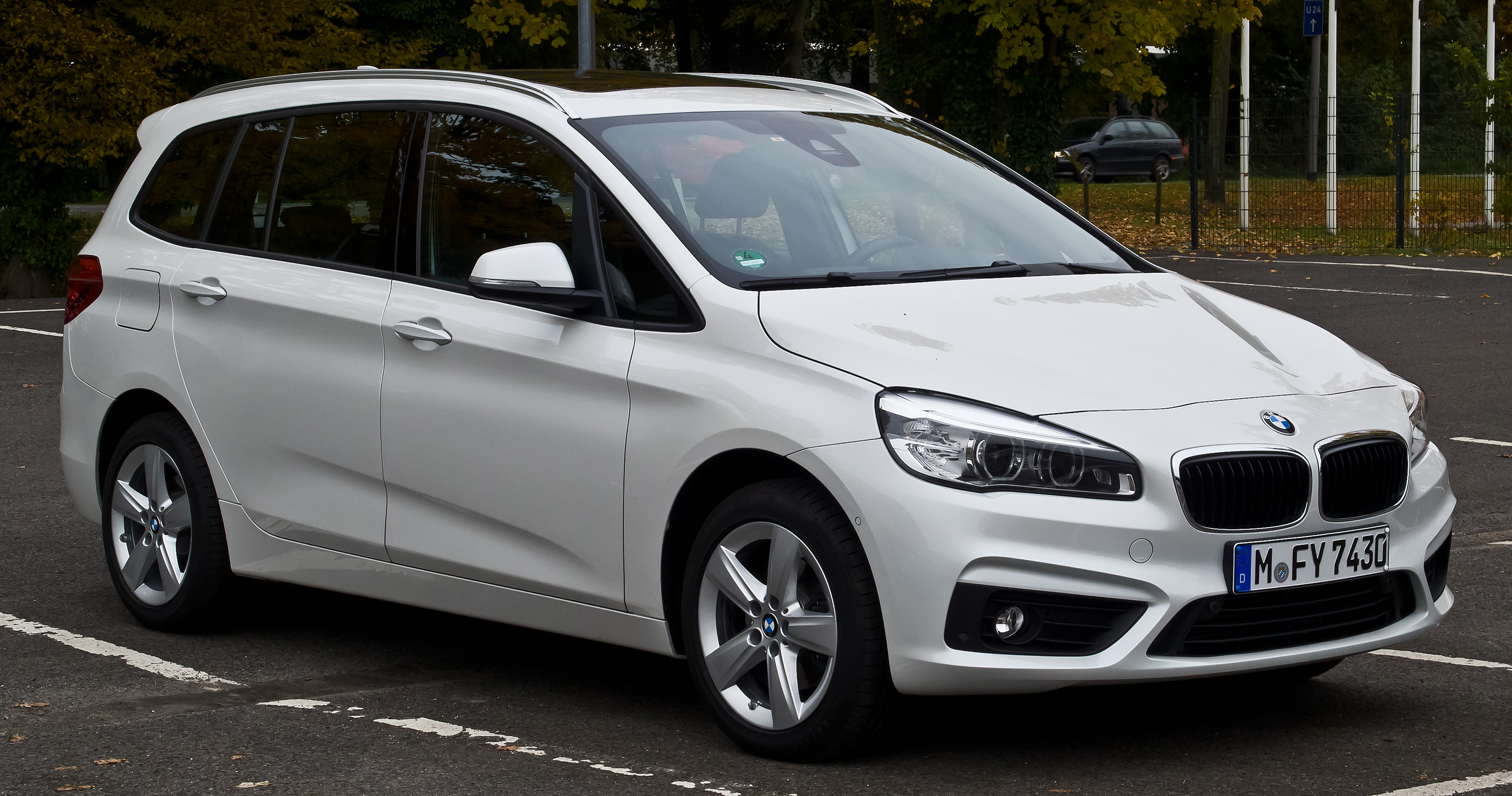
BMW F46 eleje
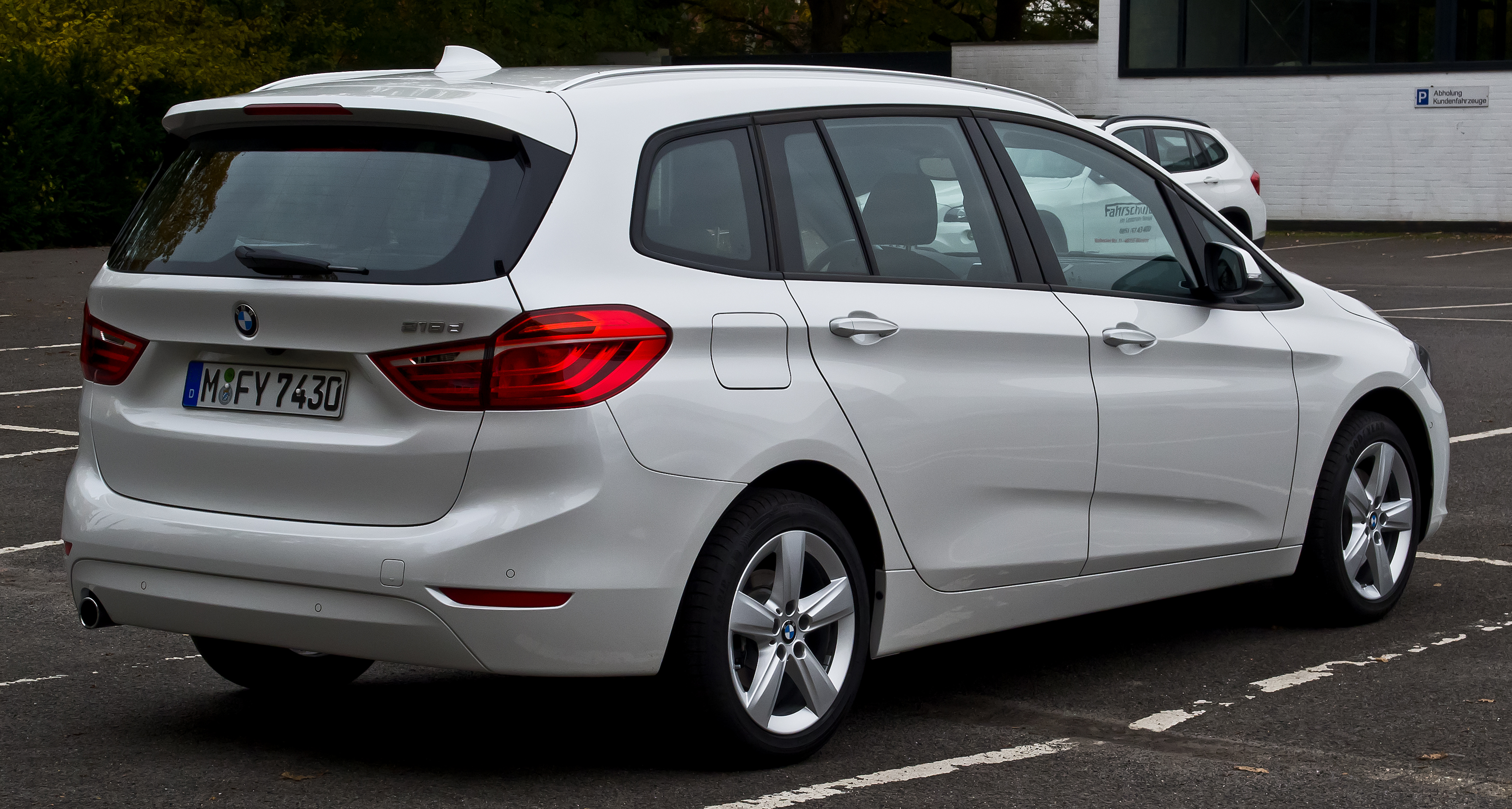
BMW F46 hátulja
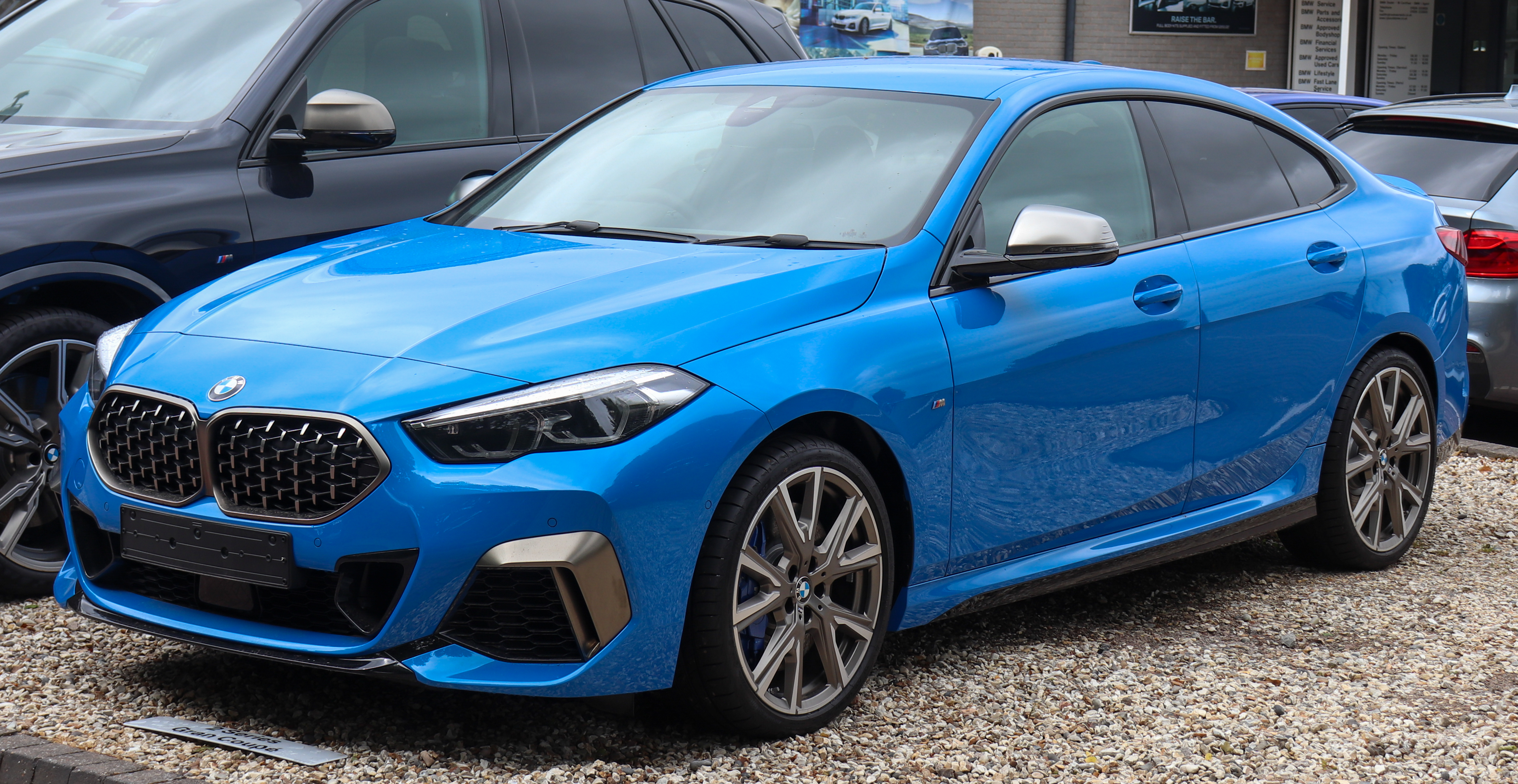
BMW F44 eleje

### Második generáció (2021-)

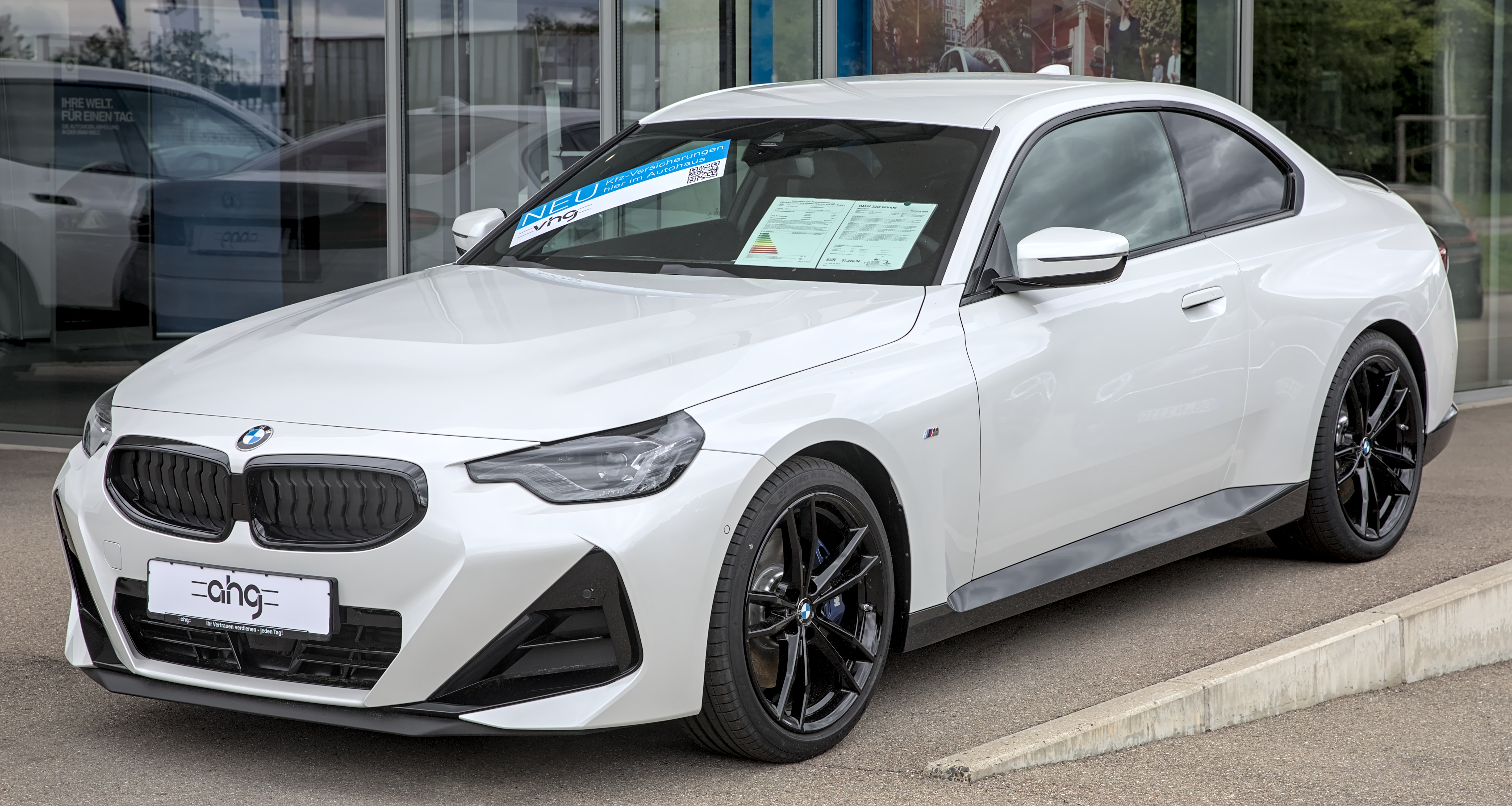
BMW G42 (coupé)
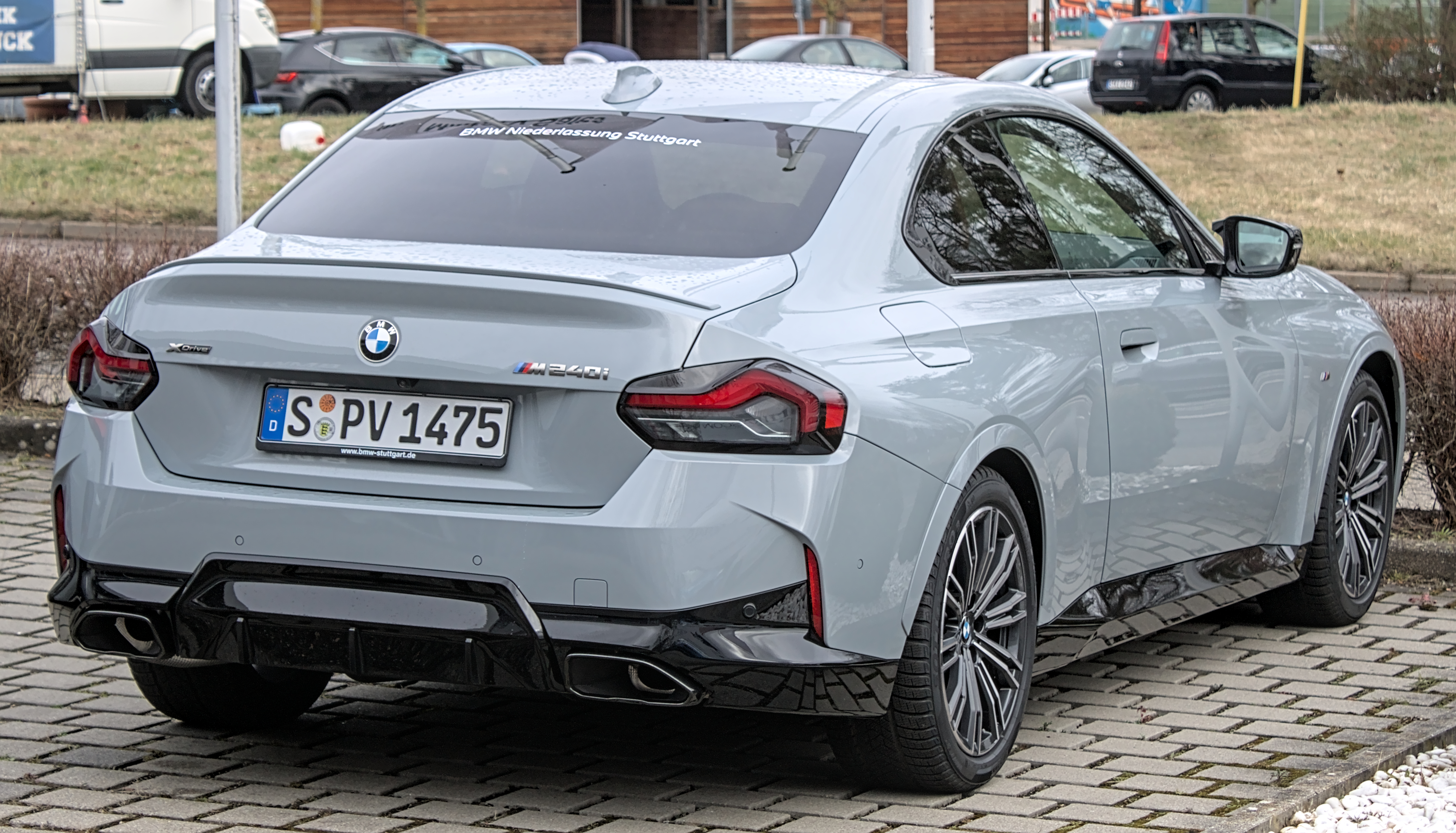
BMW G42 hátulja
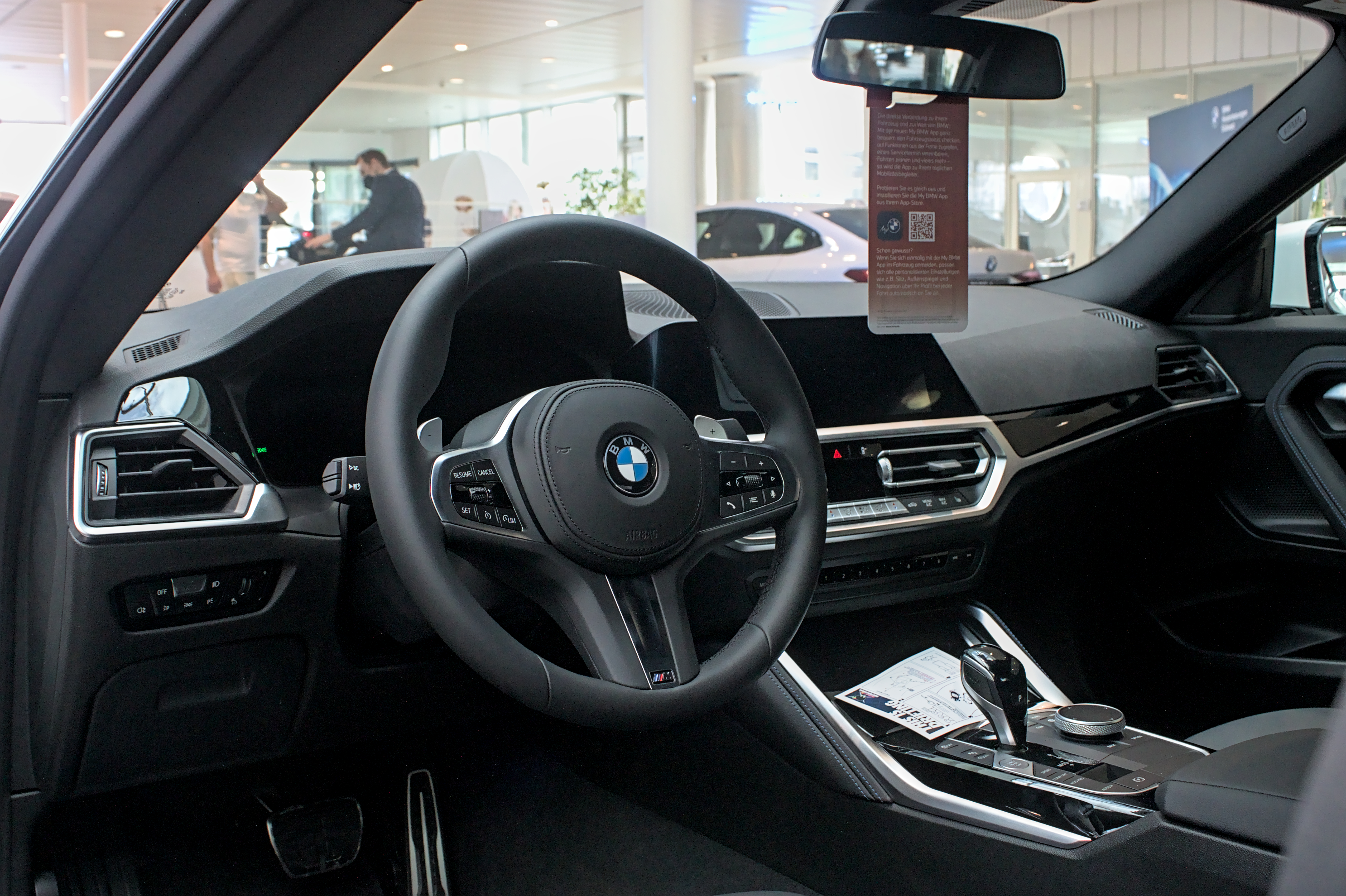
A belseje

- BMW G43 (cabrio)
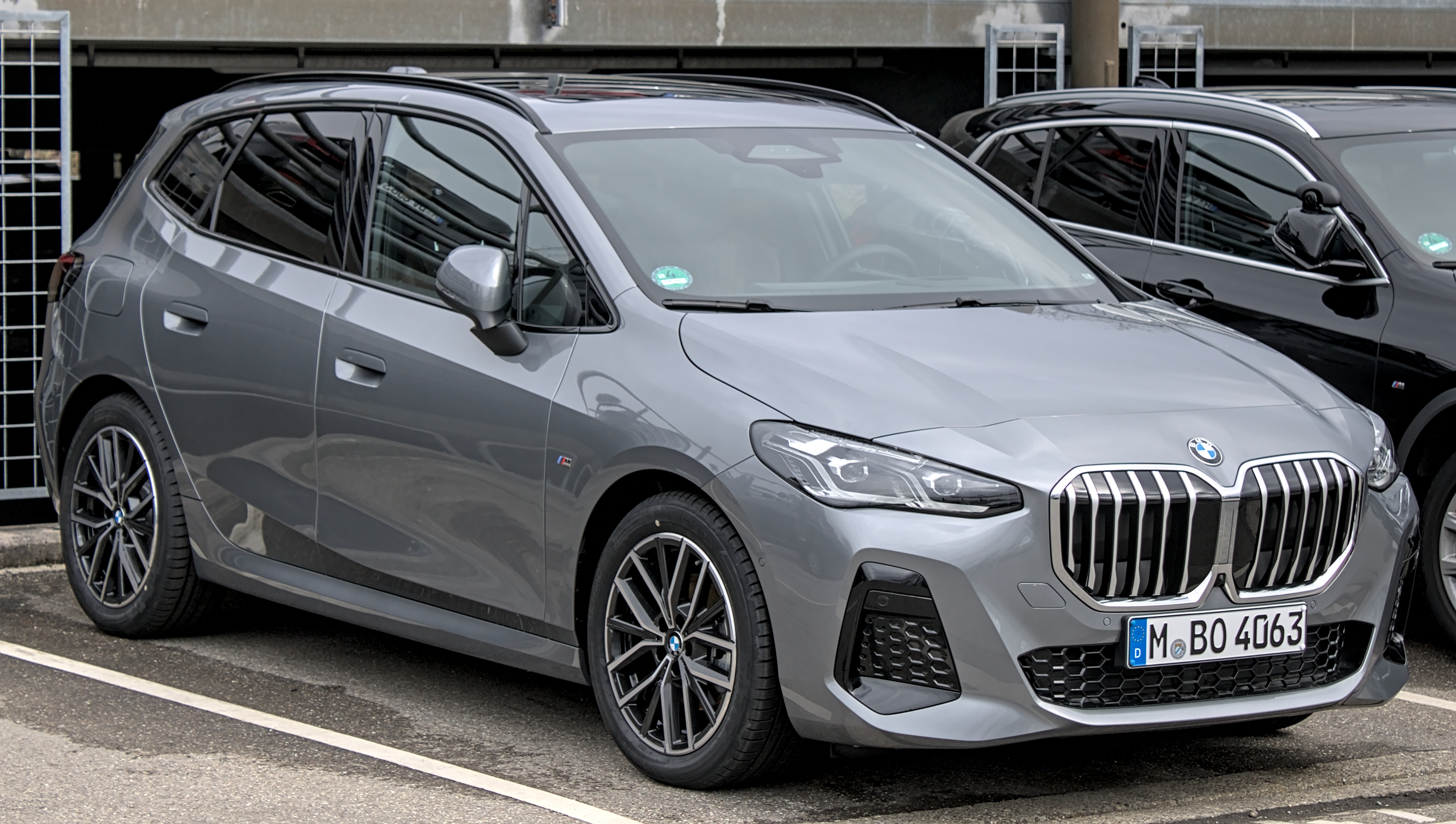
BMW U06
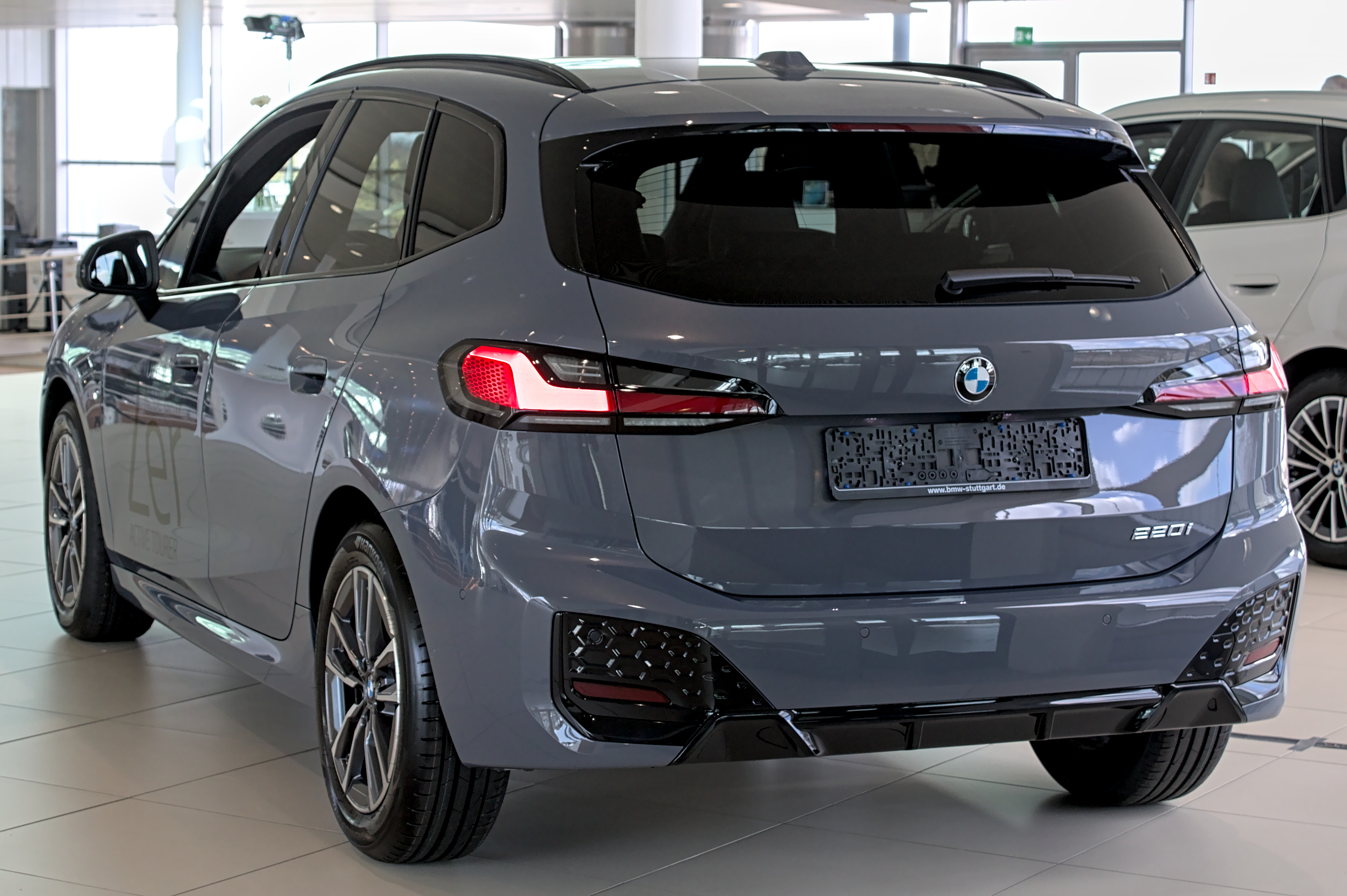
BMW U06 hátulja
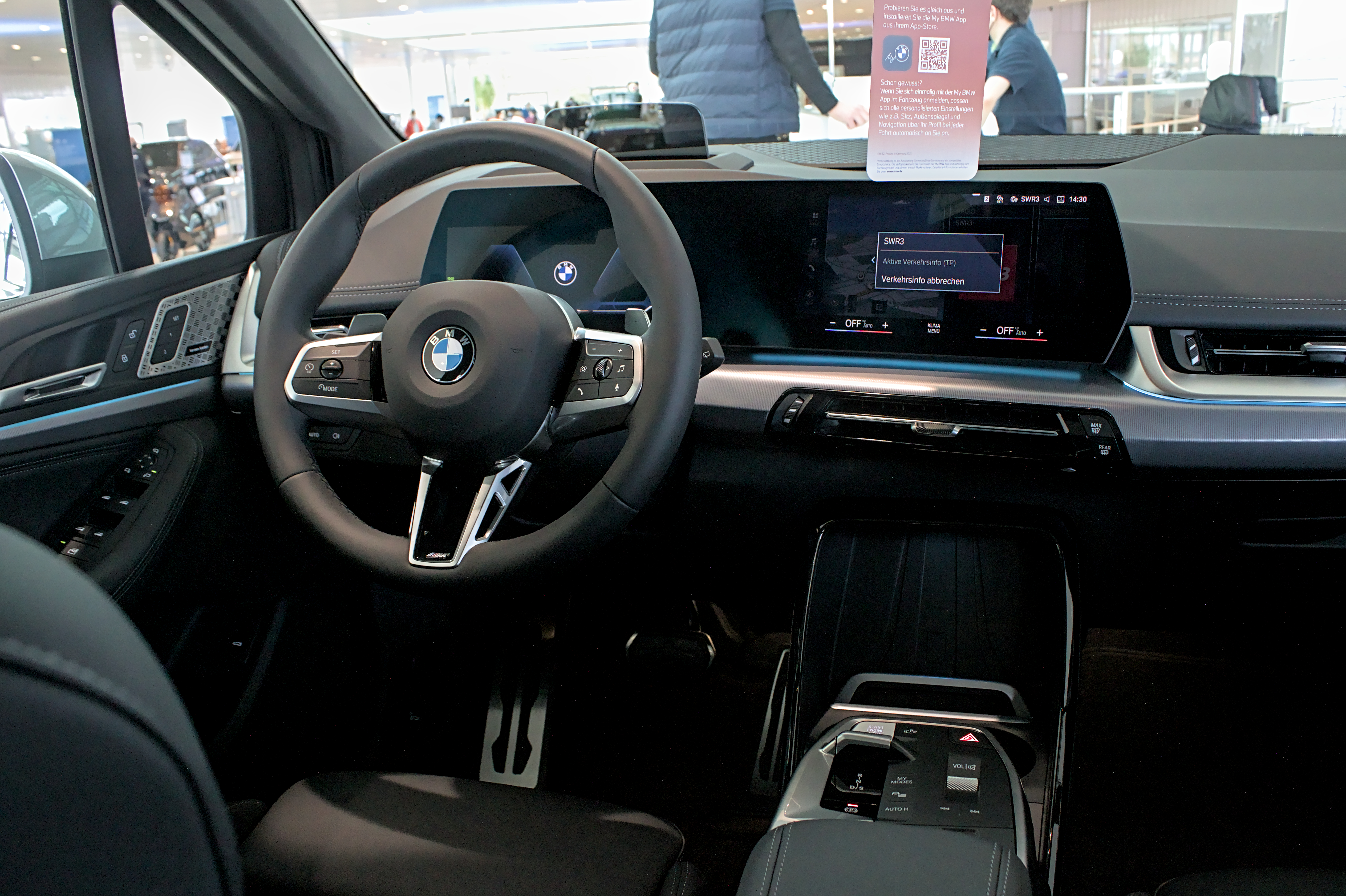
A belseje
  - BMW G42 eleje
  - BMW G42 hátulja
  - A belseje
  - BMW U06 eleje
  - BMW U06 hátulja
  - A belseje

## 3-as sorozat
Középkategóriájú autó, 1975-től gyártják. Az G20-as kódjelű jelenlegi változat már az hetedik generációt jelenti. Az eladások nagy részét ez a modell teszi ki.
A 3 szériának mint minden BMW-nek, van kasztni kódja. Ez a következőképpen néz ki:

1975–1982 E21 1573–2316 cm³-ig, 75-143 LE-ig, 4 és 6 hengeres, ebből csak coupe létezett.

1982–1993 E30 1596–2700 cm³-ig, 86-210 LE-ig, 4 és 6 hengeres, dízel és benzin, sedan, coupe, touring, cabrio, ix, M3.

1990–2001 E36 1596–3201 cm³-ig, 90-321 LE-ig, 4 és 6 hengeres, dízel és benzin, sedan, coupe, cabrio, touring, compact, M3.

1998–2007 E46 1796–3246 cm³-ig, 115-343 LE-ig, 4 és 6 hengeres, dízel és benzin, sedan, coupe, cabrio, touring, compact, M3/M3 CSL.

2005-2011 E90, 91, 92, 93 Újabban a BMW külön jelöli a sedan, touring (kombi), coupe, cabrió.
2005-2011 F30 sedan, F31 touring (kombi), F34 5 ajtós GT, M3 (F80) (A coupé és cabrio változatok már 4-es sorozatként léteznek ettől a generációtól kezdve)
2005-2011 E90 sedan, E91 touring (kombi), F34 5 ajtós GT

### Első generáció (1975-1983)
- BMW E21

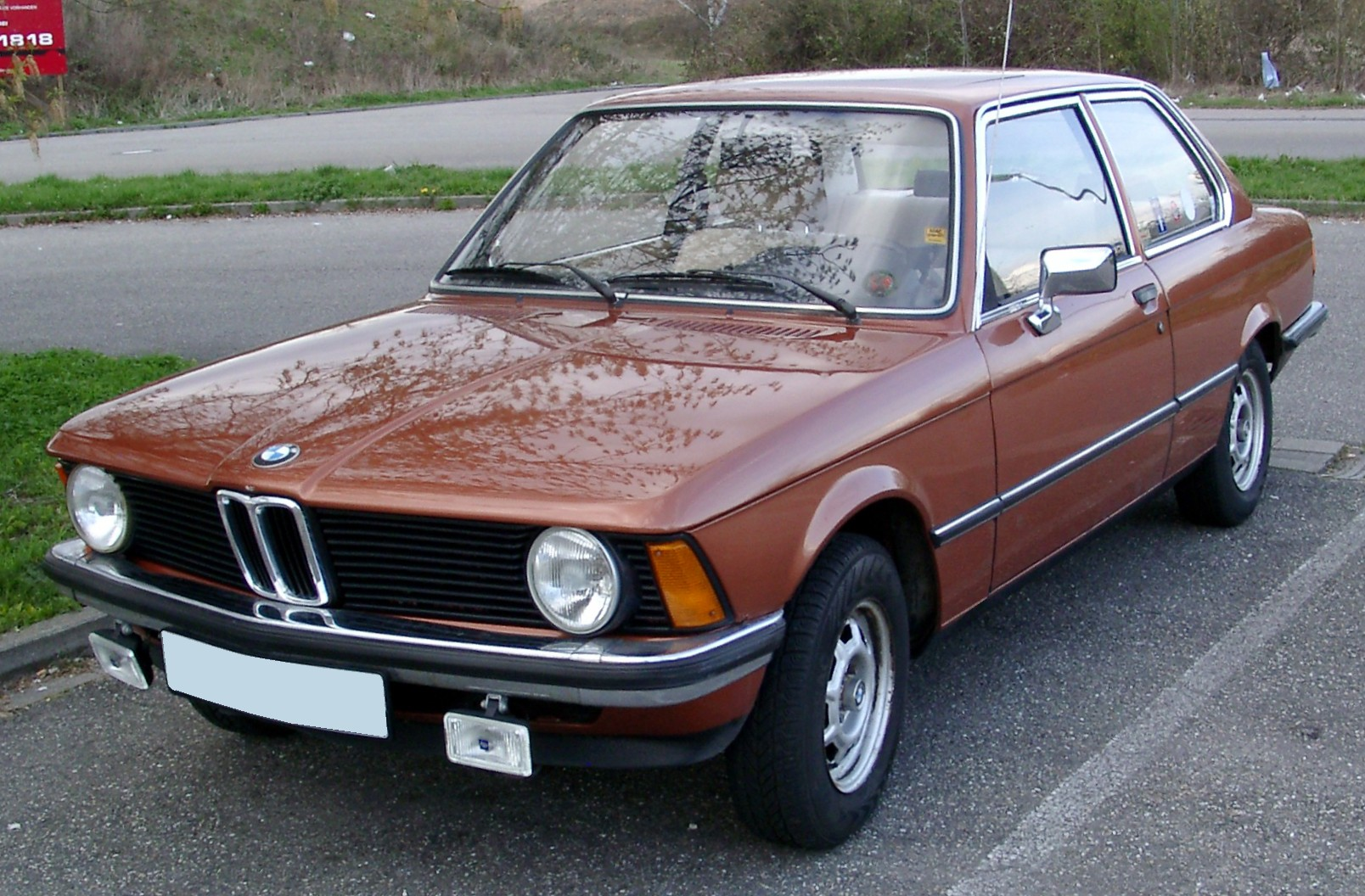
BMW E21 eleje
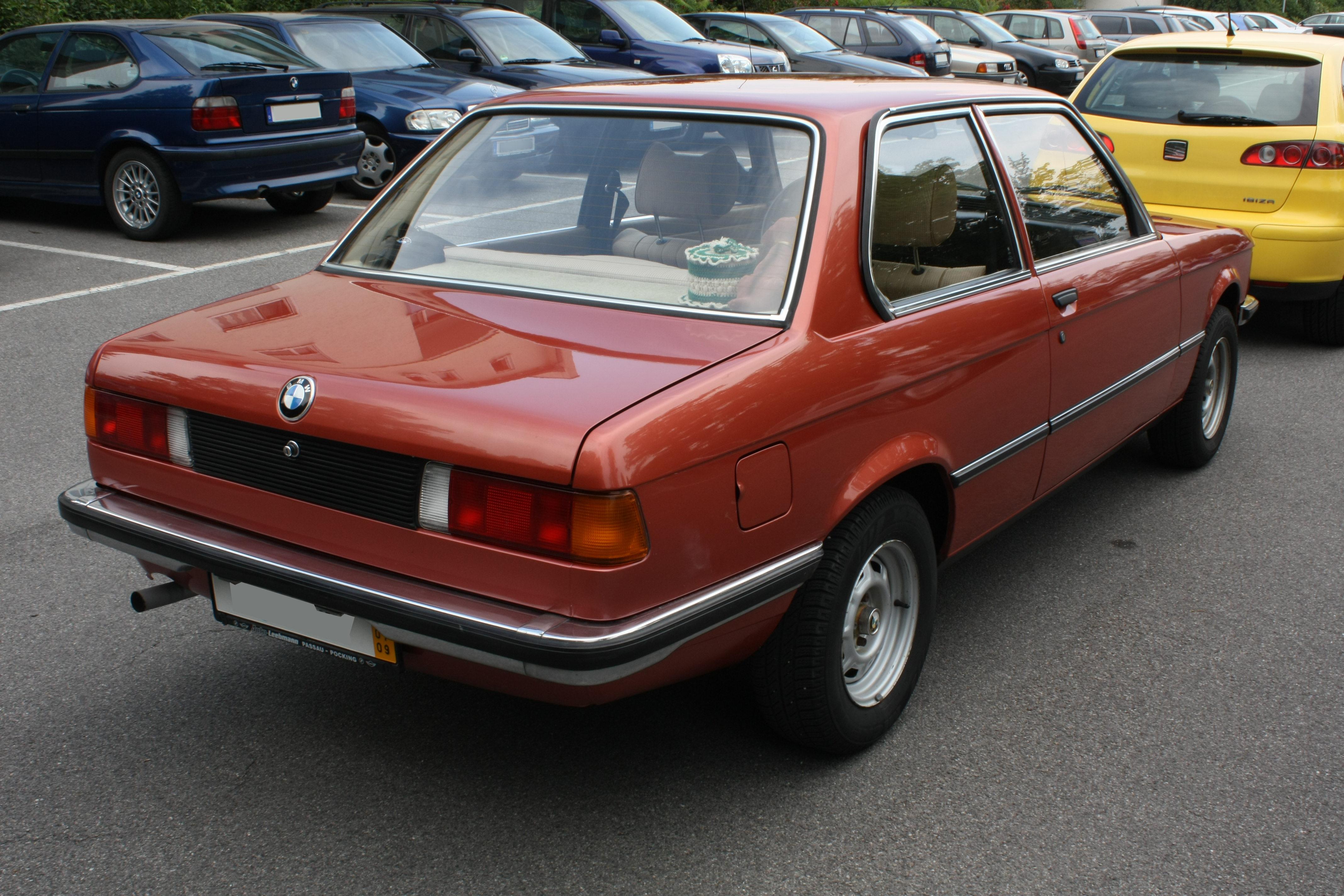
BMW E21 hátulja
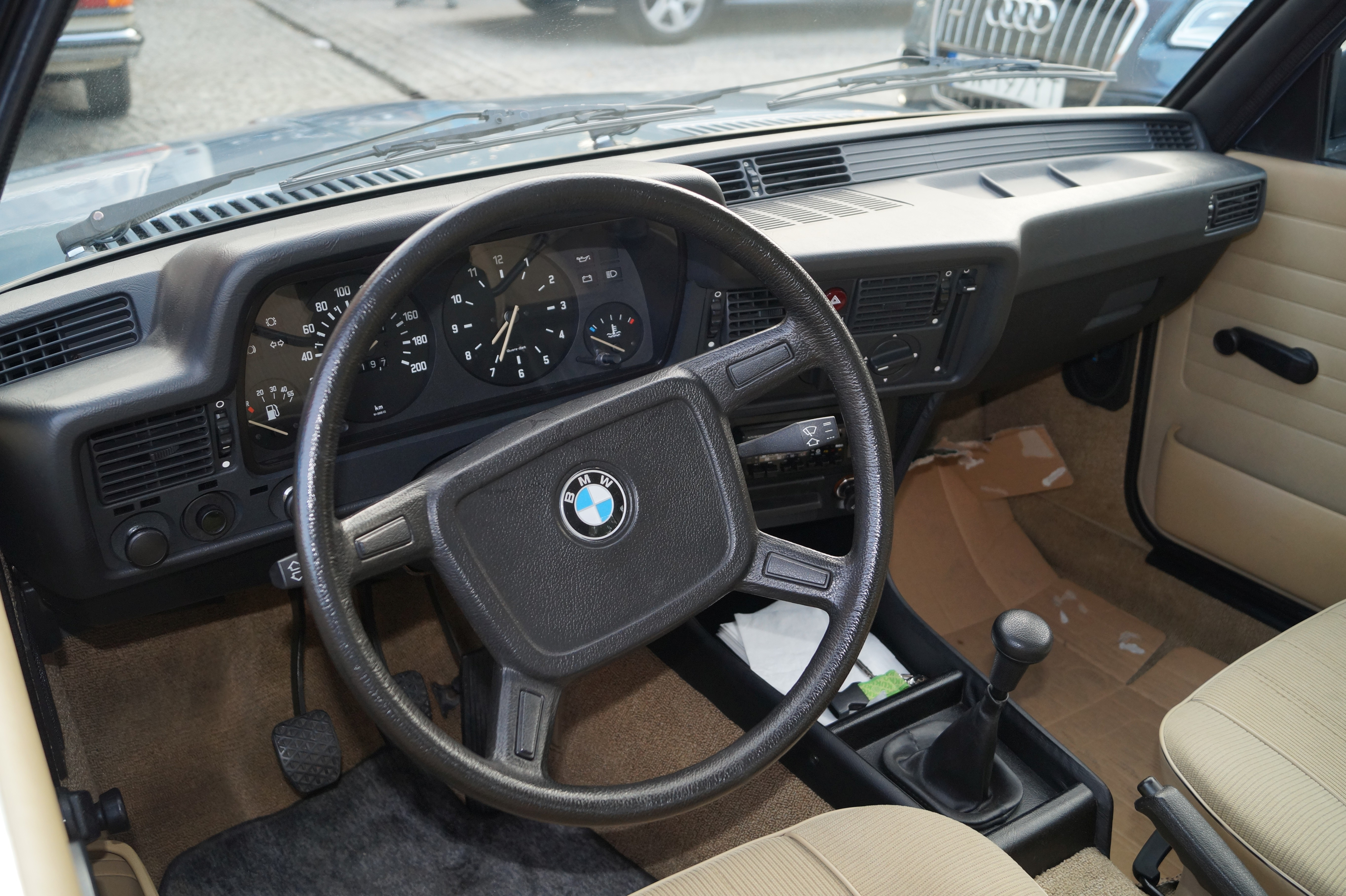
A belseje
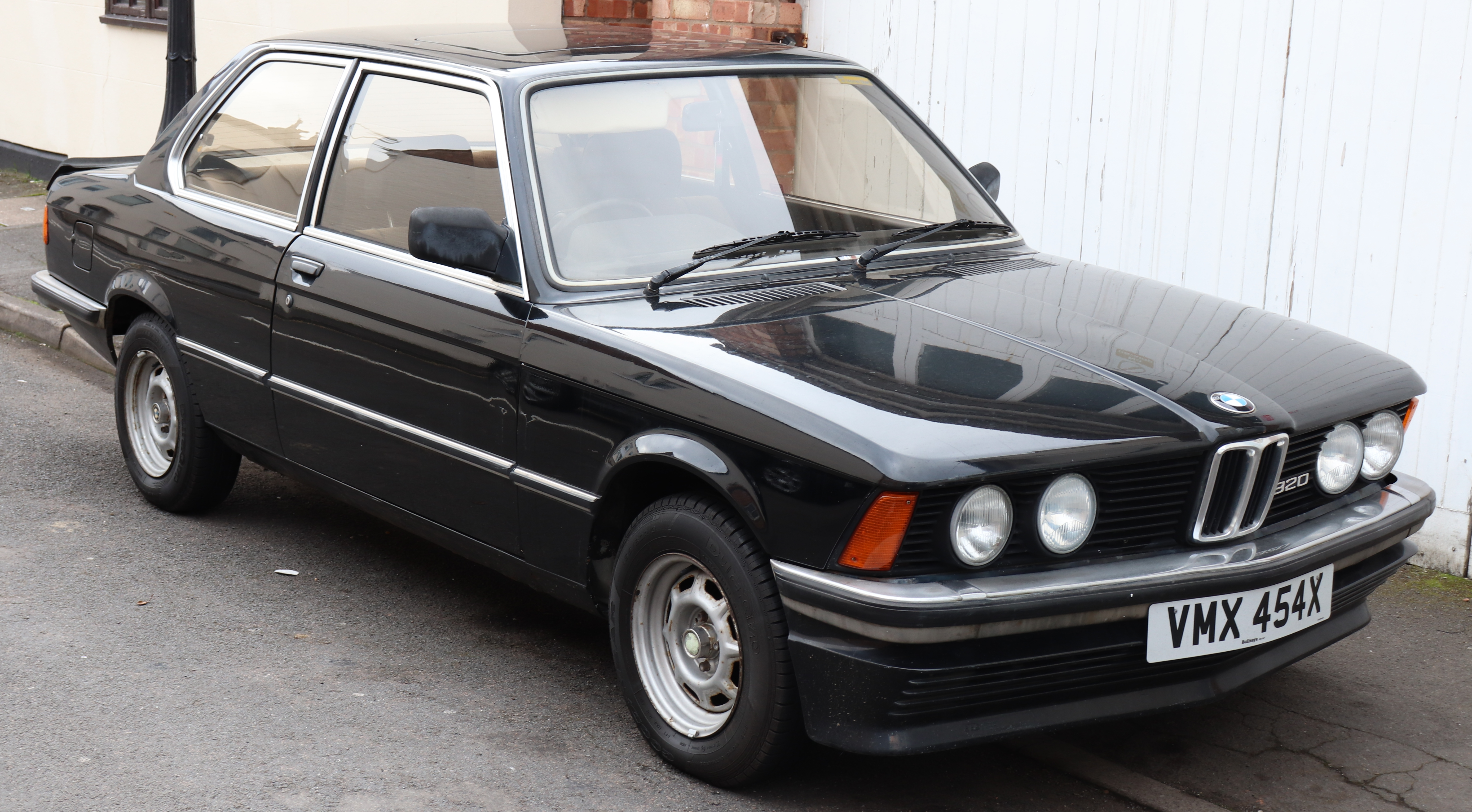
BMW E21 (duplalámpás)
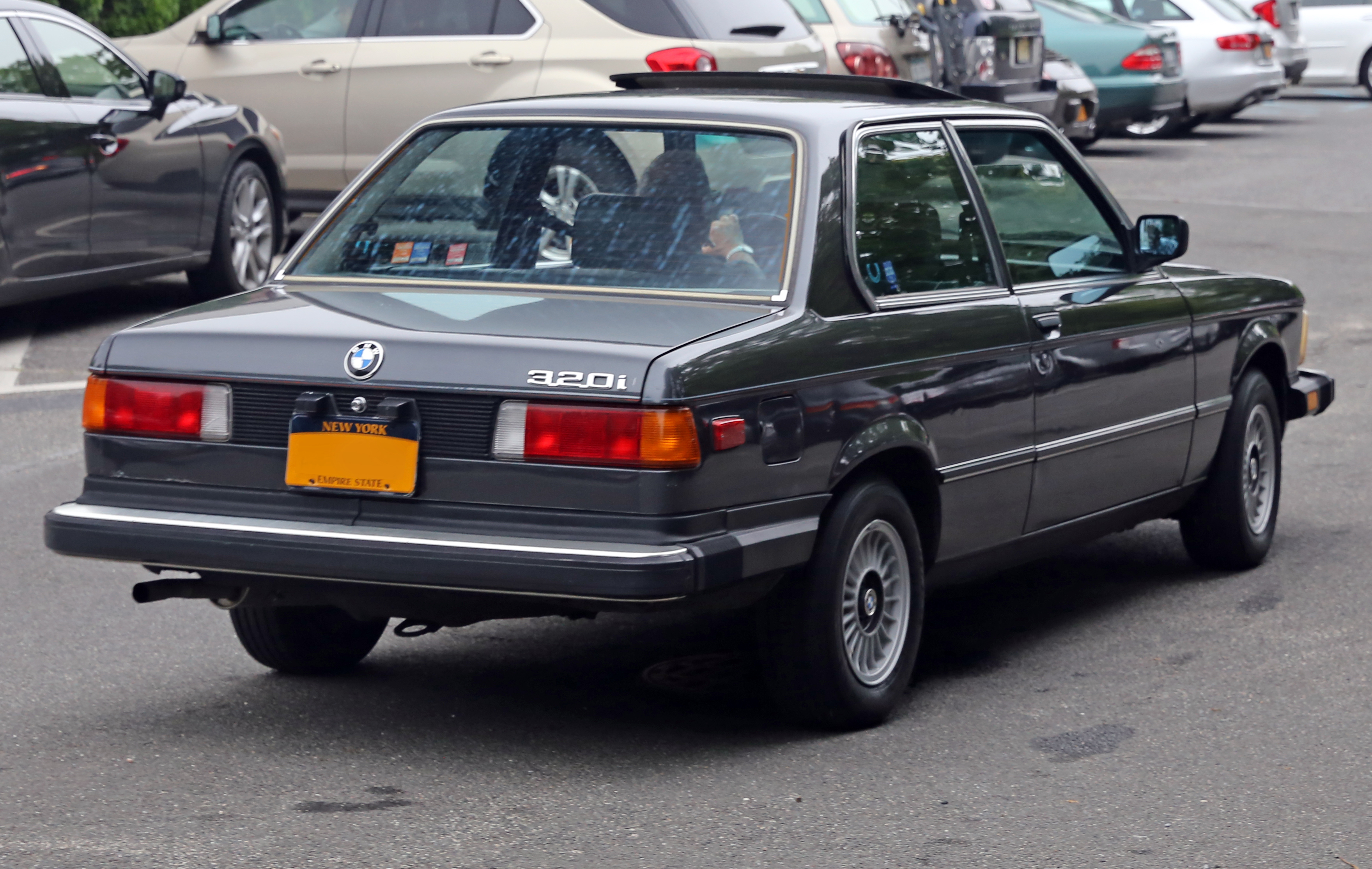
BMW E21 (duplalámpás)
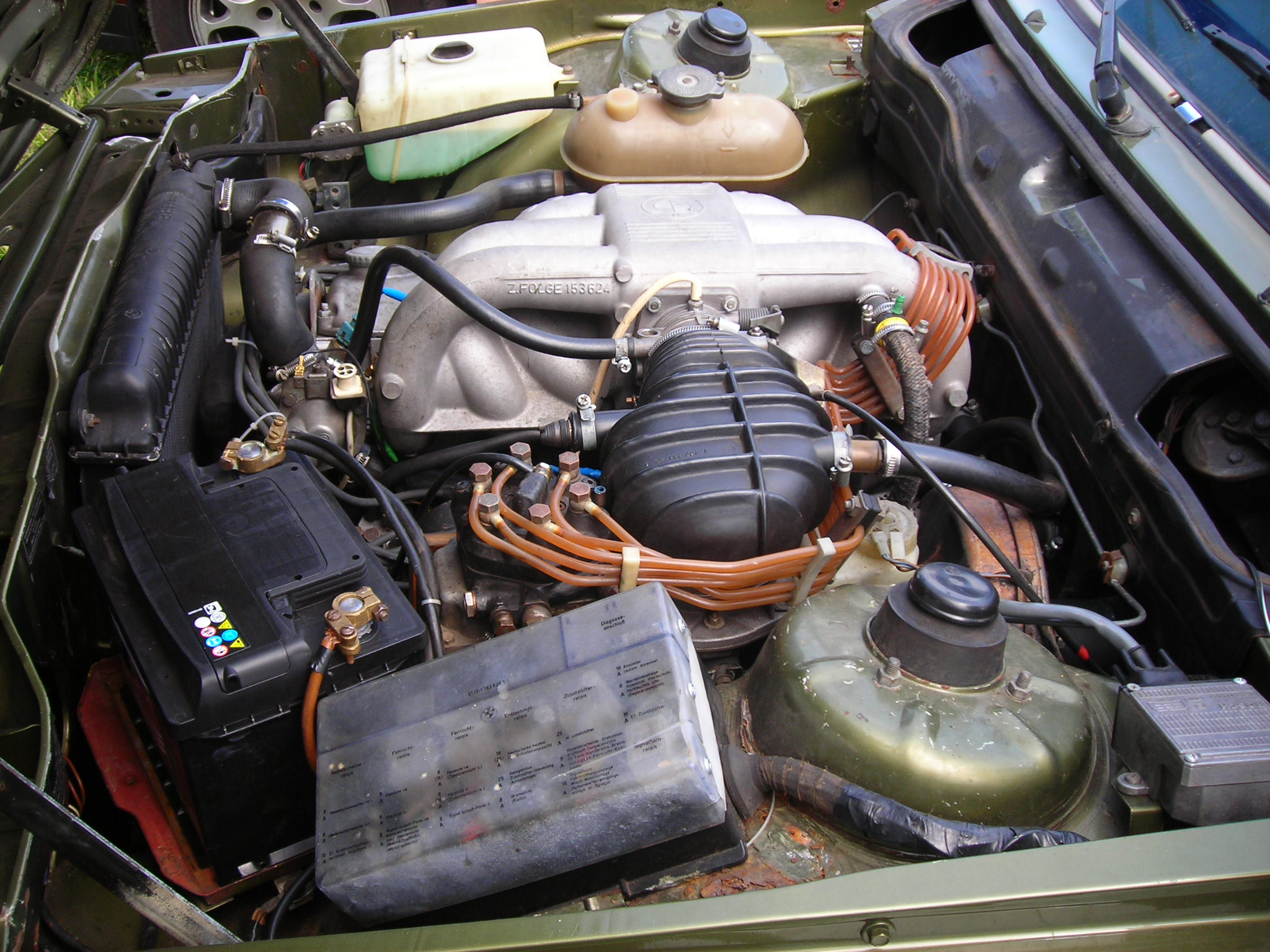
BMW E21 motortere

Az E21 váltotta fel a 02-es sorozatot, és kezdetben 2 ajtós szedánként (más néven kupéként) volt elérhető. Az induláskor minden modell 4 hengeres karburátoros motort használt; az üzemanyag-befecskendezéses modelleket azonban 1975 végén mutatták be, és 1977-ben pedig a 6 hengeres motorokat. A Baur által gyártott kabrió karosszéria 1978 és 1981 között volt elérhető.

### Második generáció (1982-1994)
- BMW E30

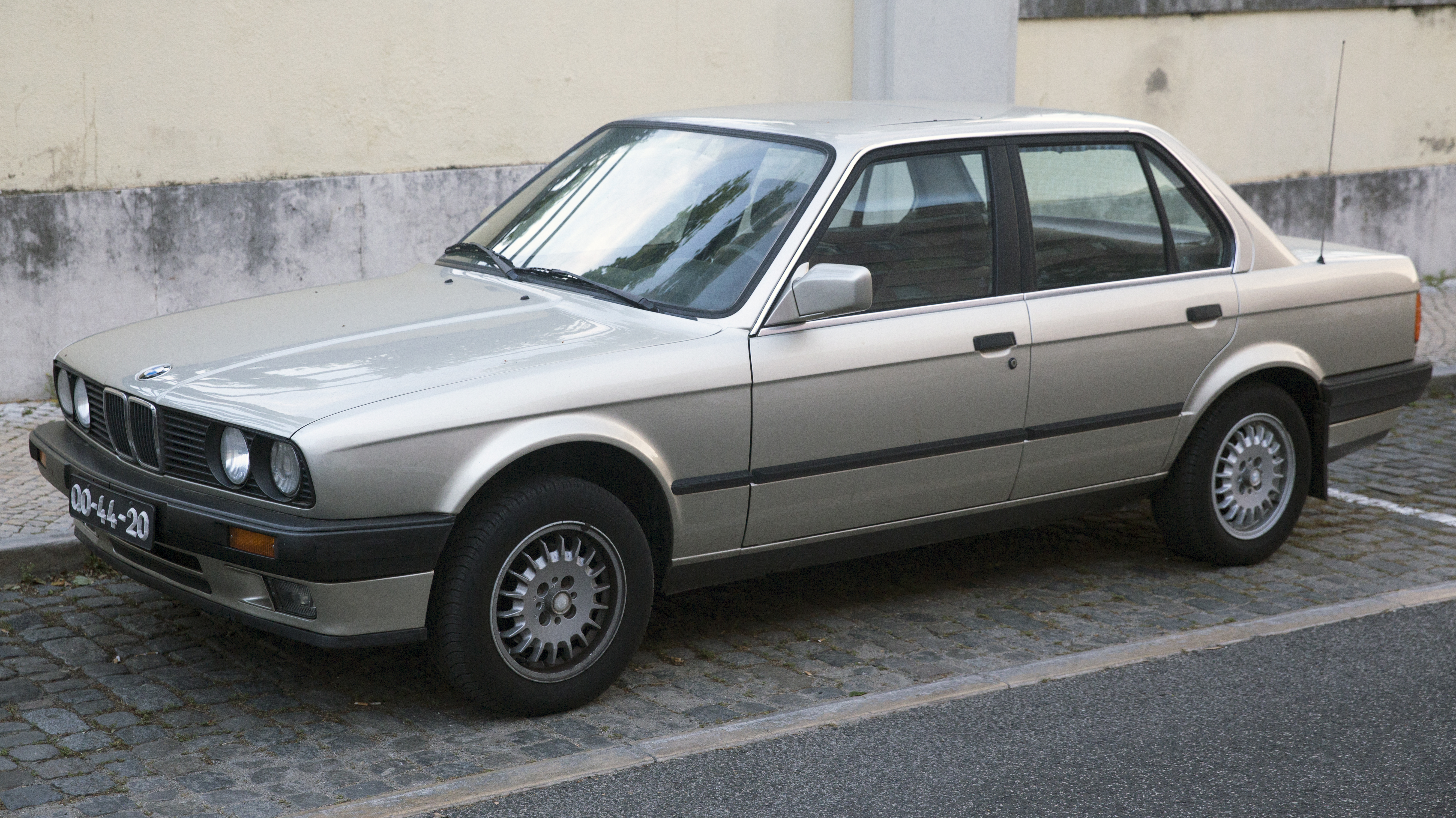
BMW E30 Limousine eleje
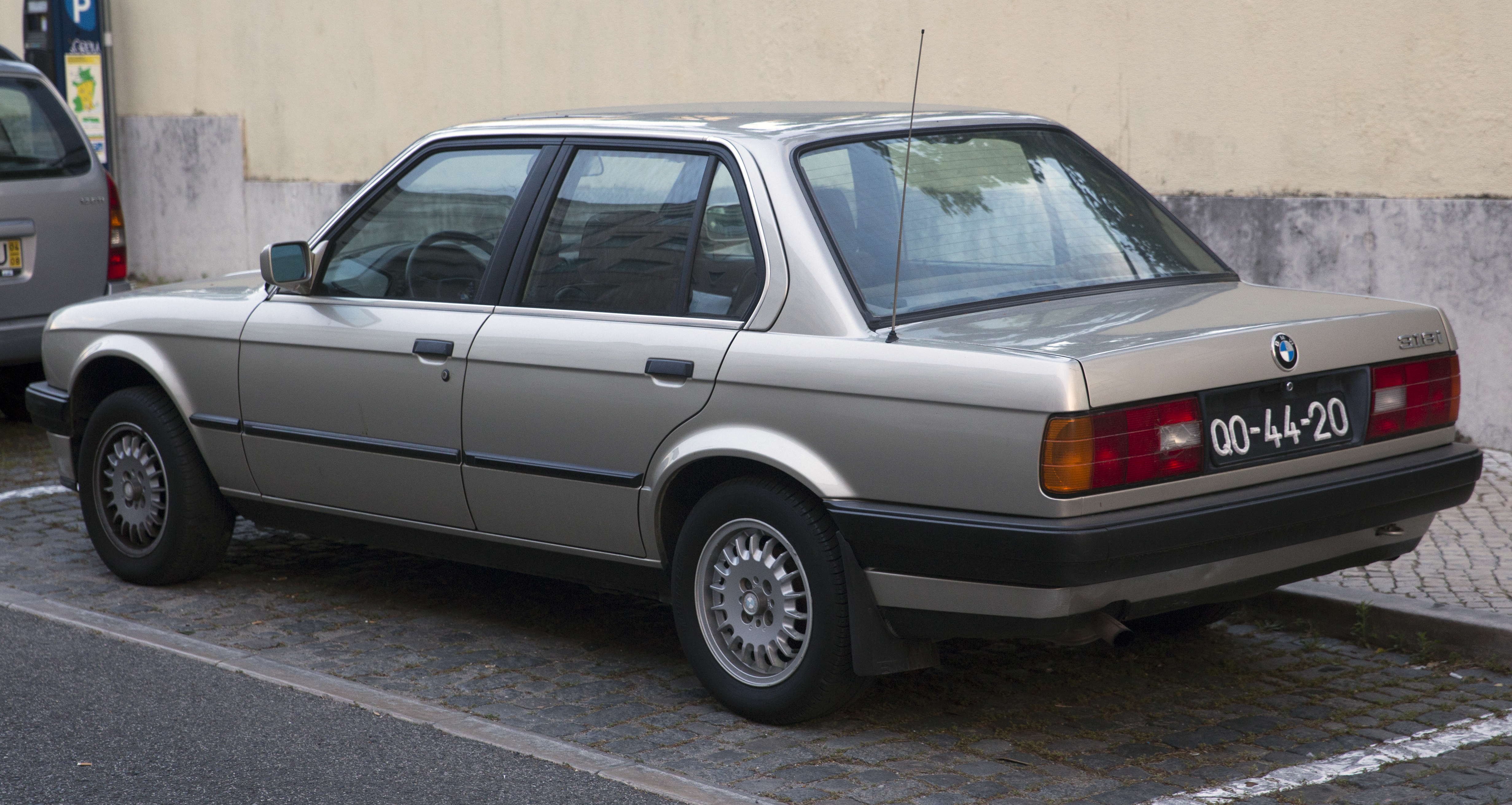
BMW E30 Limousine hátulja
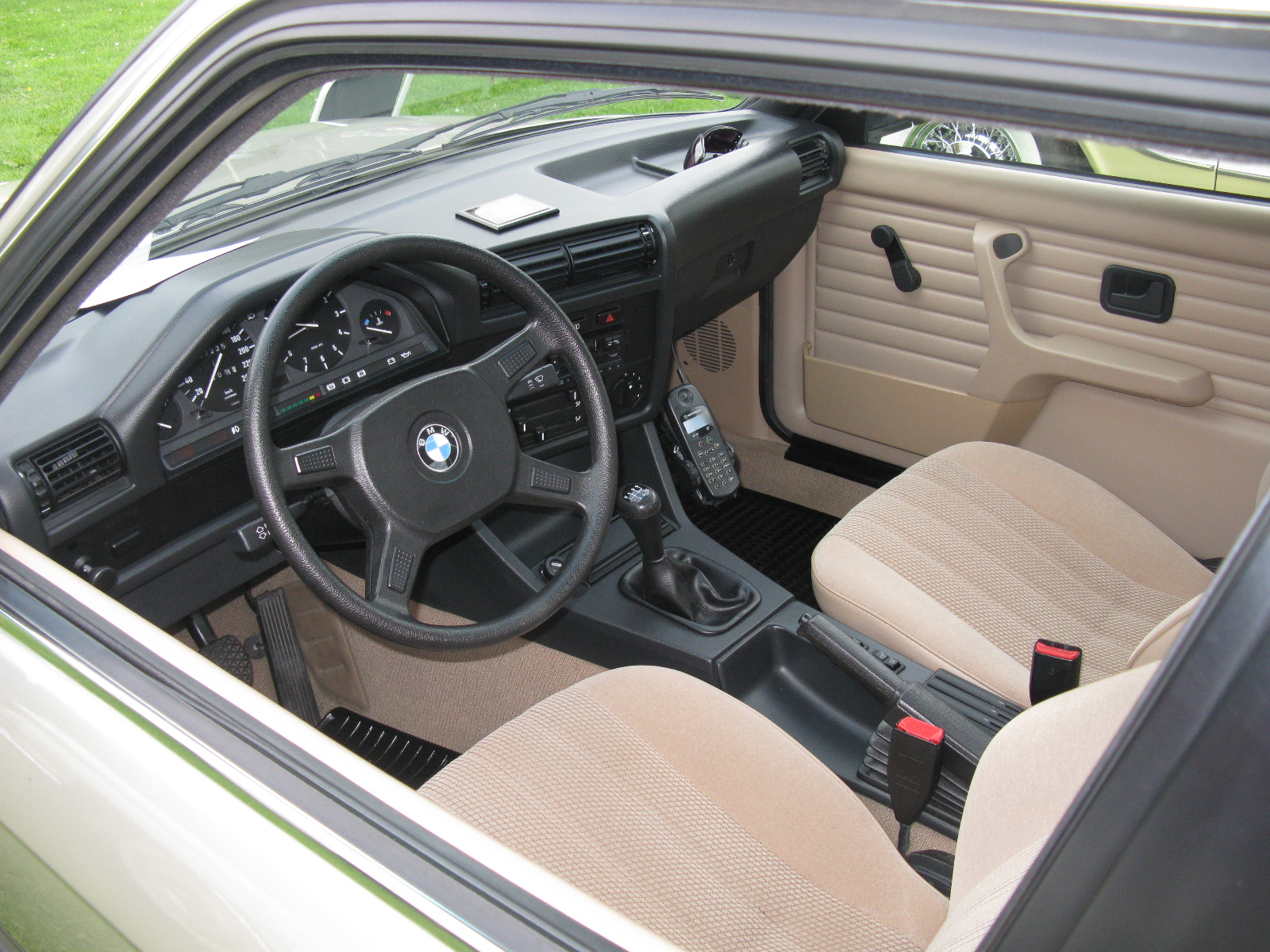
A belseje
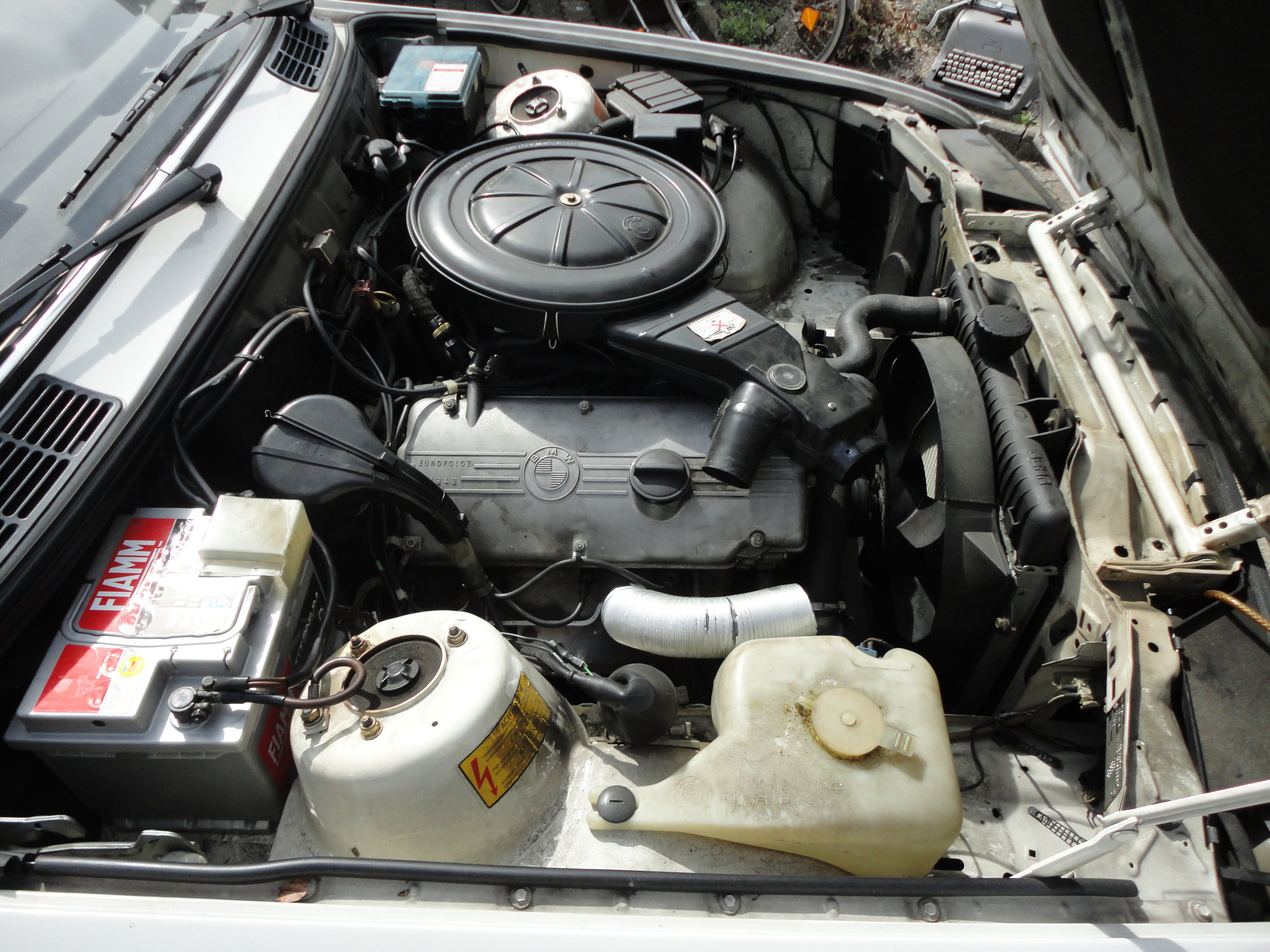
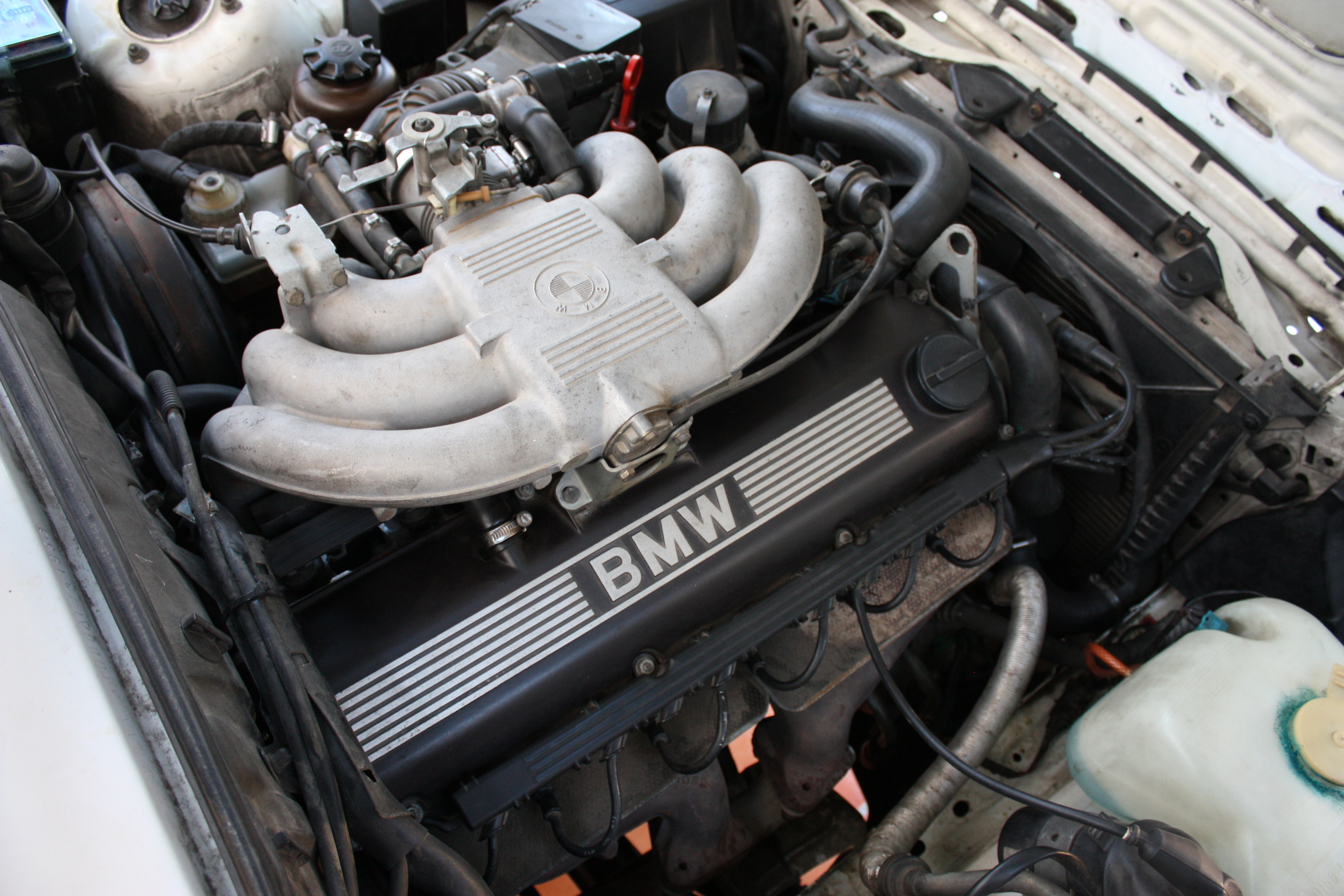
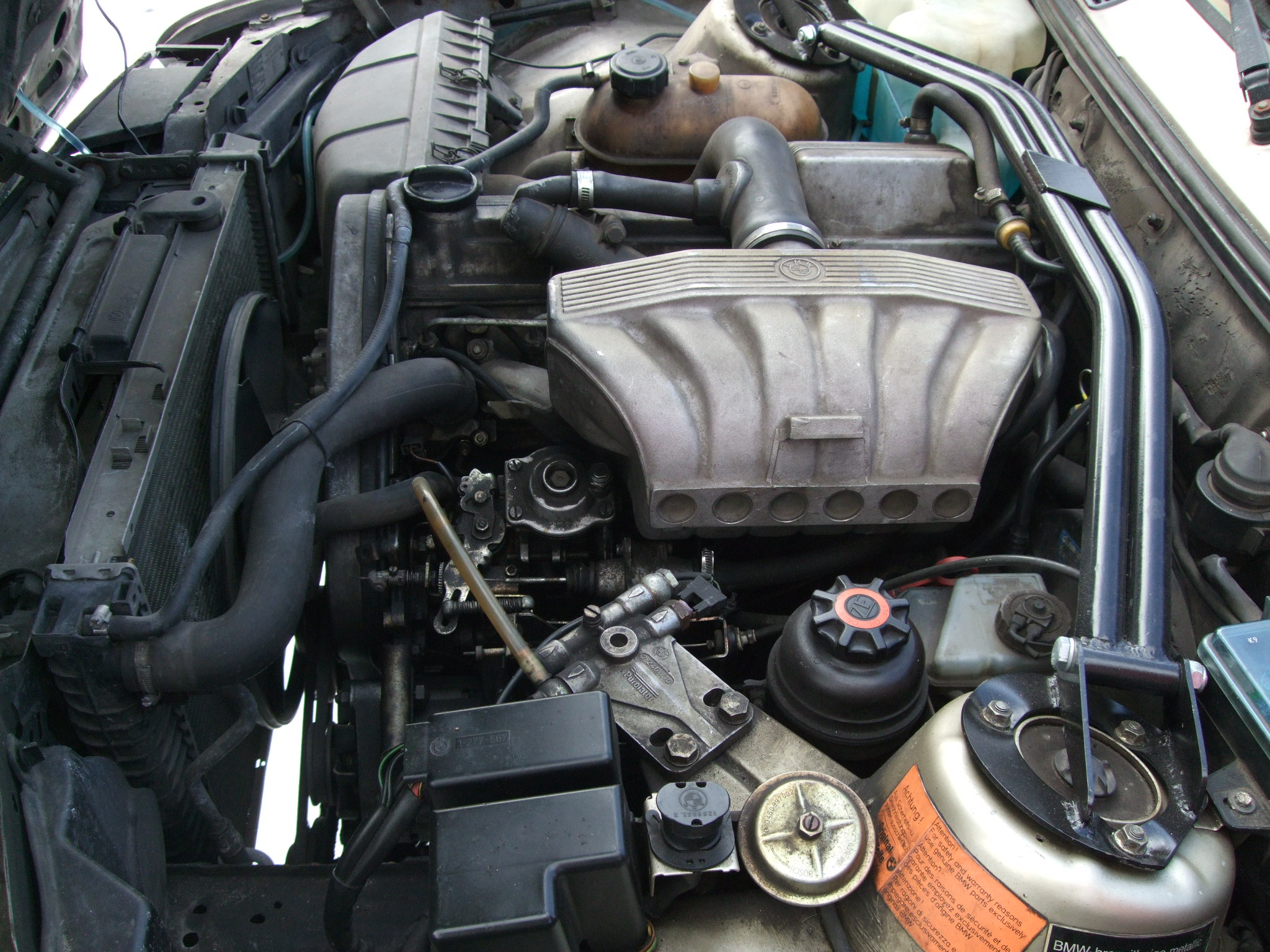
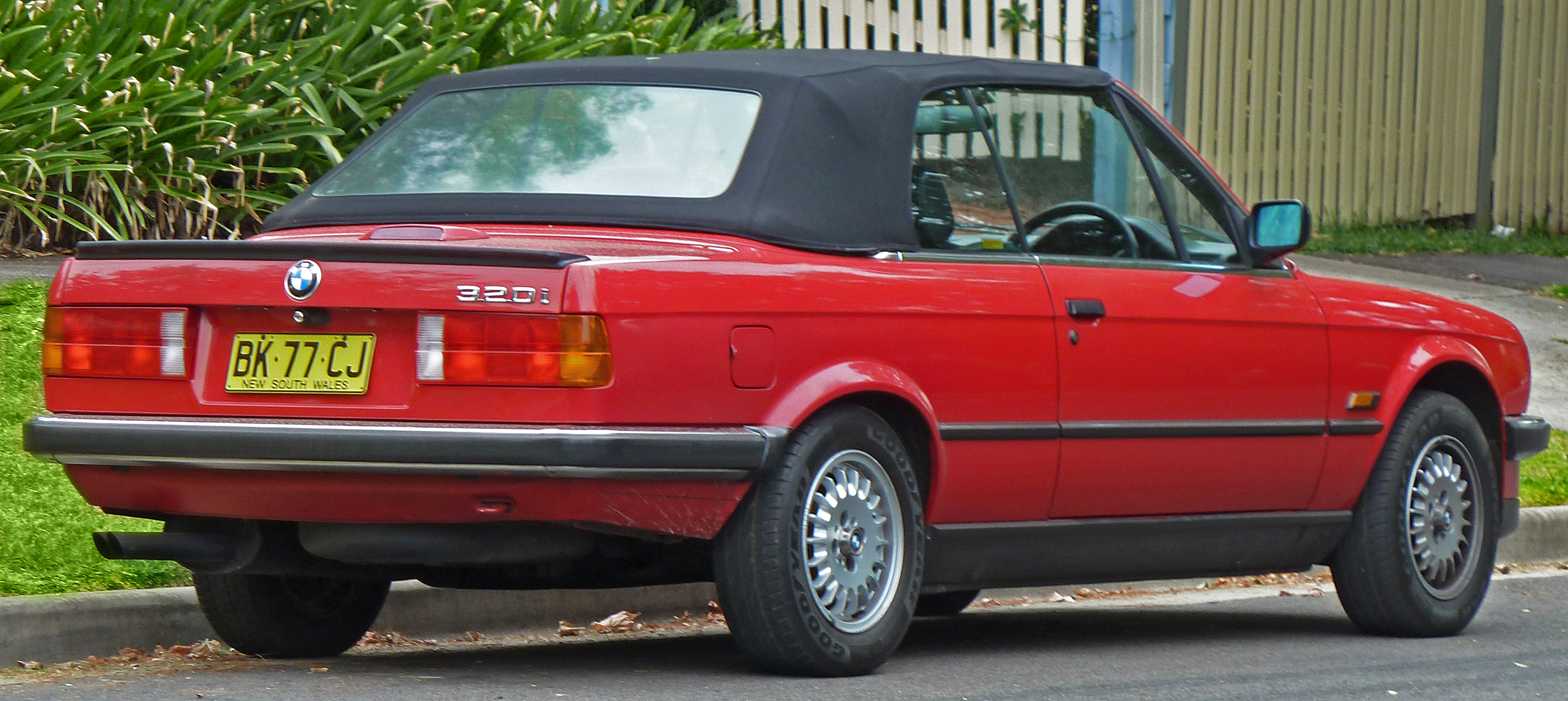
BMW E30 Cabrio
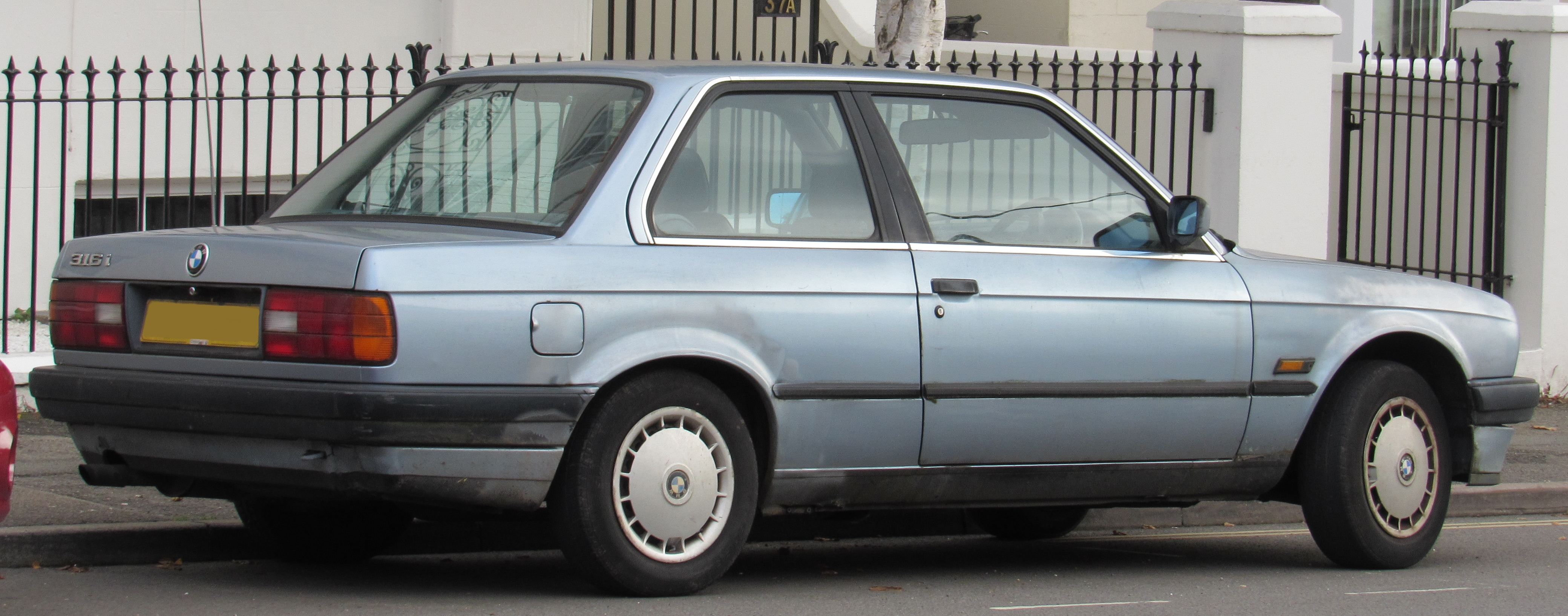
BMW E30 2 ajtós
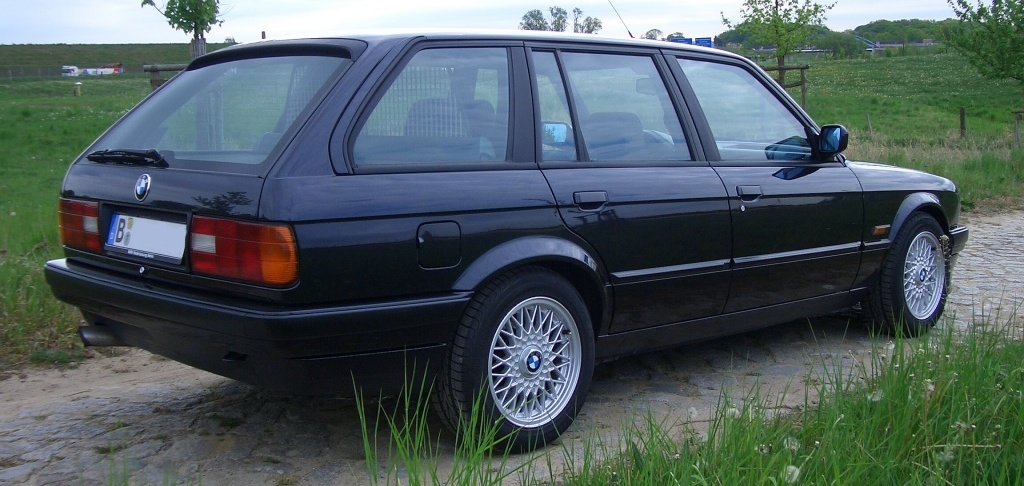
BMW E30 Touring
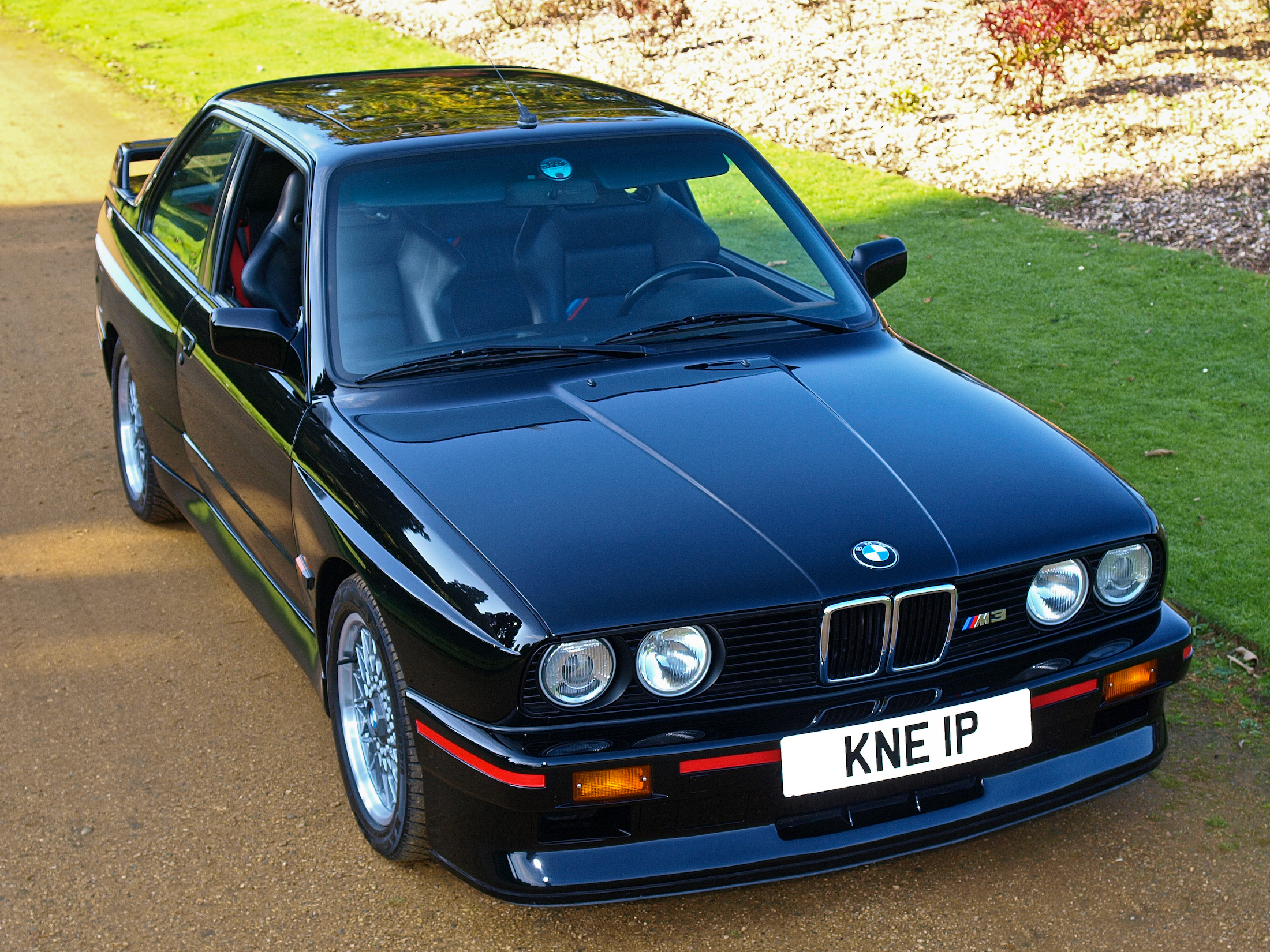
BMW M3 (E30)
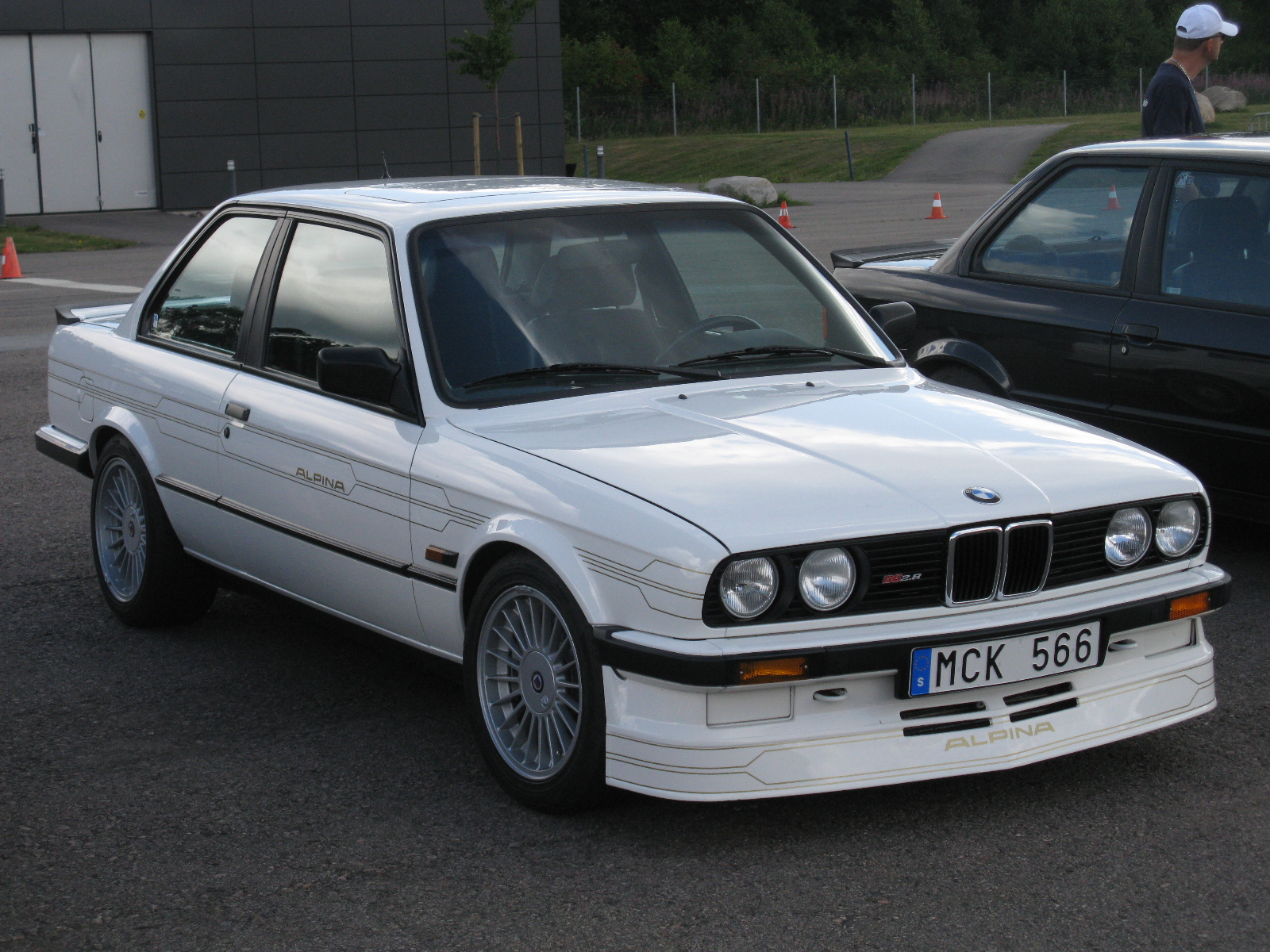
Alphina B6
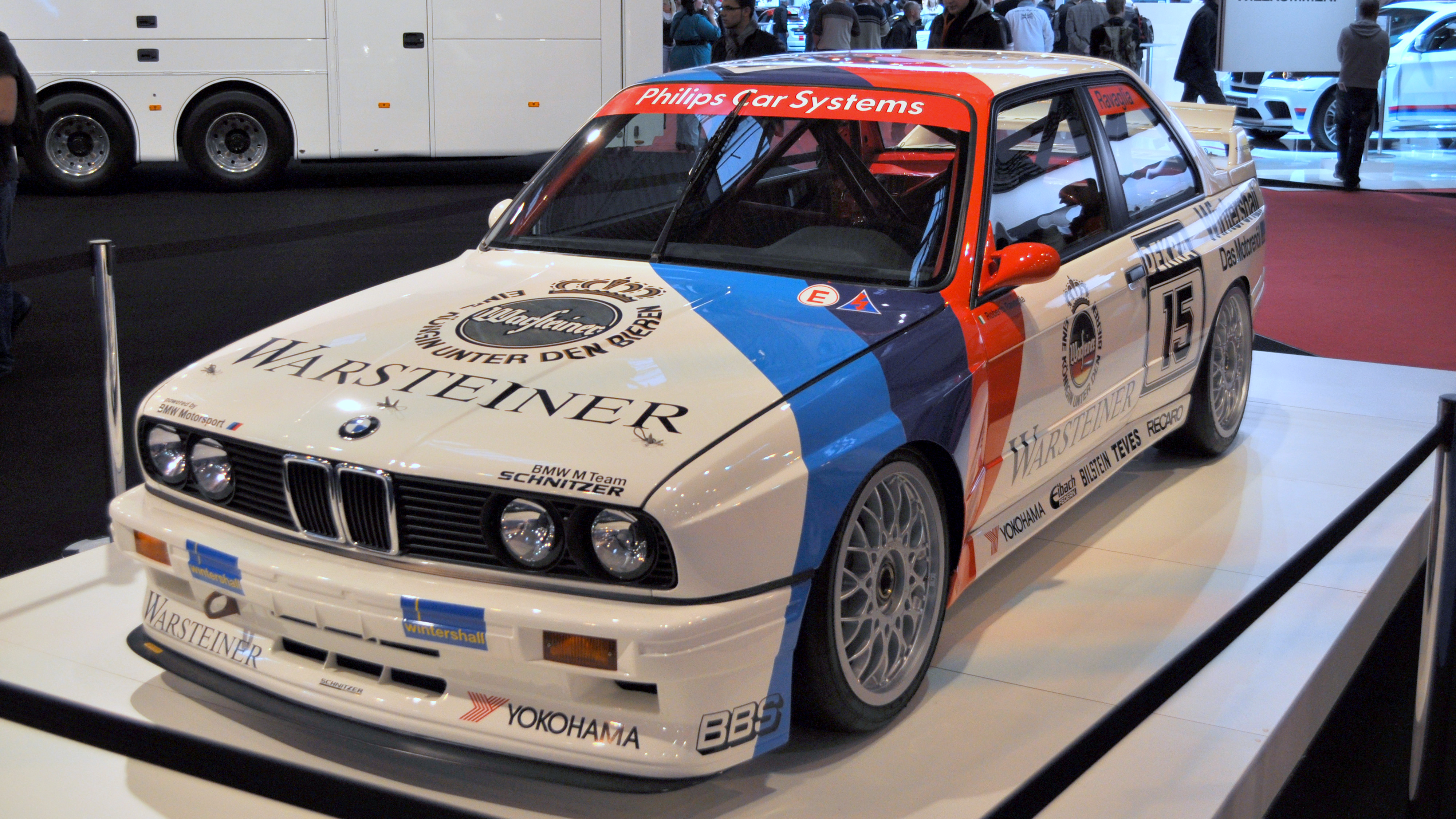
BMW M3 versenyautó (E30)

Az 1982-es megjelenésekor az E30-at kizárólag 2 ajtós szedán karosszéria kivitelben gyártották. A négyajtós szedán modelleket 1983-ban, a kabriókat 1985-ben, a kombi ("Touring") modelleket peig 1987-ben mutatták be. Az E30 volt az első 3-as sorozat, amely kombi és 4 ajtós szedán karosszériában is elérhető volt. Ez volt az első 3-as sorozat is, amely dízelmotort kínált, és az összkerékhajtást a 325iX modellel vezették be a 3-as sorozatba. A BMW Z1 roadster és az első BMW M3 az E30 platformra épült. Az E30 M3-at a nagy fordulatszámú S14 négyhengeres benzinmotor hajtja, amely 175 kW (235 LE) teljesítményt adott az utolsó, csak európai iterációban.

### Harmadik generáció (1990-2000)
- BMW E36

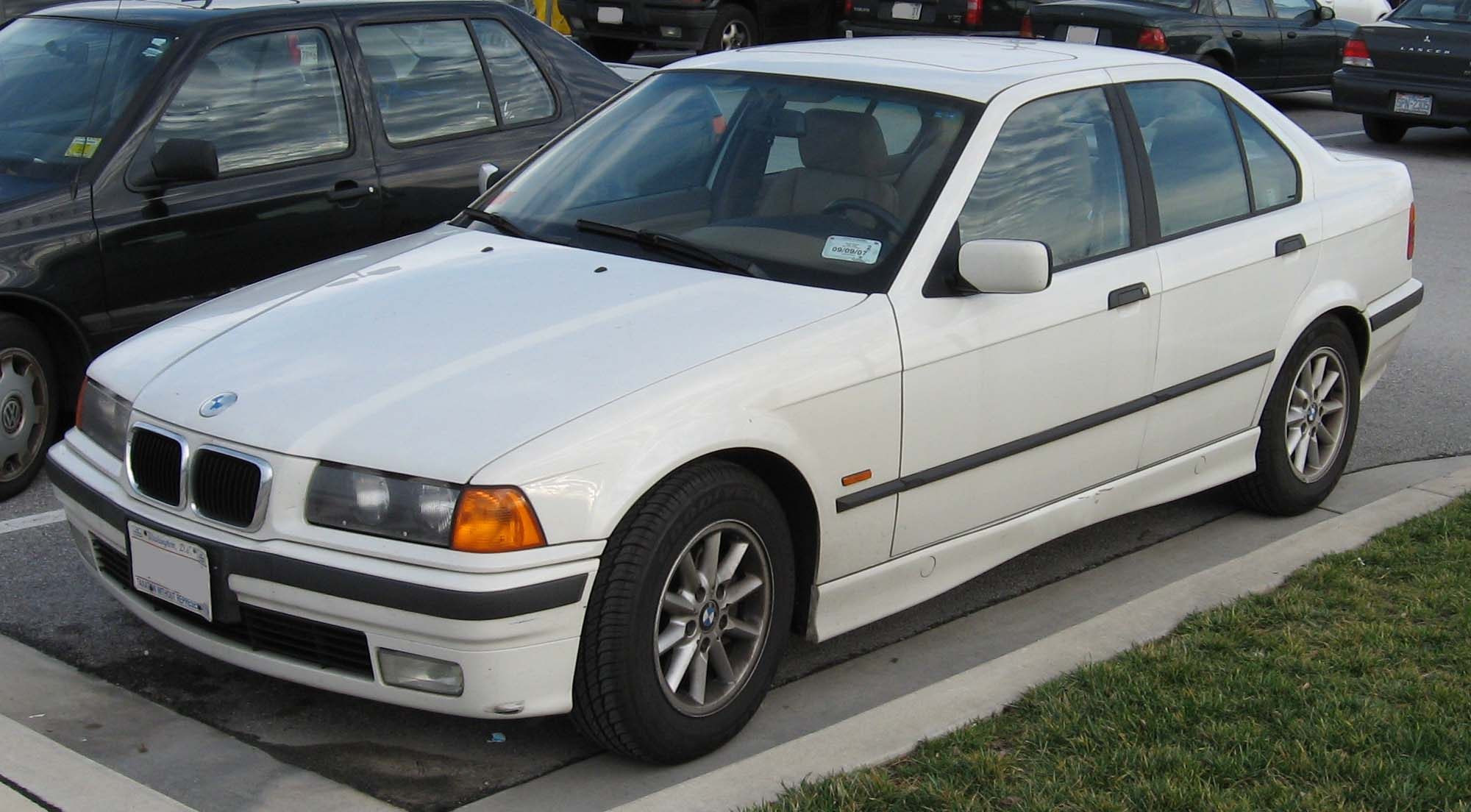
BMW E36 Limousine eleje
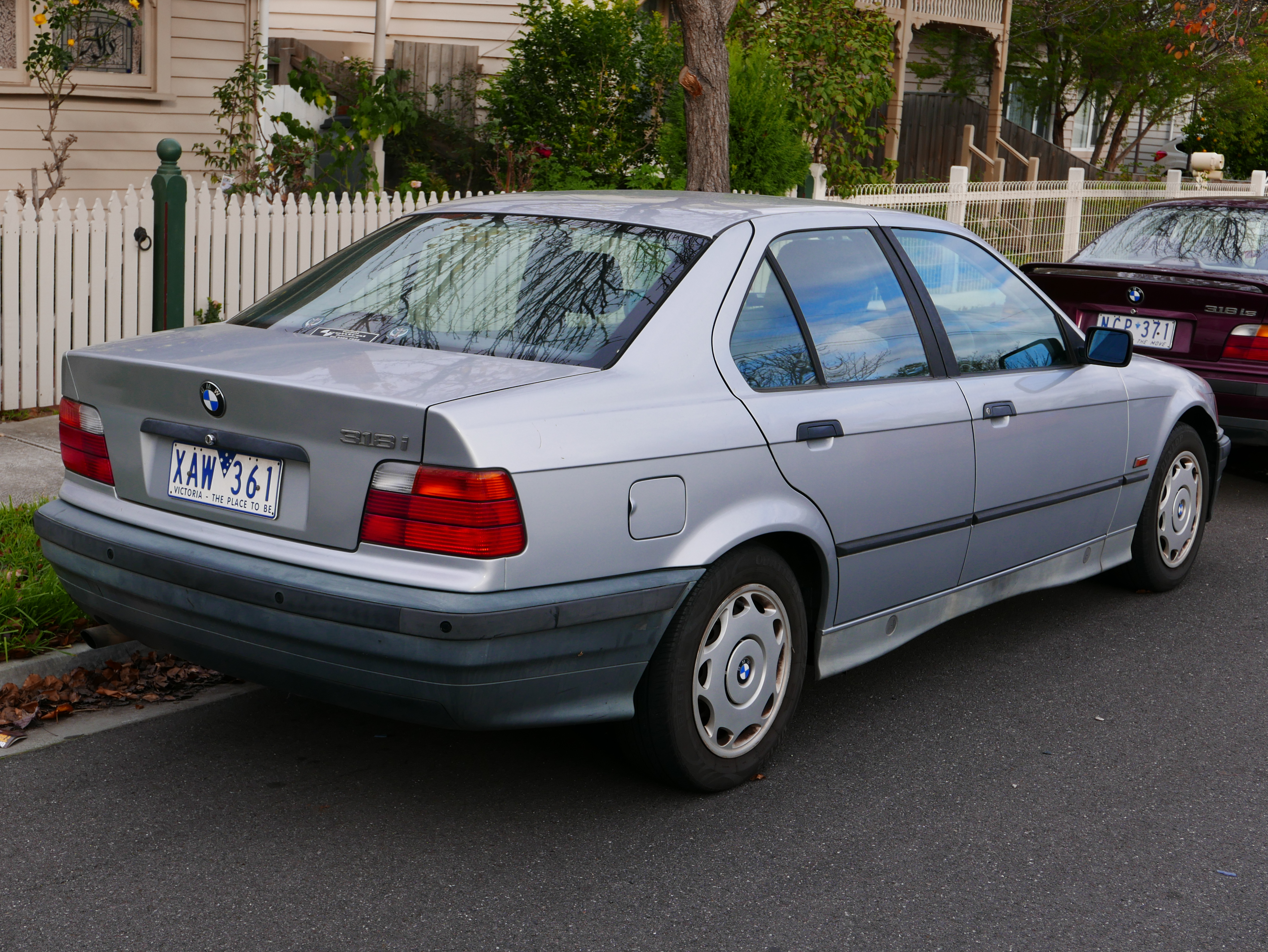
BMW E36 Limousine hátulja
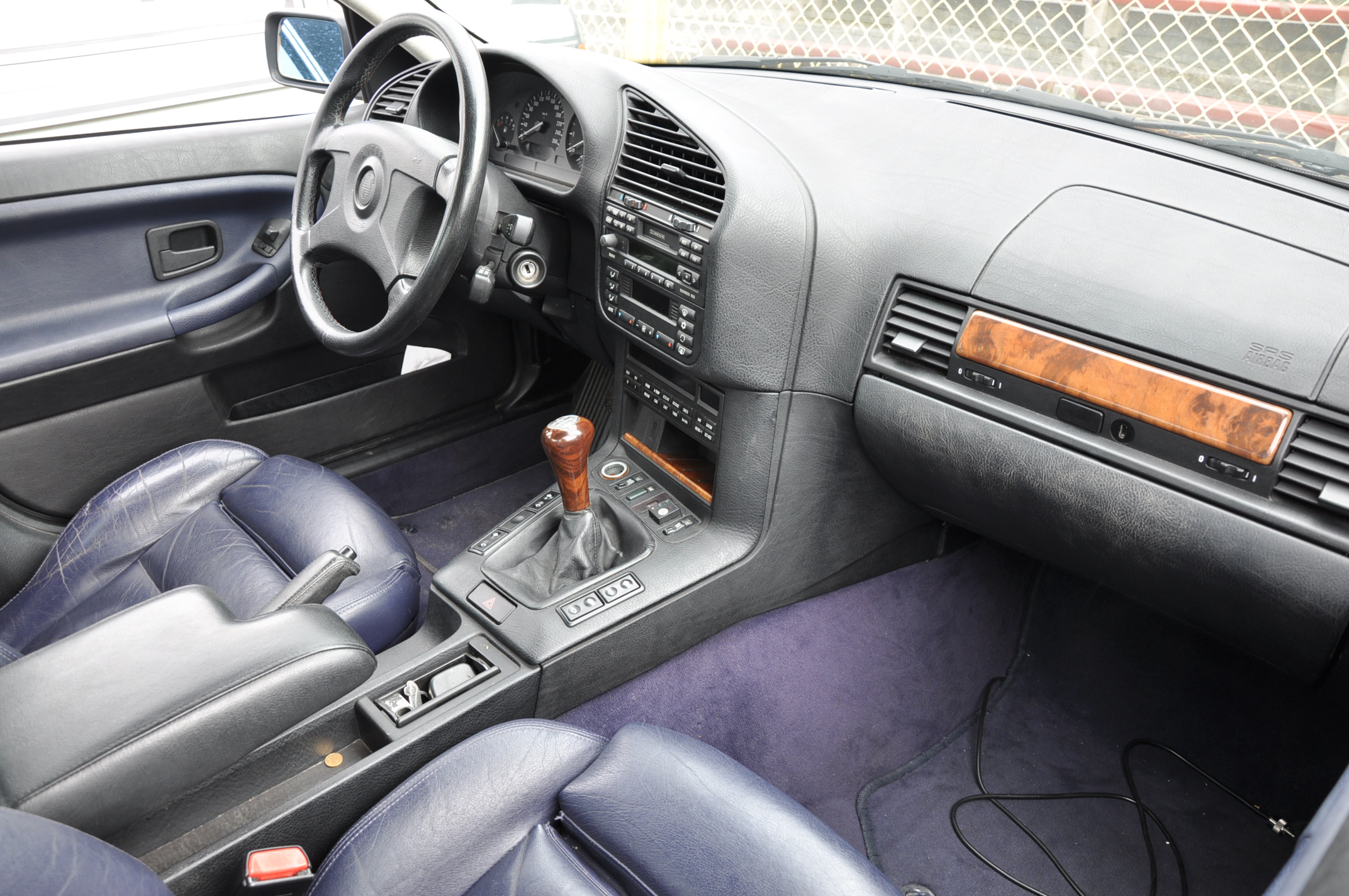
A belseje (kivétel Compact)
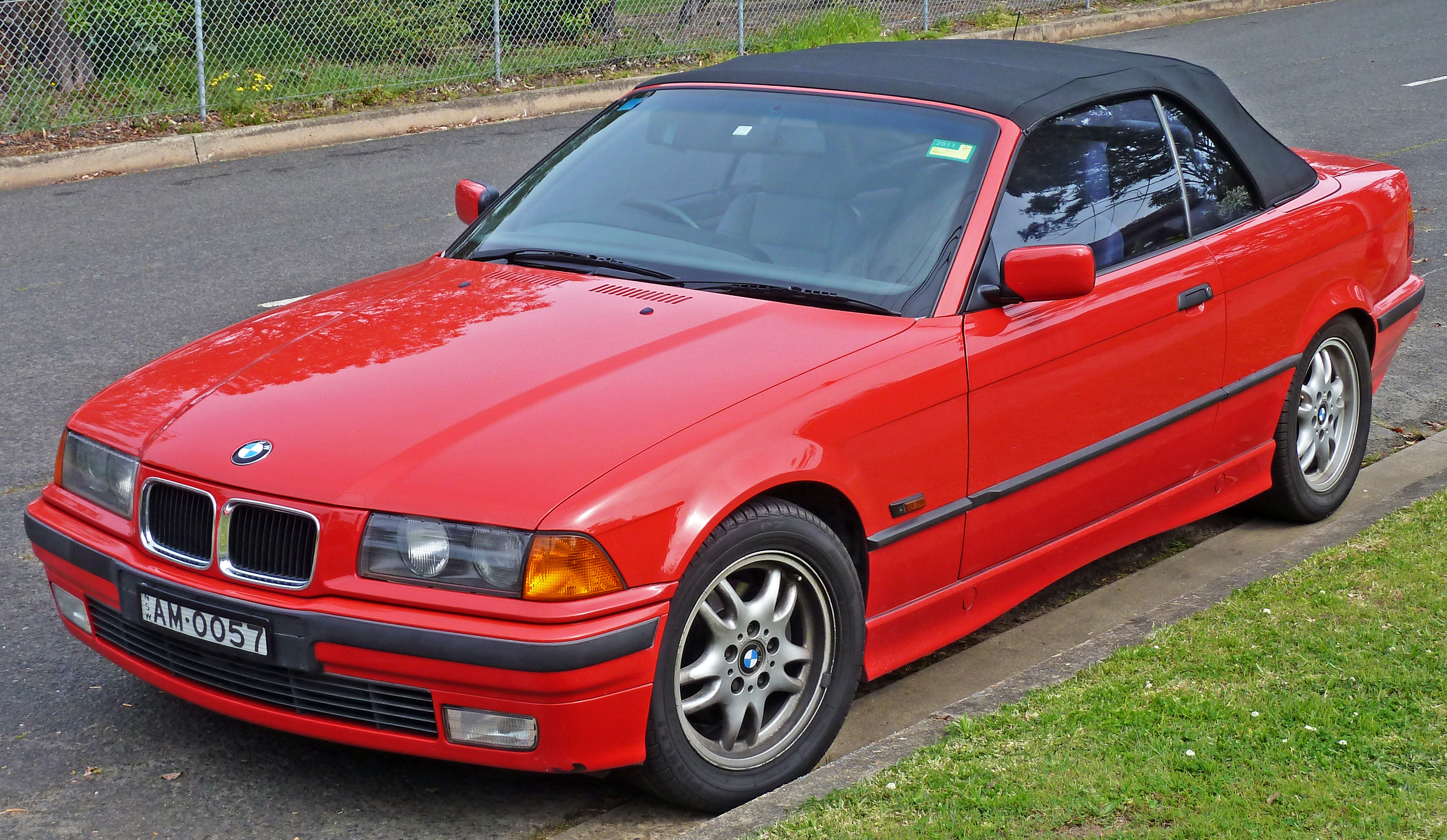
BMW E36 Cabrio eleje
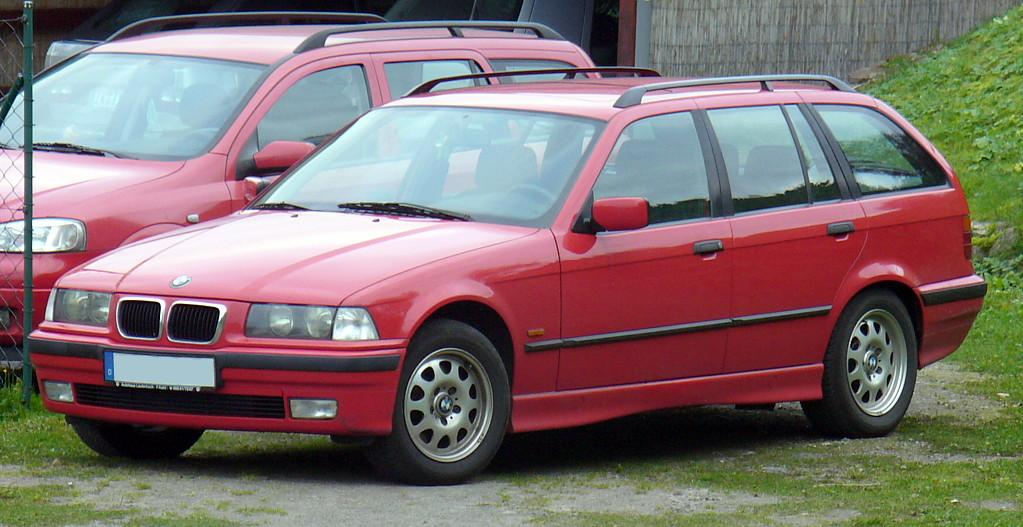
BMW E36 Touring eleje
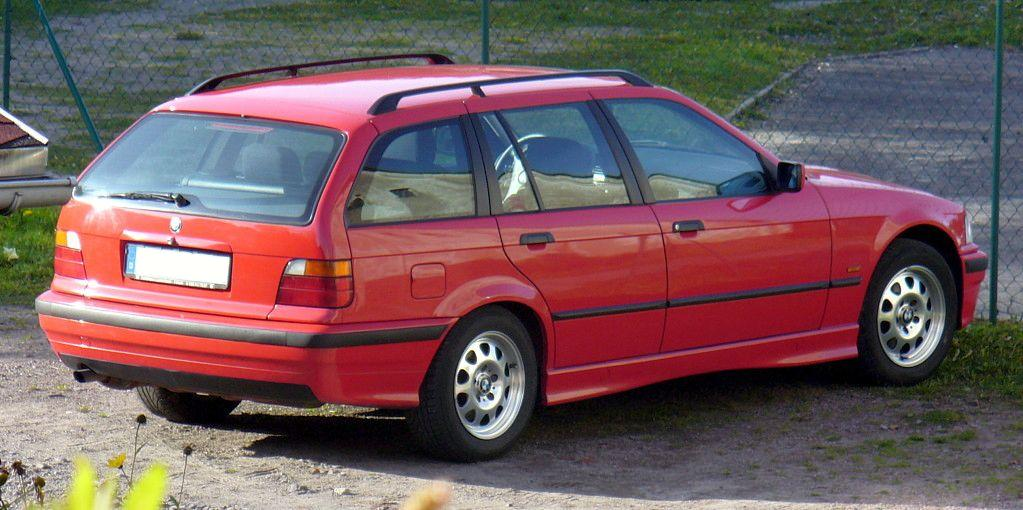
BMW E36 Touring hátulja
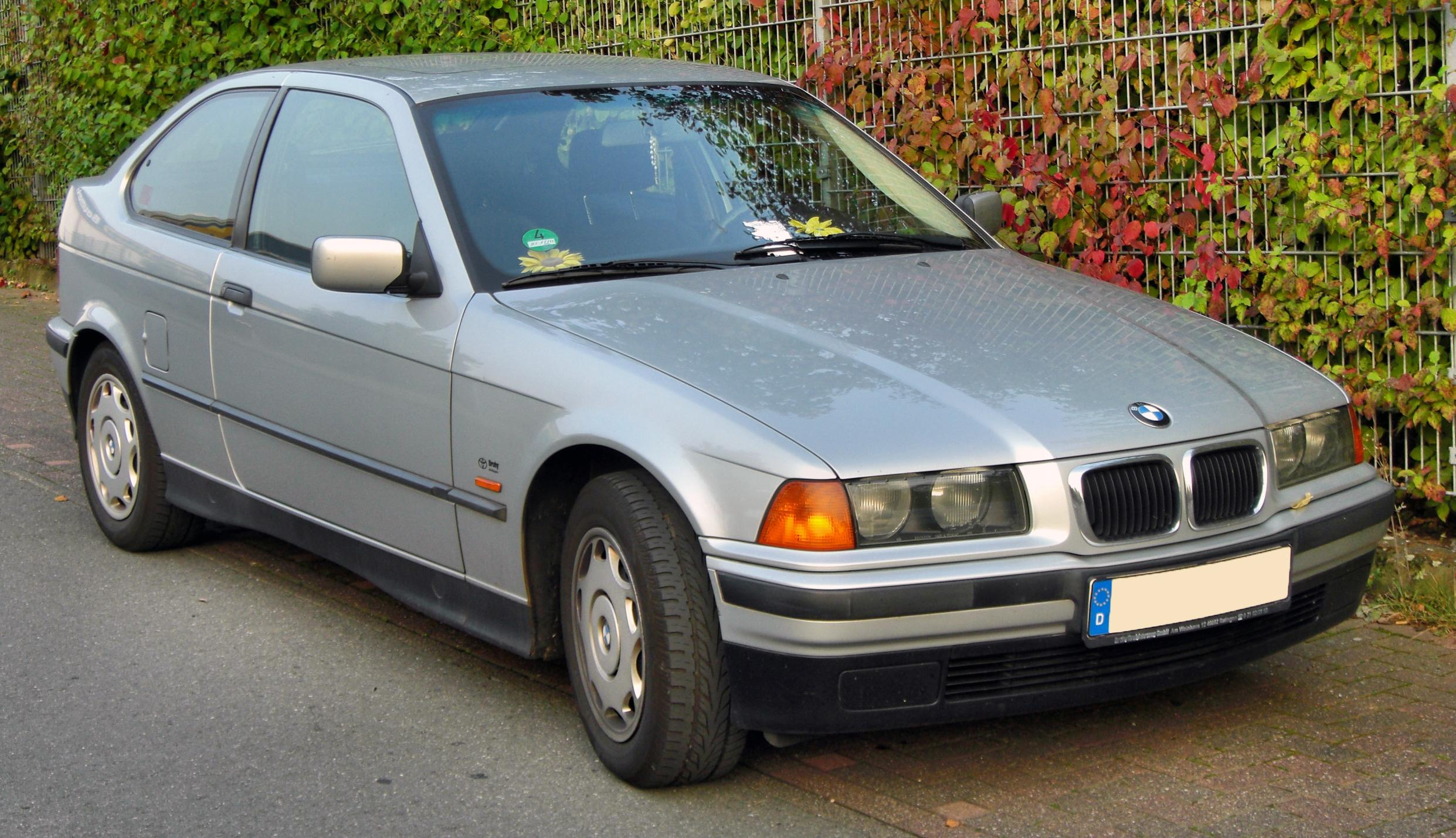
BMW E36 Compact eleje
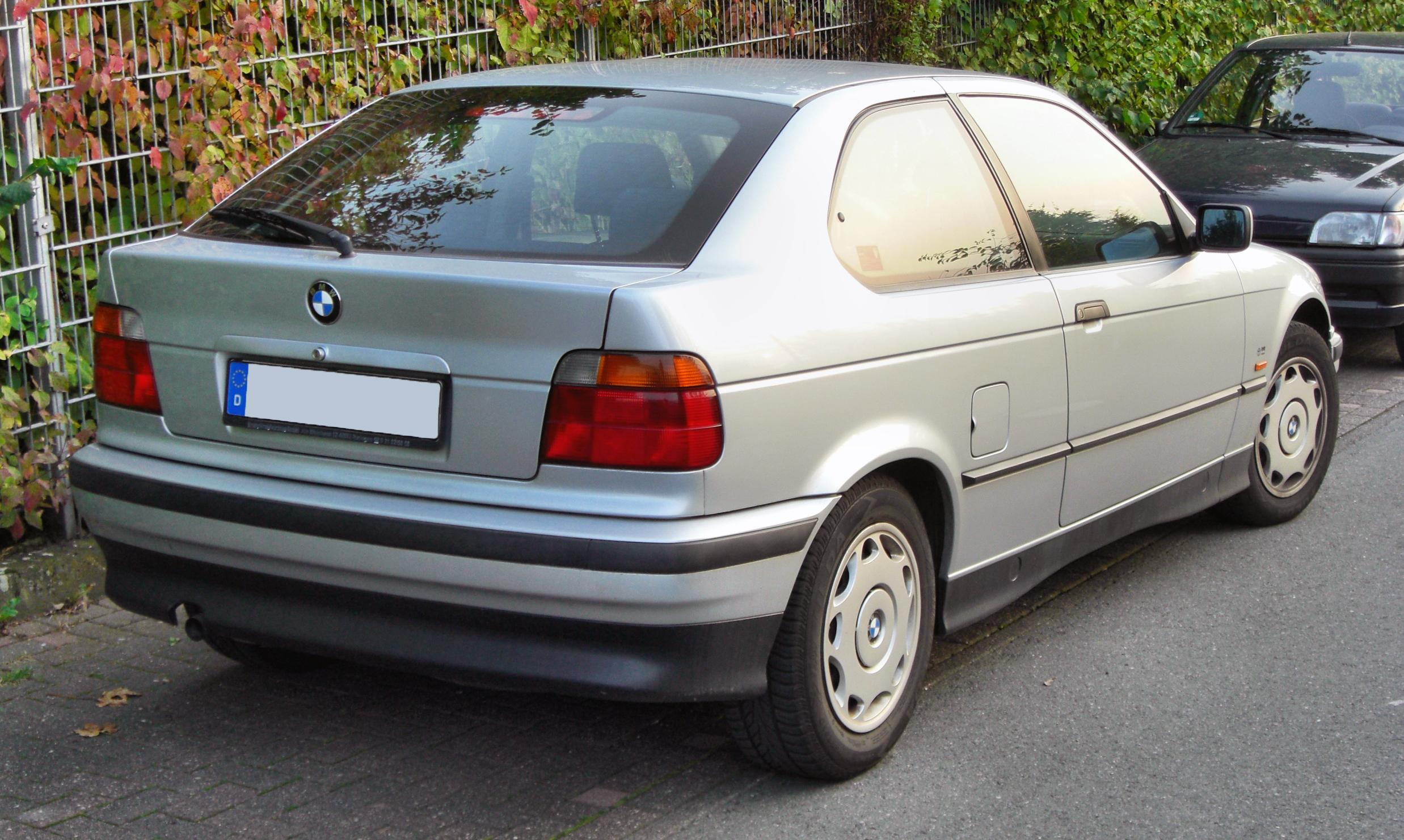
BMW E36 Compact hátulja
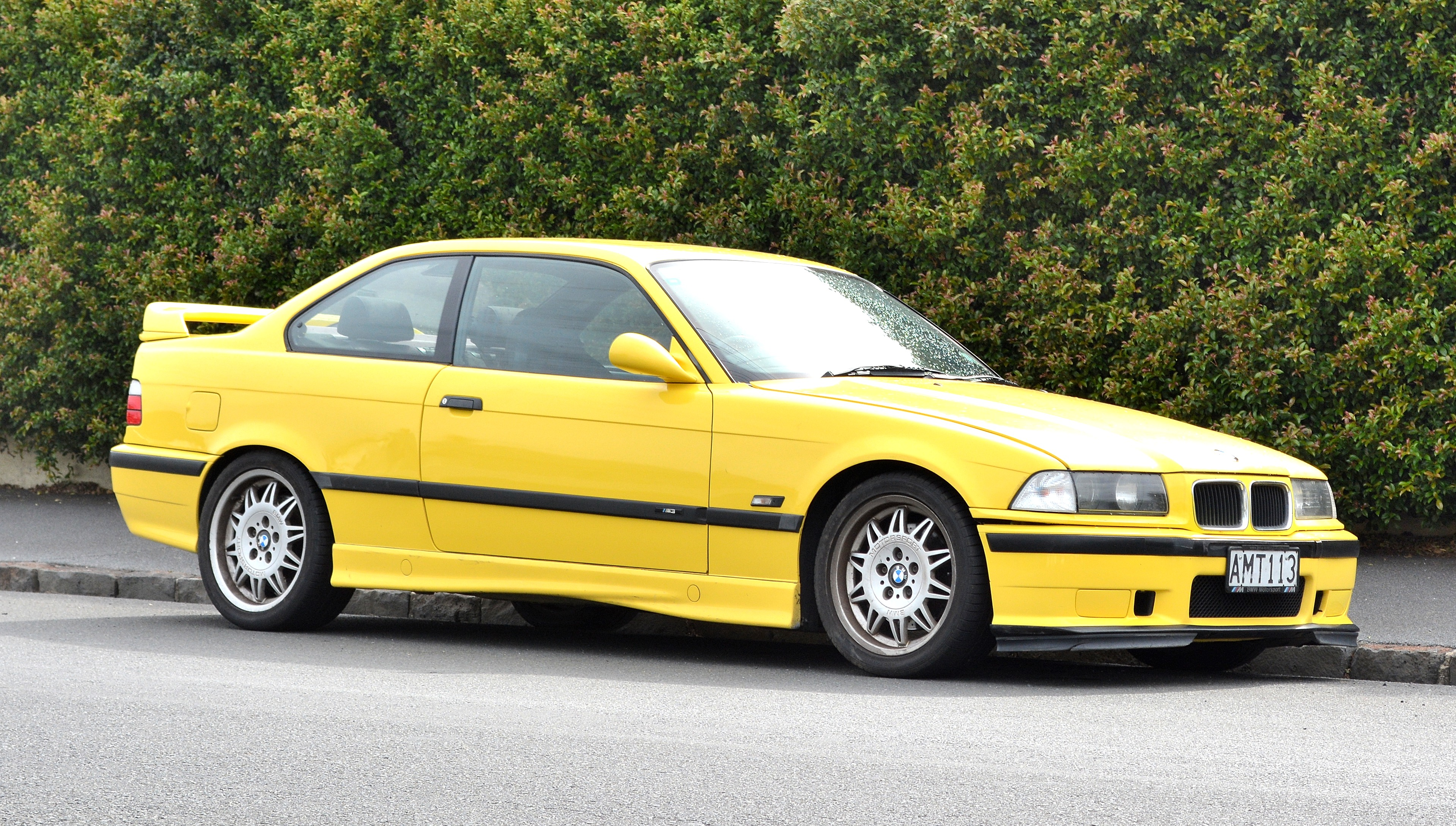
1993-as BMW M3
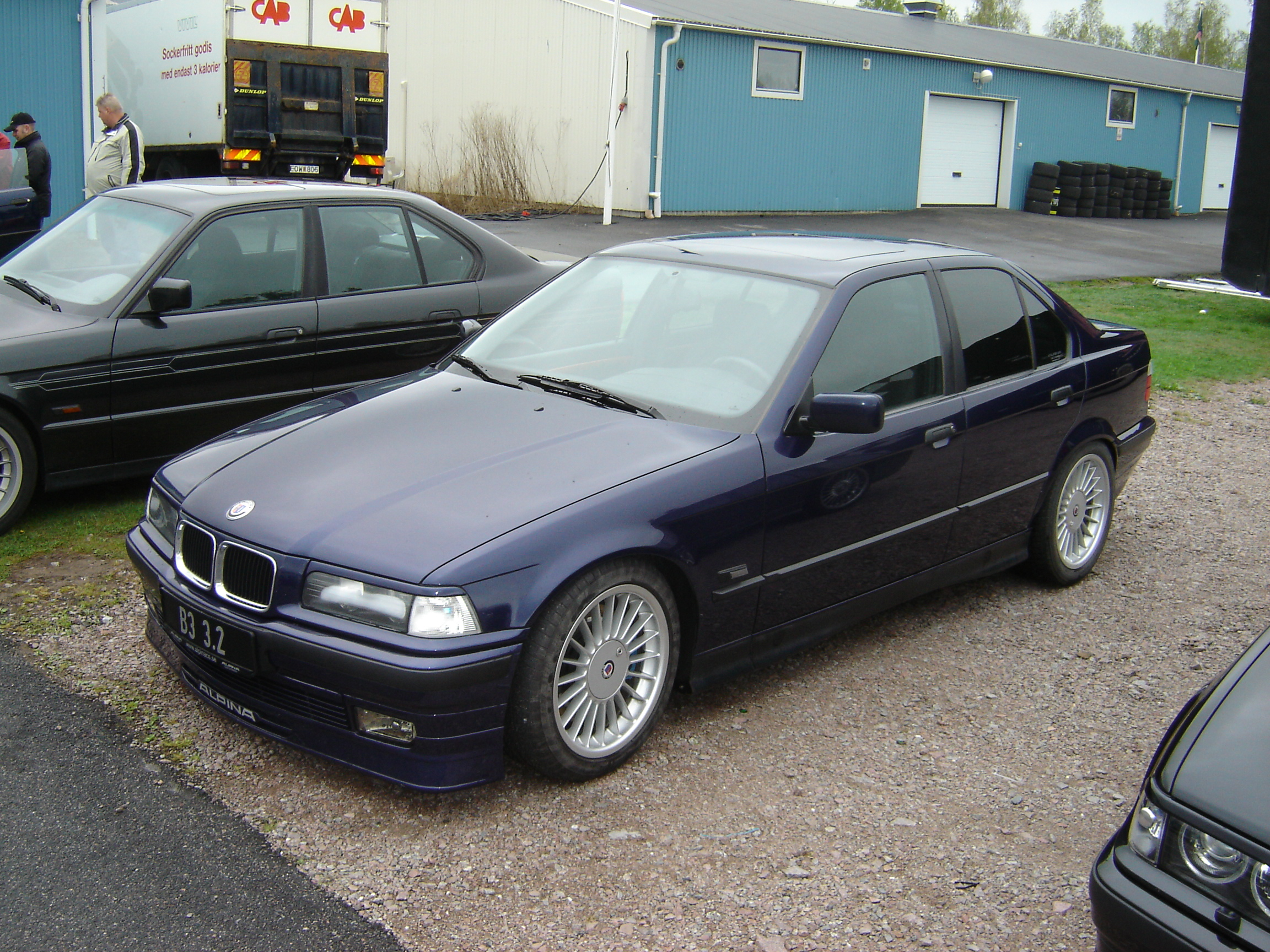
Alphina B3

Az E36-ot a következő karosszériákban értékesítették: szedán, kupé, kabrió, kombi ("Touring" néven forgalmazzák) és ferdehátú ("3-as sorozatú kompakt" néven). Az E36 volt az első 3-as sorozat, amelyet ferdehátú karosszériában is kínáltak. Ez volt az első 3-as sorozat is, amely 6 sebességes kézi sebességváltóval (az 1996-os M3-ban), 5 sebességes automata sebességváltóval és négyhengeres dízelmotorral rendelkezett. A többlengőkaros hátsó felfüggesztés szintén jelentős fejlesztést jelentett a korábbi generációihoz képest. Az M3-as modellt az S50 és S52 egyenes-hat motor hajtja. Kupé, szedán és kabrió karosszéria kivitelben adták el. A BMW Z3 roadster és kupé modellek az E36 platformra épültek.

### Negyedik generáció (1997-2006)
- BMW E46

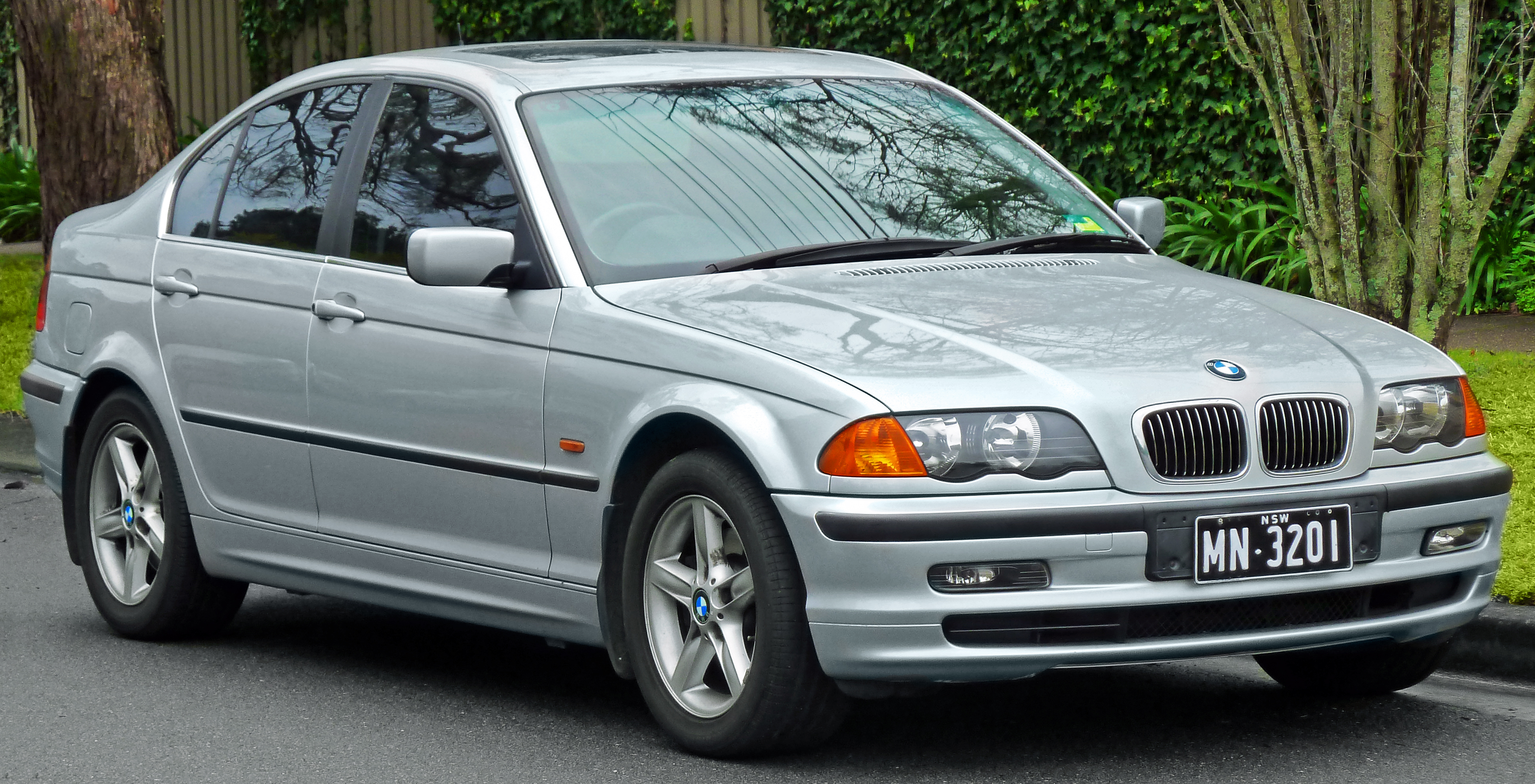
BMW E46 Limousine eleje (328i)
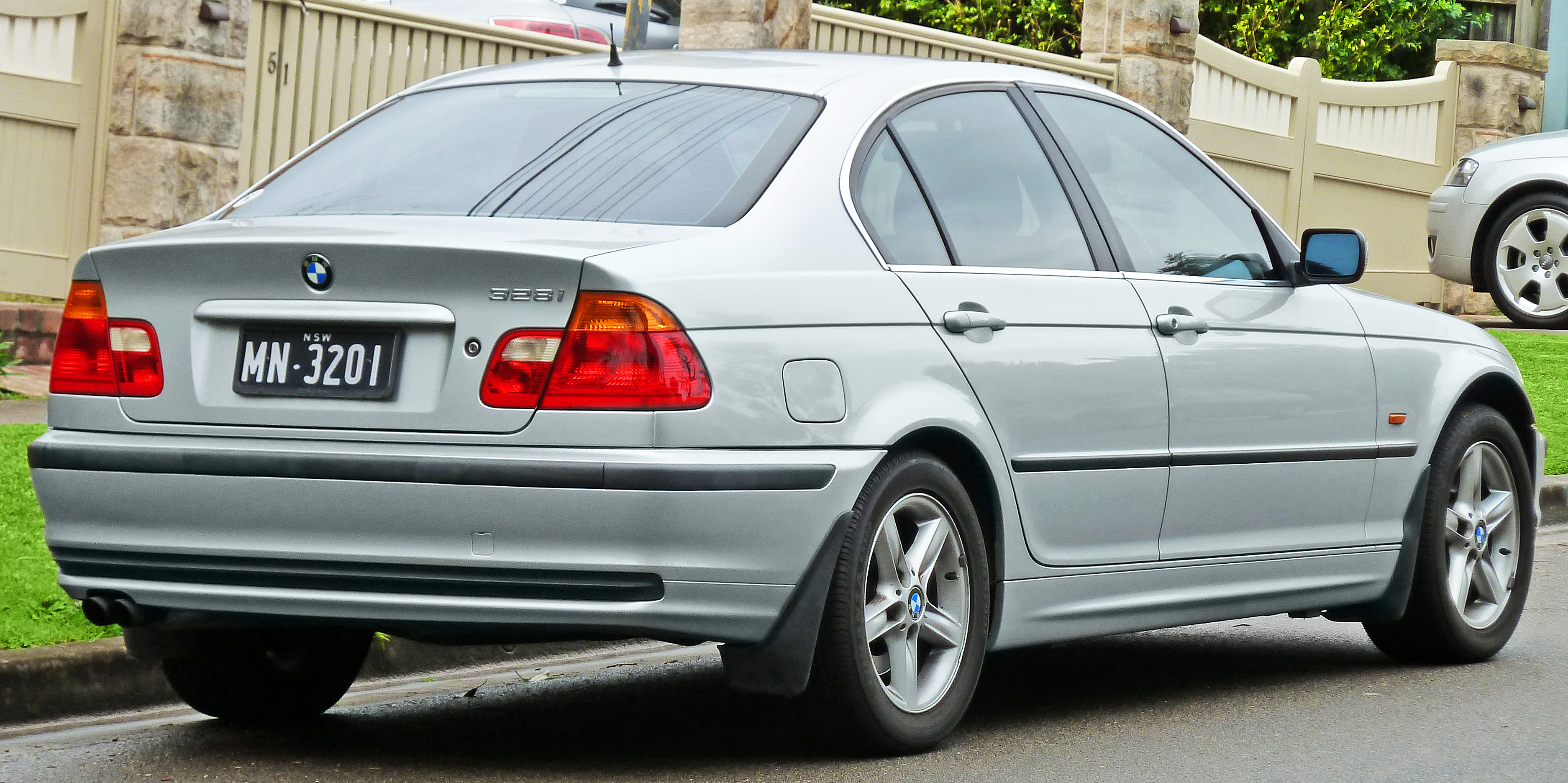
BMW E46 Limousine hátulja (328i)
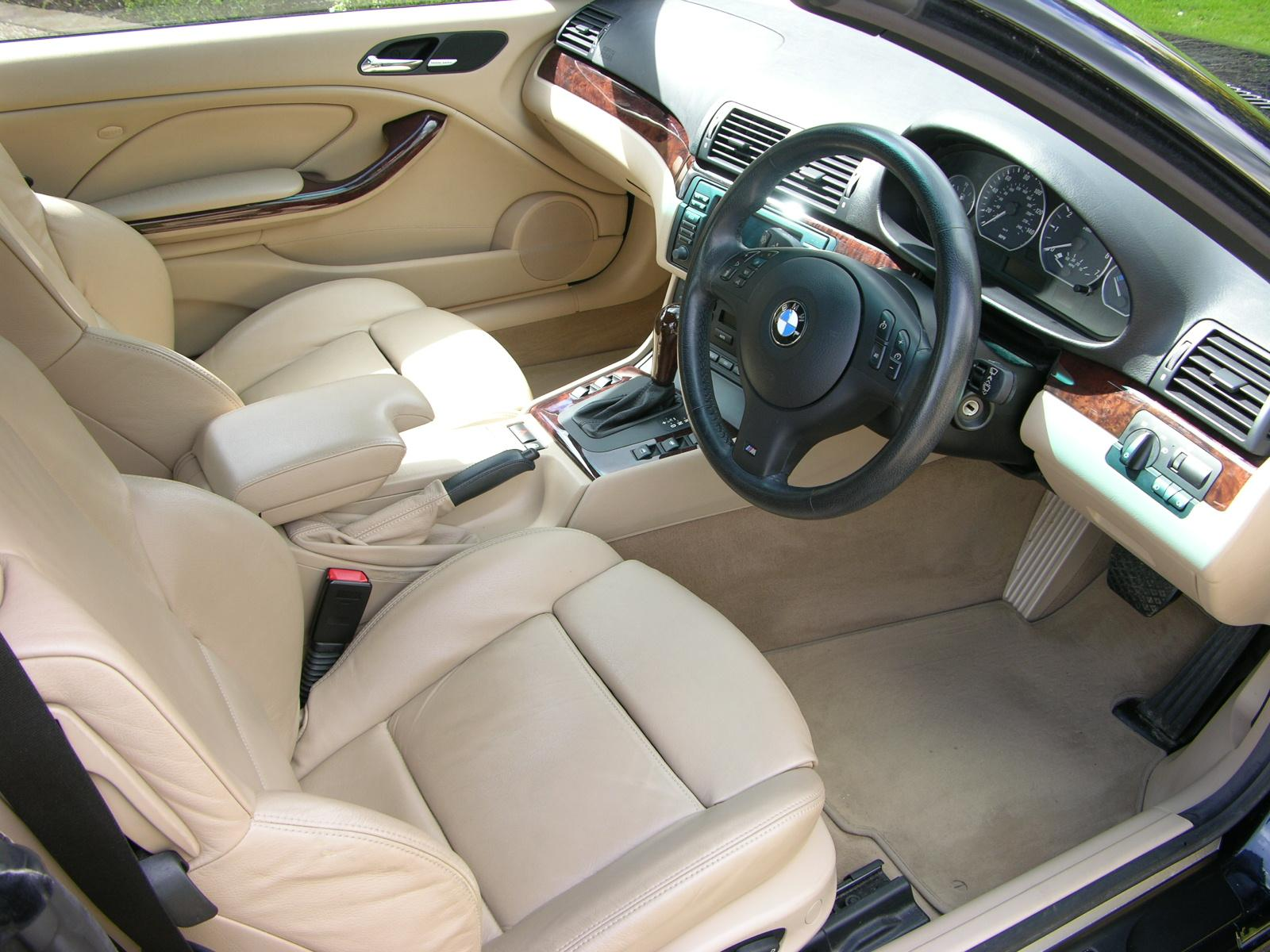
A belseje
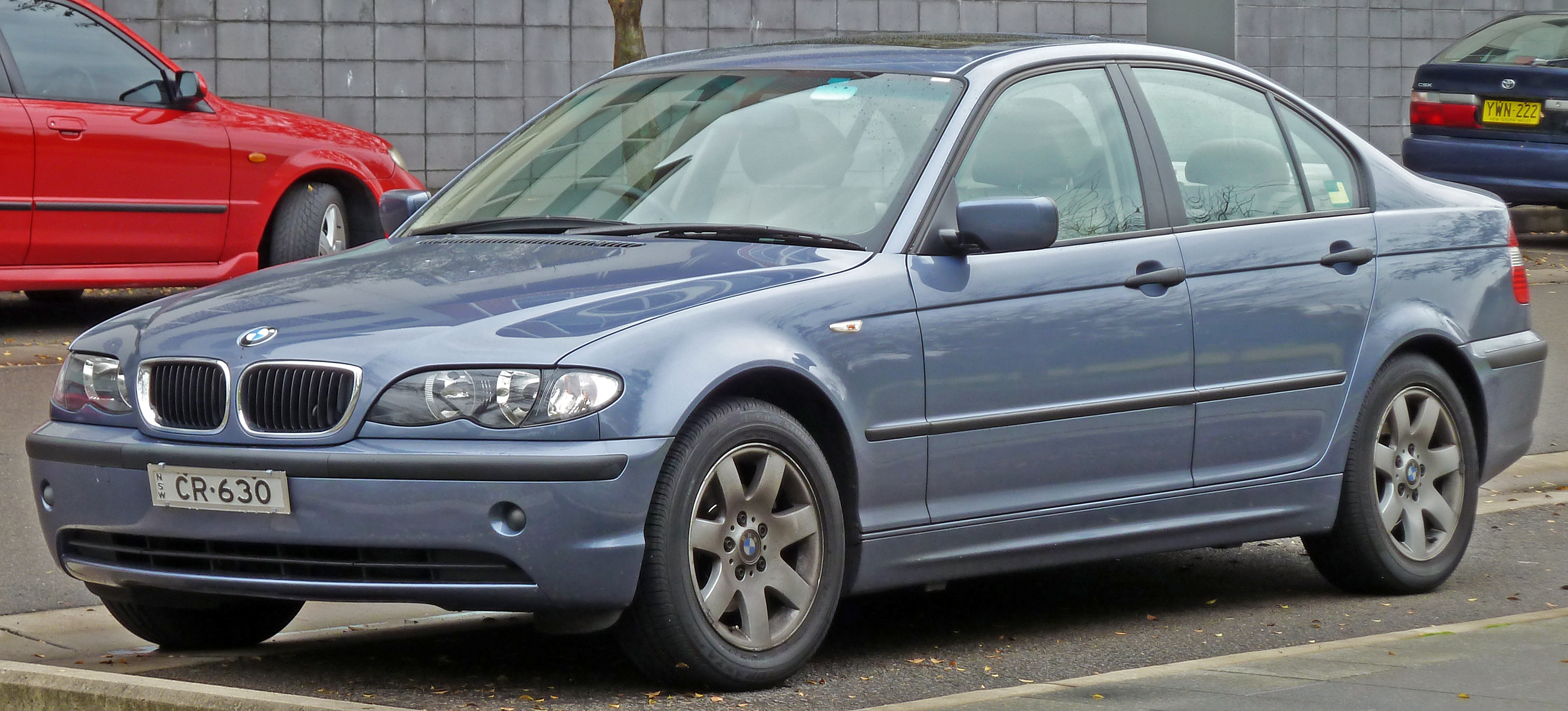
BMW E46 Limousine eleje (318i)
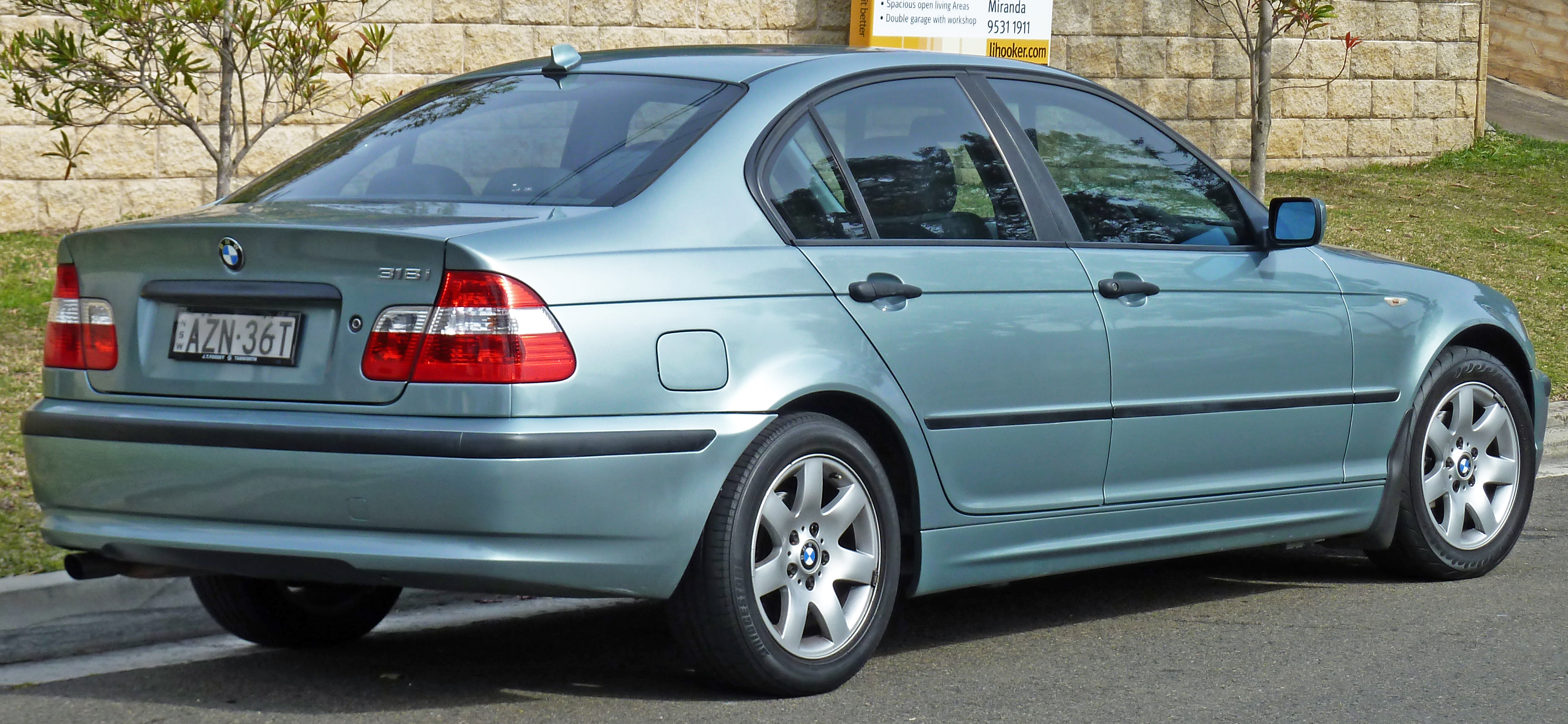
BMW E46 Limousine hátulja (318i)
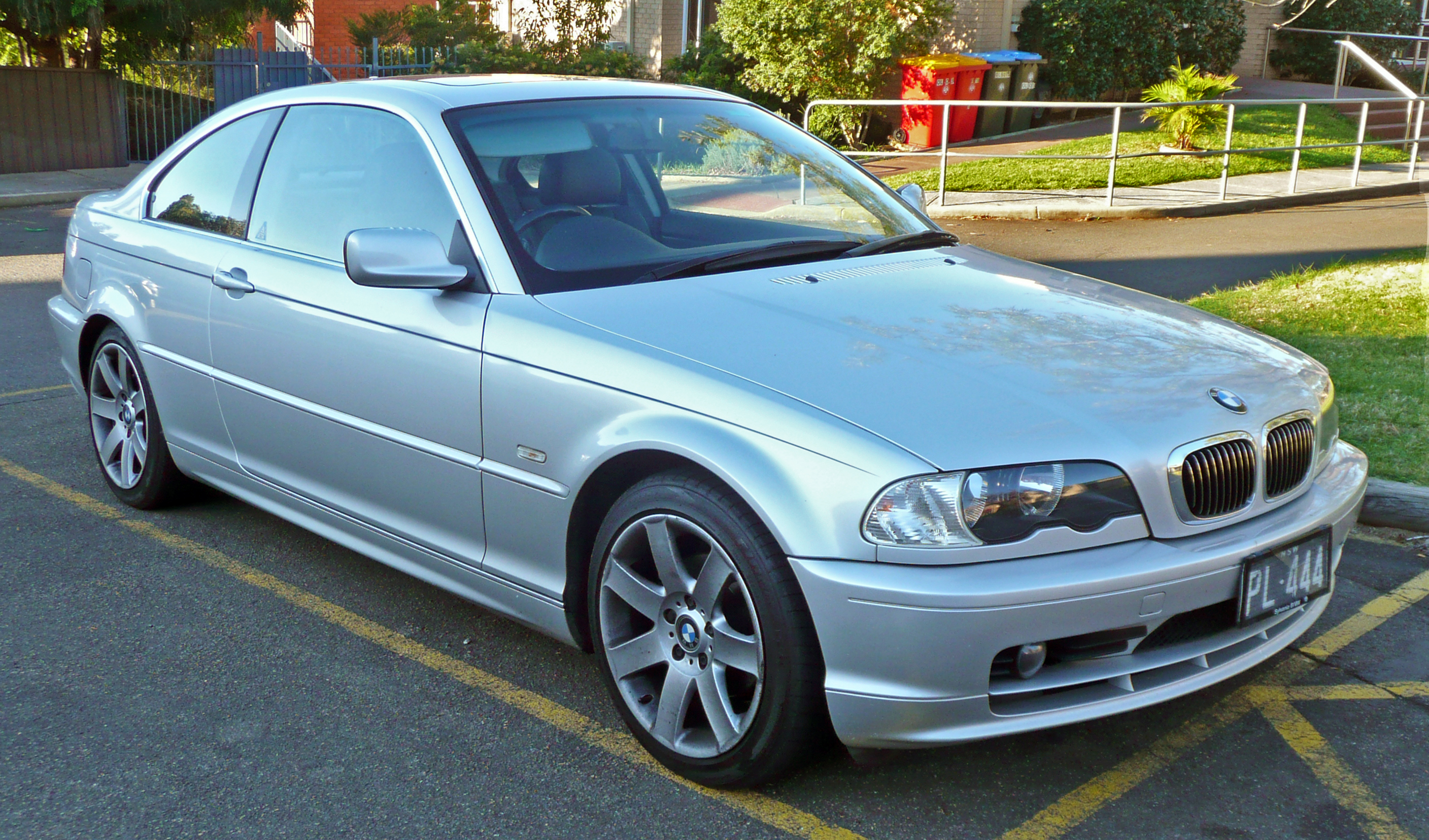
BMW E46 Coupé eleje (320i)
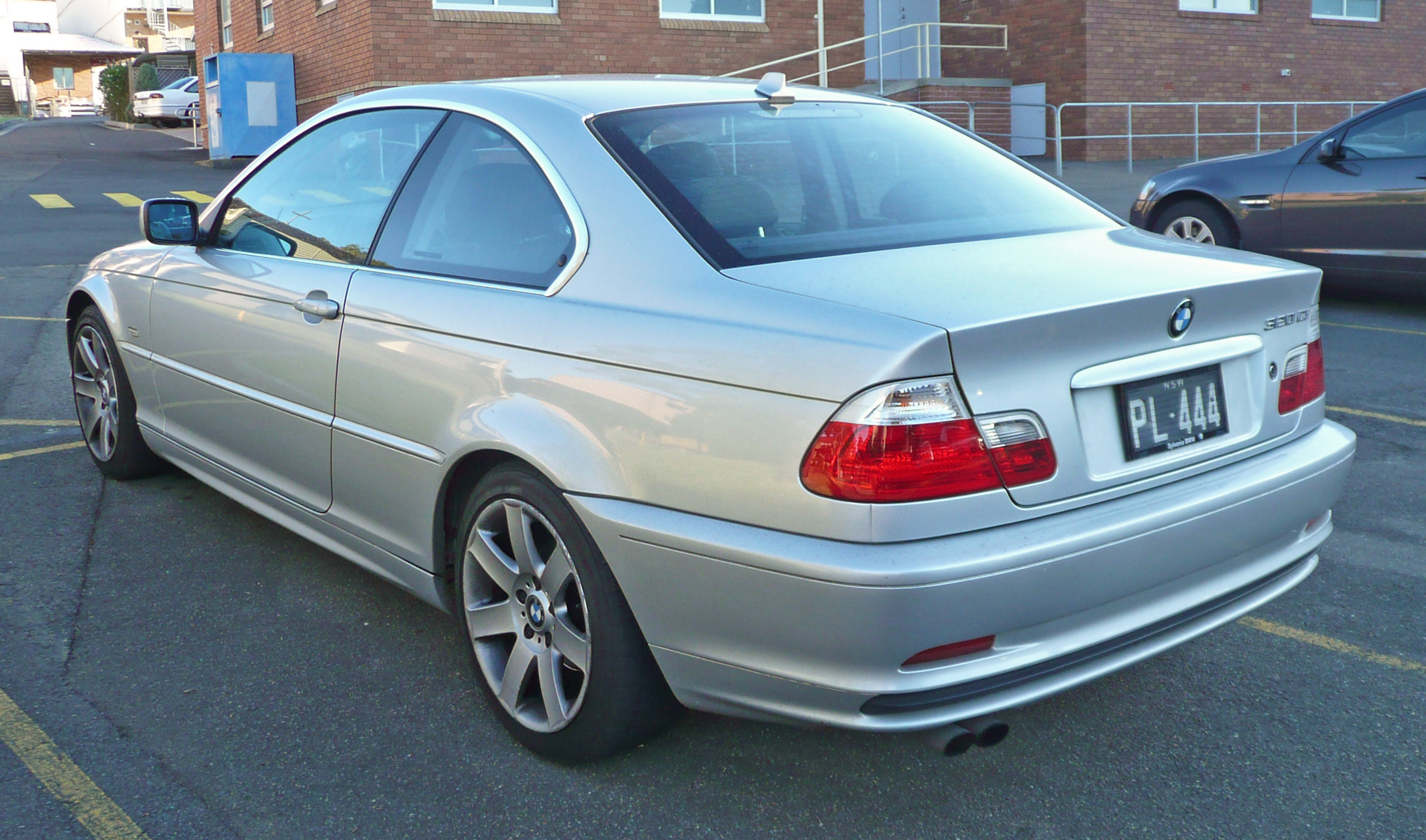
BMW E46 Coupé hátulja (320i)
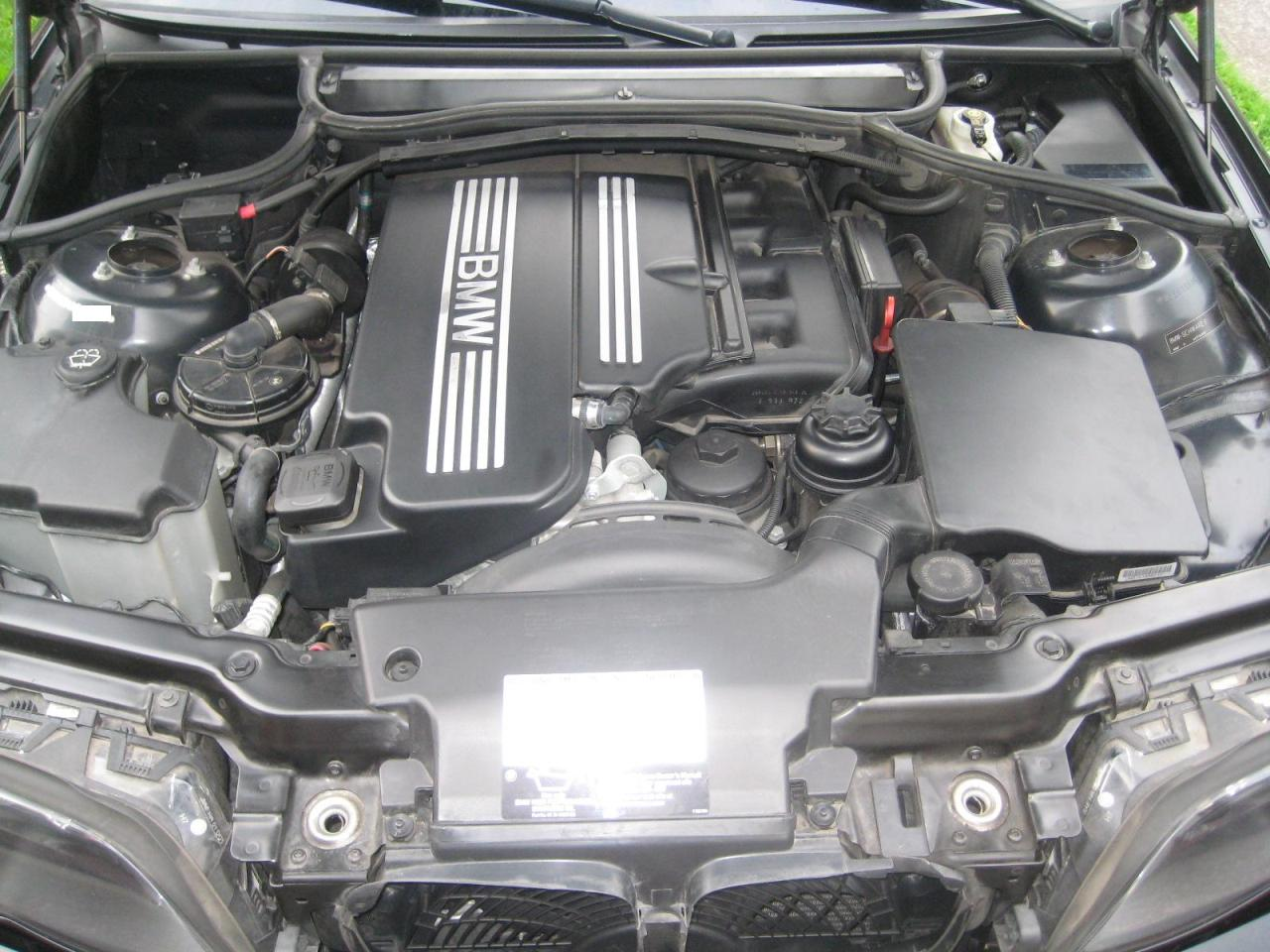
BMW M56-os motor
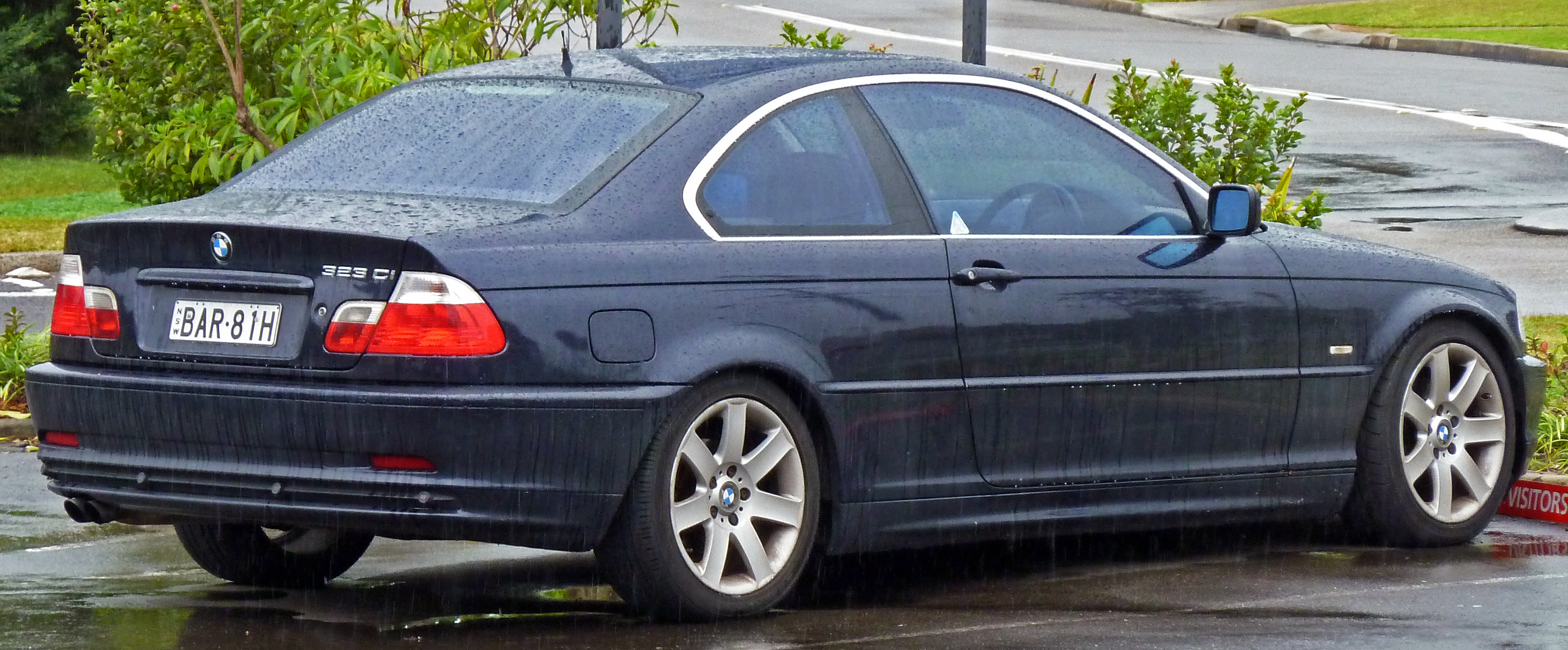
BMW E46 Coupé (323i)
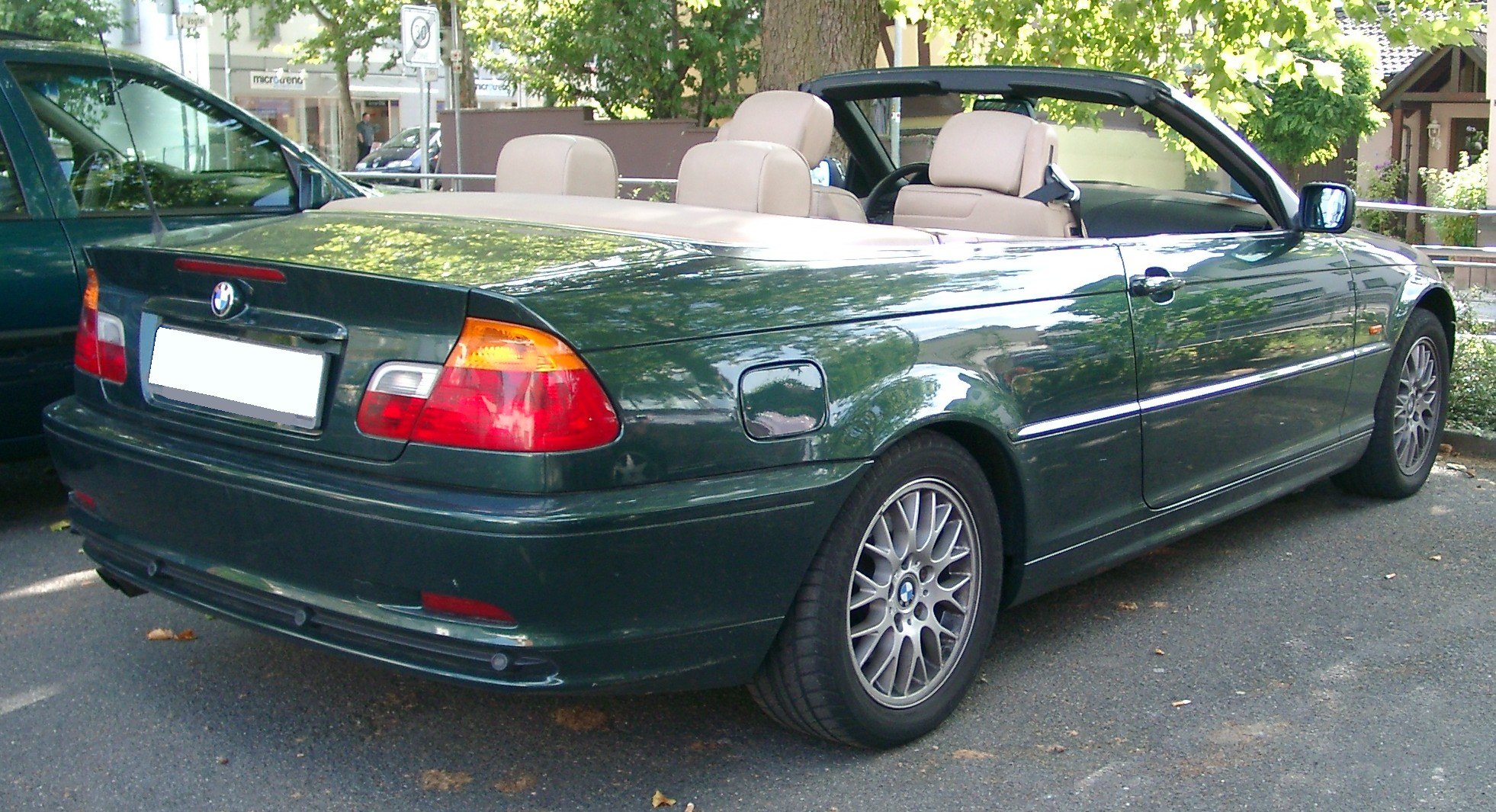
BMW E46 Cabrio (323i)
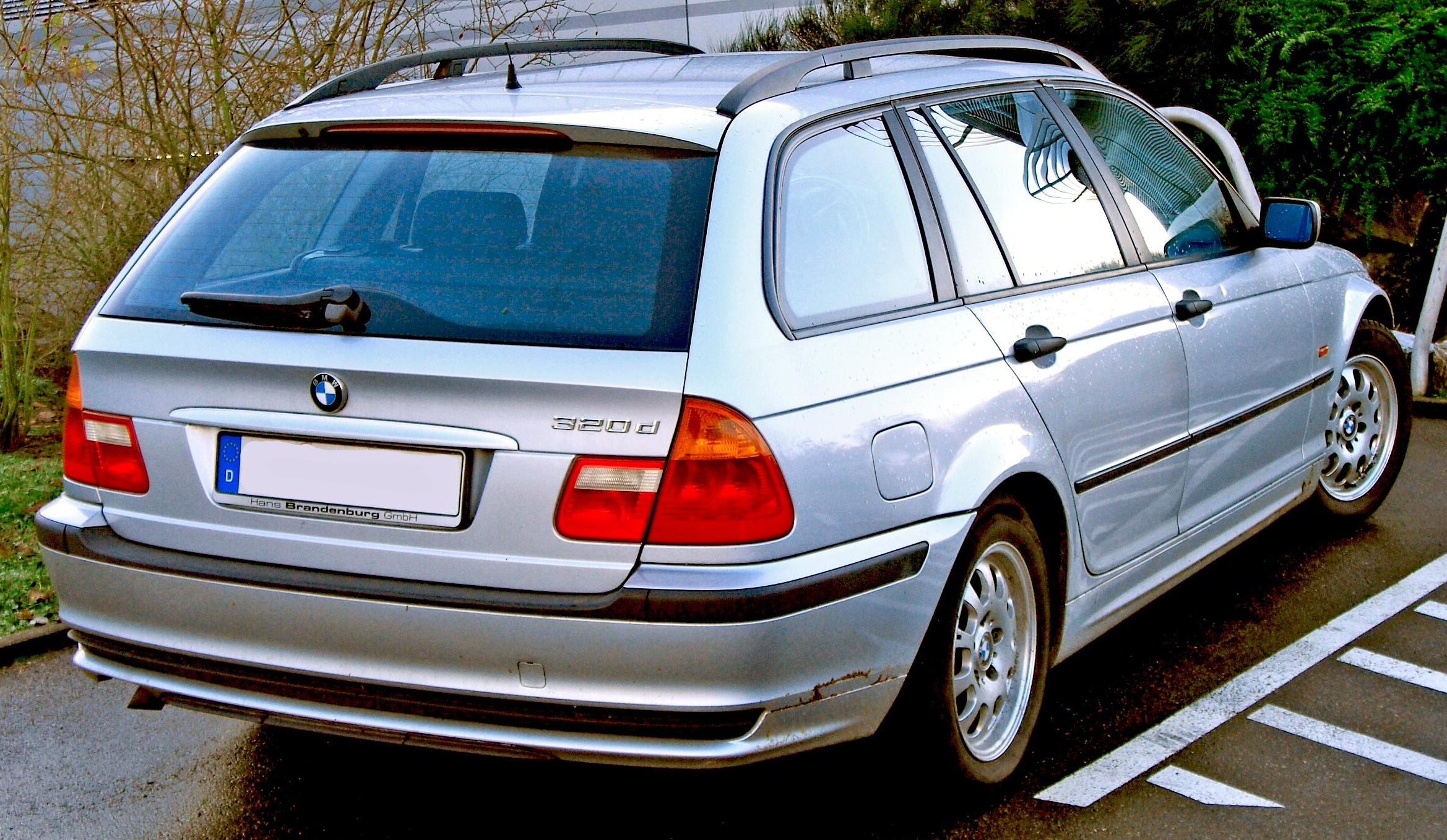
BMW E46 Touring (323i)

Az E46-ot a következő karosszériákban értékesítették: limousine, kupé, kabrió, kombi ("Touring" néven forgalmazzák) és ferdehátú ("3 Series Compact" néven). Az E46 generáció különféle elektronikus funkciókat vezetett be a 3-as sorozatban, beleértve a műholdas navigációt, az elektronikus fékerő-elosztást, az esőérzékelő ablaktörlőket és a LED-es hátsó lámpákat. Az E30 3-as sorozatban utoljára elérhető összkerékhajtást újra bevezették az E46-hoz. Elérhető volt a 325xi és 330xi szedán/kombi modellekhez. Az E46 volt az első 3-as sorozat, amely változó szelepemelést ("valvetronic") használó motorral rendelkezett. Az E46 M3-as változatát az S54-es egyenes-hatos motor hajtotta, és kupé és kabrió felépítményben is elérhető volt (ezen kívül a nem M3-as autókban M52-vel vagy M54-gyel hajtották). Az elérhető sebességváltók 6 sebességes manuális vagy 6 sebességes "SMG-II" szekvenciális kézi sebességváltó voltak.

### Ötödik generáció (2004-2013)
- BMW E90 (sedan)
- BMW E91 (touring)
- BMW E92 (coupé)
- BMW E93 (cabrio)

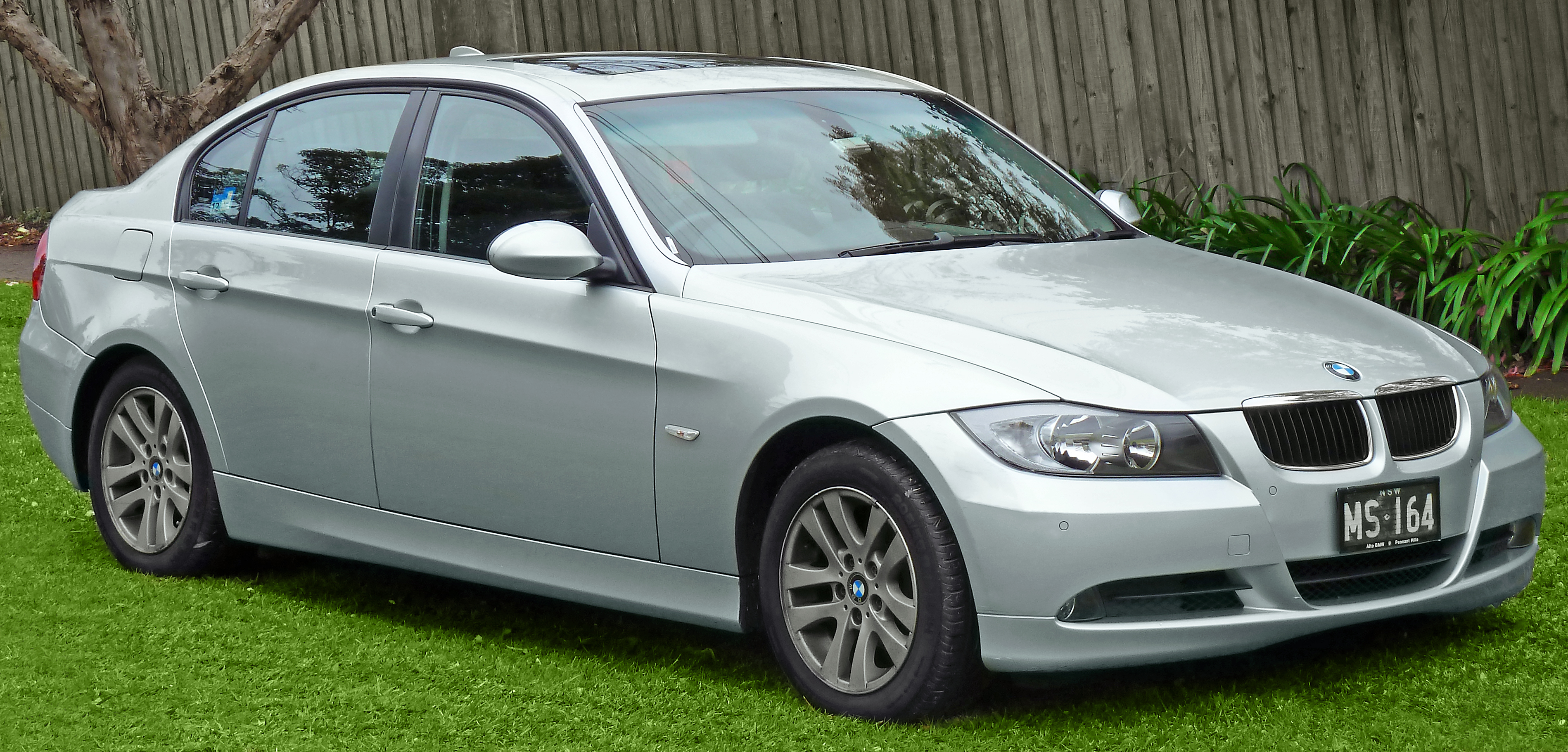
BMW E90 eleje
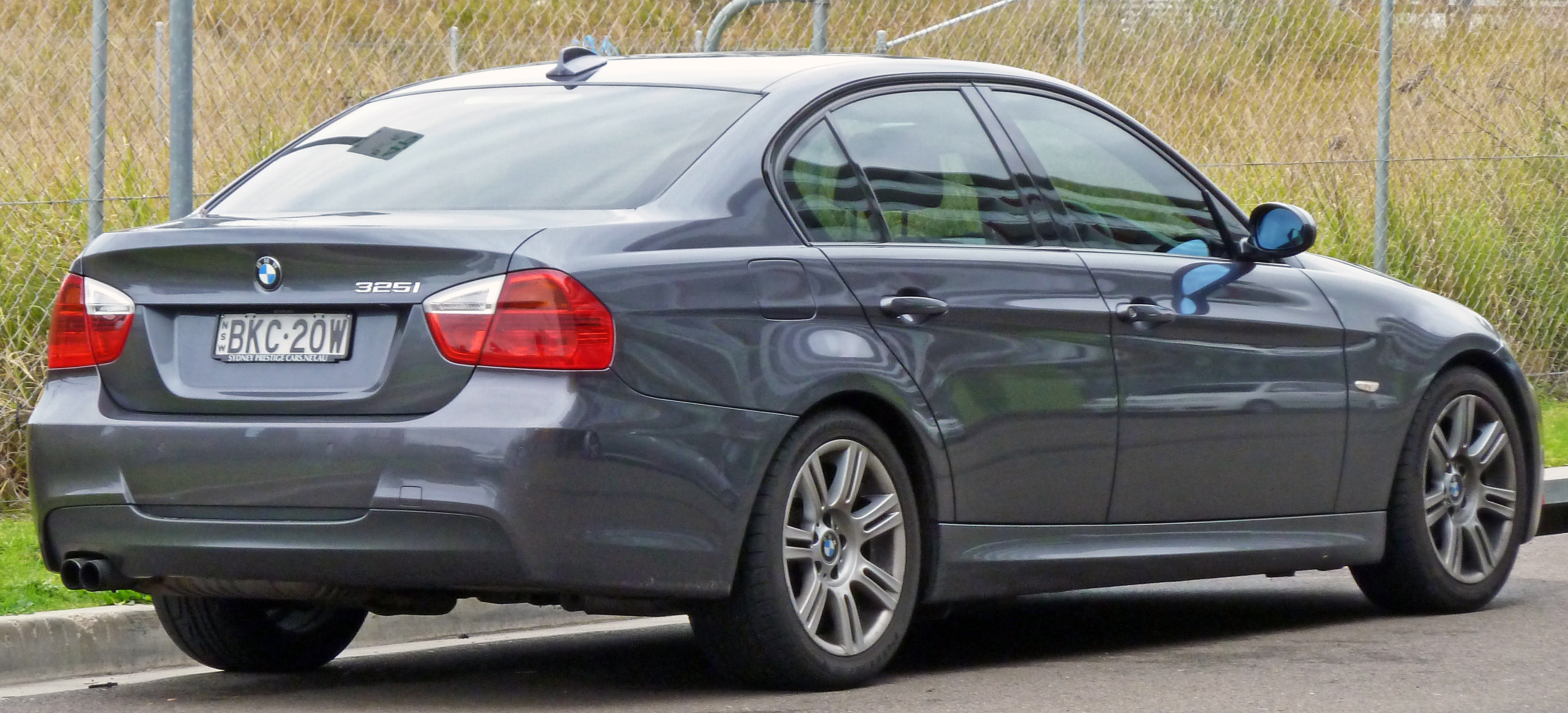
BMW E90 hátulja
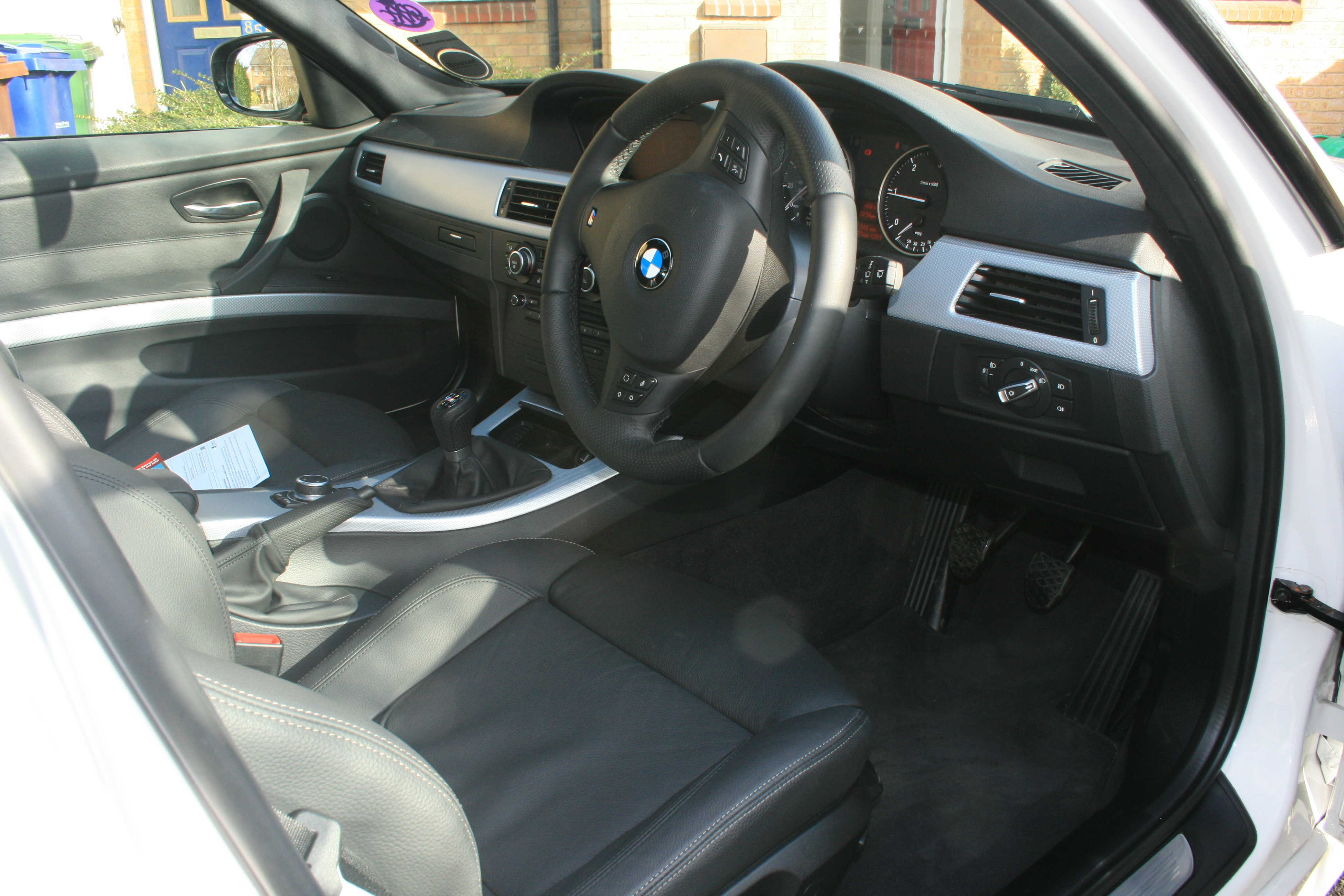
A belseje
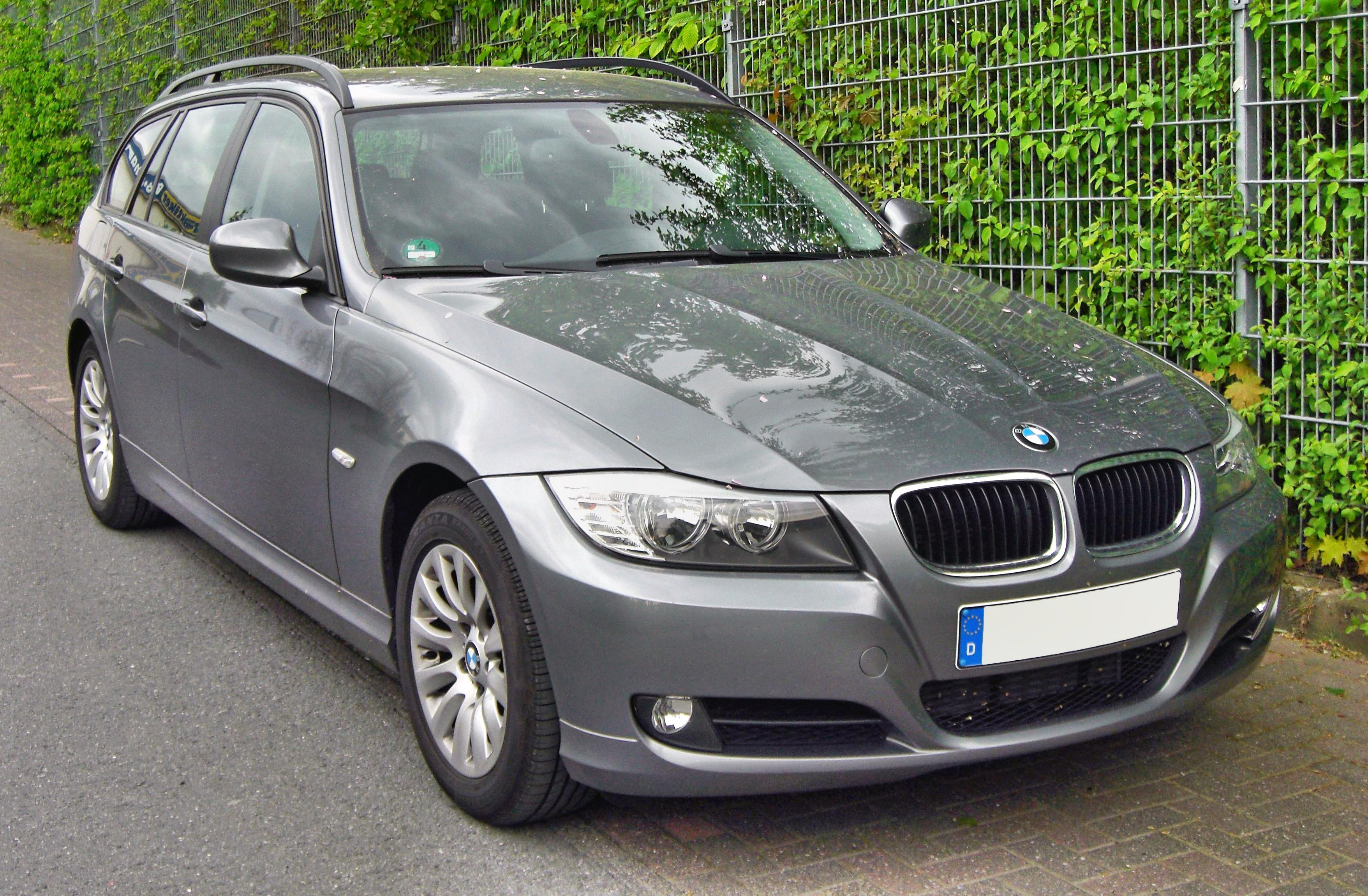
BMW E91 eleje
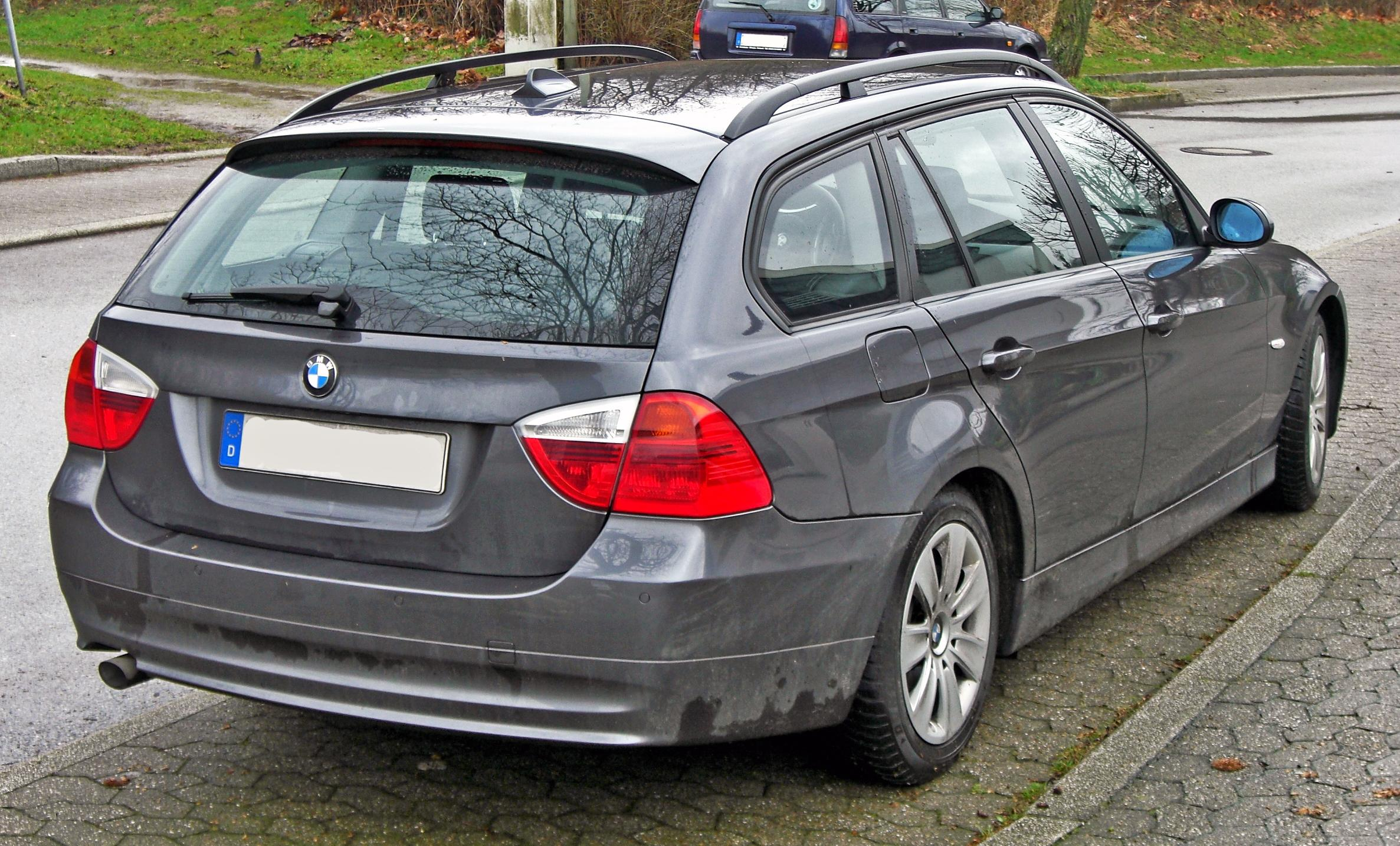
BMW E91 hátulja
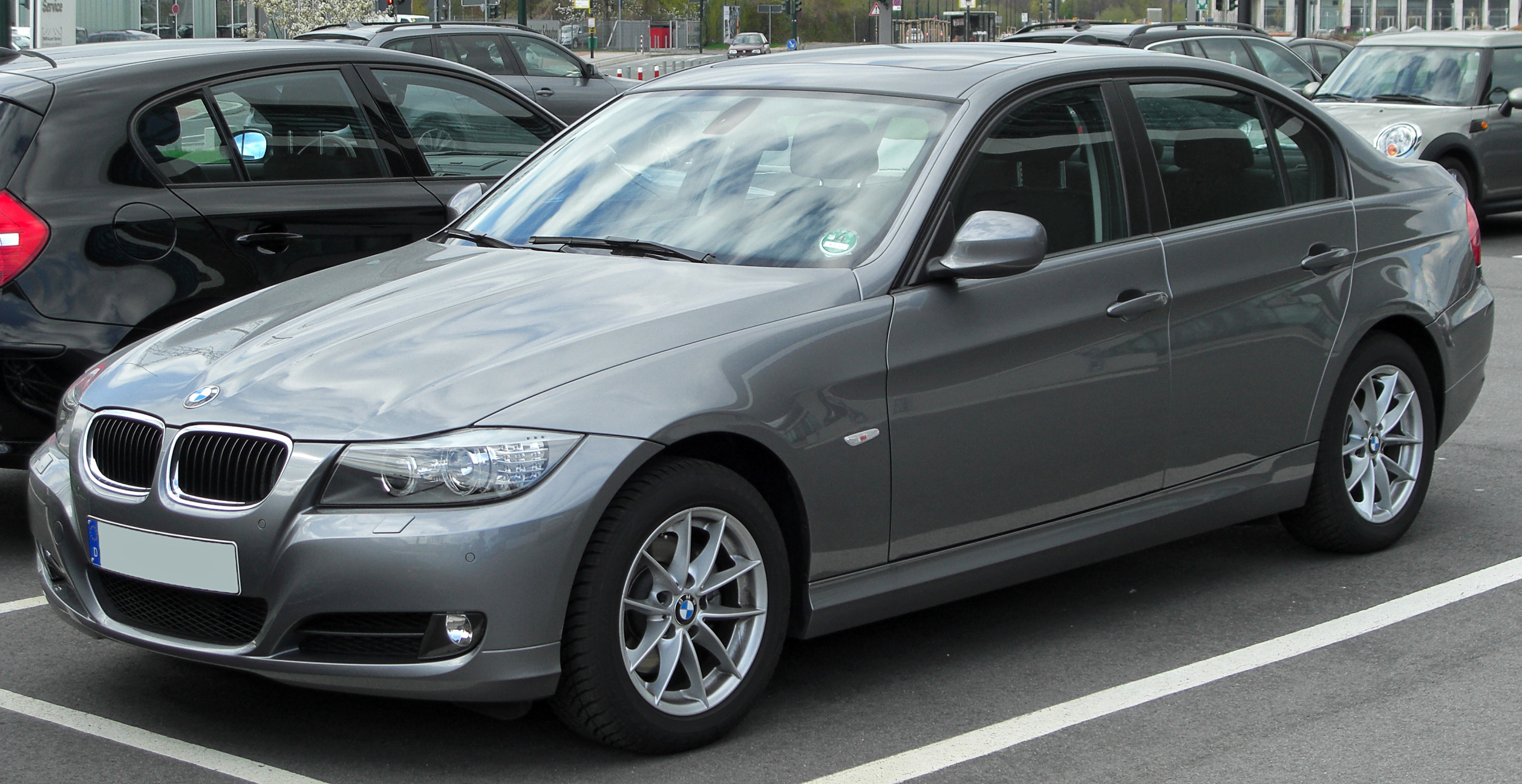
Az újabb megjelenésű Facelift-E90 eleje
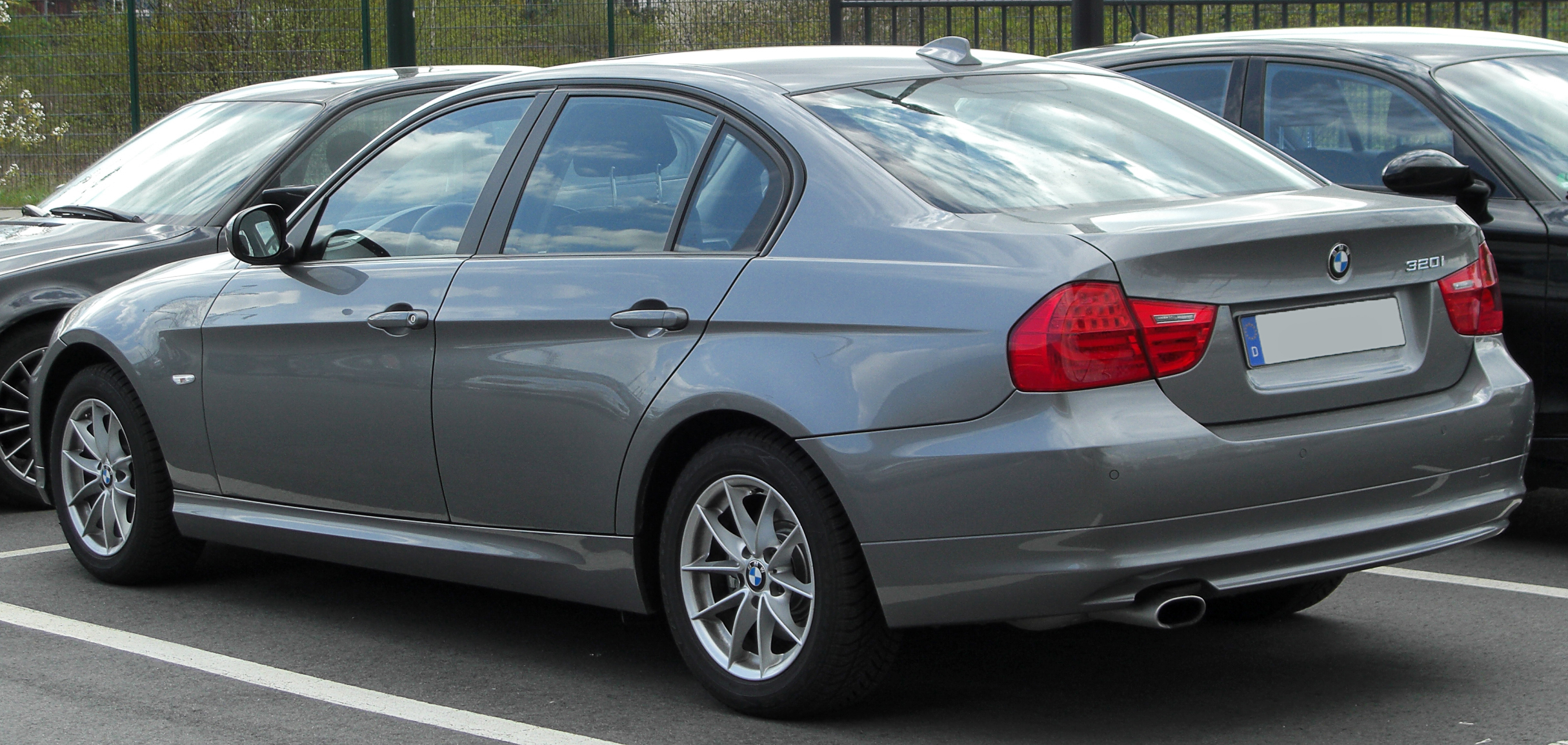
Az újabb megjelenésű Facelift-E90 hátulja
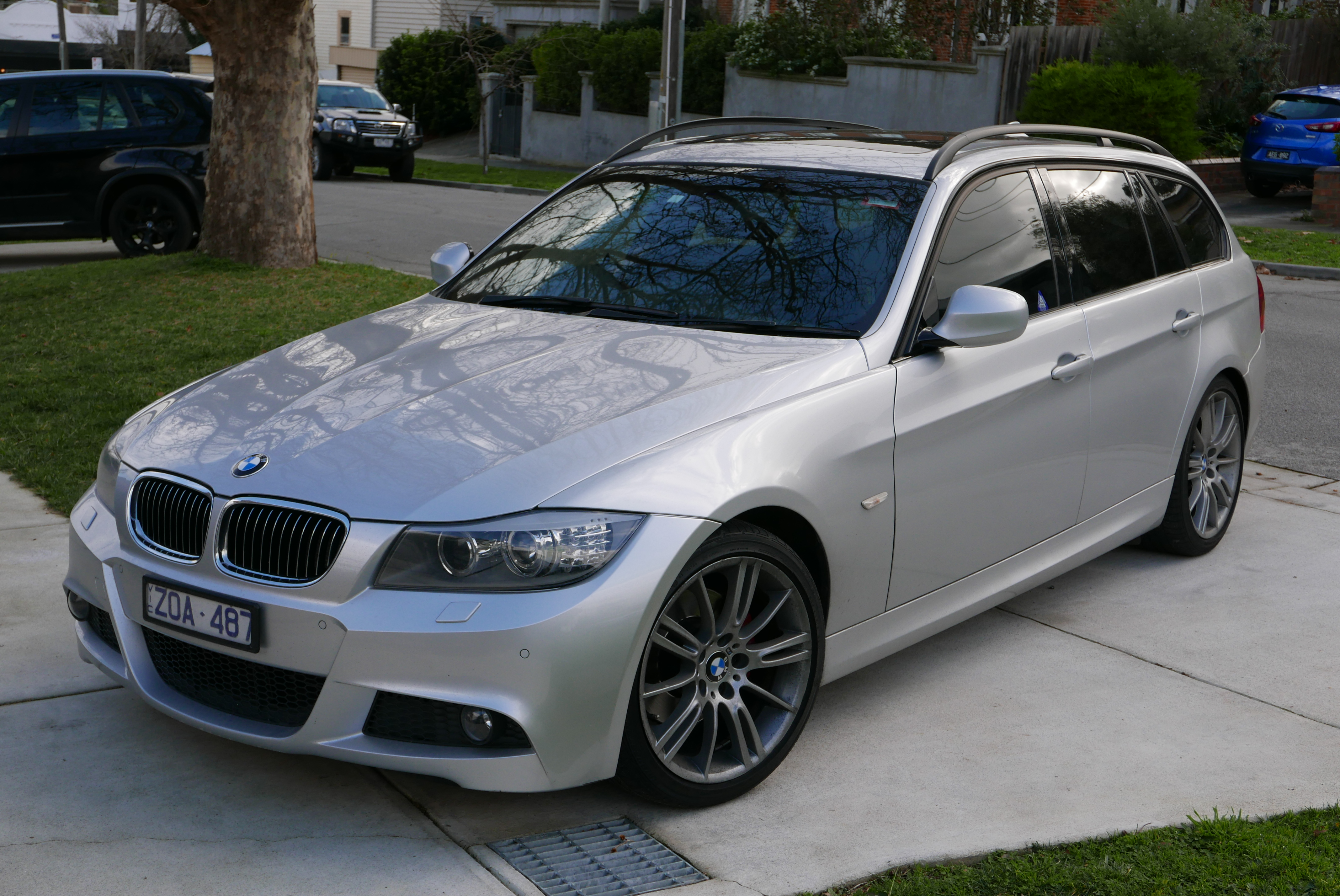
Az újabb megjelenésű Facelift-E91 eleje
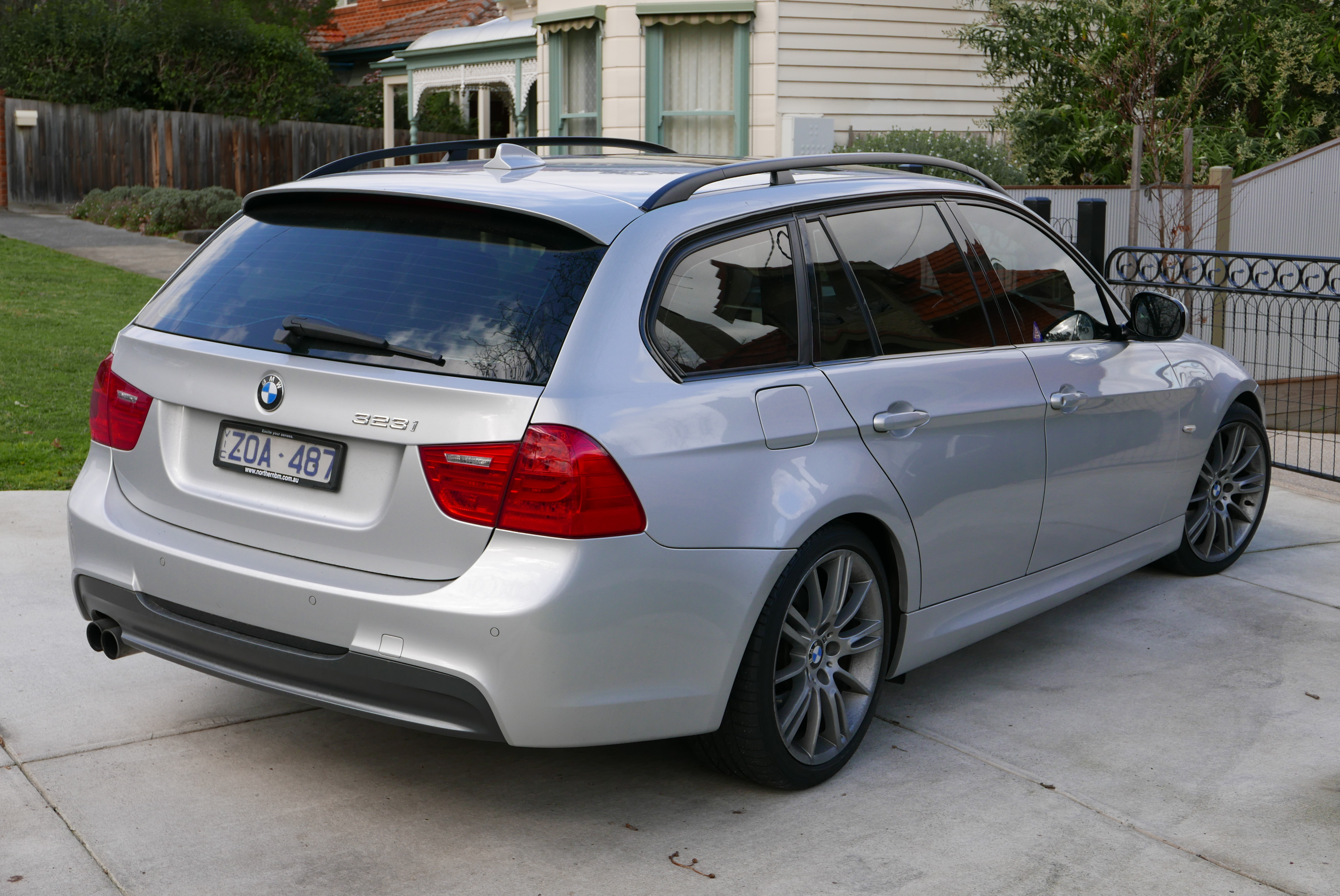
Az újabb megjelenésű Facelift-E91 hátulja
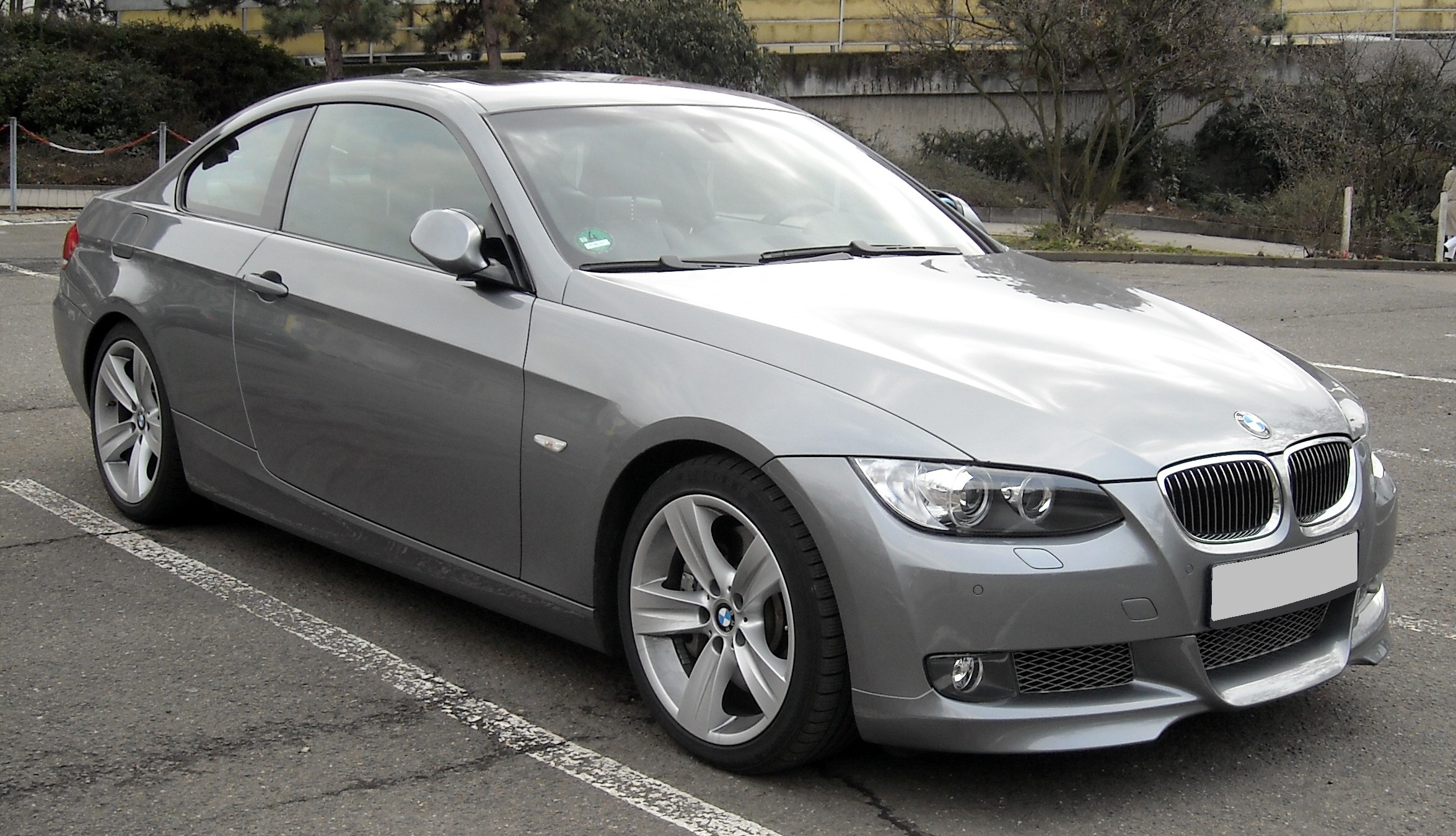
BMW E92 eleje
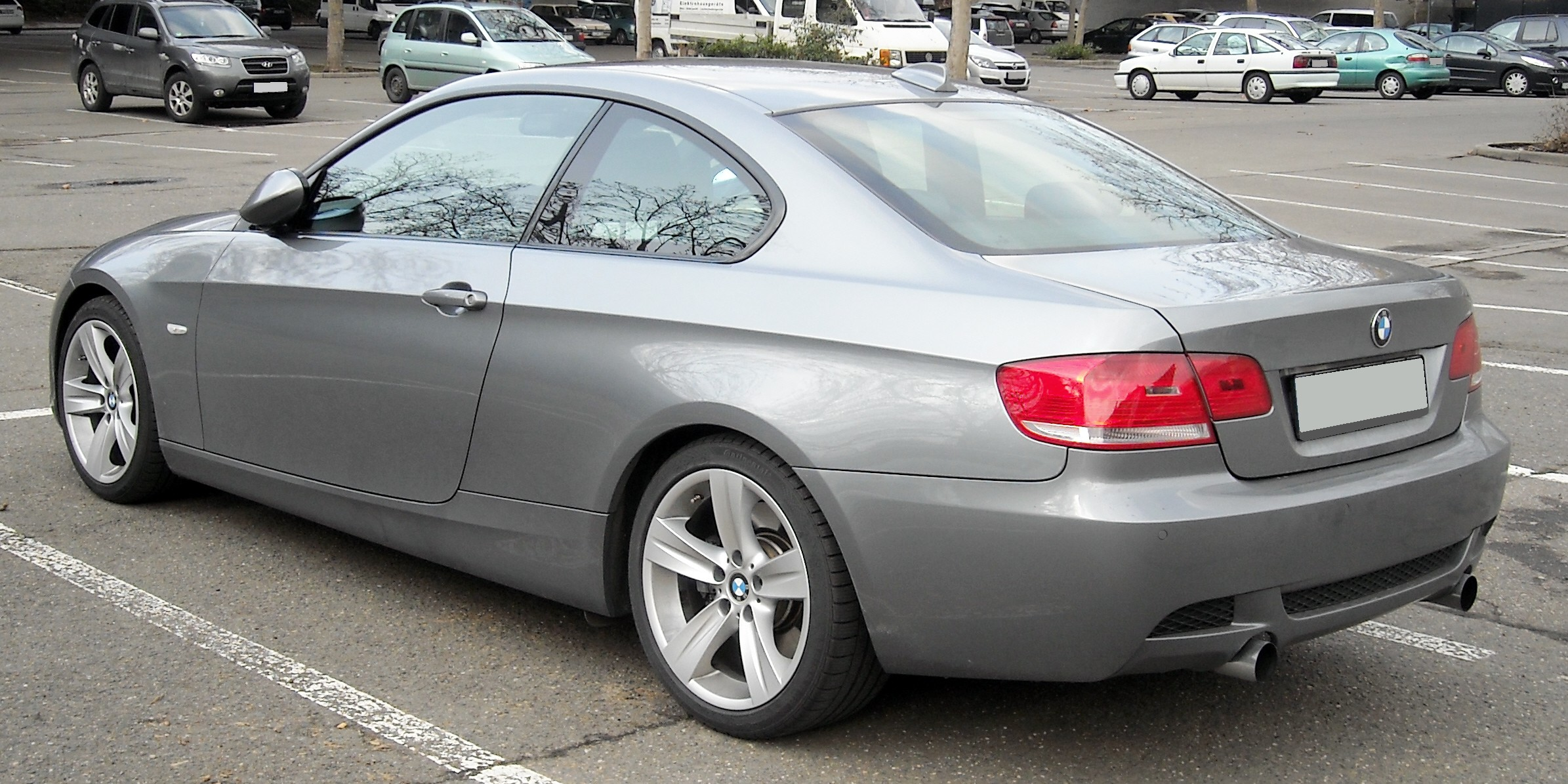
BMW E92 hátulja
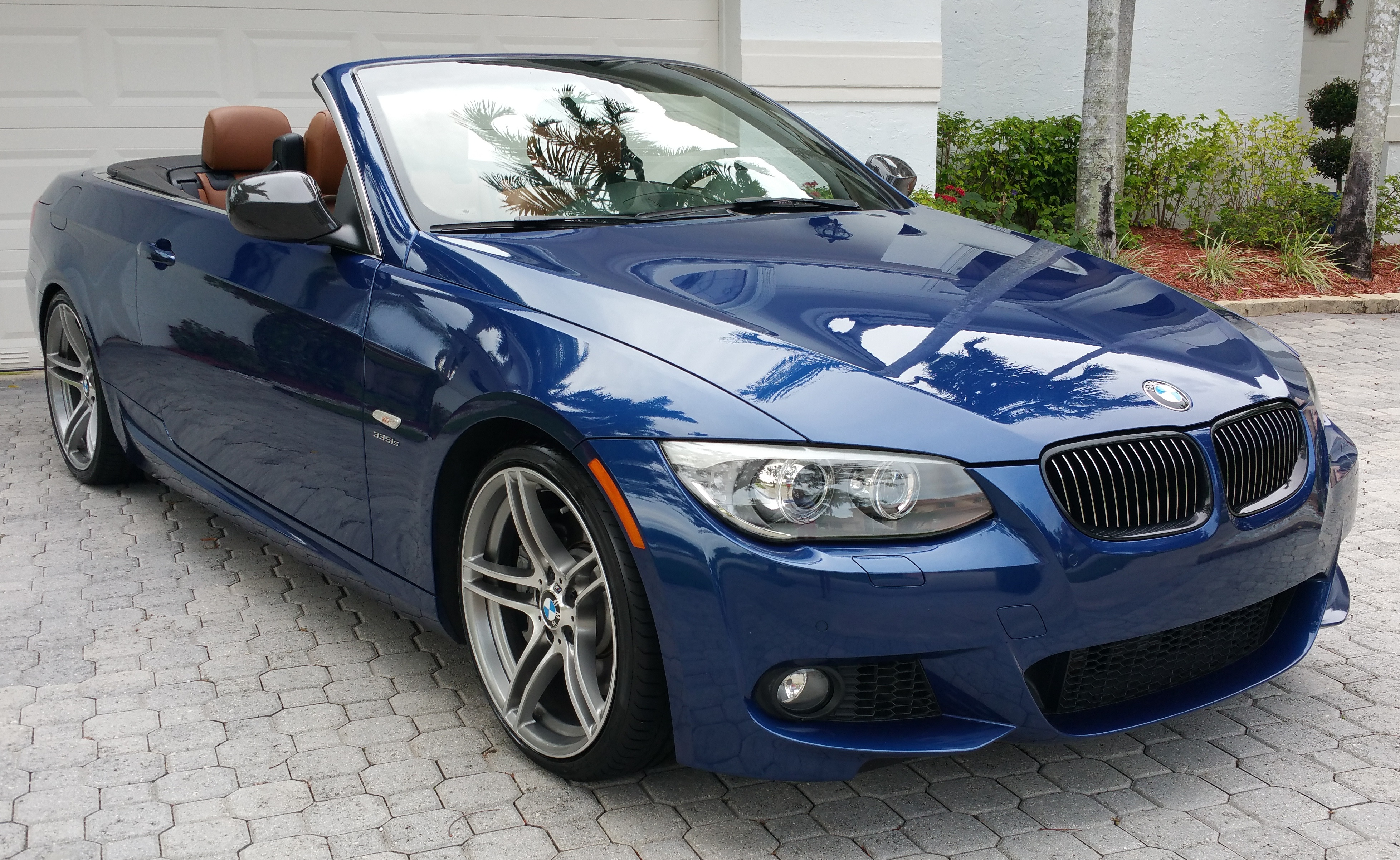
BMW E93

Az ötödik generációs 3-as sorozat szedán, kombi, kupé és kabrió felépítményben készült. Az egyes karosszériatípusokhoz különálló modellkódok miatt néha az "E9X" kifejezést használják a 3-as sorozat ezen generációjának leírására. 2006-ban a 335i lett az első 3-as sorozat, amelyet turbófeltöltős benzinmotorral adtak el. Az E90-nél a 3-as sorozatban is megjelentek a lefutó gumiabroncsok. Következésképpen a futópados autók nincsenek felszerelve pótabronccsal. Az E90/E92/E93 M3 motort a BMW S65 V8 motor hajtotta. 2007-ben adták ki, és szedán, kupé és kabrió felépítményben készült. Az ötödik generációs BMW 3-as sorozat gyártása 2013-ban fejeződött be.

### Hatodik generáció (2011-2019)
- BMW F30 (sedan)
- BMW F31 (touring)
- BMW F34 (GT)
- BMW F35 (hosszabb tengelytávú sedan)

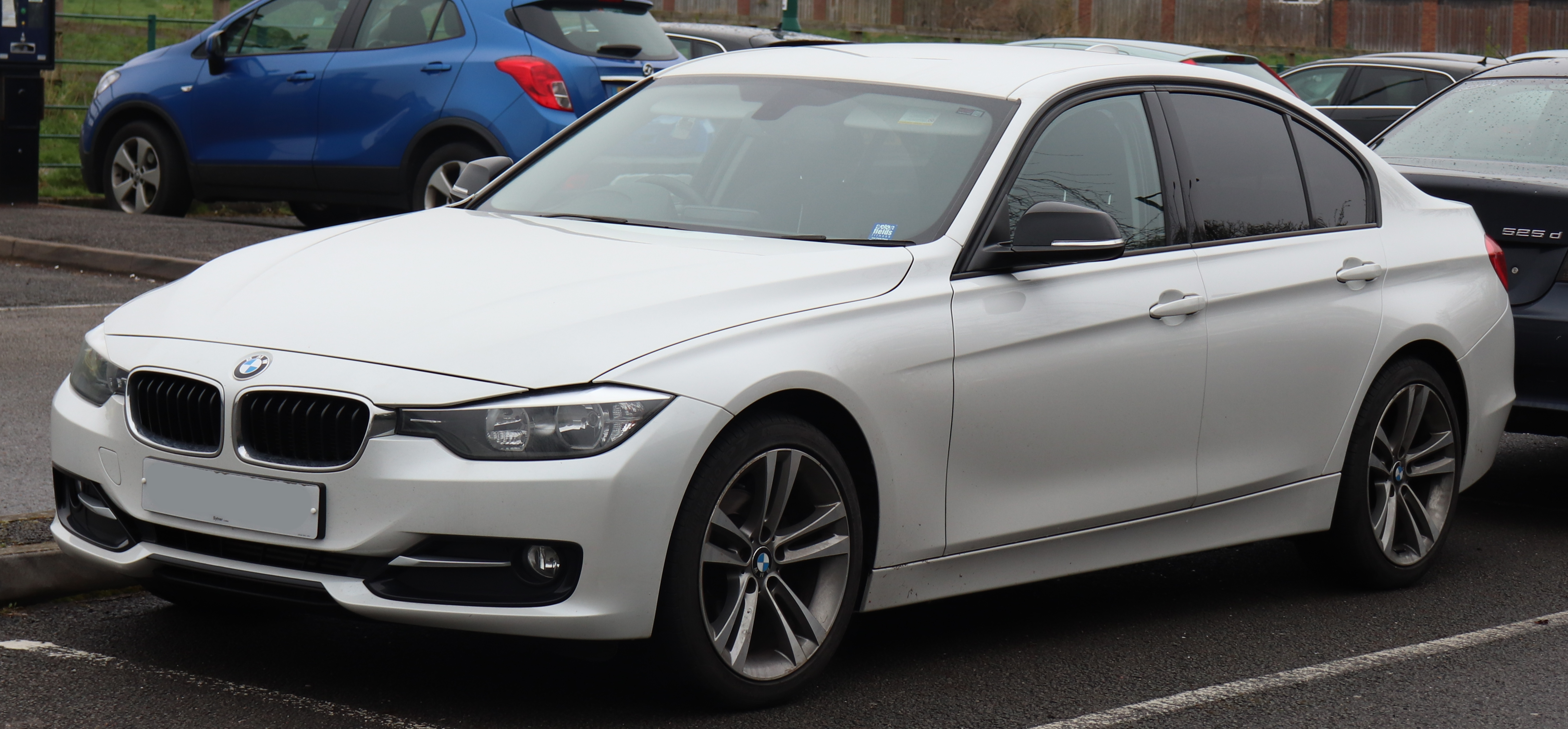
BMW F30 eleje
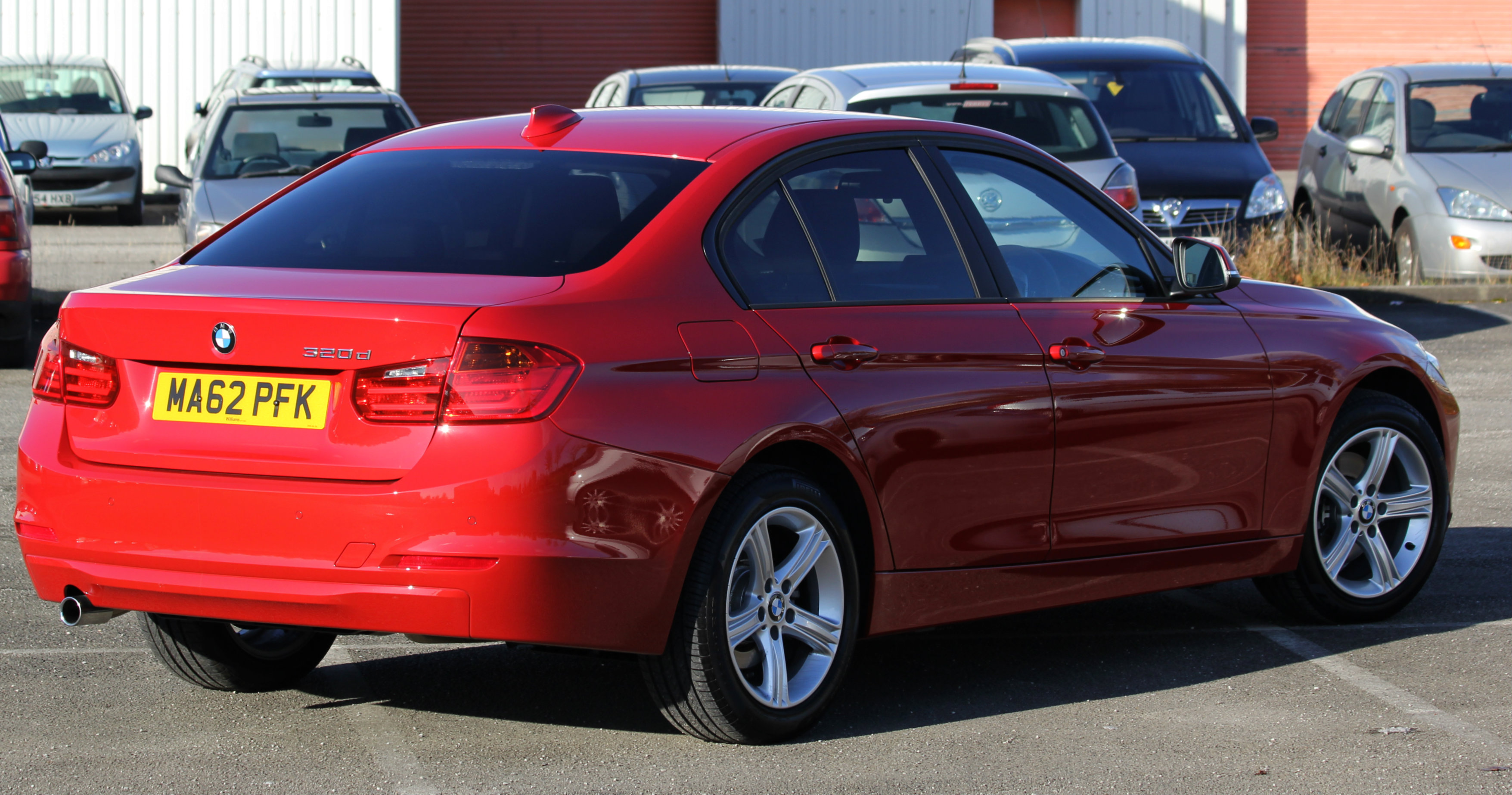
BMW F30 hátulja
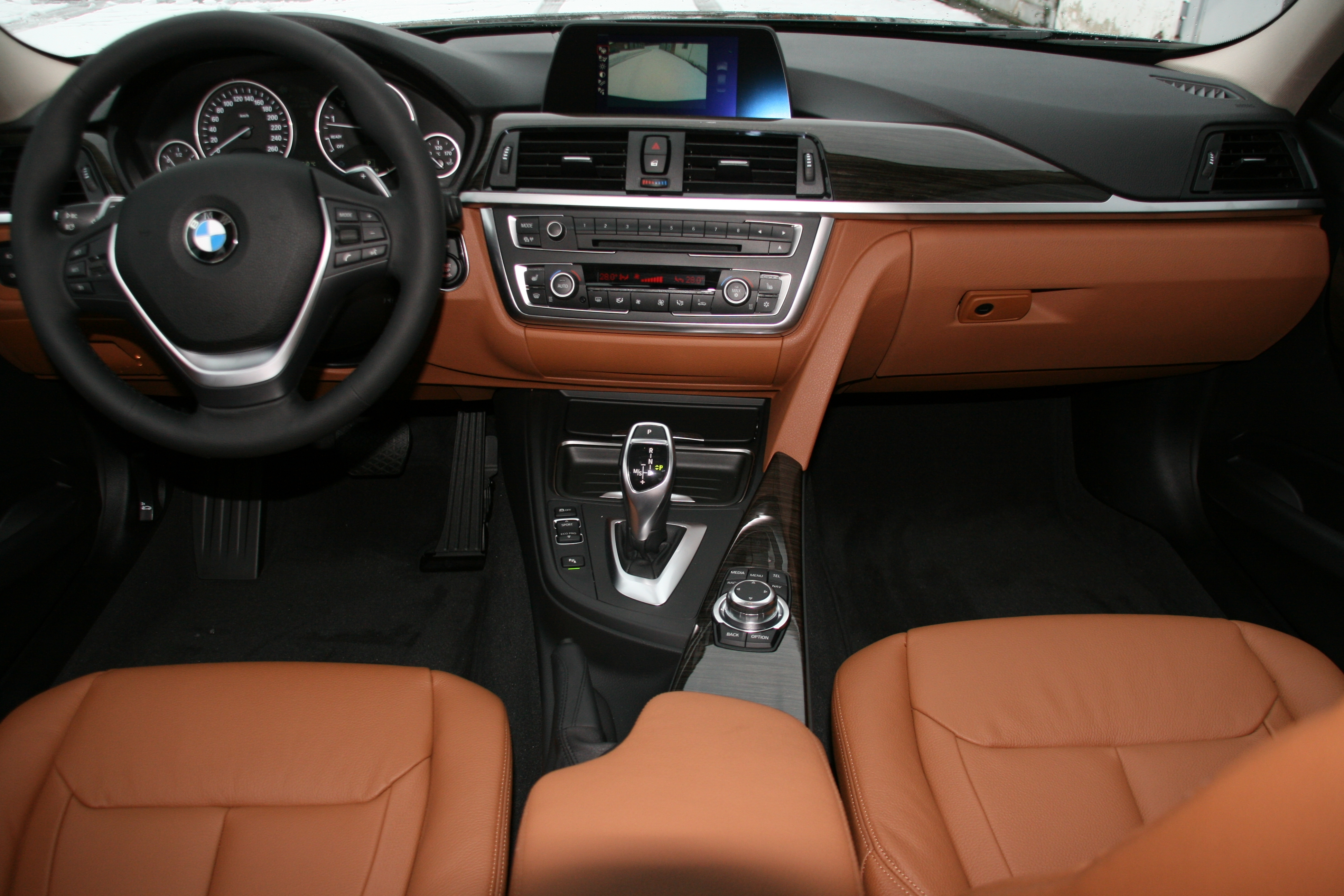
A belseje
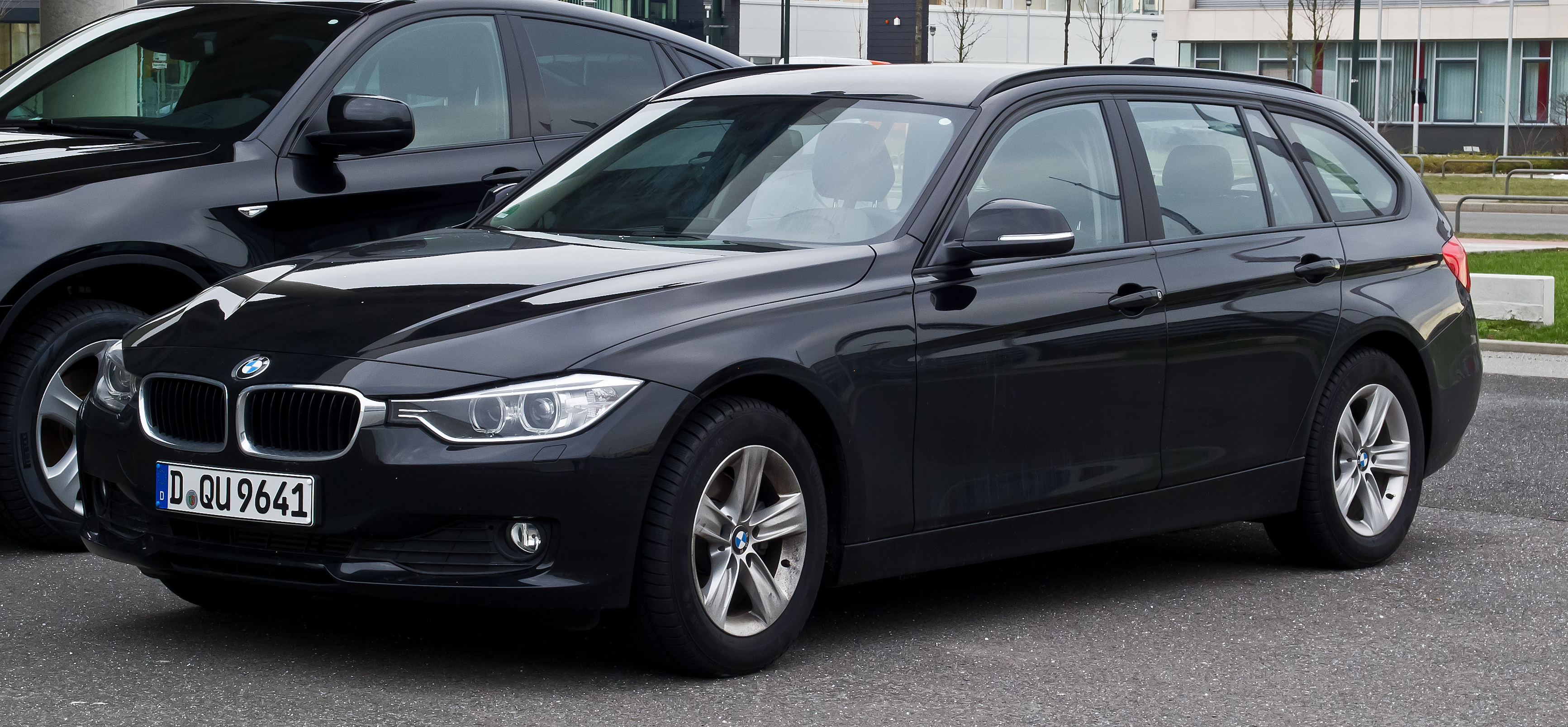
BMW F31 eleje
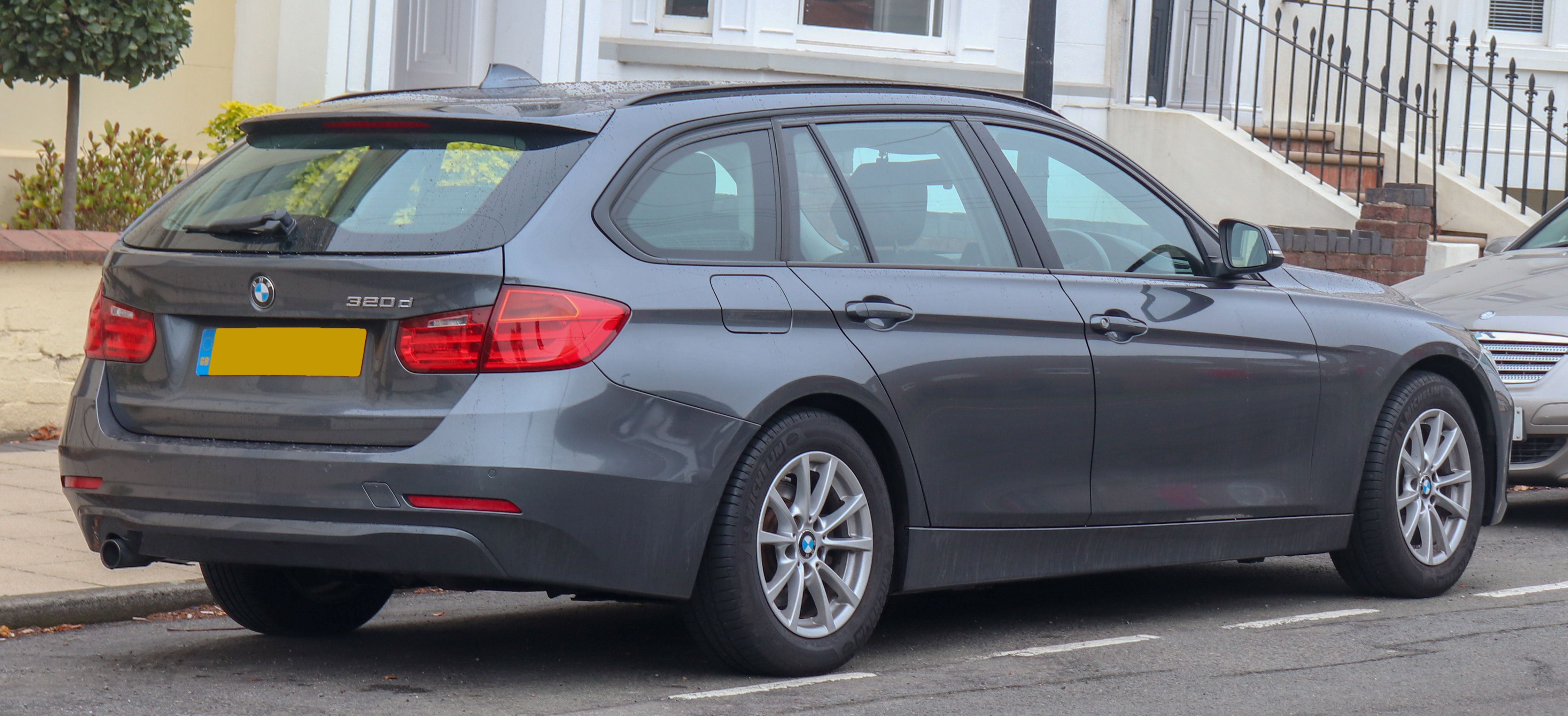
BMW F31 hátulja
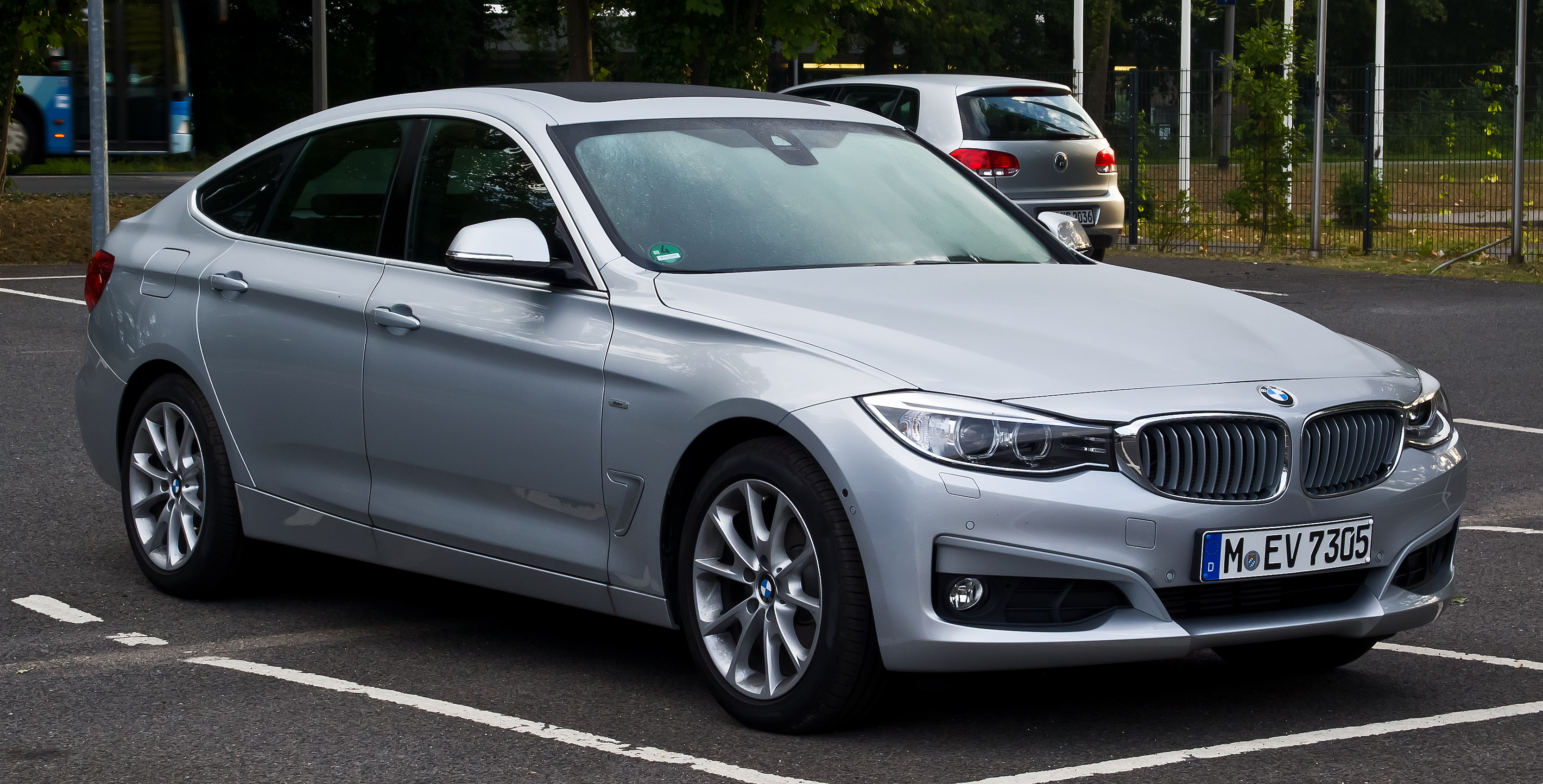
BMW F34 eleje
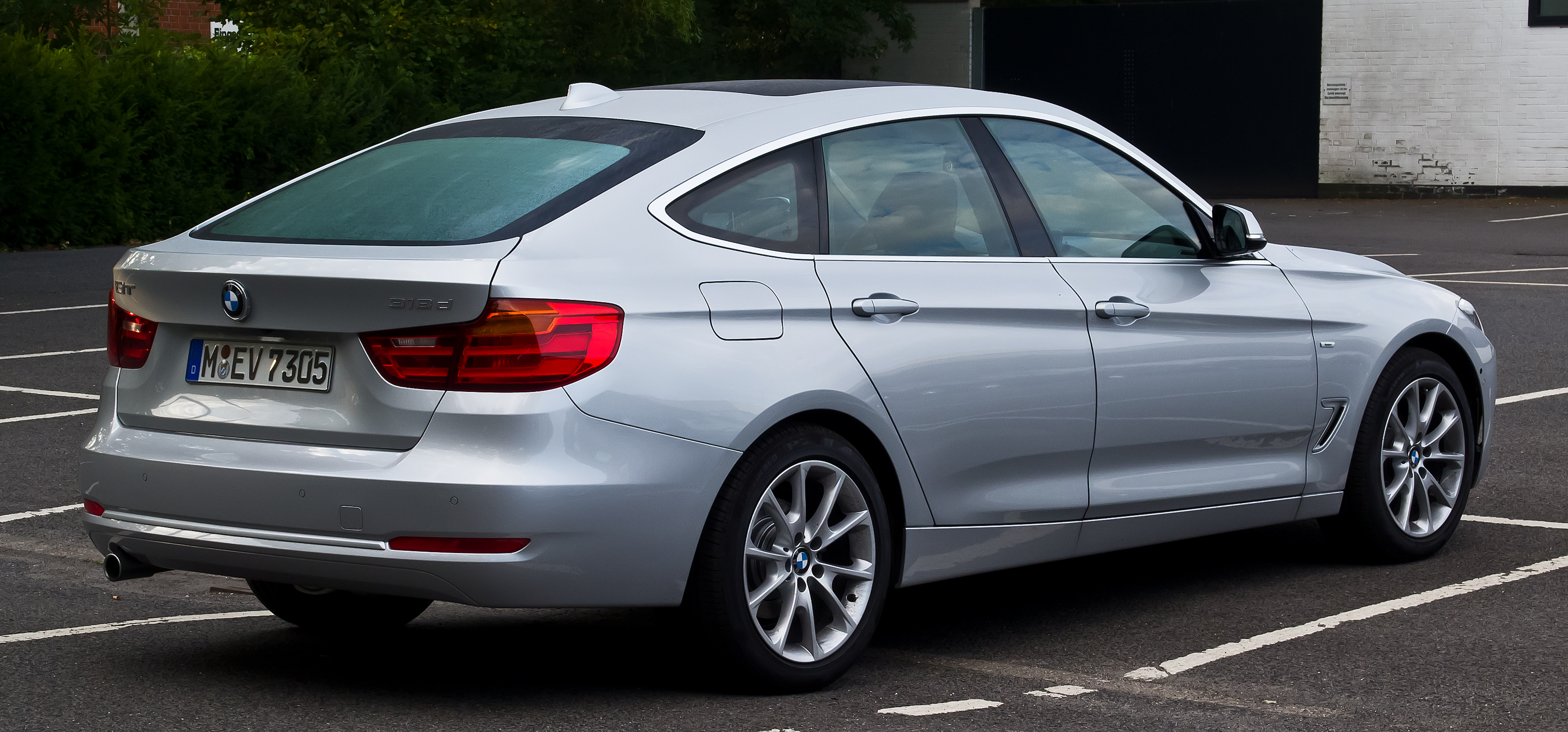
BMW F34 hátulja
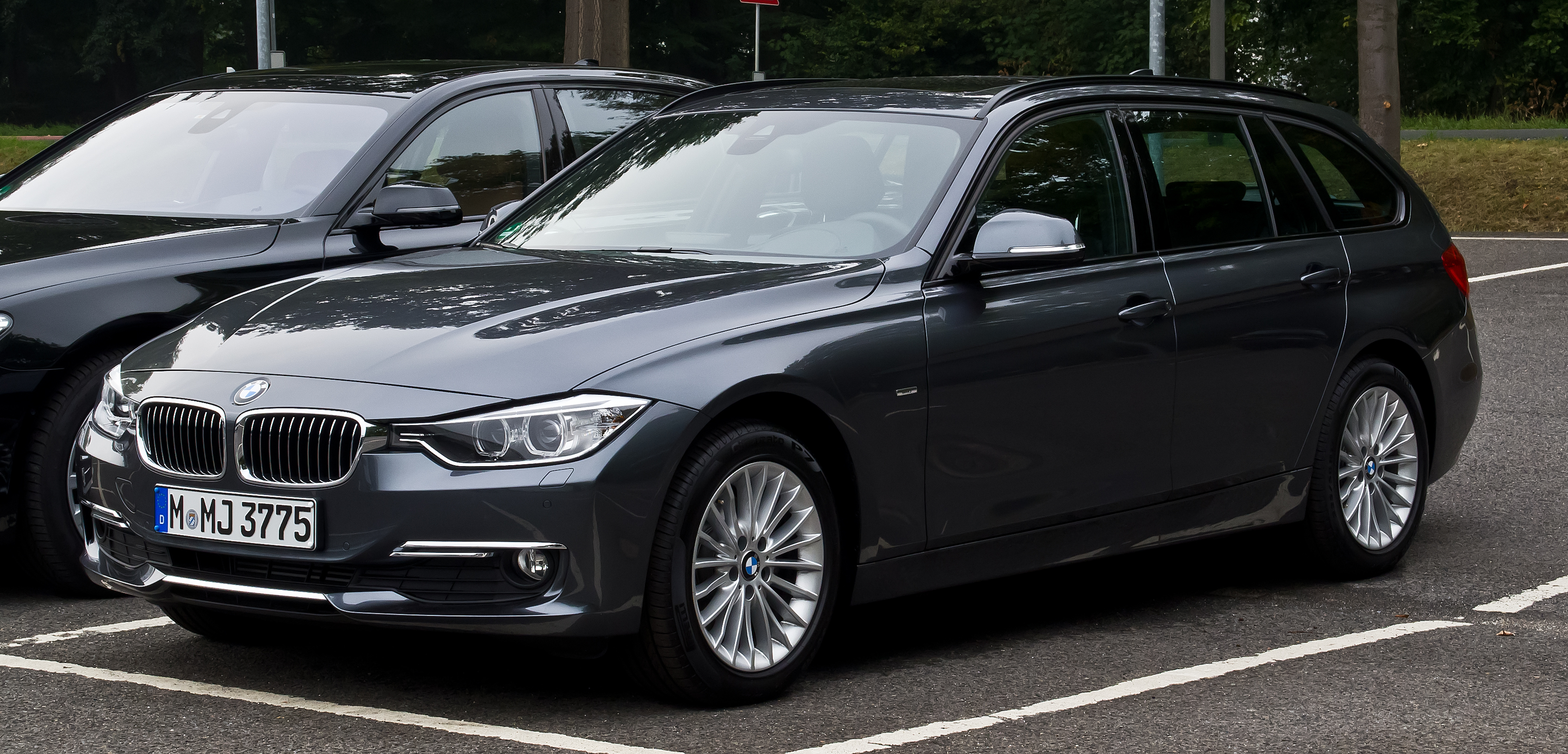
Az újabb megjelenésű Facelift-F31
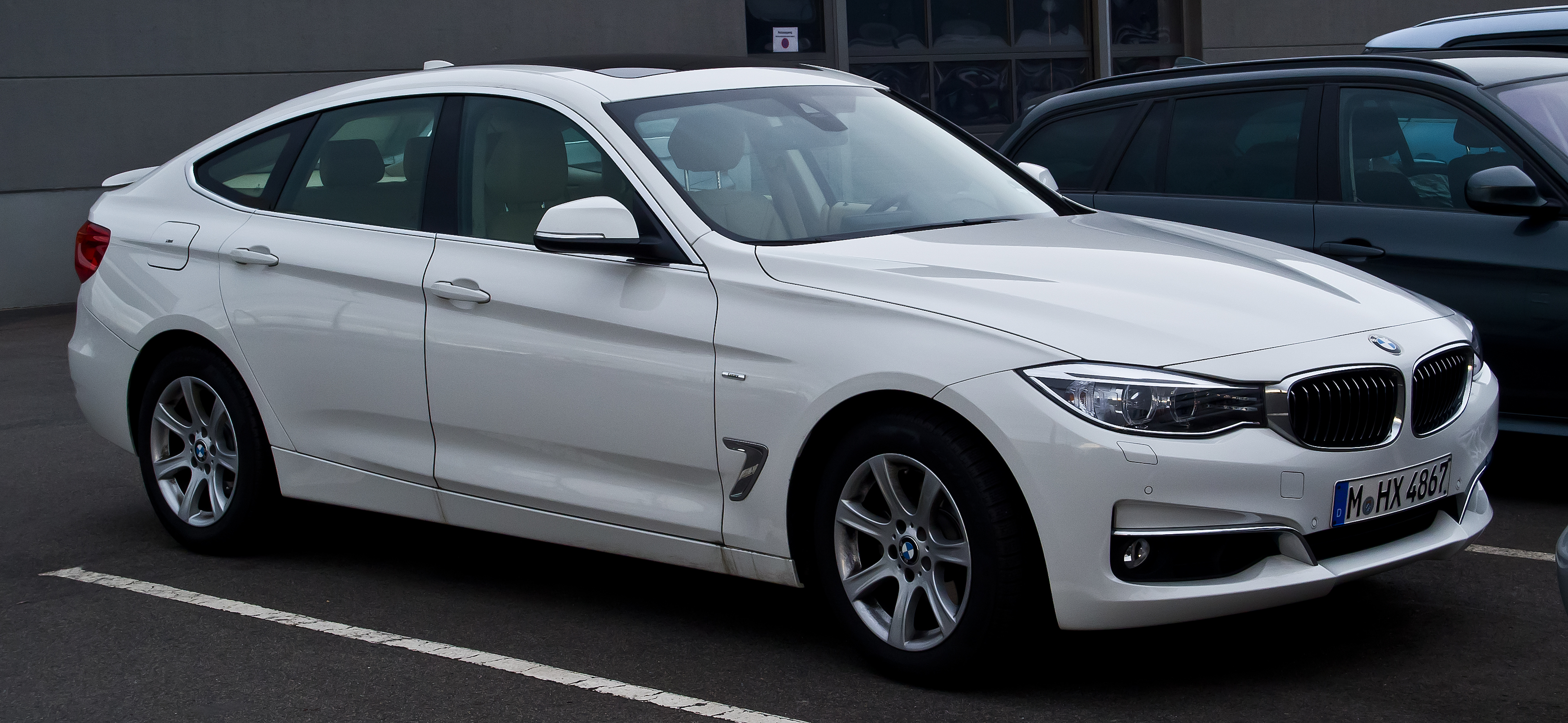
Az újabb megjelenésű Facelift-F34
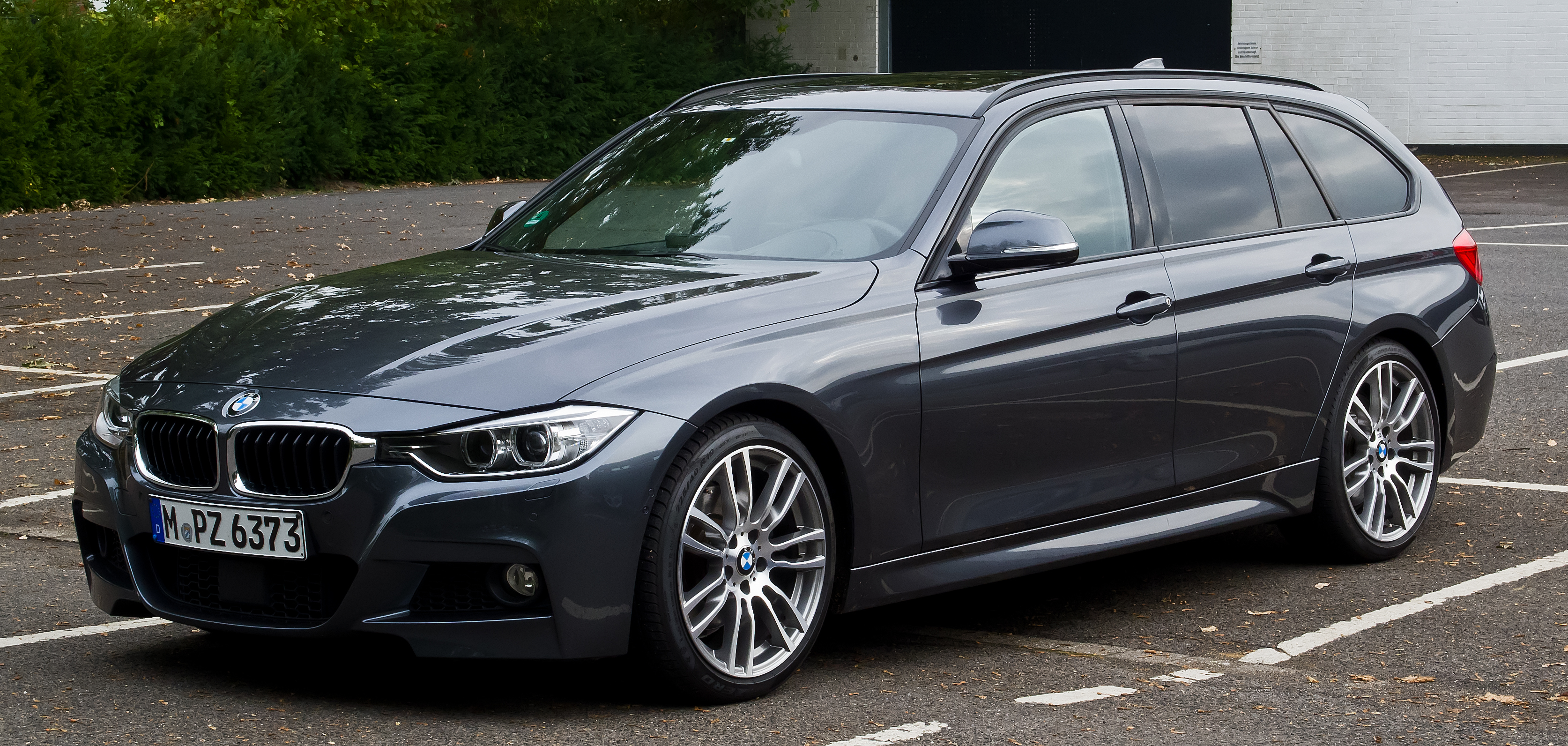
Az M-pakettes F31 eleje
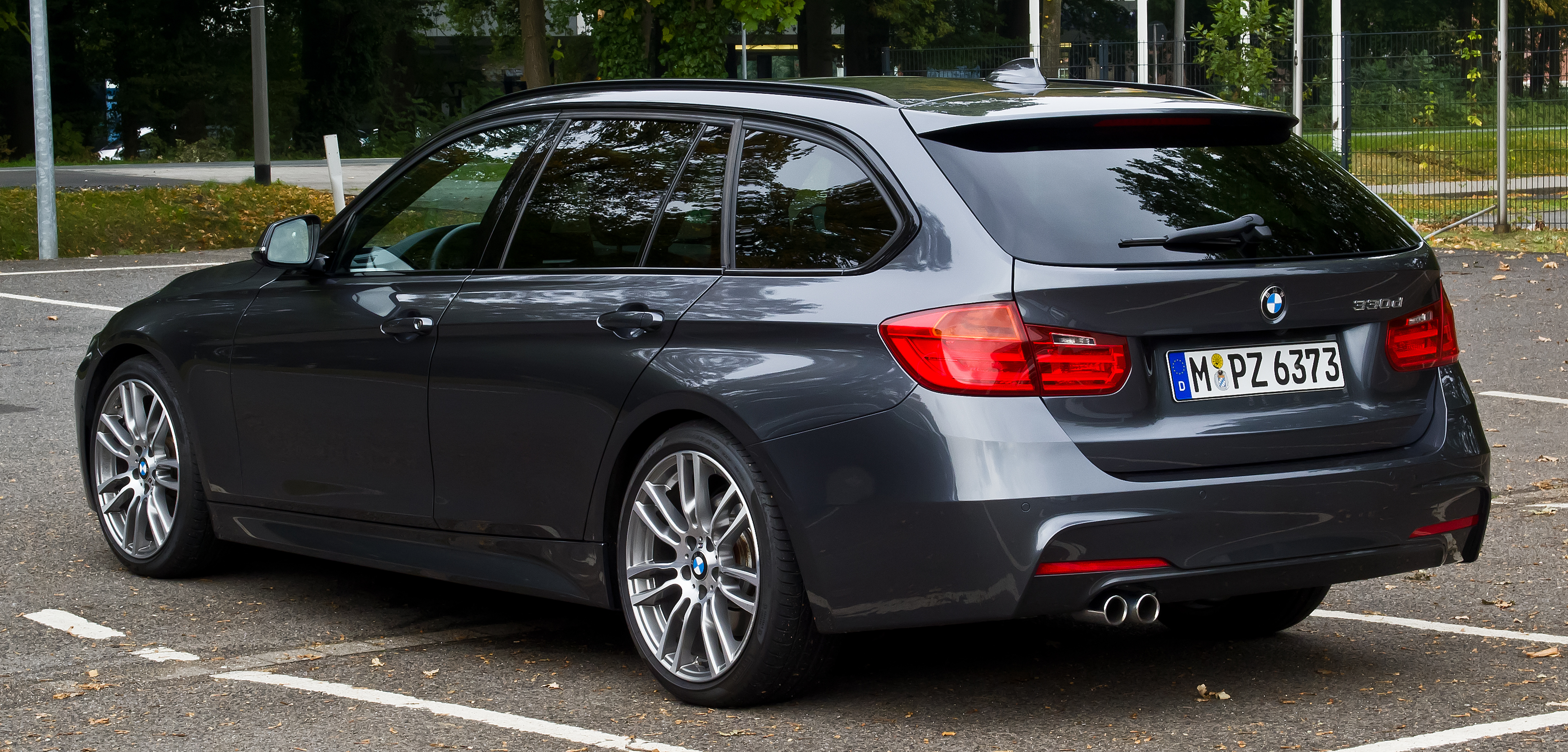
Az M-pakettes F31 hátulja
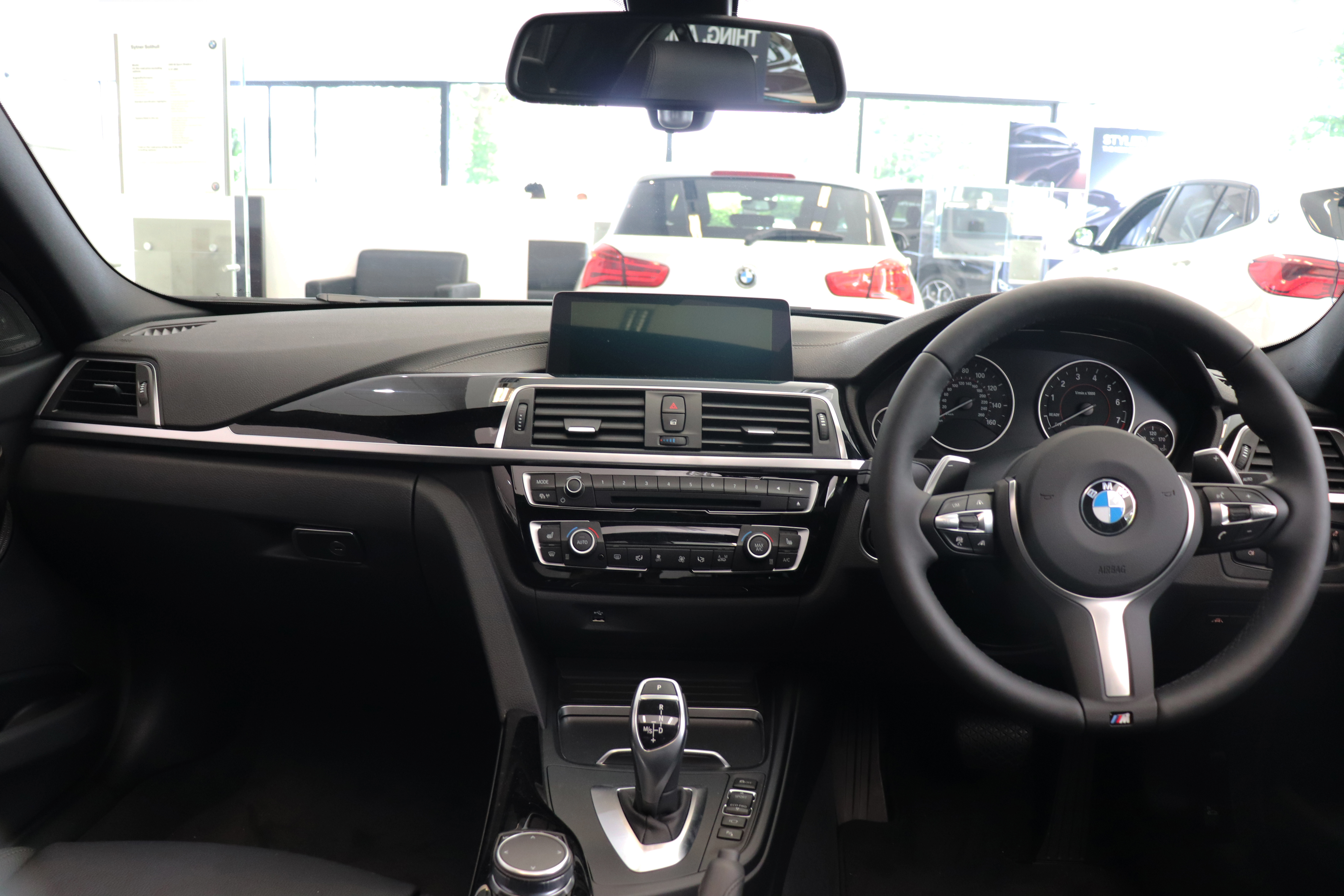
A belseje
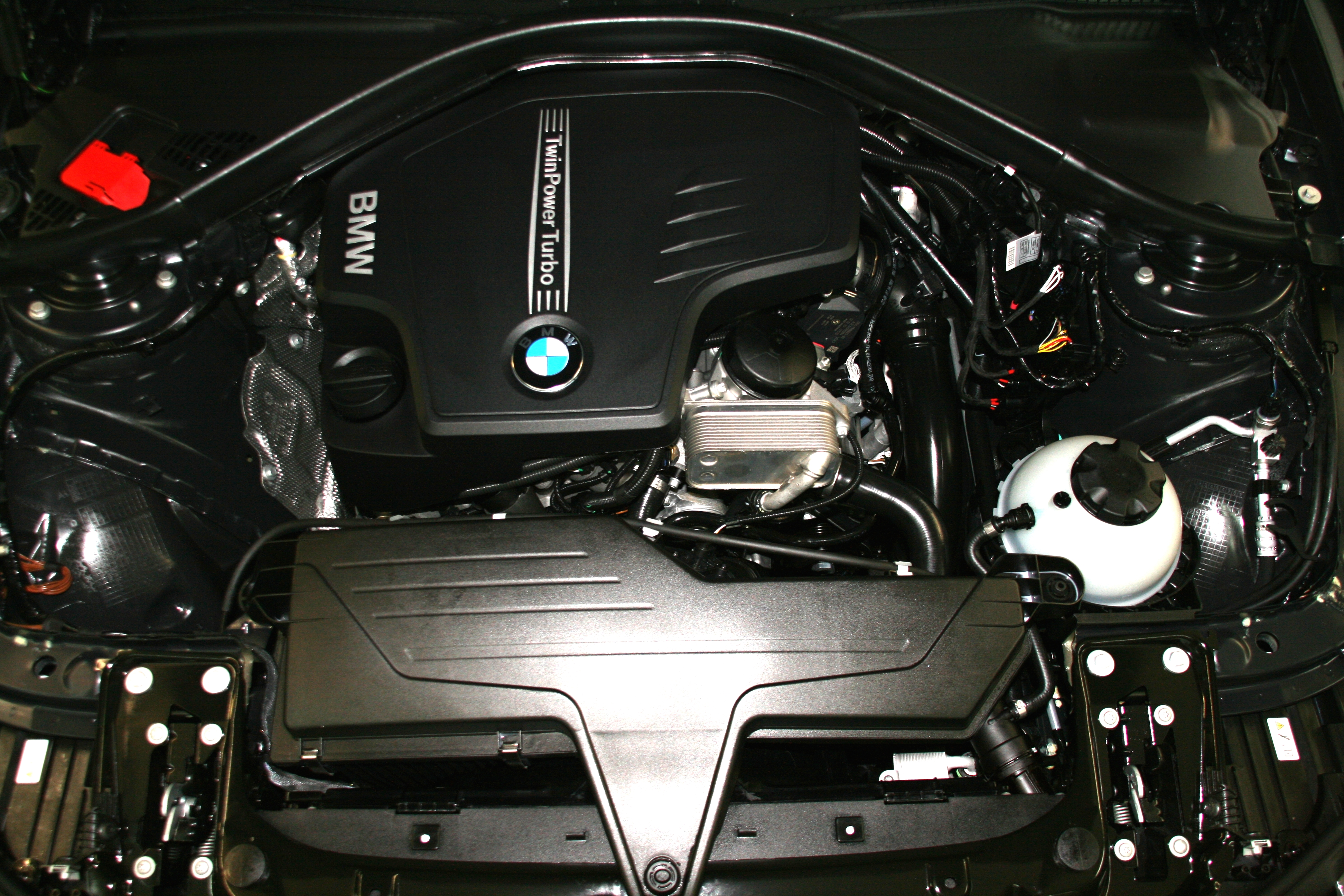
BMW F30 motortere
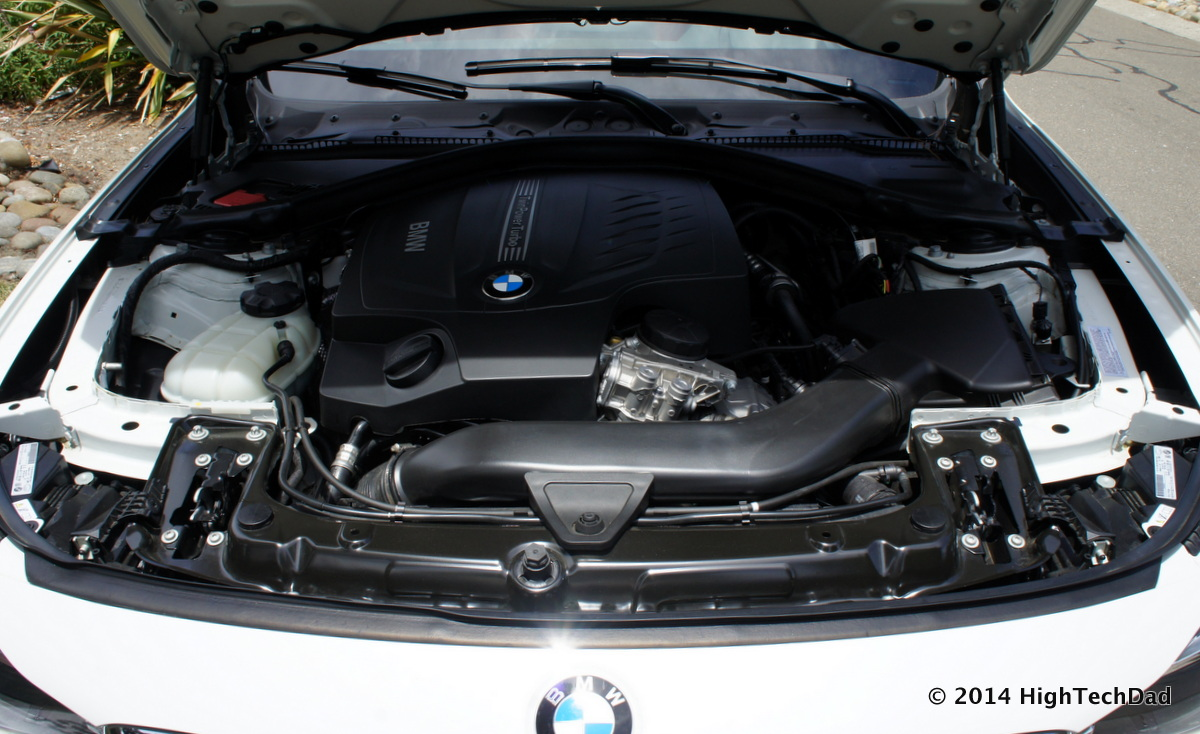
BMW F34 motortere

Az F30/F31/F35 szedán, kupé, kabrió, kombi és 5 ajtós ferdehátú ("Gran Turismo") karosszériás kivitelben készült. Kínában hosszú tengelytávú szedán is kapható. Az F30/F31/F34 sorozat esetében a kupé és kabrió modelleket 2013-tól 2014-ig gyártották, amikor is leválasztották a 3-as sorozatról, újratervezték, és BMW 4-es sorozatként adták el őket. Új karosszéria-stílus került be a 3-as sorozatba: a 3-as Gran Turismo, egy hosszú tengelytávú ferdehátú. F30/F31/F34 volt az első alkalom, hogy a teljes 3-as sorozat turbófeltöltős motorokat használt. 2016-ban először a 3-as sorozatban, a 330e modellben használtak plug-in hibrid hajtásláncot. Szintén 2016-ban használtak először 3 hengeres motort egy 3-as sorozatban. Az M3-as verziót (F80 jelöléssel, először használtak egy M3-at külön típusmegjelöléssel) 2014-ben adták ki, és az S55 ikerturbós, egyenes 6-os motor hajtja. Az F31 Touring gyártása 2019 júniusában befejeződött.

### Hetedik generáció (2018-)
- BMW G20 (sedan)
- BMW G21 (touring)
- BMW G28 (hosszabb tengely távú sedan)

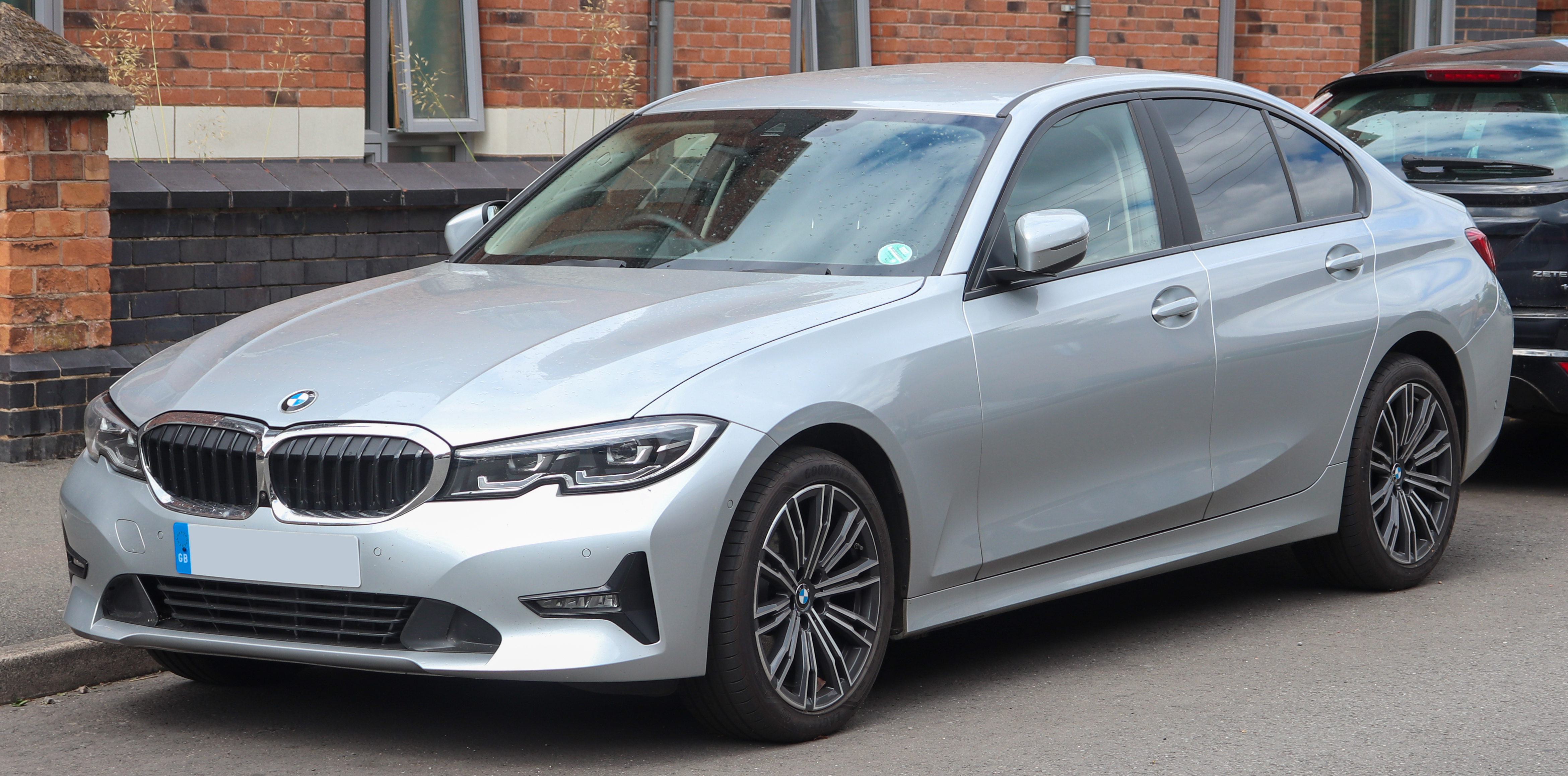
BMW G20 eleje
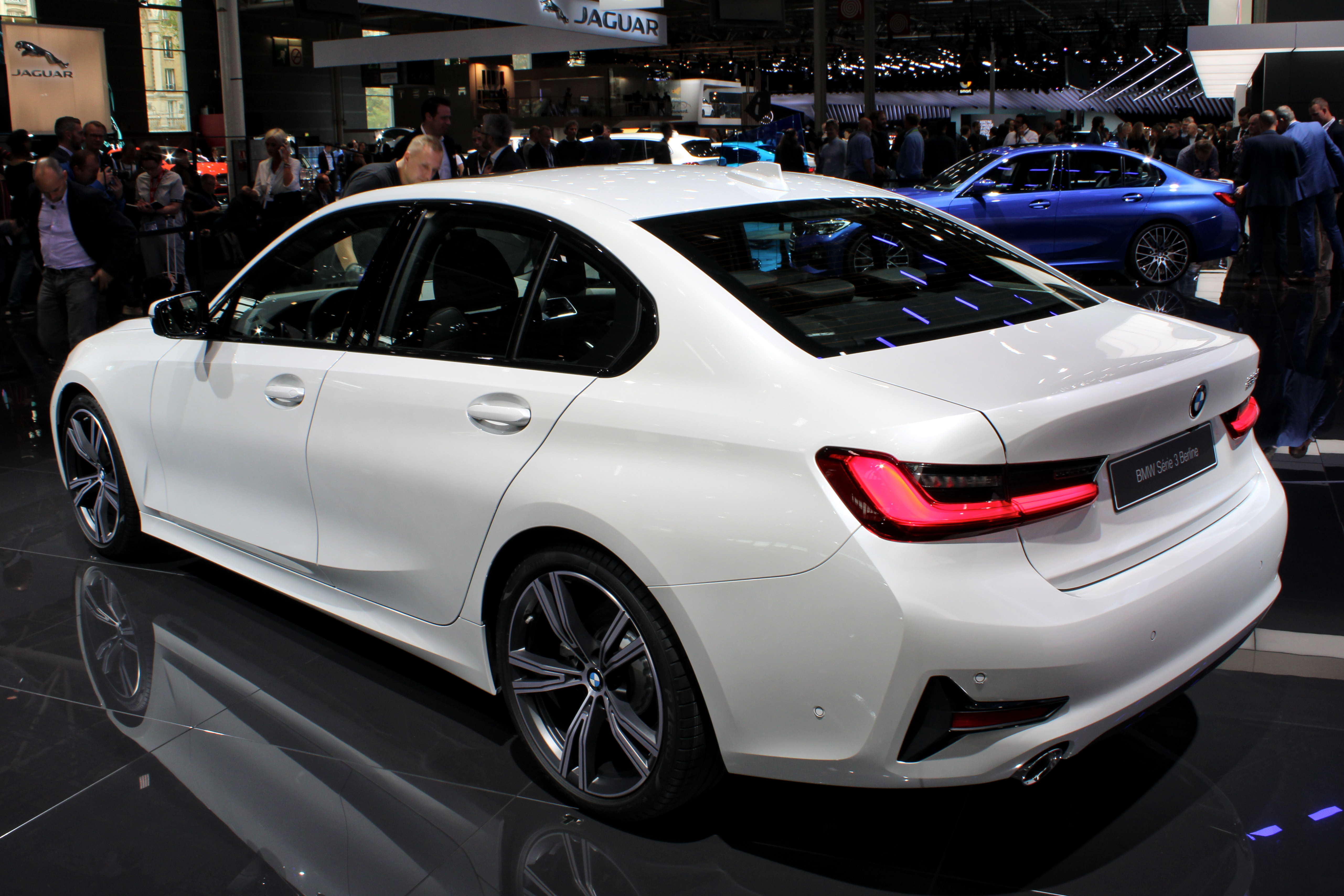
BMW G20 hátulja
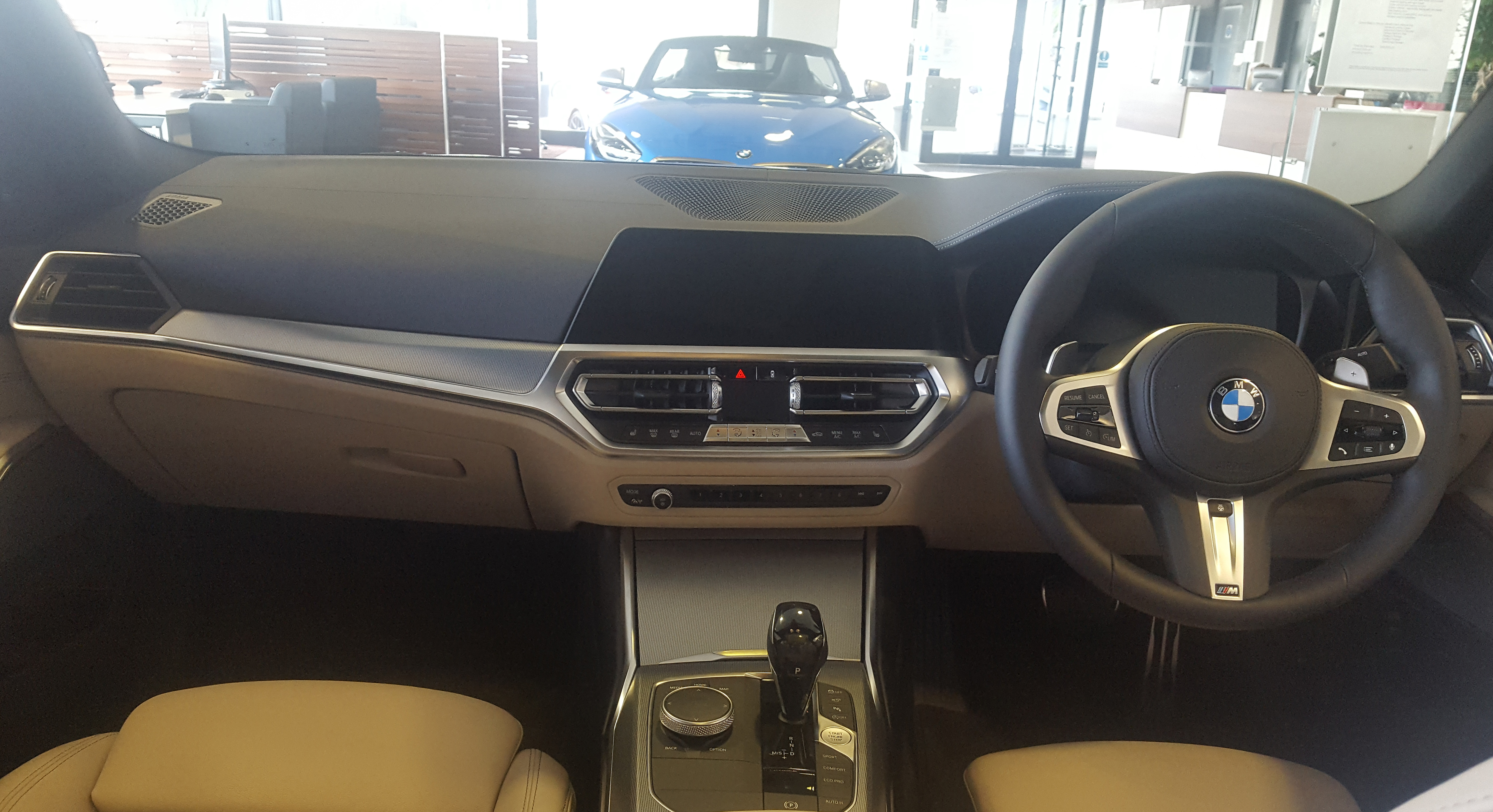
A belseje
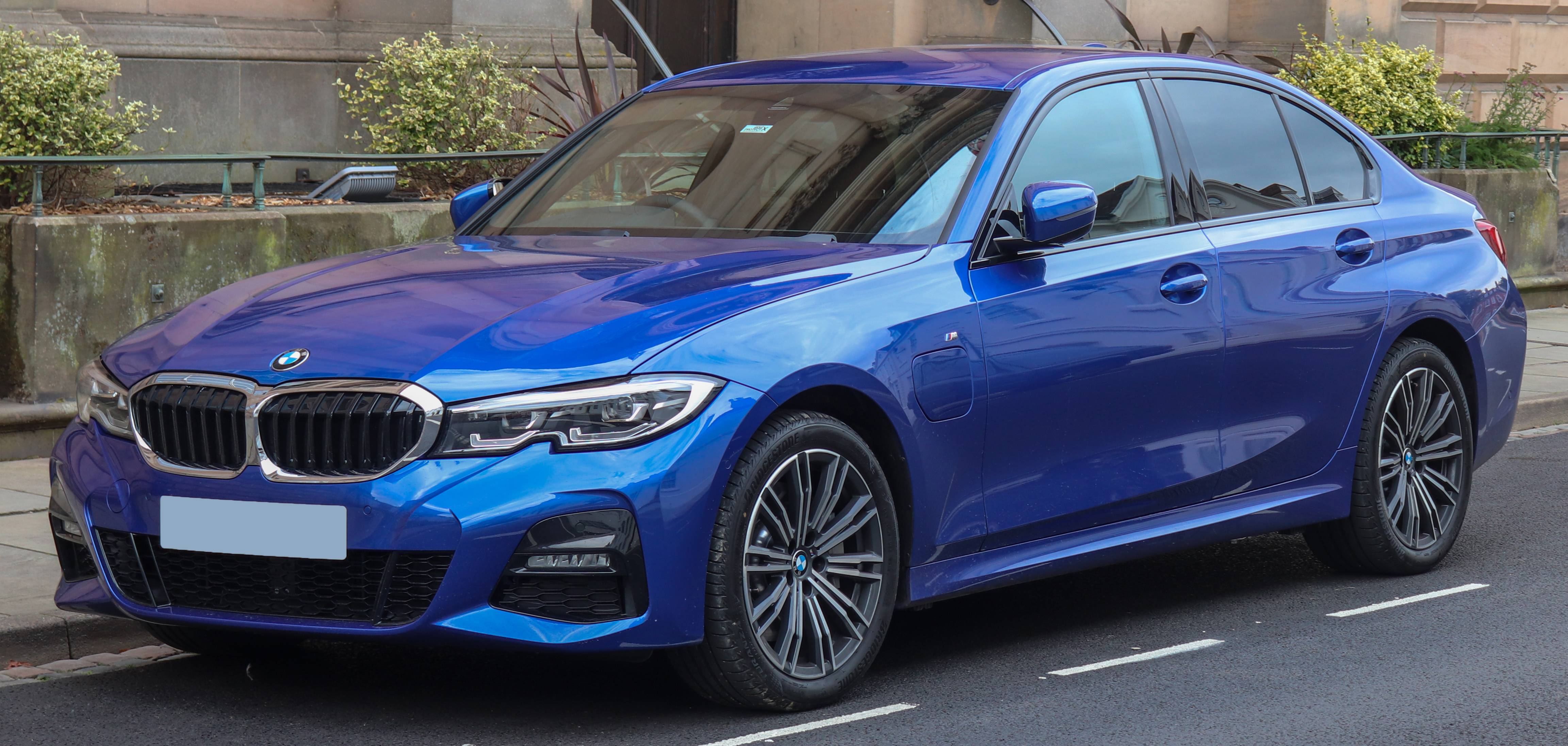
M-pakettos BMW G20 eleje
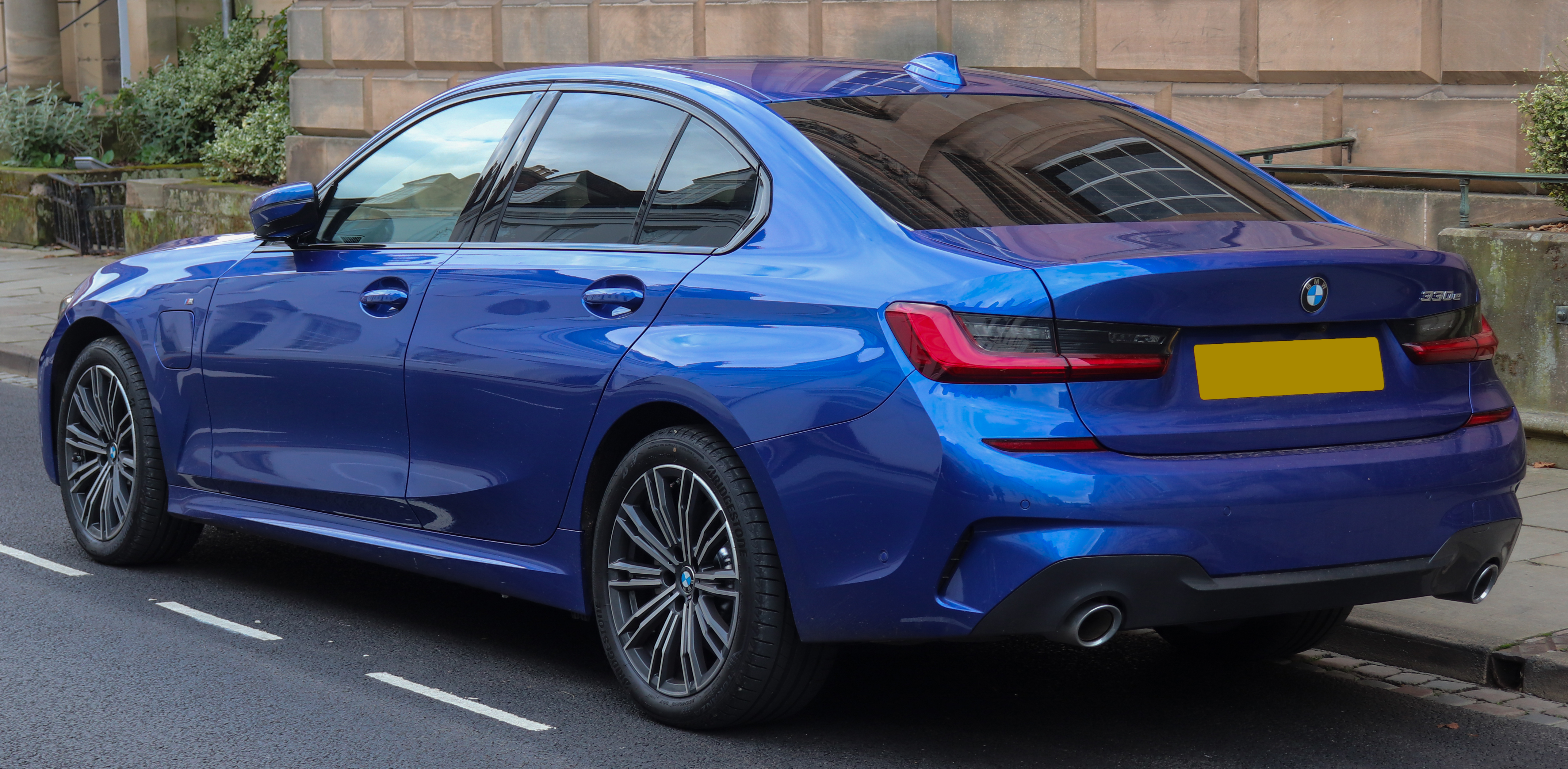
M-pakettos BMW G20 hátulja
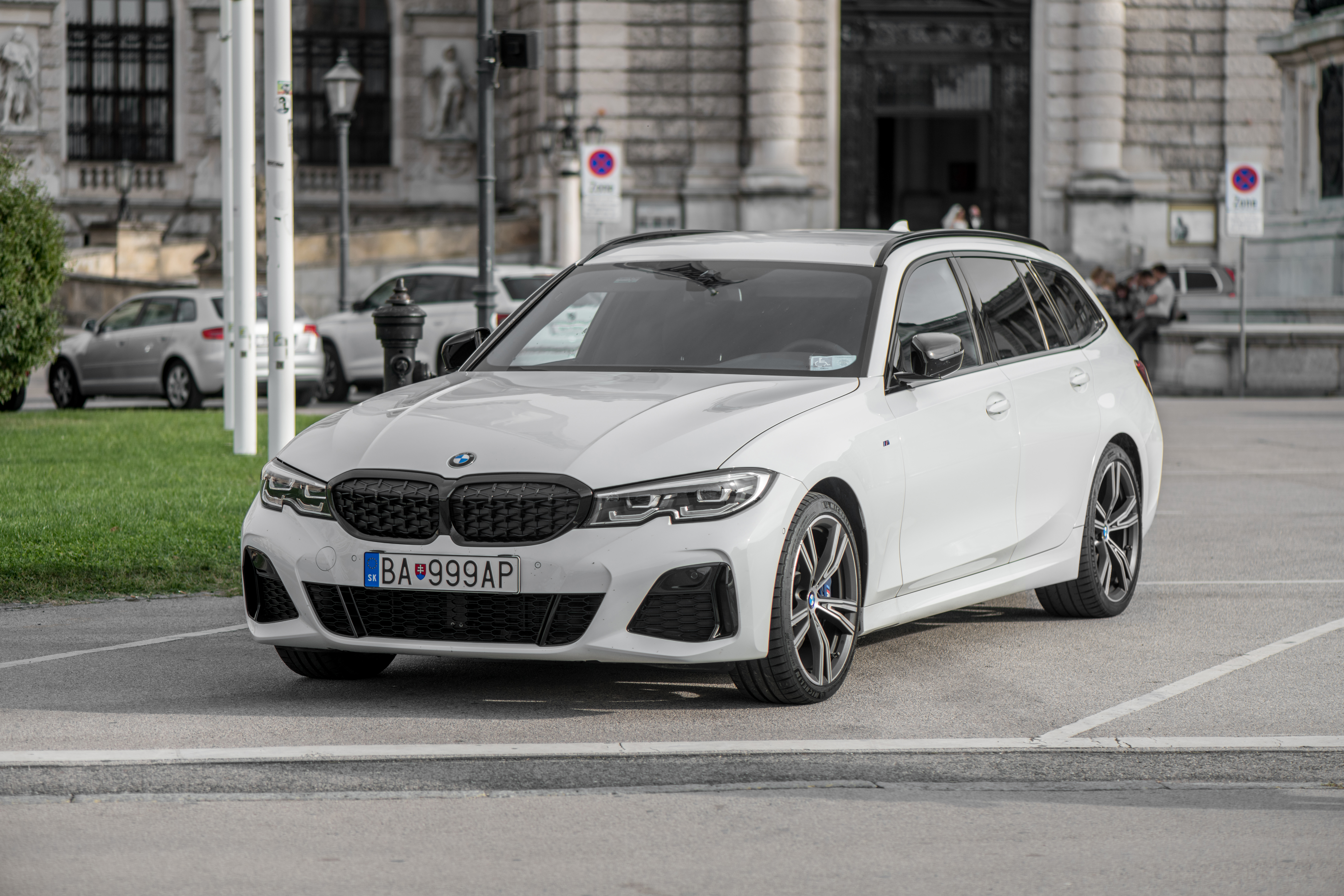
BMW G21 eleje
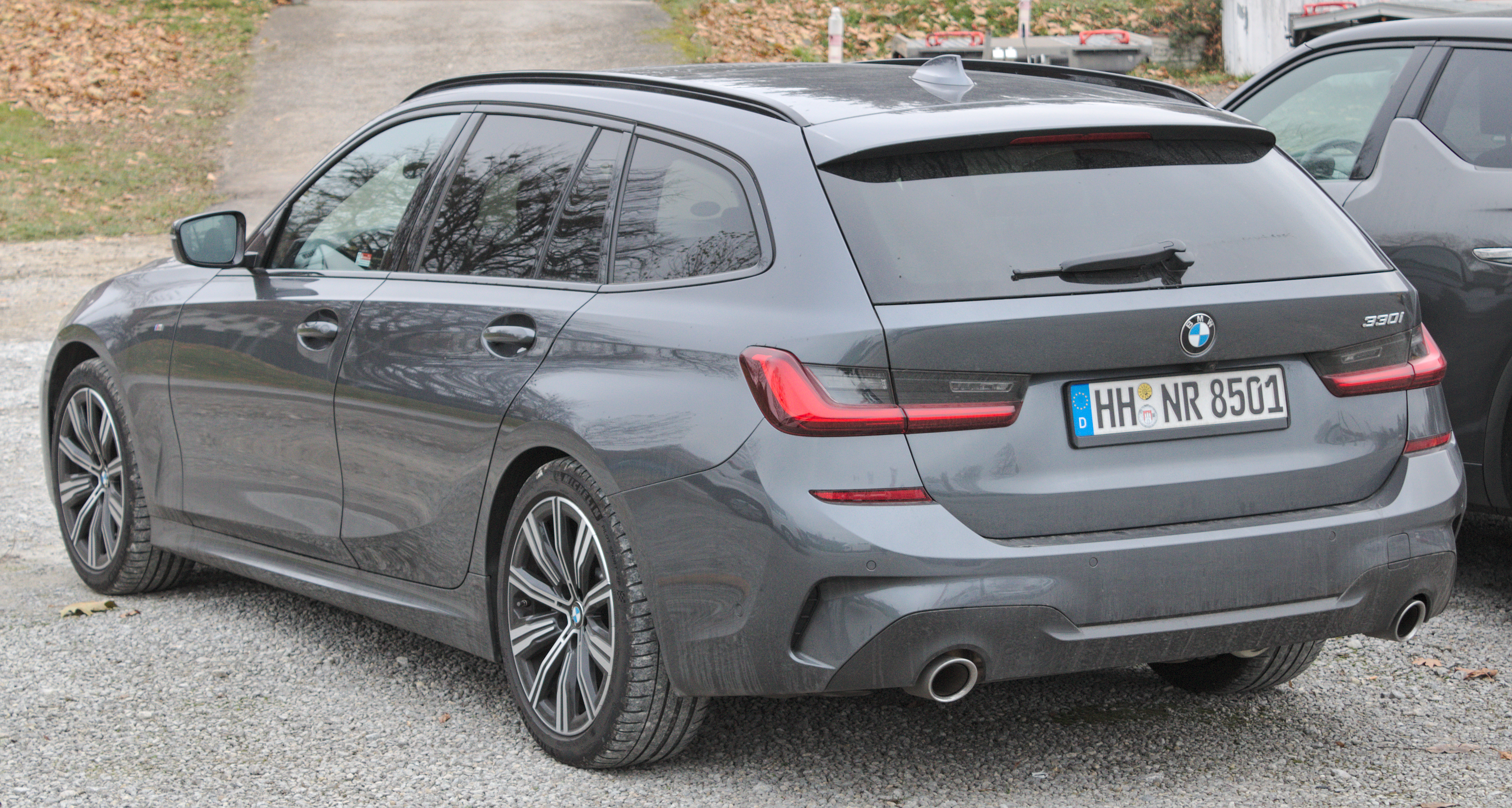
BMW G21 hátulja
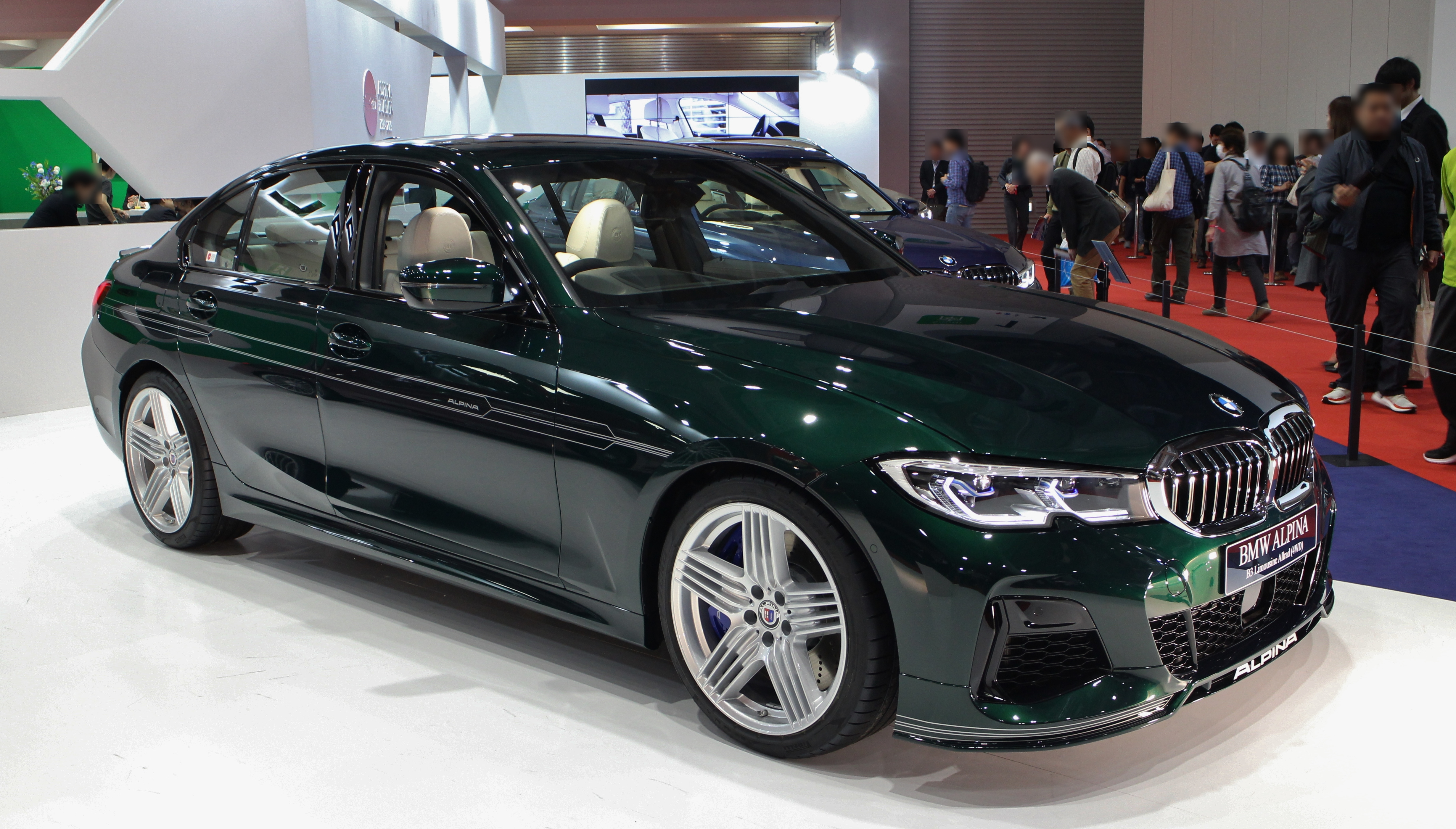
Alphina B3 sedan
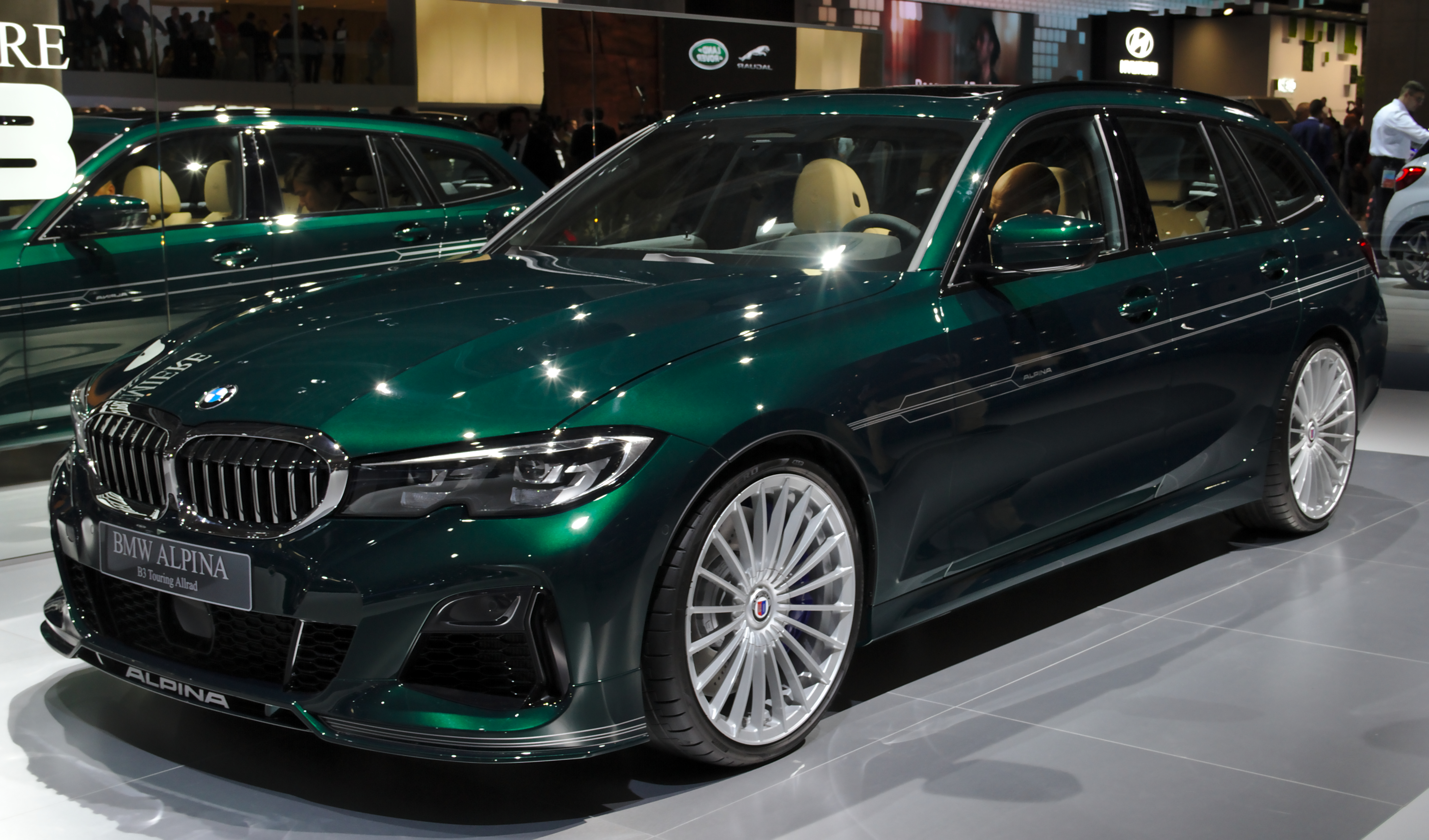
Alphina B3 touring

A BMW 3-as sorozatot (G20) a 2018-as Párizsi Autószalonon mutatták be 2018. október 2-án. A jármű hivatalos képeit egy nappal a bemutató előtt hozták nyilvánosságra. A 3-as sorozat hetedik generációját kombiként is kínálják. Az erősebb M3 és M3 Competition változatokat 2021-től világszerte szállítják.

## 4-es sorozat
2013 óta, a BMW 3-as sorozat coupe és cabrio változatát 4-es sorozatként lehet ismerni. Technikájában megegyezik a 3-as sorozattal.

### Első generáció (2013-2020)
- BMW F32 (coupé)
- BMW F33 (cabrio)
- BMW F36 GranCoupe (5 ajtós coupé)
- BMW F82 (M-pakettes coupé) – 2014-től
- BMW F83 (M-pakettes cabrio) – 2014-től

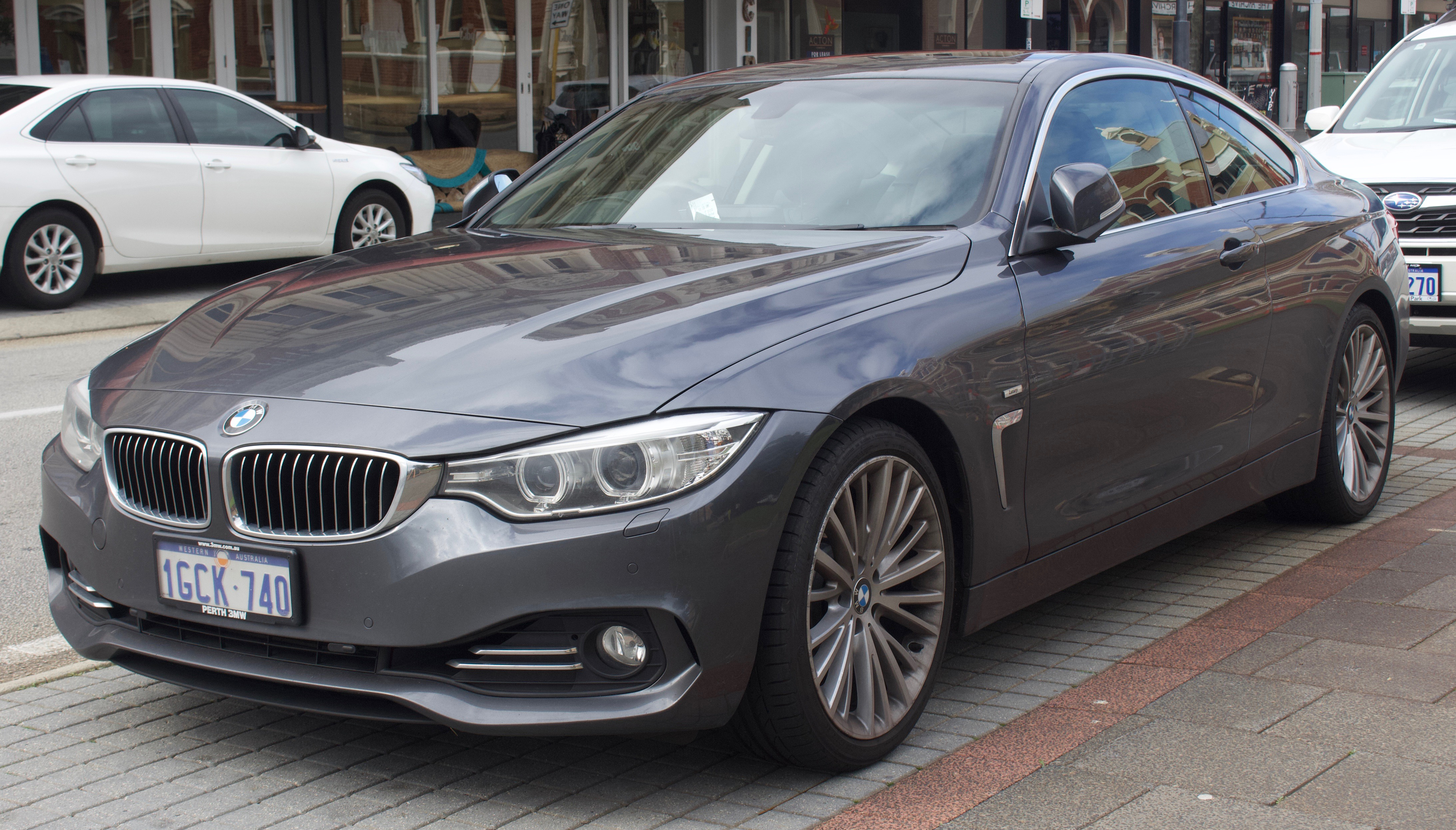
BMW F32 eleje
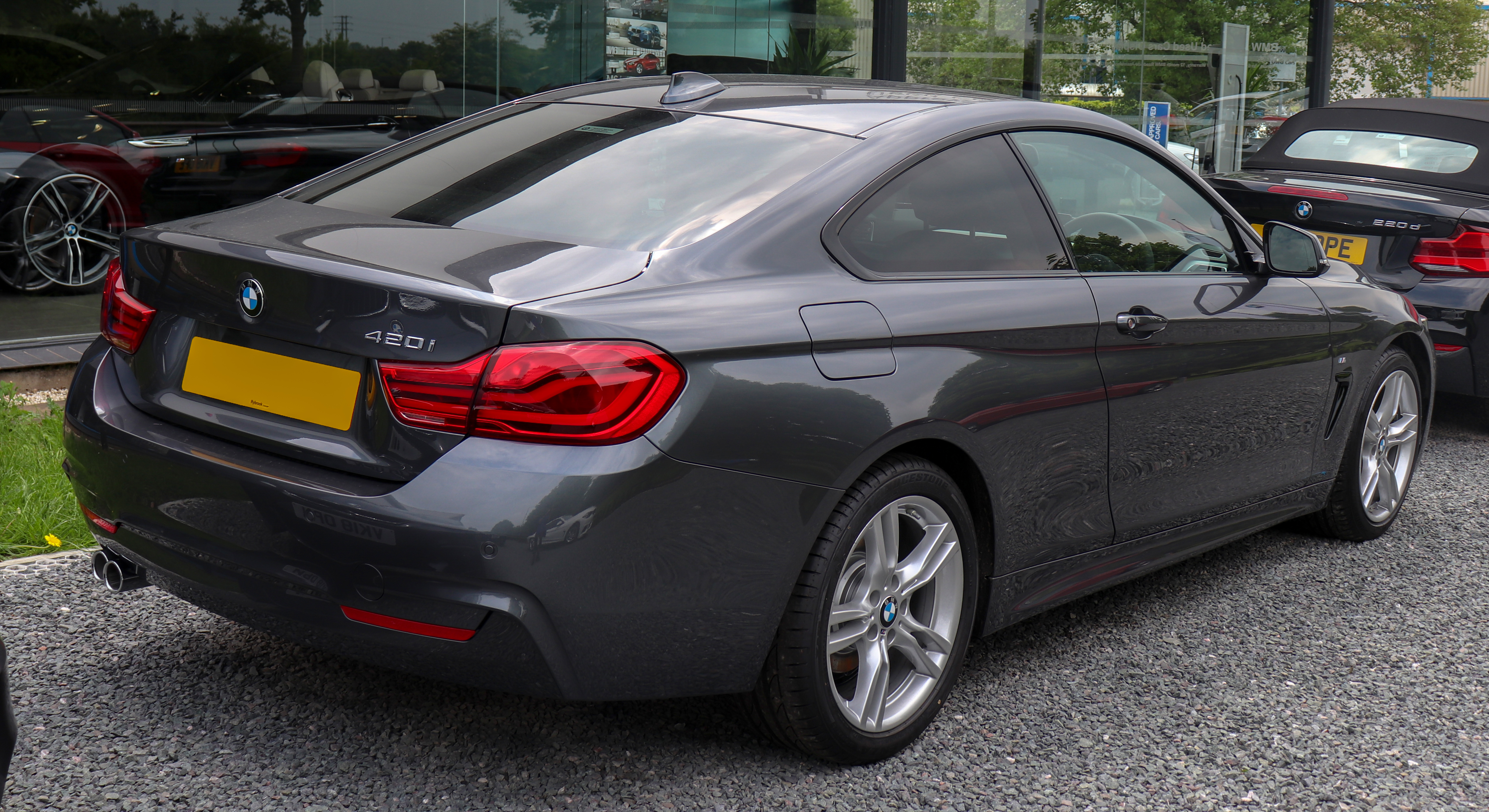
BMW F32 hátulja
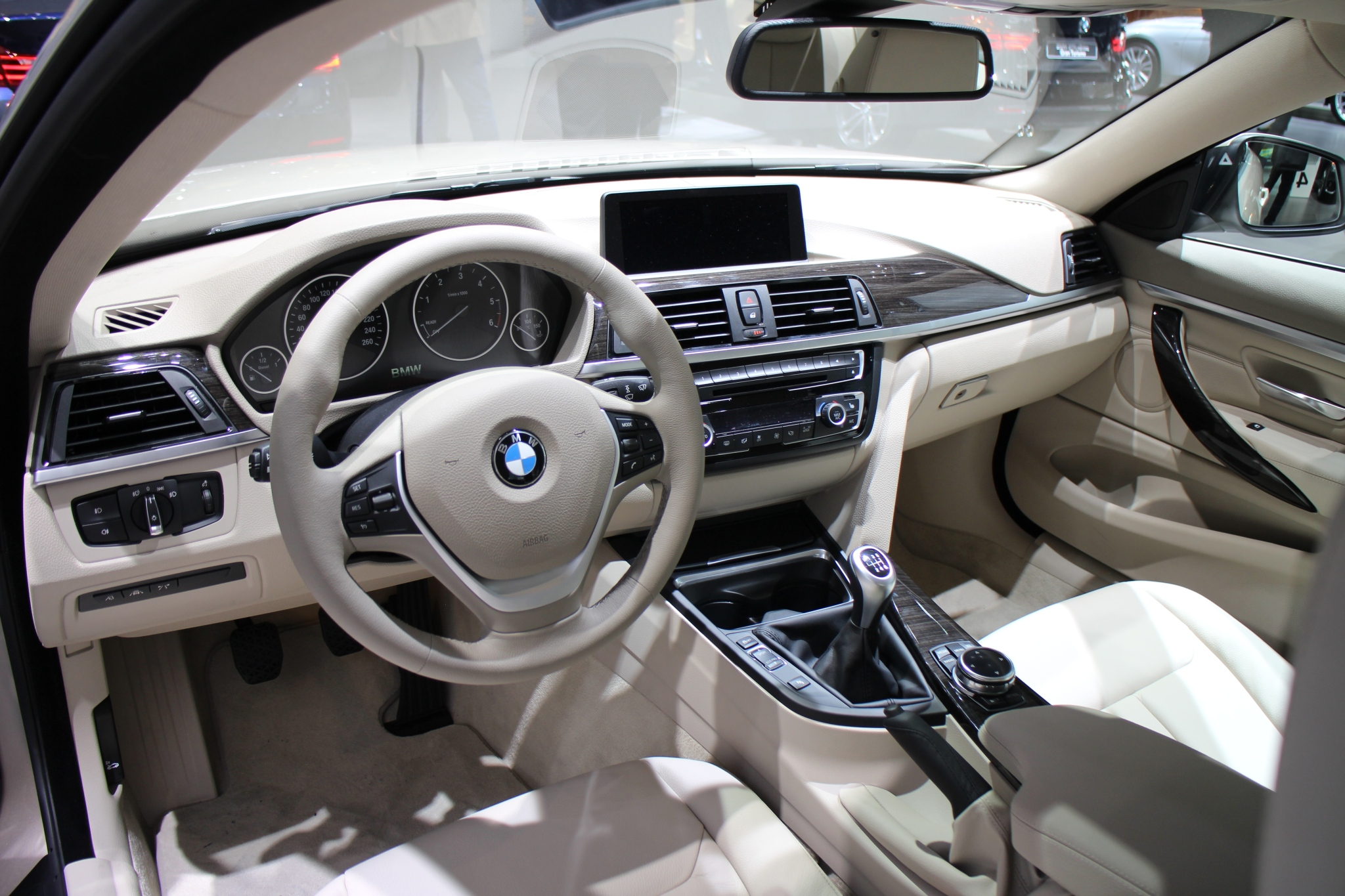
A belseje
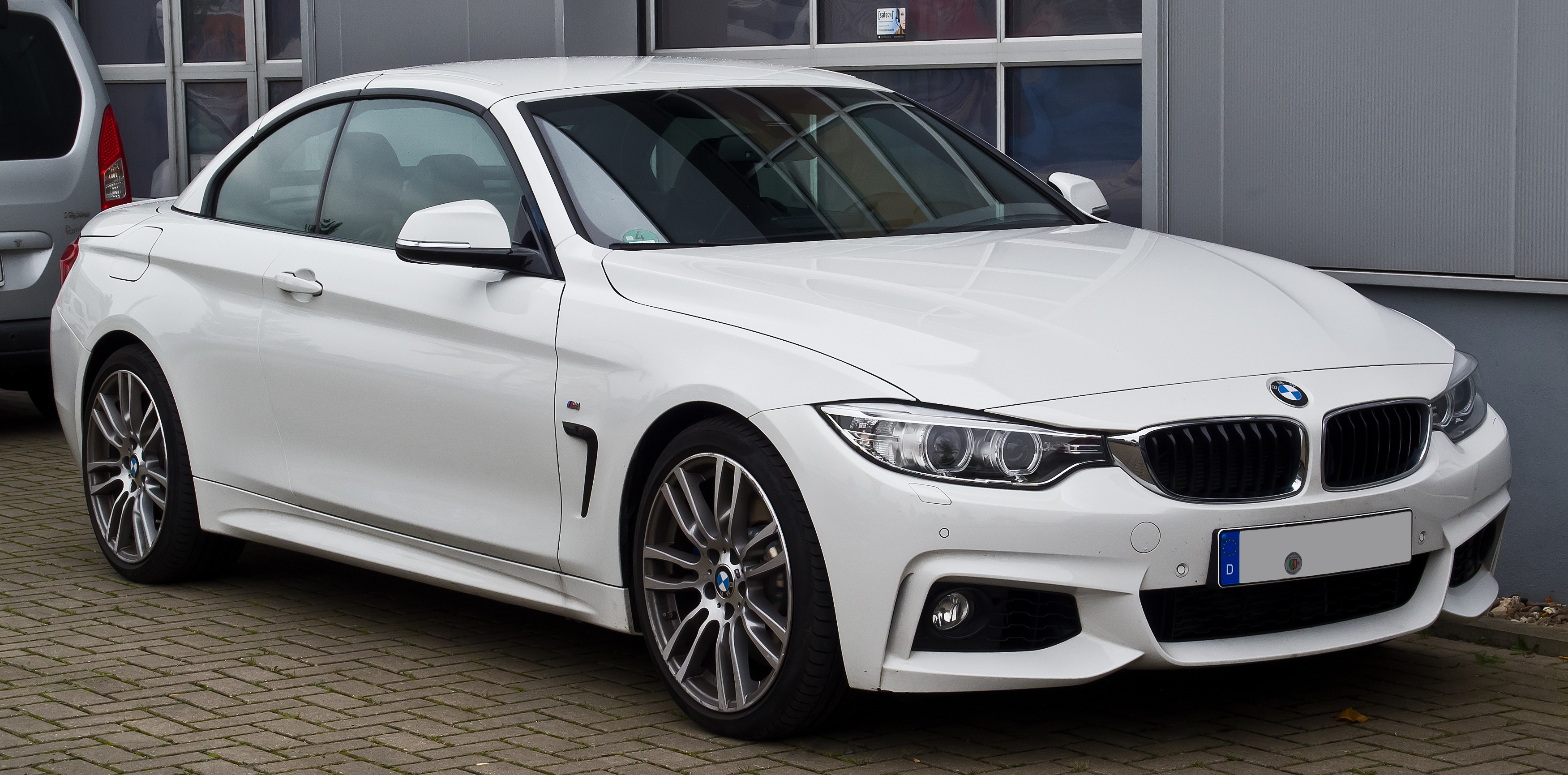
BMW F33 eleje
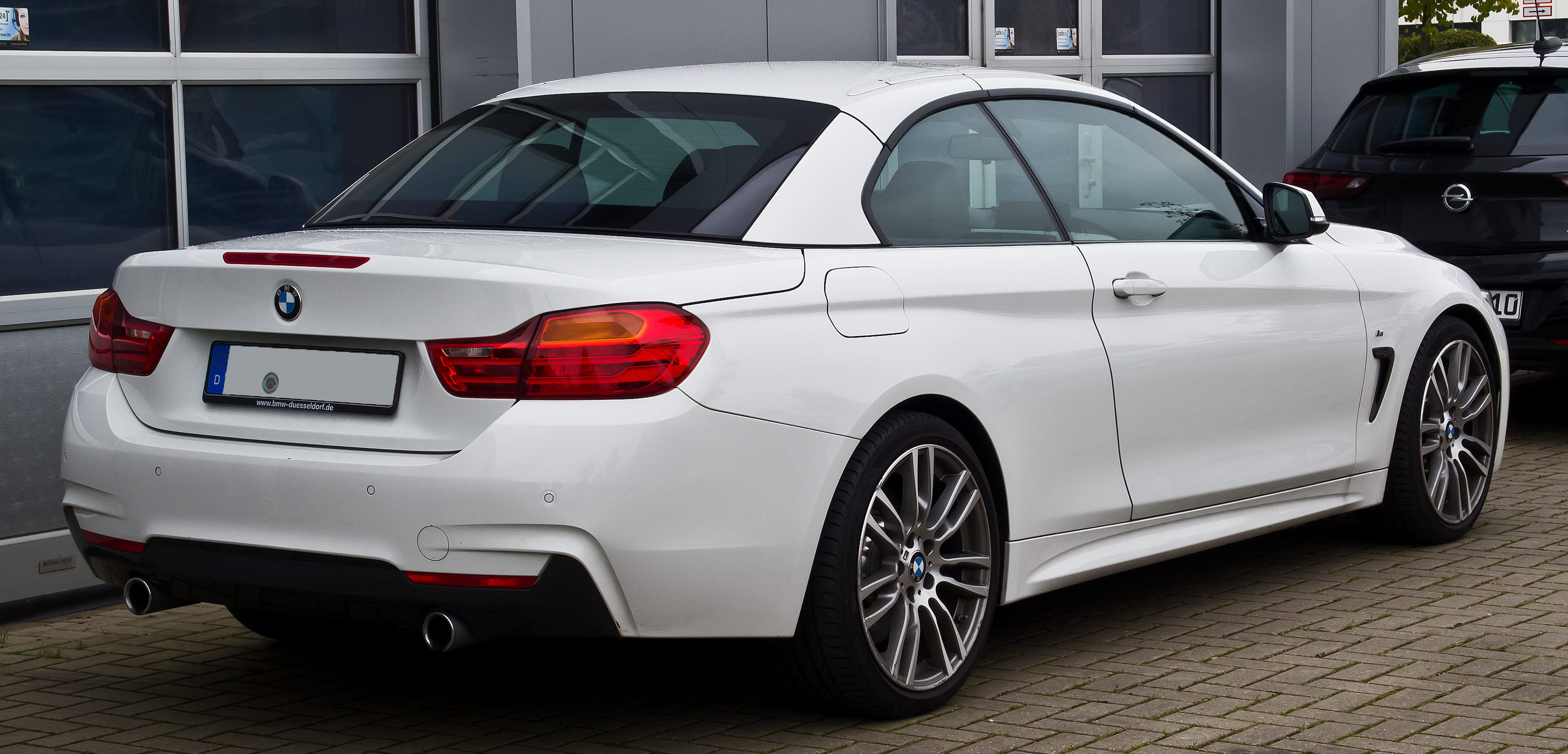
BMW F33 hátulja
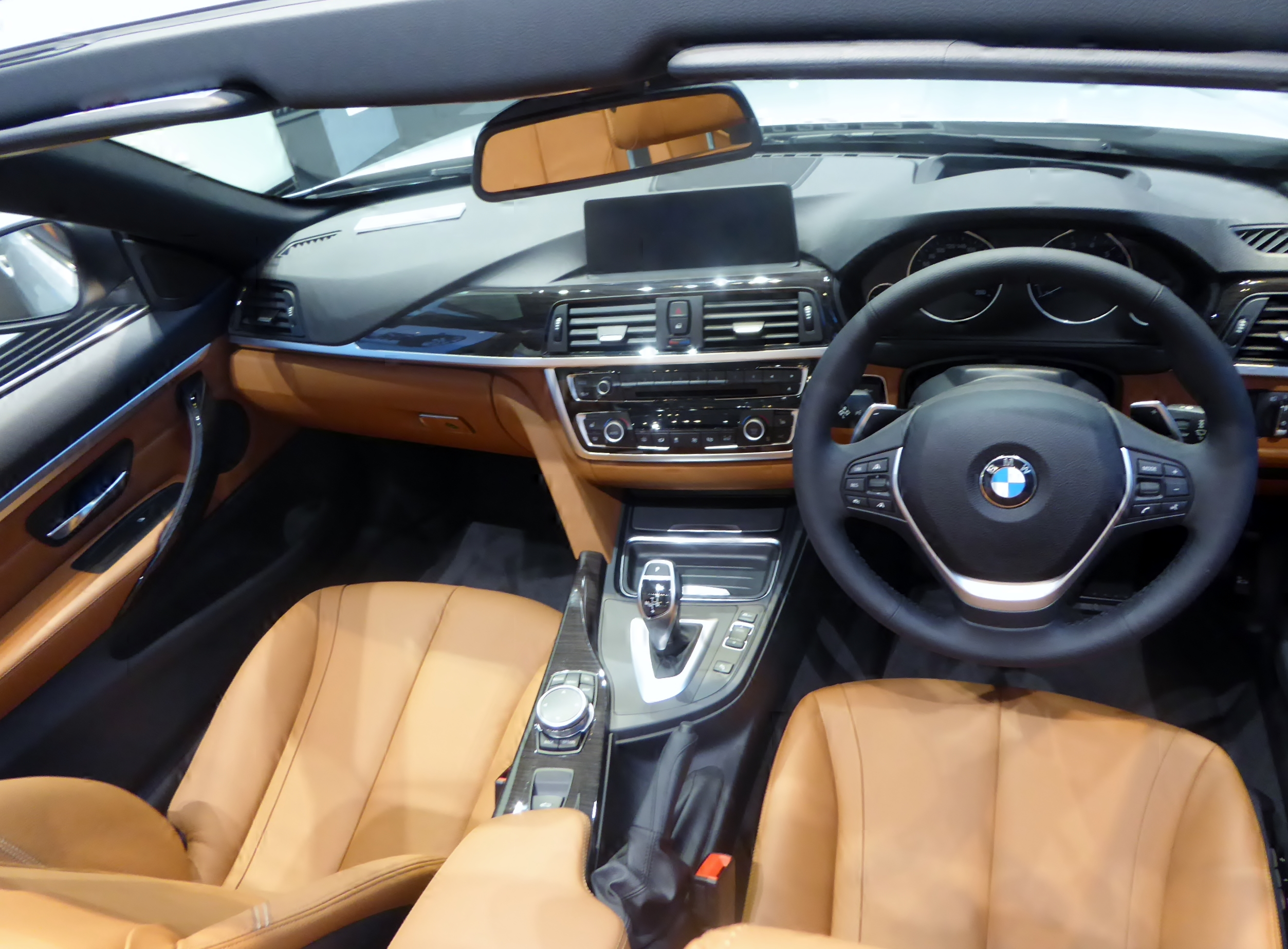
A belseje
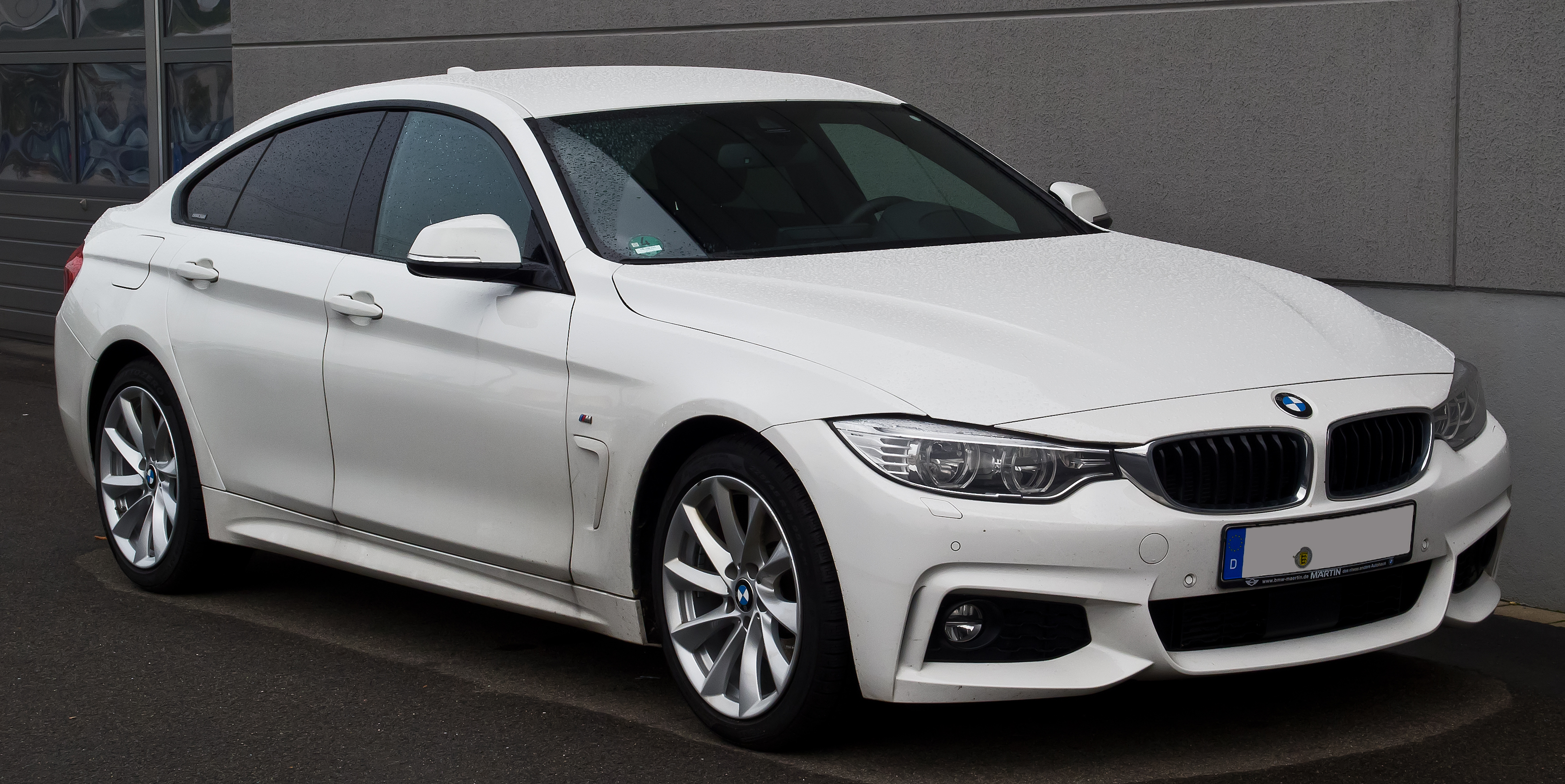
BMW F36 eleje
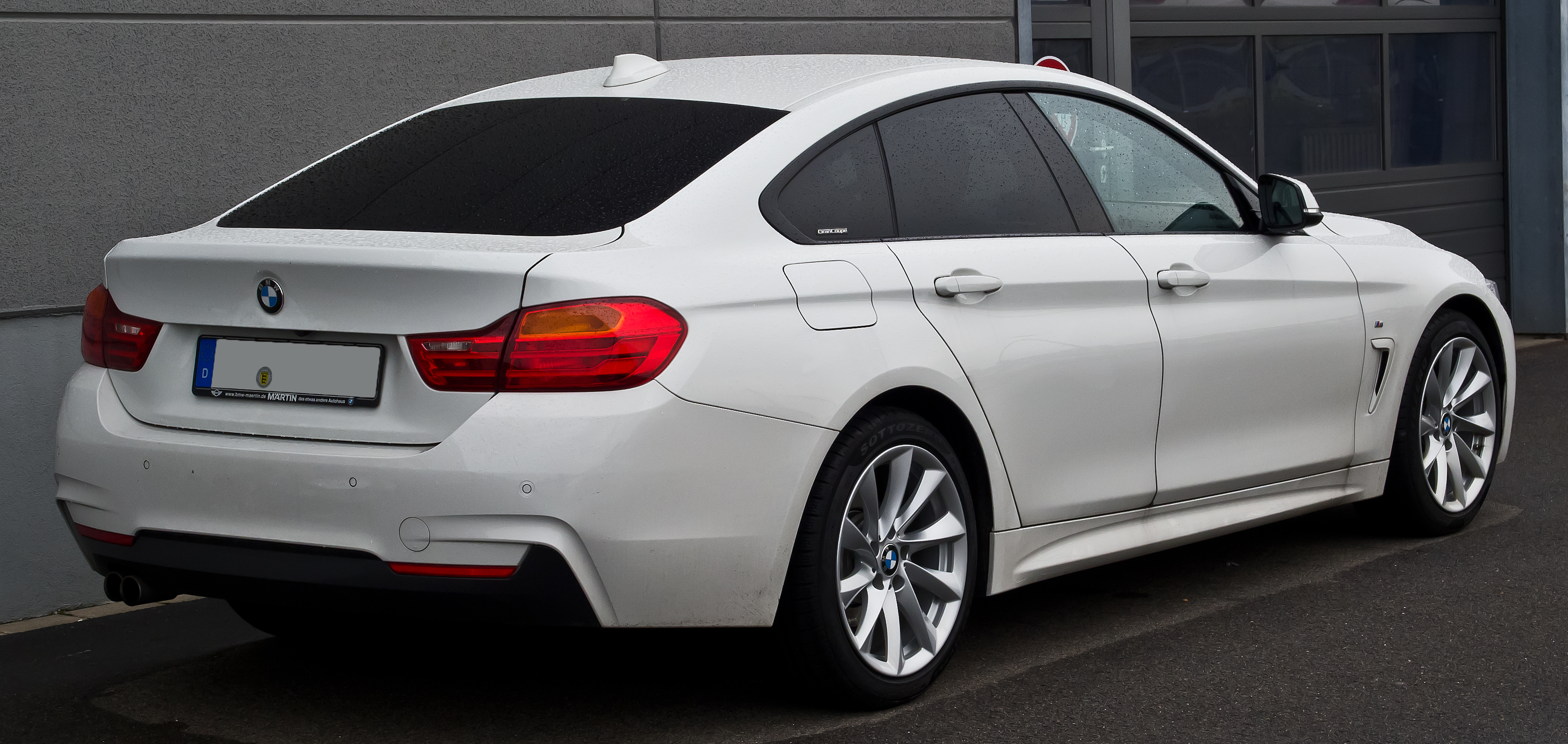
BMW F36 hátulja
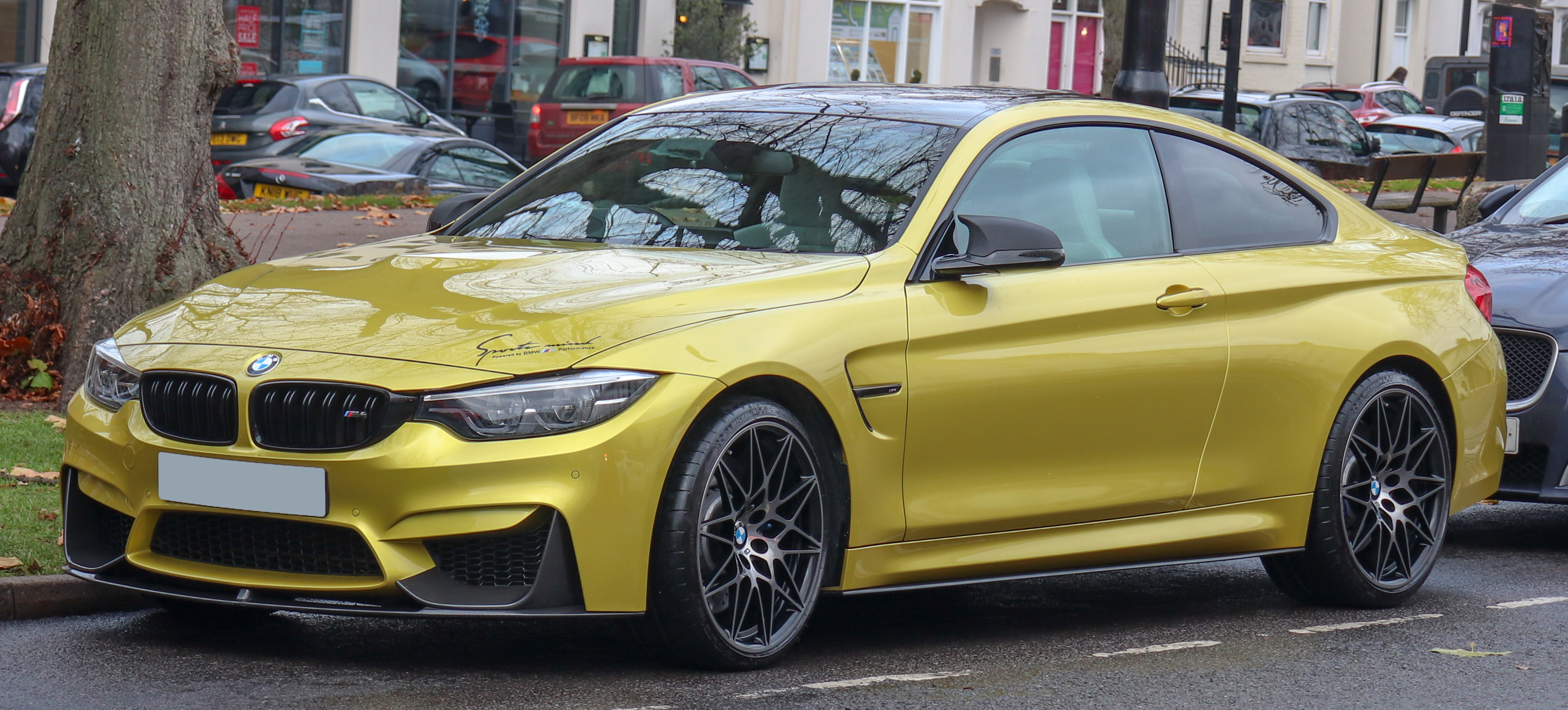
BMW F82 eleje
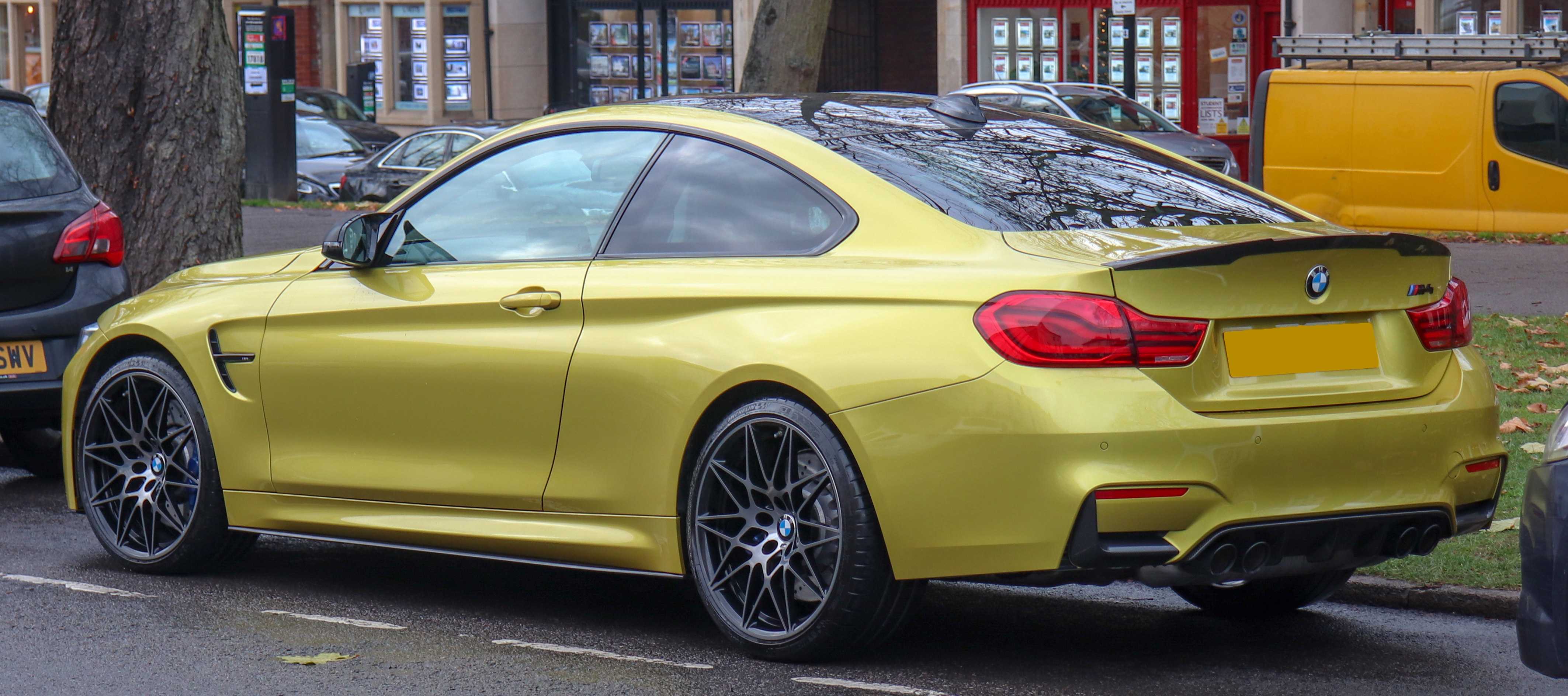
BMW F82 hátulja
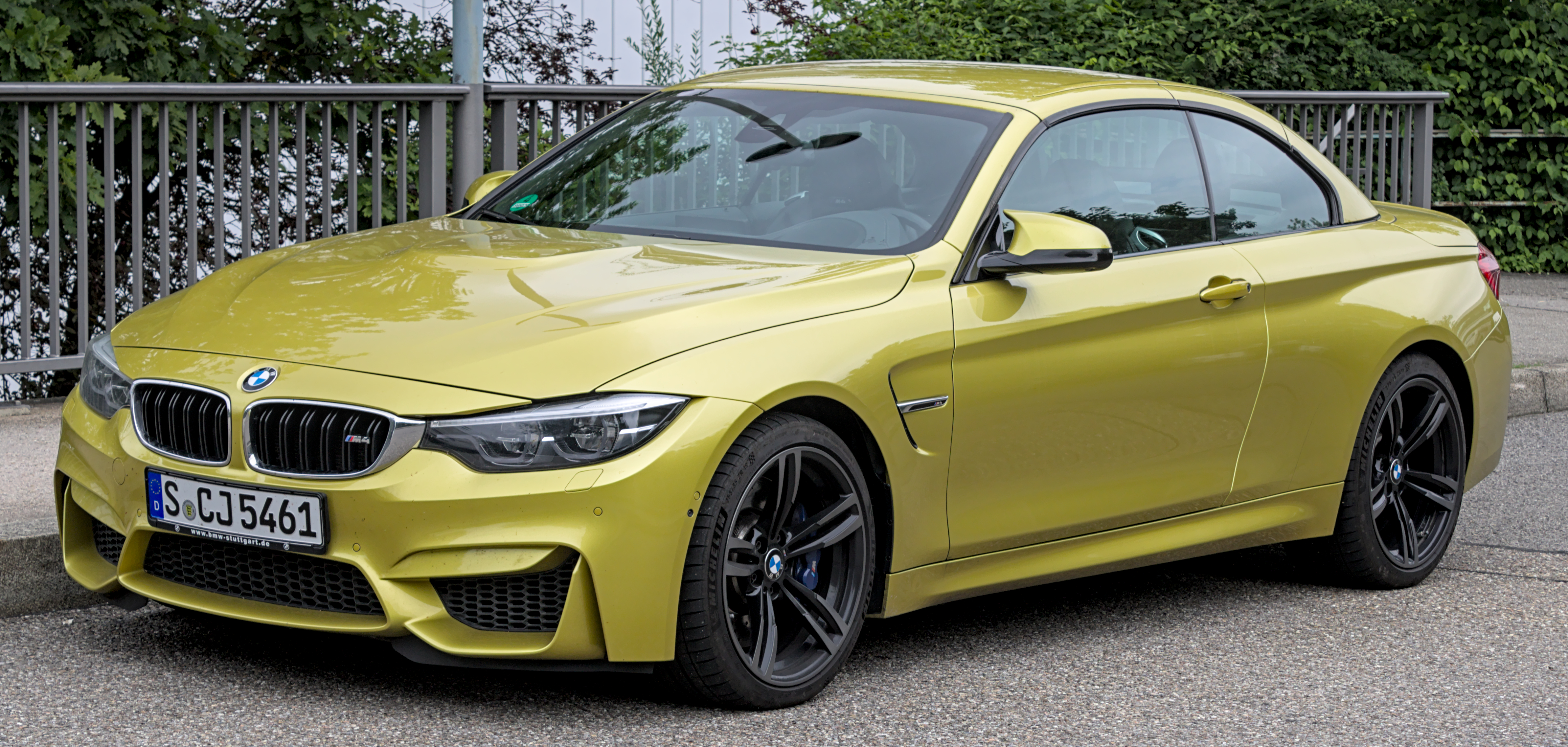
BMW F83 eleje
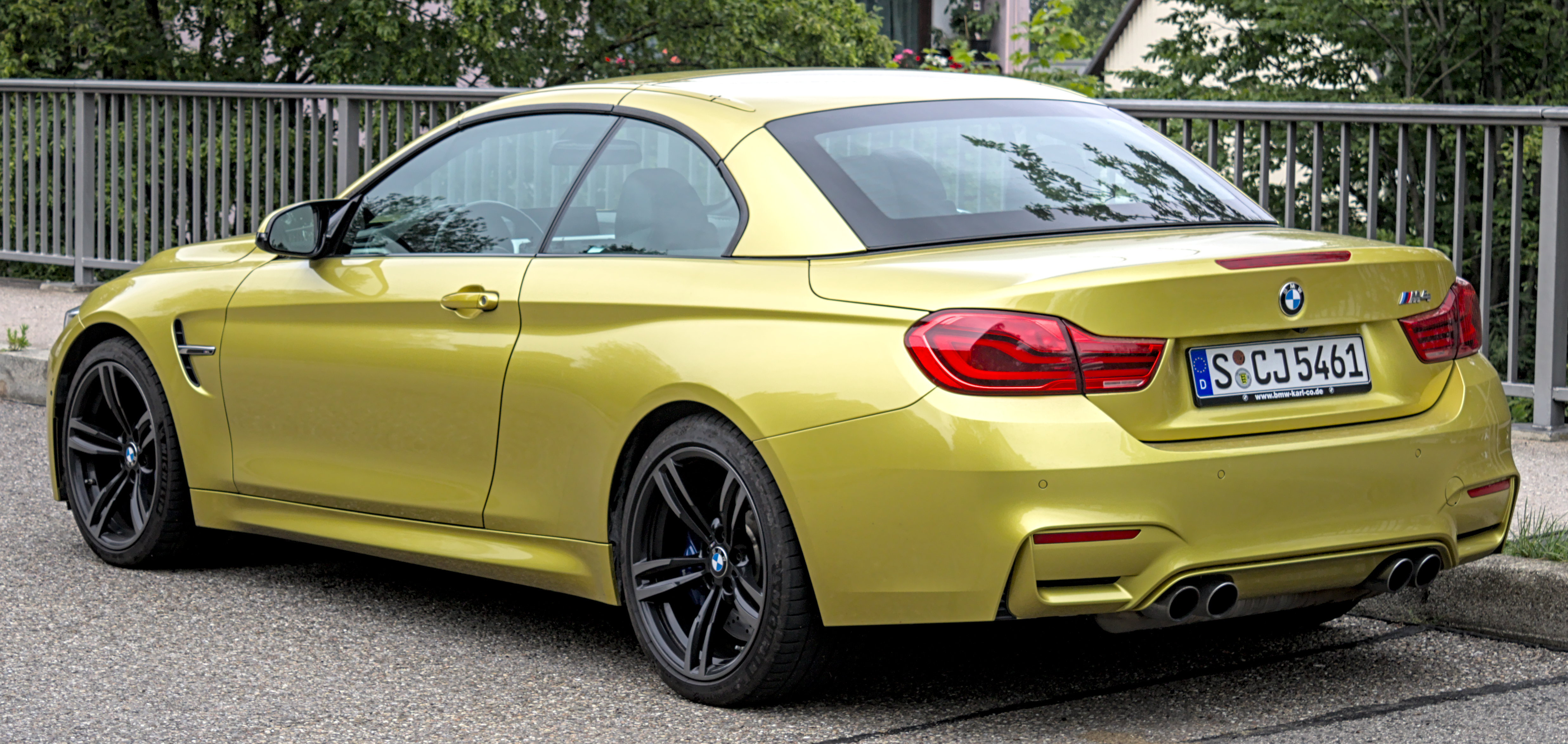
BMW F83 hátulja
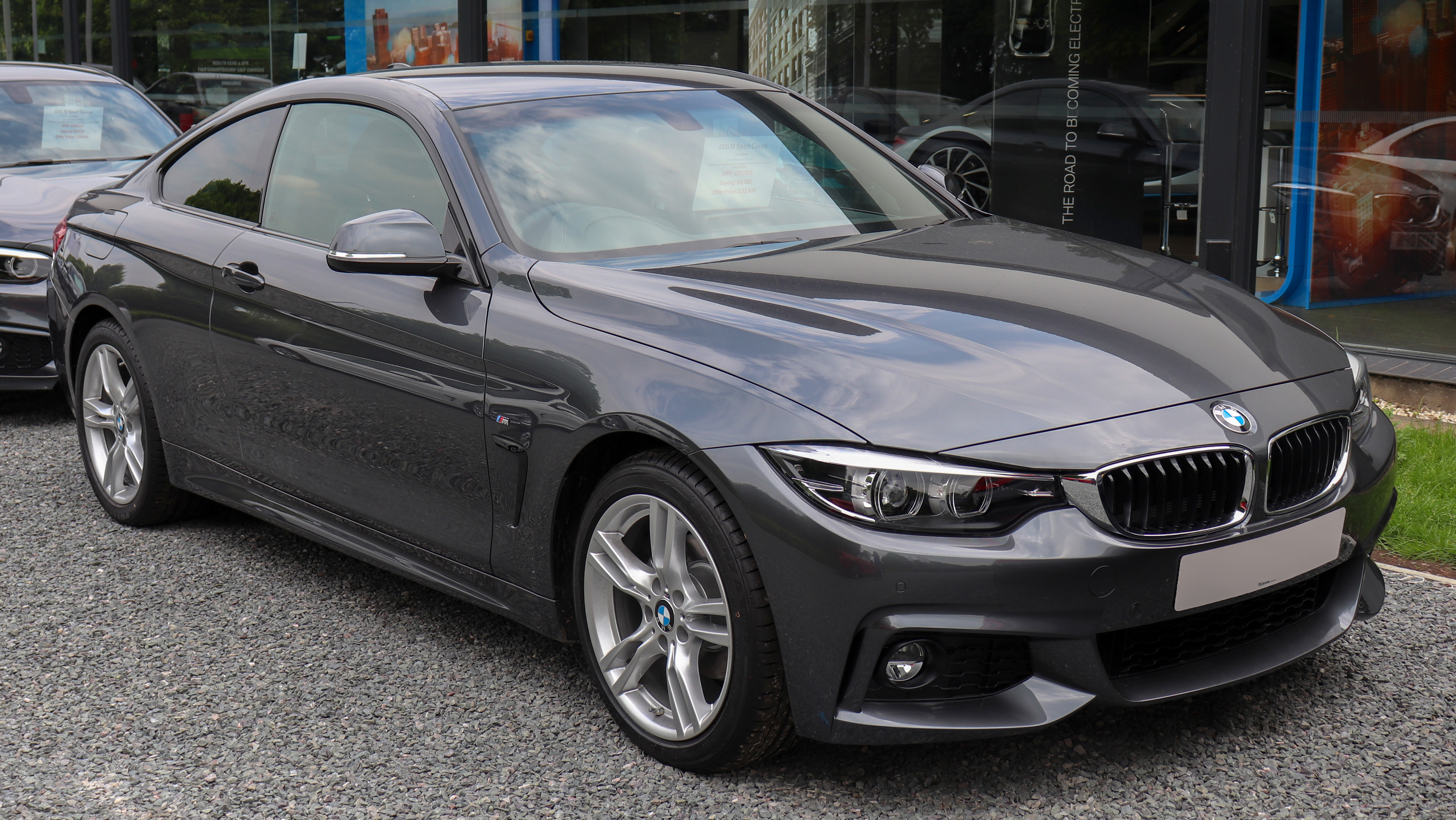
Az újabb megjelenésű Facelift-F32
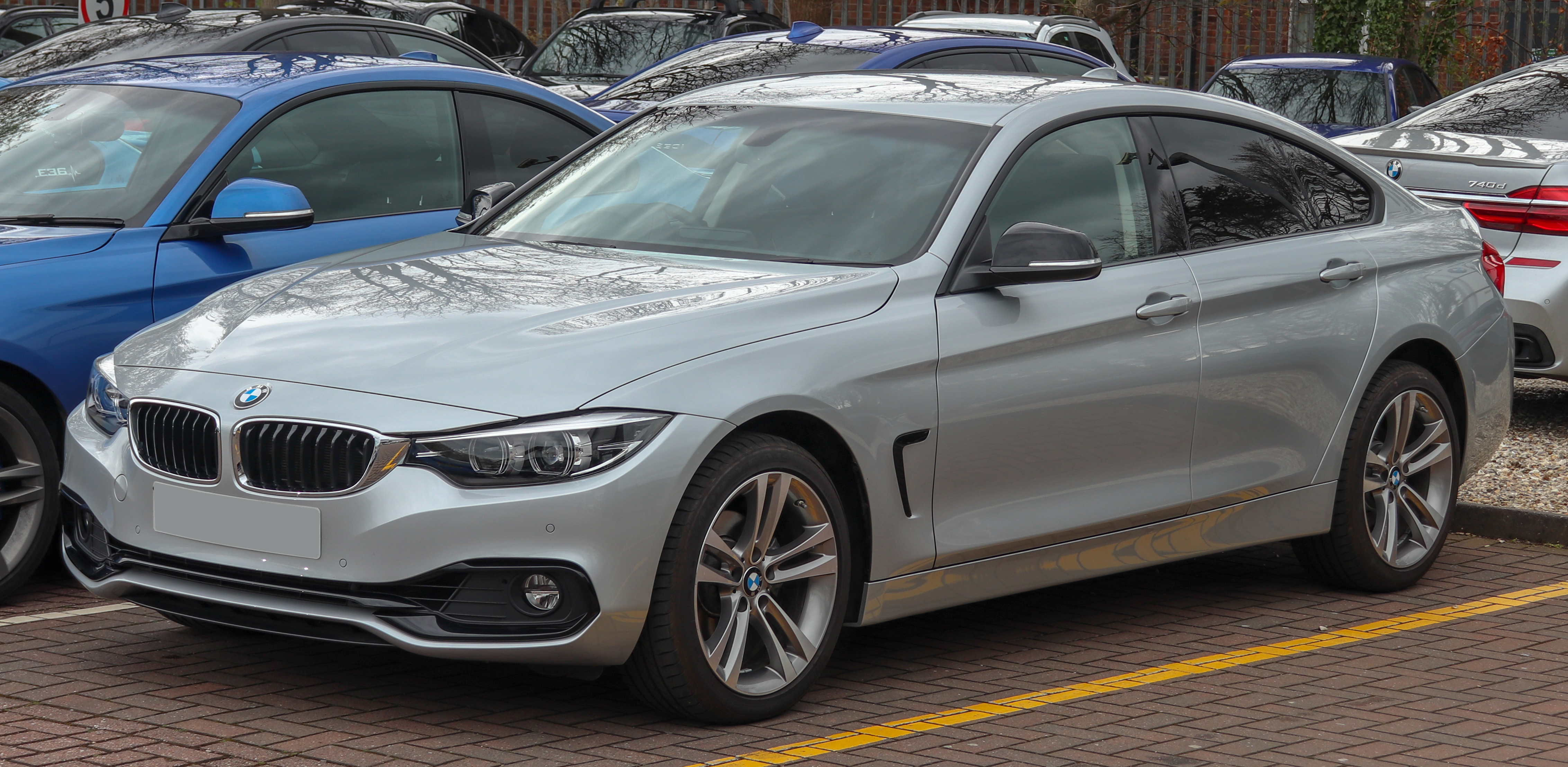
Az újabb megjelenésű Facelift-F36
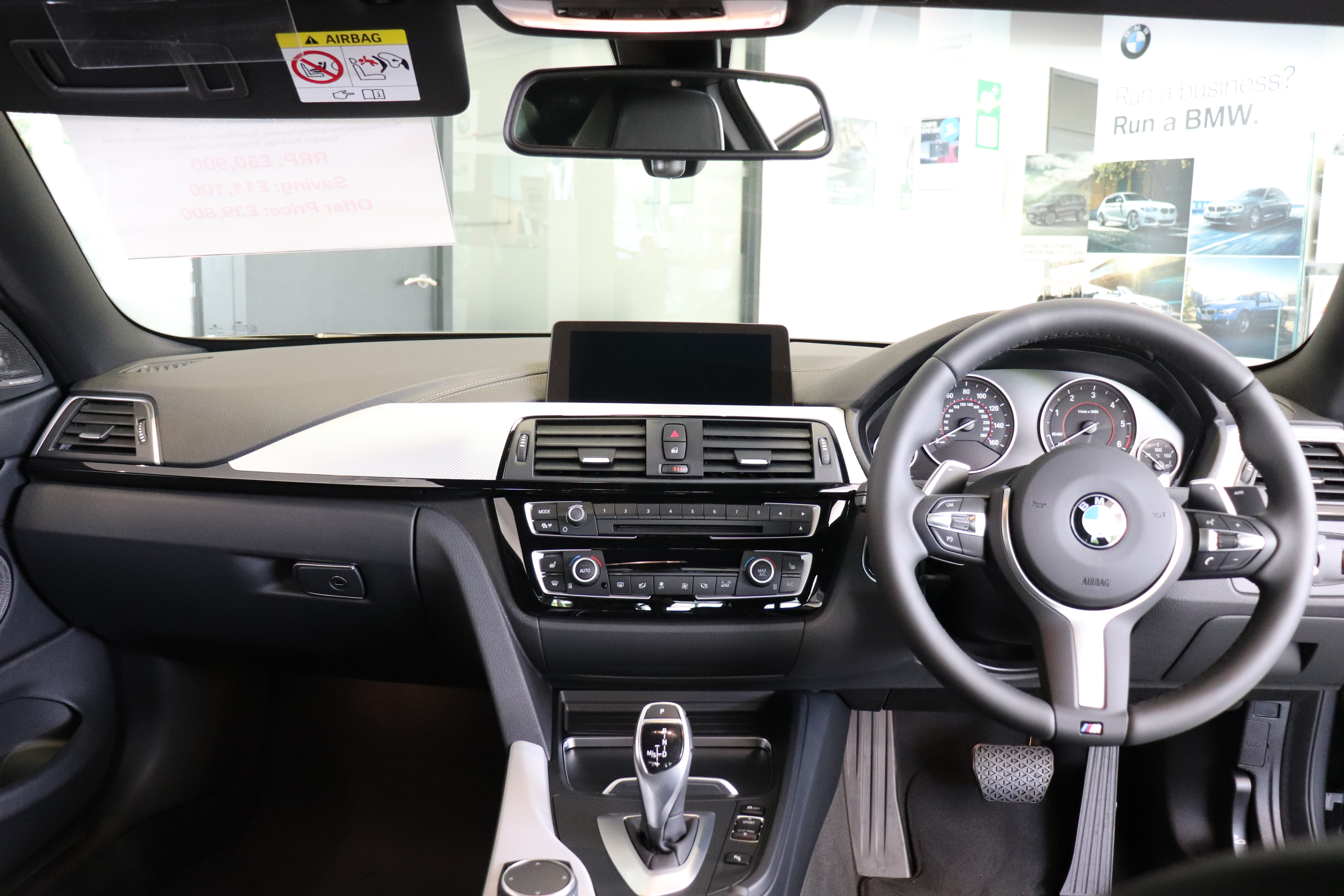
Az M4-es beleje
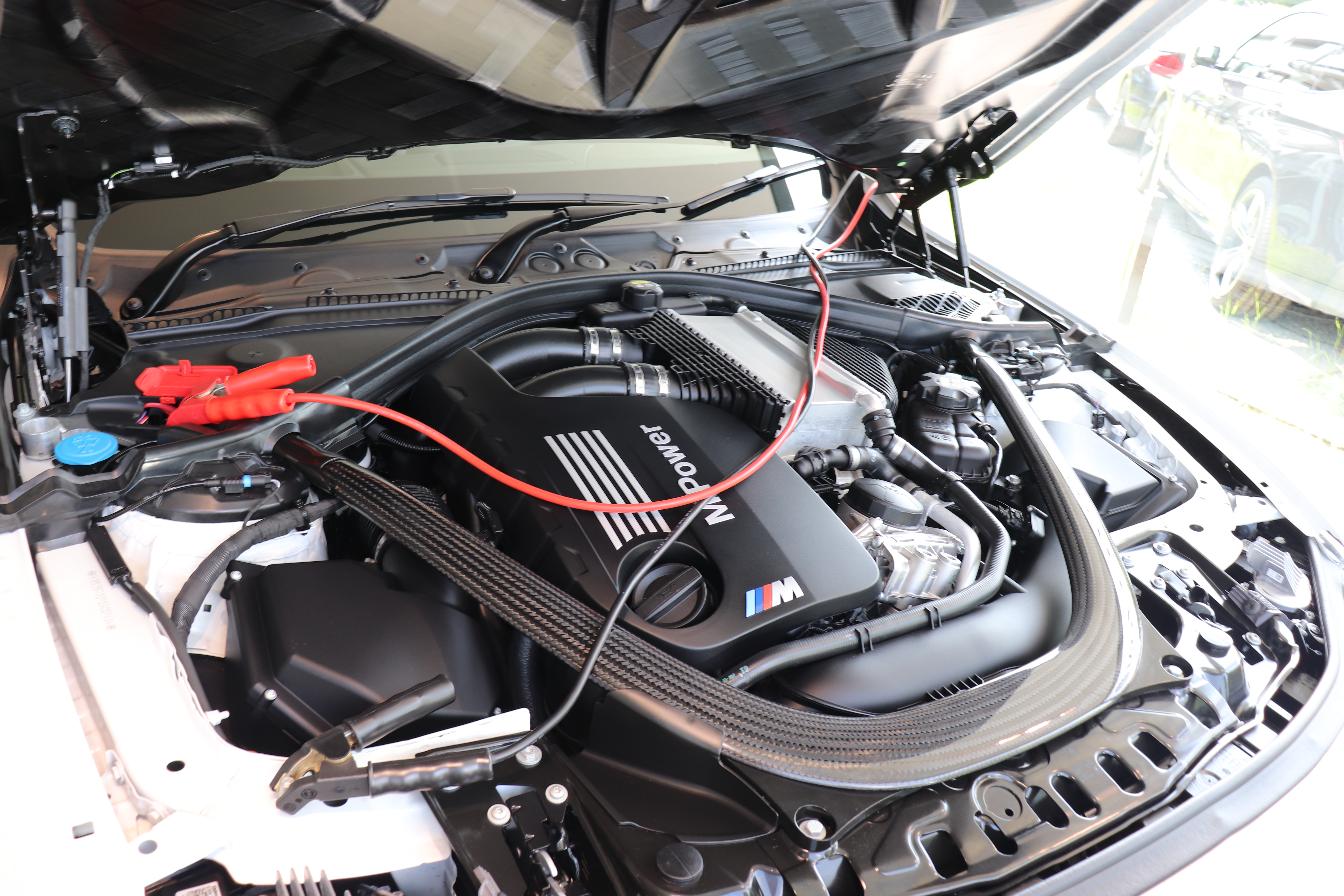
Az M4-es motortere

Ezt a generációt 2014 óta gyártják, és gyakran F32-nek is nevezik. Az F32-t az ötödik generációs 3-as sorozat E92/E93 kupé/kabrió modelljeinek utódjaként mutatták be. Az F32-t az F30 3-as sorozat mellett gyártják, és számos funkcióval rendelkezik. Az F30 3-as sorozathoz hasonlóan az F32/F33/F36-ot is turbófeltöltős benzin- és dízelmotorok hajtják, 3 hengerrel (csak benzinesnél), 4 hengerrel és 6 hengerrel. A nagy teljesítményű F82/F83 M4 modelleket 2014 elején mutatták be. Az S55 turbófeltöltős, egyenes hatos motor hajtja őket.

### Második generáció (2020-)
- BMW G22 (coupé)
- BMW G23 (cabrio)
- BMW G26 (i4) (4 ajtós elektromos Gran Coupé)
- BMW G82 (M-pakettes coupé)
- BMW G83 (M-pakettes cabrio)

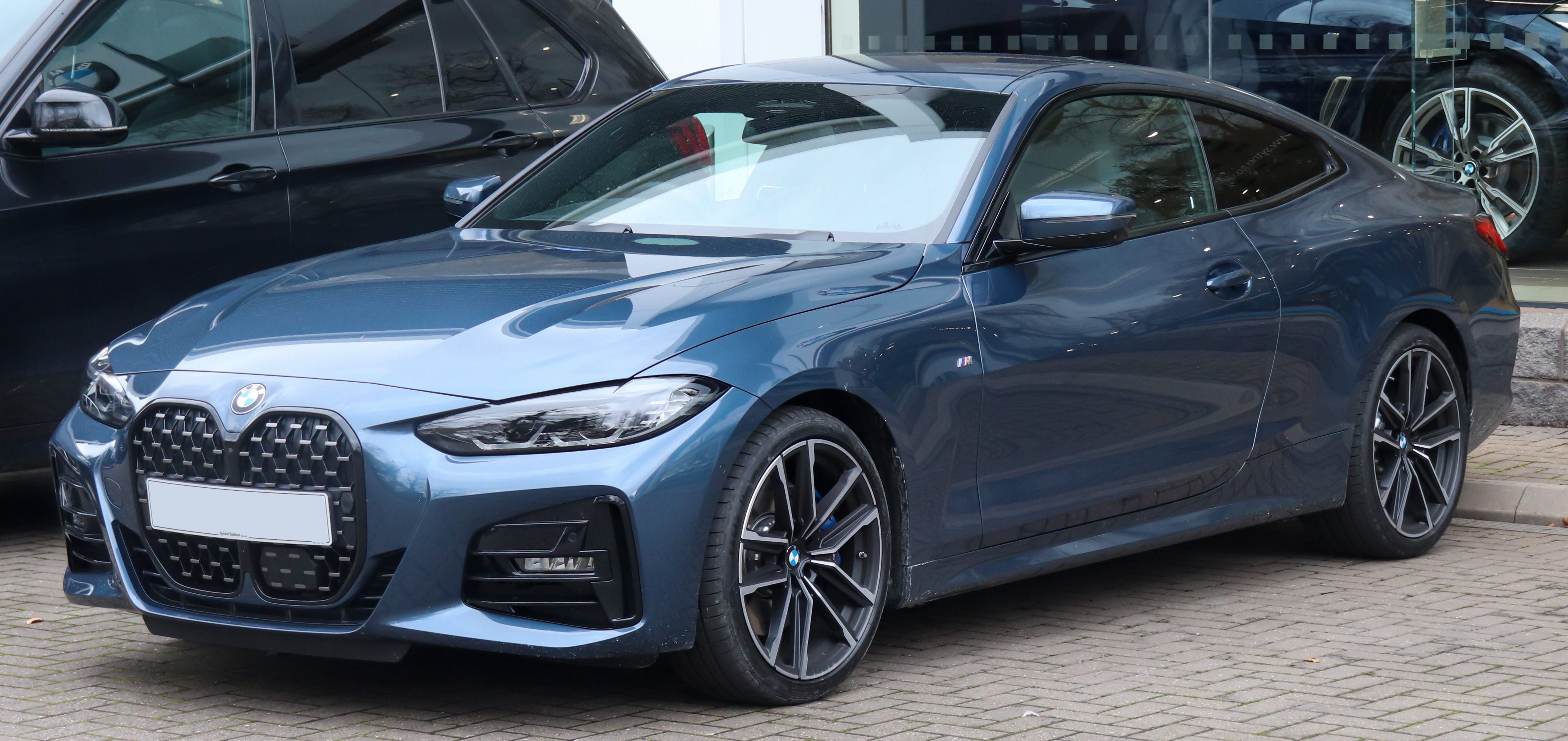
BMW G22 eleje
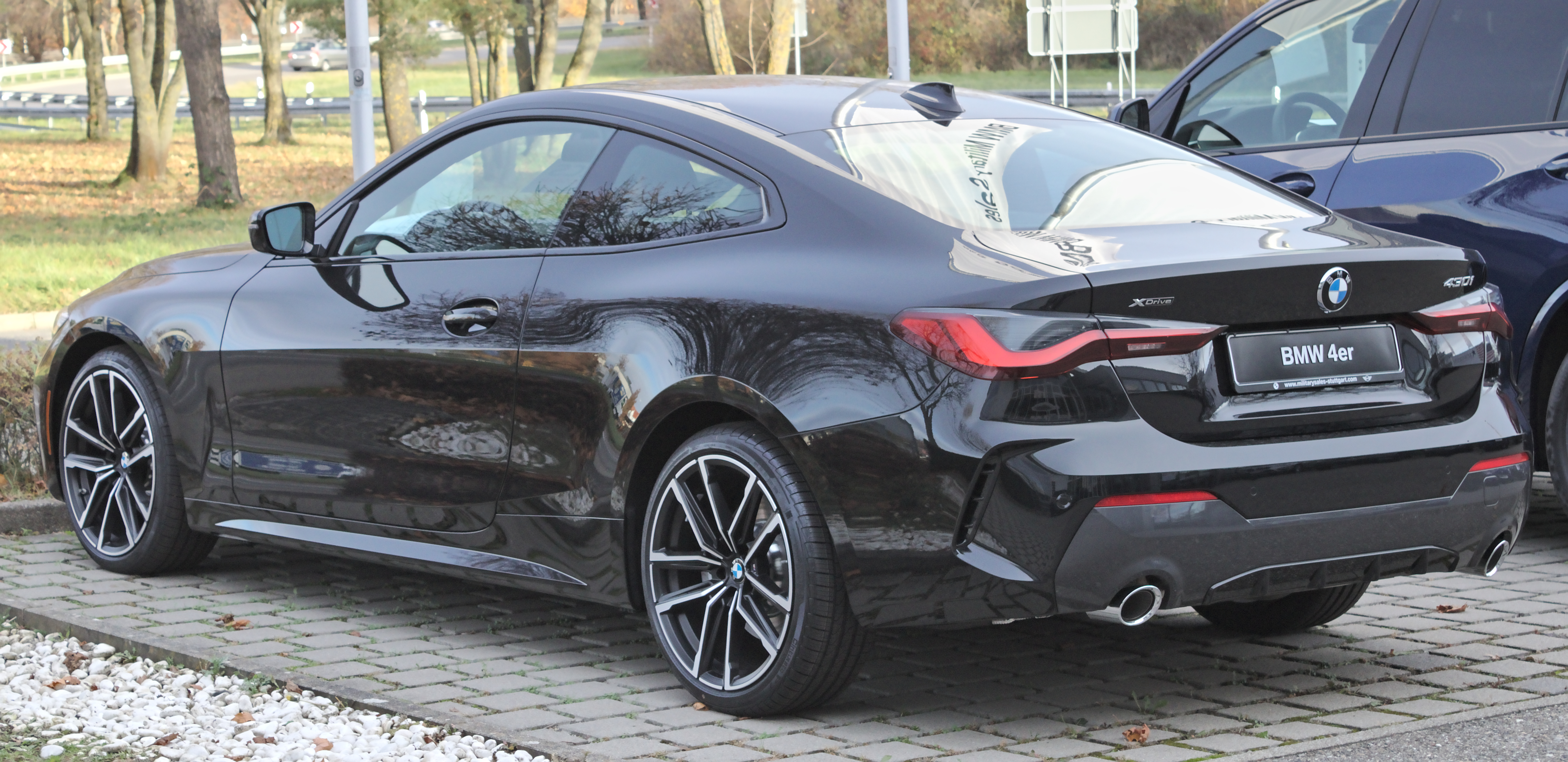
BMW G22 hátulja
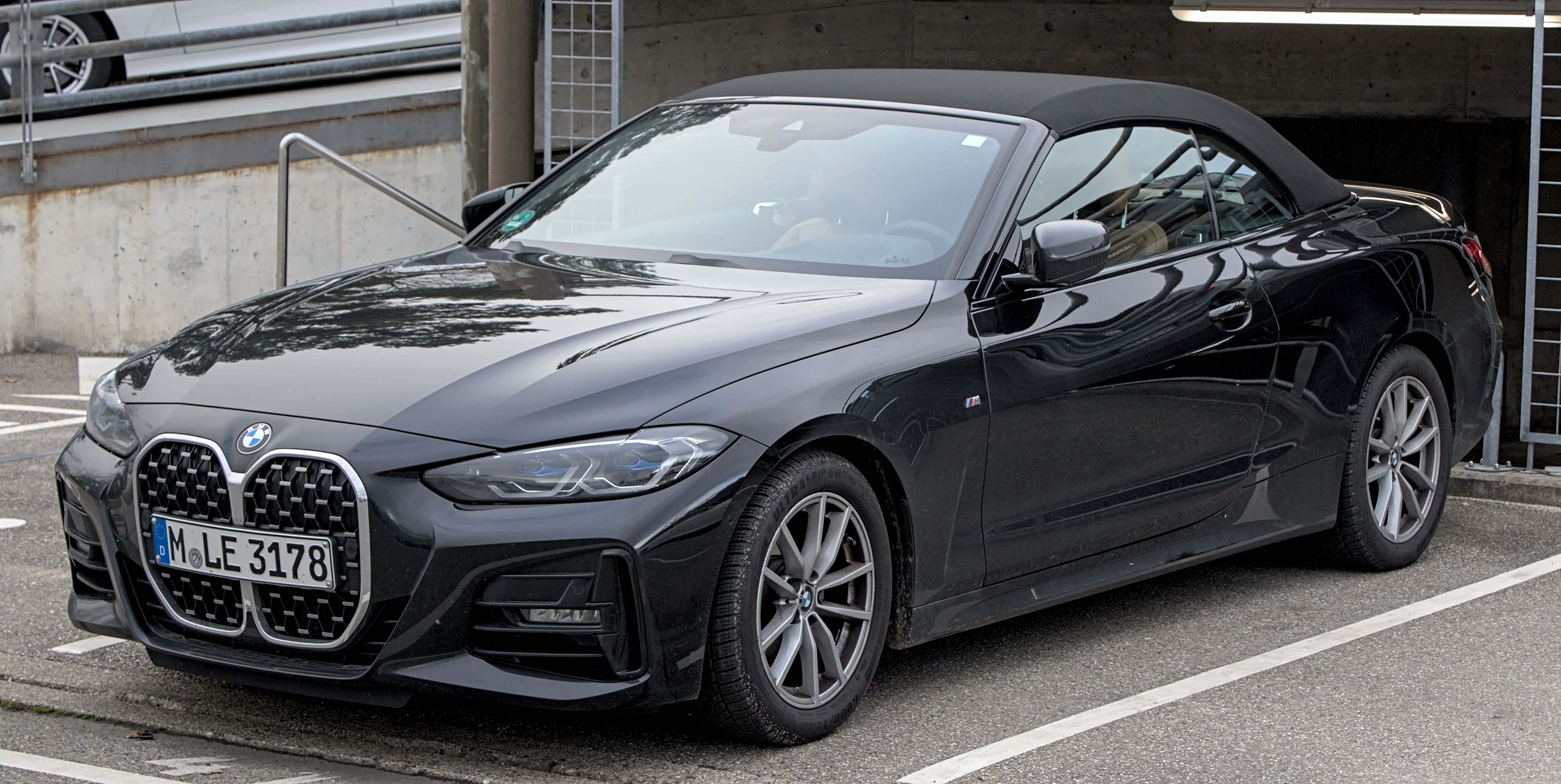
BMW G23 eleje
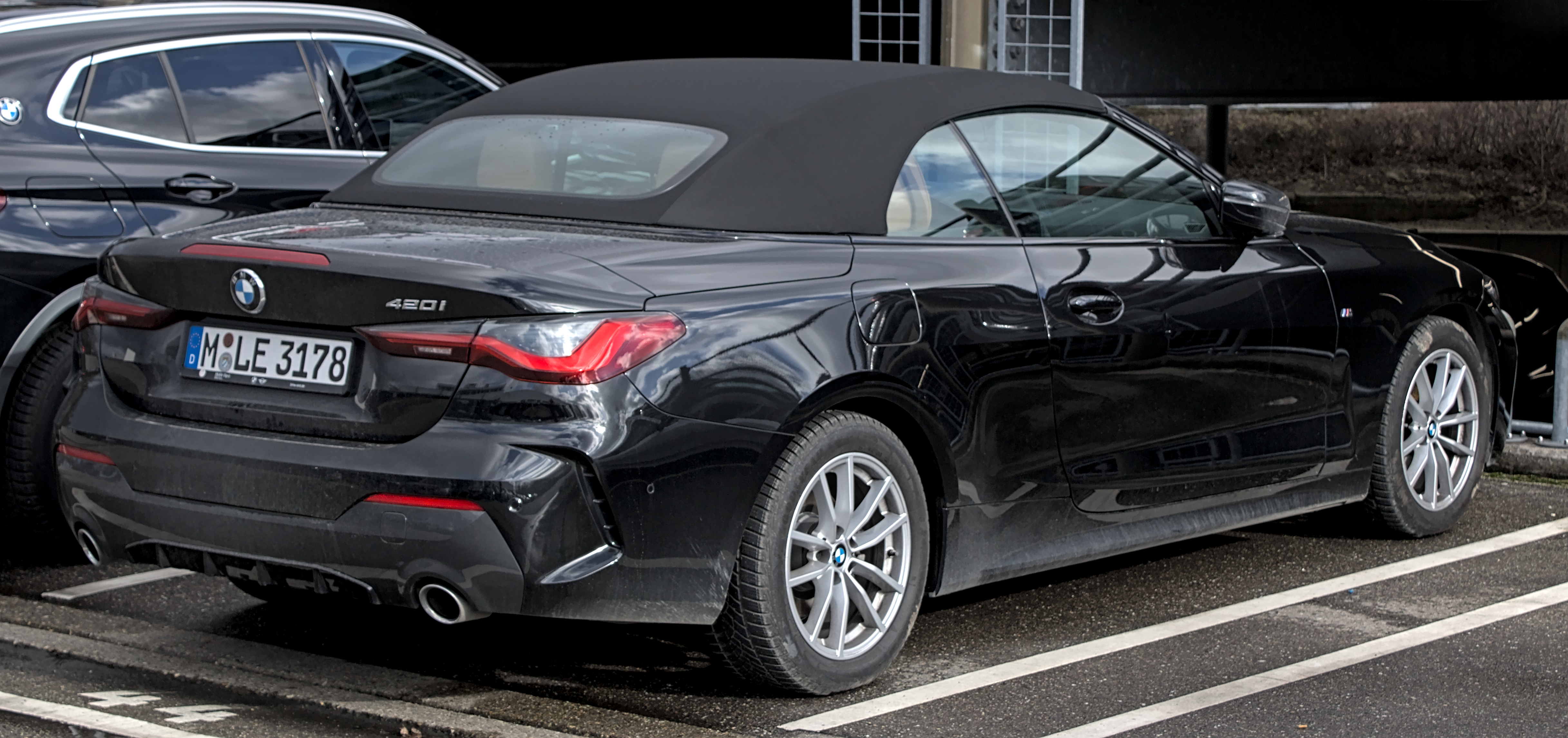
BMW G23 hátulja
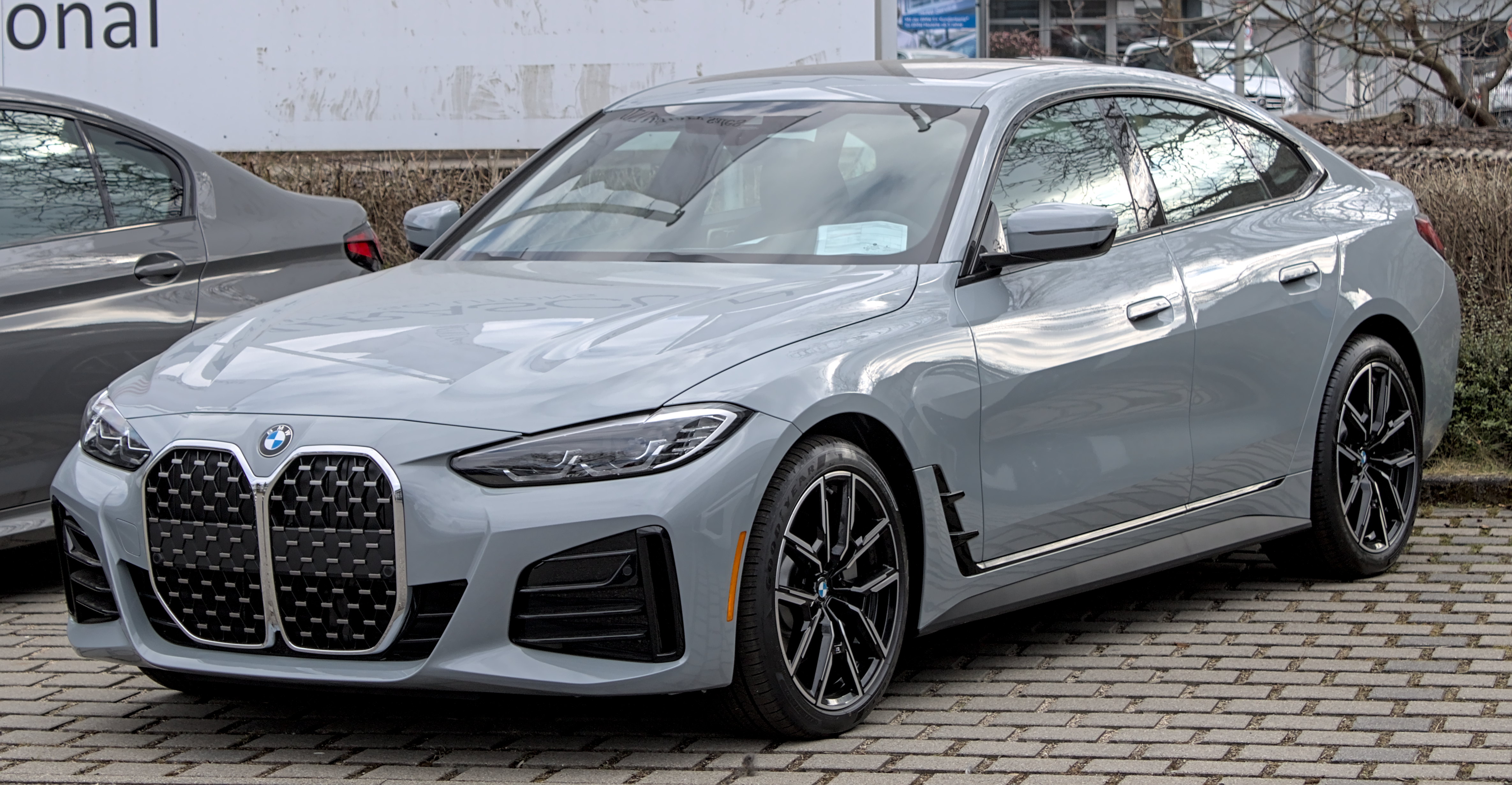
Az elektromos meghajtású BMW G26 (i4) eleje
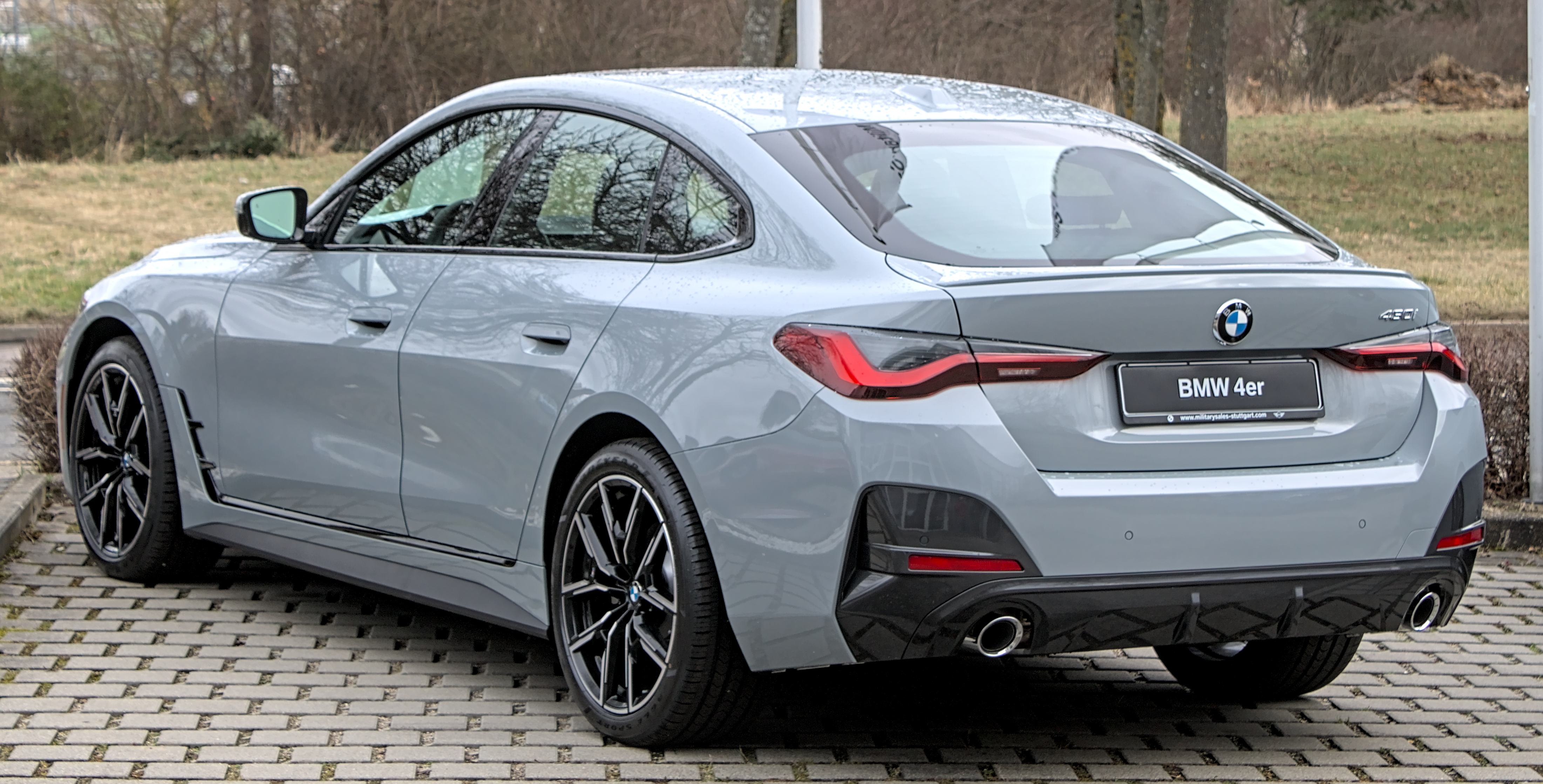
Az elektromos meghajtású BMW G26 (i4) hátulja
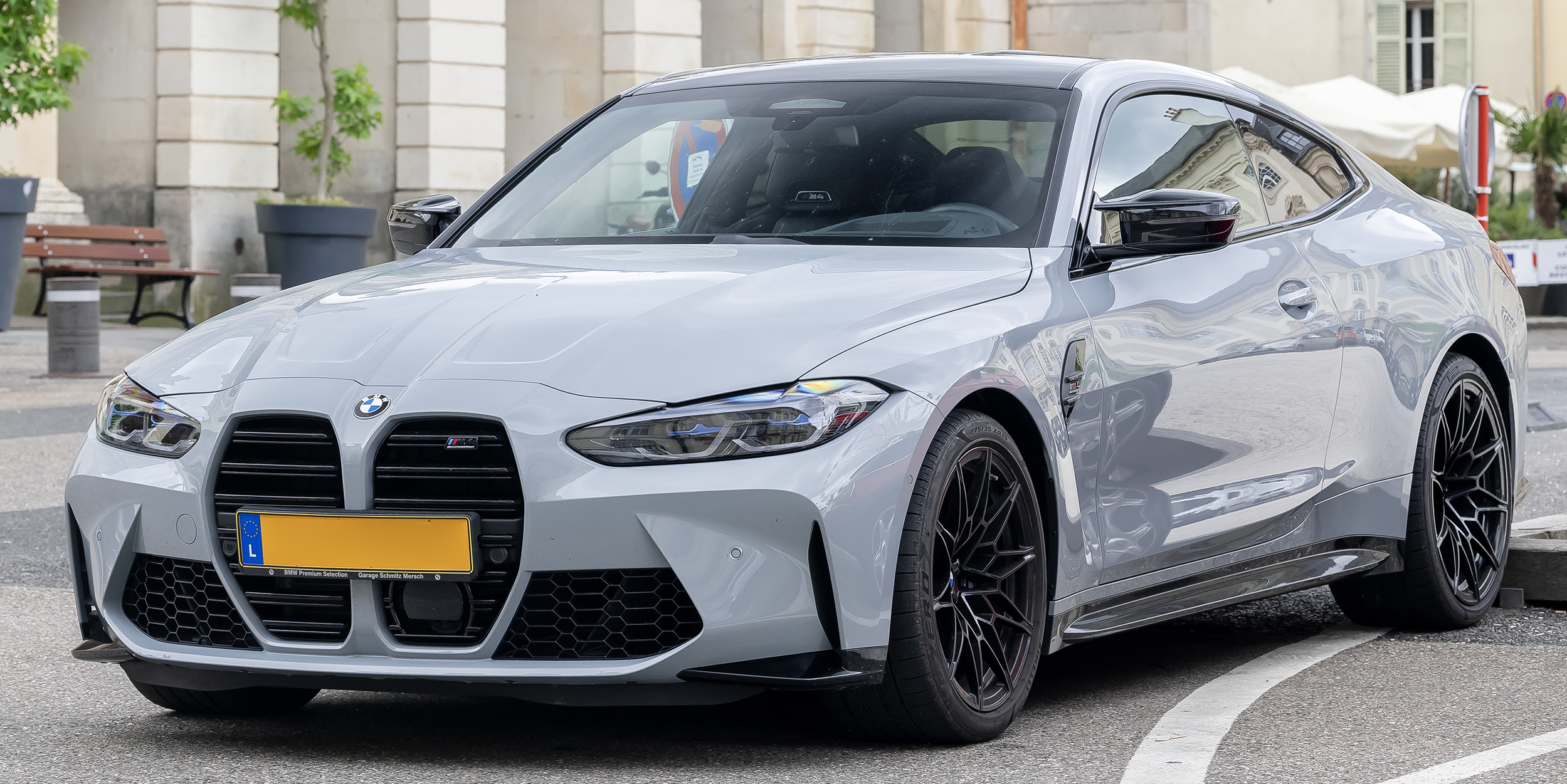
BMW G82 eleje
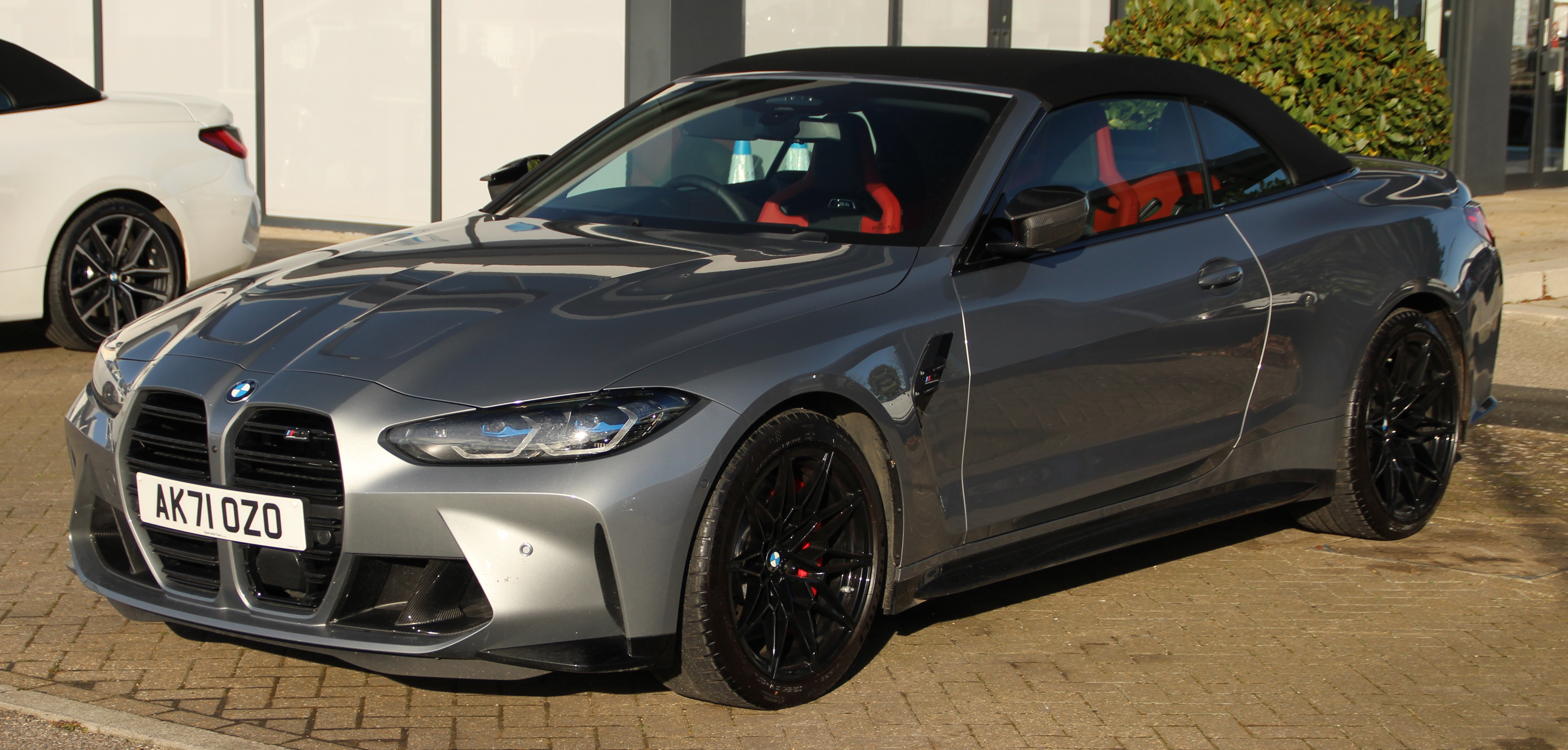
BMW G83 eleje

Ezt a generáció 2020 júniusában jelent meg, és jelenleg is folyik a gyártása. A G22/G23/G26 sorozatok párhuzamosan készülnek – és számos funkcióval rendelkezik. A G20 3-as sorozathoz hasonlóan a G22/G23/G26-ban is turbófeltöltős benzin- és dízelmotorok működnek. Elődjétől eltérően az új 4-es sorozat kialakítása jelentősen eltér a 3-as sorozattól annak érdekében, hogy különbséget tegyen a két modell között, és a 4-es sorozatot felértékelje. A tervezési változtatások közül a legfigyelemreméltóbb az elülső nagyméretű veserács, amelyet az 1930-as évek BMW 328-a ihletett.

## 5-ös sorozat
Felső-közép kategóriájú autó. Legjelentősebb változata az M5-ös, amely egy 560 lóerős, 4,4 literes, V8-as motorral, hétsebességes szekvenciális váltóval rendelkezik. 2010 óta elérhető egy GT-változat F07 gyári kóddal, nagyobb csomagtérrel és utastérrel, ferde hátú karosszériával.

### Első generáció (1972-1981)
- BMW E12

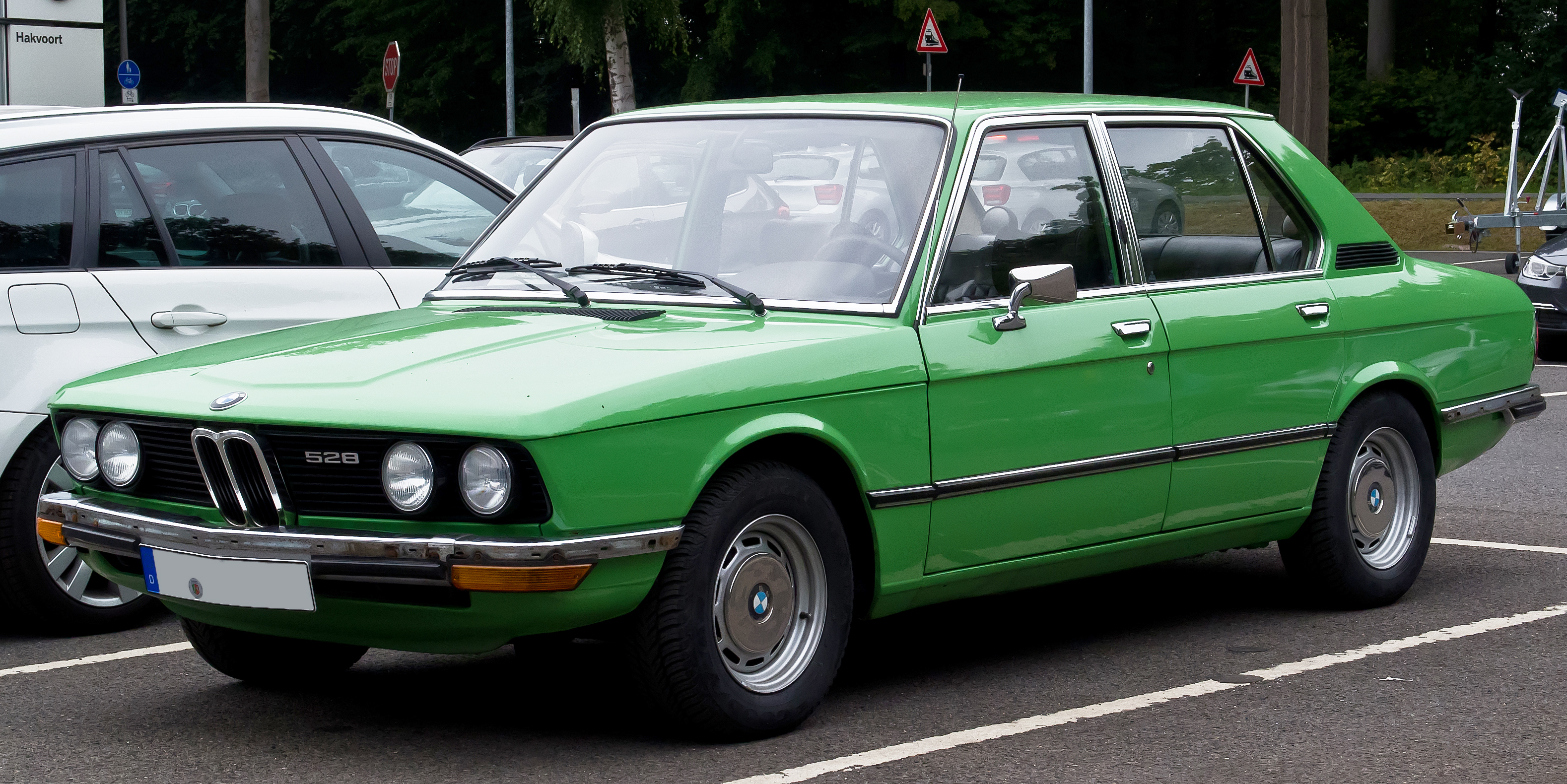
BMW E12 eleje
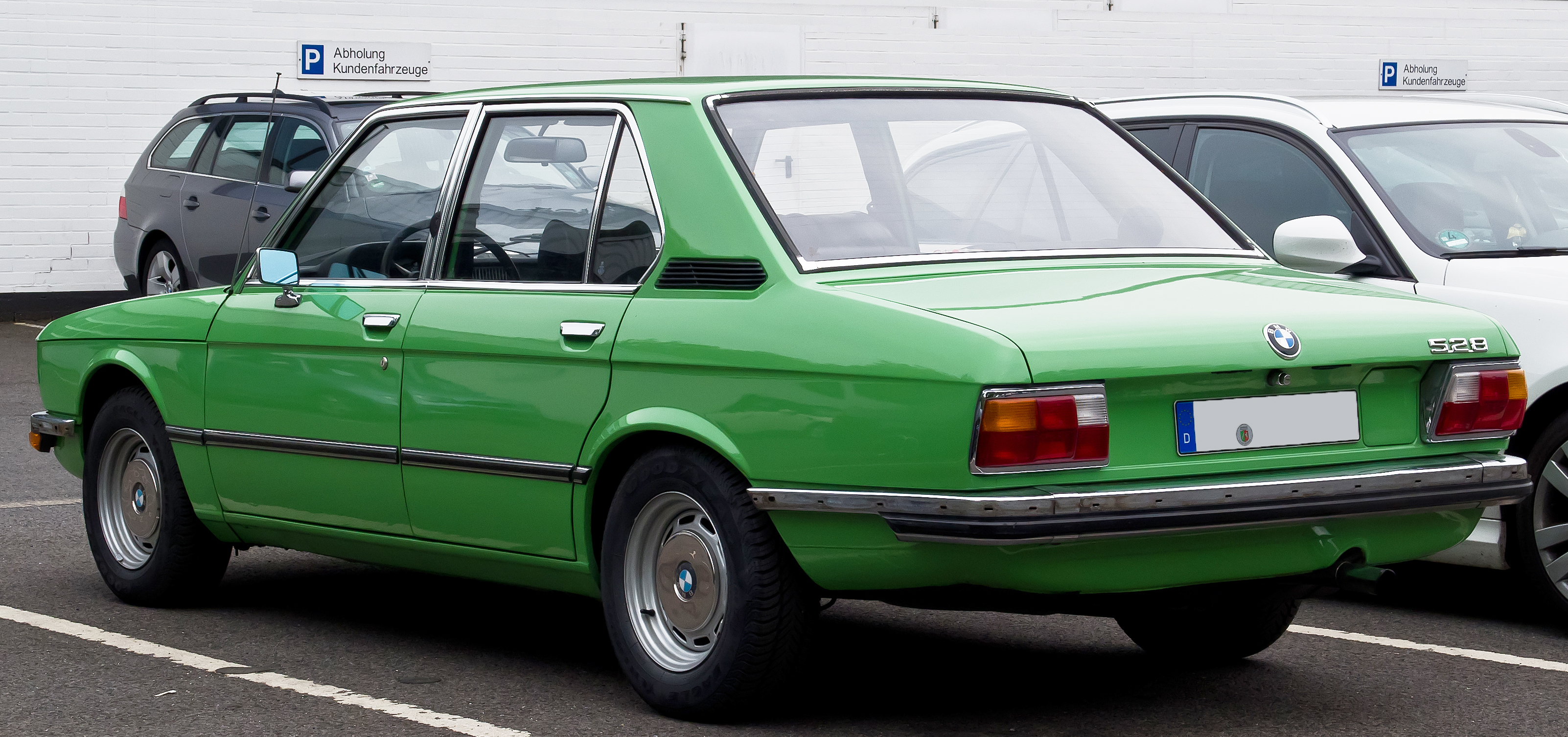
BMW E12 hátulja
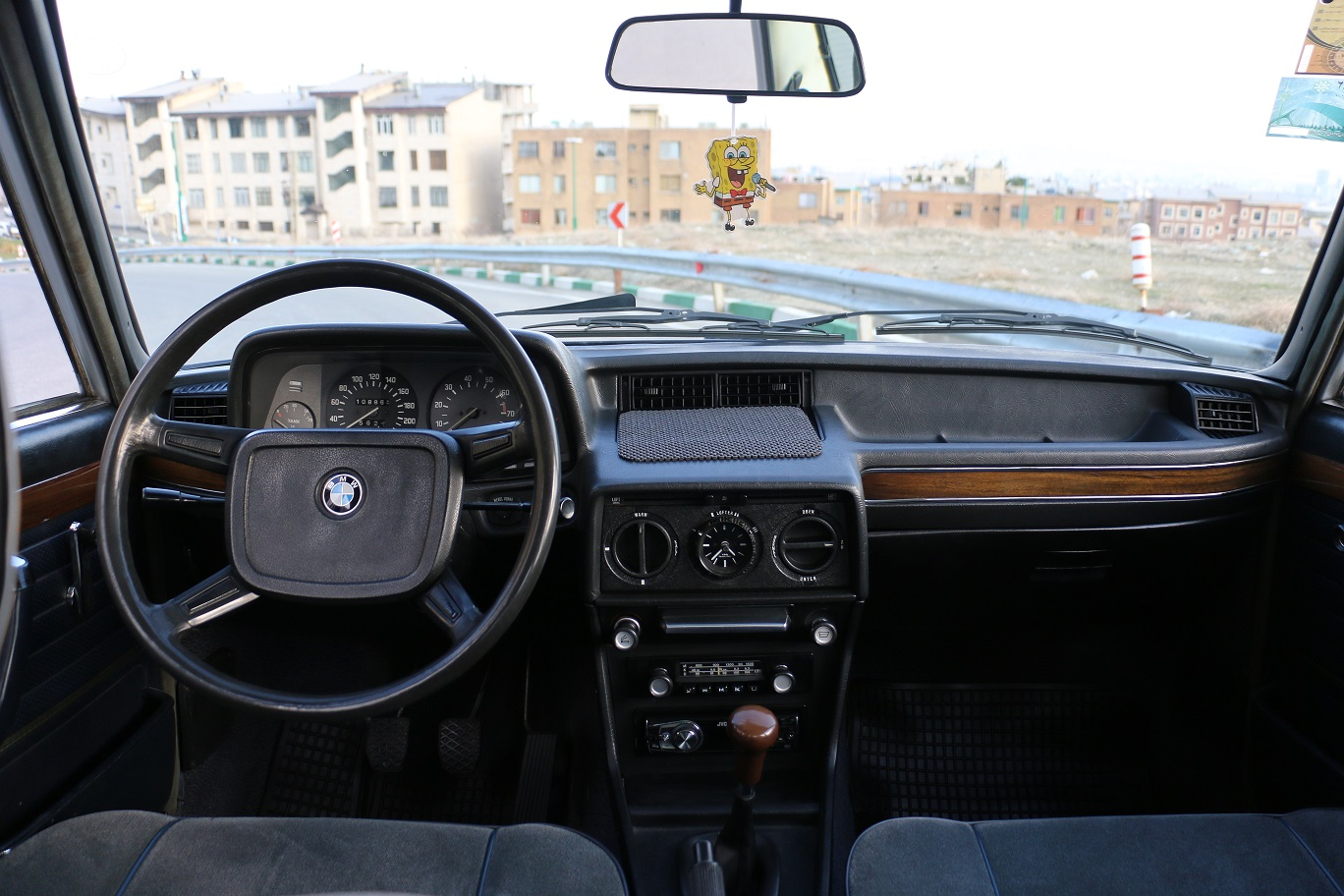
A belseje
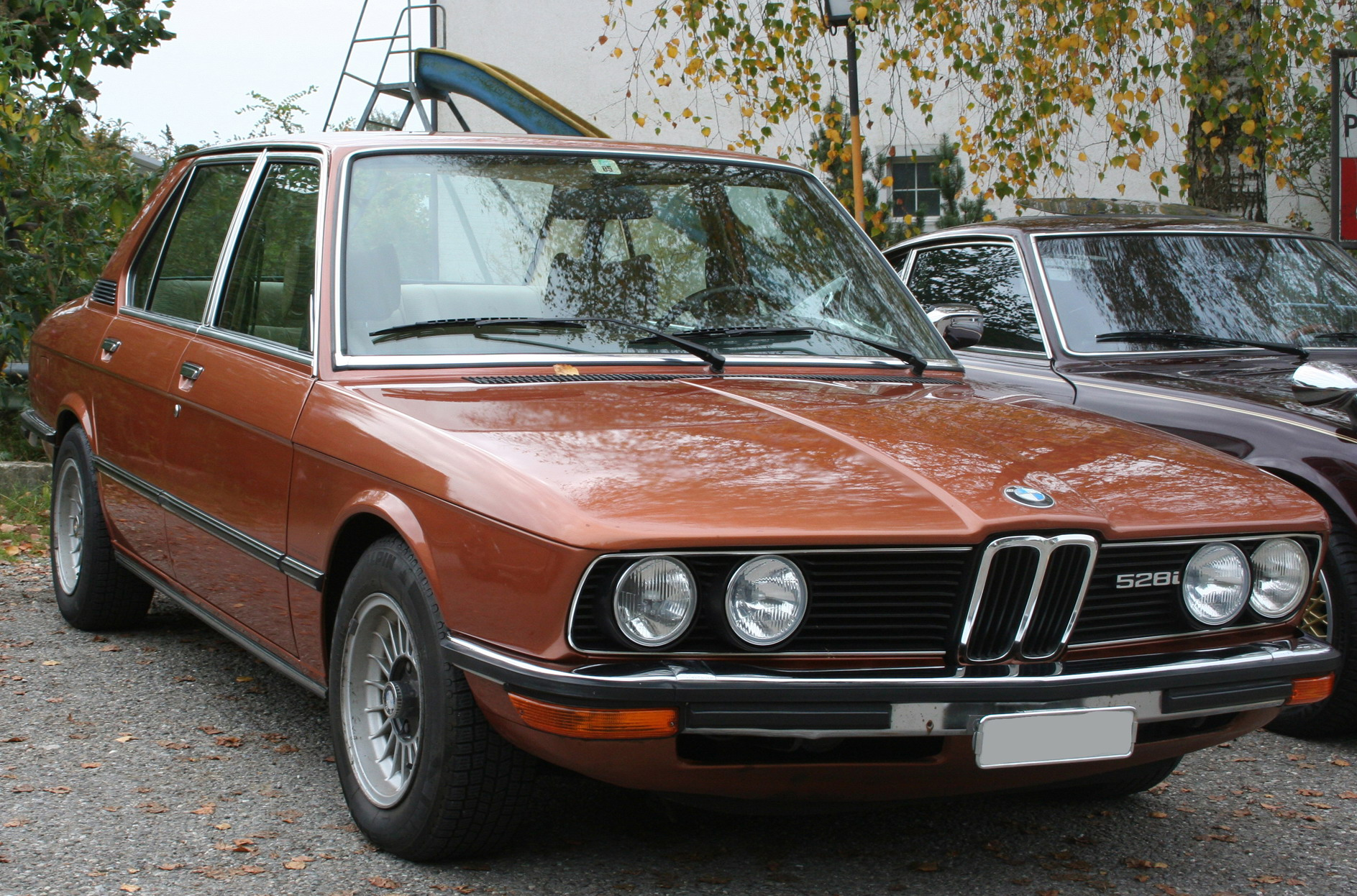
Az újabb megjelenésű Facelift-E12 eleje
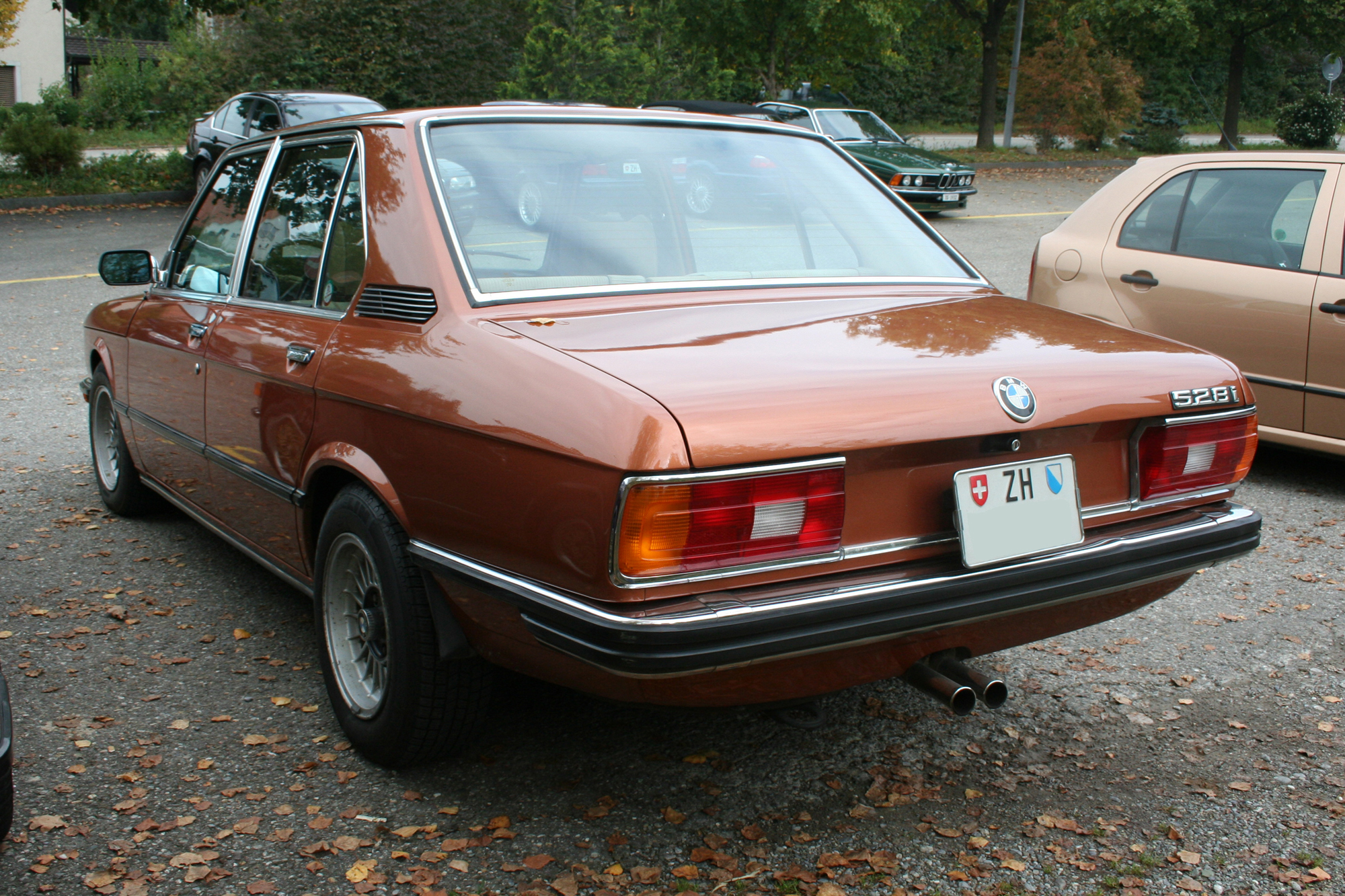
Az újabb megjelenésű Facelift-E12 hátulja
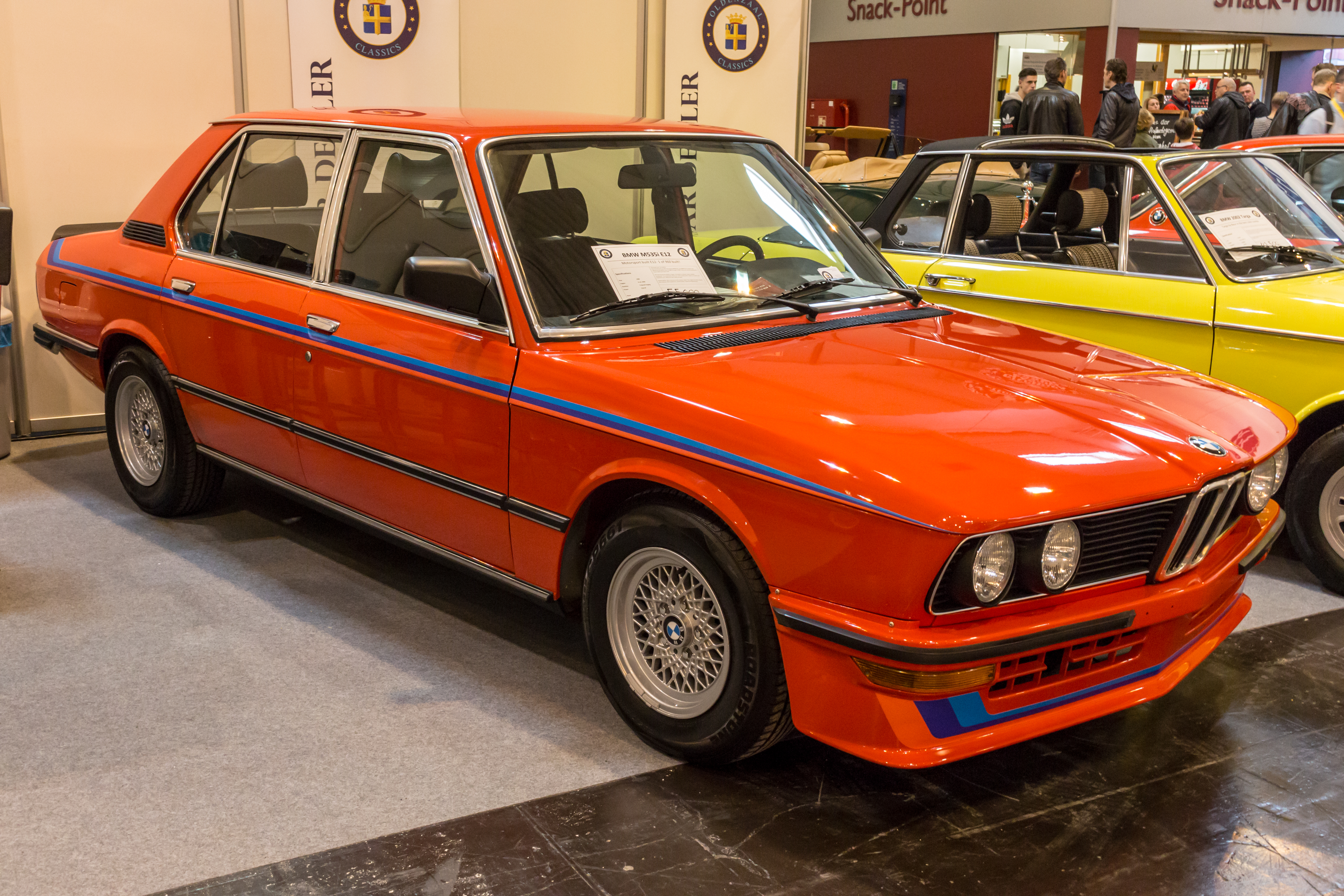
M-pakettes BMW E12
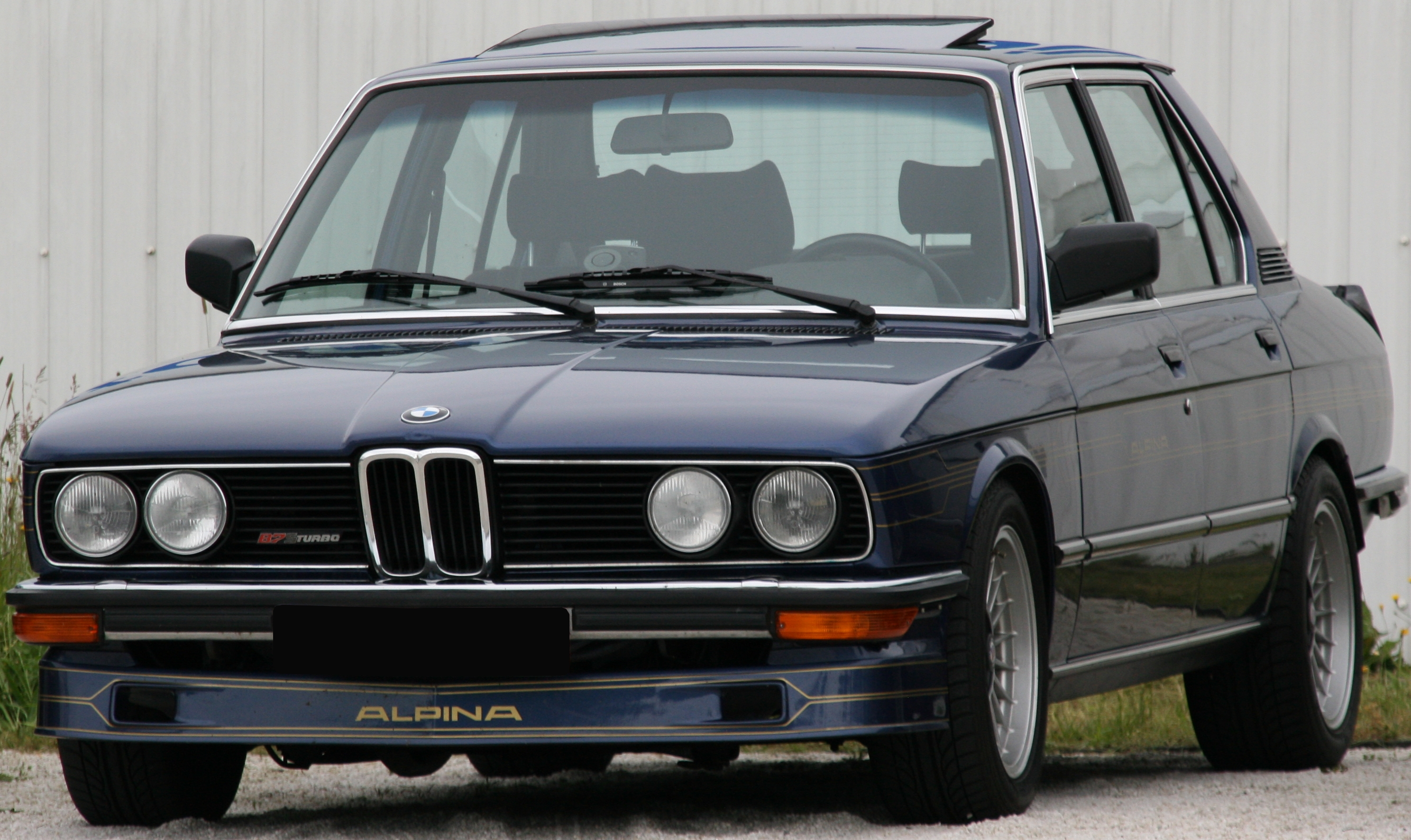
Alpina B7 S Turbo

Az E12 az 5-ös sorozat első generációja, és 1972-1981 modellévekre gyártották. Az új osztályú szedánokat váltotta fel, és szedán karosszériás kivitelben készült. A kezdeti modelleket négyhengeres motorok hajtották, a hathengeres motort egy évvel később mutatták be. Az E12-höz nem volt M5-ös modell, azonban az E12 M535i-t az M5 elődjének tekintik. Az E12-t 1981-ben az E28 váltotta fel, az E12 gyártása pedig 1984-ig folytatódott Dél-Afrikában.

### Második generáció (1981-1988)
- BMW E28

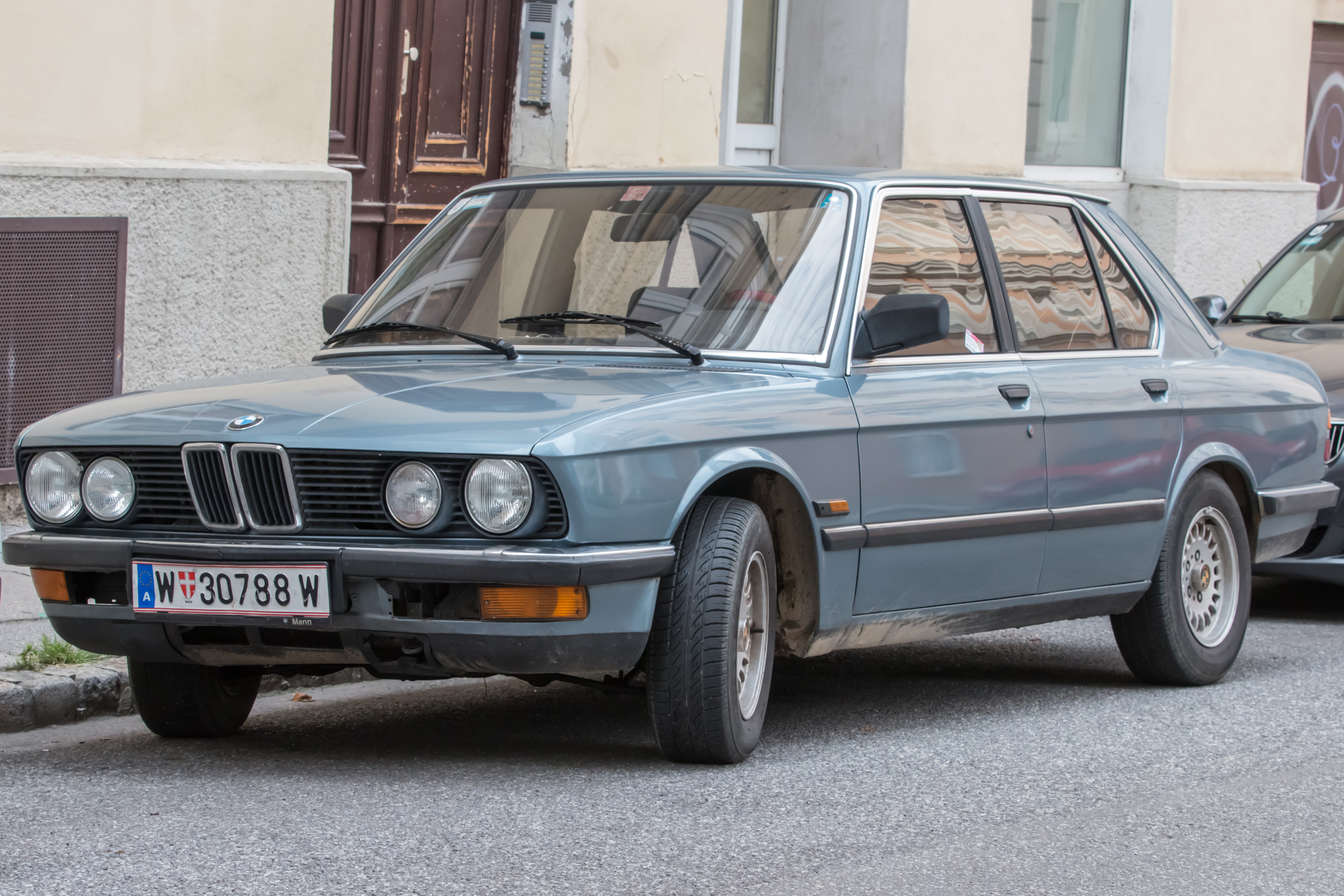
BMW E28 eleje
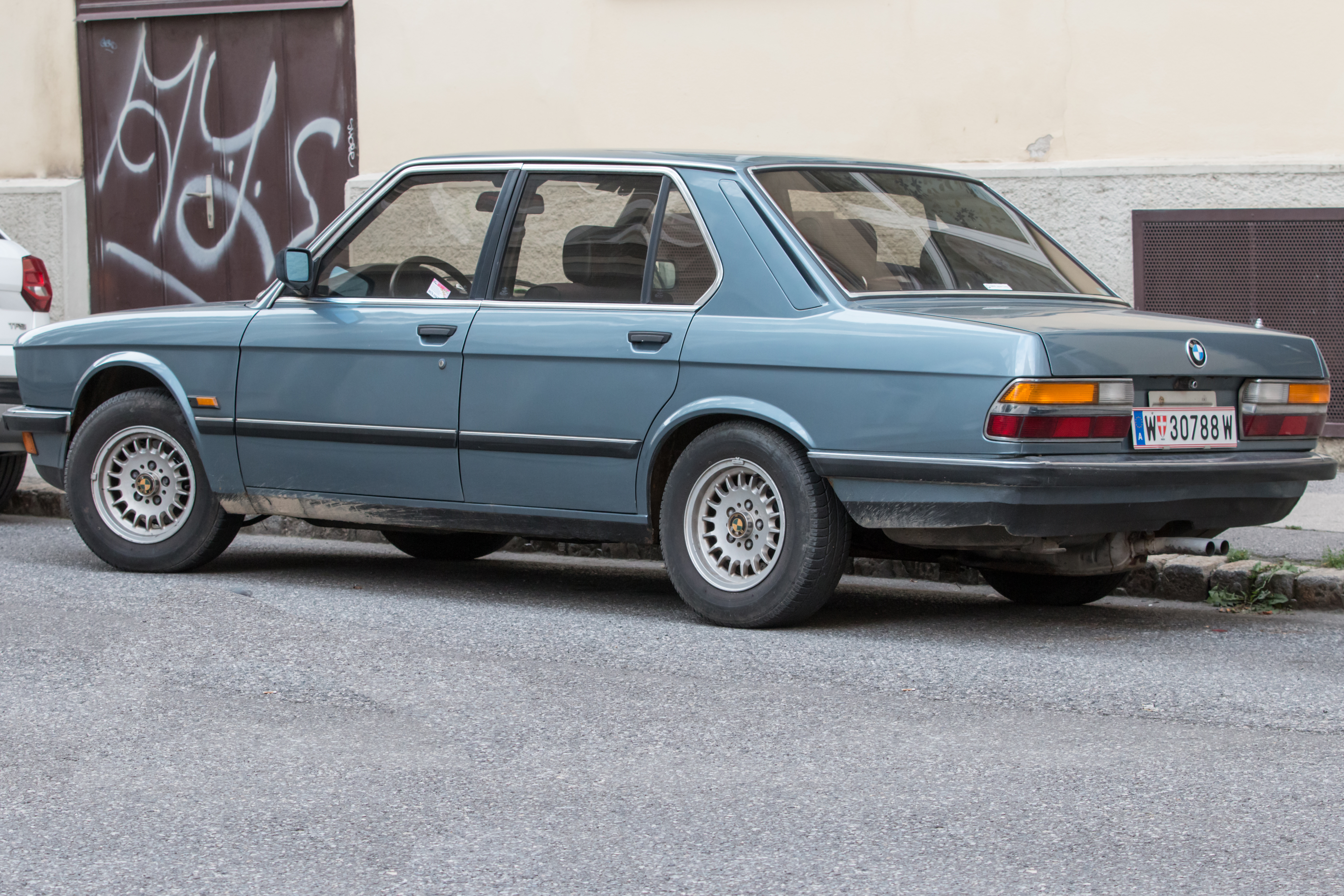
BMW E28 hátulja
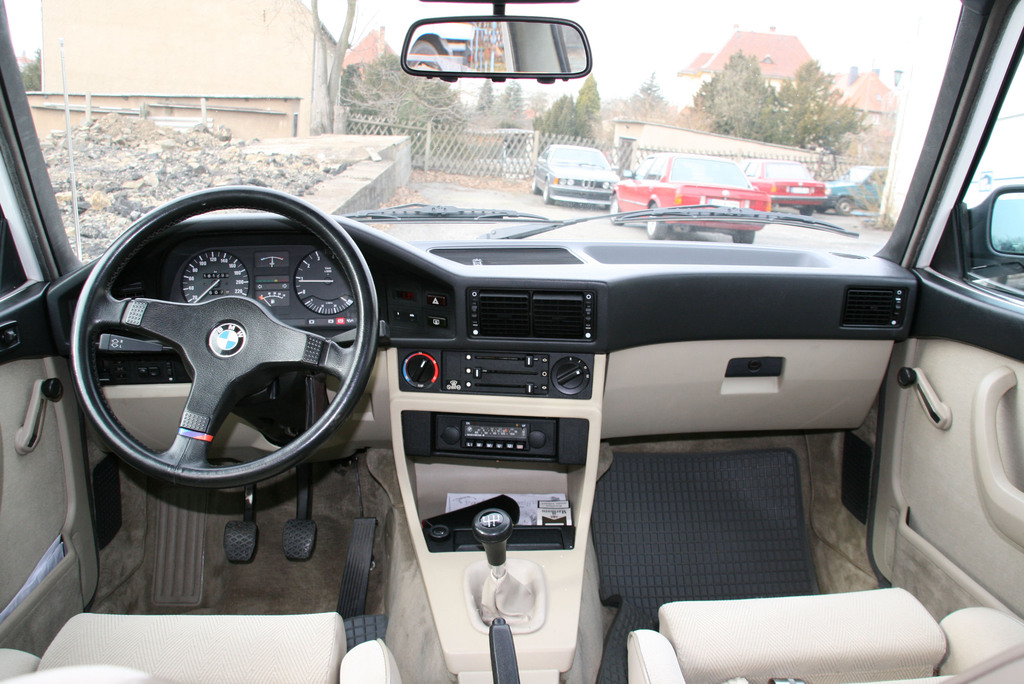
A belseje
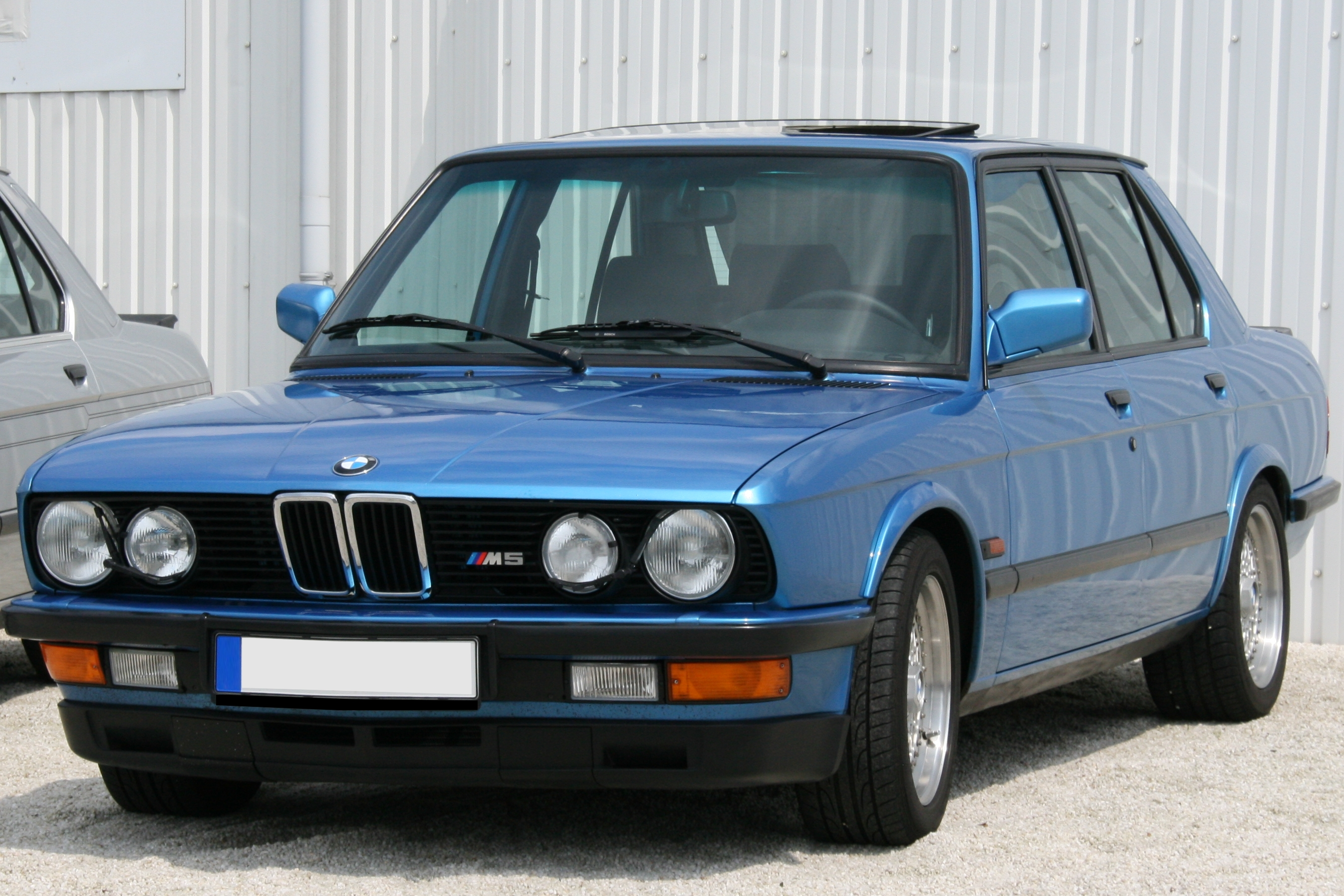
M-pakettes BMW E28 eleje
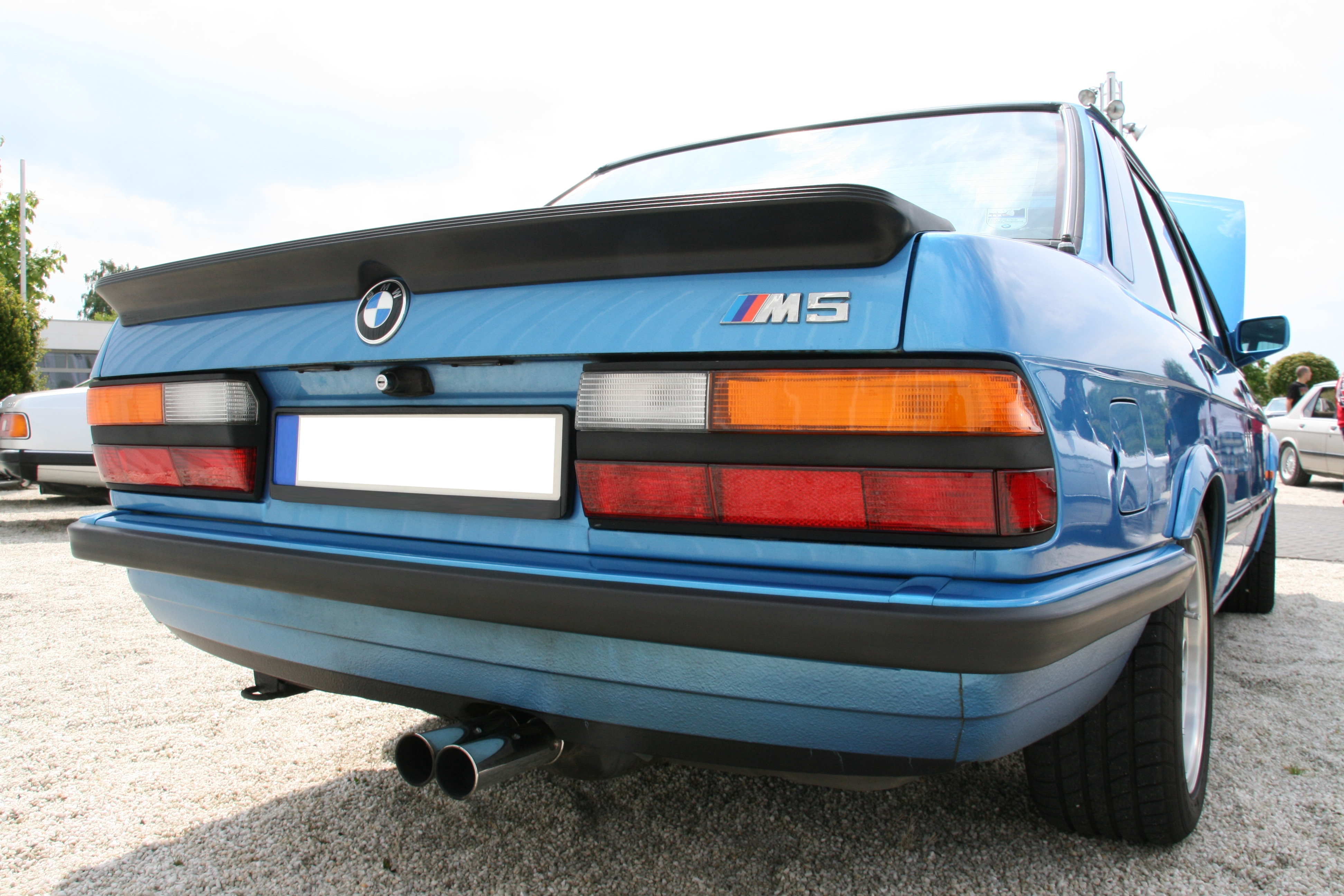
M-pakettes BMW E28 hátulja
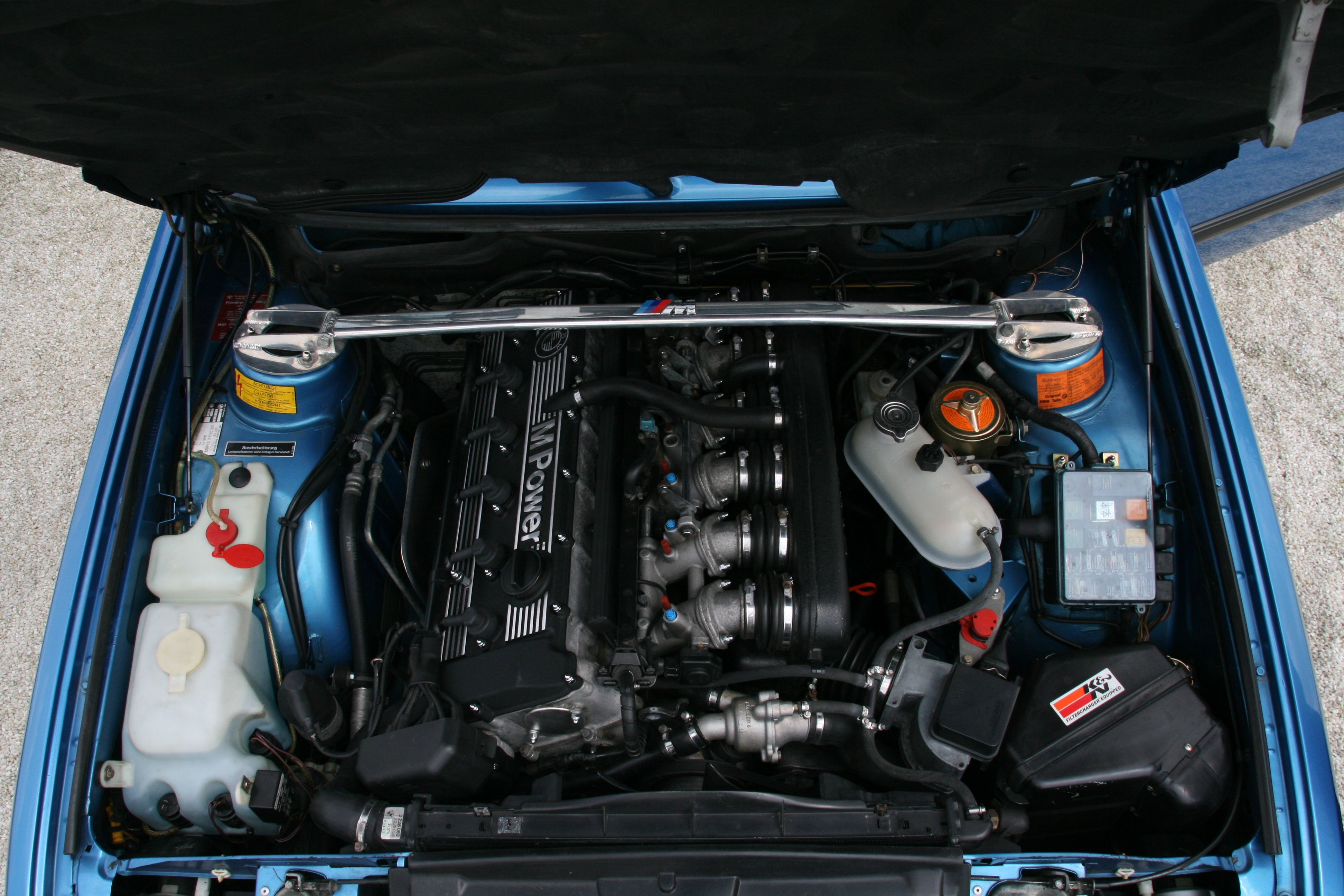
Az M5 motortere

Az E28 az 5-ös sorozat második generációja, amelyet 1981-1988 modellévekre gyártottak szedánként. Kezdetben négy- és hathengeres benzinmotorokkal kínálták. 1983-ban vált először elérhetővé dízelmotor egy 5-ös sorozatban. Az E28 volt az első 5-ös sorozat, amelynek középkonzolja a vezető felé dőlt, és blokkolásgátló fékekkel (ABS) is felszerelhető volt. Az E28 M5 elindította az M5 nagy teljesítményű modellek sorát, amely azóta minden generáción át folytatódik. Az S38B35 és az M88/3 hathengeres motorok hajtották.

### Harmadik generáció (1988-1996)
- BMW E34

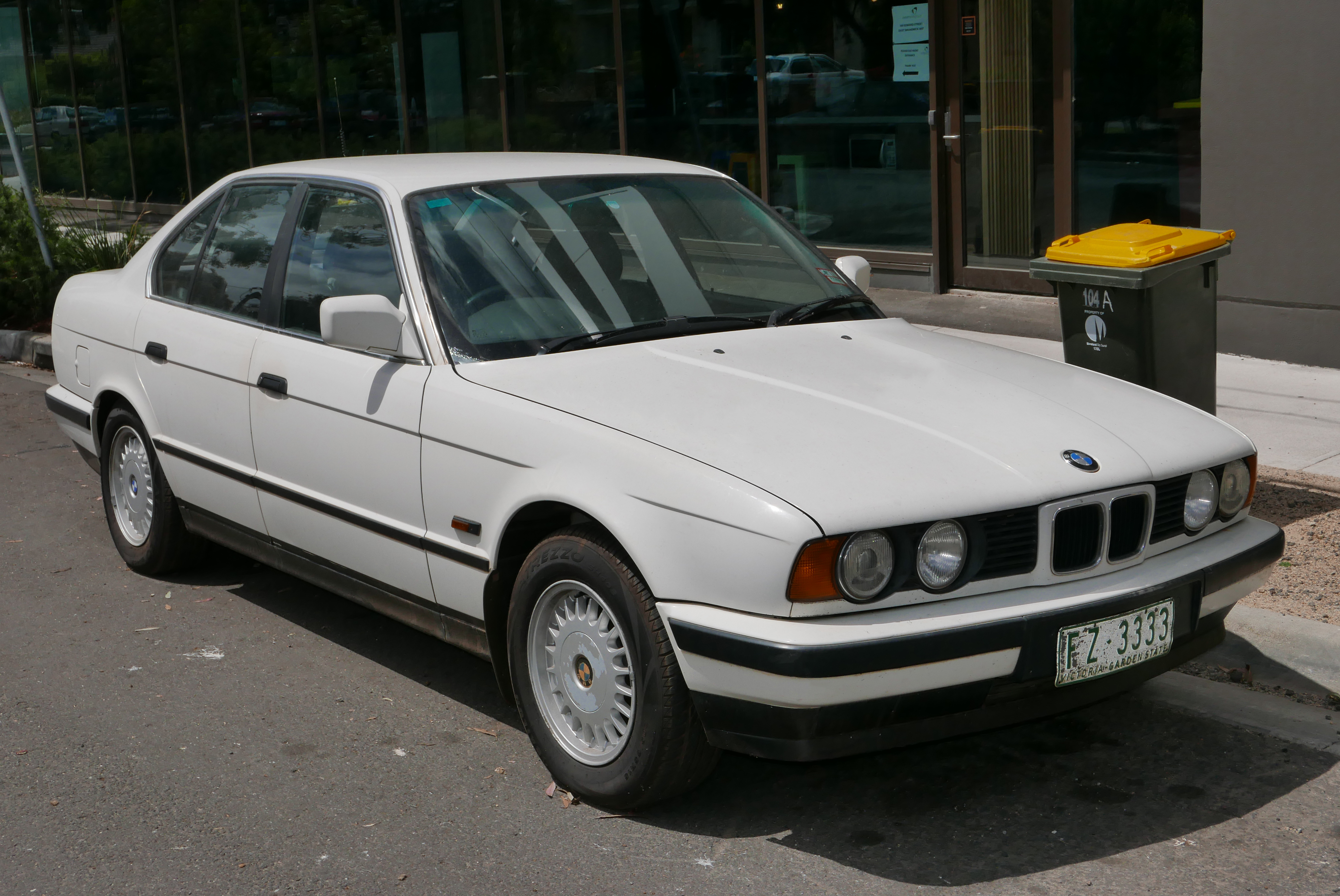
BMW E34 eleje
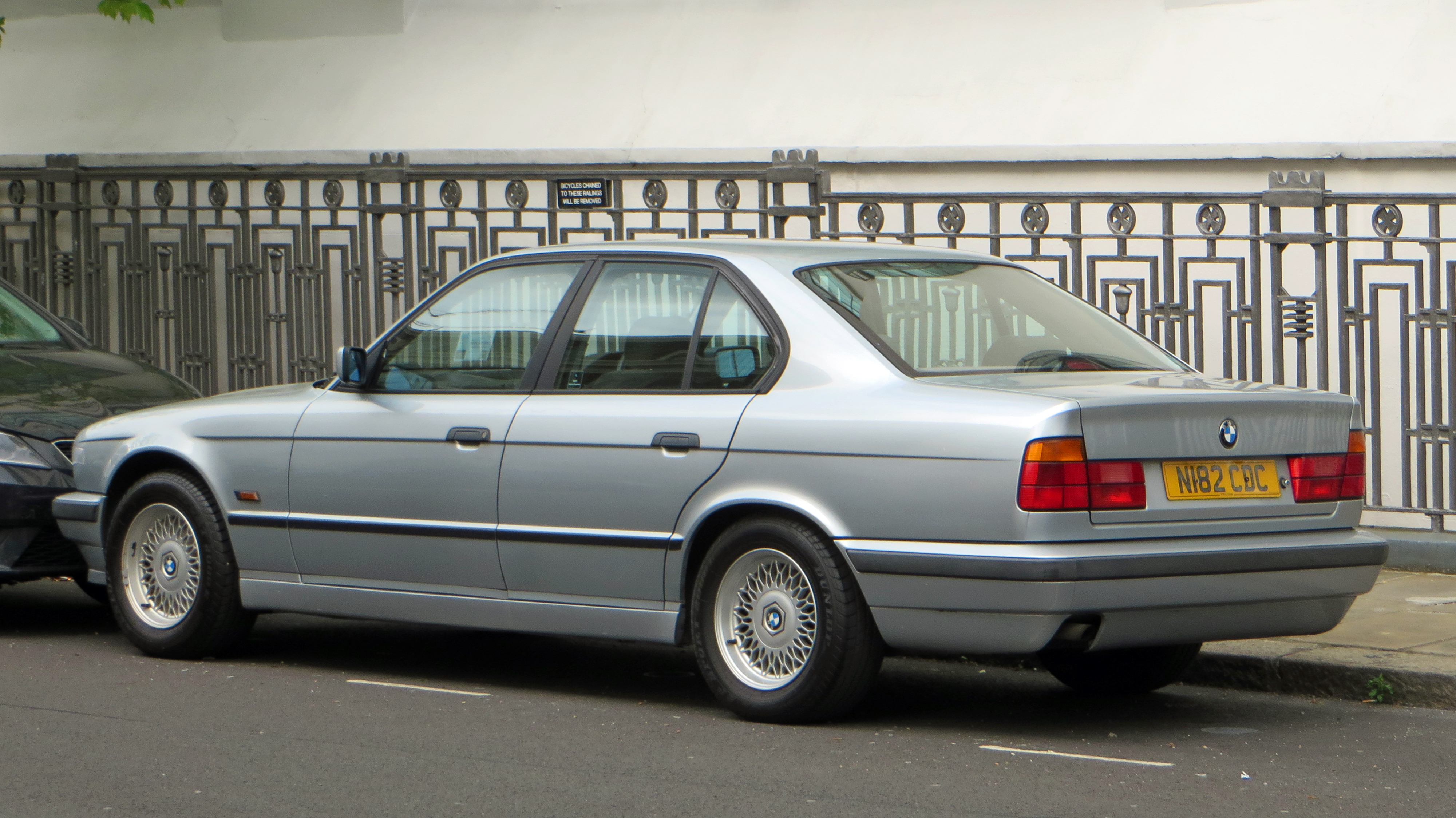
BMW E34 hátulja
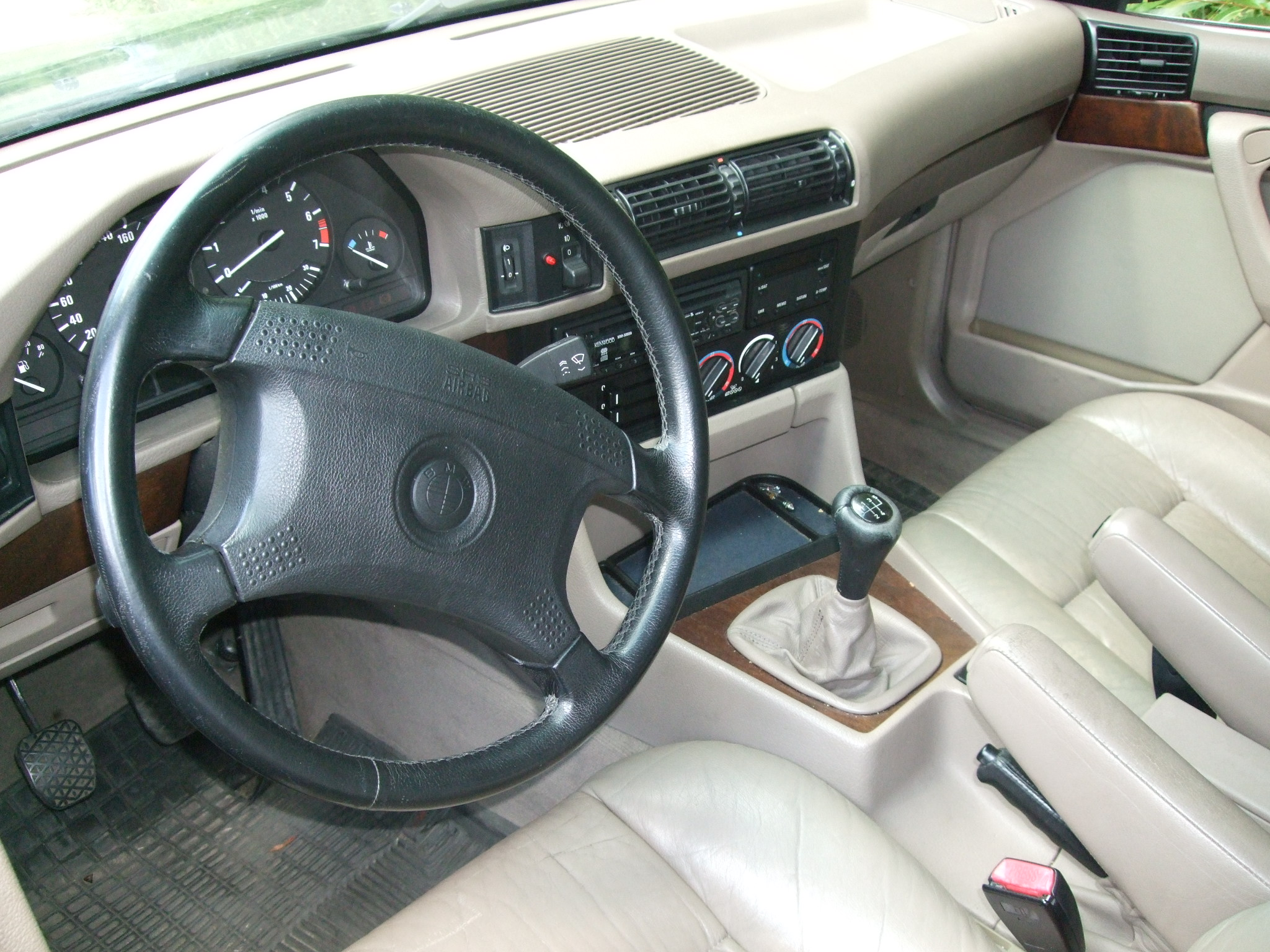
A belseje
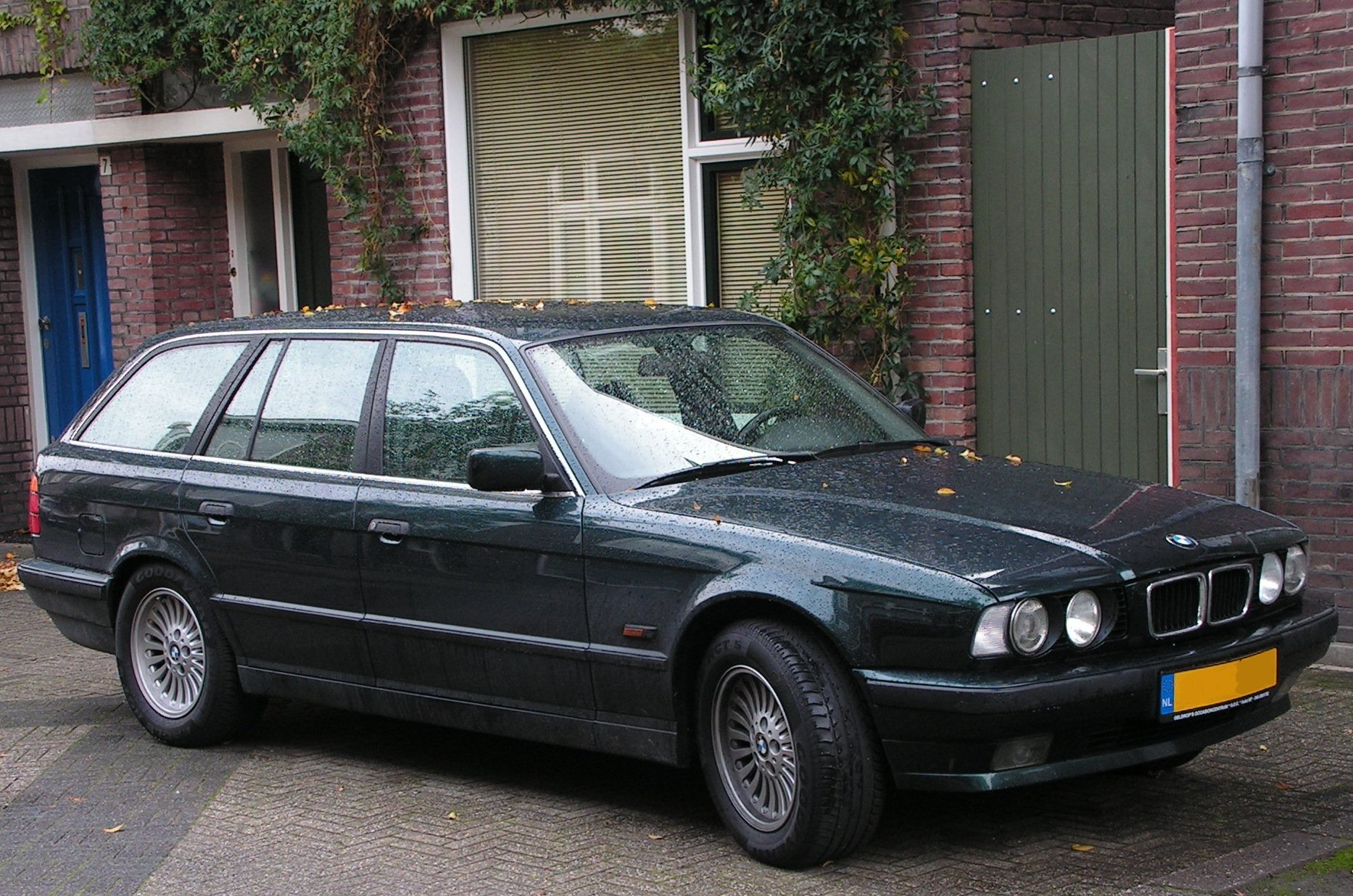
BMW E34 Touring eleje
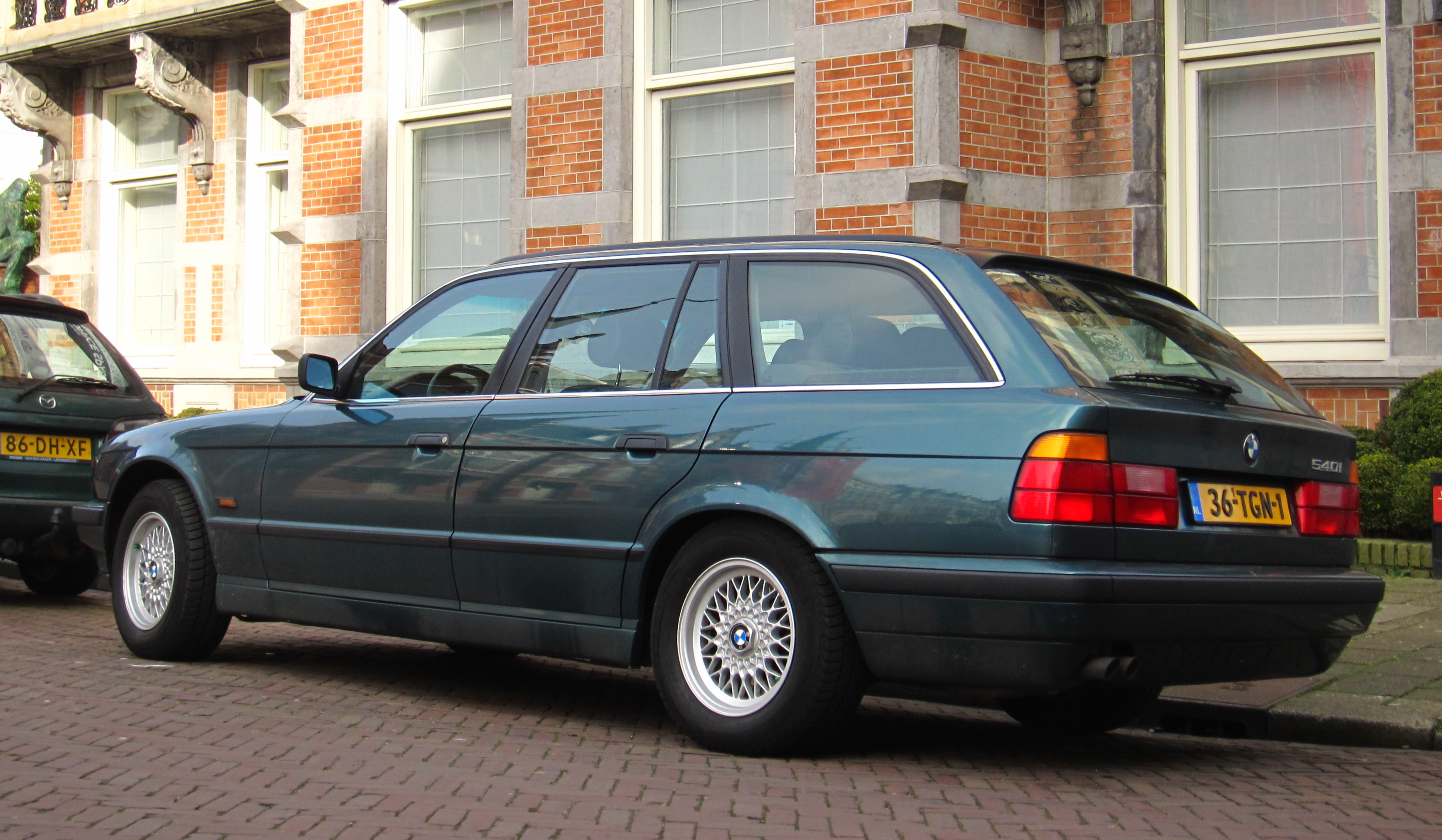
BME E34 Touring hátulja
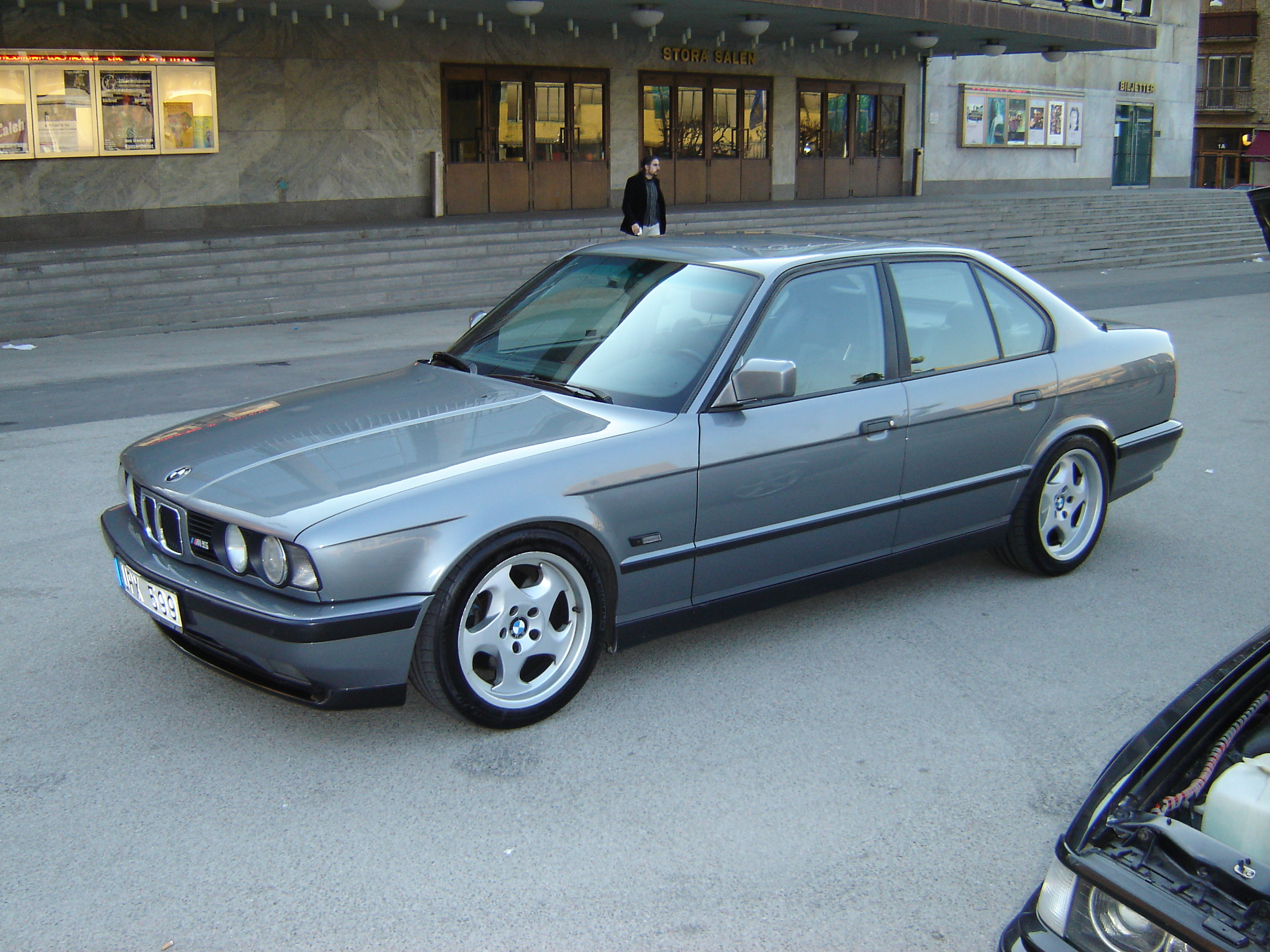
M-pakettes BMW E34
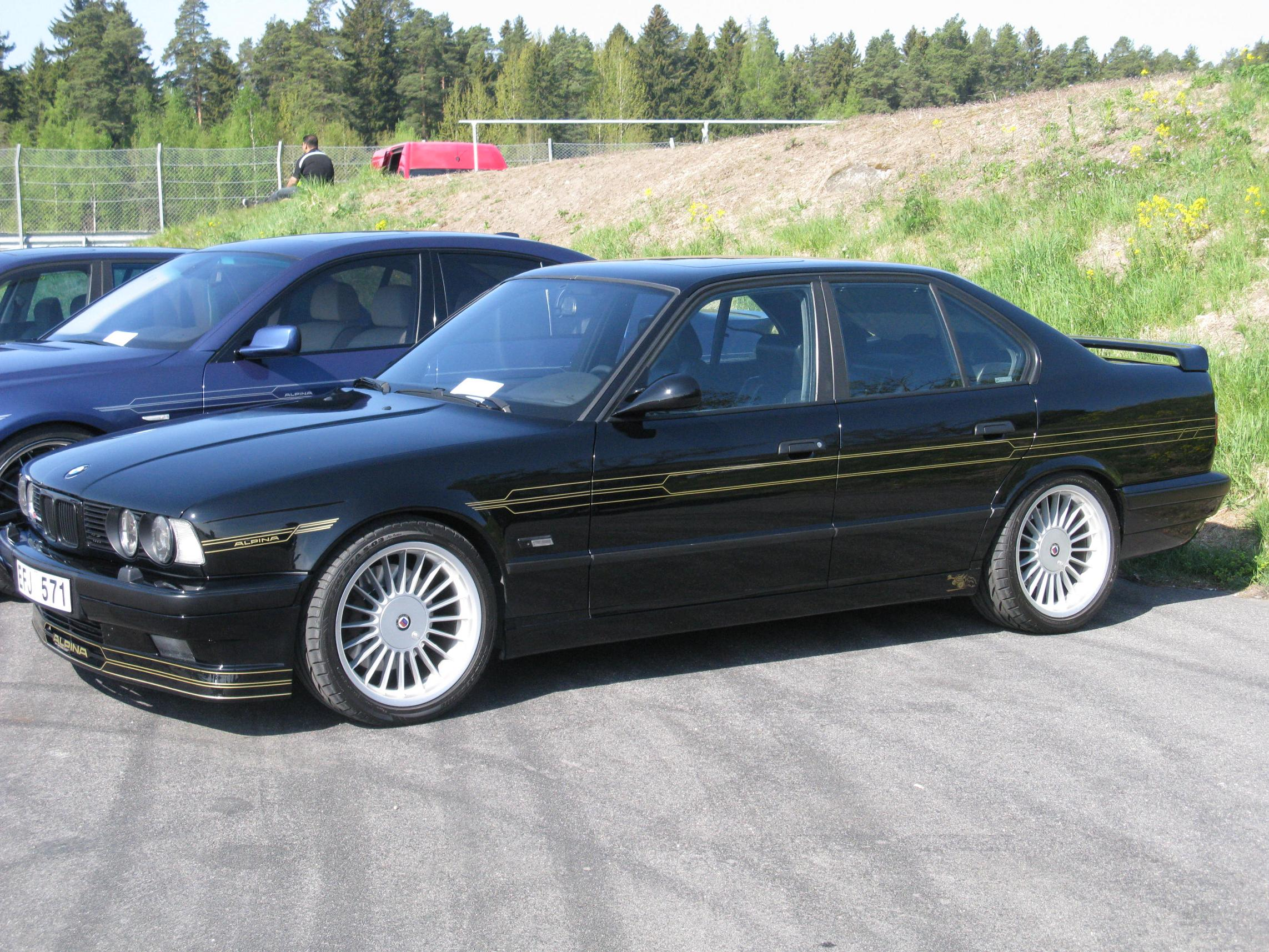
Alpina B10 Biturbo
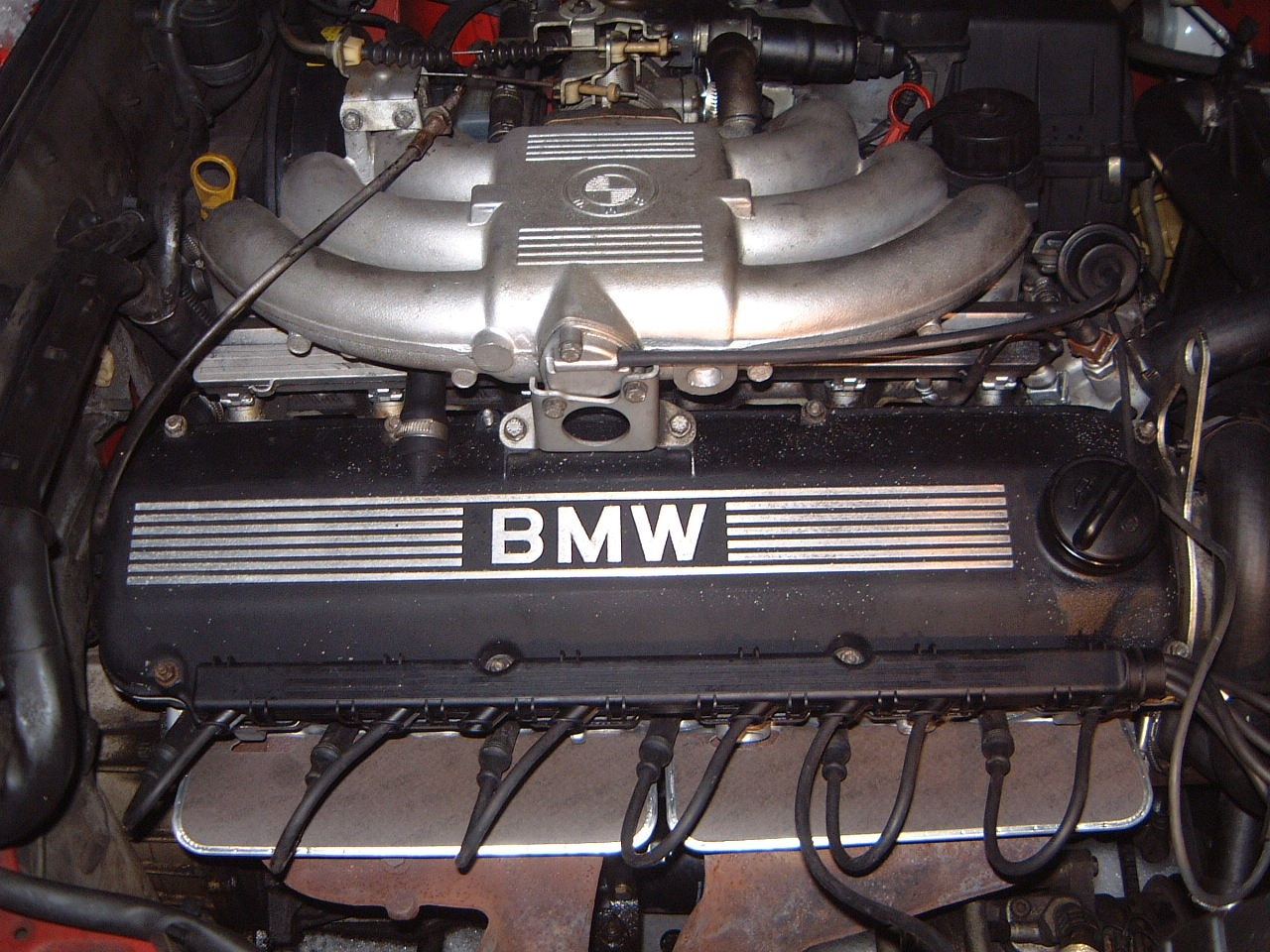
M20-as BMW motor – a korai 520i/525i modellekbe szerelték be
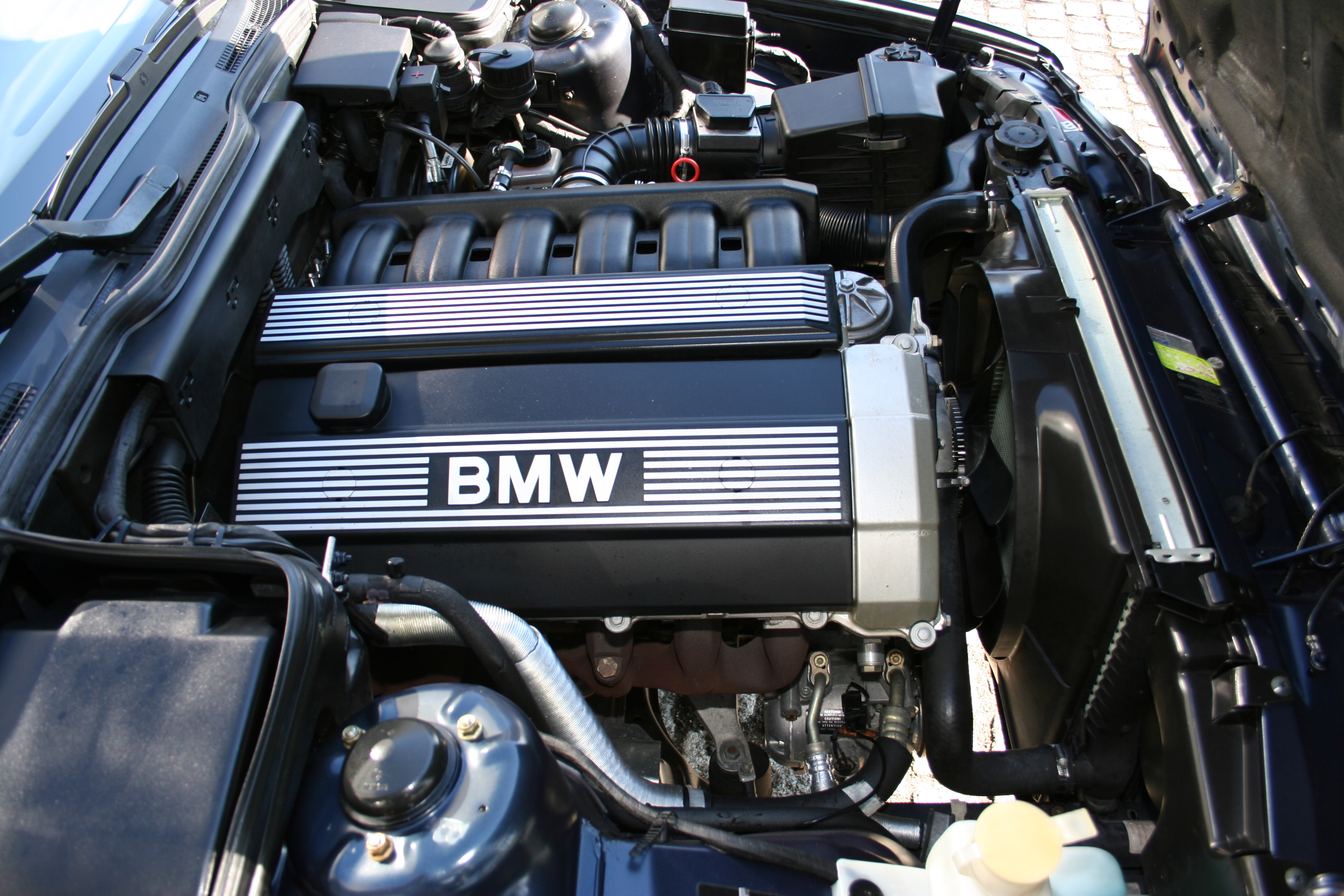
M50-es BMW motor – a késői 520i/525i modellekbe szerelték be
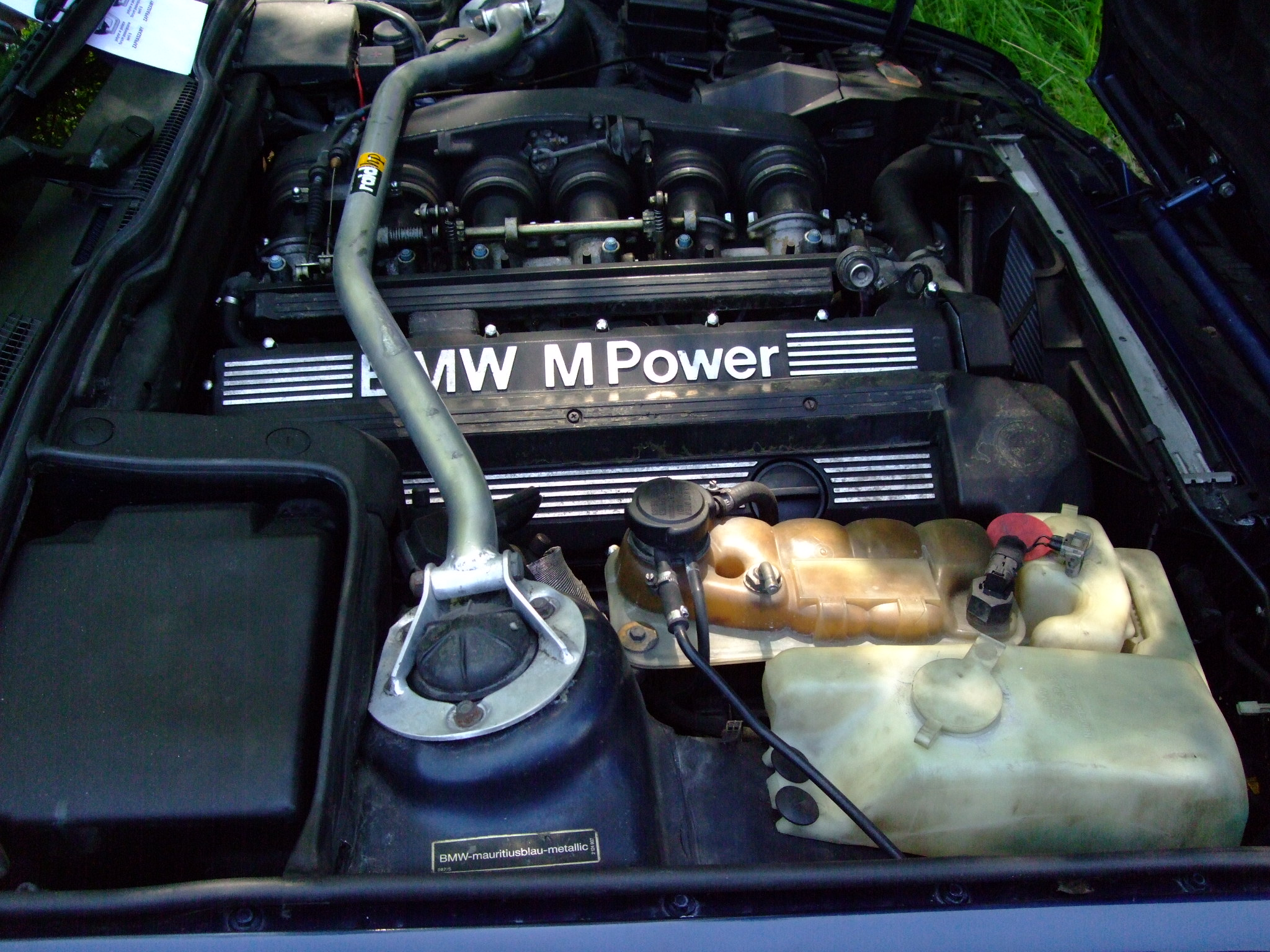
Az E34 M5-ös motorja

Az E34 az 5-ös sorozat harmadik generációja, amelyet 1988-1996 modellévekre gyártottak. Szedán karosszériás kivitelben dobták piacra, a választék 1990-ben bővült a "Touring" (kombi) karosszéria-típussal. Az E34 volt az első 5-ös sorozat, amely kombi karosszériával, összkerékhajtással és V8-as motorral is elérhető volt. Az 5-ös sorozatban bemutatták a menetstabilizálót (ASC), a kipörgésgátlót (ASC+T), a hatfokozatú kézi sebességváltót és az állítható lengéscsillapítást (EDC). Kilenc különböző motorcsaládot használtak élettartama során, amelyek négyhengeres, hathengeres és V8-as benzinmotorokból, valamint hathengeres dízelmotorokból álltak. Az E34 M5-öt az S38 hathengeres motor hajtja, és szedán és kombi karosszéria kivitelben készült.

### Negyedik generáció (1995-2003)
- BMW E39

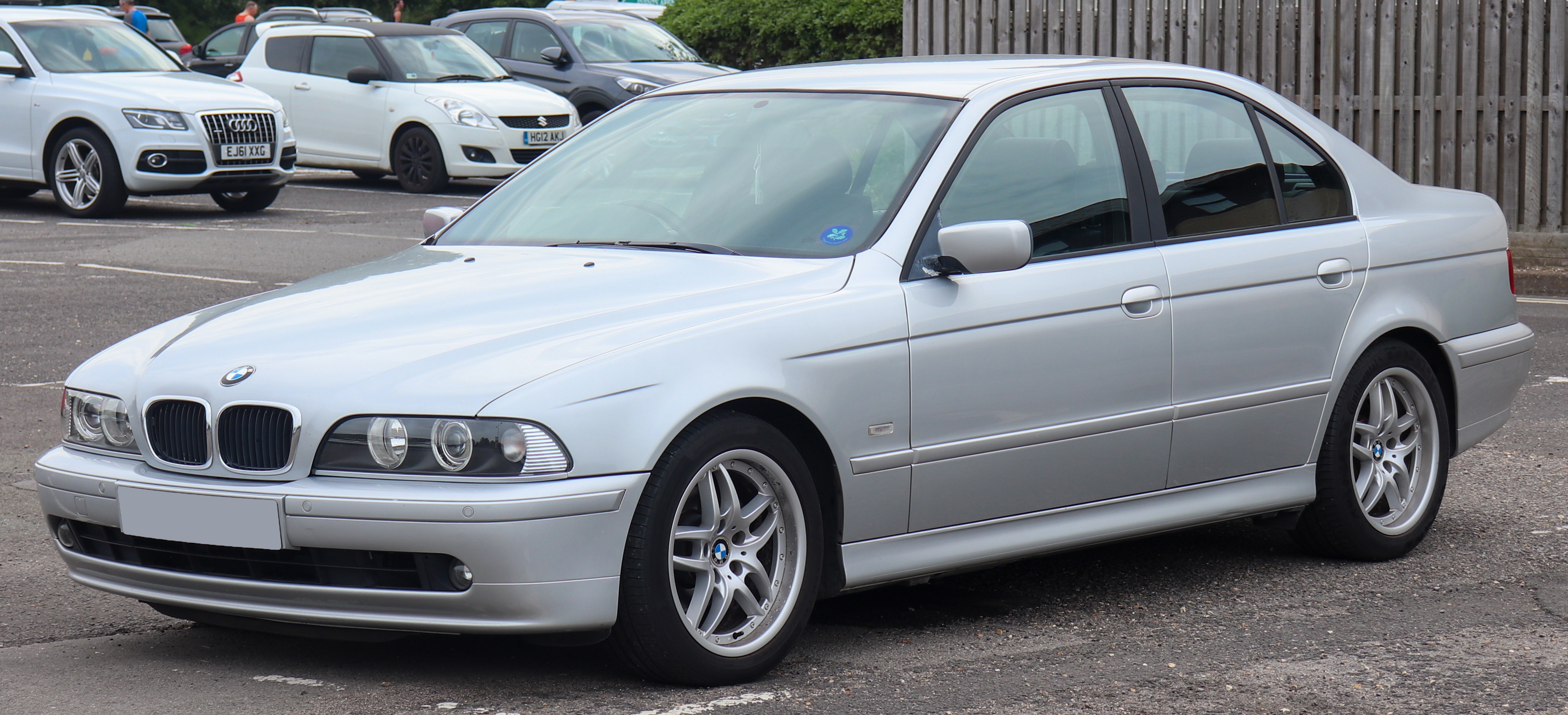
BMW E39 eleje
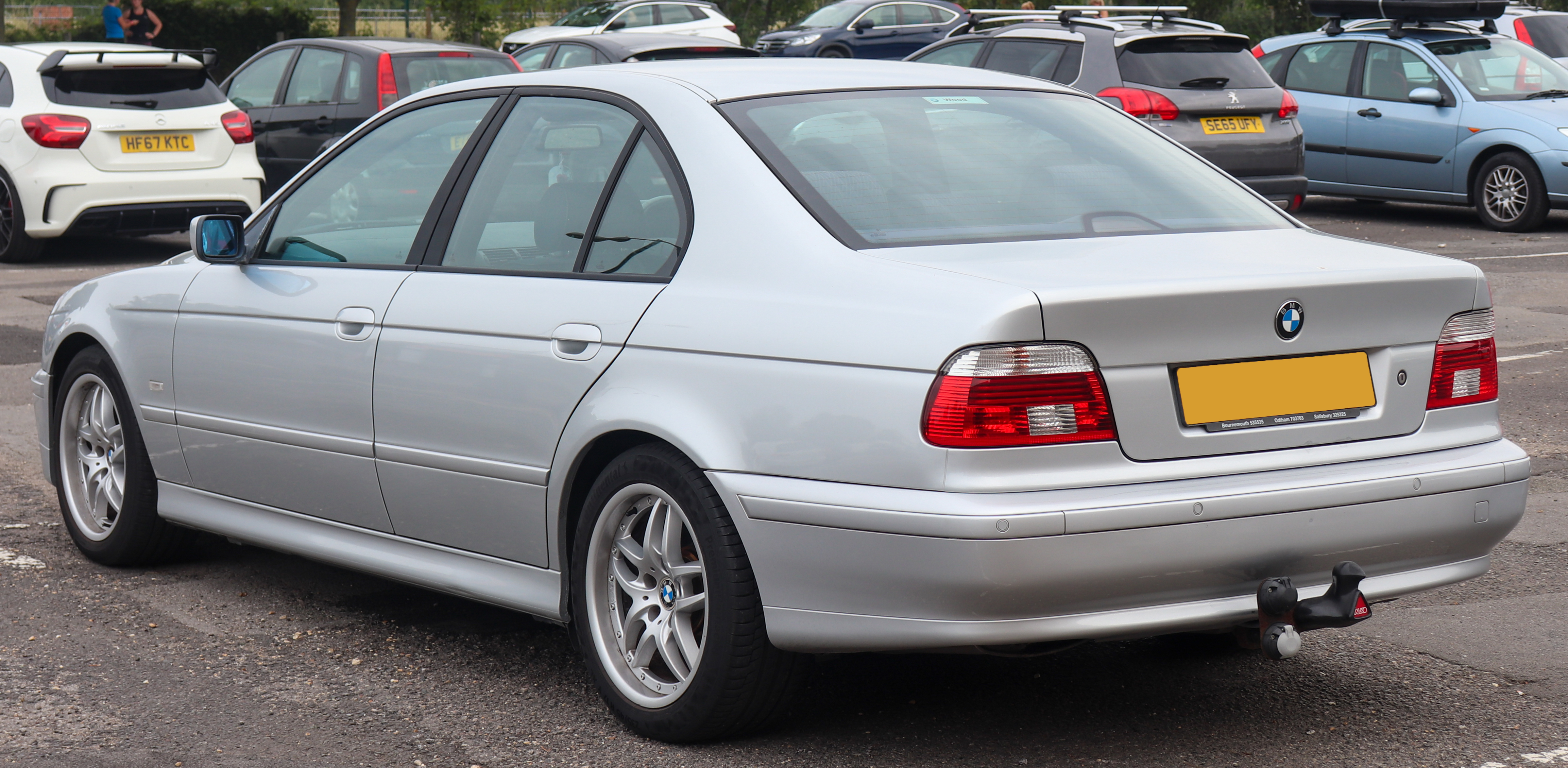
BMW E39 hátulja
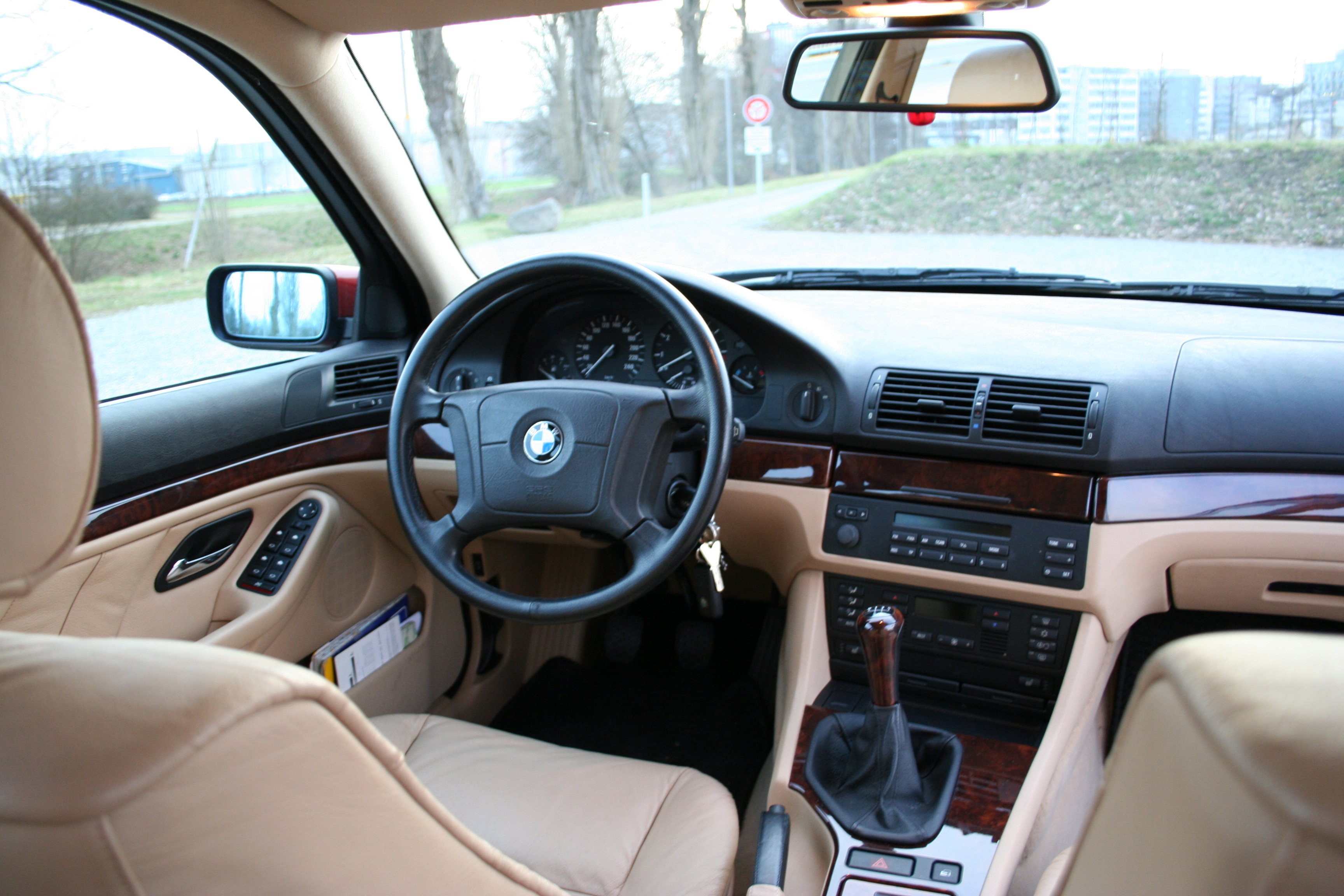
A belseje
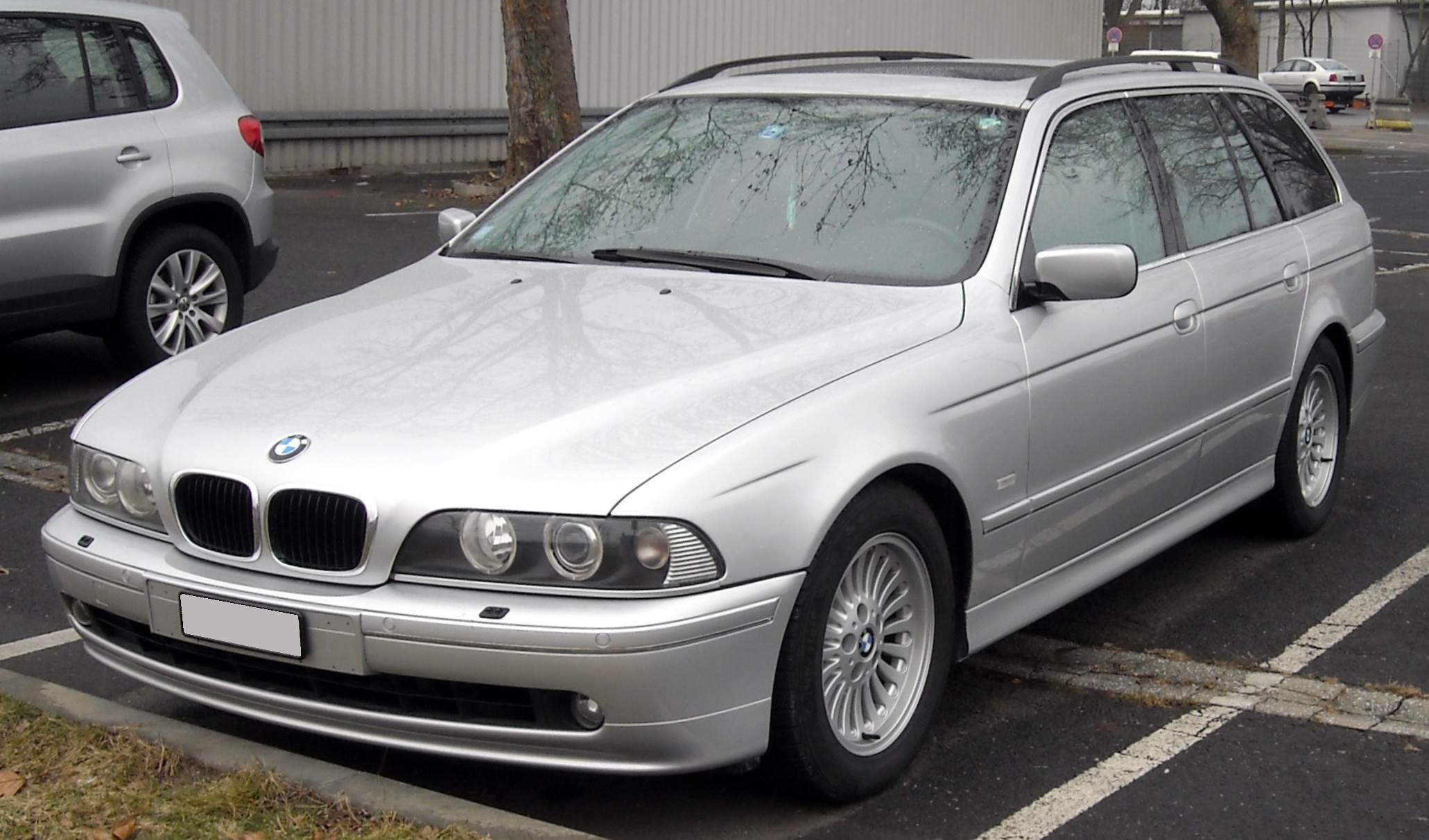
BMW E39 Touring eleje
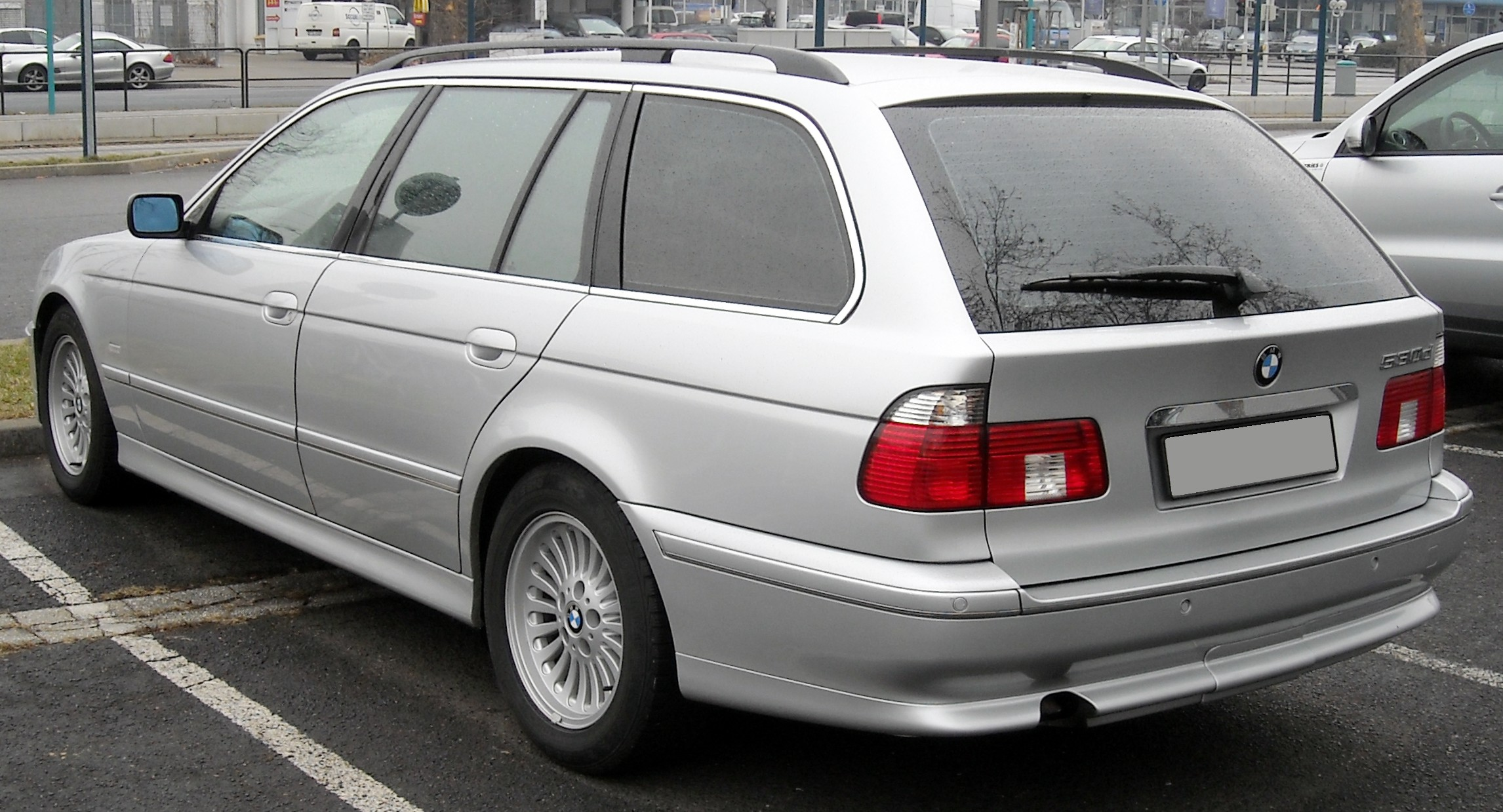
BMW E39 Touring hátulja
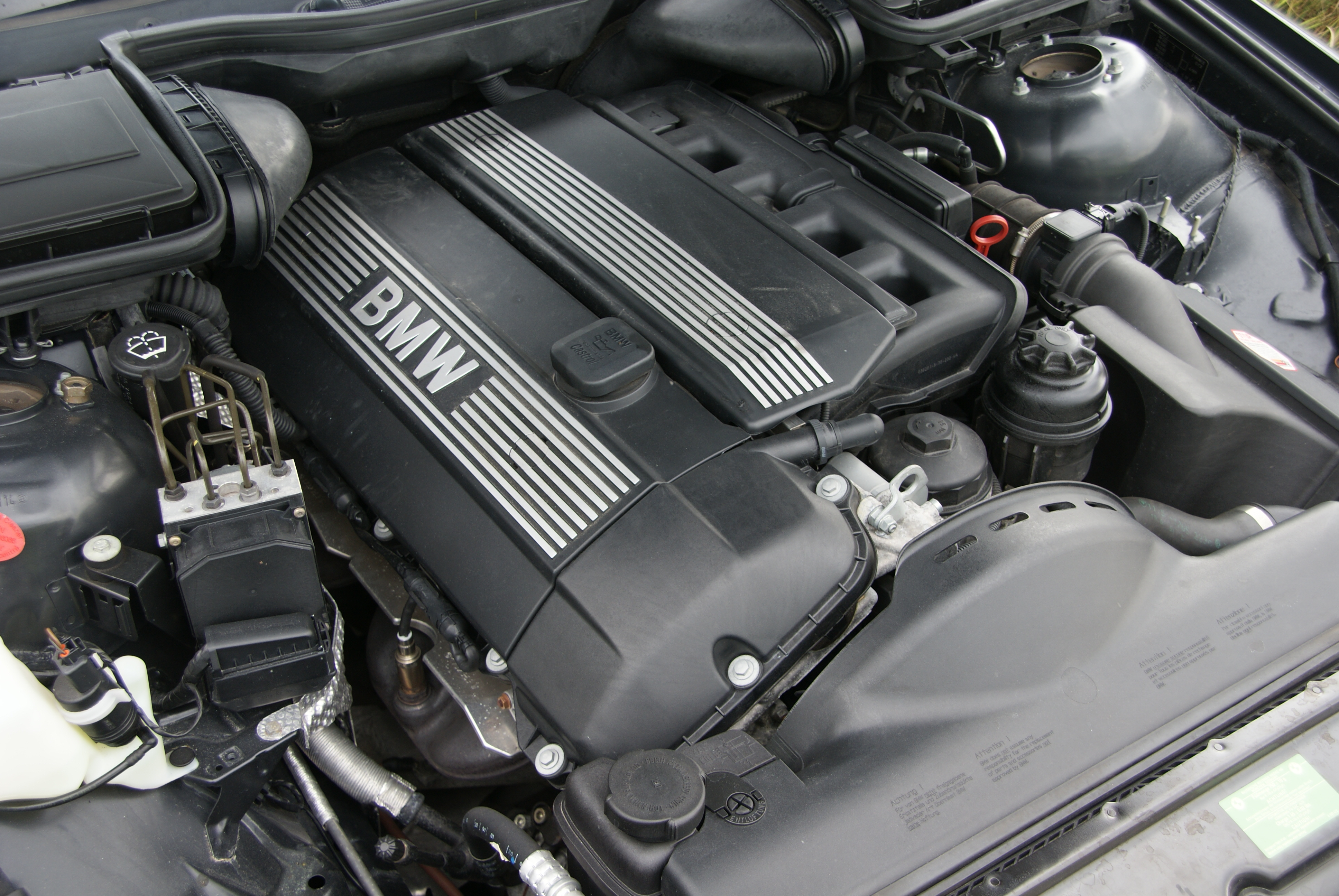
BMW M54-es motor
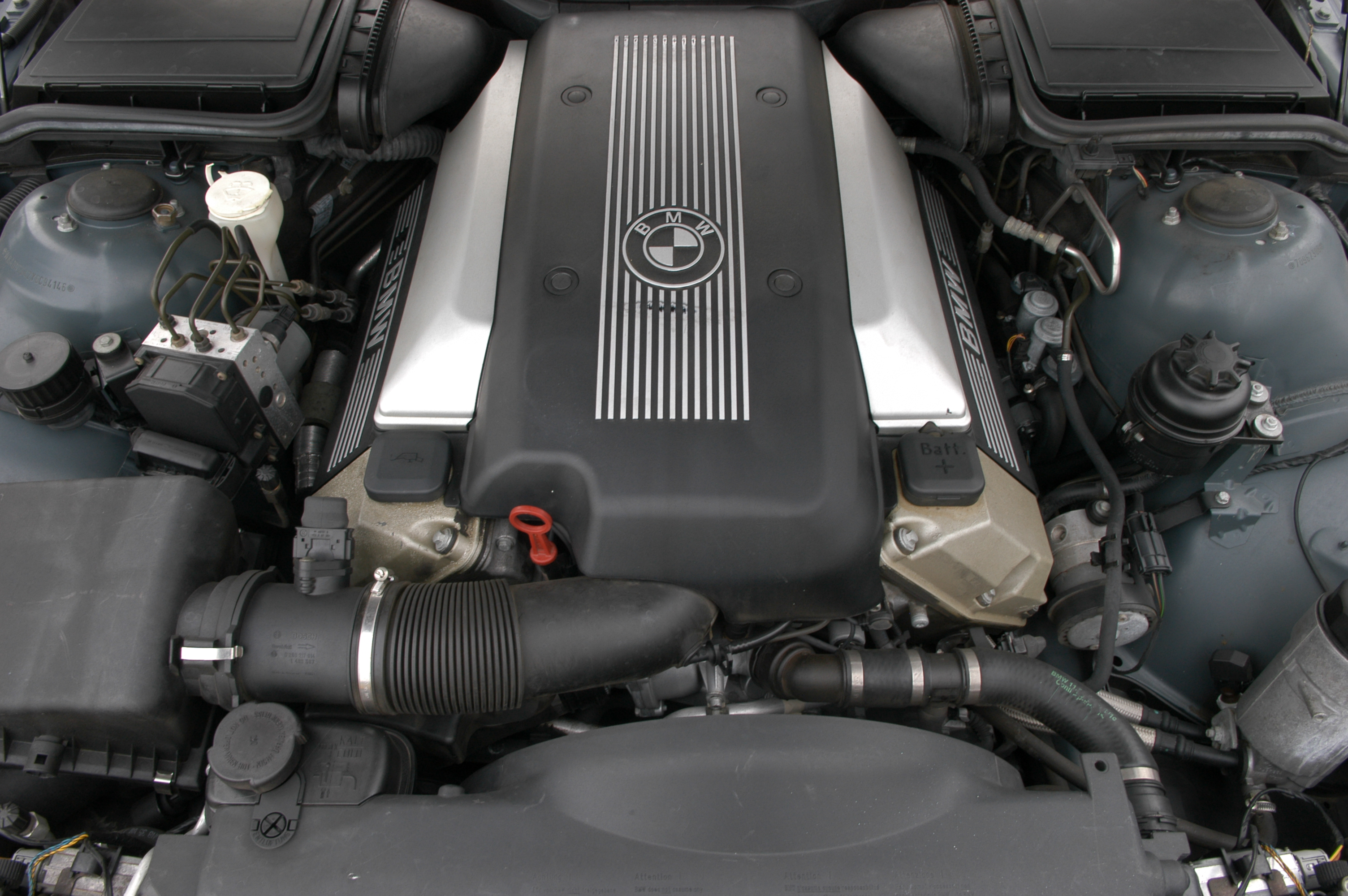
BMW M62 V8-as motor
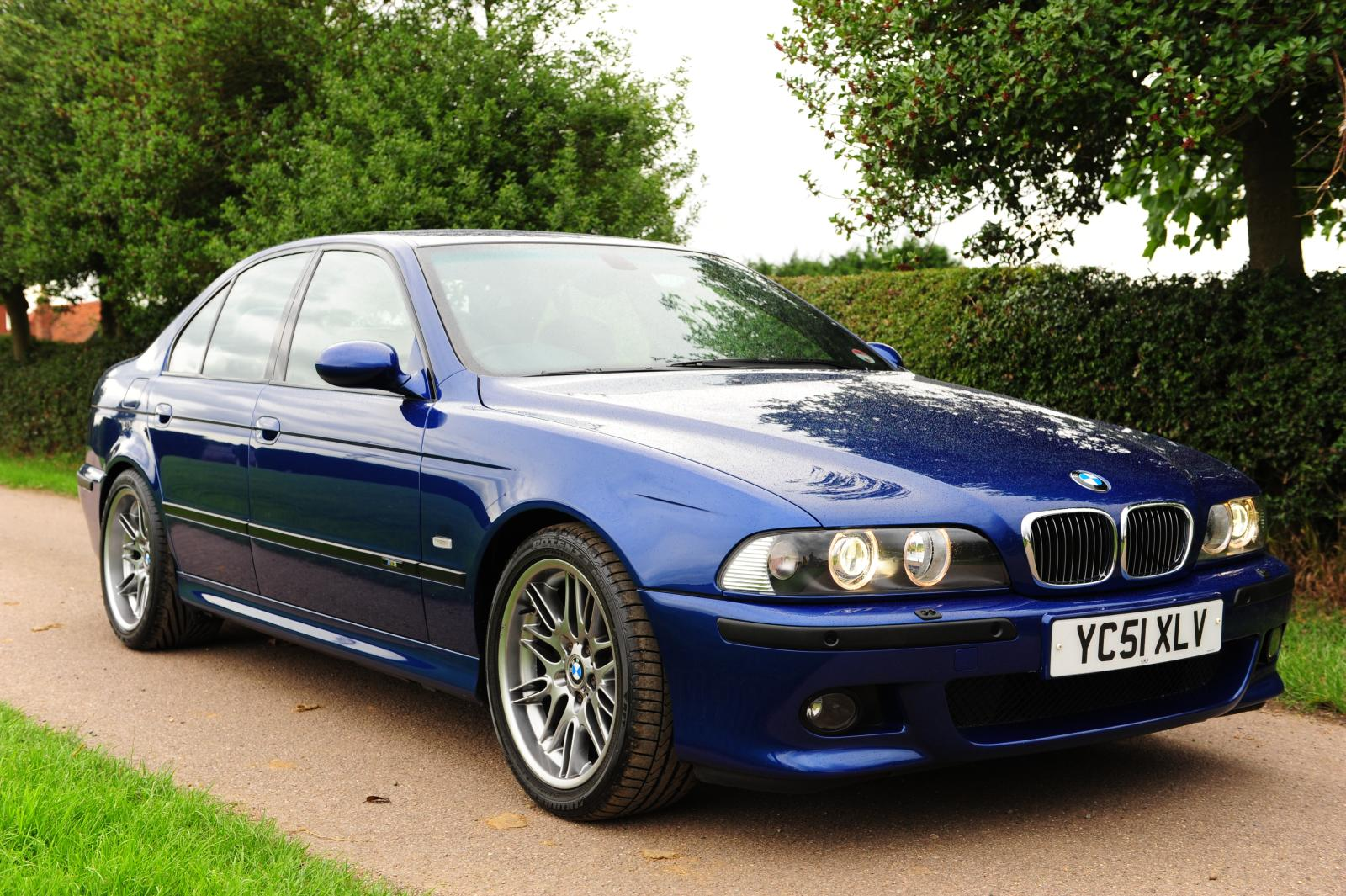
M-pakettes BMW E39 eleje
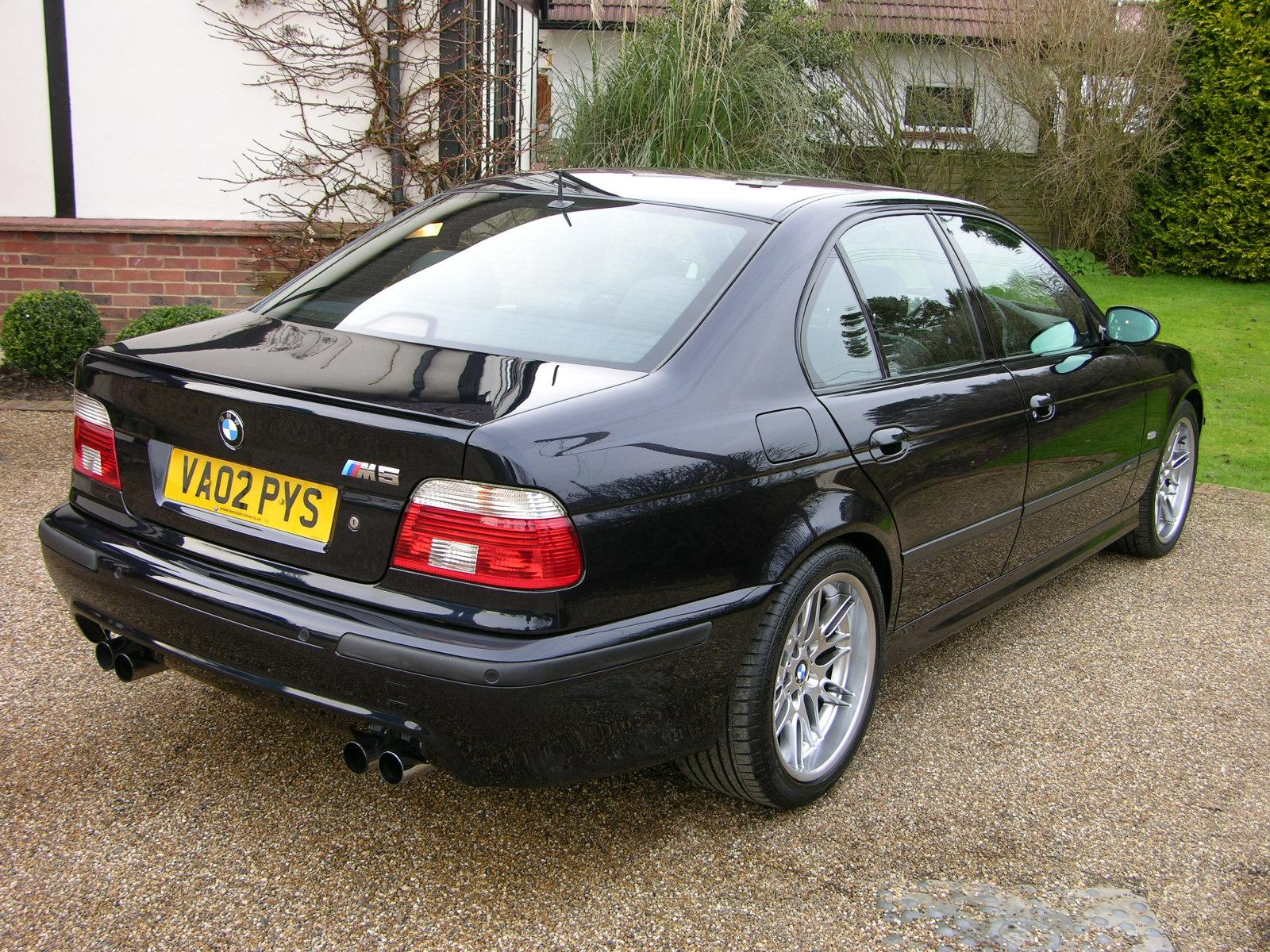
M-pakettes BMW E39 hátulja
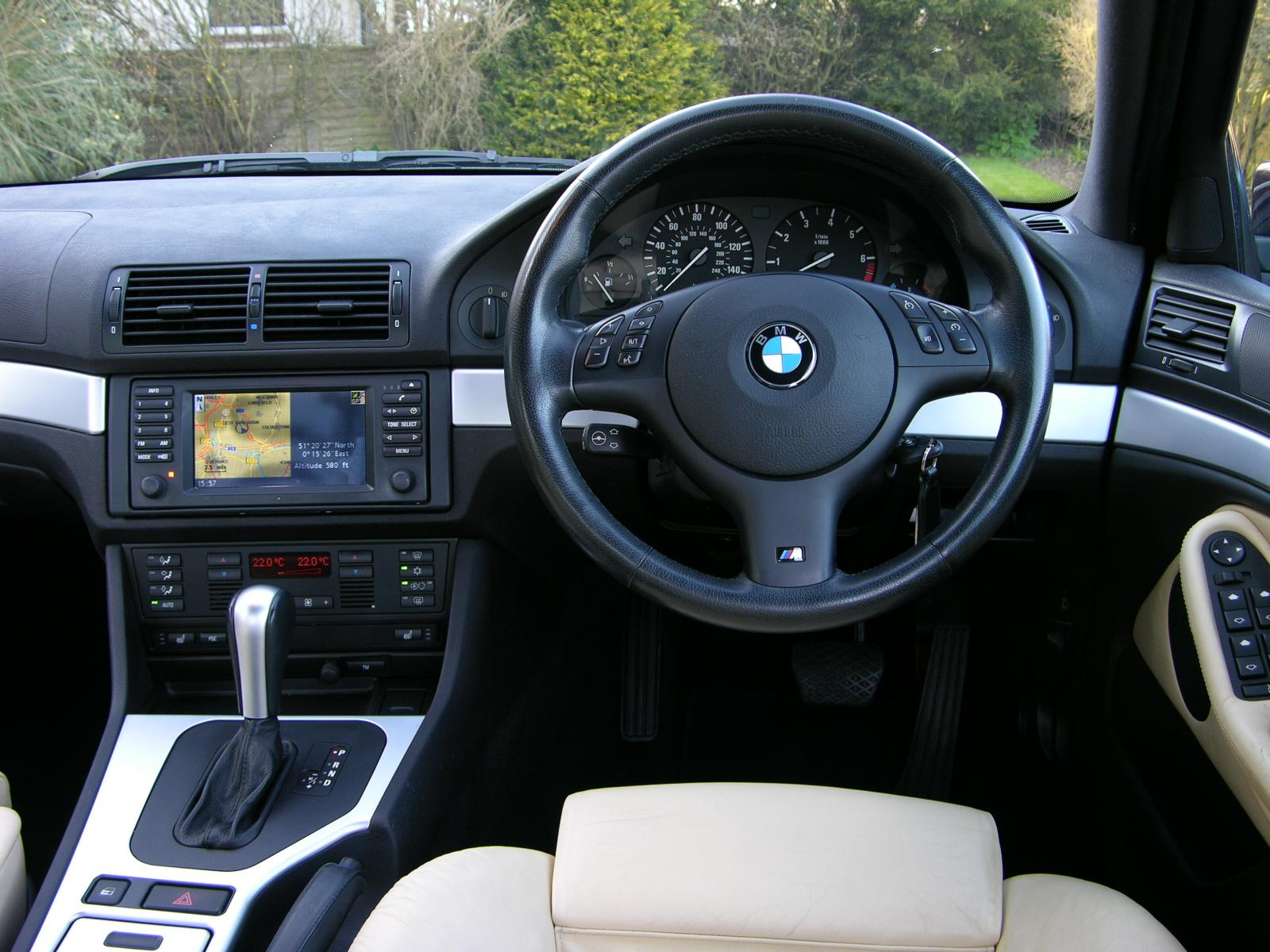
M-pakettes E39 belseje
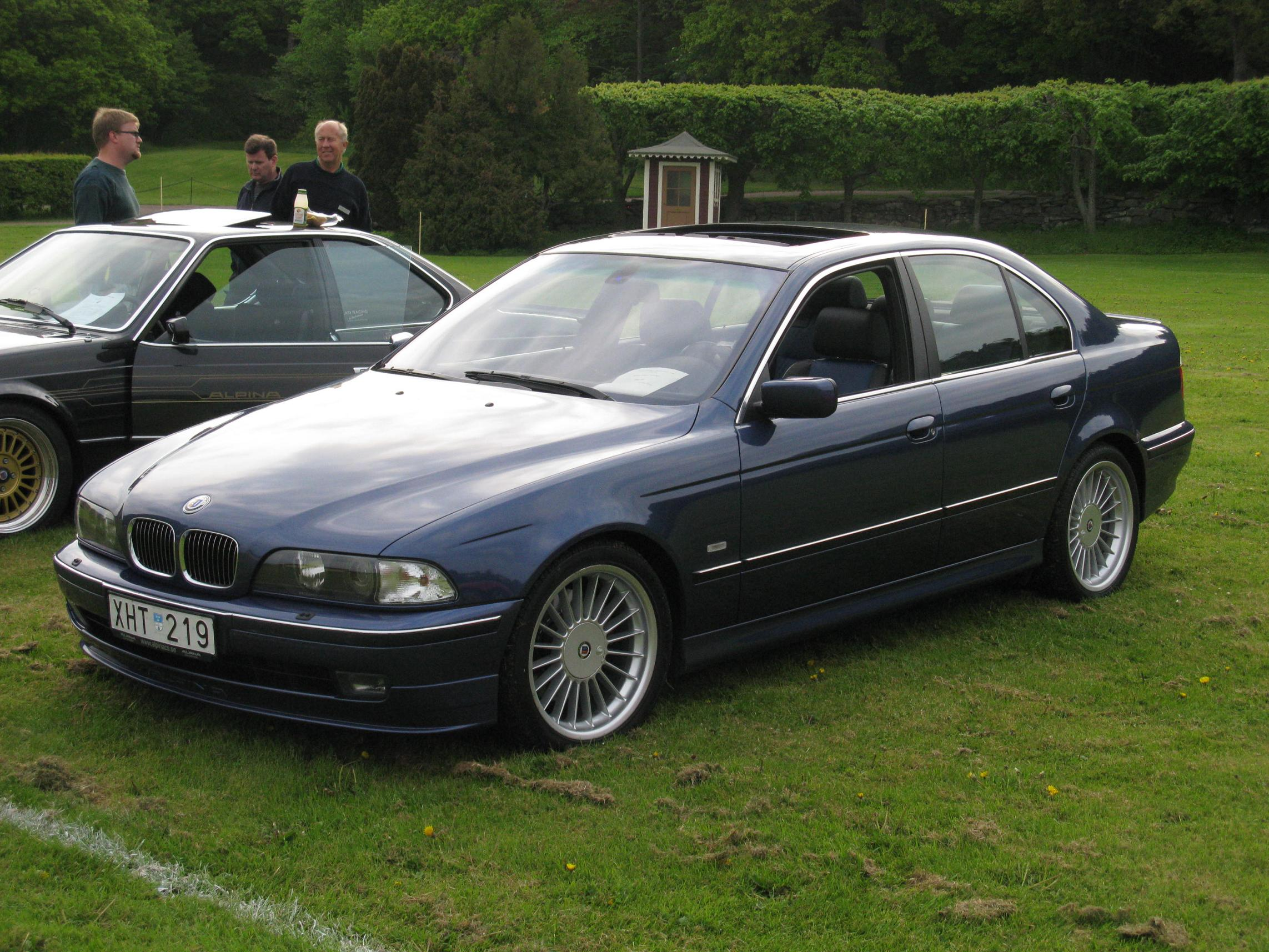
Alpina B10 V8
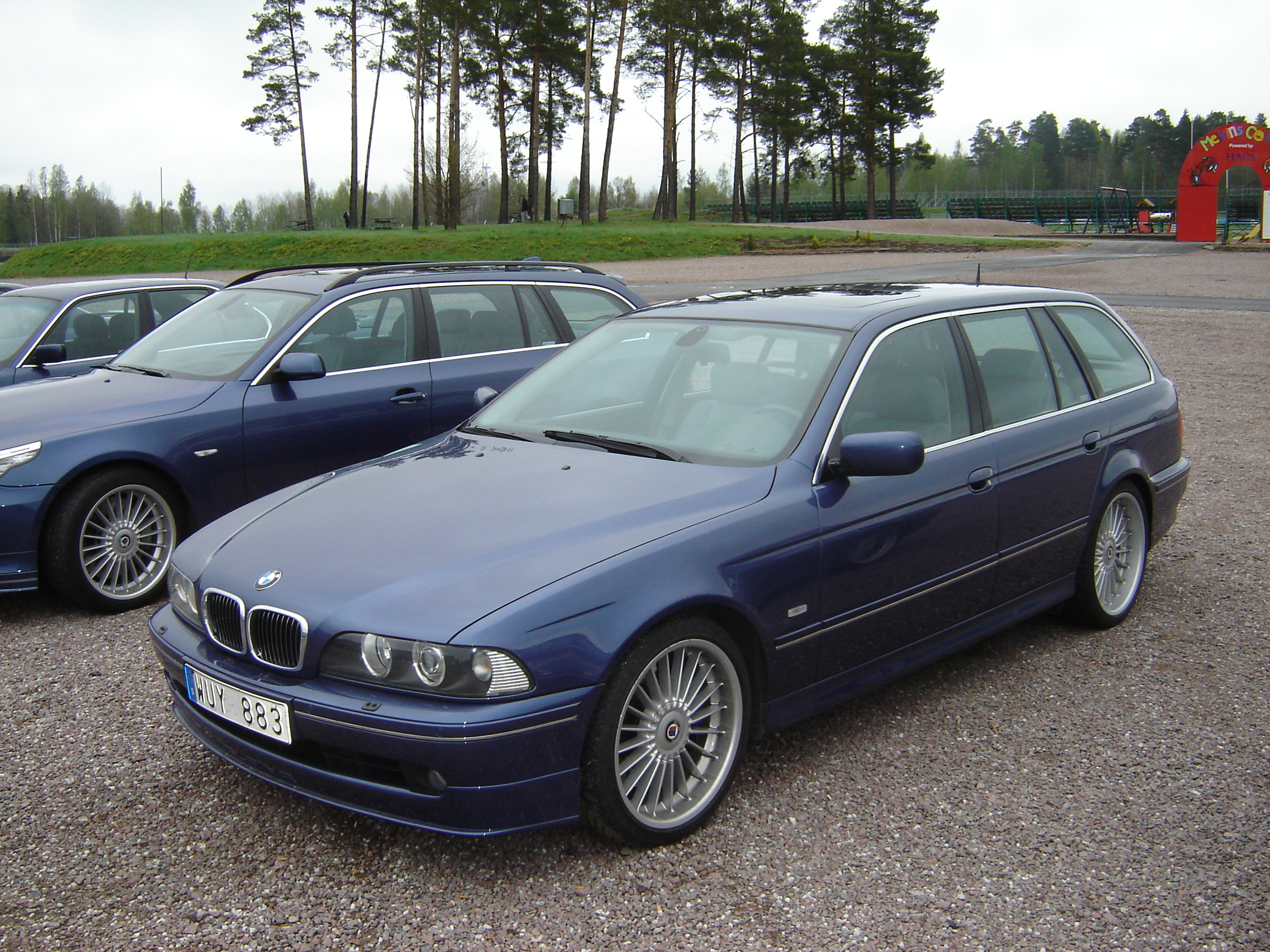
Alpina B10 V8 Touring
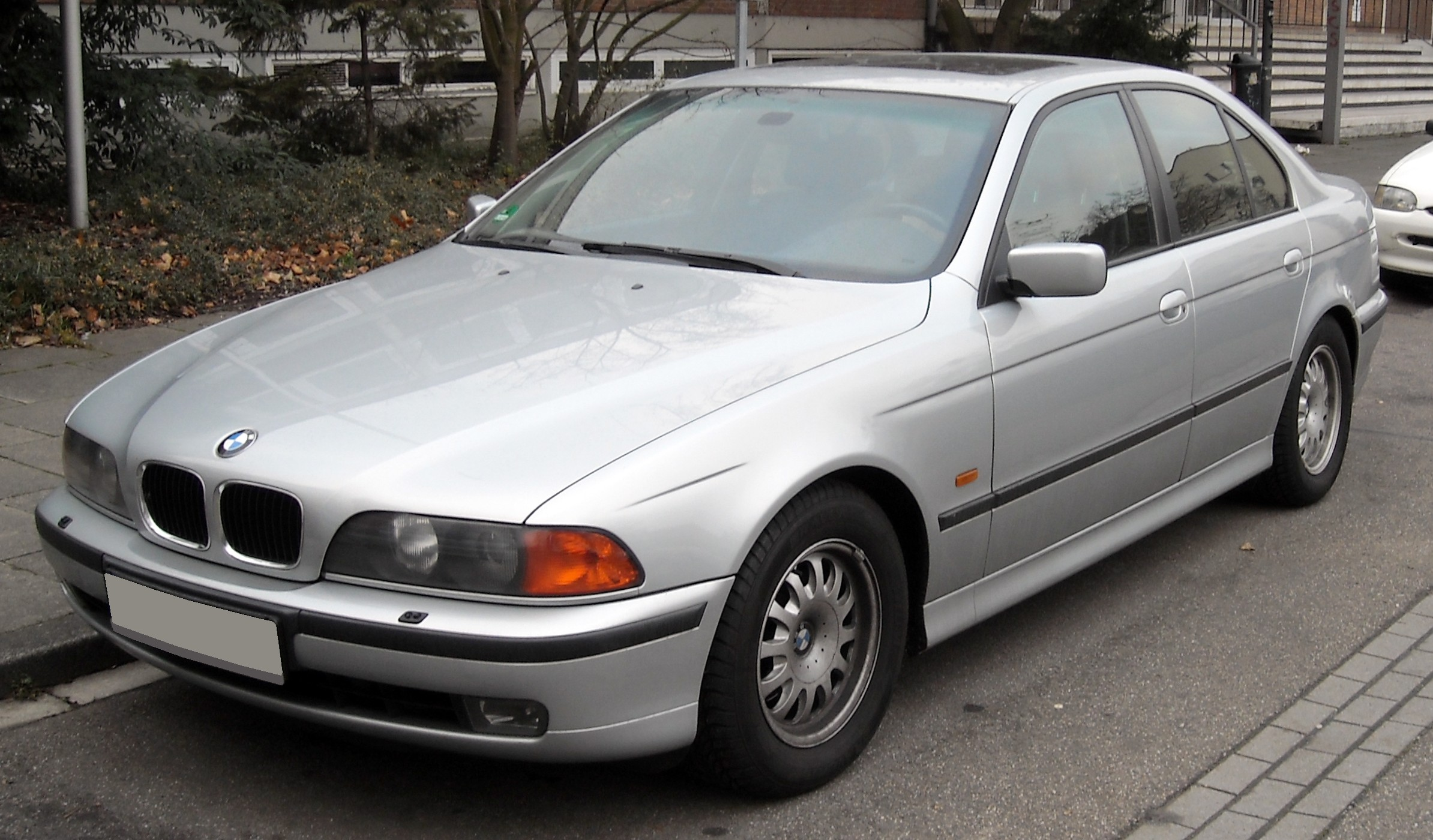
A Pre-Facelift-es E39-es eleje
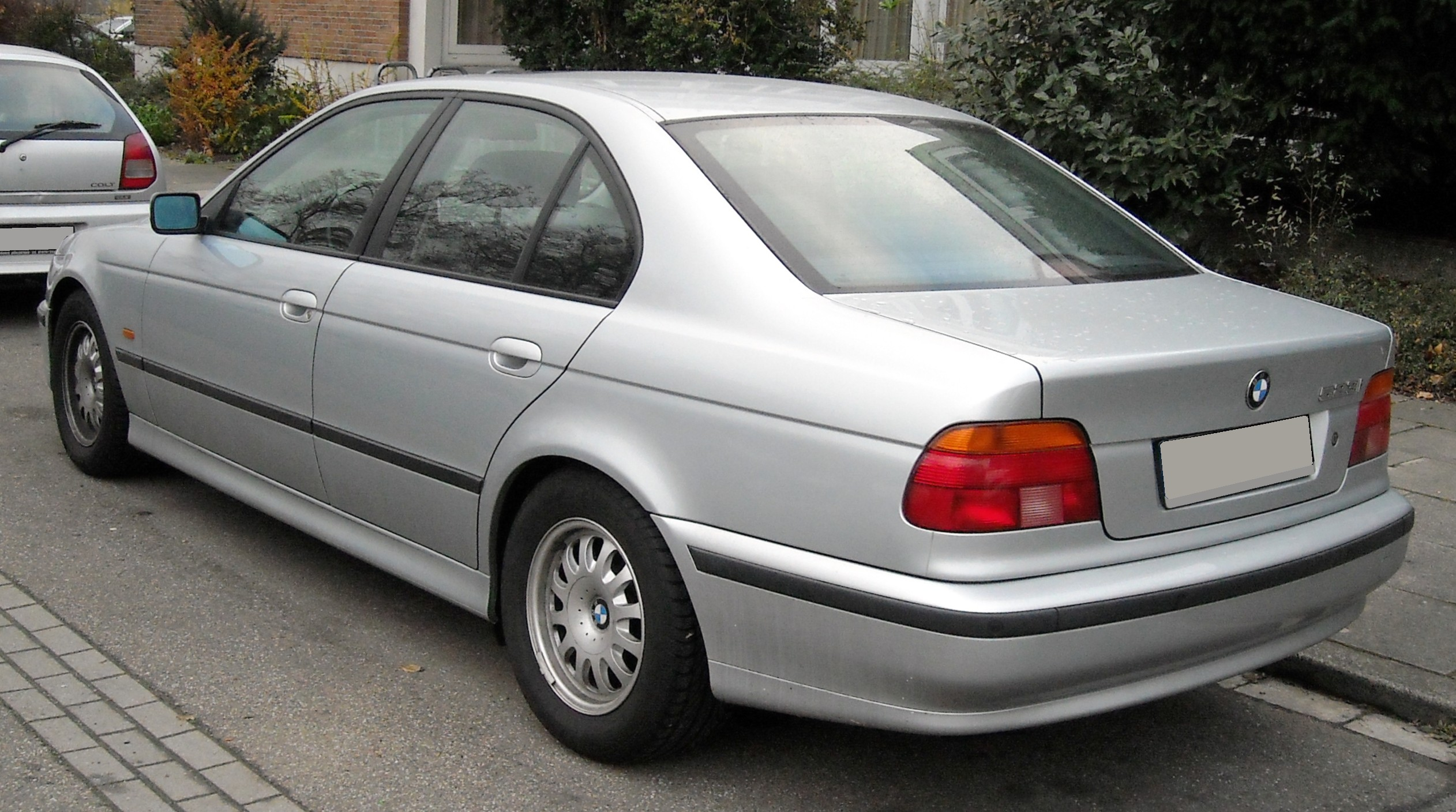
A Pre-Facelift-es E39
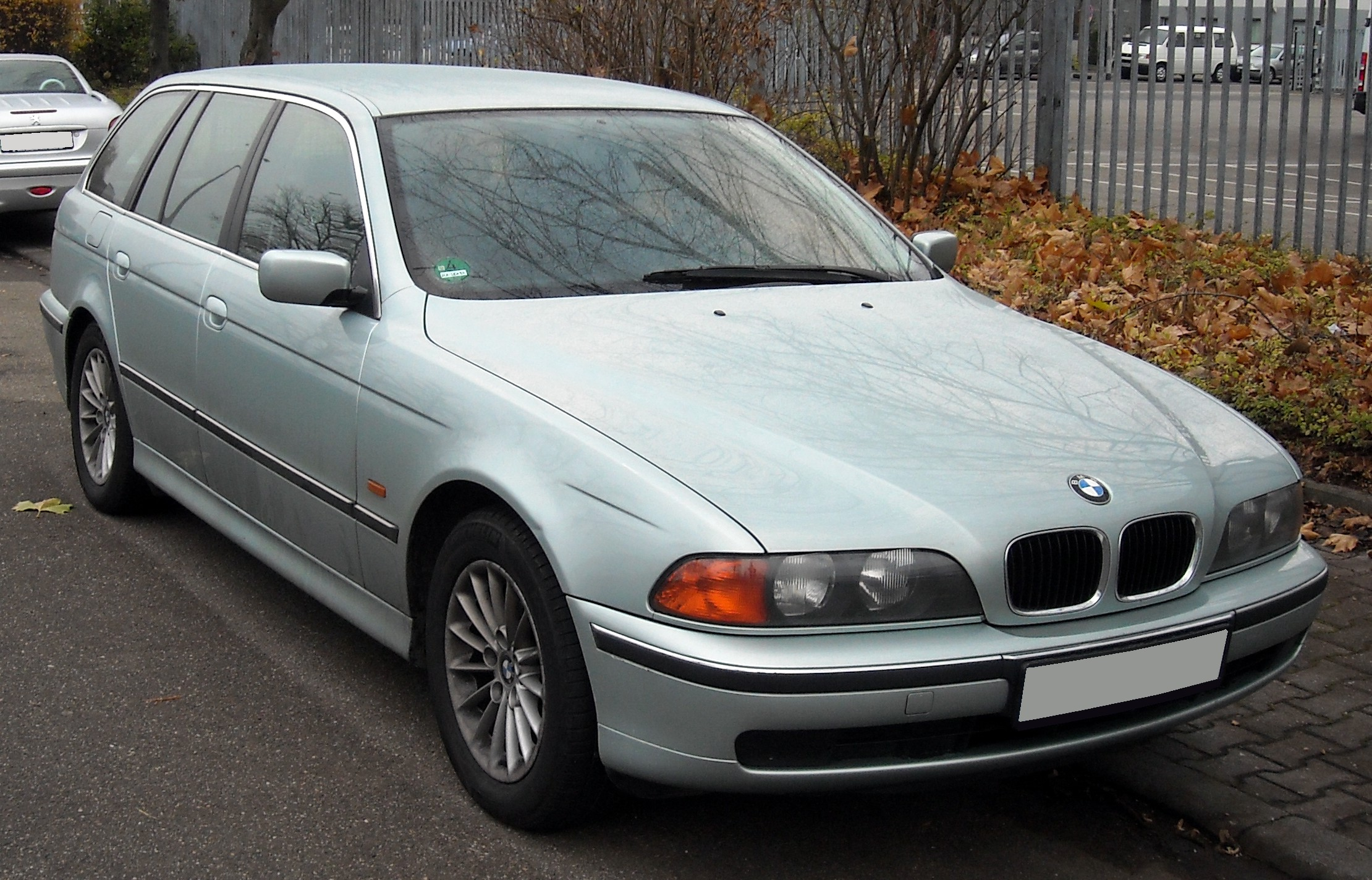
A Pre-Facelift-es E39 Touring eleje
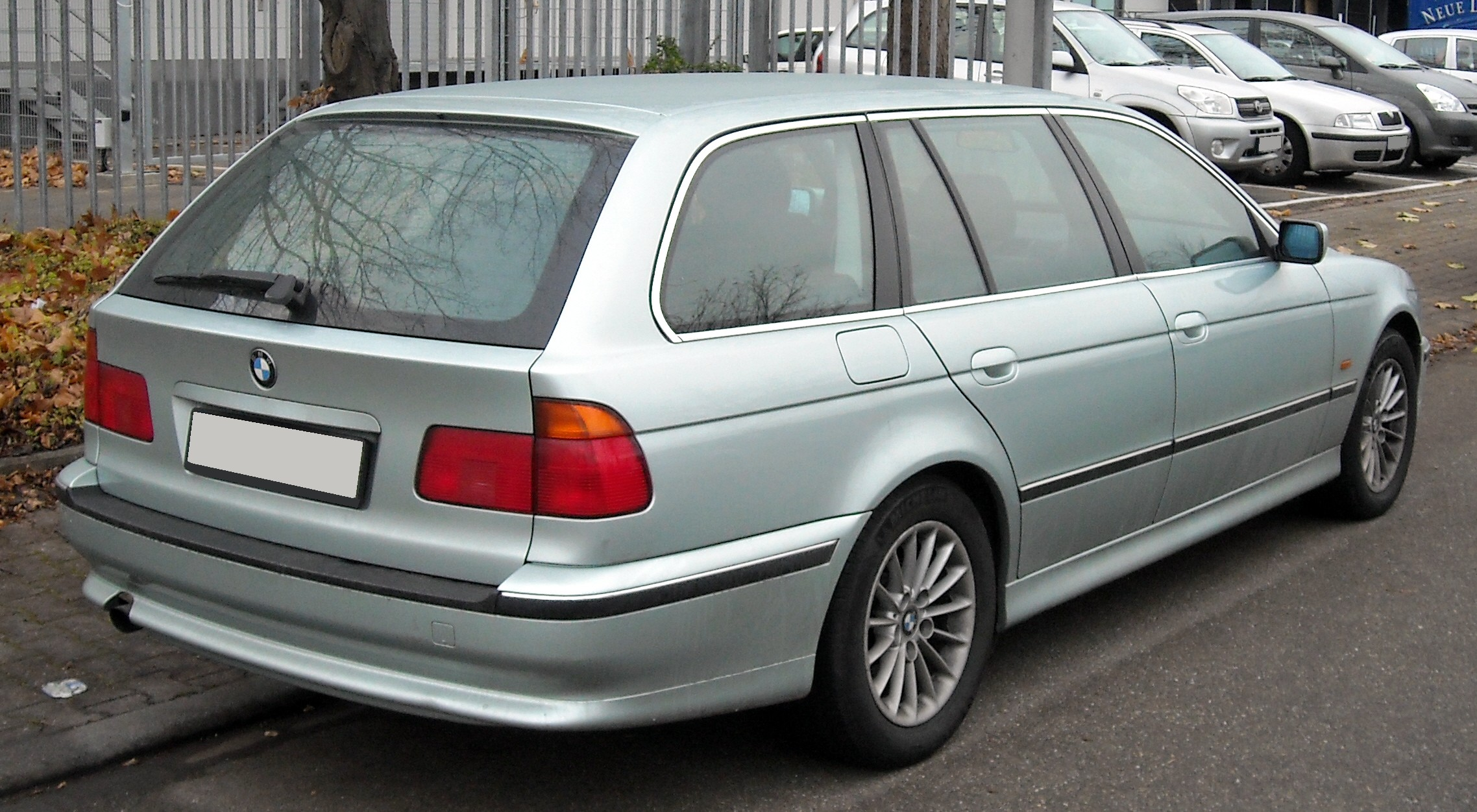
A Pre-Facelift-es E39 Touring hátulja

Az E39 az 5-ös sorozat negyedik generációja, amelyet 1995-2003 modellévekre gyártottak. Szedán karosszériában mutatták be, majd kombi karosszéria-típussal ("Touring" néven forgalmazva) 1996-ban. Az E39 volt az első 5-ös sorozat, amely alumínium alkatrészeket használt az első felfüggesztésben. Az alumíniumot használó alvázalkatrészek aránya jelentősen megnőtt az E39 esetében, a súlycsökkentés érdekében. Ez volt az első 5-ös sorozat is, ahol négyhengeres dízelmotor is elérhető volt. A V8-as modellek recirkulációs gömbkormányzást alkalmaztak (a korábbi 5-ös sorozat generációihoz hasonlóan), de fogasléces kormányzást először a négyhengeres és a hathengeres modelleknél alkalmaztak. Az E34 elődjétől és az E60 utódjától eltérően az E39 nem volt elérhető összkerékhajtással. Az E39 M5 szedánt 1998-ban mutatták be, 4,9 literes S62 V8-as motorral.

### Ötödik generáció (2003-2010)
- BMW E60 (sedan)
- BMW E61 (touring)

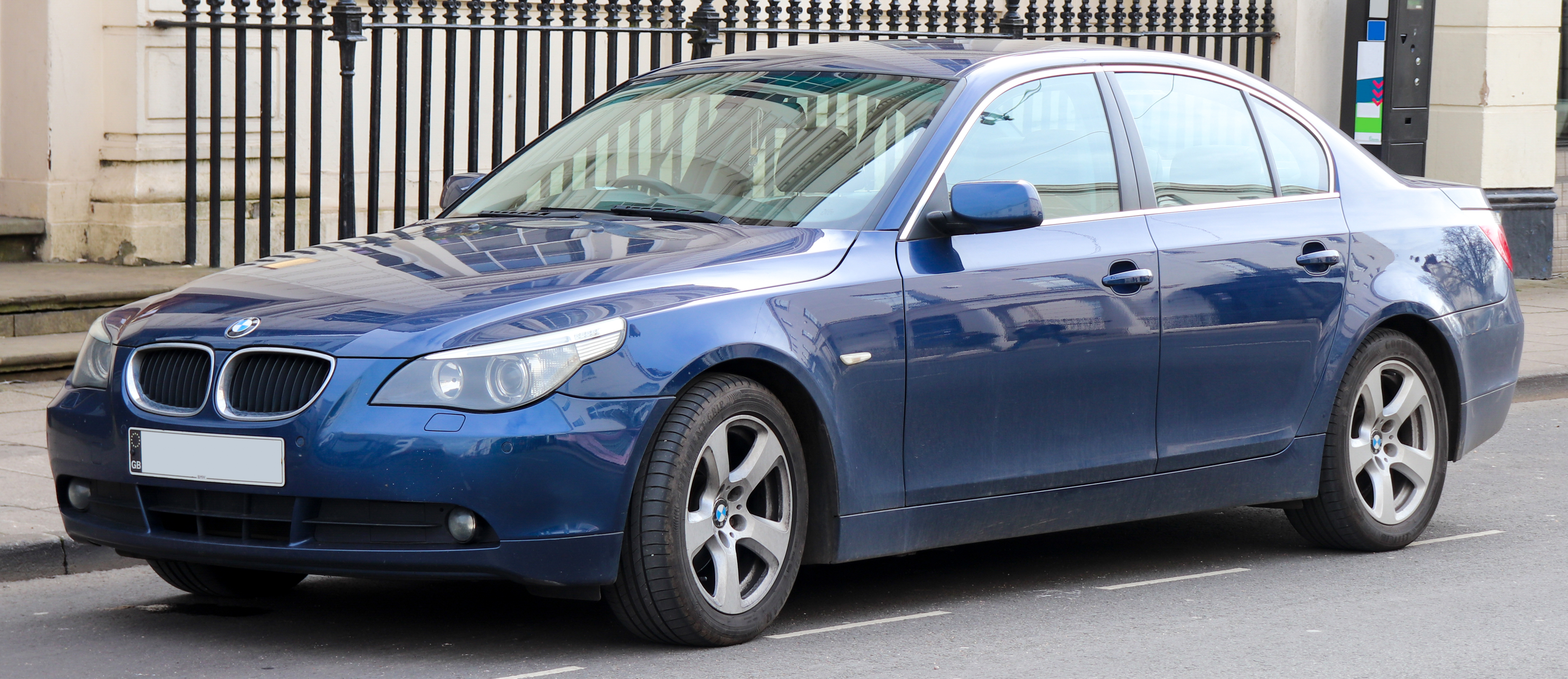
BMW E60 eleje
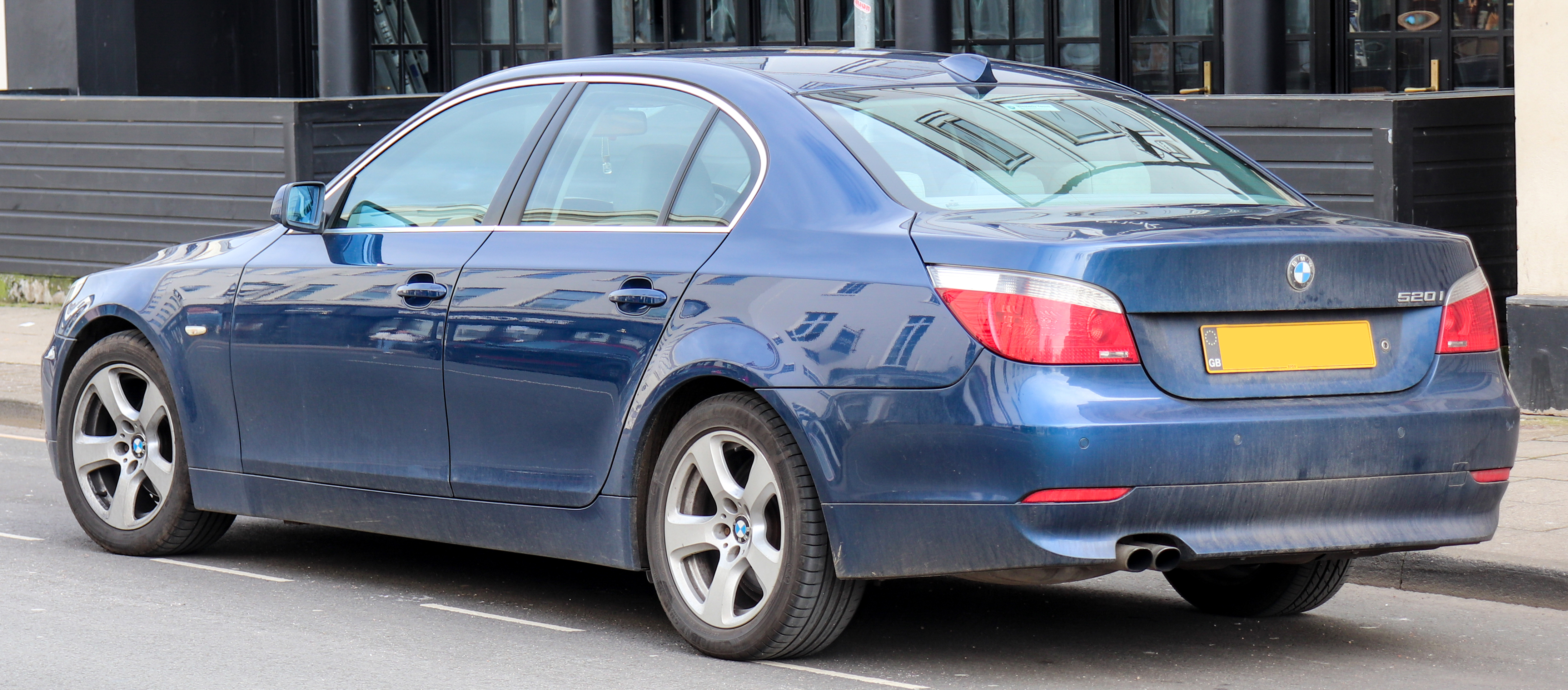
BMW E60 hátulja
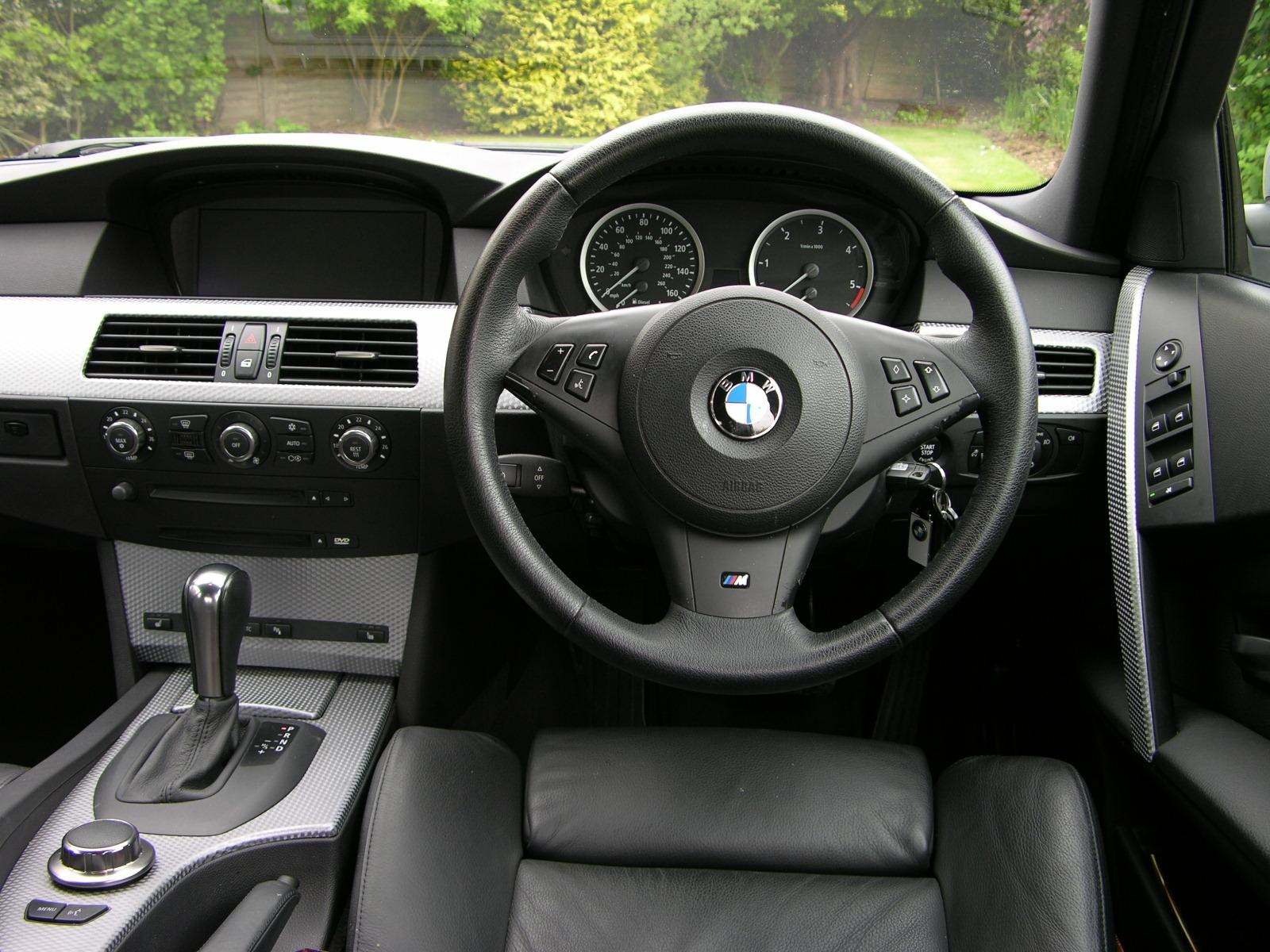
A belseje
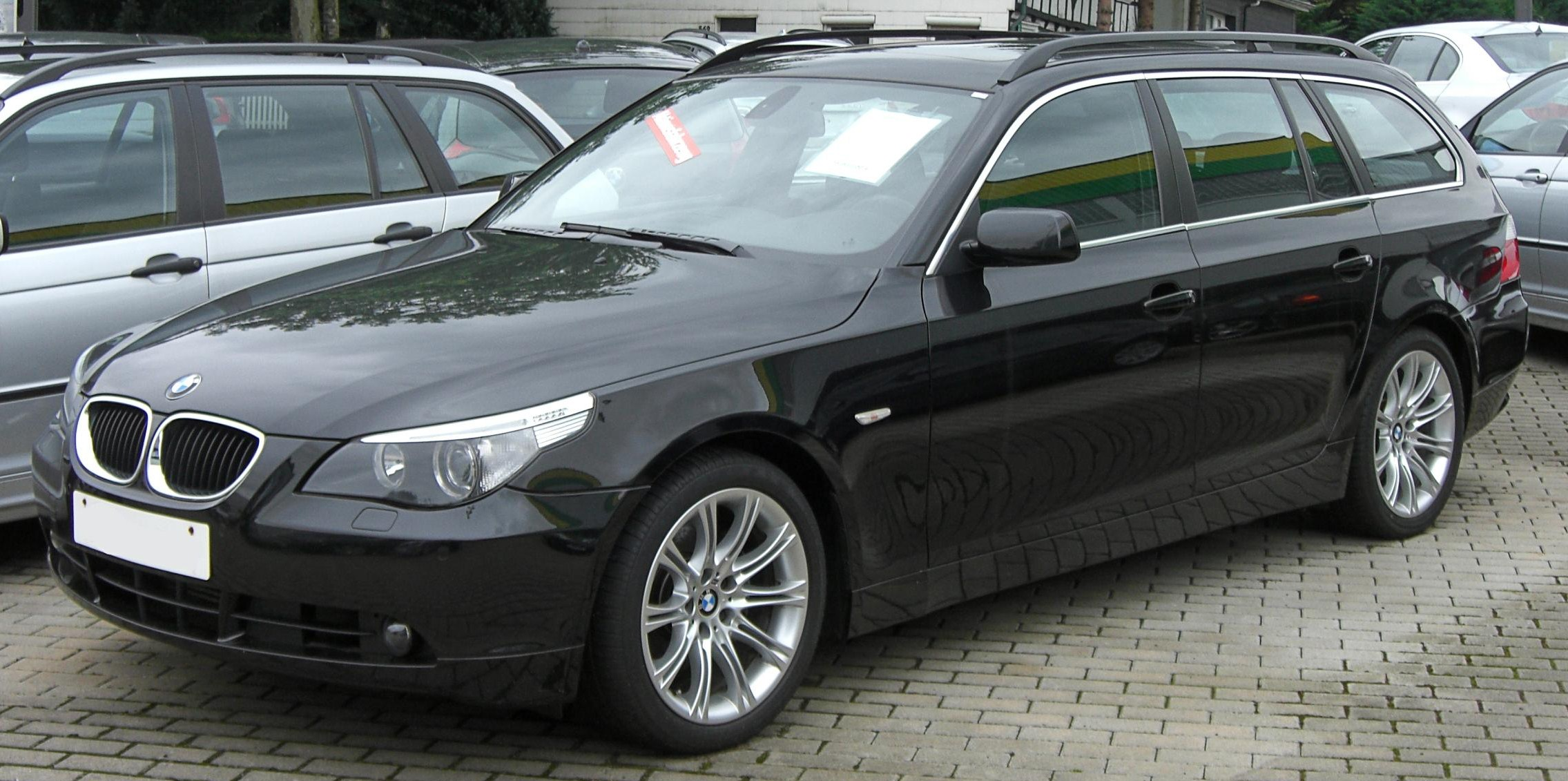
BMW E61 eleje
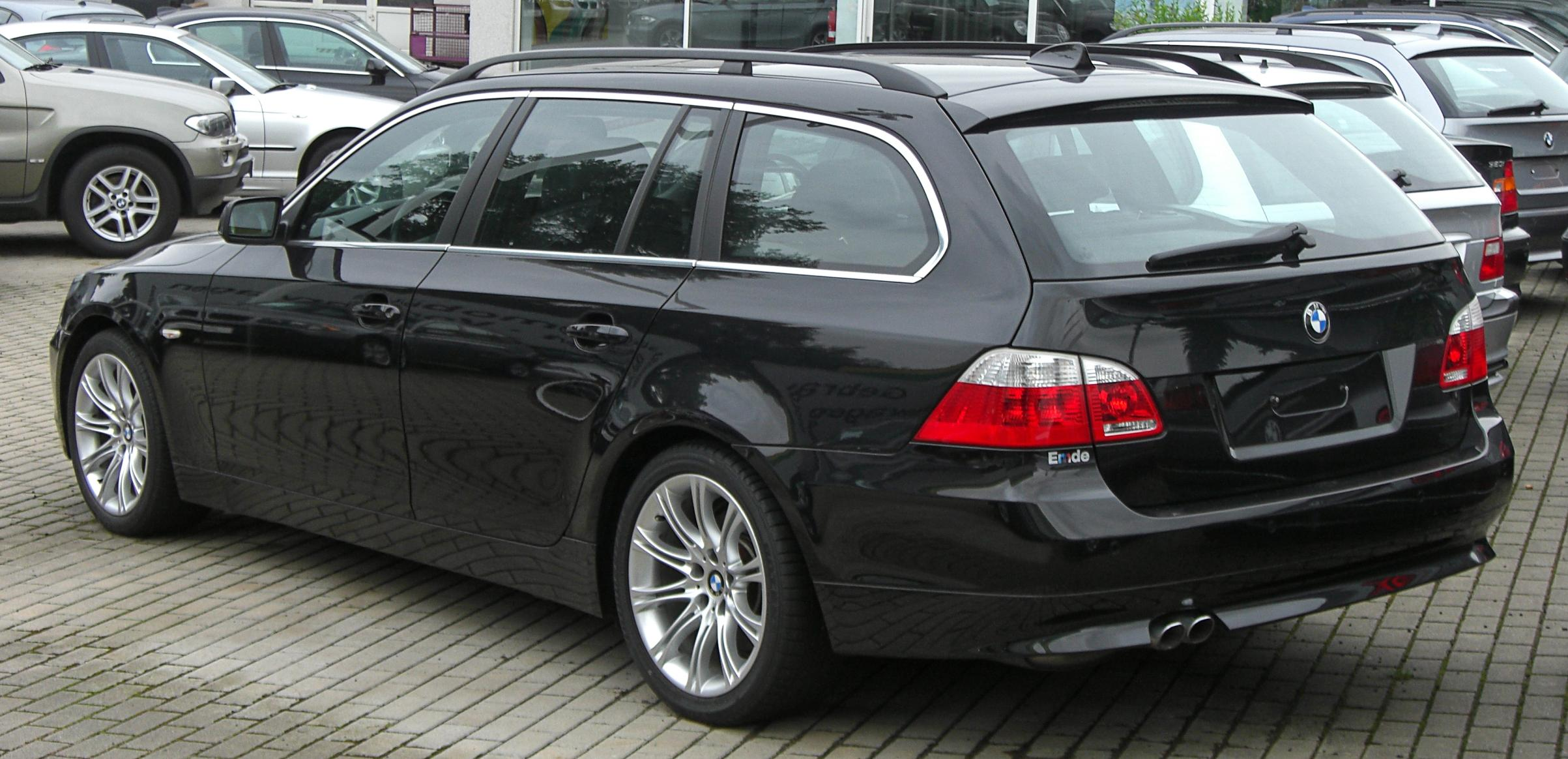
BMW E61 hátulja
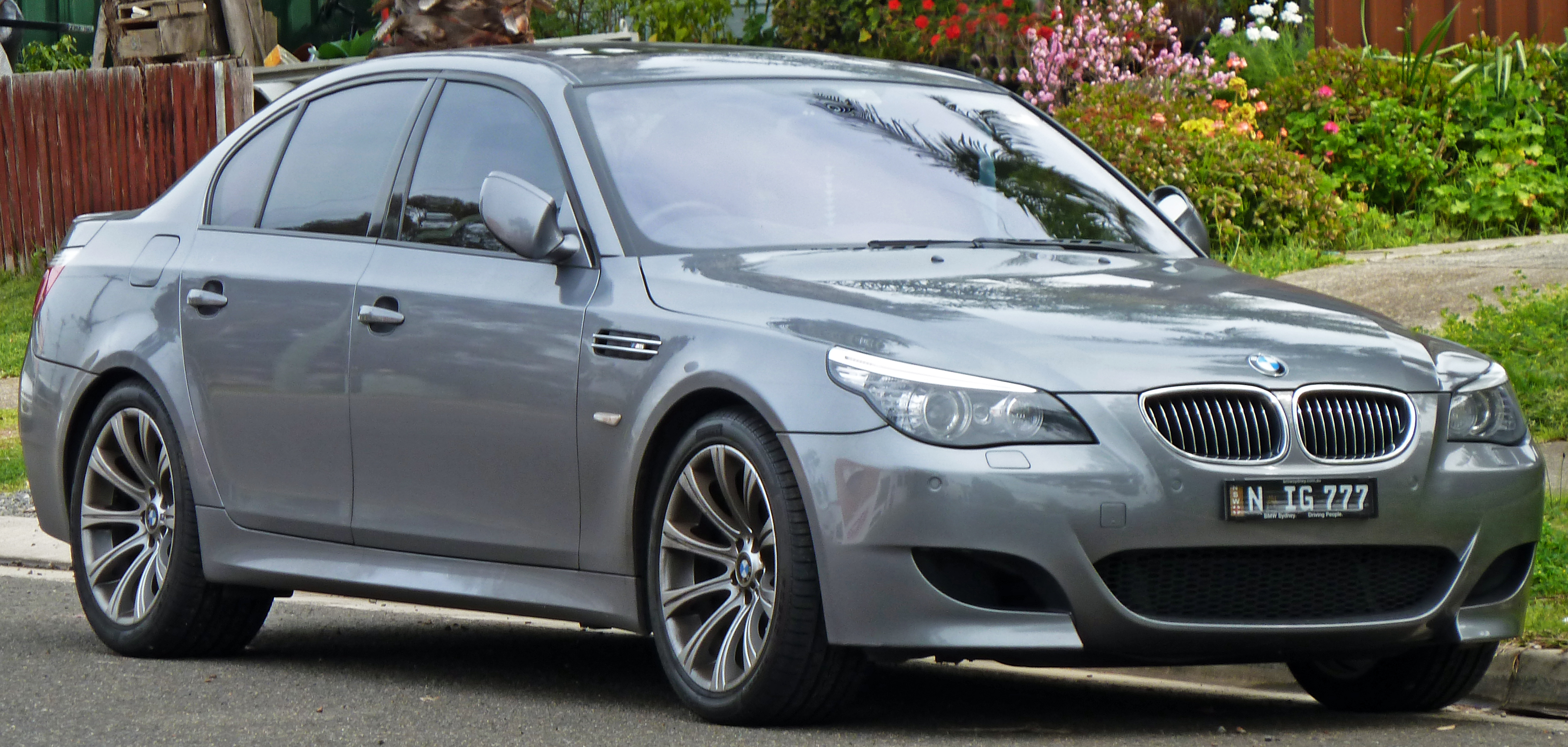
M-pakettes BMW E60 eleje
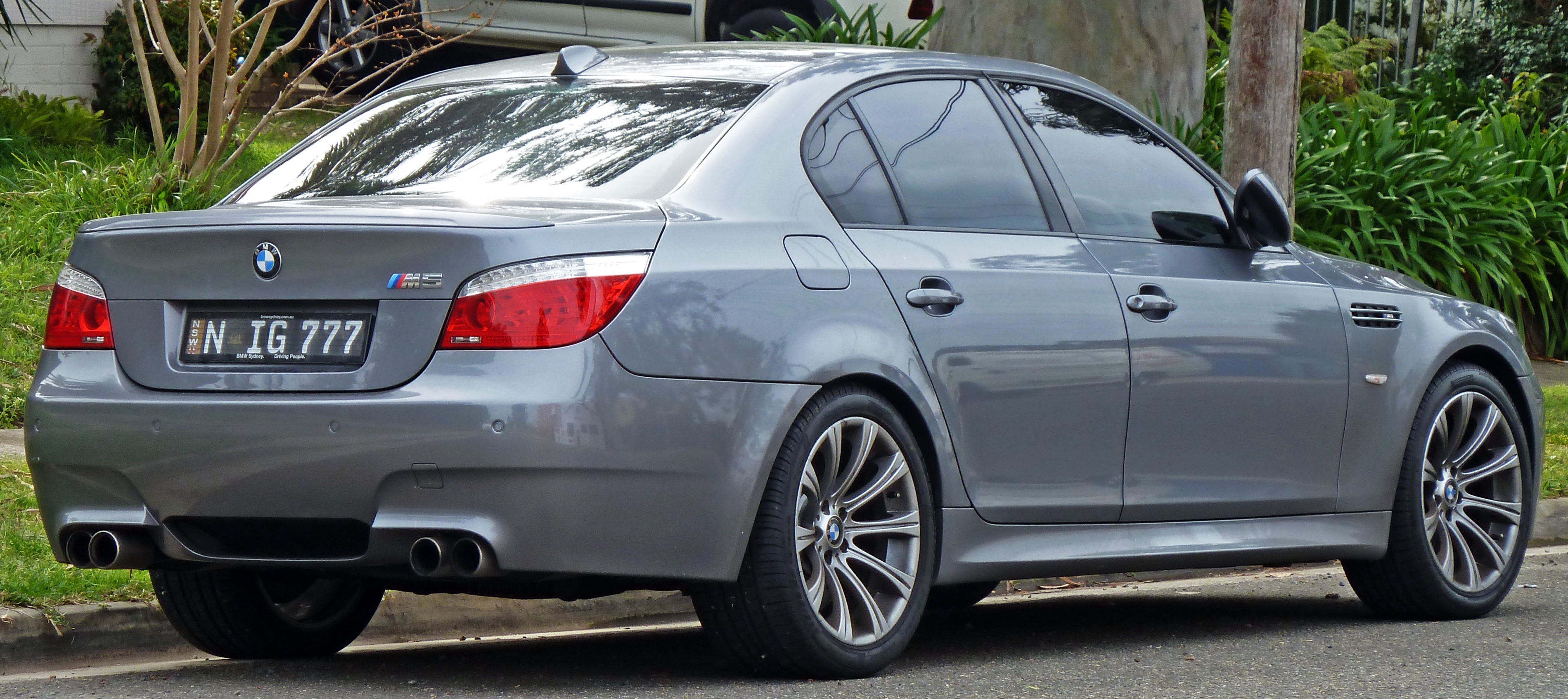
M-pakettes BMW E60 hátulja
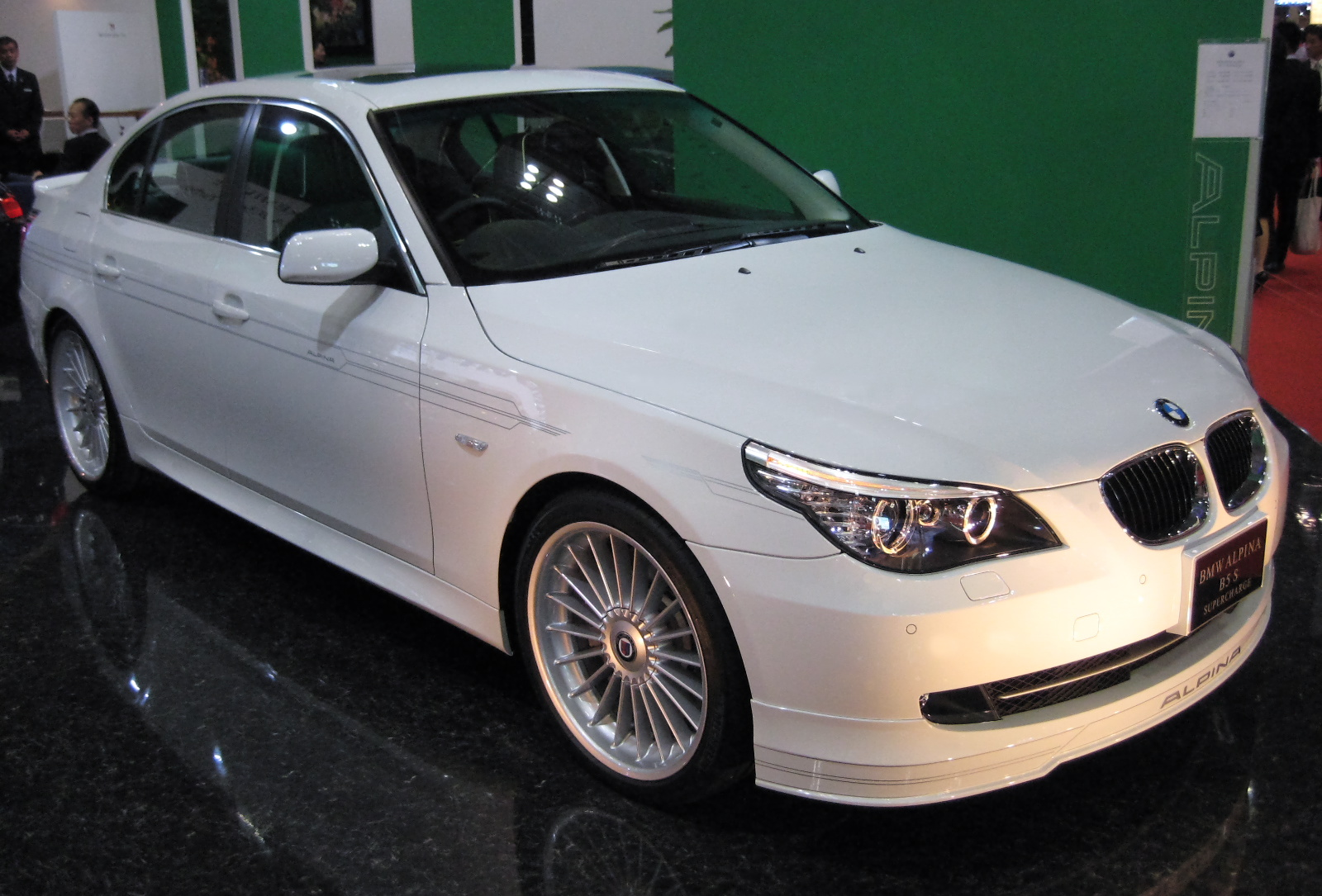
Alpina B5 S
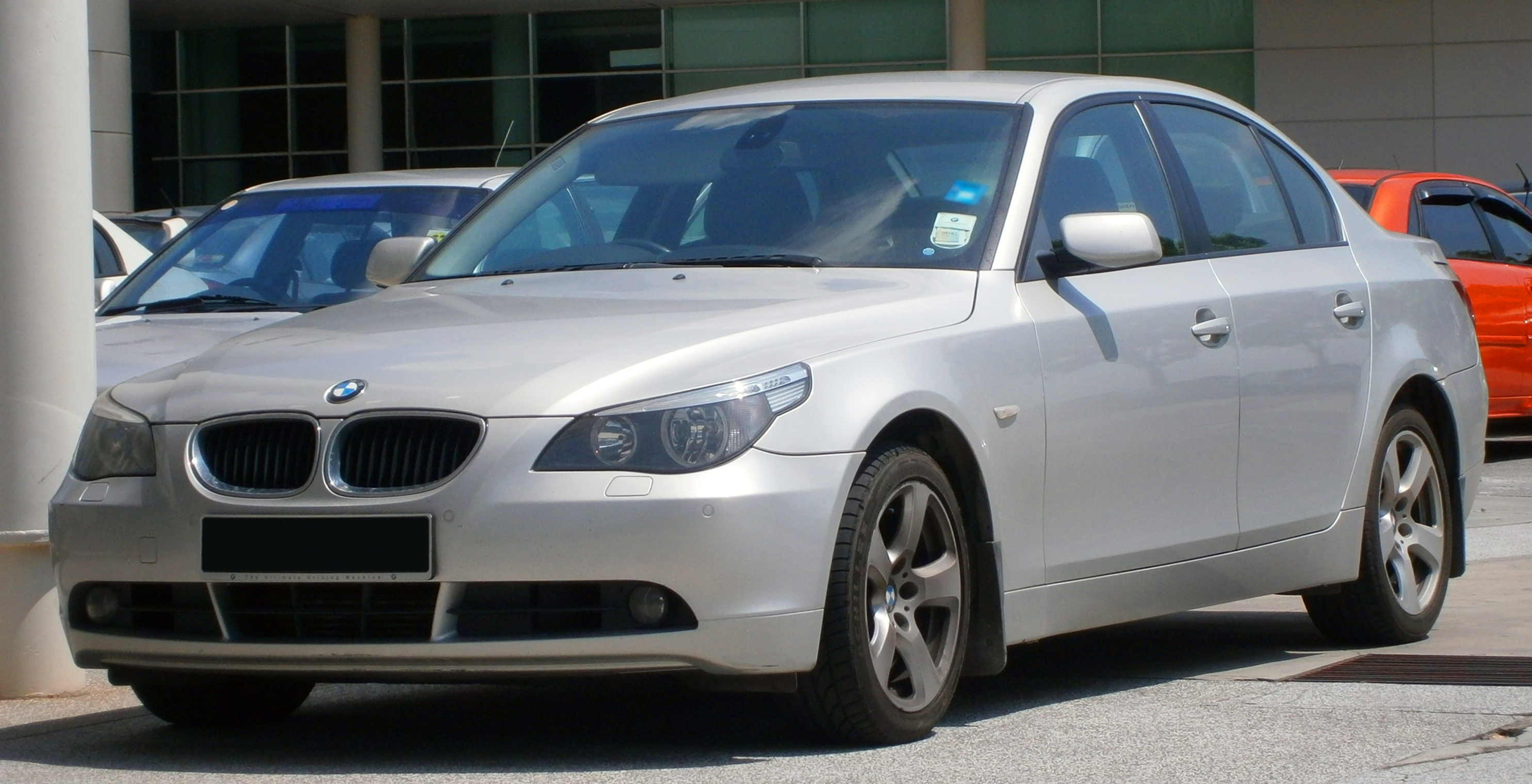
A Pre-Facelift-es BMW E60 eleje
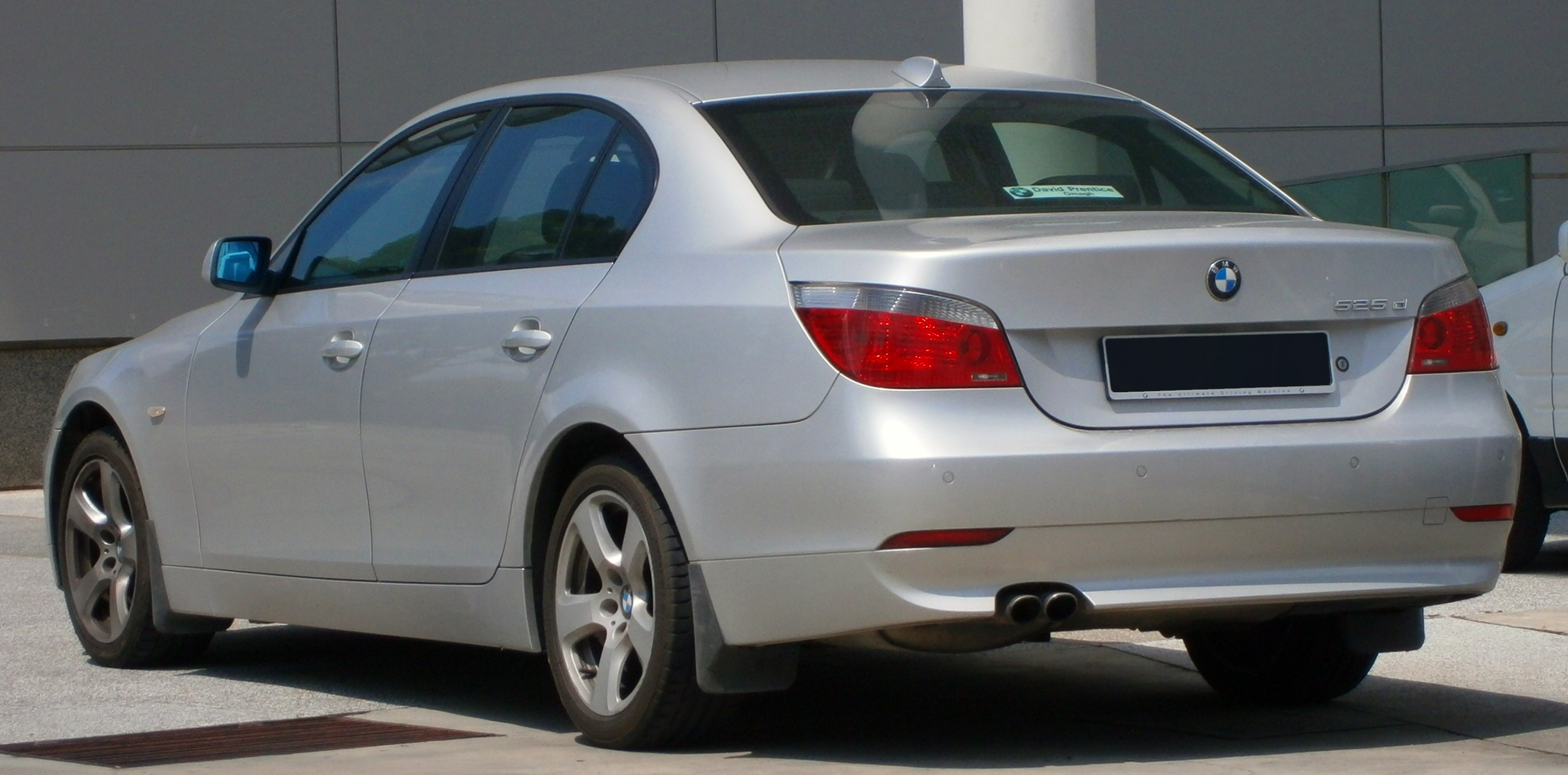
A Pre-Facelift-es BMW E60 hátulja

Az E60/E61 az 5-ös sorozat ötödik generációja, amelyet 2003 és 2010 között árultak.
A termékcsalád karosszériái:
- 4 ajtós szedán/limuzin (E60 típuskód)
- 5 ajtós kombi (E61 modellkód, "Touring" néven forgalmazzák).

Az E60 generáció különféle elektronikus funkciókat mutatott be az 5-ös sorozatban, köztük az iDrive-ot, a head-up kijelzőt, az aktív sebességtartó automatikát, az aktív kormányzást és a hangvezérlést. Az E60 volt az első 5-ös sorozat is, amely turbófeltöltős benzinmotorral, 6 sebességes automata sebességváltóval és regeneratív fékkel volt kapható. Az E60 új biztonsági funkciói közé tartoznak az adaptív fényszórók, az éjszakai látás, az aktív fejtámlák, a sávelhagyásra figyelmeztető rendszer és a nagy intenzitású vészféklámpák. Az E60/E61 M5 2005-ben jelent meg, és az S85 V10-es motor hajtotta. Szedán és kombi karosszéria kivitelben adták el, a legtöbb autó hétfokozatú automata kézi sebességváltóval ("SMG III") volt. Az észak-amerikai piacokon azonban lehetőség volt a BMW M5 kézi változatban történő megvásárlására.

### Hatodik generáció (2010-2017)
- BMW F07 (GT)
- BMW F10 (sedan)
- BMW F11 (touring)
- BMW F18 (hosszabb tengely távú sedan)

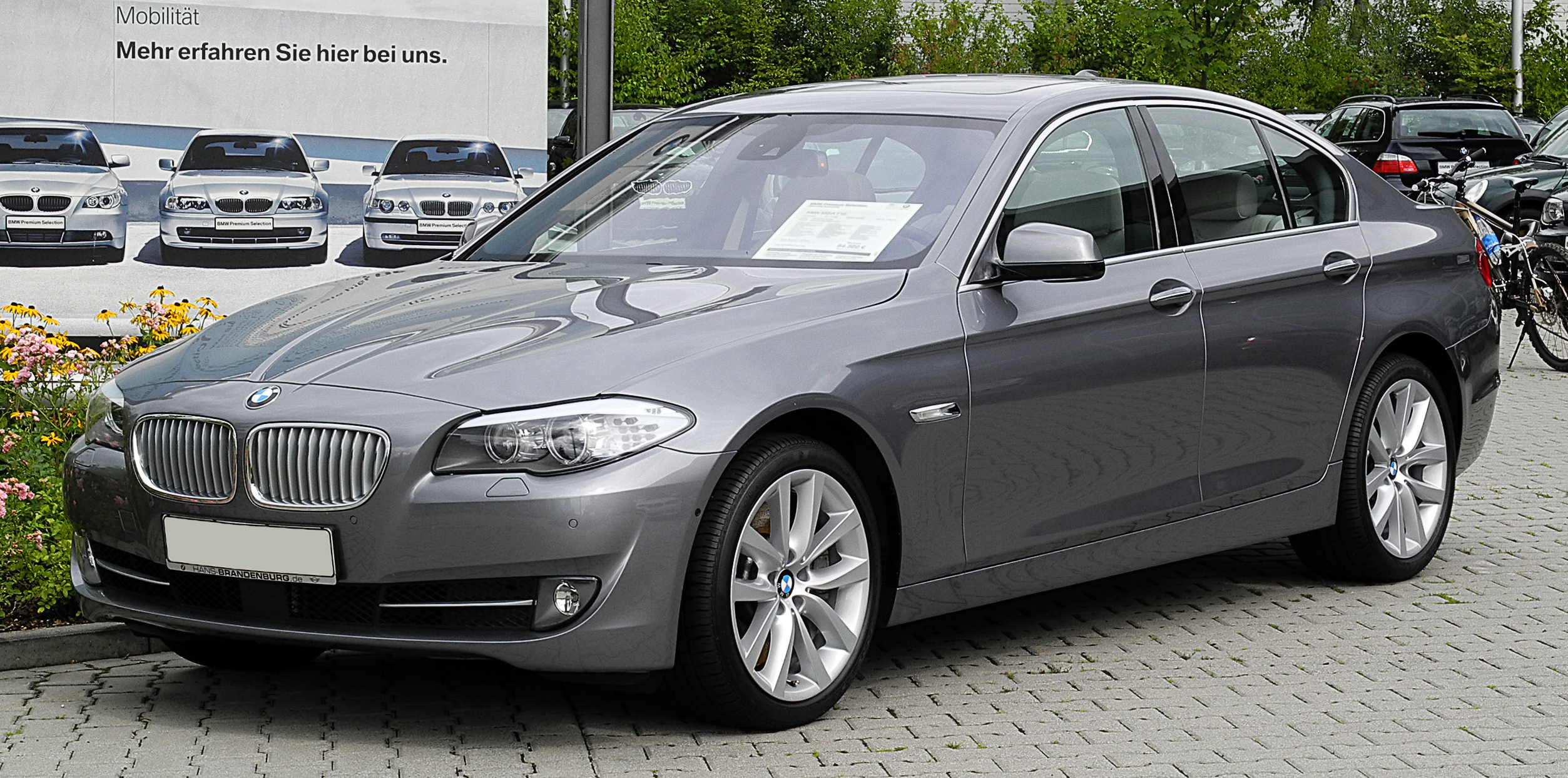
BMW F10 eleje
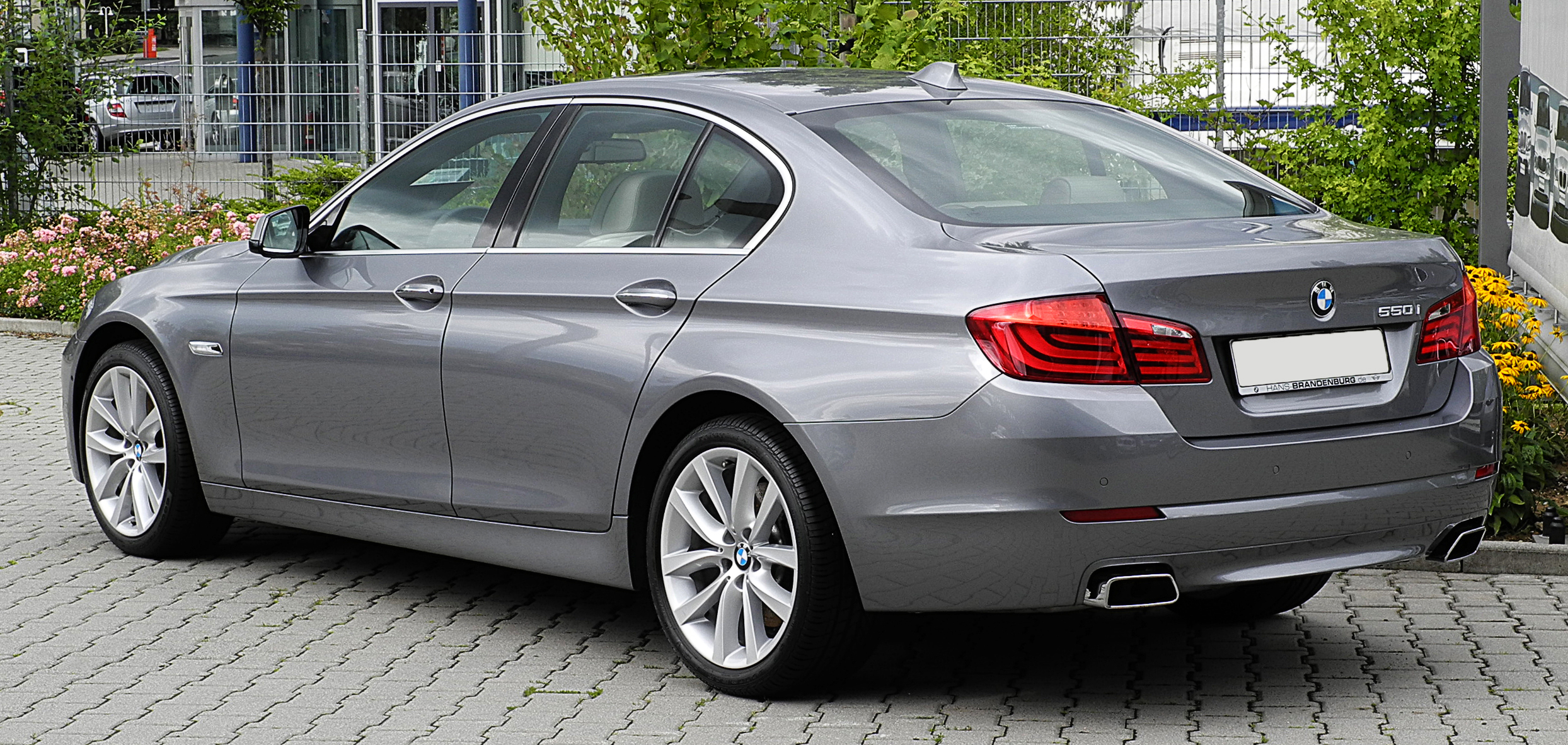
BMW F10 hátulja
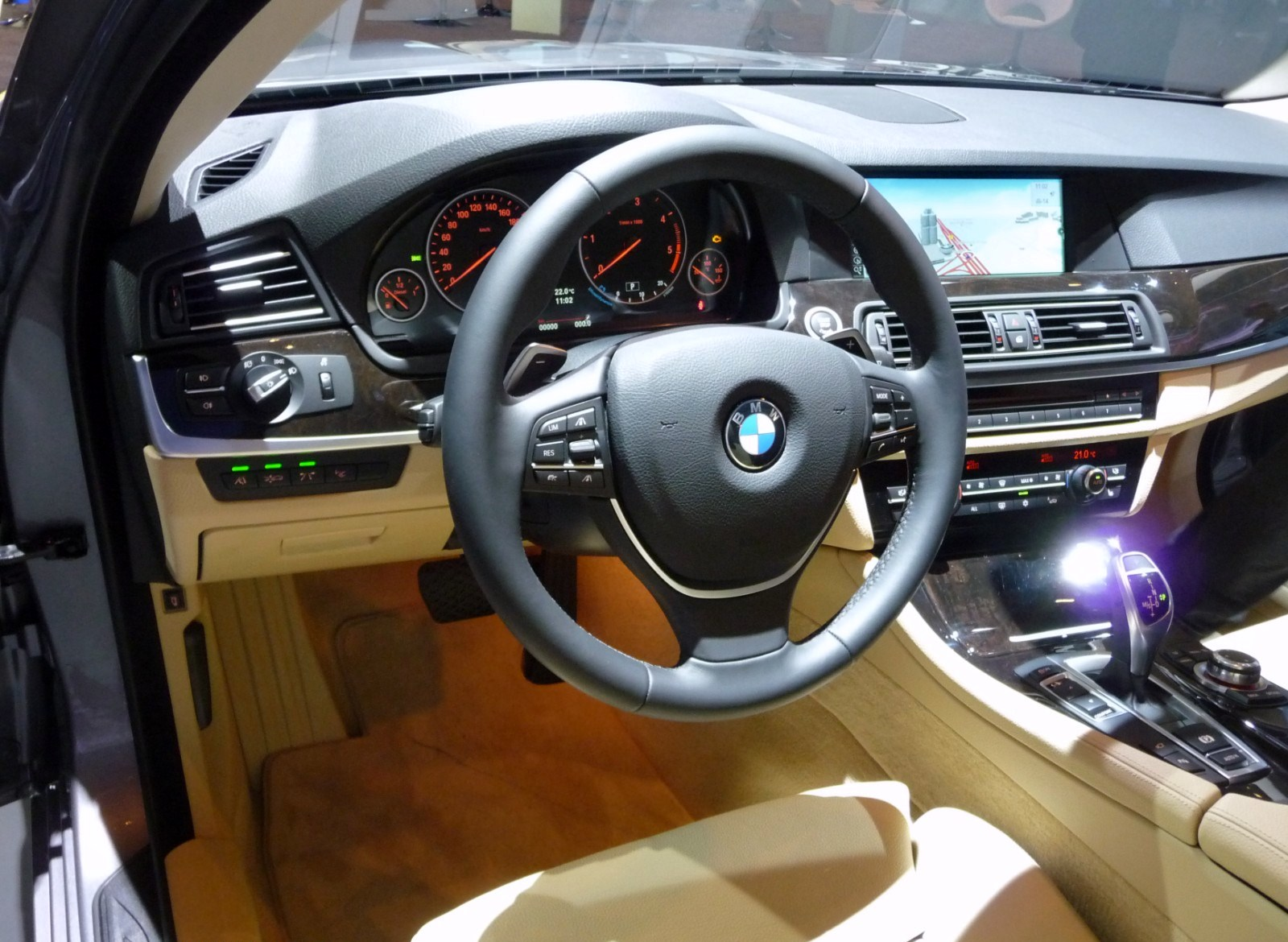
A belseje
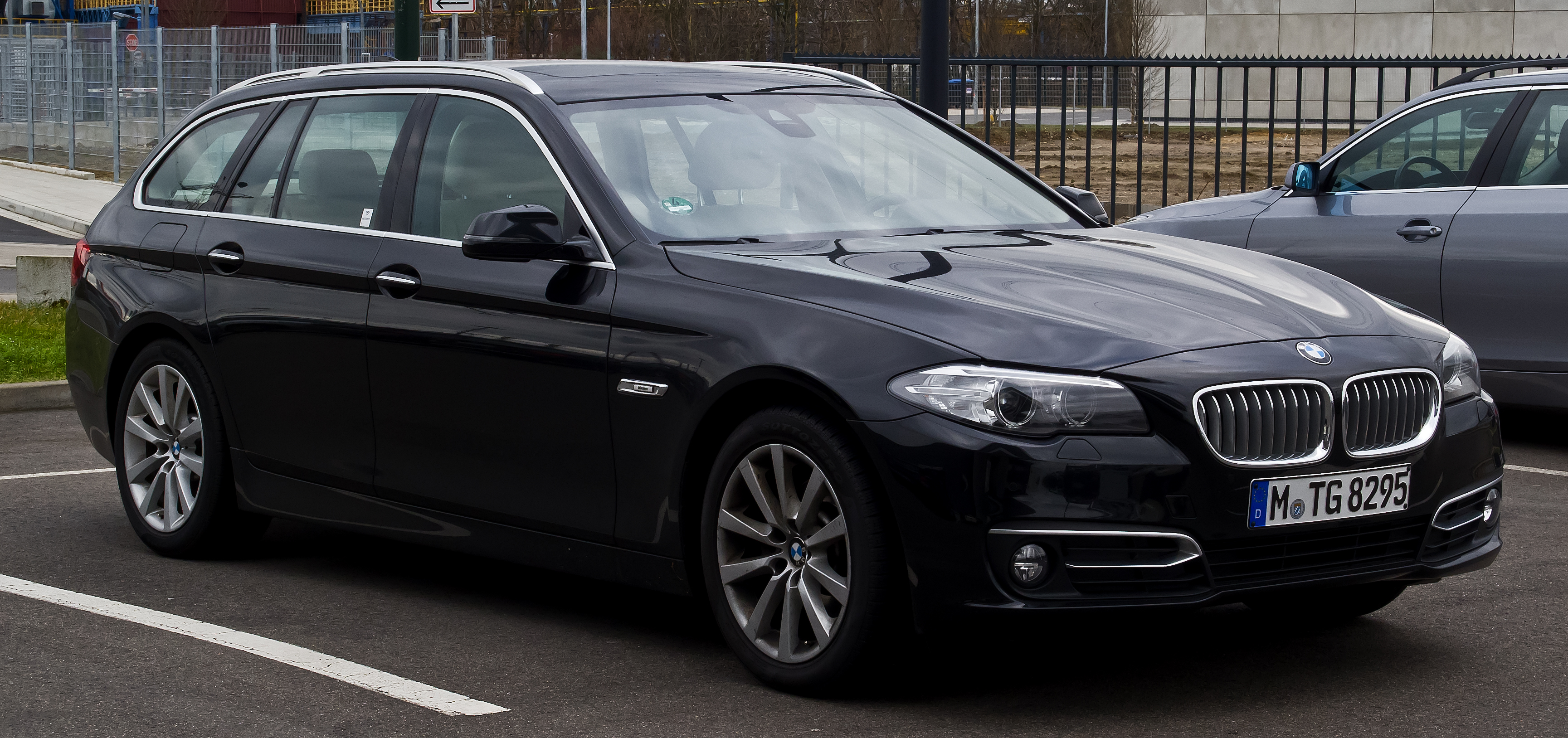
BMW F11 eleje
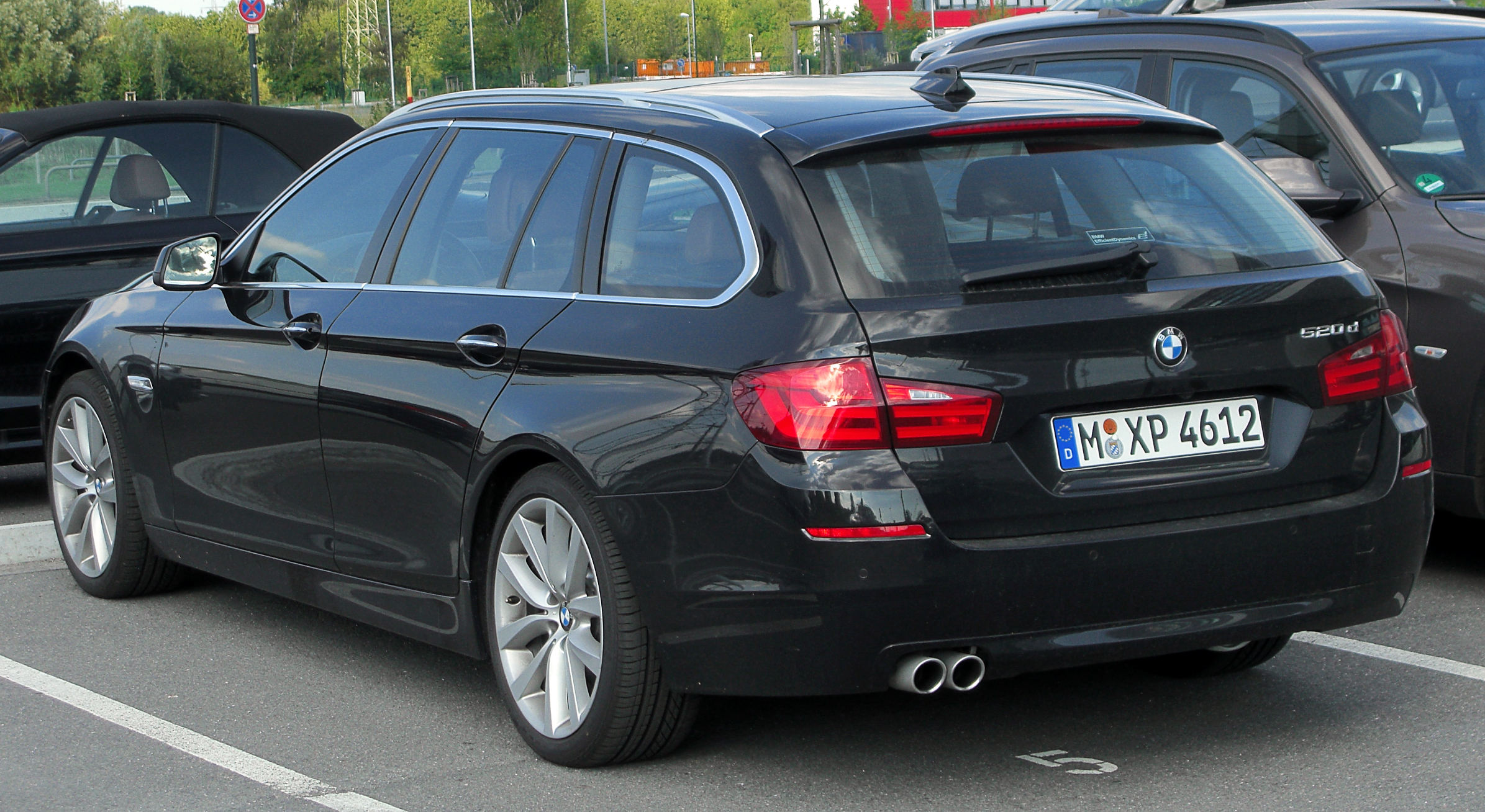
BMW F11 hátulja
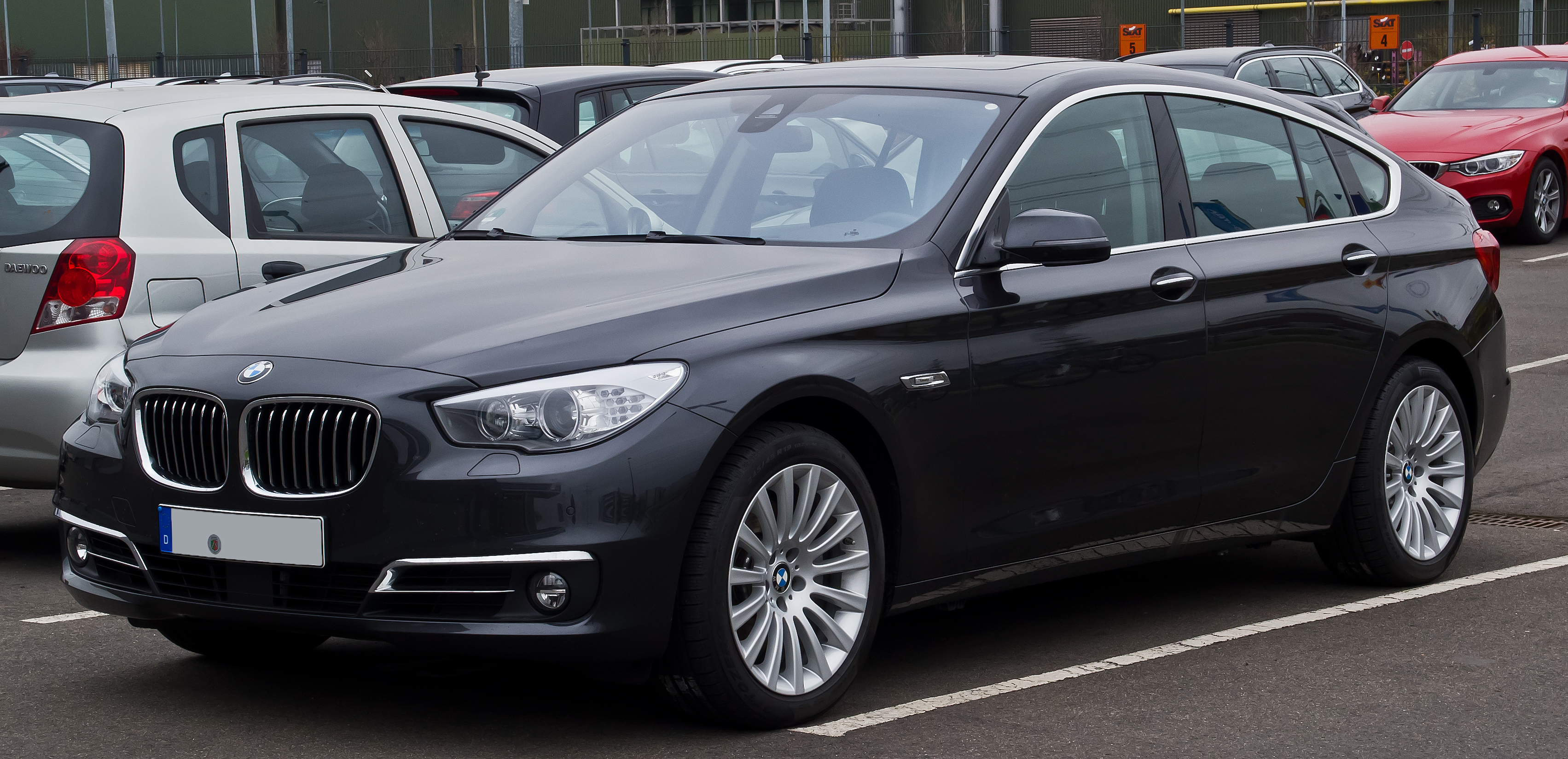
BMW F07 eleje
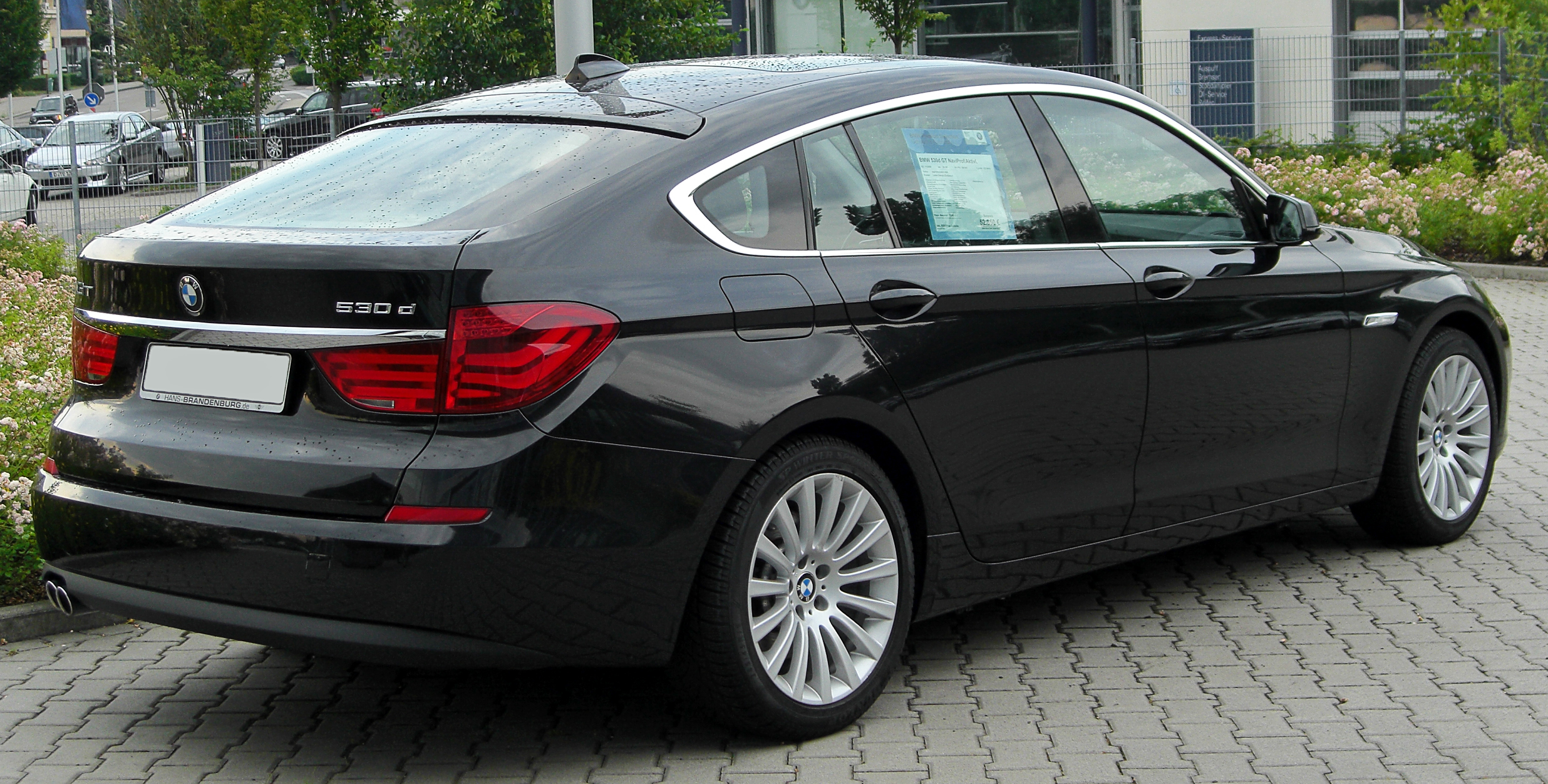
BMW F07 hátulja
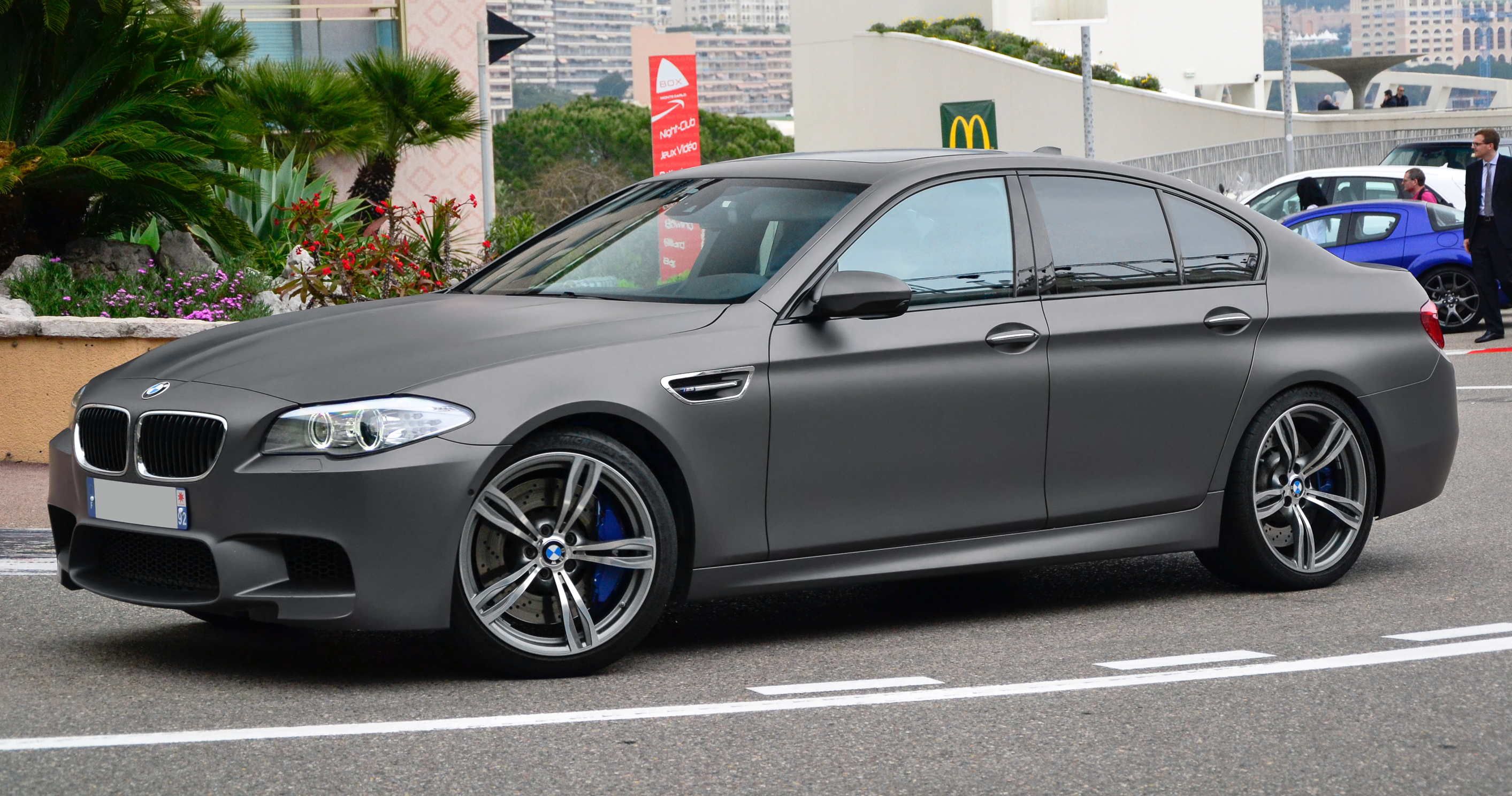
M-pakettes BMW F10 eleje
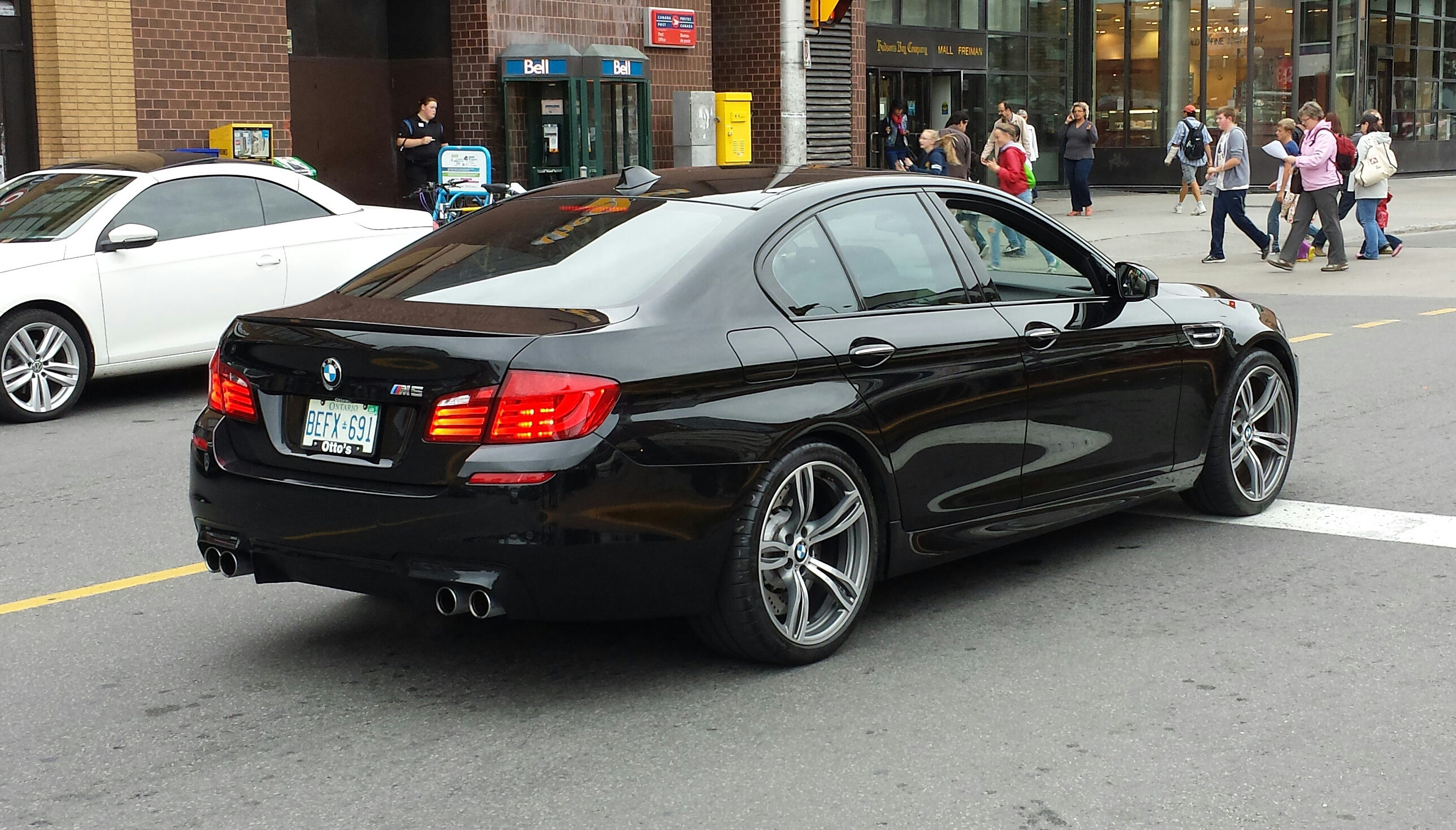
M-pakettes BMW F10 hátulja
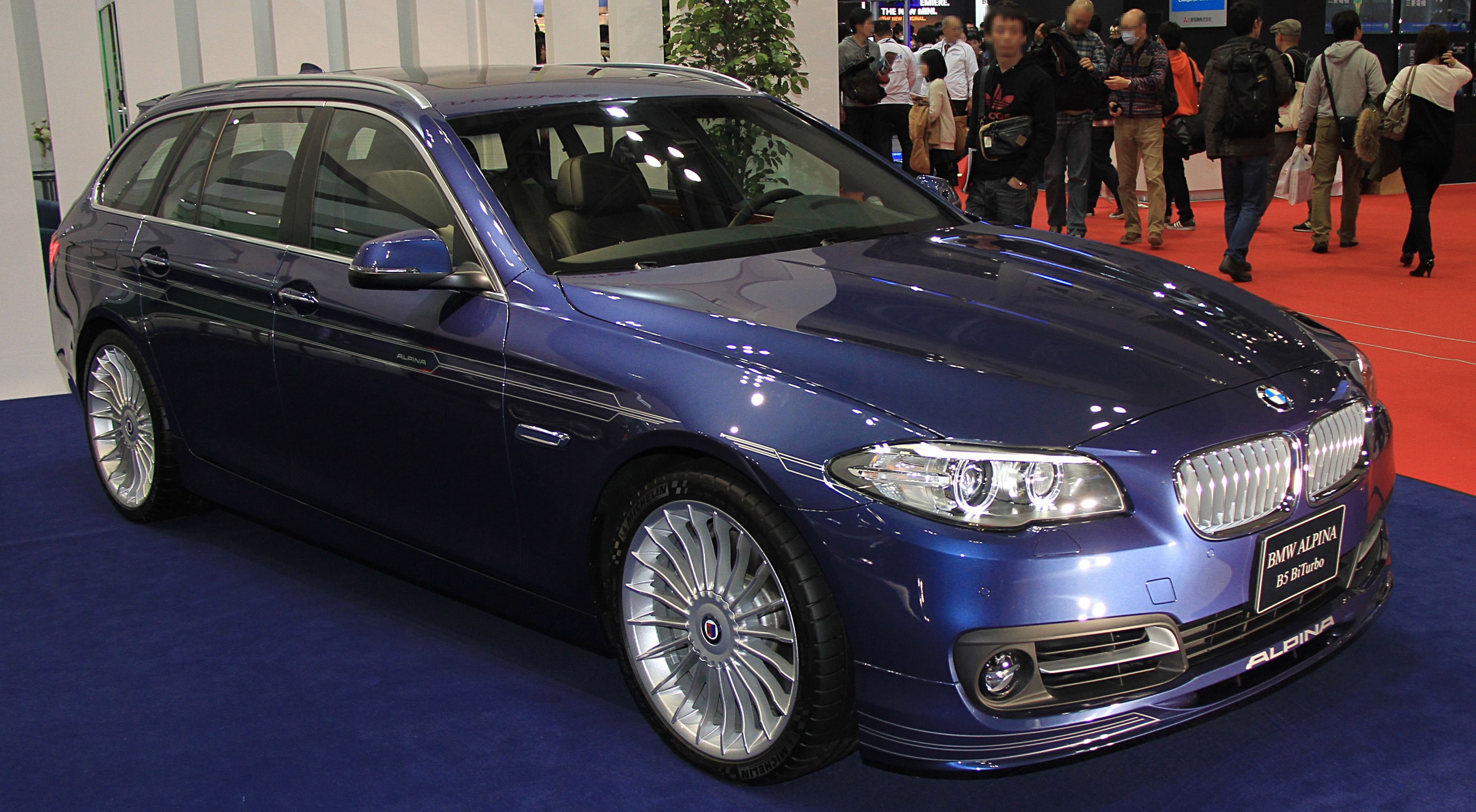
Alpina B5 BiTurbo Touring
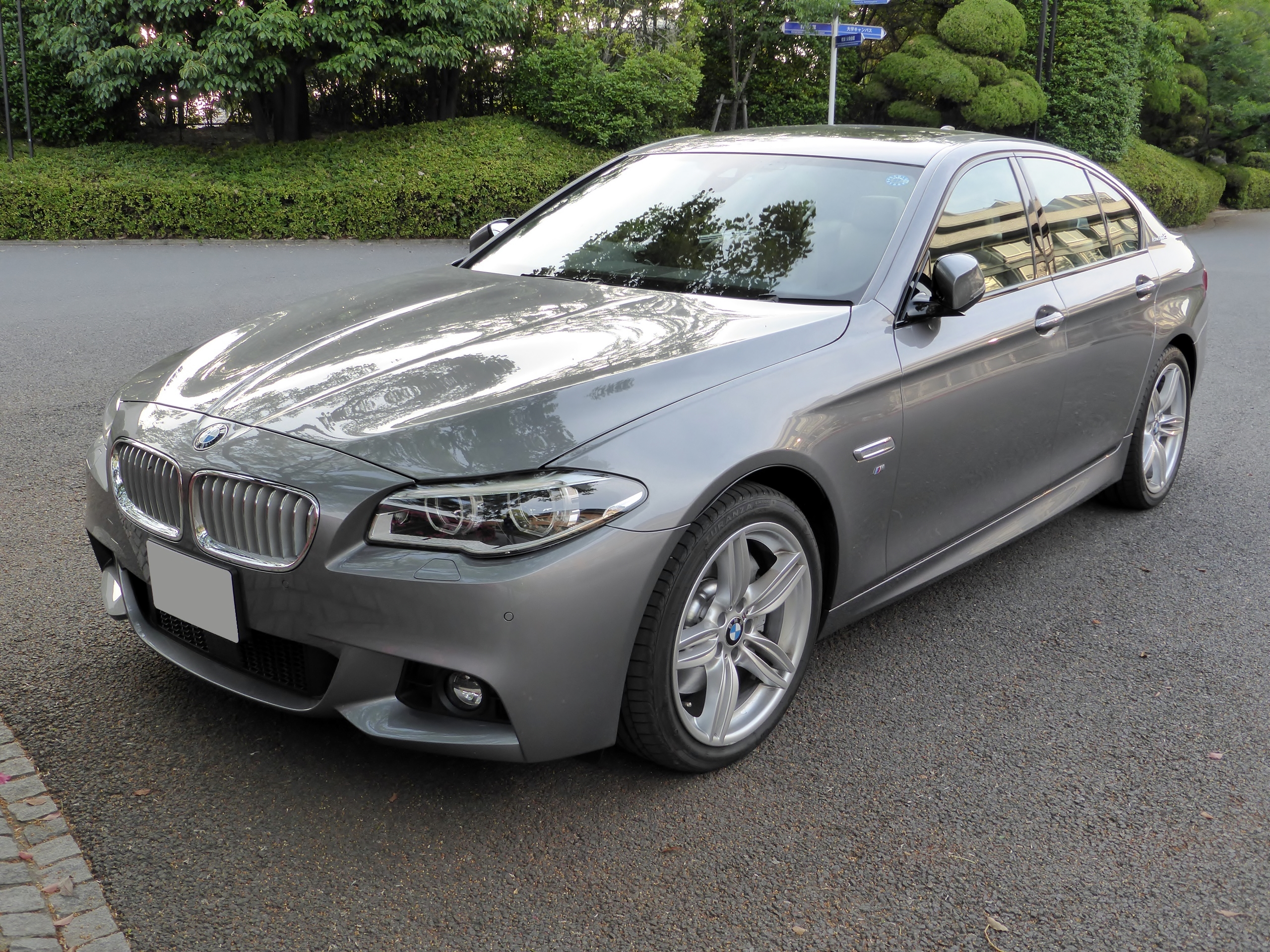
BMW F10 ActiveHybrid5

A BMW F10/F11/F07/F18 a BMW 5-ös sorozat hatodik generációja, amelyet a 2010-2017-es modellévekre gyártottak.
A termékcsalád karosszériái a következők:
- 4 ajtós szedán/limuzin (F10)
- 5 ajtós kombi (F11, "Touring" néven forgalmazzák)
- 5 ajtós gyorshátú (F07, "Gran Turismo" néven forgalmazzák)
- 4 ajtós, hosszú tengelytávú szedán (F18, csak Kínában és a Közel-Keleten értékesítik)

Az F07 Gran Turismo volt az egyetlen 5-ös sorozat, amelyet gyorshátúként gyártottak. Az F10 volt az első 5-ös sorozat, amely hibrid hajtásláncot, turbófeltöltős V8-as motort, 8-fokozatú automata sebességváltót, duplakuplungos sebességváltót (az összes f10-es sorozatban), aktív hátsókerék-kormányzást (az úgynevezett "integrált aktív kormányzást"), elektromos szervokormány, dupla lengőkaros első felfüggesztés, LCD műszercsoport (az úgynevezett "fekete paneles kijelző") és automatikus parkolás ("parkolóasszisztens") kínált. Az F10 M5-öt az S63 ikerturbós V8-as motor hajtotta hétfokozatú duplakuplungos sebességváltóval. Ez volt az első M5-ös, amely turbófeltöltős motort használt. Az előző generációhoz hasonlóan az F10 M5-öt Észak-Amerikában kézi sebességváltóval értékesítették.

### Hetedik generáció (2016-)
- BMW G30 (sedan)
- BMW G31 (touring)
- BMW G38 (hosszabb tengely távú sedan)

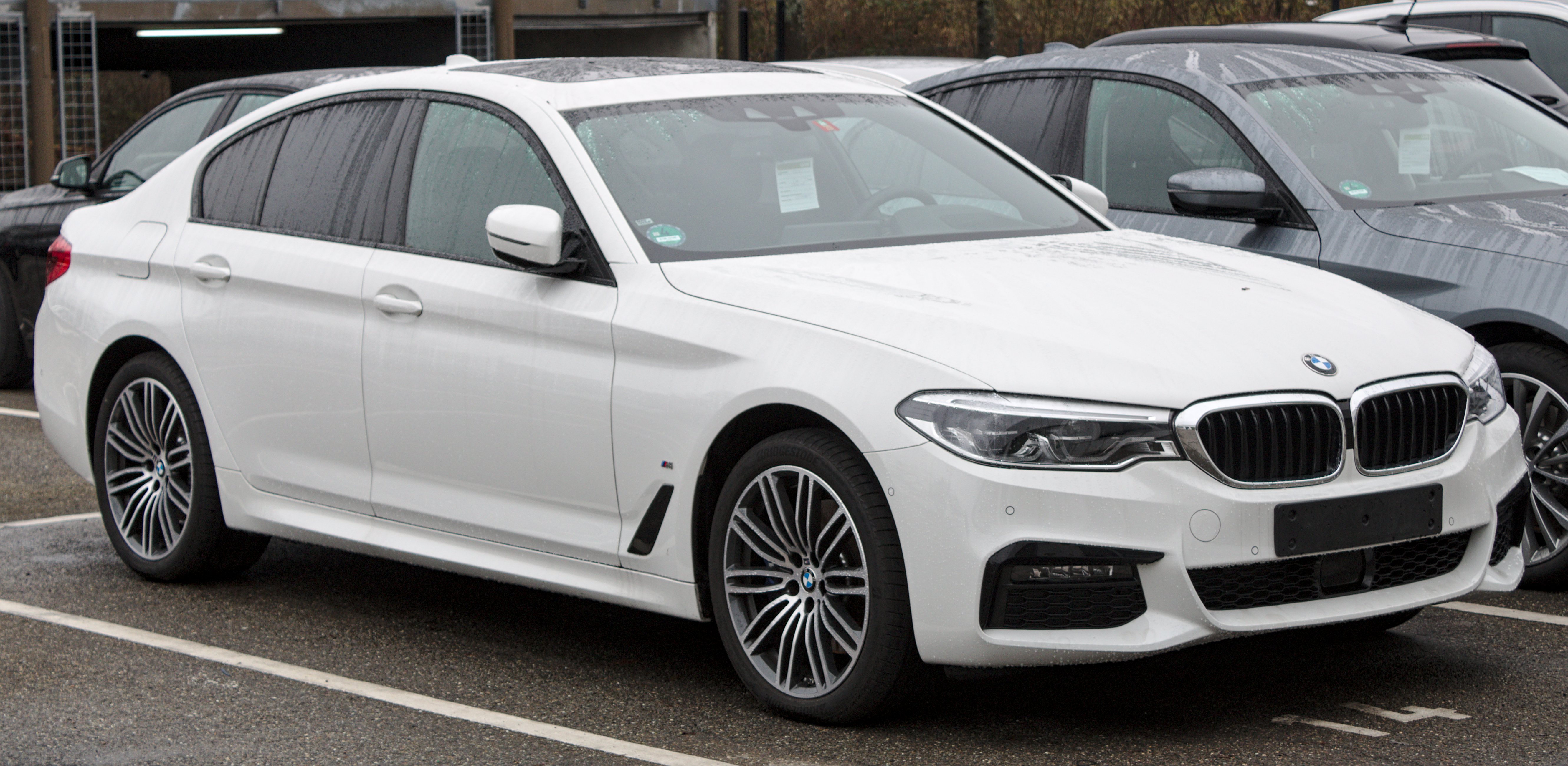
BMW G30 eleje
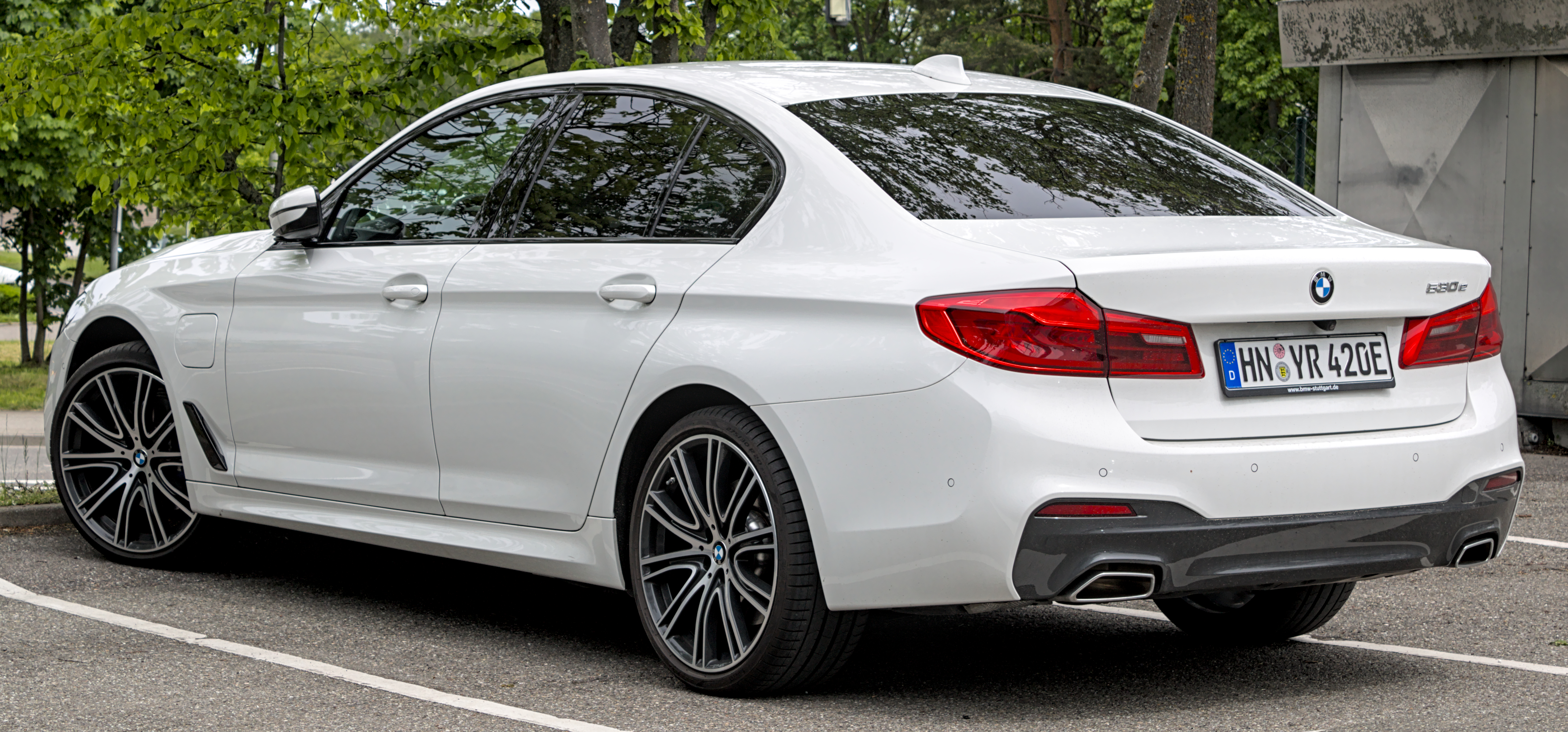
BMW G30 hátulja
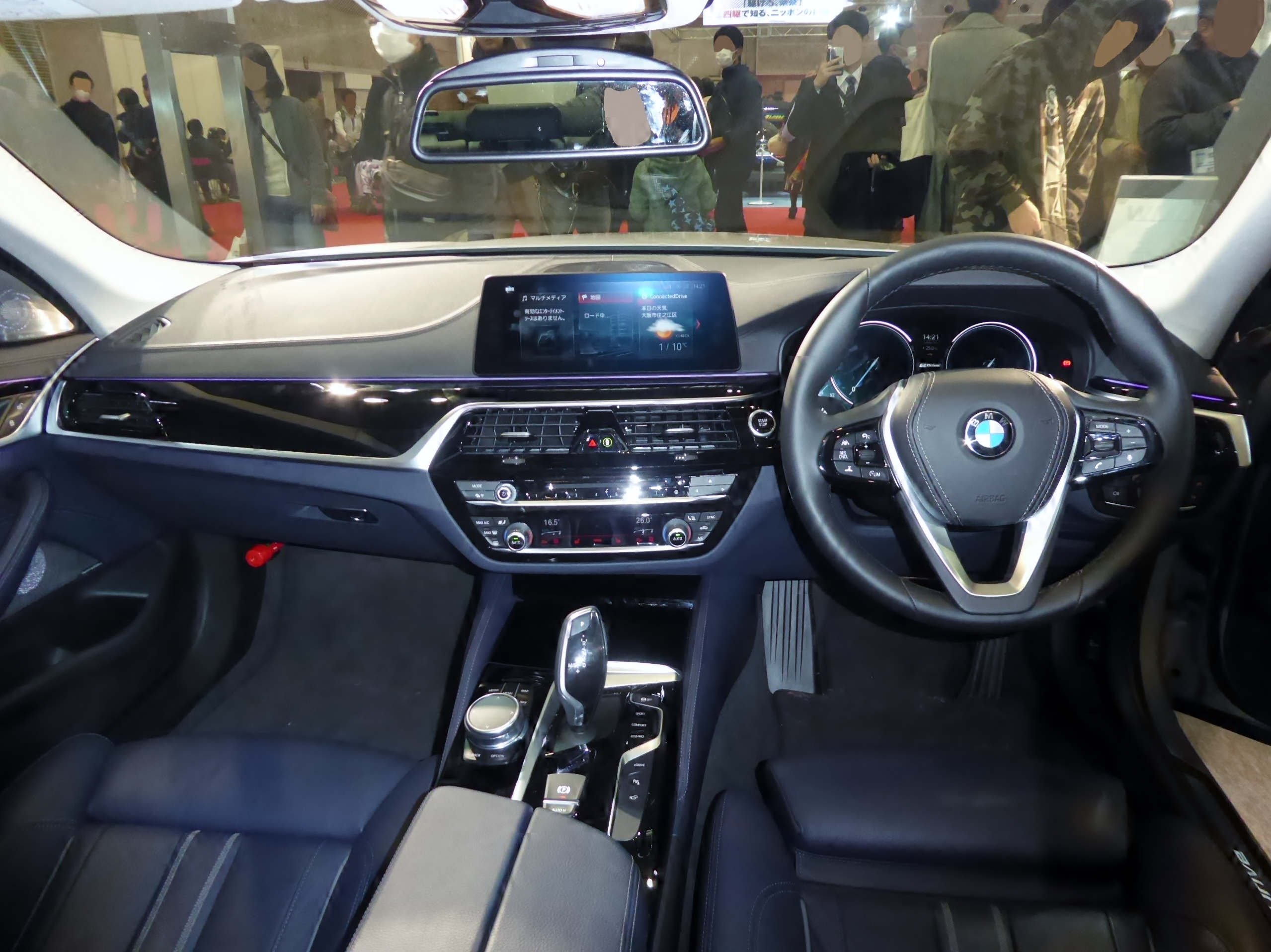
A belseje
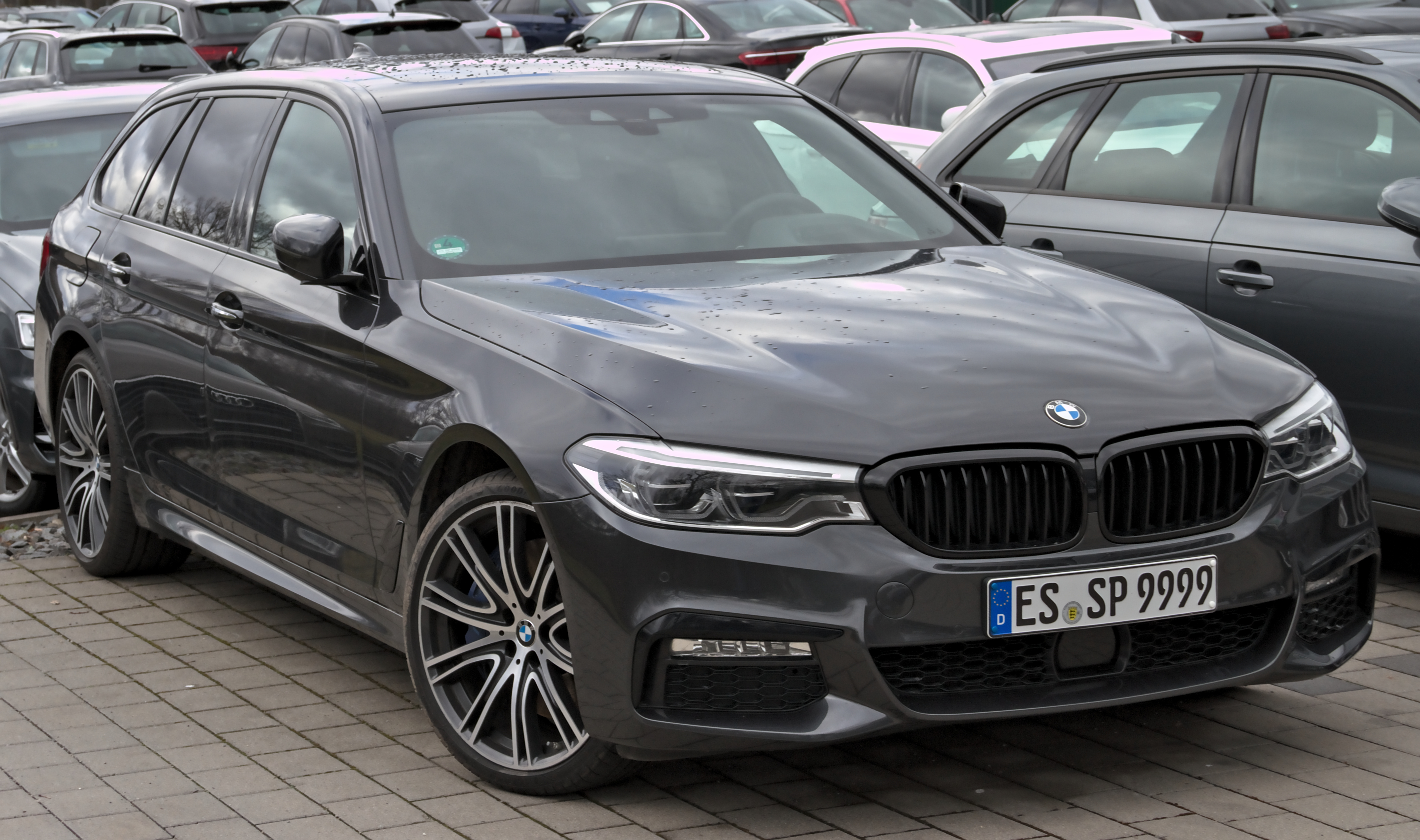
BMW G31 eleje
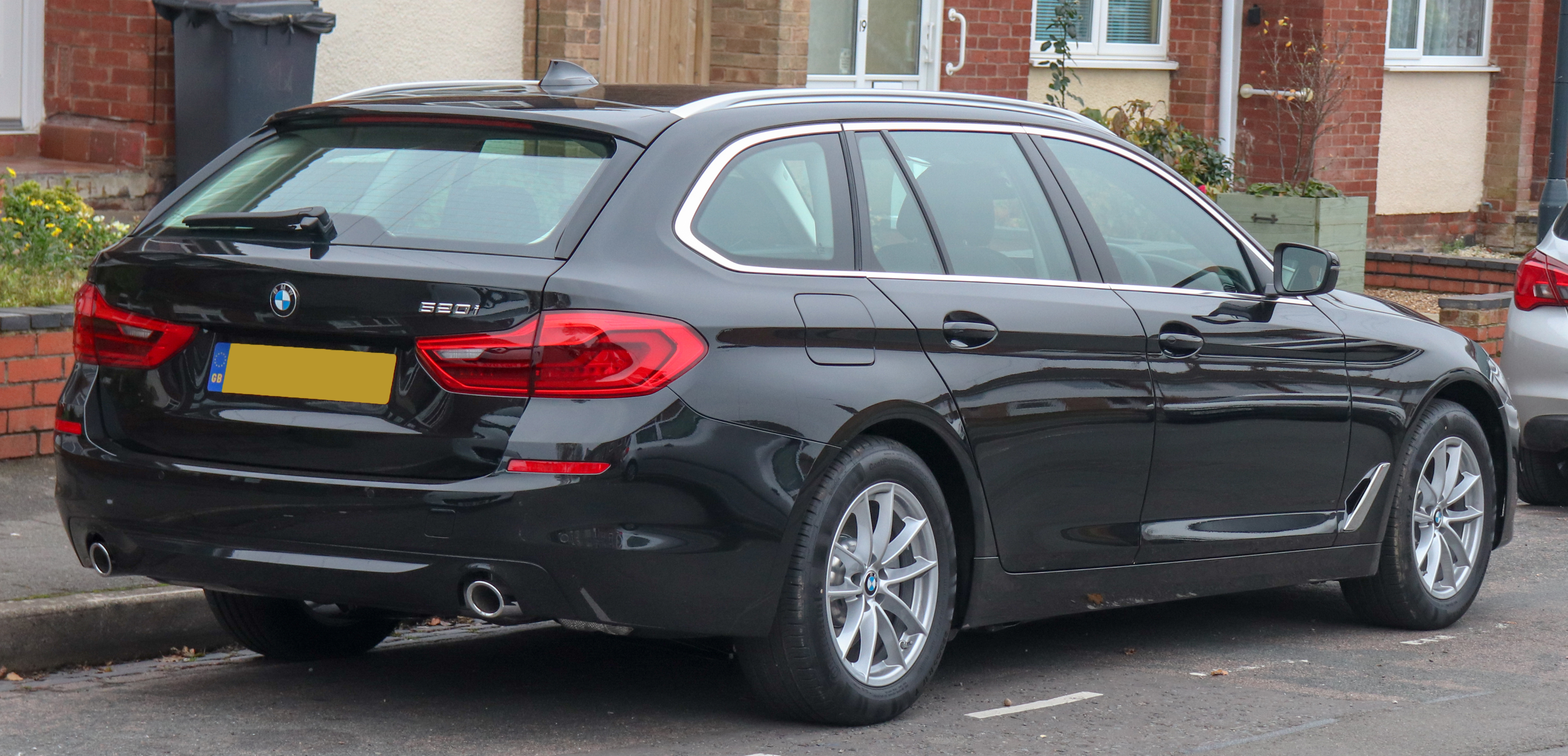
BMW G31 hátulja
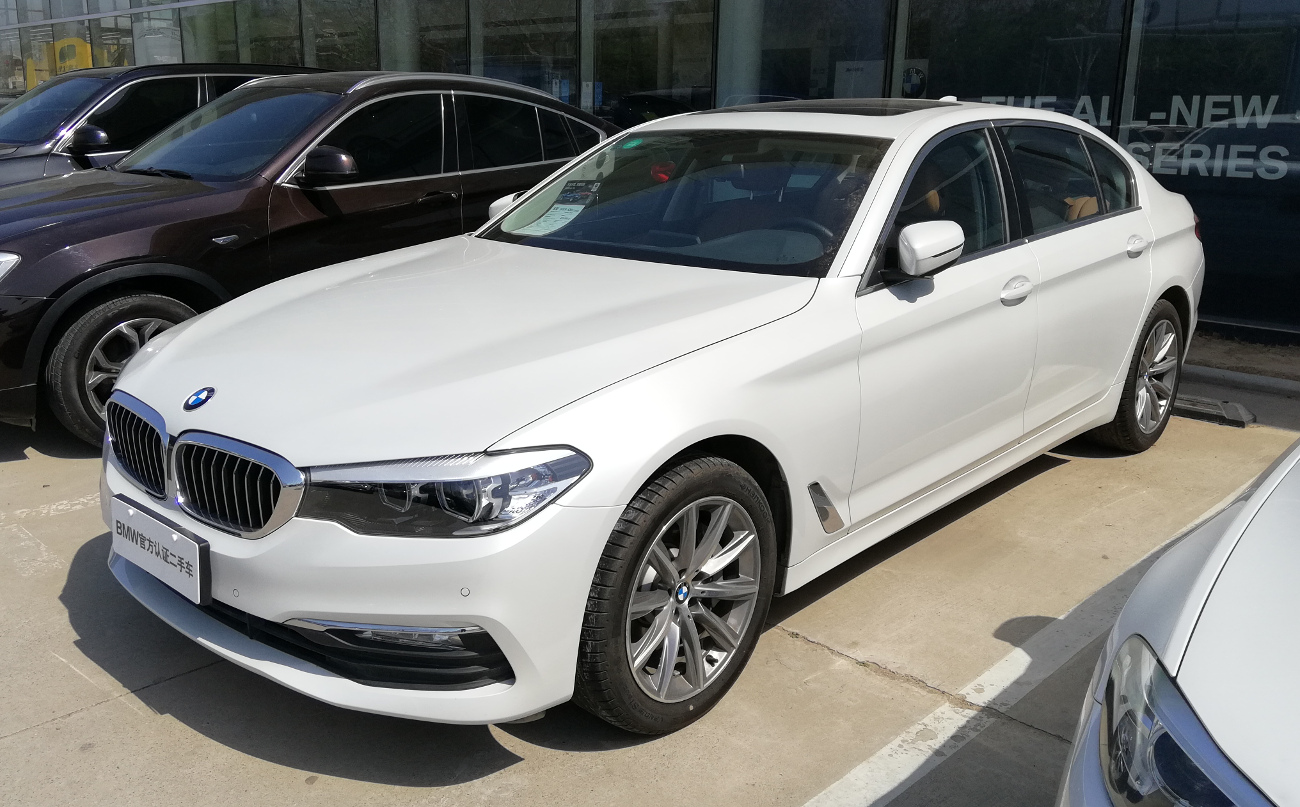
BMW G38 eleje
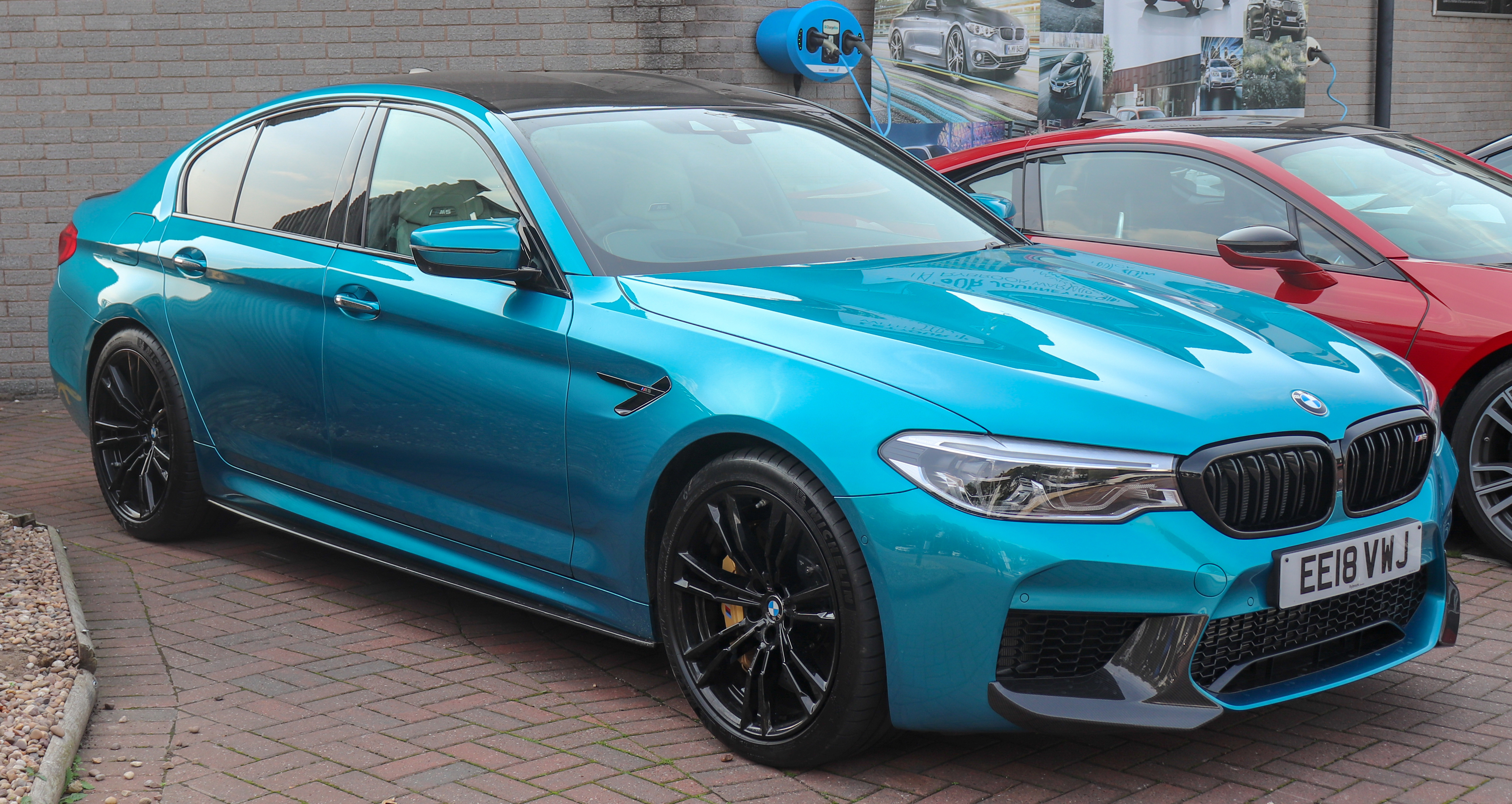
M-pakettes BMW G30
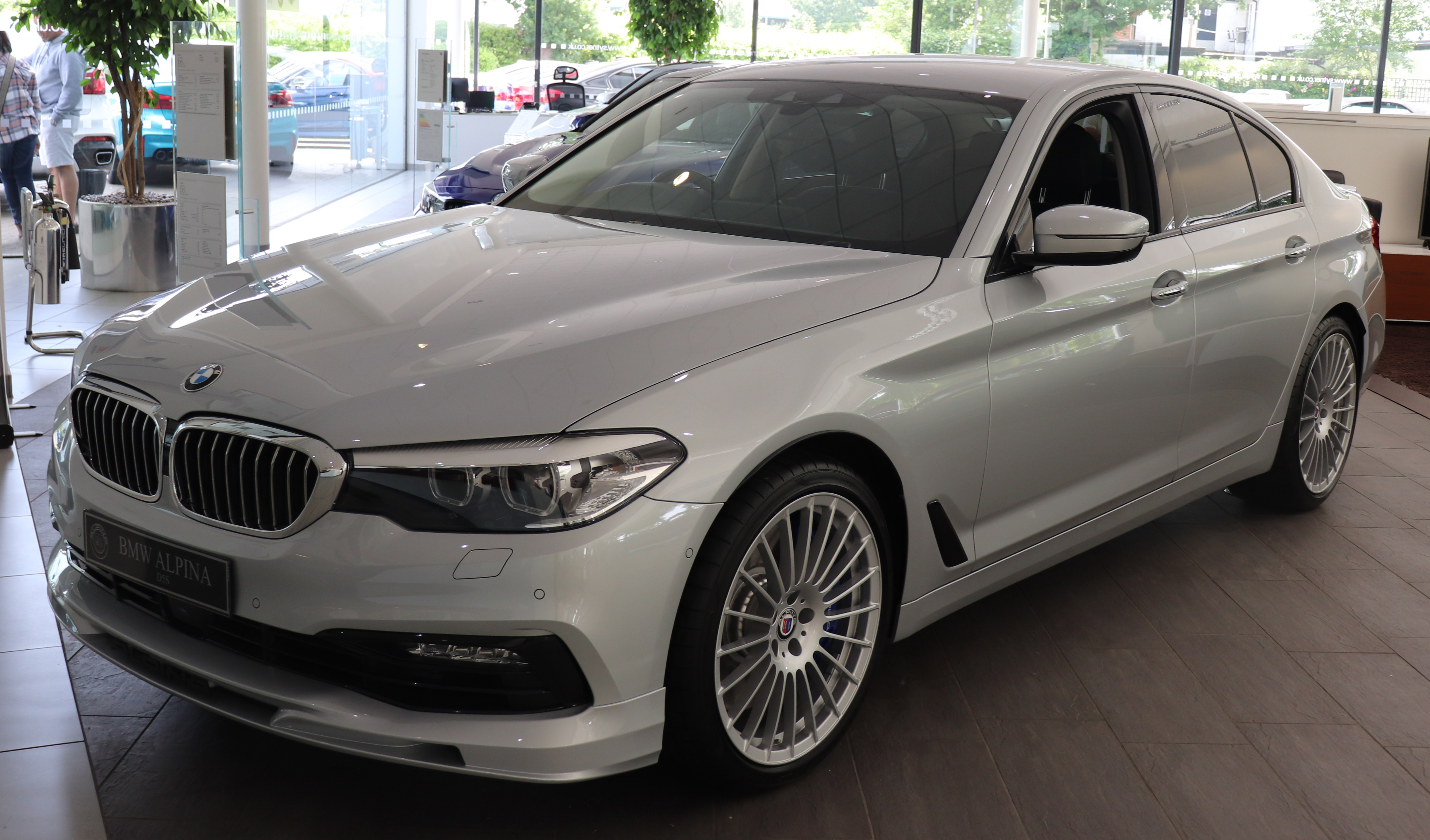
Alpina D5 S eleje
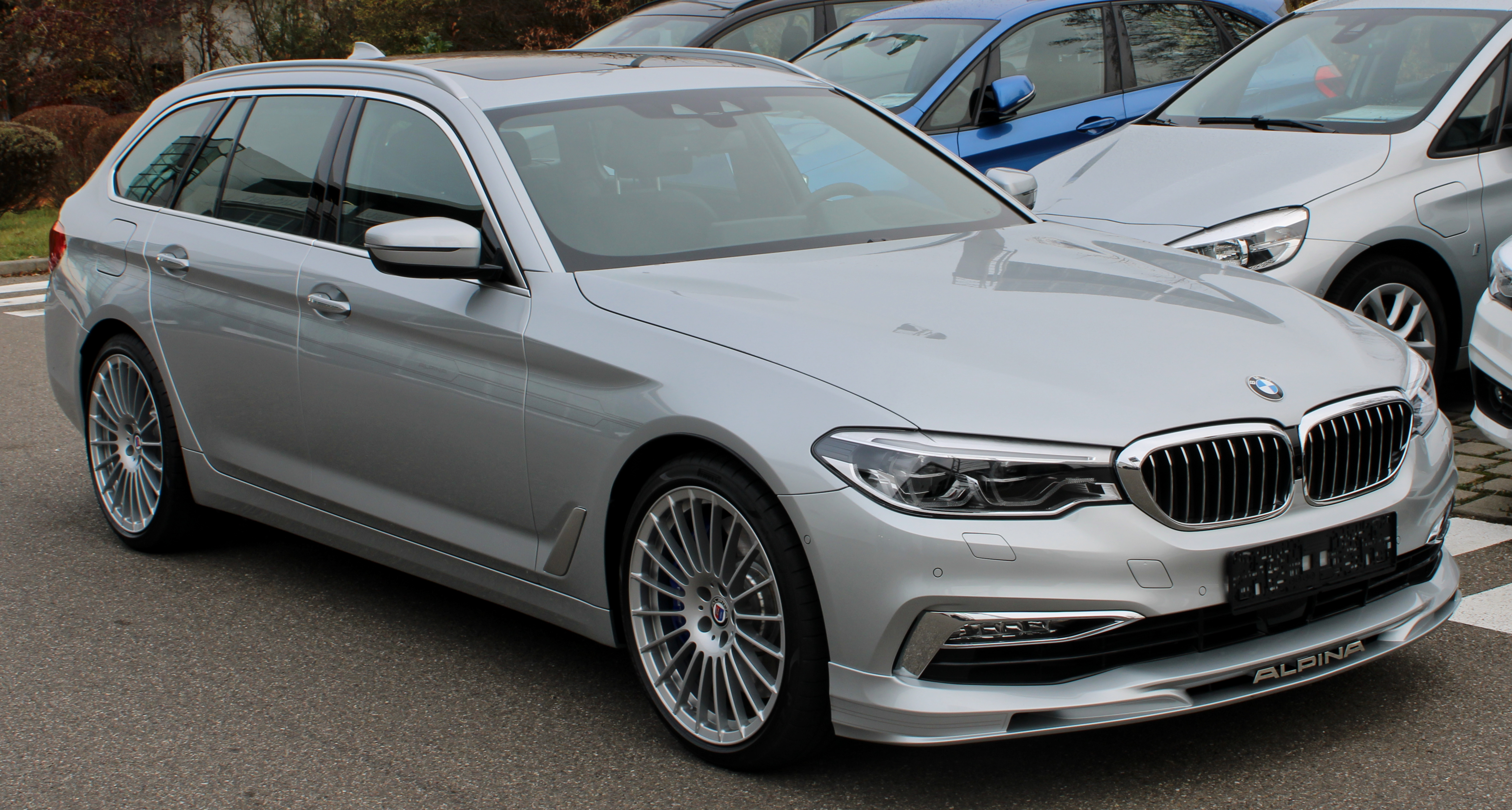
Alpina B5 Bi-Turbo Touring
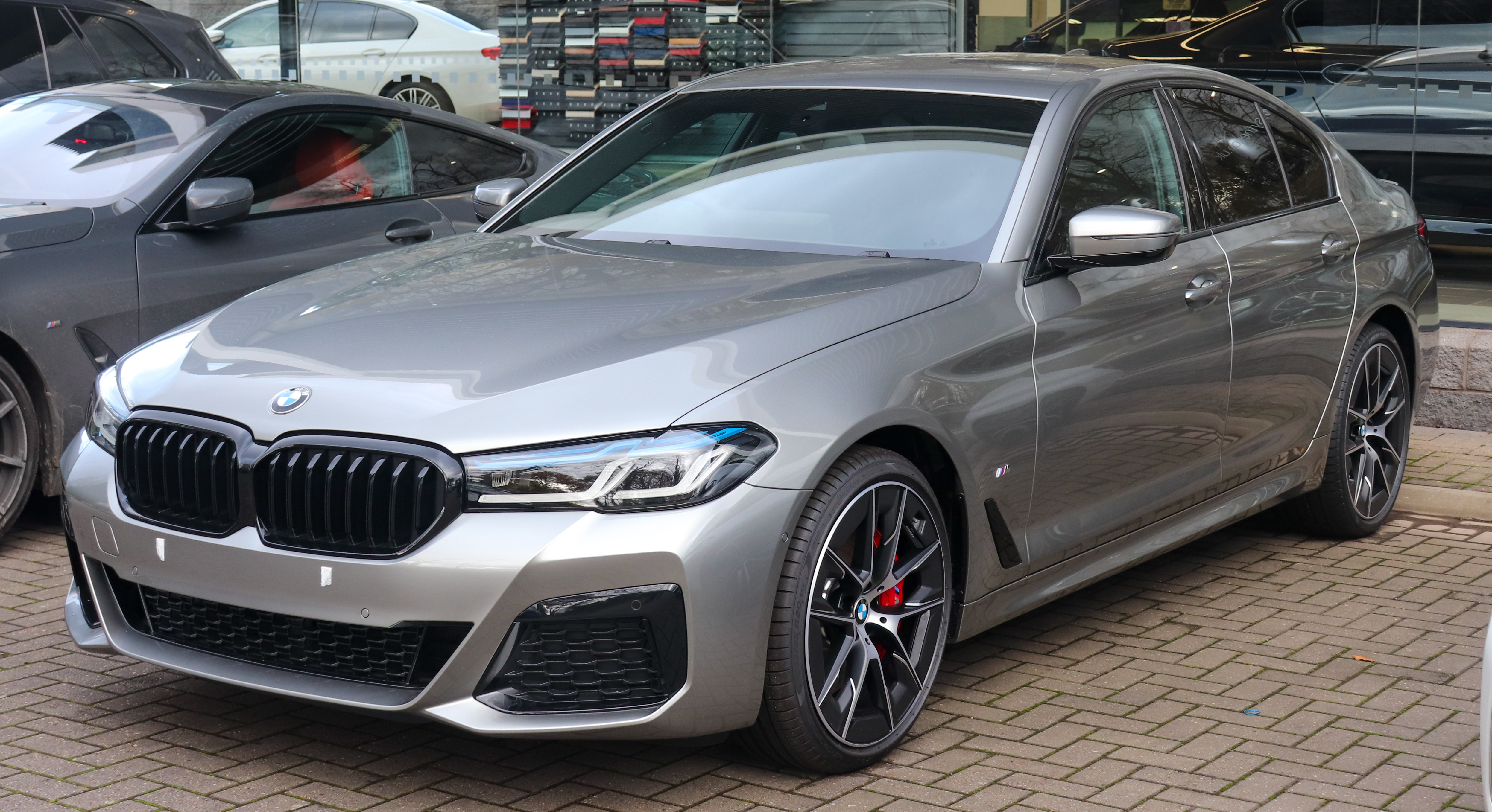
Az újabb kinézetű Facelift-G30 eleje
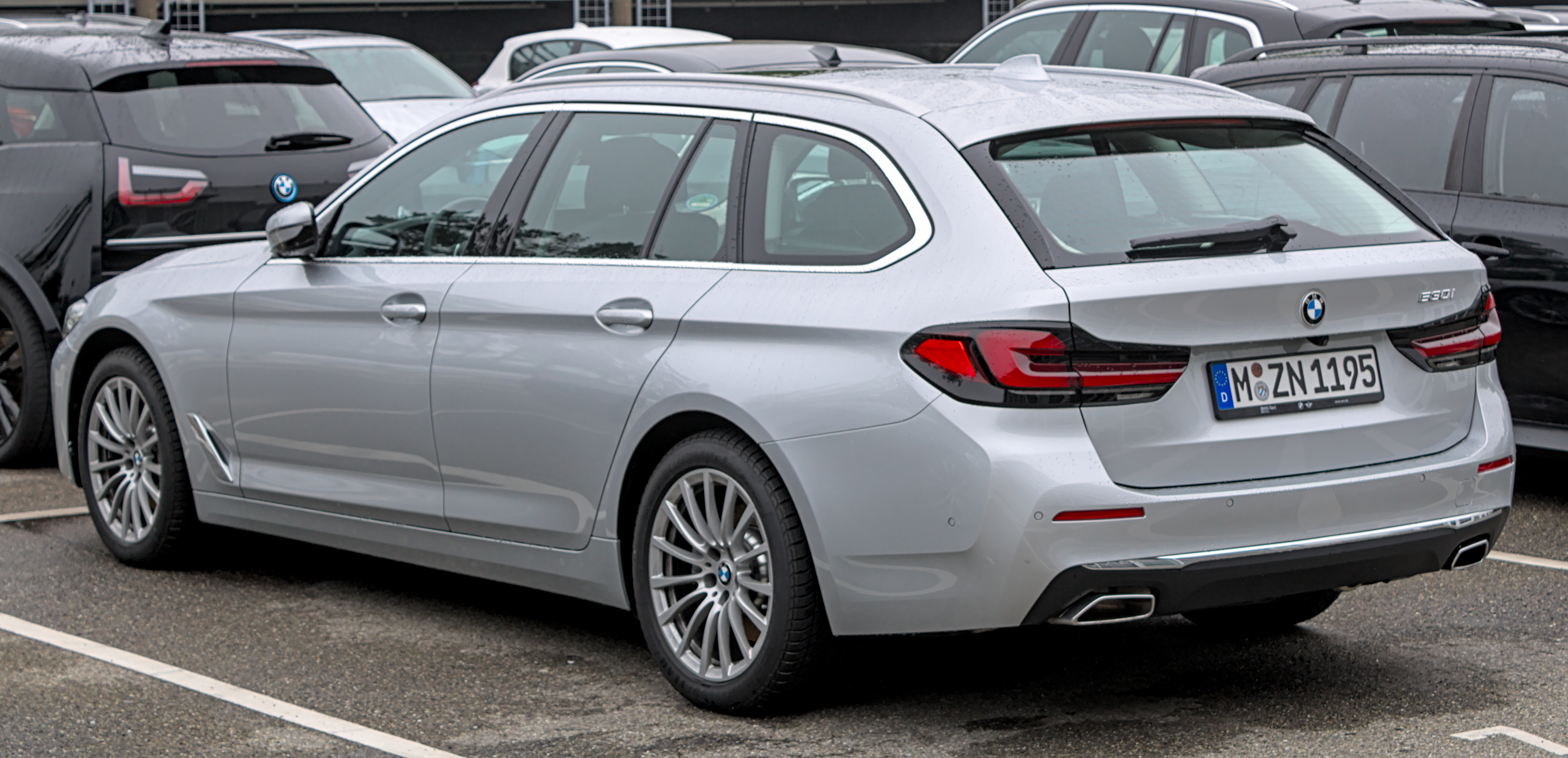
Az újabb kinézetű Facelift-G32 hátulja
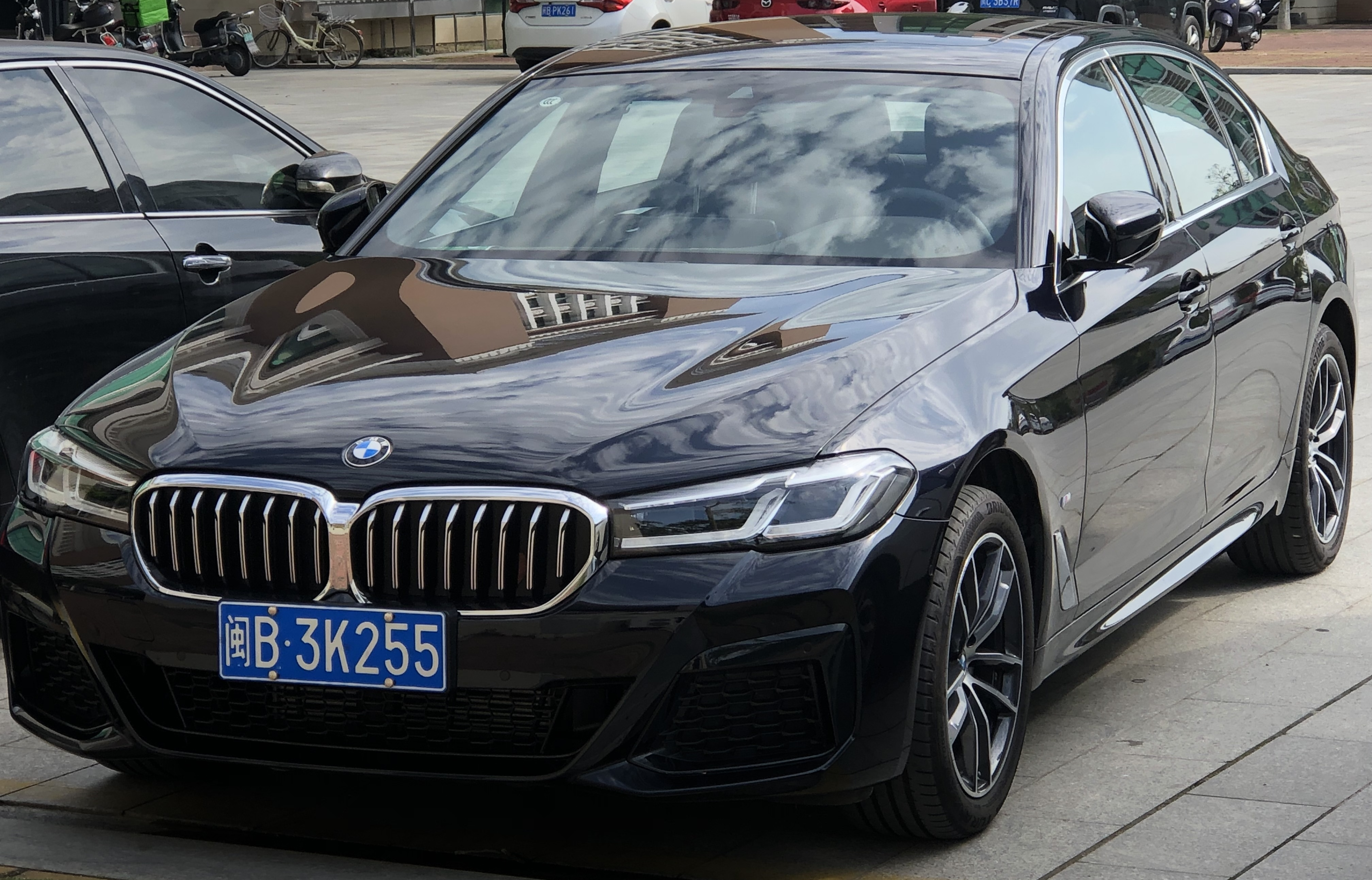
Az újabb kinézetű Facelift-G38 eleje

A BMW G30/G31/G38 az 5-ös sorozat hetedik generációja. Hivatalosan 2016 októberében jelentették be, az értékesítés pedig 2017 februárjában kezdődött.
A karosszéria stílusok közé tartozik:
- 4 ajtós szedán/limuzin (G30)
- 5 ajtós kocsi/kombi (G31)
- 4 ajtós, hosszú tengelytávú limuzin (G38)

Az előző generáció gyorshátú 5-ös sorozatú GT-modelljét már nem kínálják, és átkerült a 6-os sorozatba. A G30 ugyanazon a moduláris platformon alapul, mint a 7-es sorozat (G11). A BMW egy limuzin- és kombi-típusú plug-in hibrid, az 530e iPerformance kiadását tervezi, amely a 7-es sorozatban található fejlett vezetőtámogató rendszerekkel rendelkezik. Az F90 M5 a G30 generáció M5 teljesítménymodellje, és az első M5, amely összkerékhajtású hajtásláncot alkalmaz. Az X-Drive rendszer lehetővé tette az első differenciálmű leválasztását és a hátsókerék-hajtás élményét. Az előző generációs F10 M5-ben használt S63 duplaturbós V8-as motor továbbfejlesztett változata hajtja.

## 6-os sorozat
A 6-os széria korábban a BMW luxus-túrakupéja volt, most az ötös sorozat alapjára épülő felső-középkategóriás, ötajtós ferde hátú.
A modellkínálatba 15 év után 2004-ben visszatért sportkupé, ill. kabrió. Volt M6-os változata az M5-ösből kölcsönzött motorral. 2011-ben bemutatkozott a GrandCoupé változat, mely négyajtós kupéként a Mercedes CLS és az Audi A7 ellenfelének számított. 2018-ban a kupét és a kabriót a 8-as BMW váltja, a 6-os sorozat nevét pedig az 5-ös GT utódja, a 6-os GT viszi tovább.

### Első generáció 1976-1989)
- BMW E24

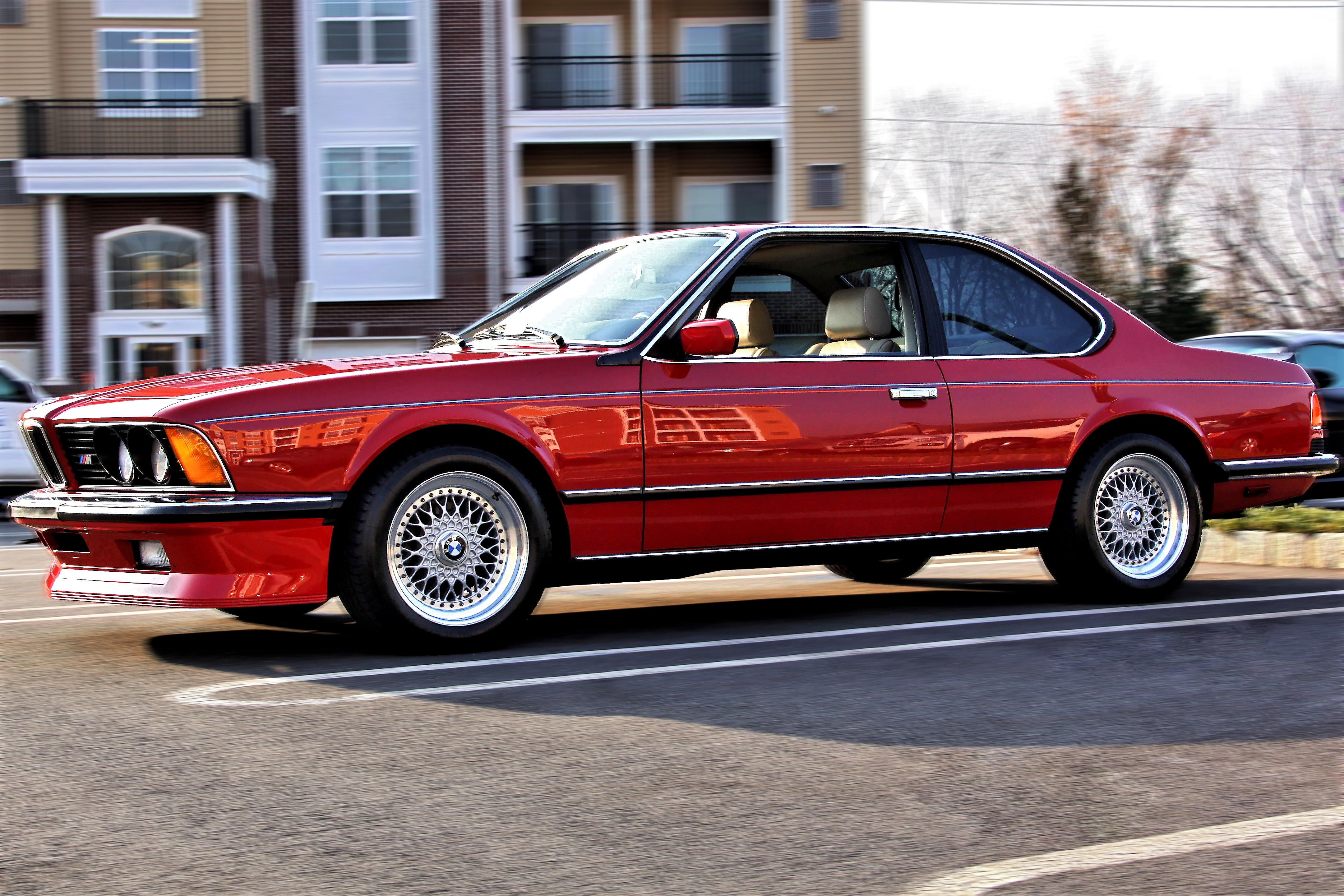
BMW E24 eleje
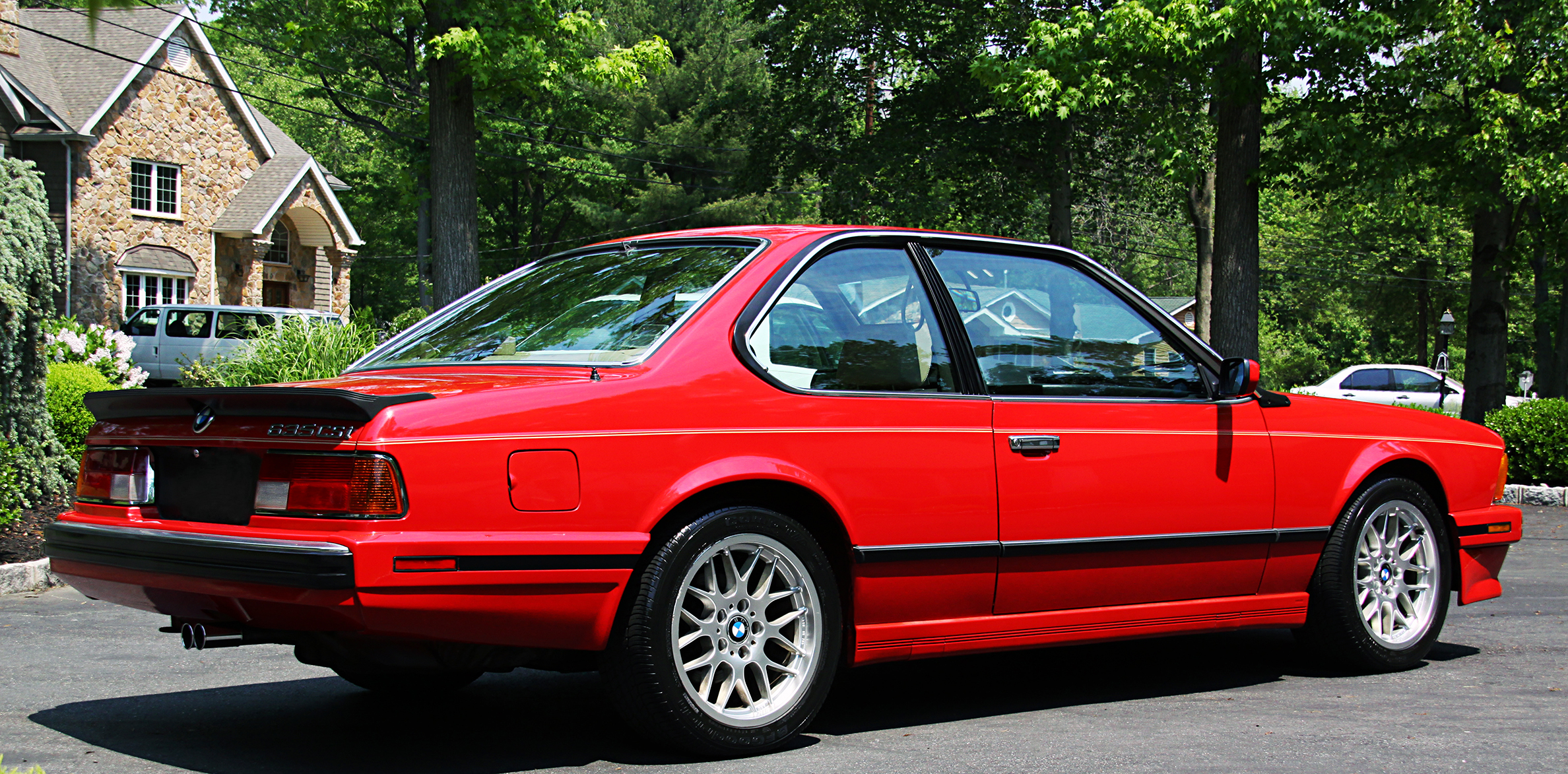
BMW E24 hátulja
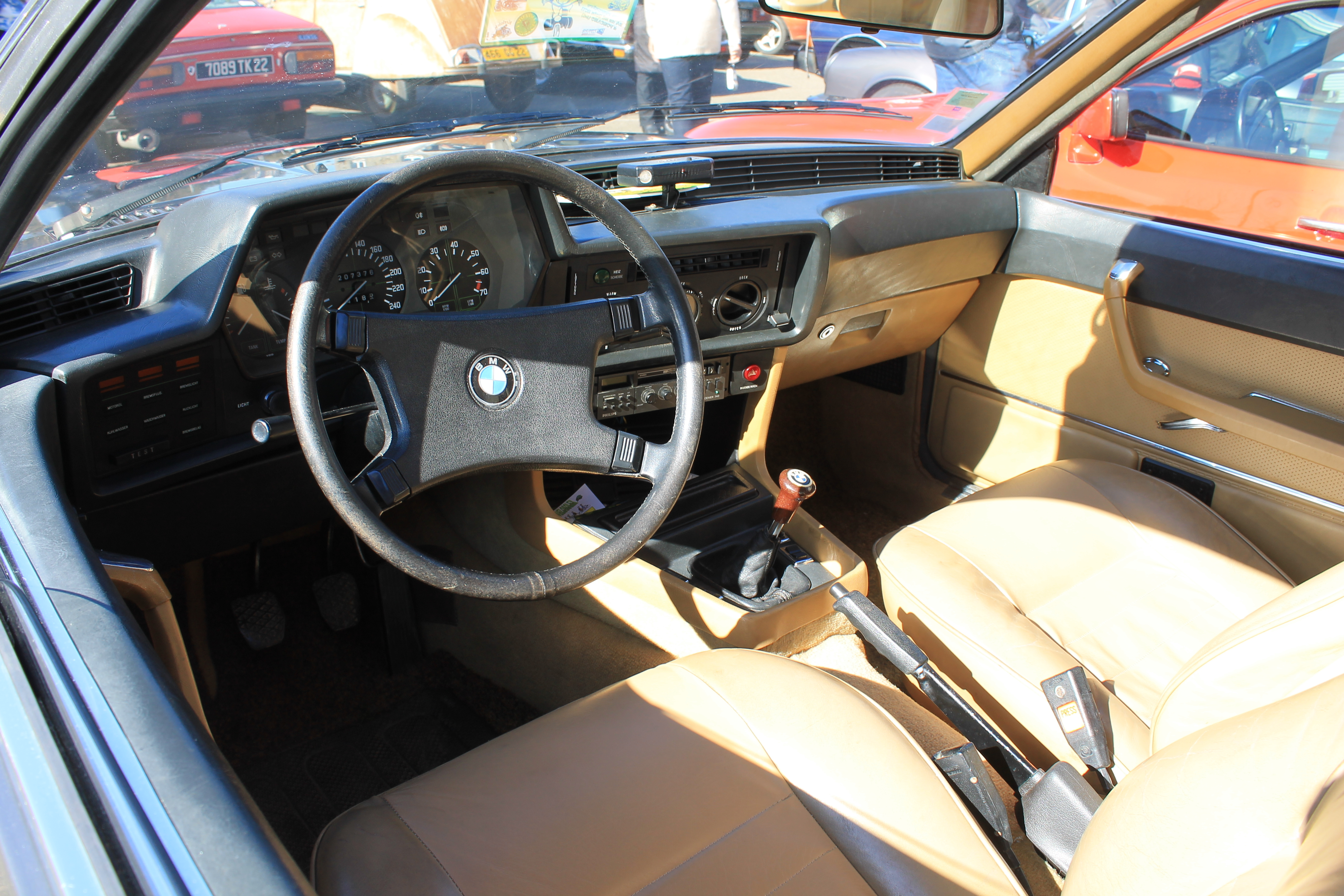
A belseje
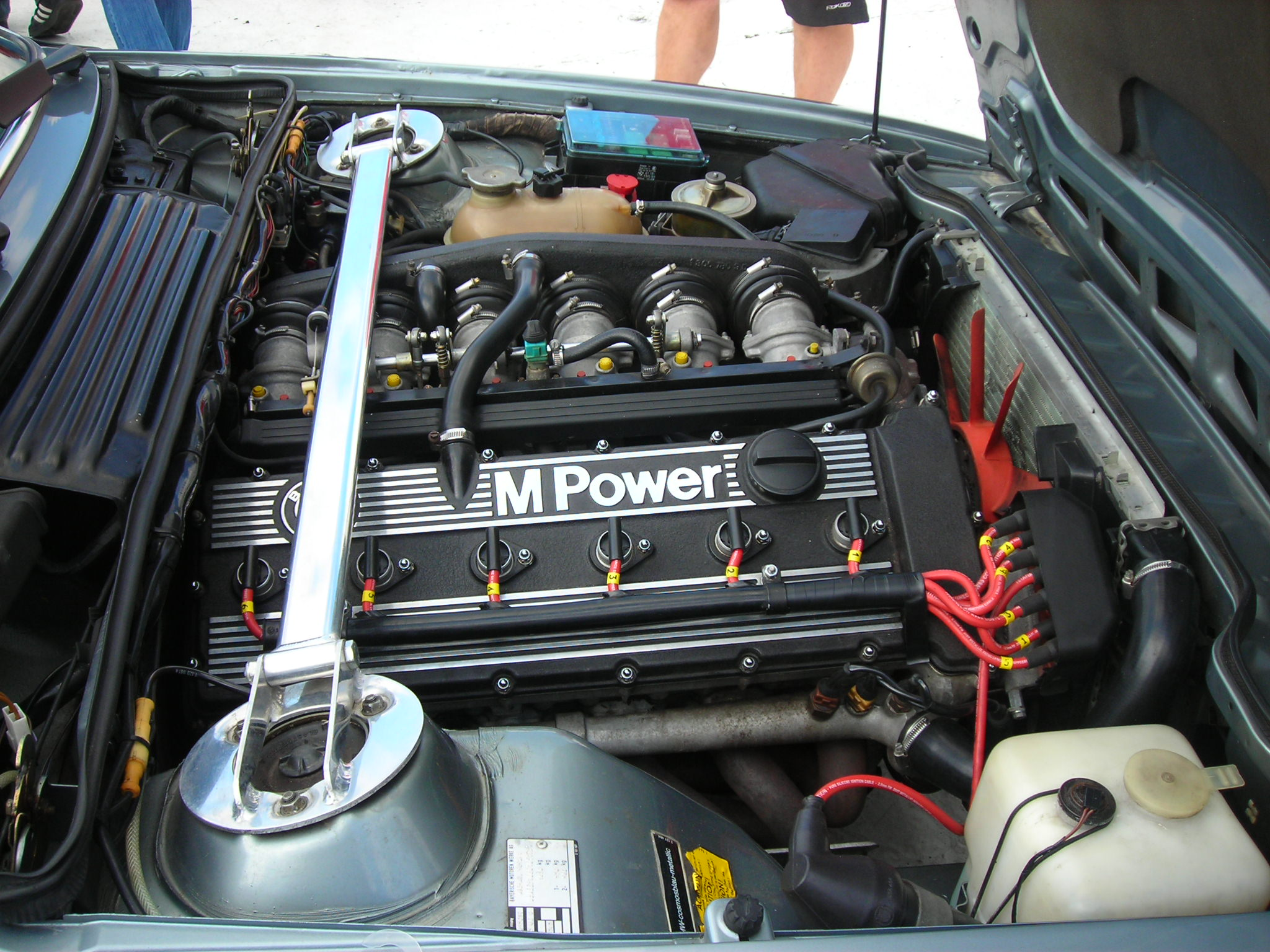
BMW M635CSi motor

A BMW E24 a 6-os sorozat első generációja, amelyet 1976 és 1989 között gyártottak. Ez váltotta fel az E9 kupét, és kizárólag 2 ajtós kupé karosszériás kivitelben készült. Az M635CSi/M6 modelleken kívül az E24-et egy sor M30-as egyenes 6-os motor hajtotta. Az E24 M635CSi (Észak-Amerikában és Japánban M6-nak hívják) az M6 modellsorozat kezdetének tekinthető. A legtöbb piacon az M635CSi-t az M88 line-6 motor hajtja. Észak-Amerikában és Japánban az M6-ot a kisebb teljesítményű S38-as, egyenes 6-os motor hajtja.

### Második generáció (2003-2010)
- BMW E63 (coupé)
- BMW E64 (cabrio)

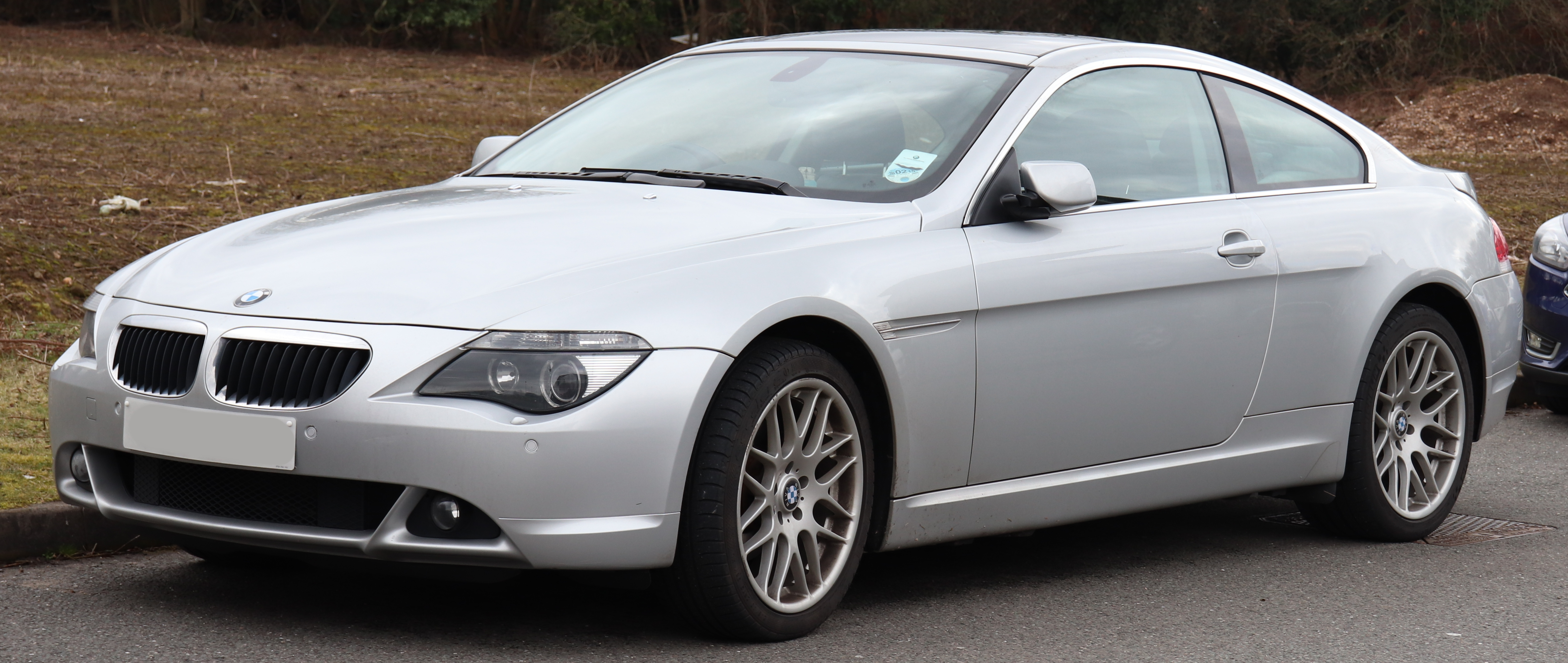
BMW E63 eleje
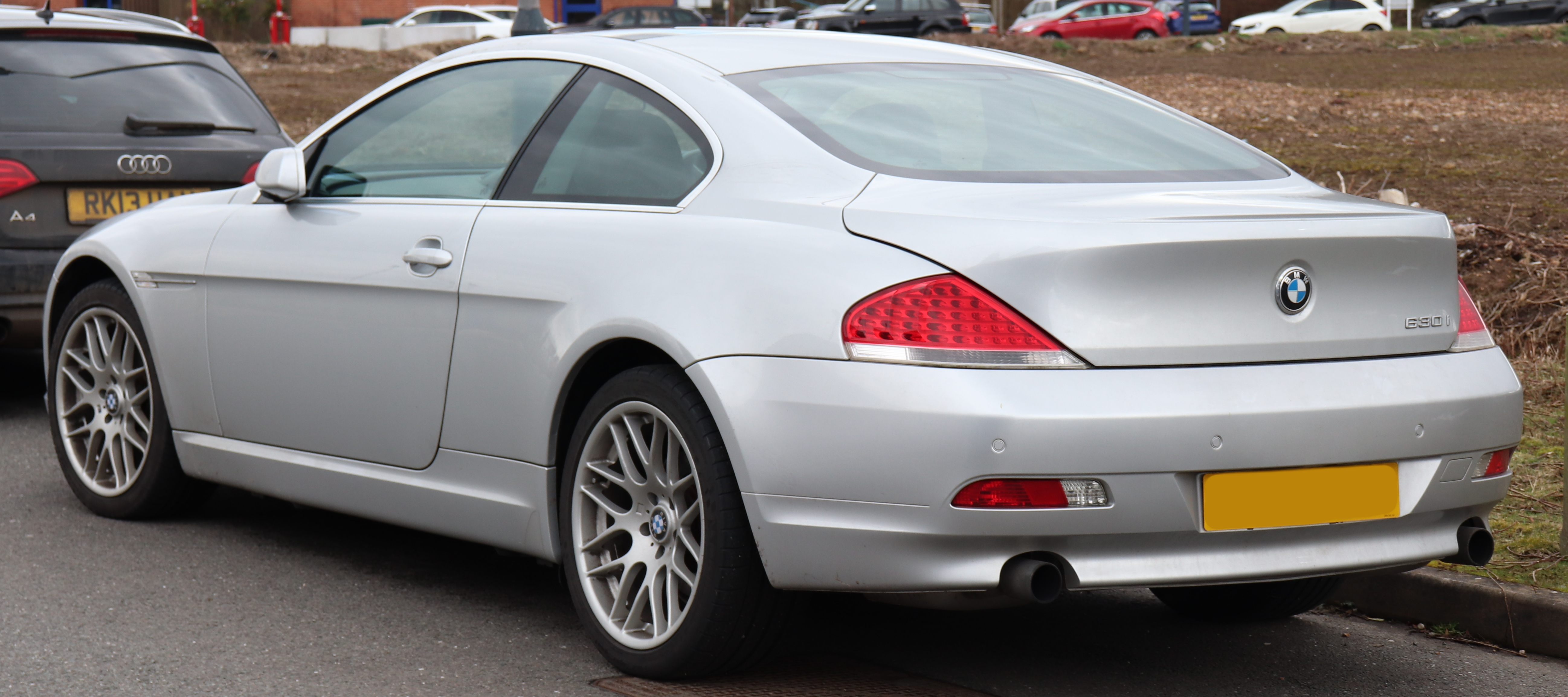
BMW E63 hátulja
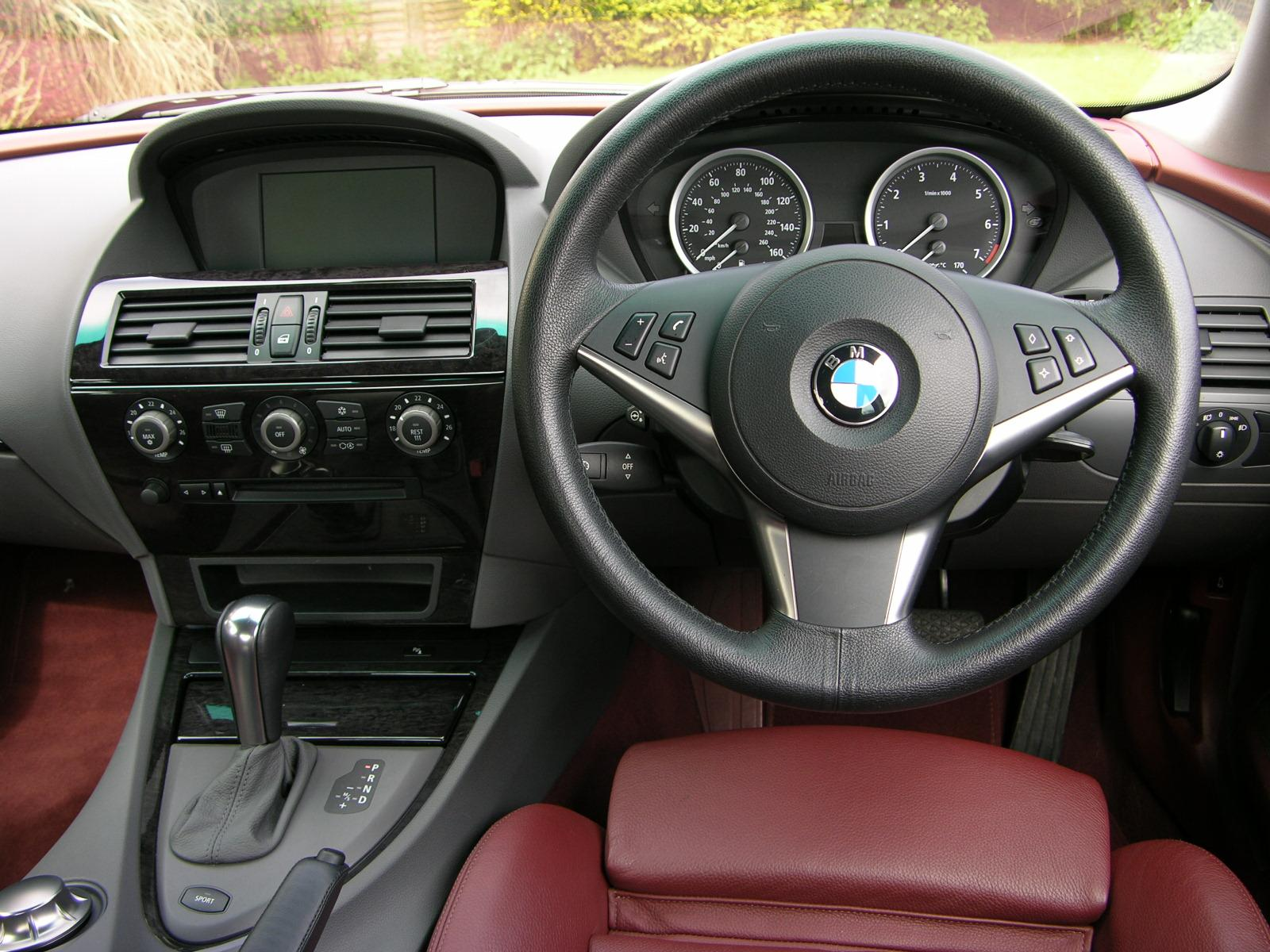
A belseje
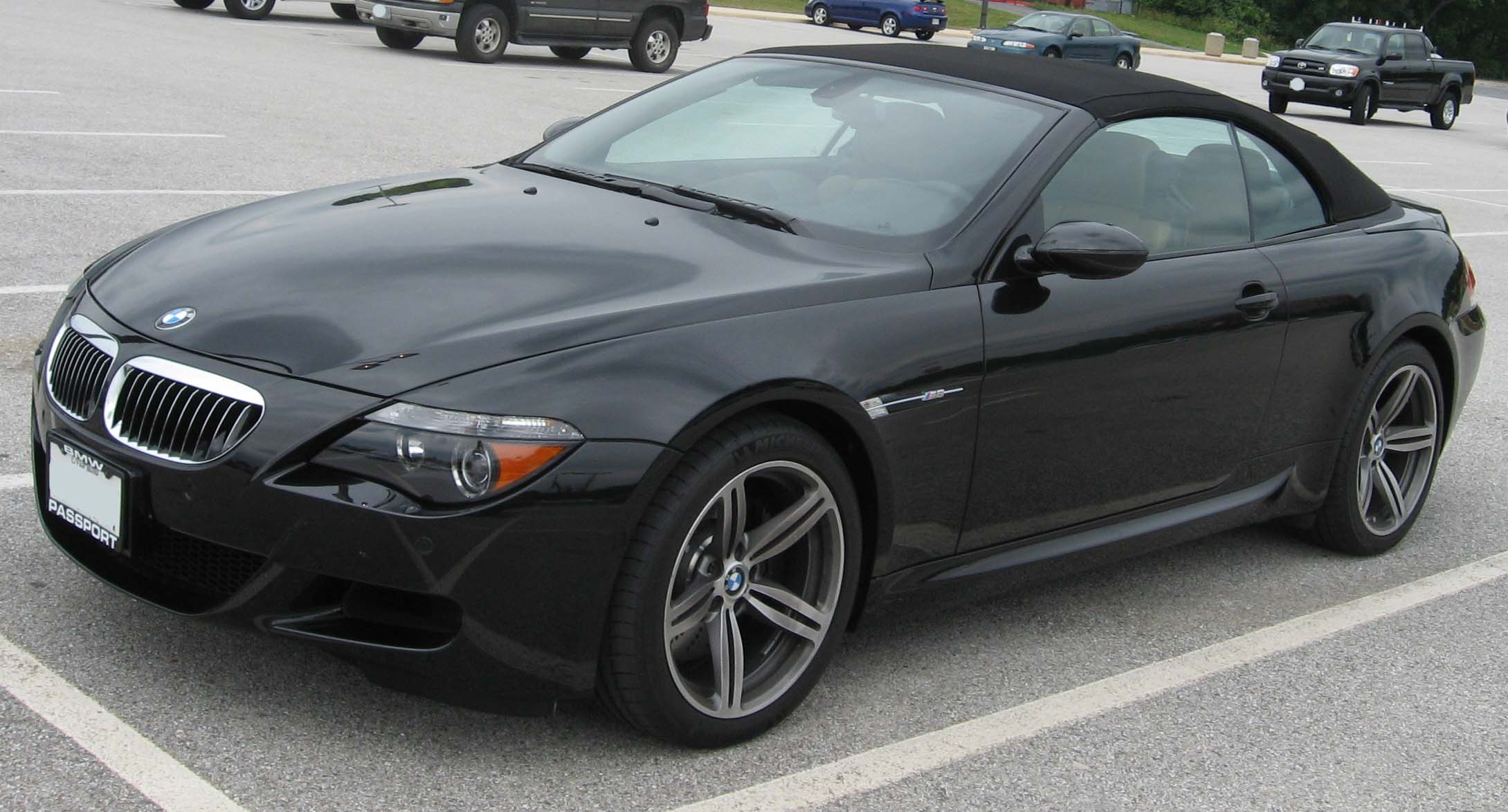
BMW E64 eleje
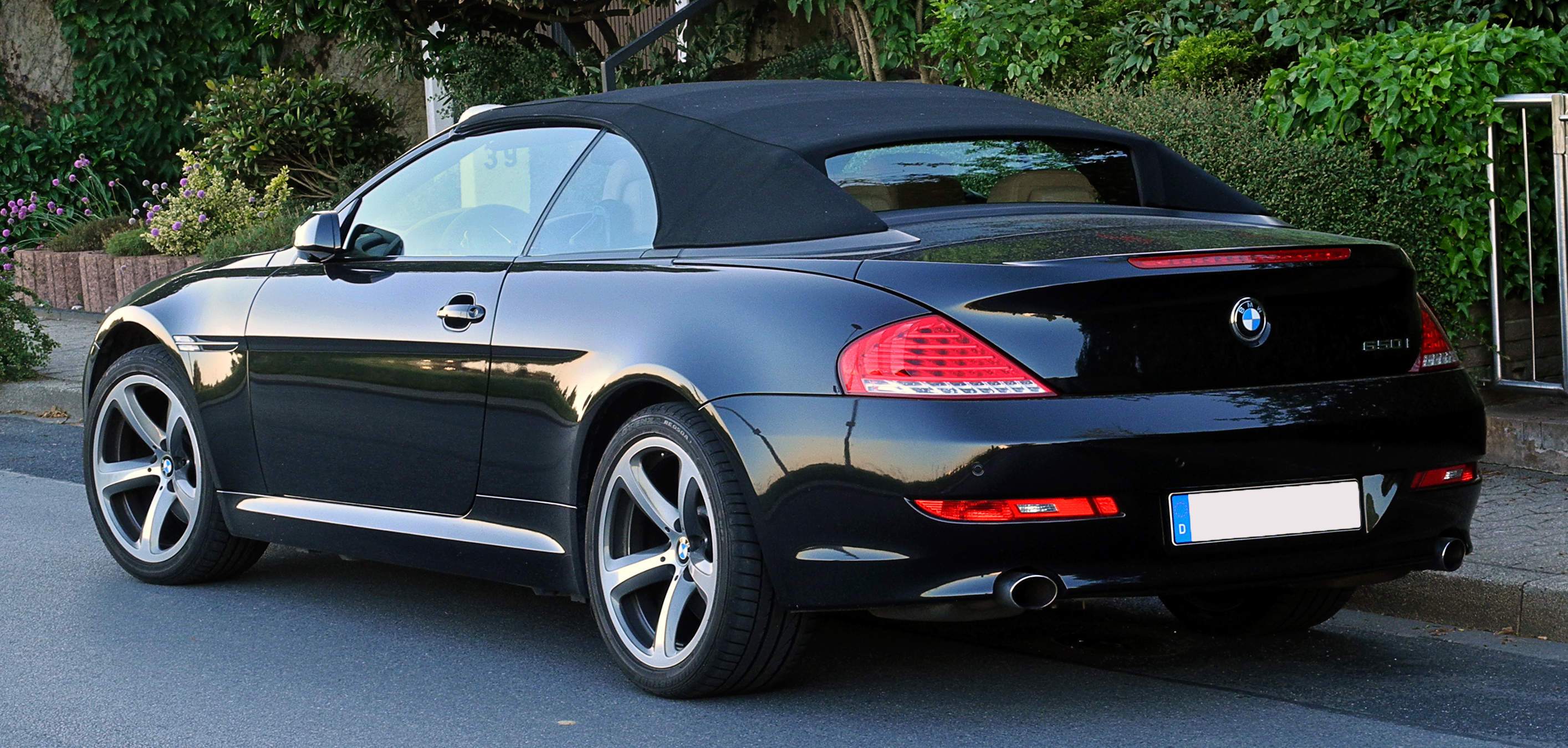
BMW E64 hátulja
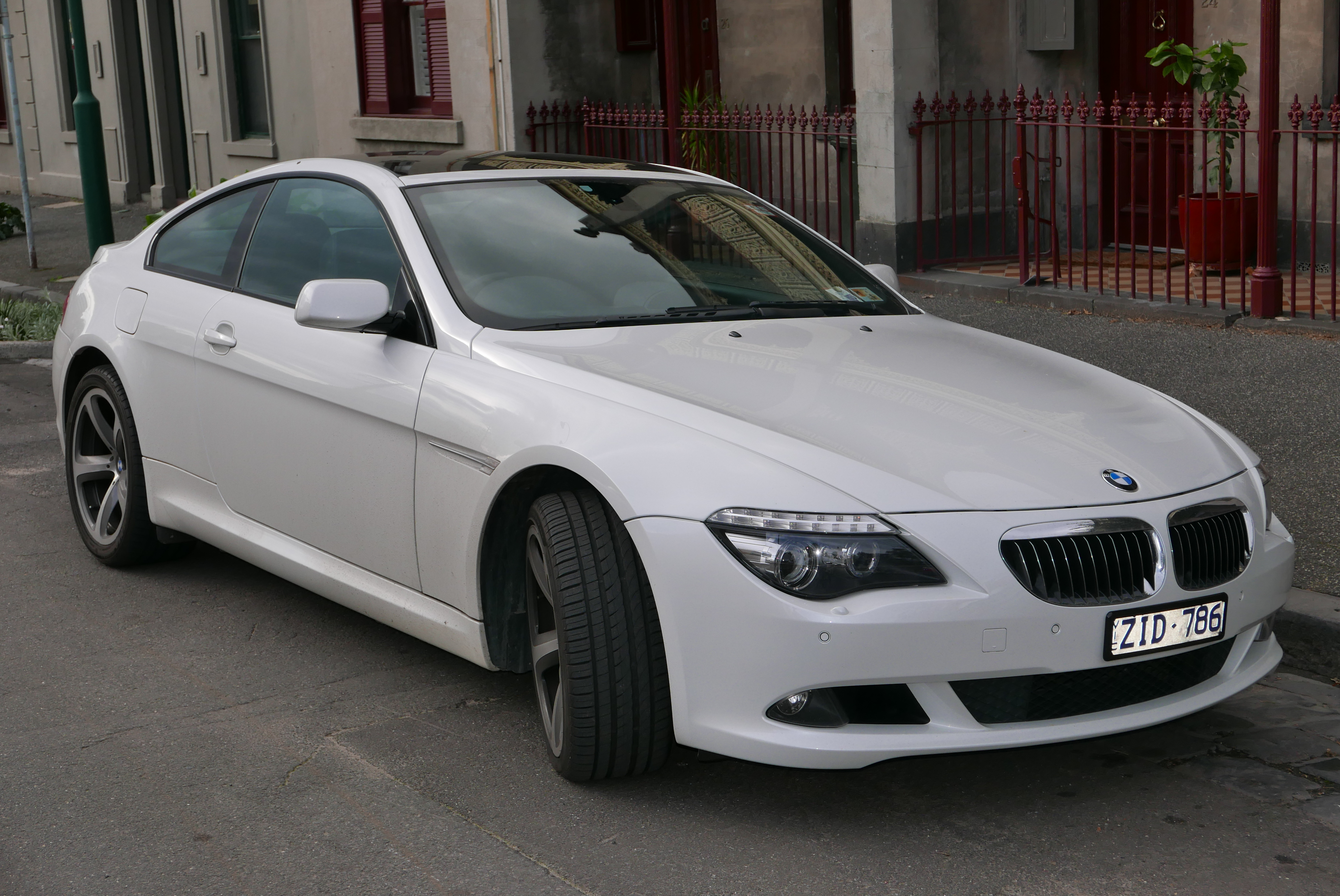
M-pakettos BMW E63 eleje
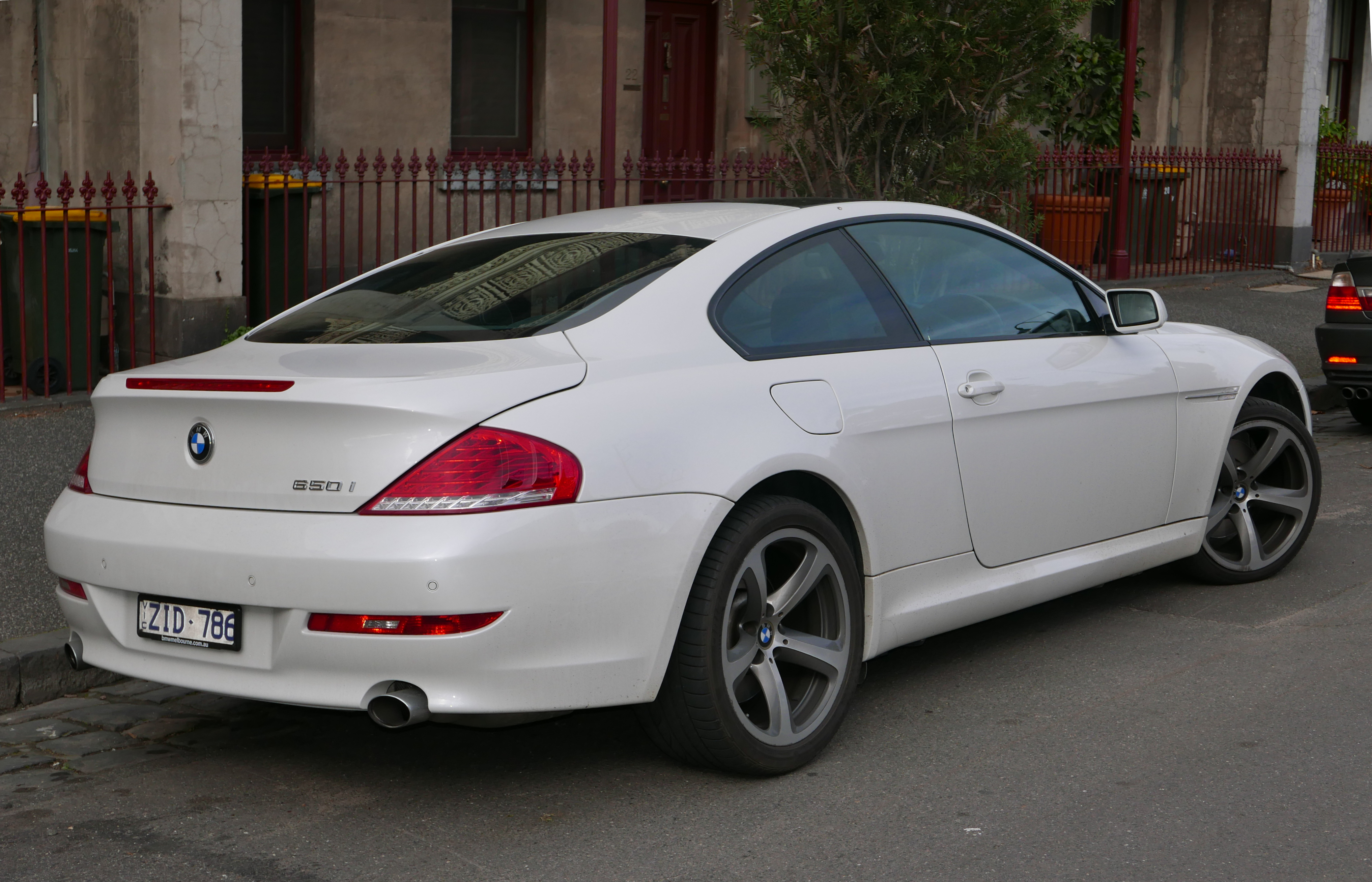
M-pakettos BMW E63 hátulja
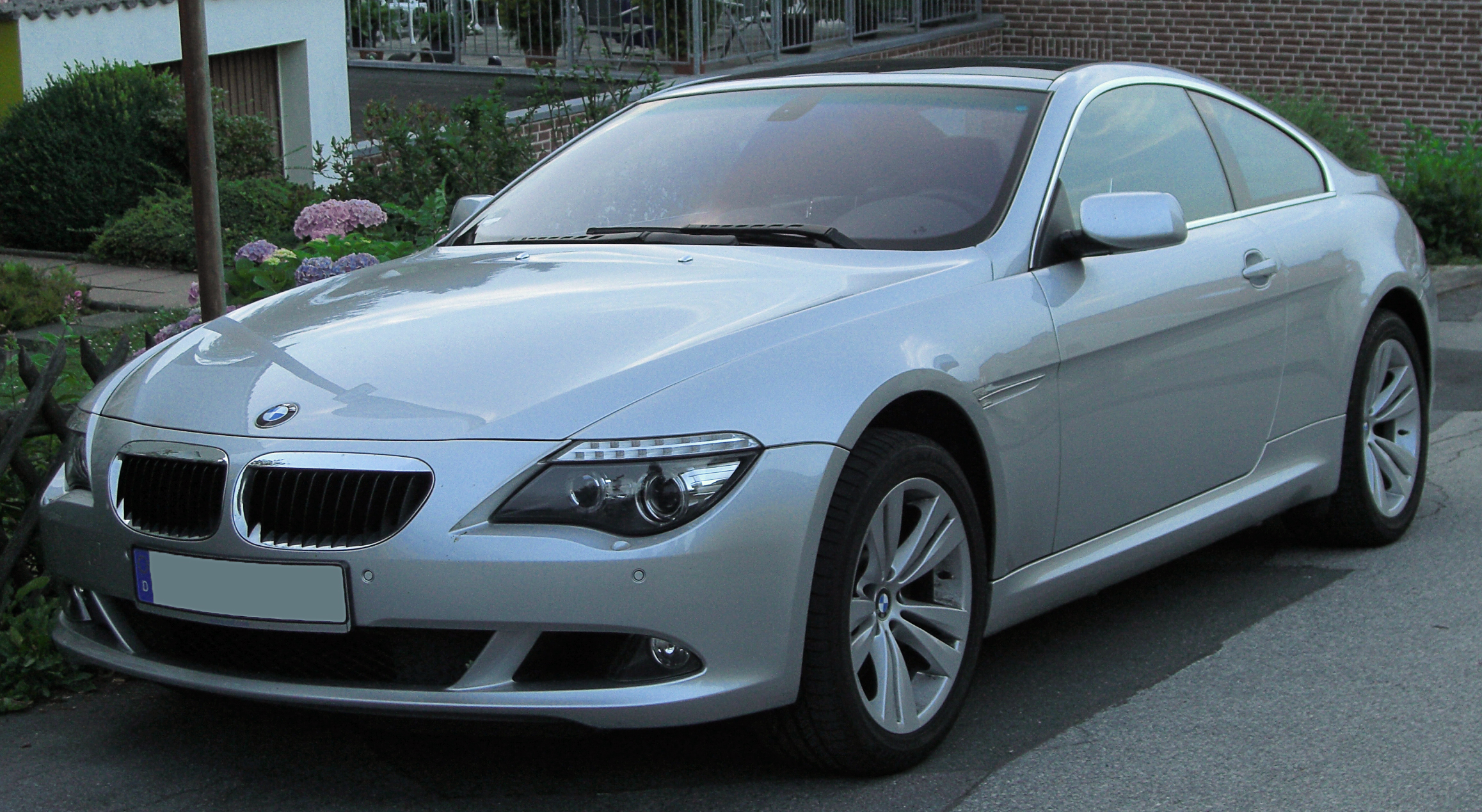
Az újabb megjelenésű Facelift-E63 eleje
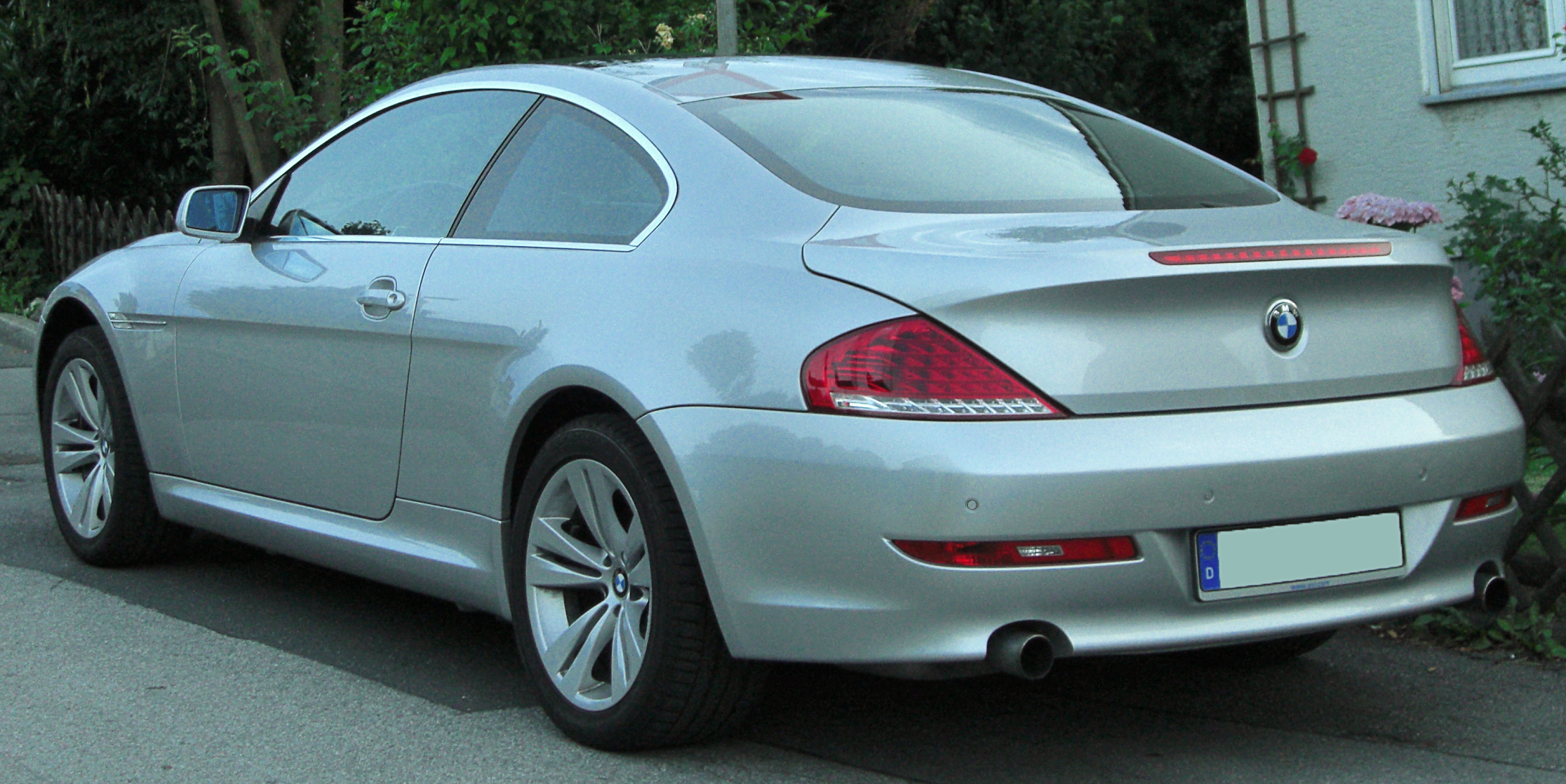
Az újabb megjelenésű Facelift-E63 hátulja

Az E63/E64 a 6-os sorozat második generációja, amelyet 2003 és 2010 között árultak. A sorozat karosszériája a kupé (E63 típuskód) és a kabrió (E64 típuskód). 2003 januárjában az E63 coupé újra bemutatta a 6-os sorozatot, 14 évvel azután, hogy az E24 6-os sorozat gyártása befejeződött. Néhány hónappal később megjelent az E64 kabrió. Az E63/E64 az E60 5-ös sorozat rövidített változatát használja, és számos funkciót megoszt az 5-ös sorozattal. Az autó kezdetben kritikát kapott, ellentmondásos stílusa és bonyolult iDrive rendszere miatt. Az M6-os modellt 2005-ben adták ki kupé és kabrió felépítményben. Az S85 V10-es motor hajtja, és a legtöbb autót hétfokozatú automata kézi sebességváltóval ("SMG III") adták el. Azoknak a vásárlóknak, akik egy gyors négyajtós M6 Gran Coupéra vágytak, 2013 novemberéig kellett várniuk, míg az F12 kupét és az F13 kabrió M6-os modelleket 2013 májusában mutatták be.

### Harmadik generáció (2011-2018)
- BMW F06 (4 ajtós Grand Coupé)
- BMW F12 (cabrio)
- BMW F13 (coupé)

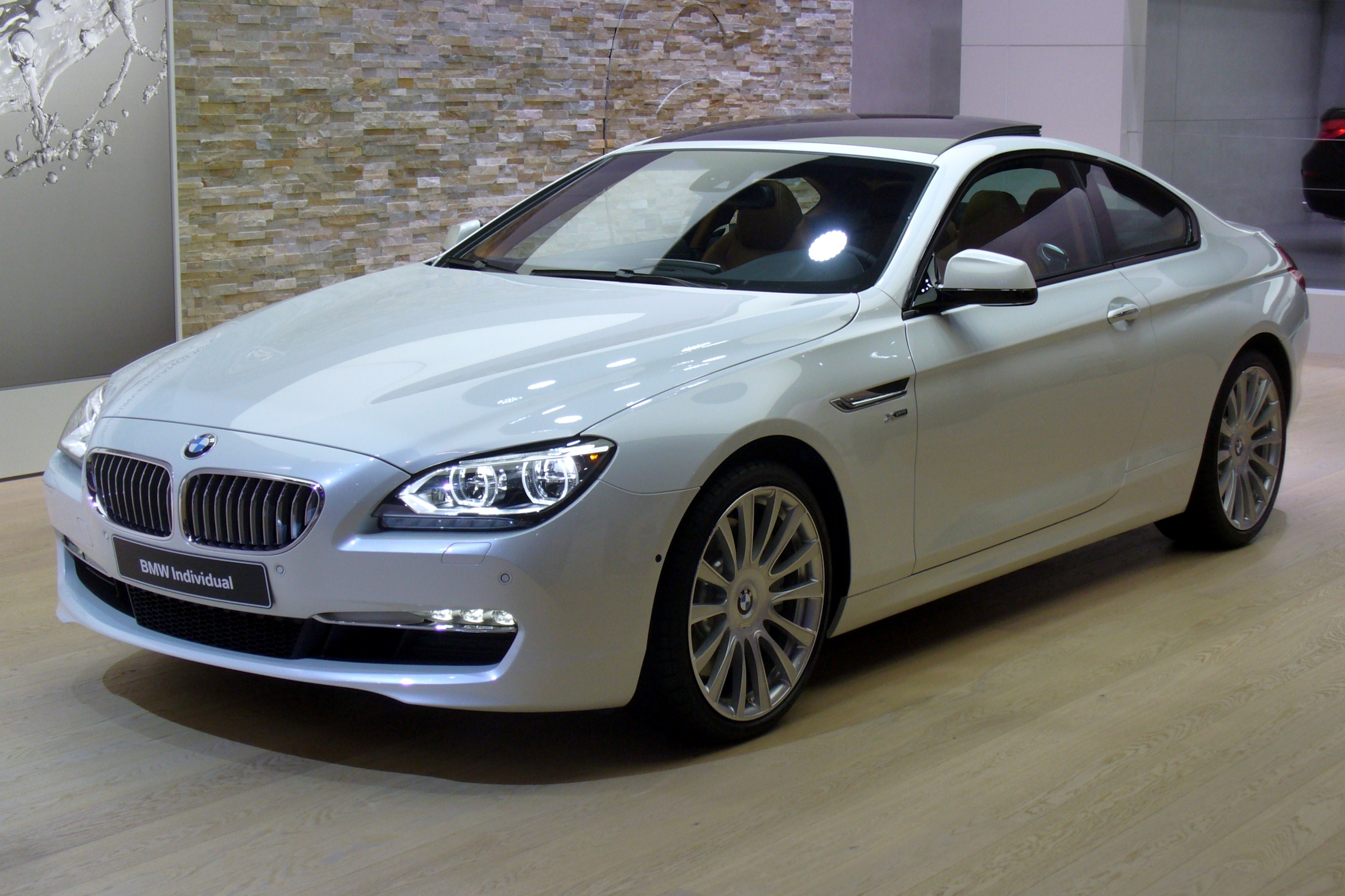
BMW F13 eleje
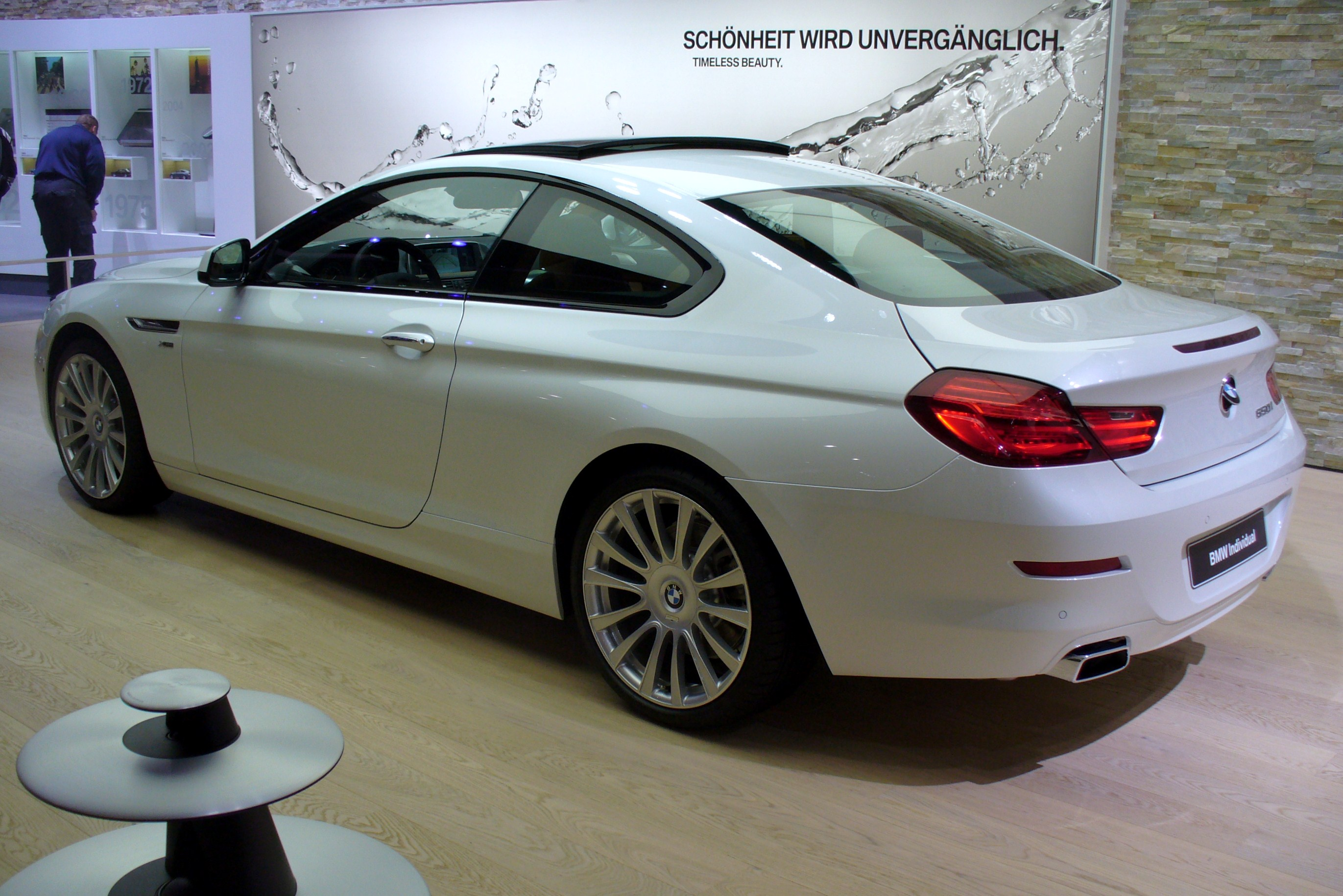
BMW F13 hátulja
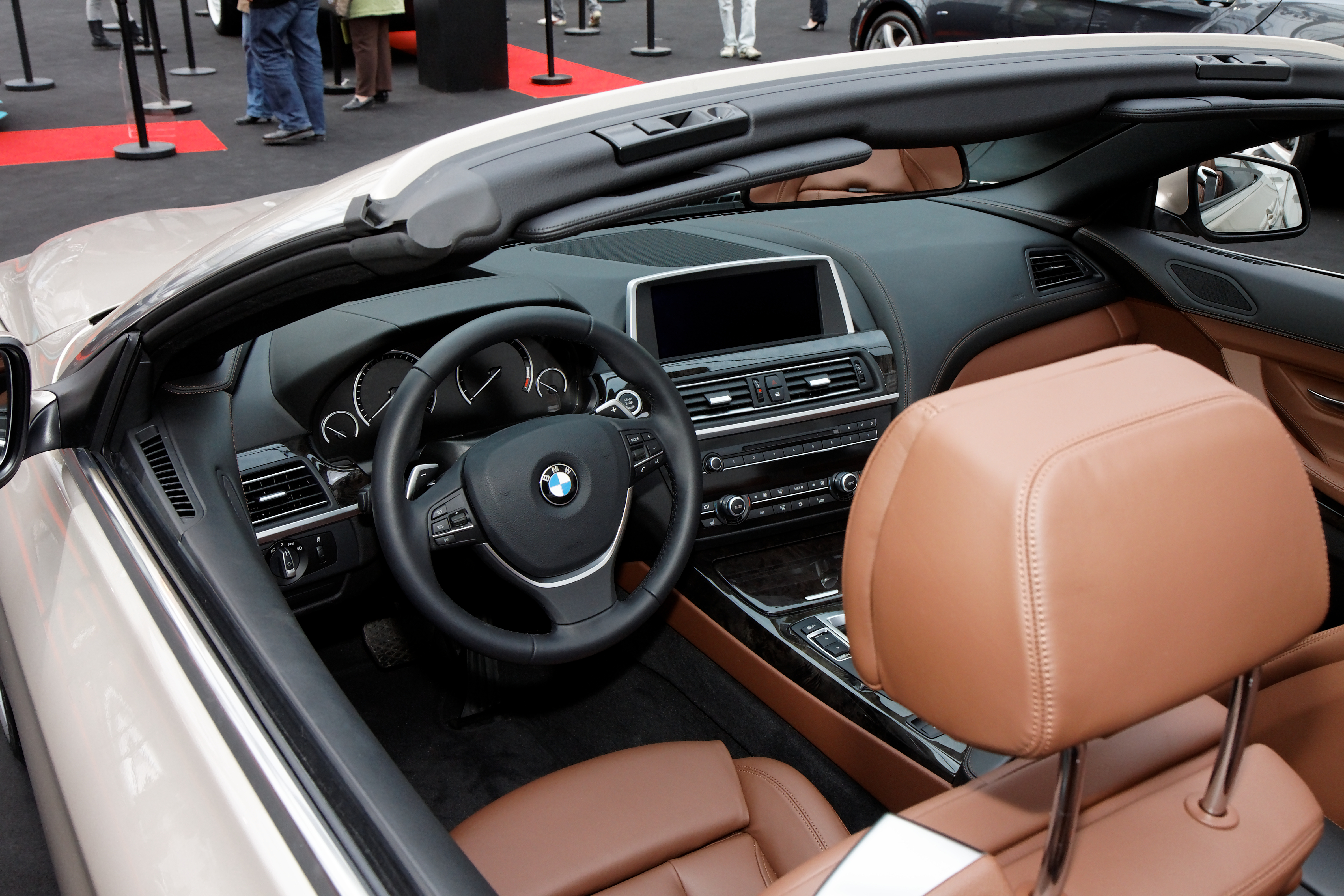
A belseje
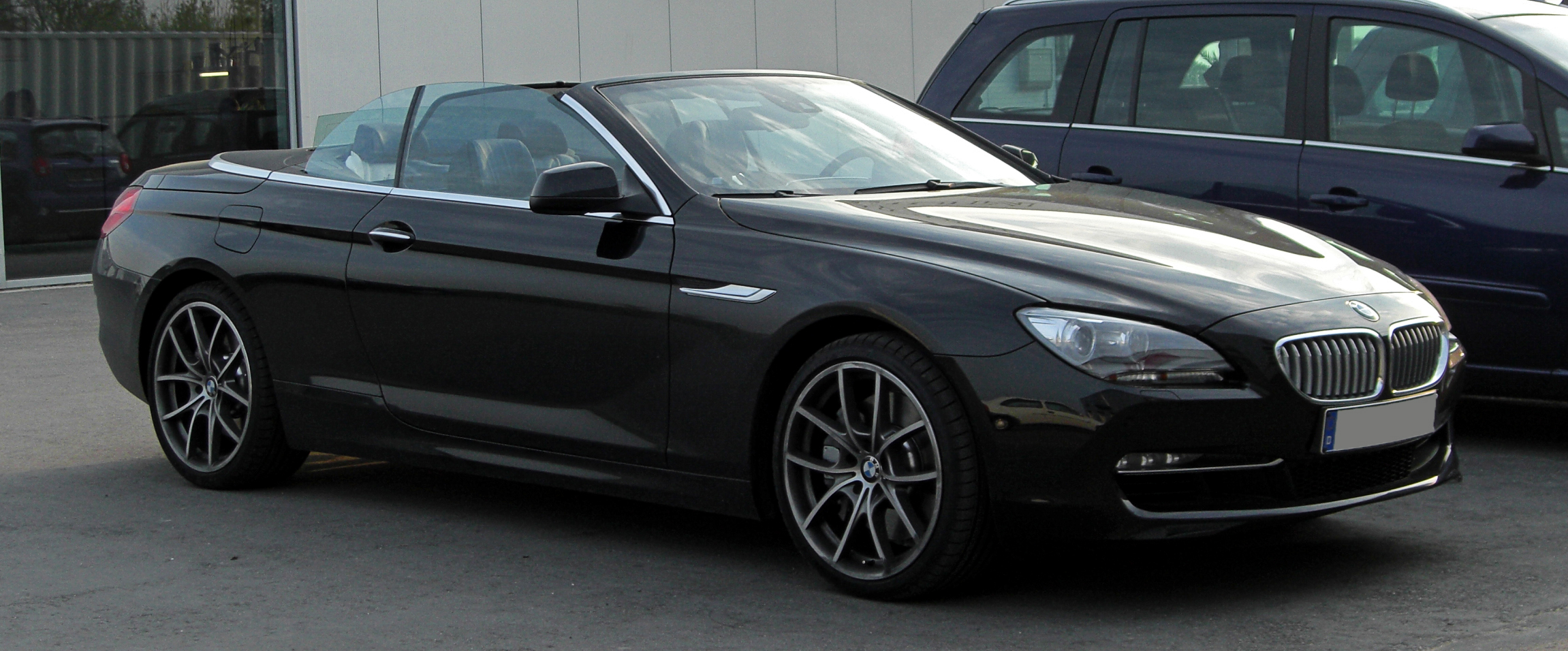
BMW F12 eleje
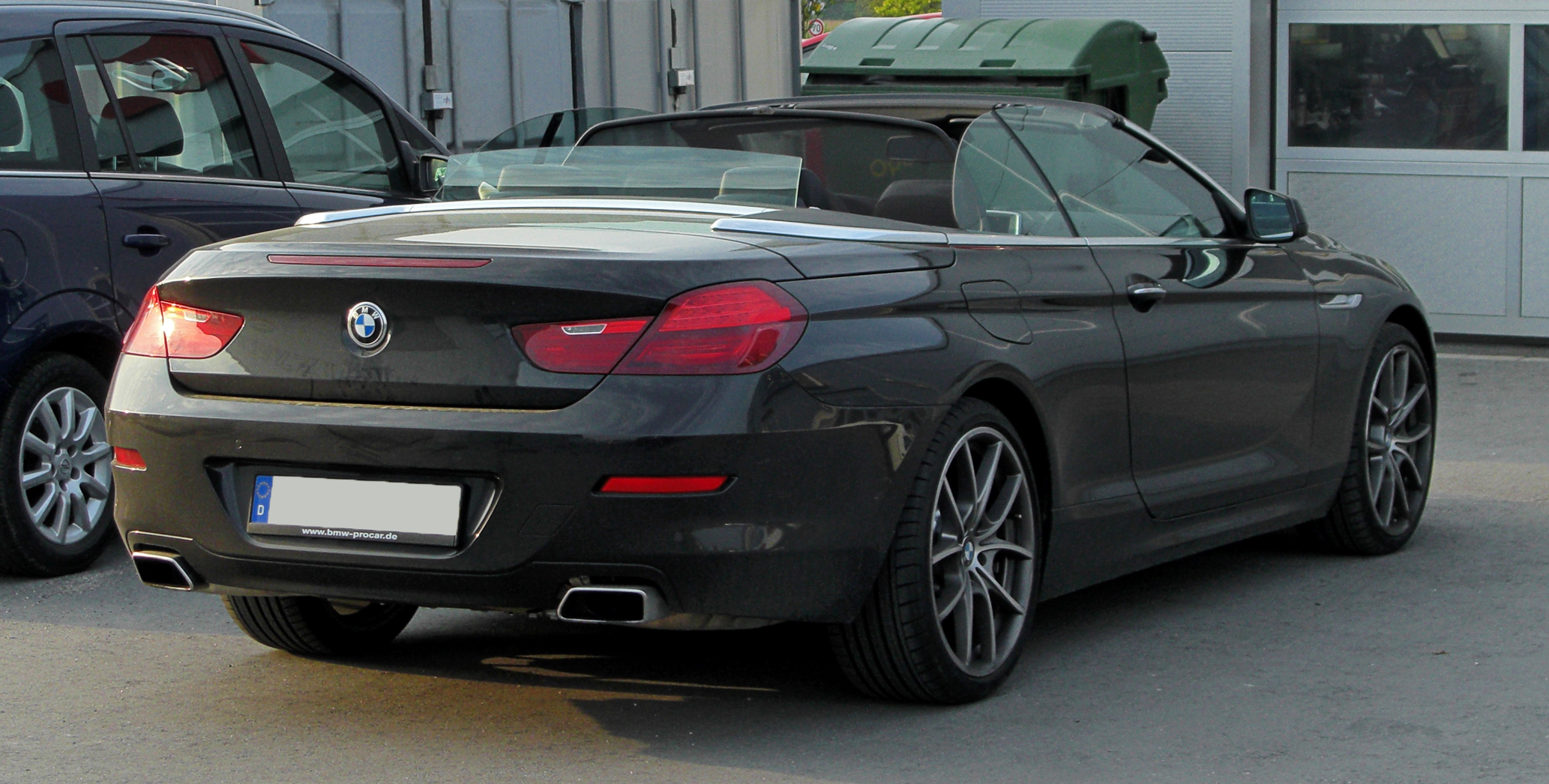
BMW F12 hátulja
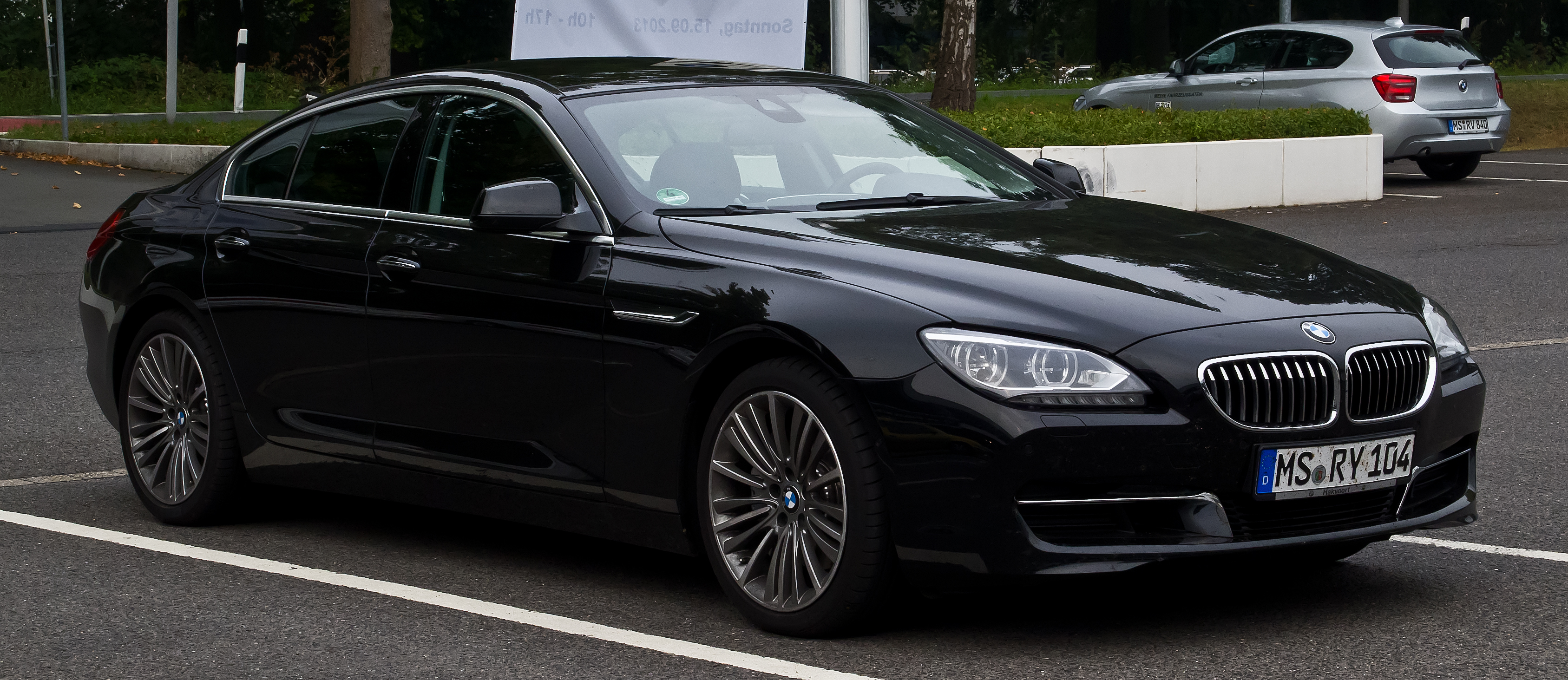
BMW F06 eleje
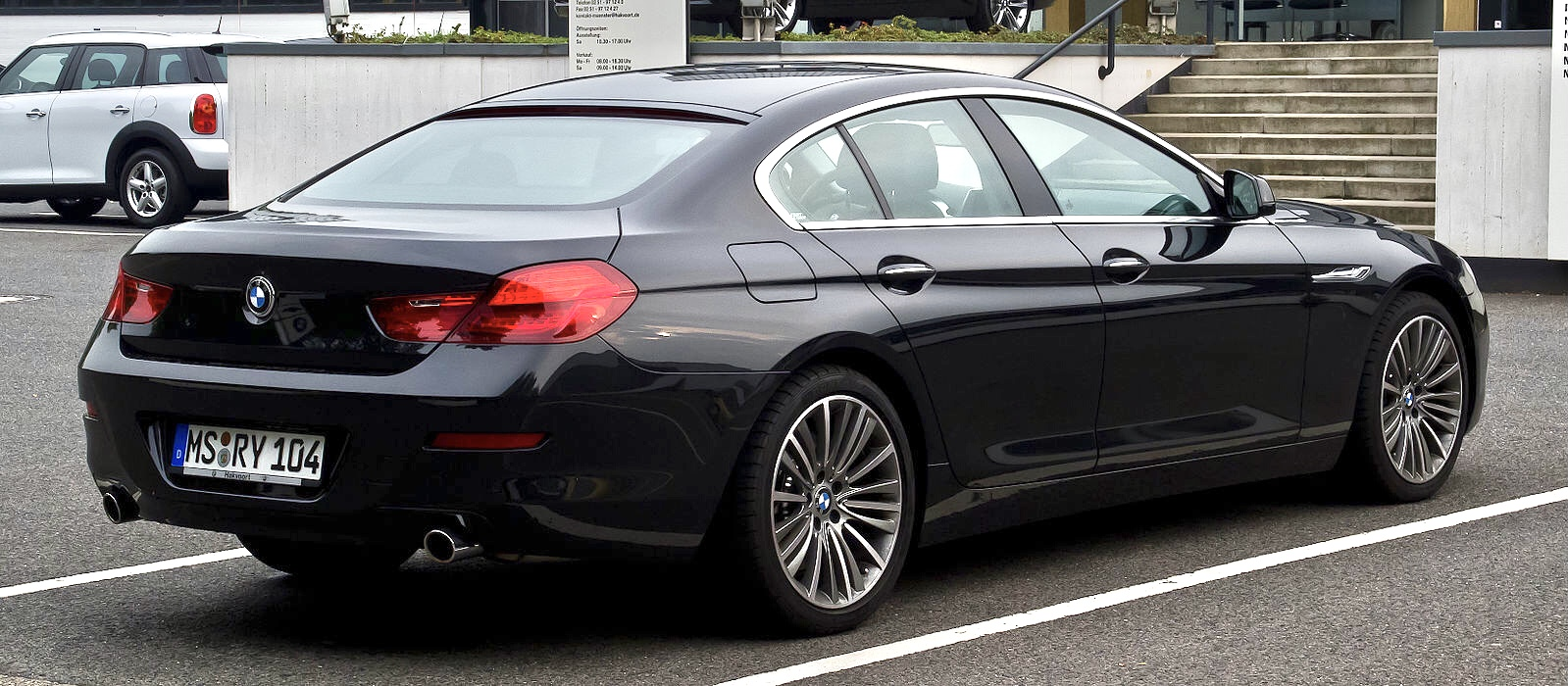
BMW F06 hátulja
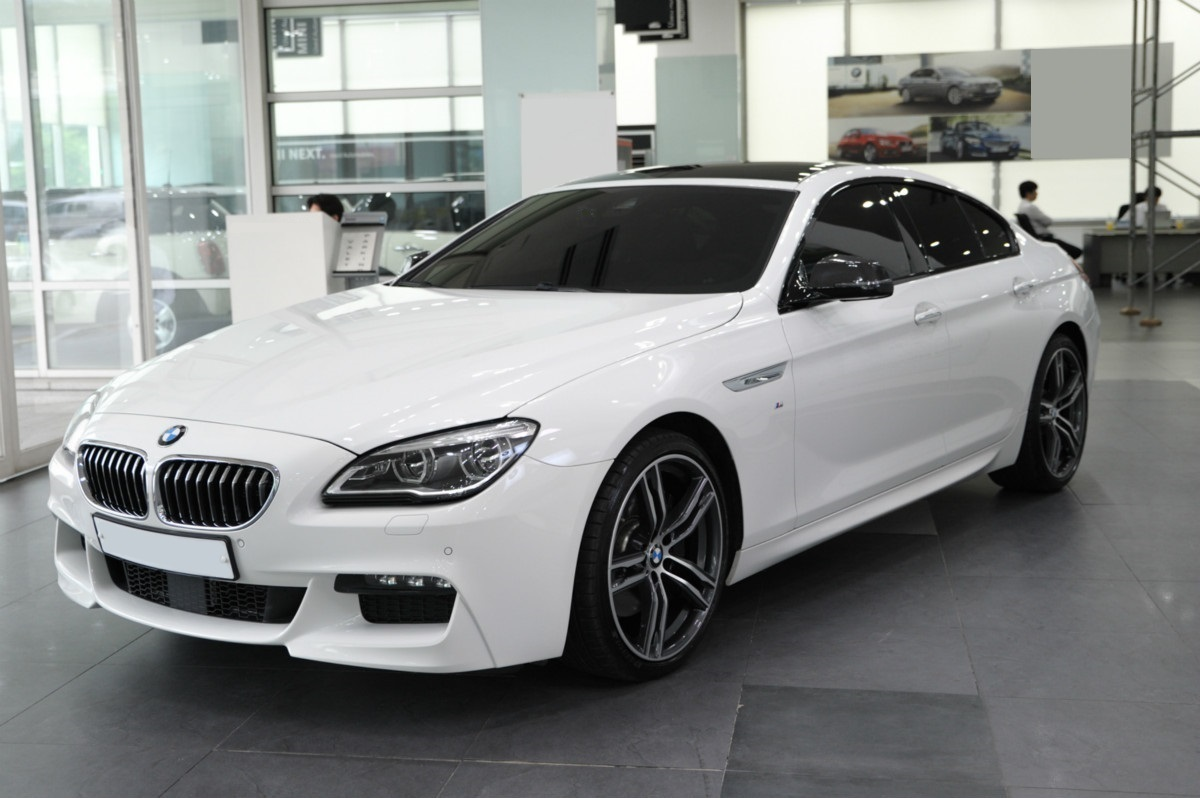
M-pakettes BMW F06 eleje
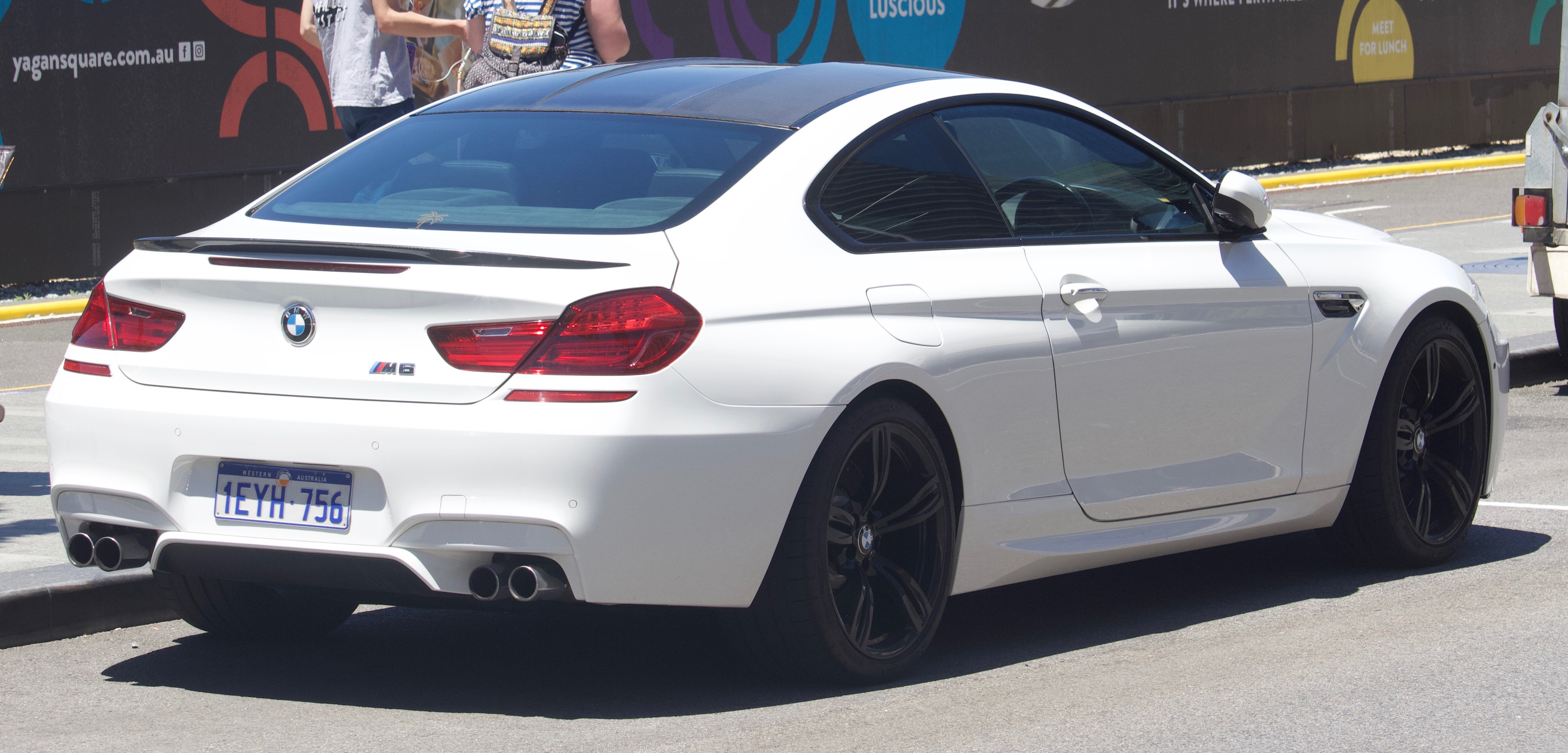
M-pakettes BMW F13 hátulja
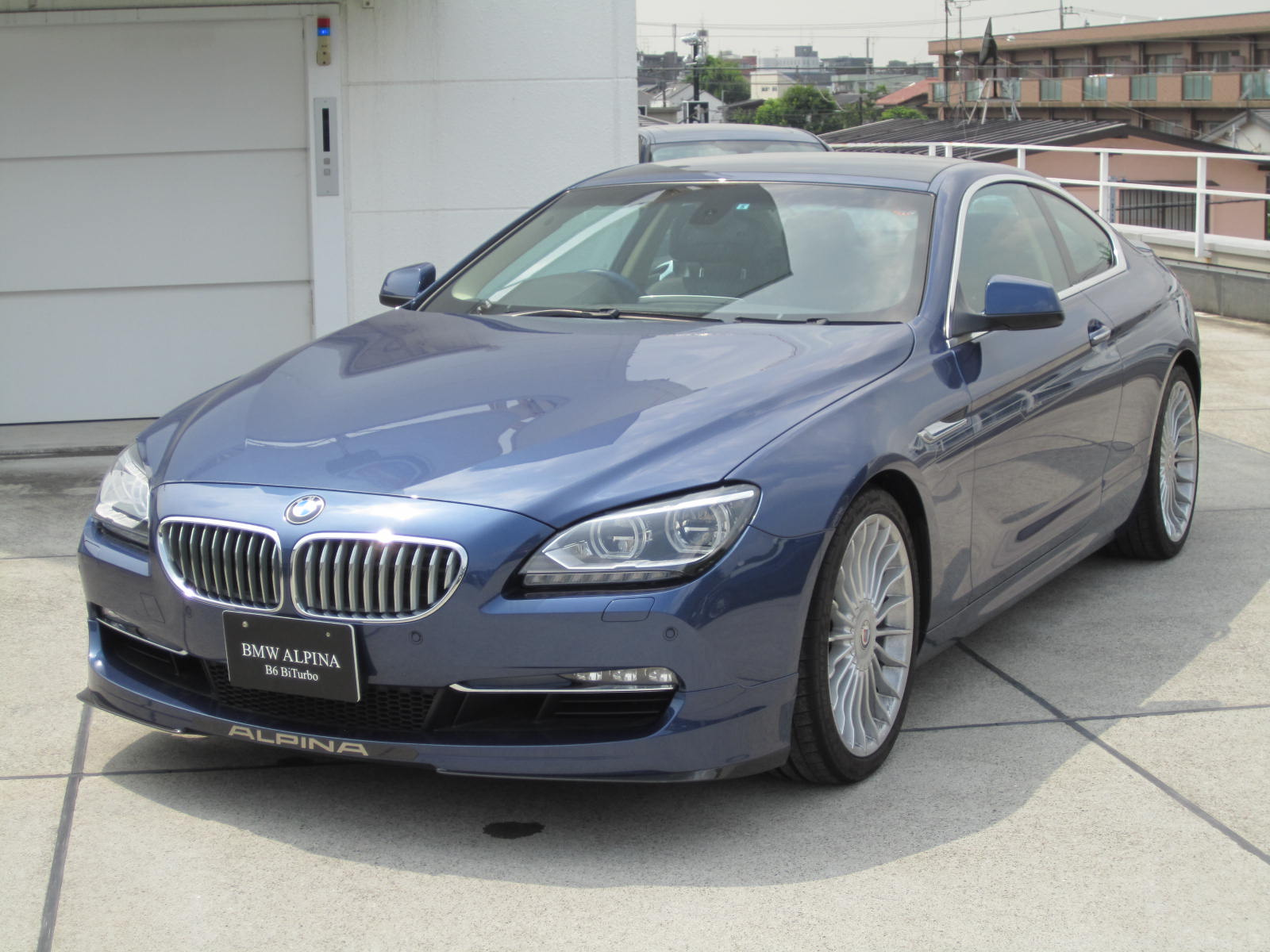
Alpina B6 Bi-Turbo eleje
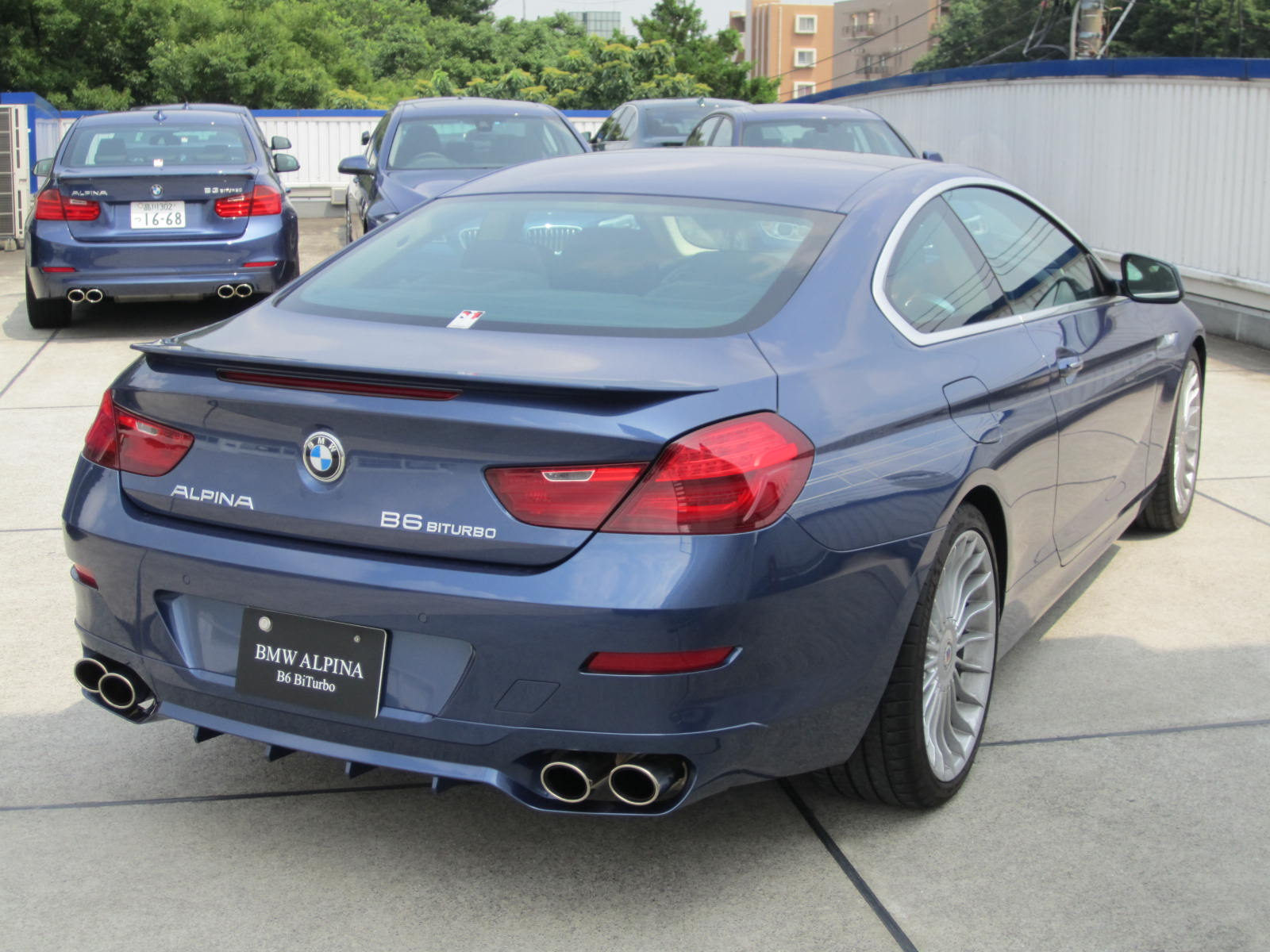
Alpina B6 Bi-Turbo hátulja
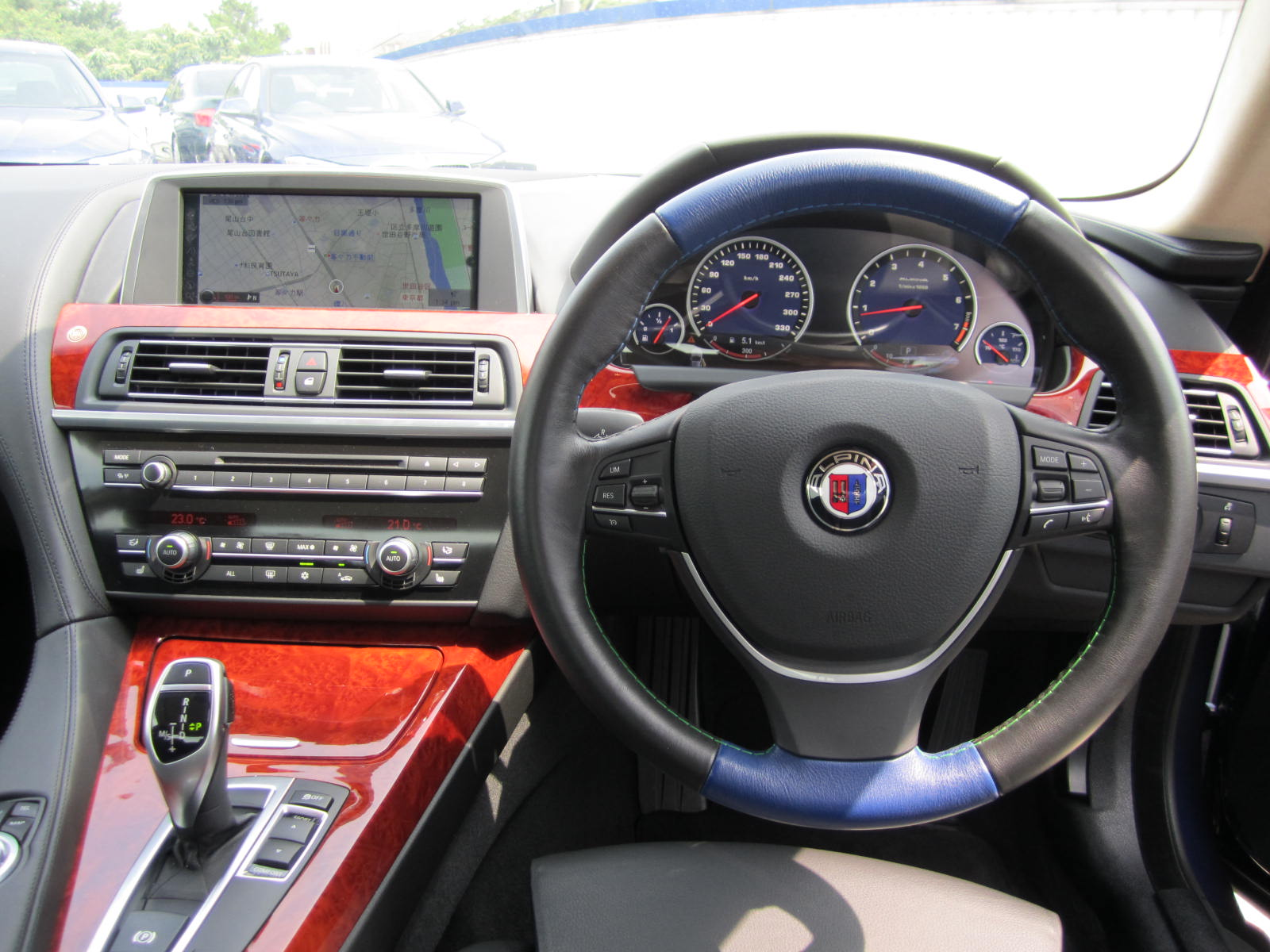
A belseje

A BMW F06/F12/F13 a 6-os sorozat harmadik generációja, amelyet 2011 és 2018 között árultak. A sorozat karosszériája 4 ajtós kupé (F06 modellkód, "Gran Coupé" néven forgalmazott), 2 ajtós kabrió (F12 típuskód) és 2 ajtós kupé (F13 típuskód). A 2011-es Sanghaji Autószalonon és a New York-i Autószalonon mutatták be. A 6-os sorozat új, négyajtós kupéváltozata 2012-ben, a Genfi Autószalonon mutatkozott be; és a 2007-es CS Concepten alapul. A kezdeti modellek között szerepelt egy 3,0 literes soros hatos motor, egy 4,4 literes V8-as és egy 3,0 literes soros hatos dízelmotor, és később az összkerékhajtású változatok is bekerültek a kínálatba. 2015-ben a 6-os széria arculatváltáson esett át, amely a tervezési változtatásokat, valamint a teljesítmény és az üzemanyag-takarékosság kisebb fejlesztéseit is magában foglalja. 2017 februárjában megerősítették, hogy a 6-os sorozat kupéjának gyártása befejeződött. A kabrió 2018 februárjában, a Gran Coupé pedig 2018 októberében ért véget. Bár a gyártás 2018 őszén véget ért, az F06 Gran Coupe még a 2019-es modellévben elérhető volt. Az F06/F12/F13 M6-ot az S63 ikerturbós V8-as motor hajtja, hétfokozatú duplakuplungos sebességváltóval. Ez az első M6-os, amely turbófeltöltős motort használ.

### Negyedik generáció (2017-)
- BMW G32

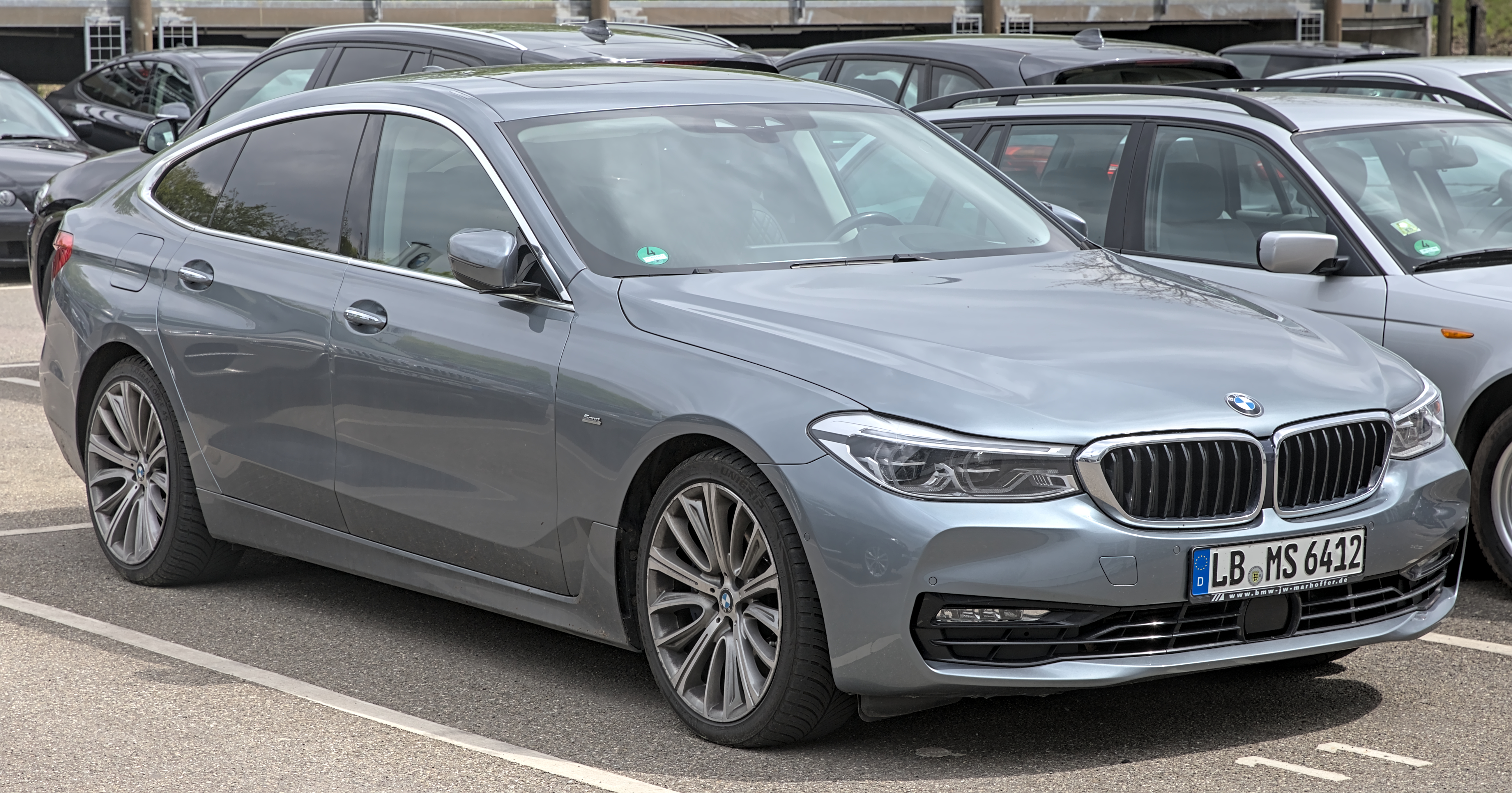
BMW G32 eleje
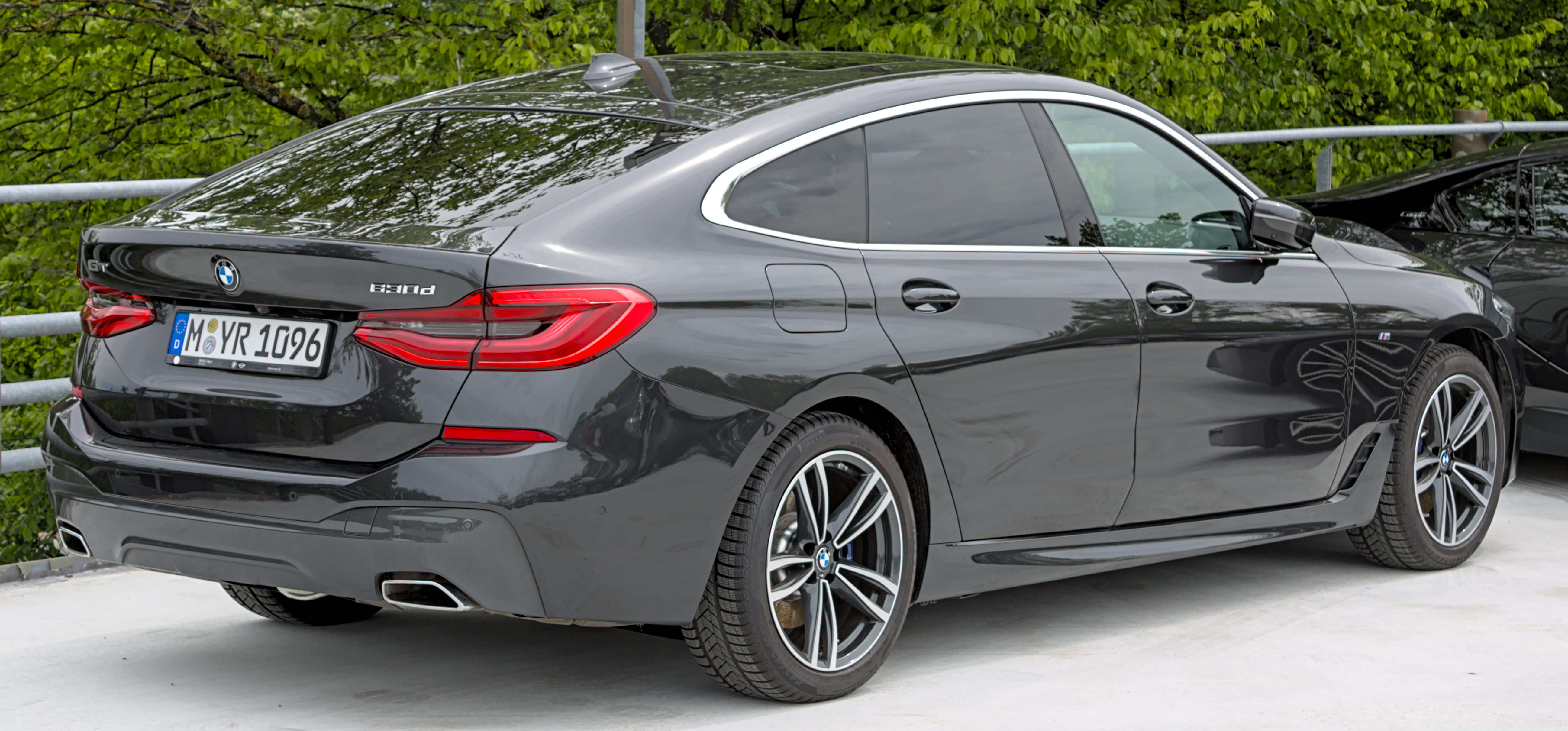
BMW G32 hátulja
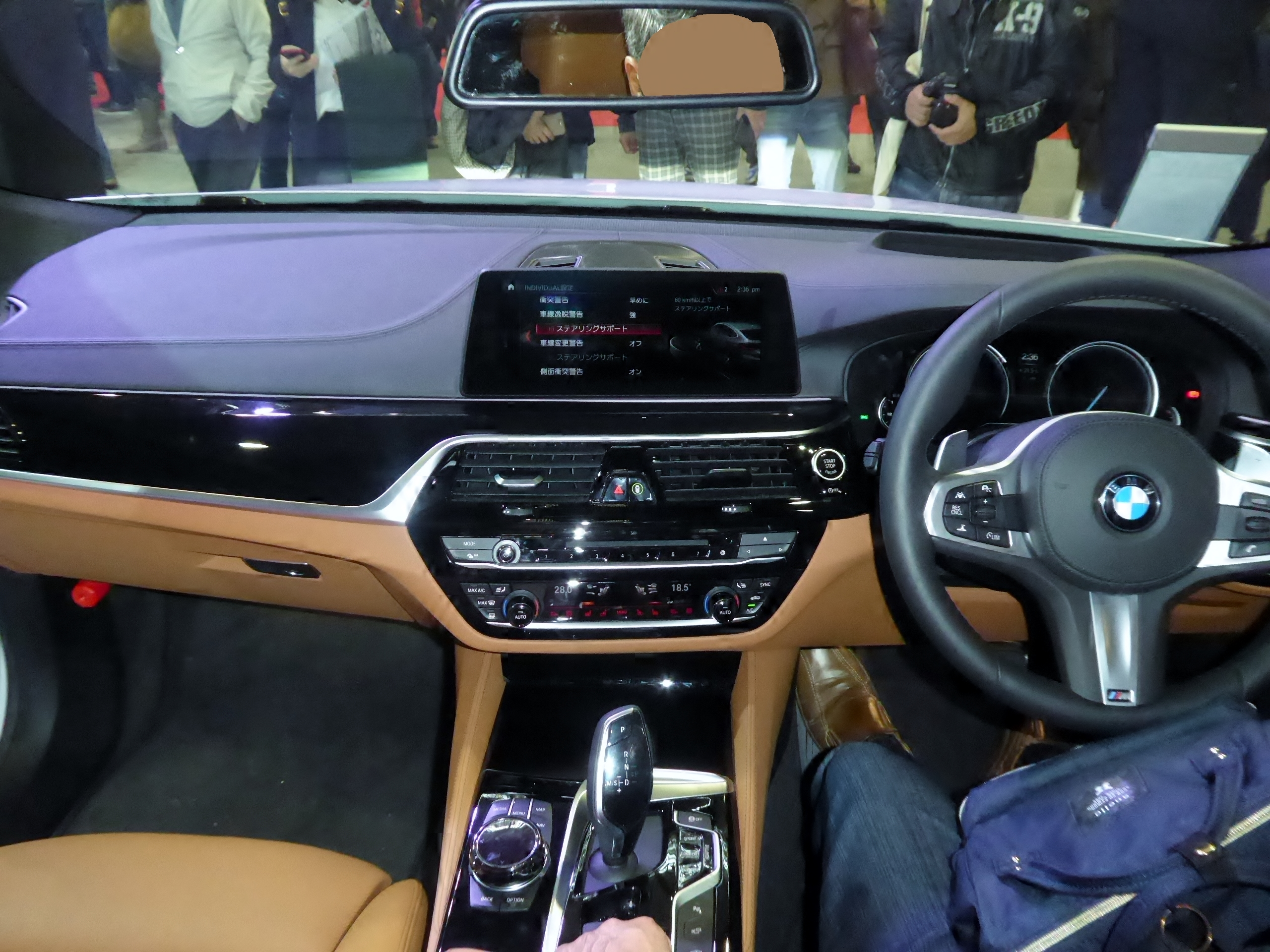
A belseje
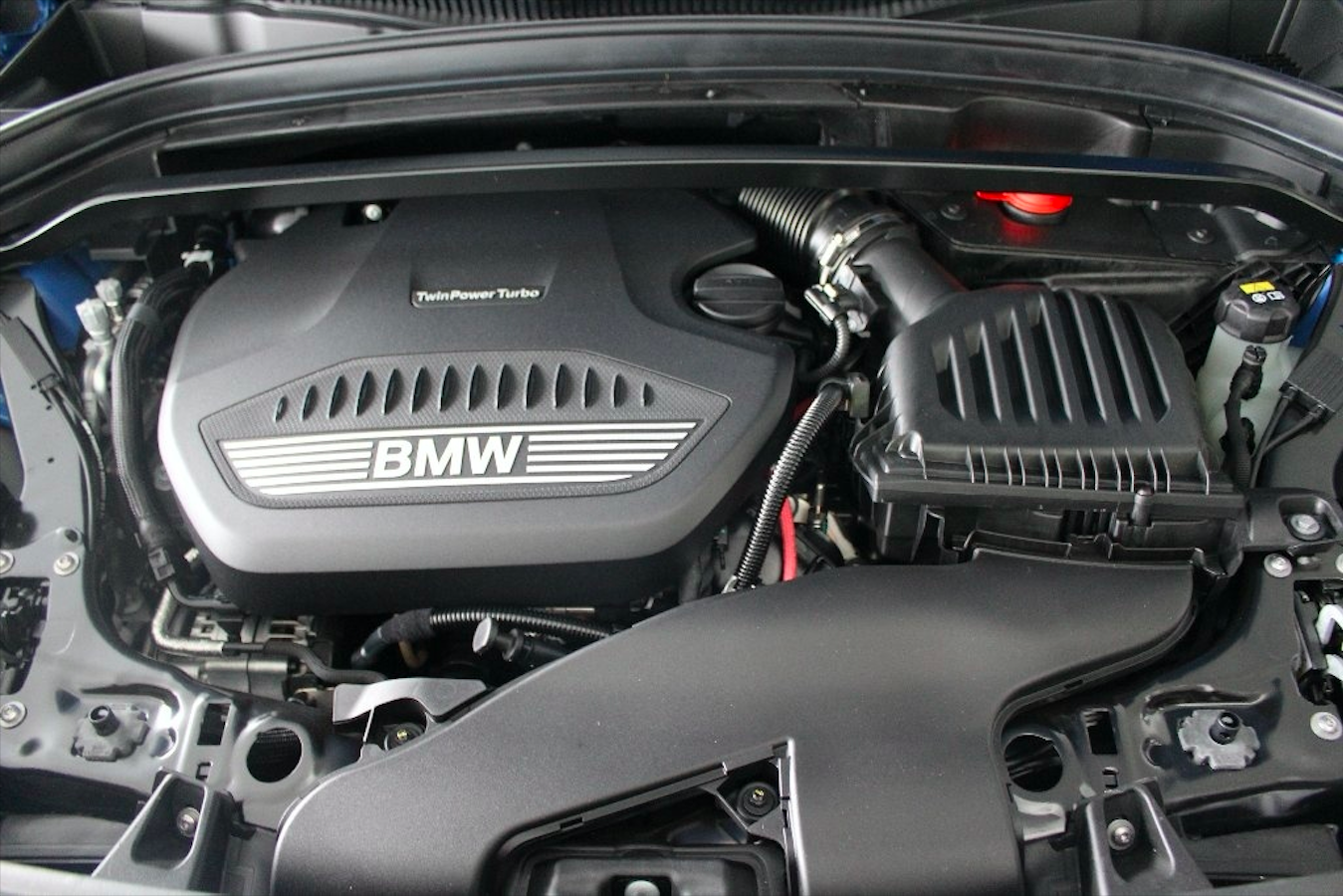
BMW B47 motor
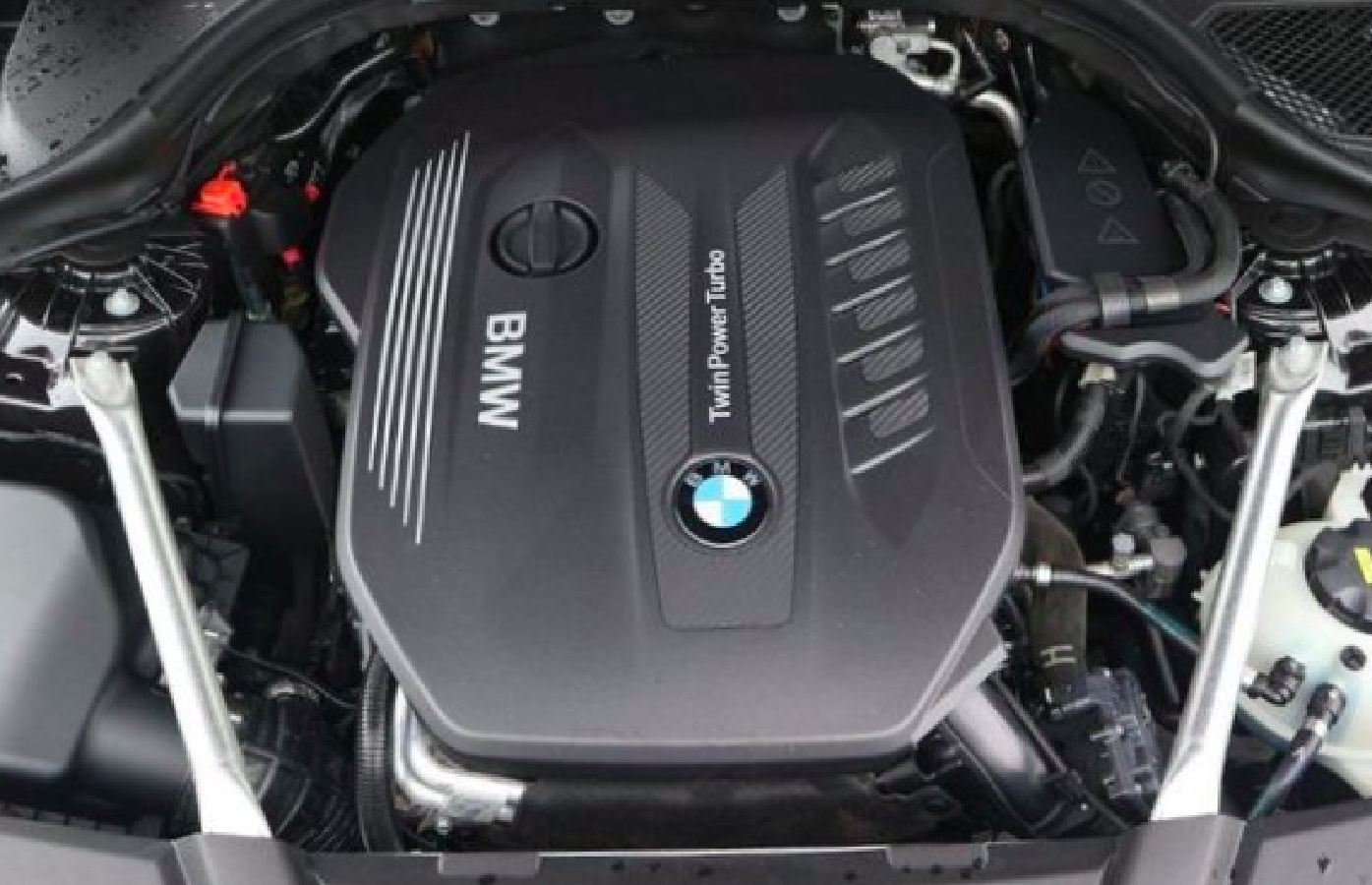
BMW B57 motor

A BMW G32 a negyedik generációs 6-os sorozat, amely 2017-ben került forgalomba. A G32 karosszériája 5 ajtós gyorshátú, és "6-os Gran Turismo" néven kerül forgalomba (az előző generációs 5-ös Gran Turismo helyére). A G32-t először 2017. június 14-én mutatták be az interneten, majd a 2017-es Frankfurti Autószalonon mutatták be szeptemberben. A motorkínálat turbófeltöltős 4 hengeres benzines, 6 hengeres benzines és 6 hengeres dízelmotorokból áll. A legtöbb modell hátsókerék-hajtású, egyes modellekhez opcionálisan választható az összkerékhajtás (a BMW által "xDrive" néven).

## 7-es sorozat
A cég új fejlesztései rendszerint ebben a modellben jelennek meg, például a sokak szerint nehezen kezelhető iDrive fedélzeti számítógép. A világ első üzemanyagcellás autója is ebből a sorozatból került ki.

### Első generáció (1977-1986)
- BMW E23

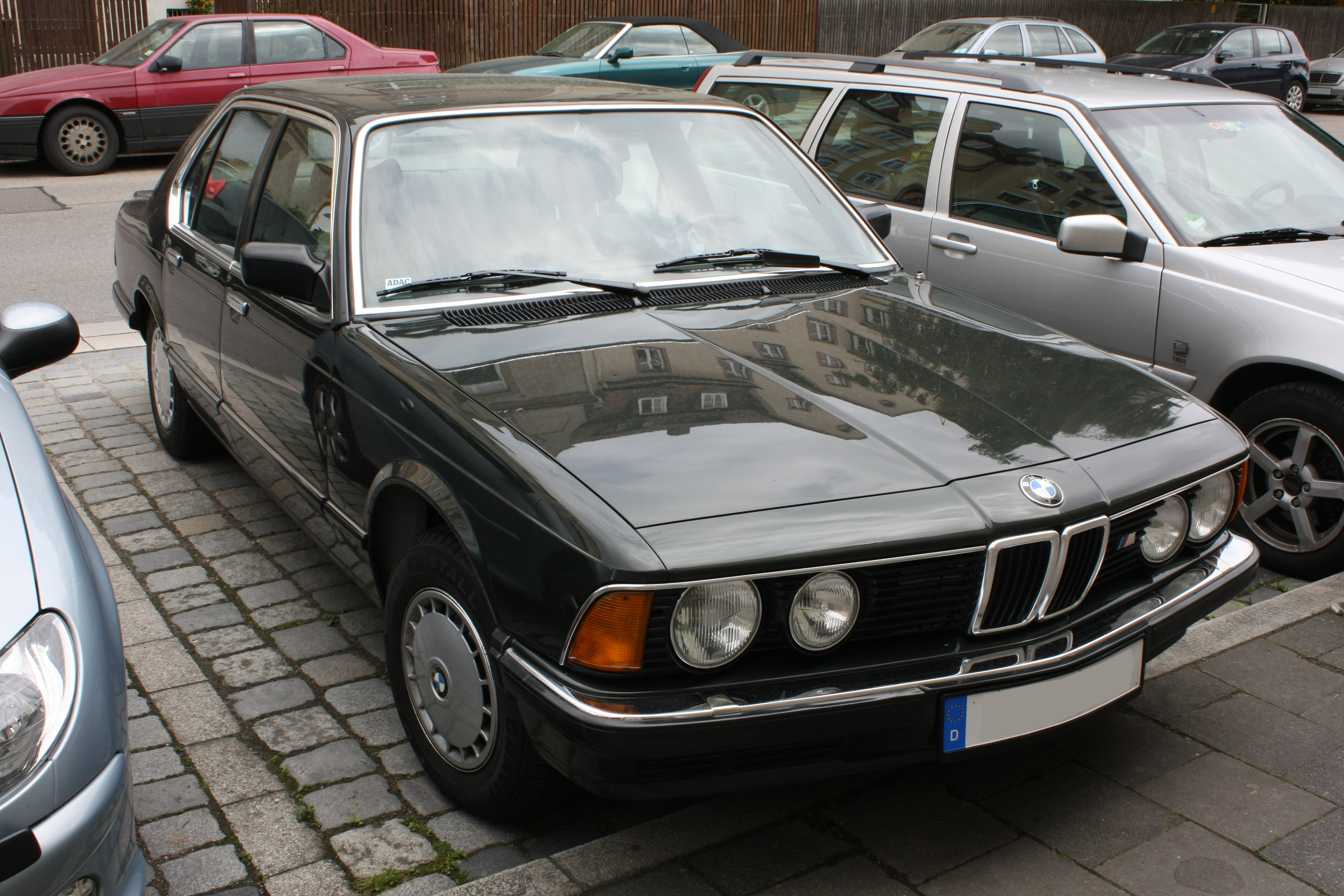
BMW E23 eleje
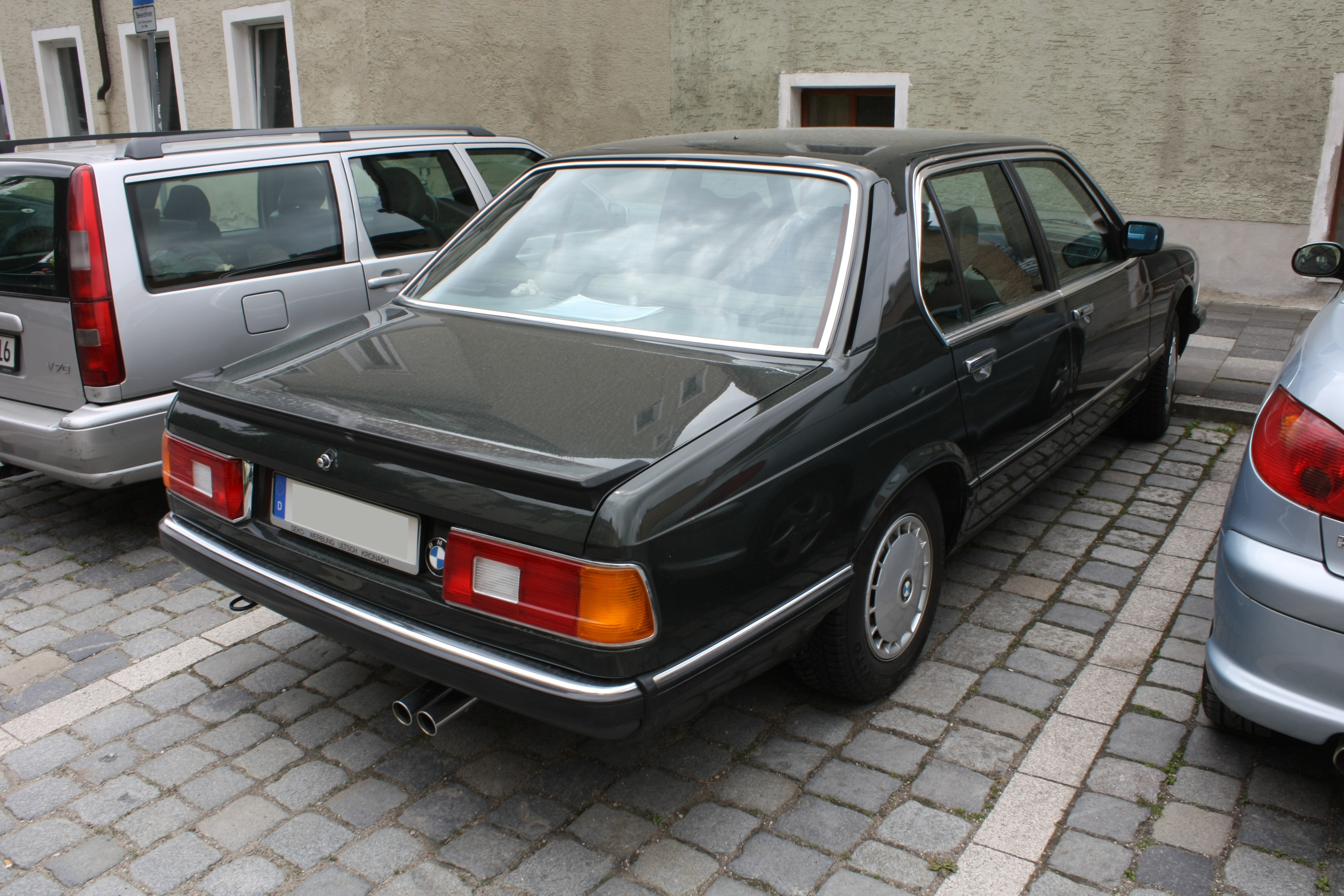
BMW E23 hátulja
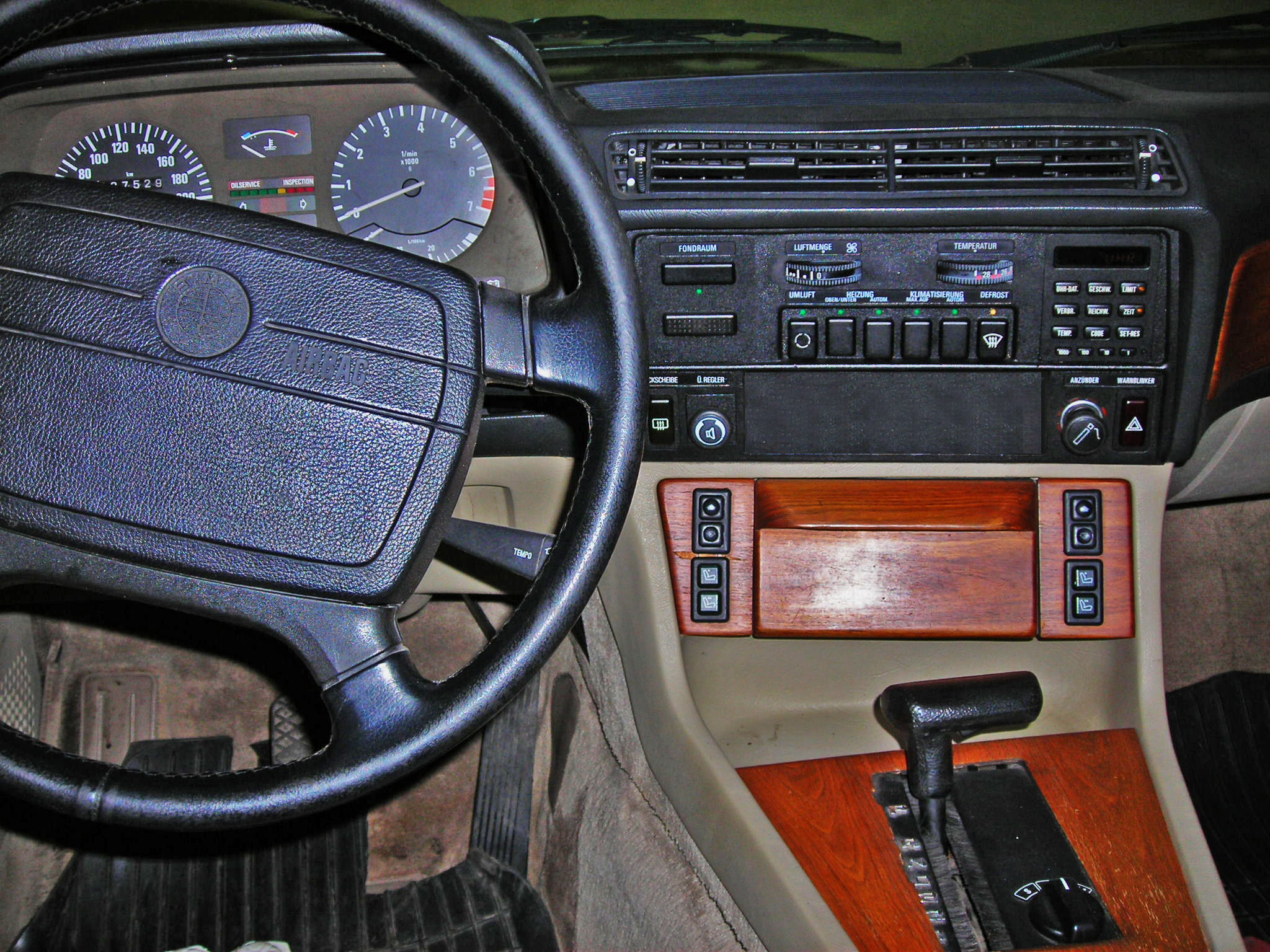
A belseje
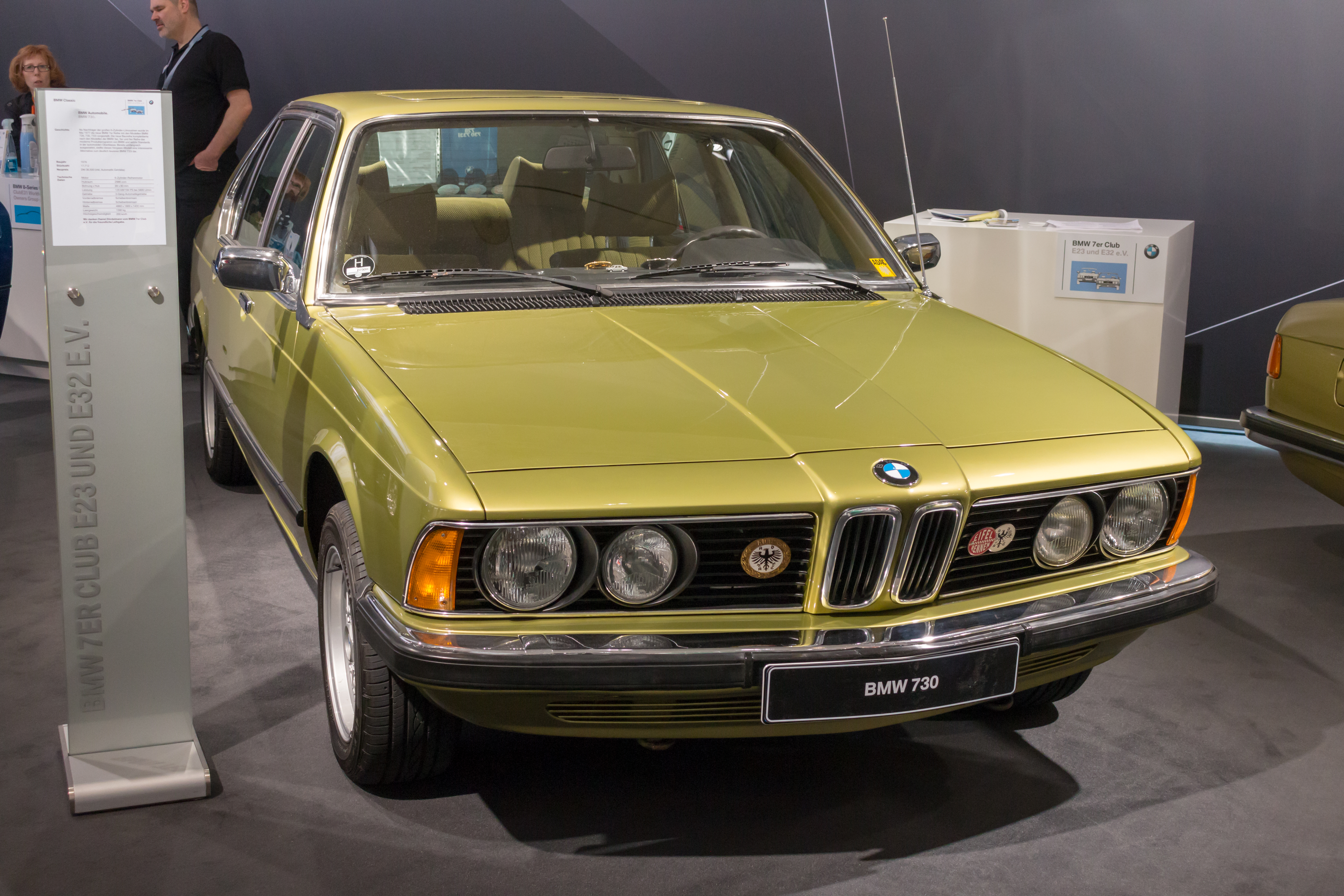
A Pre-Facelift verzió eleje
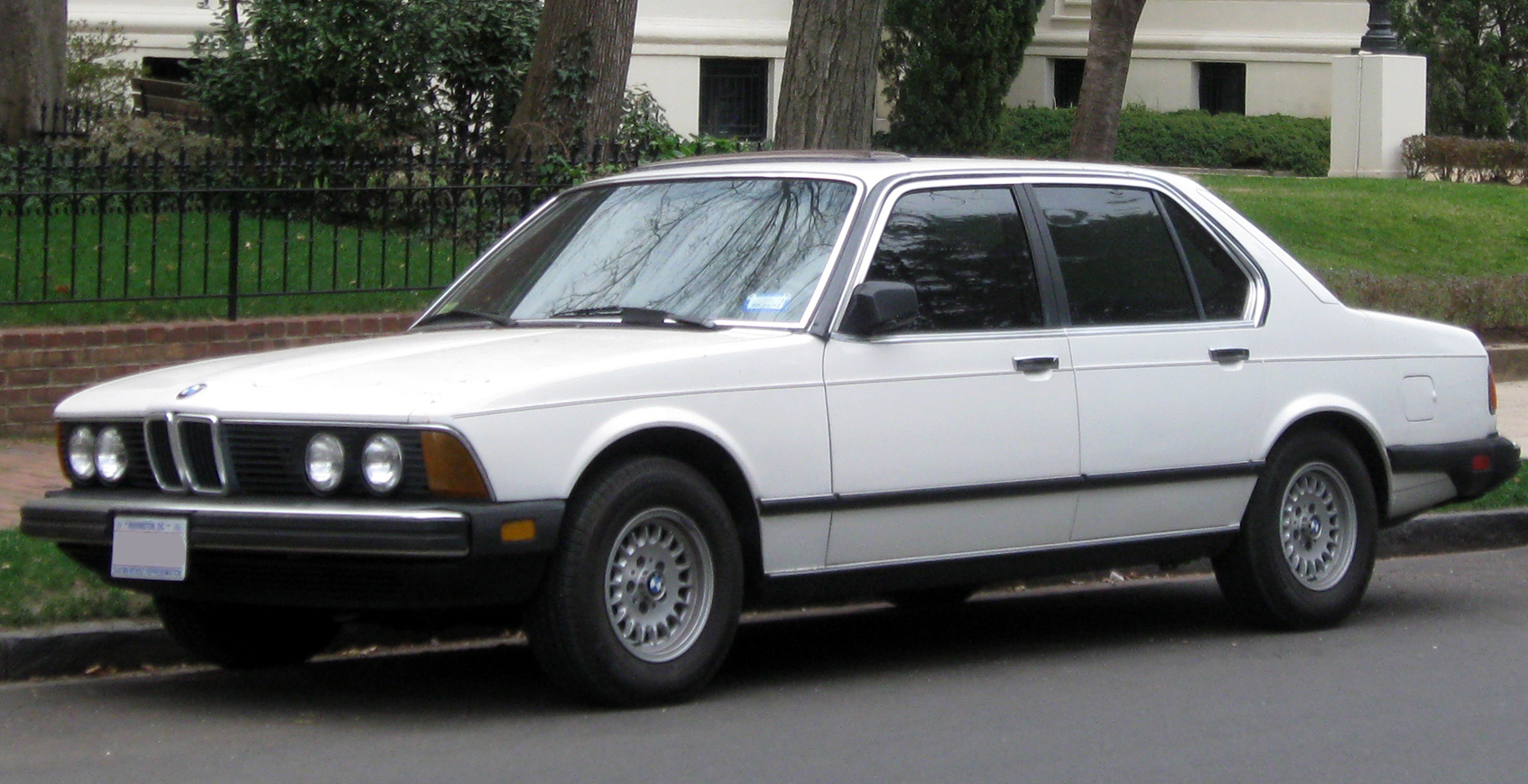
BMW E23 amerikai verziójának eleje
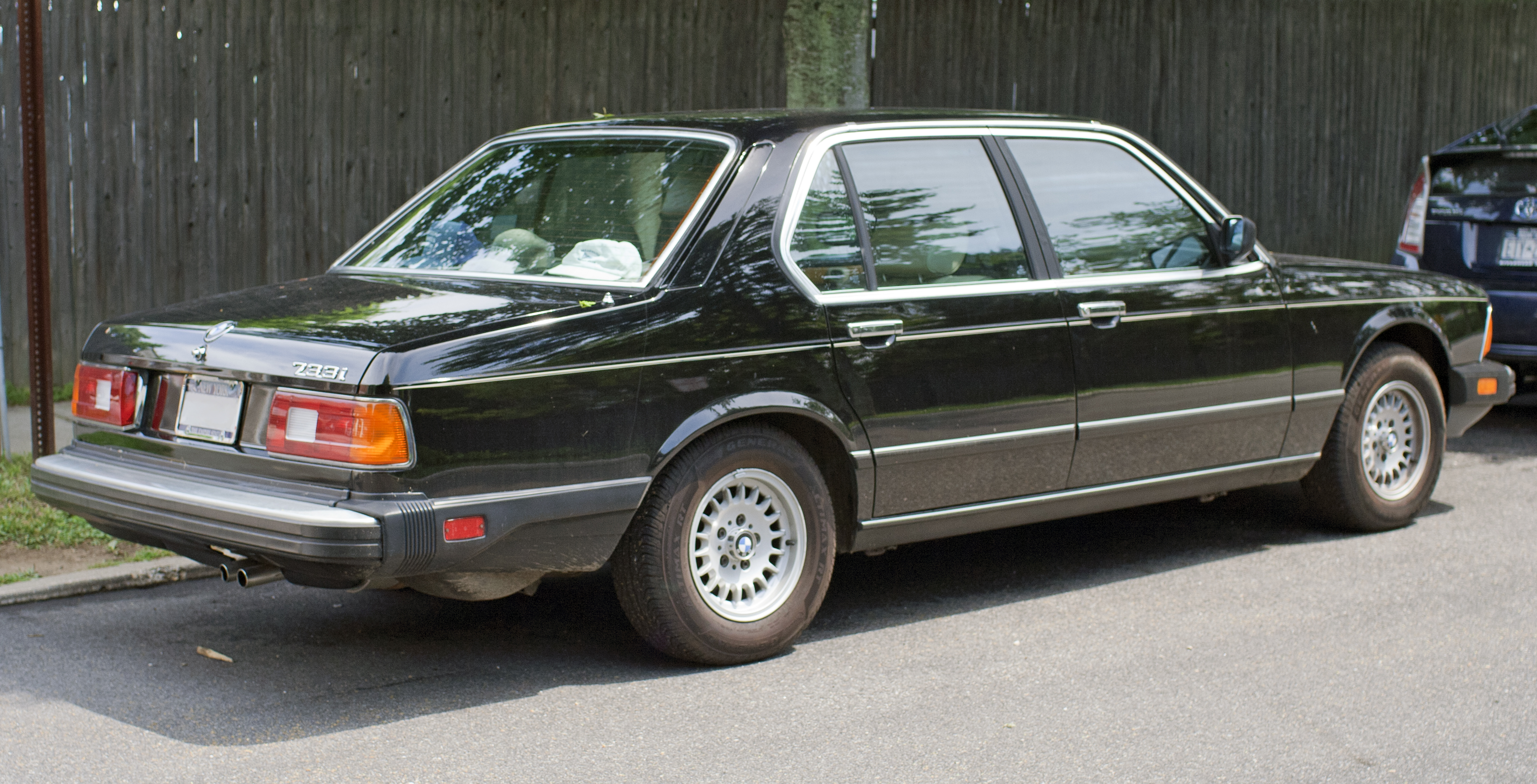
BMW E23 amerikai verziójának hátulja

Az E23 az első generációs 7-es sorozat, amelyet 1977 és 1987 között gyártottak. 4 ajtós szedán karosszériára építették, 6 hengeres motorokkal, az E3 szedánok helyére. 1983-tól 1987-ig turbófeltöltős 6 hengeres motorral volt elérhető. Az E23 számos elektronikus funkciót mutatott be először a BMW-ben, beleértve a fedélzeti számítógépet, a szervizintervallum-jelzőt, a "check vezérlőpultot" (a rendszerhibákat figyelmeztető lámpák jelzik a vezetőnek), a diktafont és a komplex klímaberendezéseket. Ez volt az első BMW, amely blokkolásgátló fékrendszert (ABS), vezetőoldali légzsákot és kétlengőkaros első felfüggesztéssel rendelkezett.

### Második generáció (1987-1994)
- BMW E32

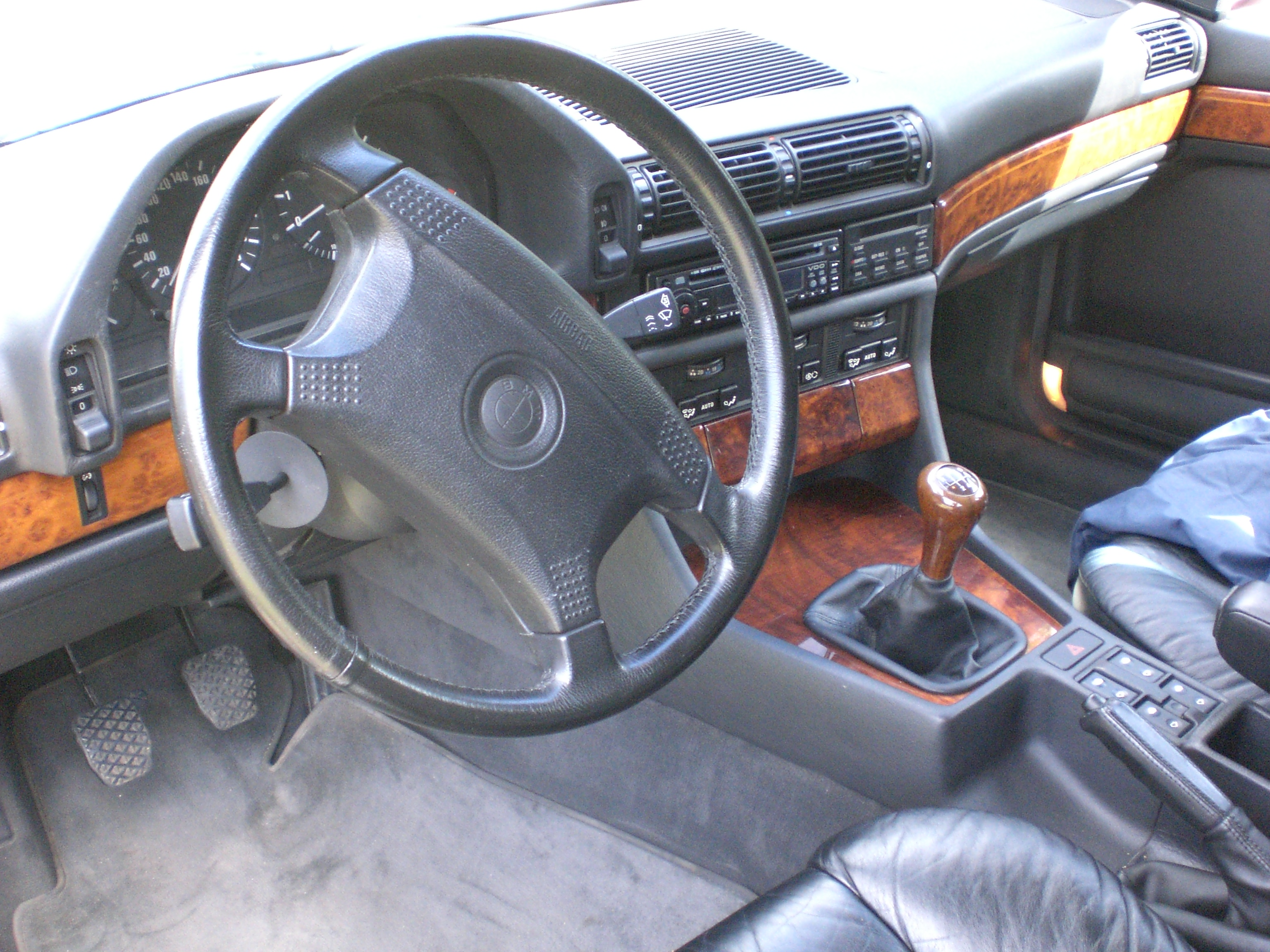
A belseje
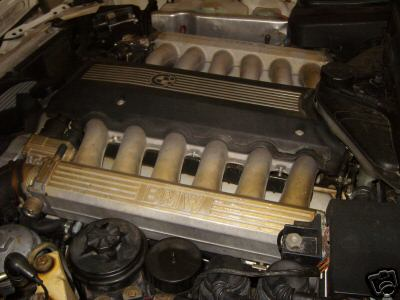
M70-es V12-es motor
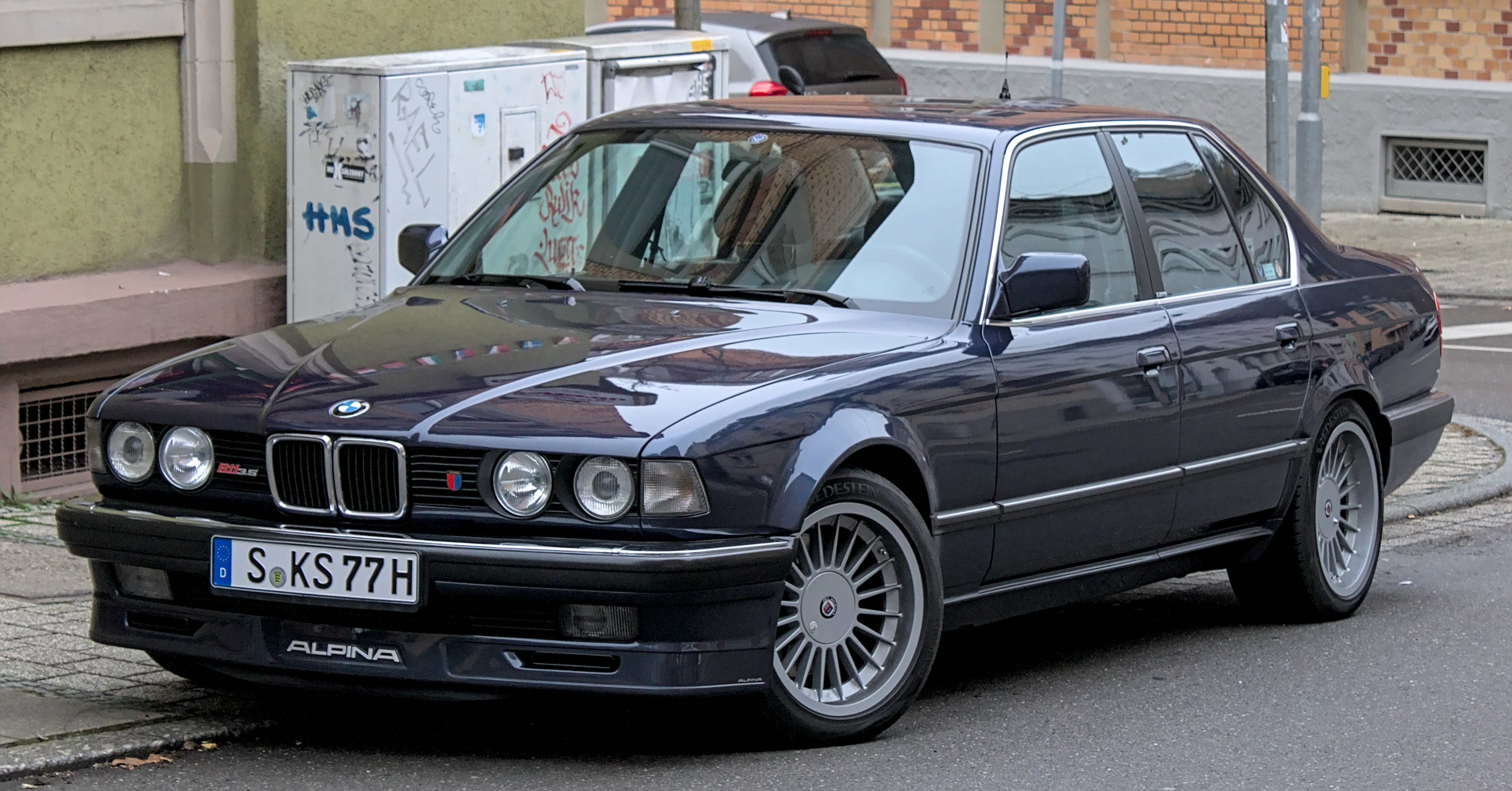
Alpina B11 eleje
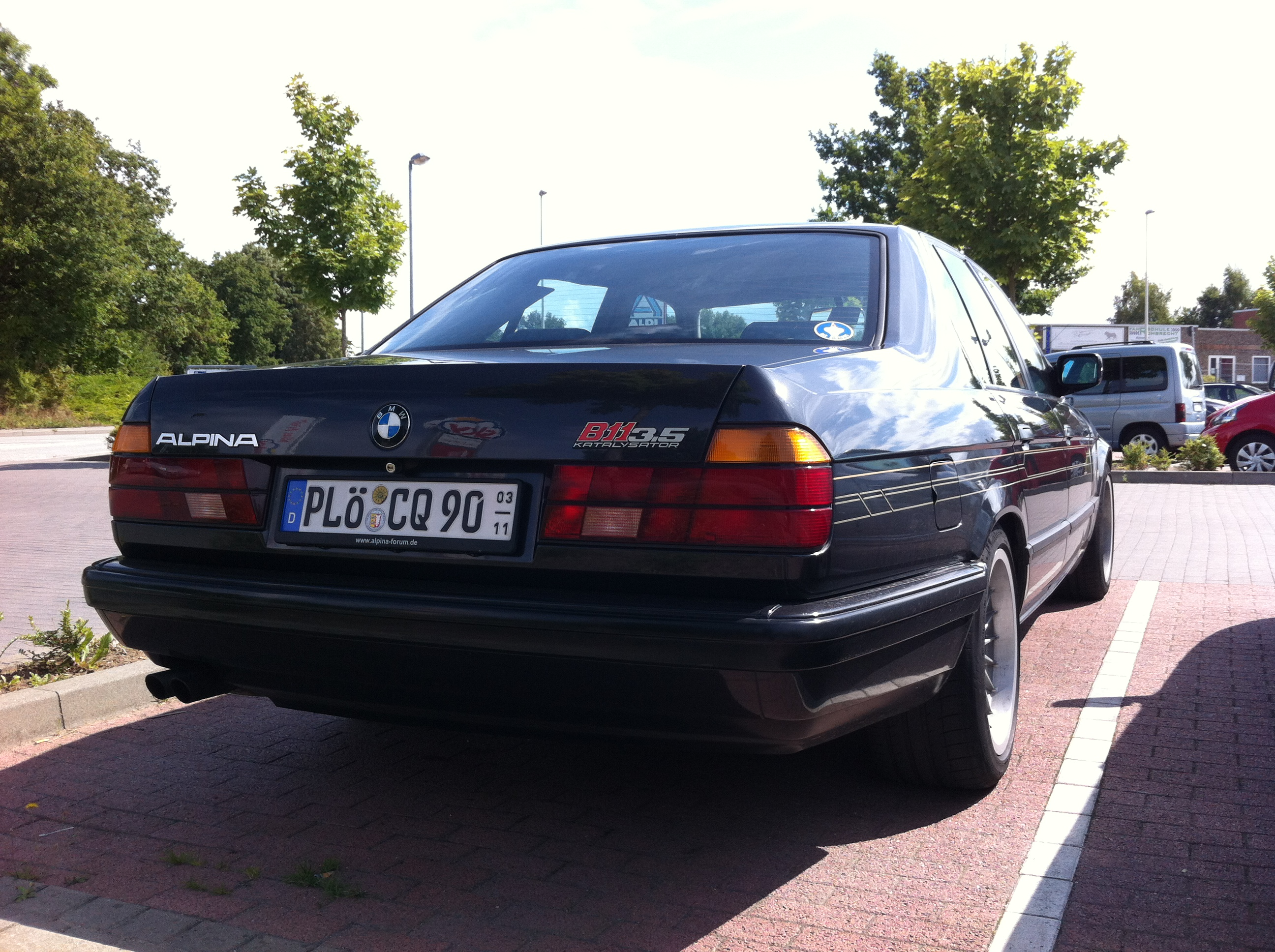
Alpina B11 hátulja
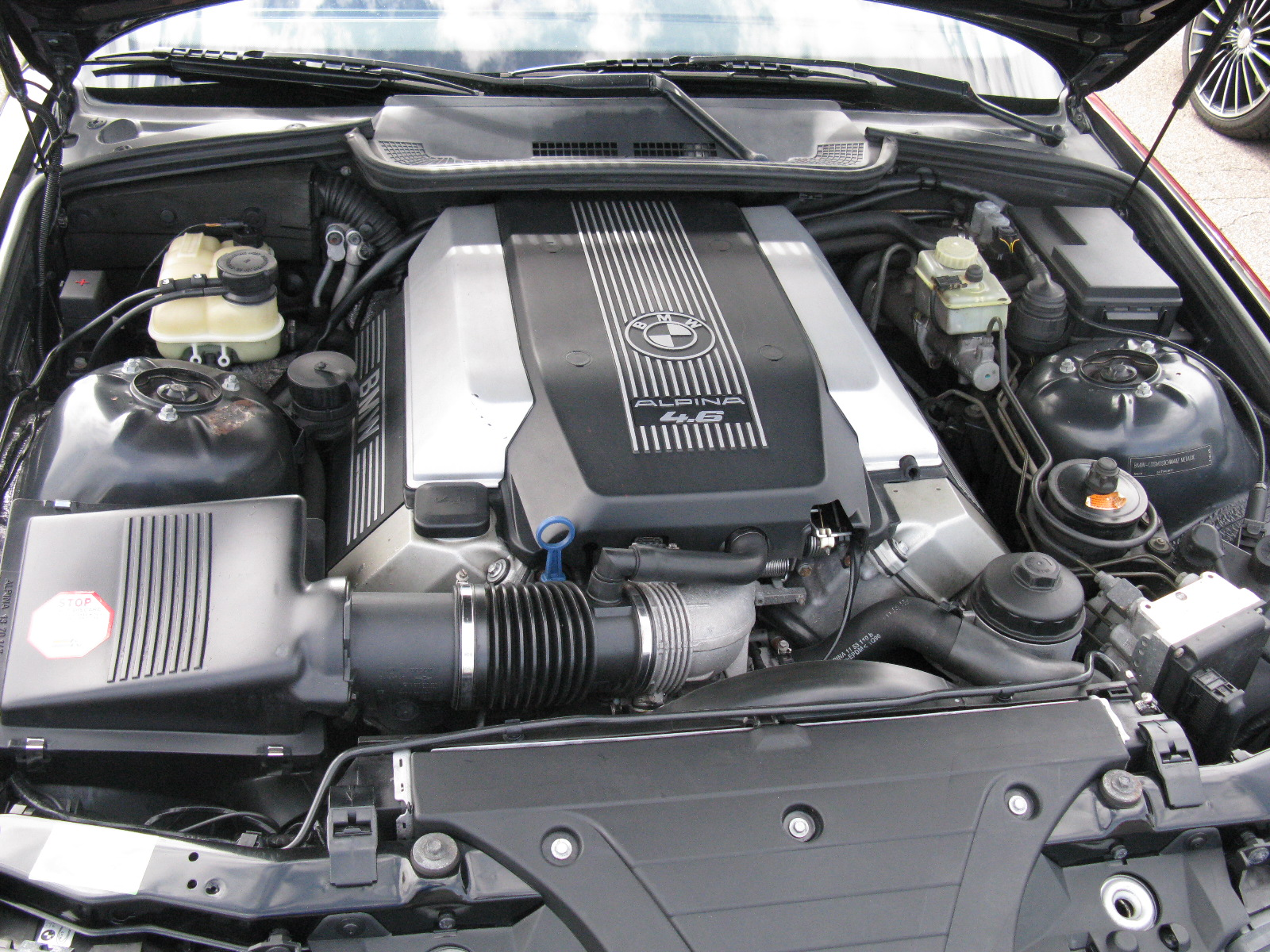
Alphina B11 M60 V8-as motorja
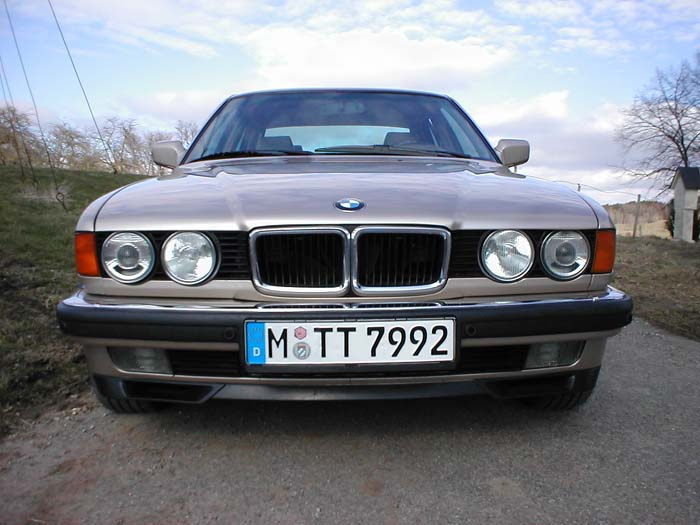
A szélesebb hűtőrácsú verzió

Az E32 a 7-es sorozat második generációja, amelyet 1987 és 1994 között gyártottak. Eredetileg soros hatos vagy V12-es motorral volt elérhető, ez utóbbi volt Németország első személygépkocsija a második világháború óta. 1992-ben váltak elérhetővé a V8-as motorok. Az E32 a következő funkciókat vezette be először BMW-ben: Elektronikus lengéscsillapító-szabályozás, V12-es és V8-as motorok, dupla üvegezés, CAN busz elektronikus protokoll, Xenon fényszórók, kipörgésgátló és kétzónás klímaberendezés. Az E32 750i volt az első autó, amely betartotta a BMW saját maga által meghatározott 250 km/h-es sebességkorlátozását. Az „iL” modell voltak az első alkalom, hogy a BMW hosszú tengelytávú opciót kínált.

### Harmadik generáció (1994-2001)
- BMW E38

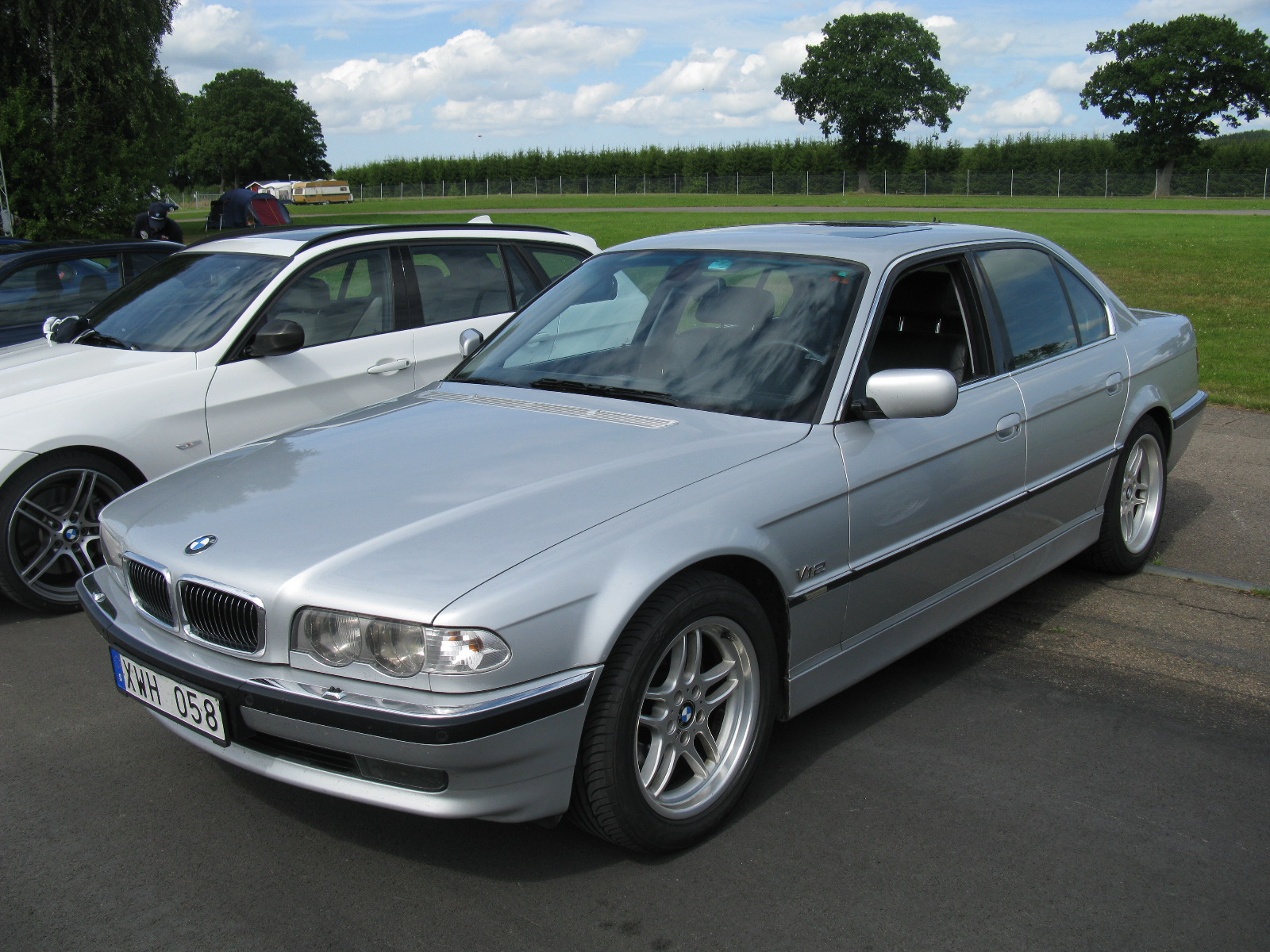
BMW E38 eleje
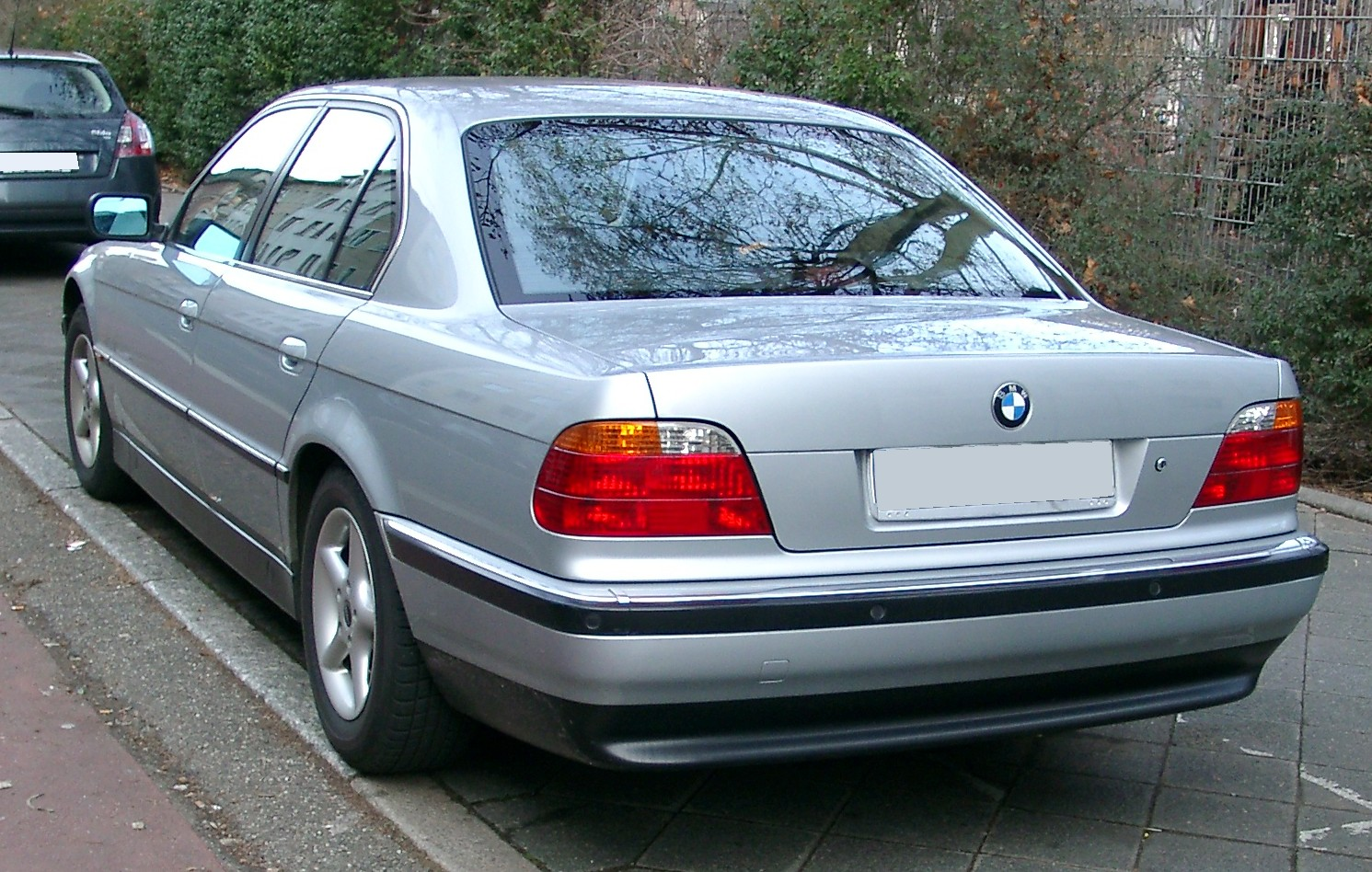
BMW E38 hátulja
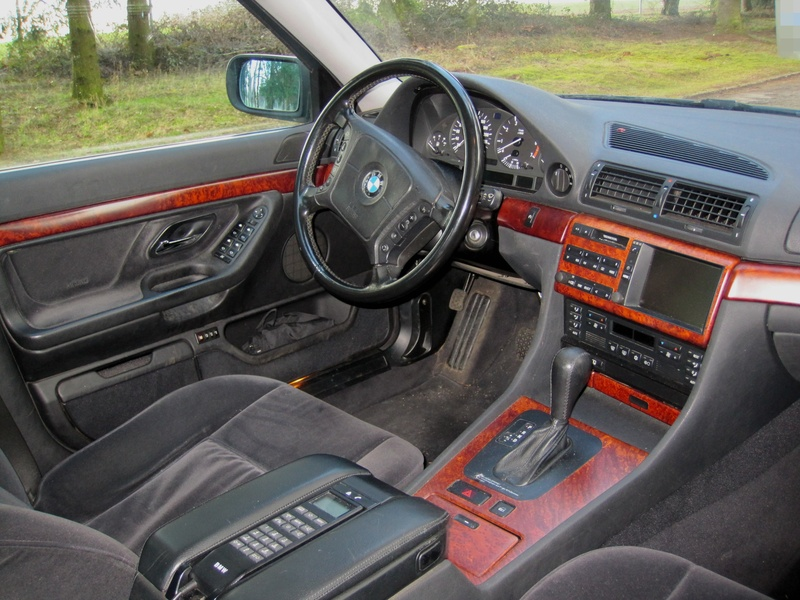
A belseje
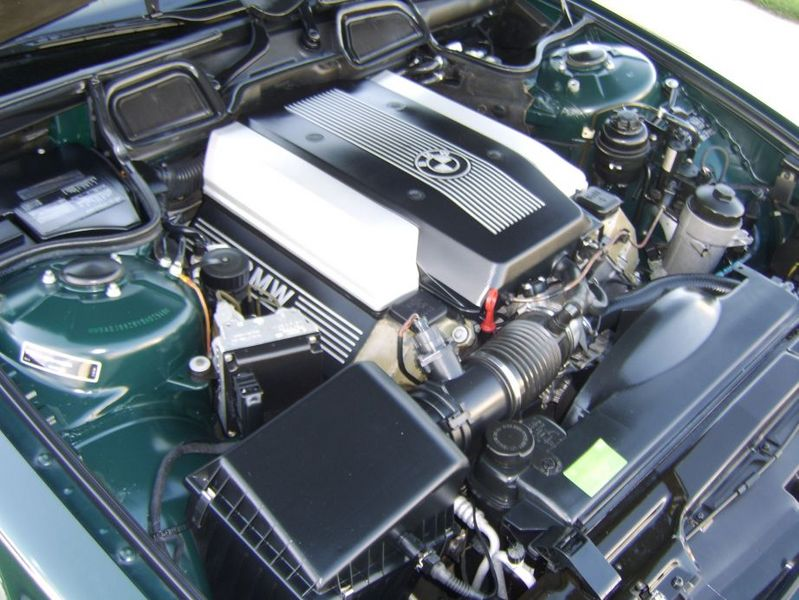
M62-es V8-as motor
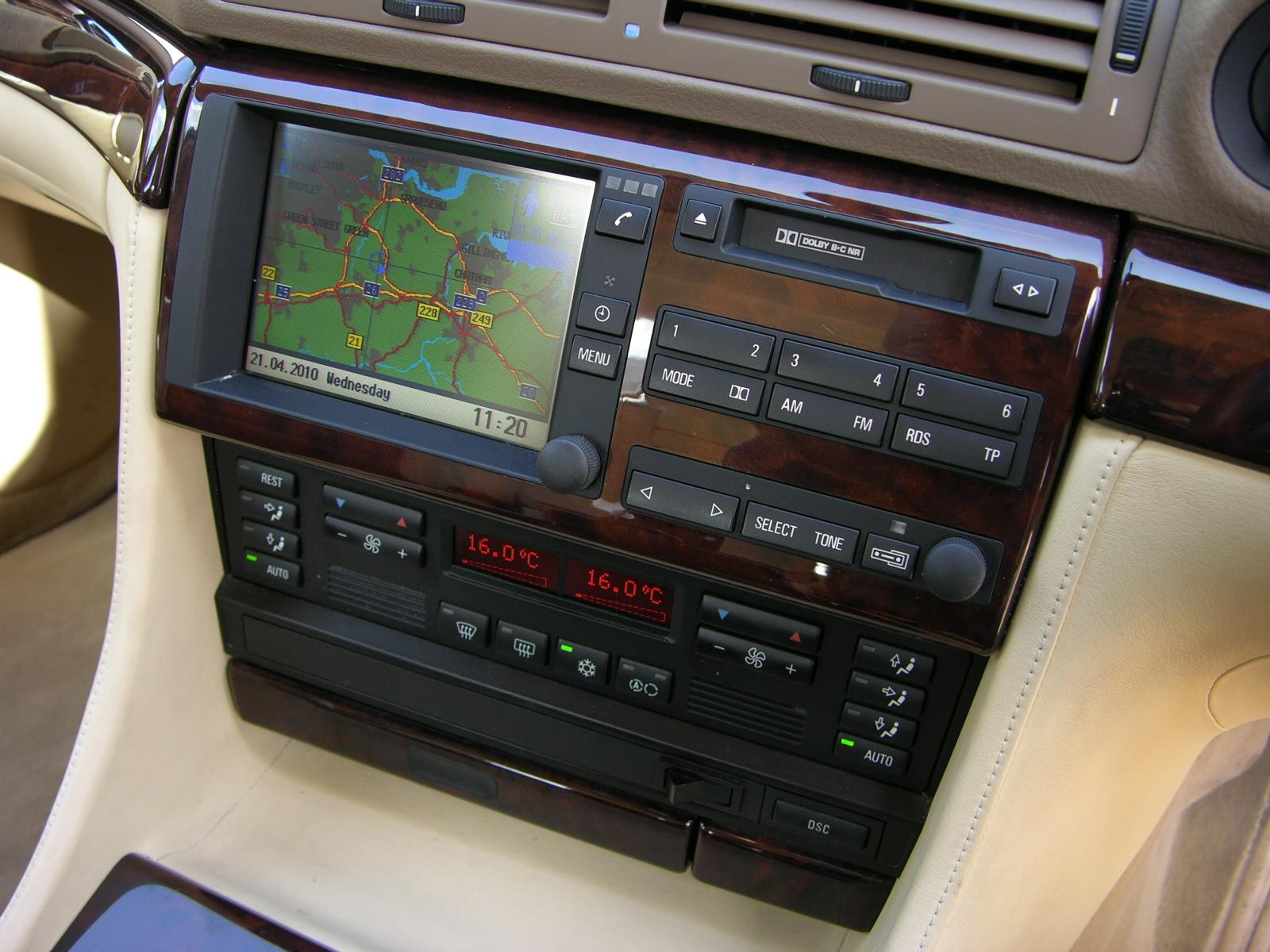
Navigációs monitor
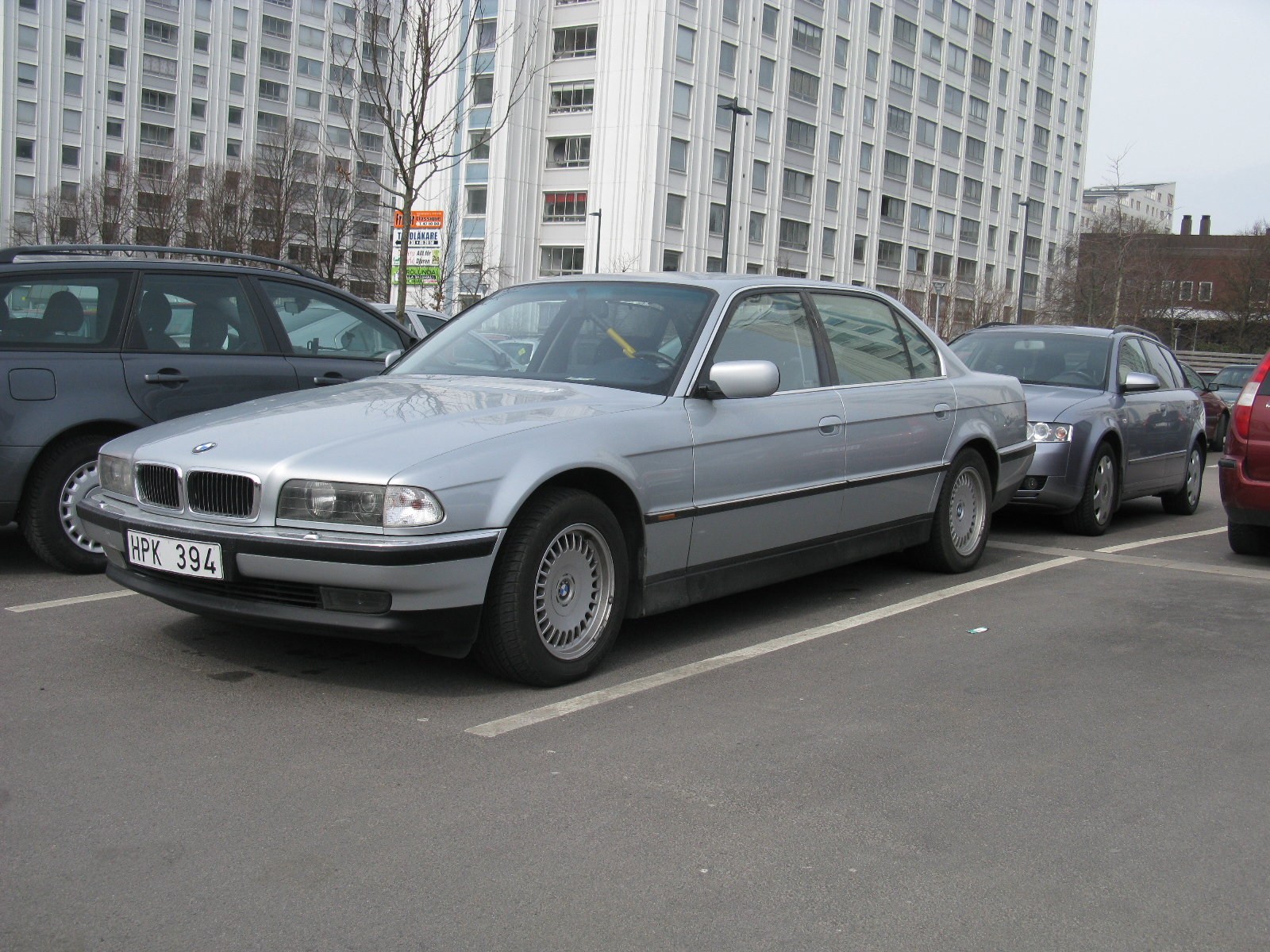
A Pre-Facelift verzió eleje
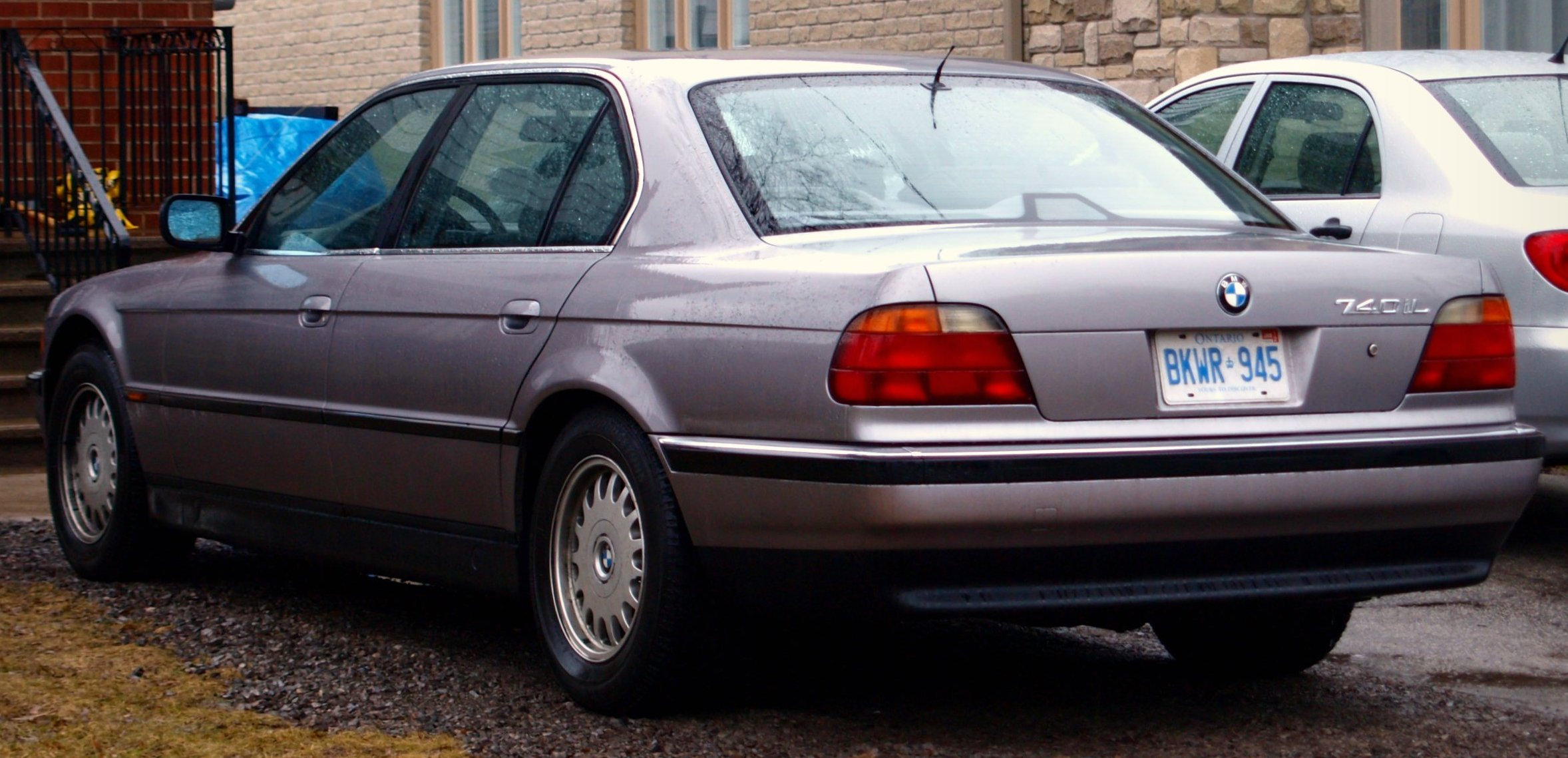
A Pre-Facelift verzió hátulja
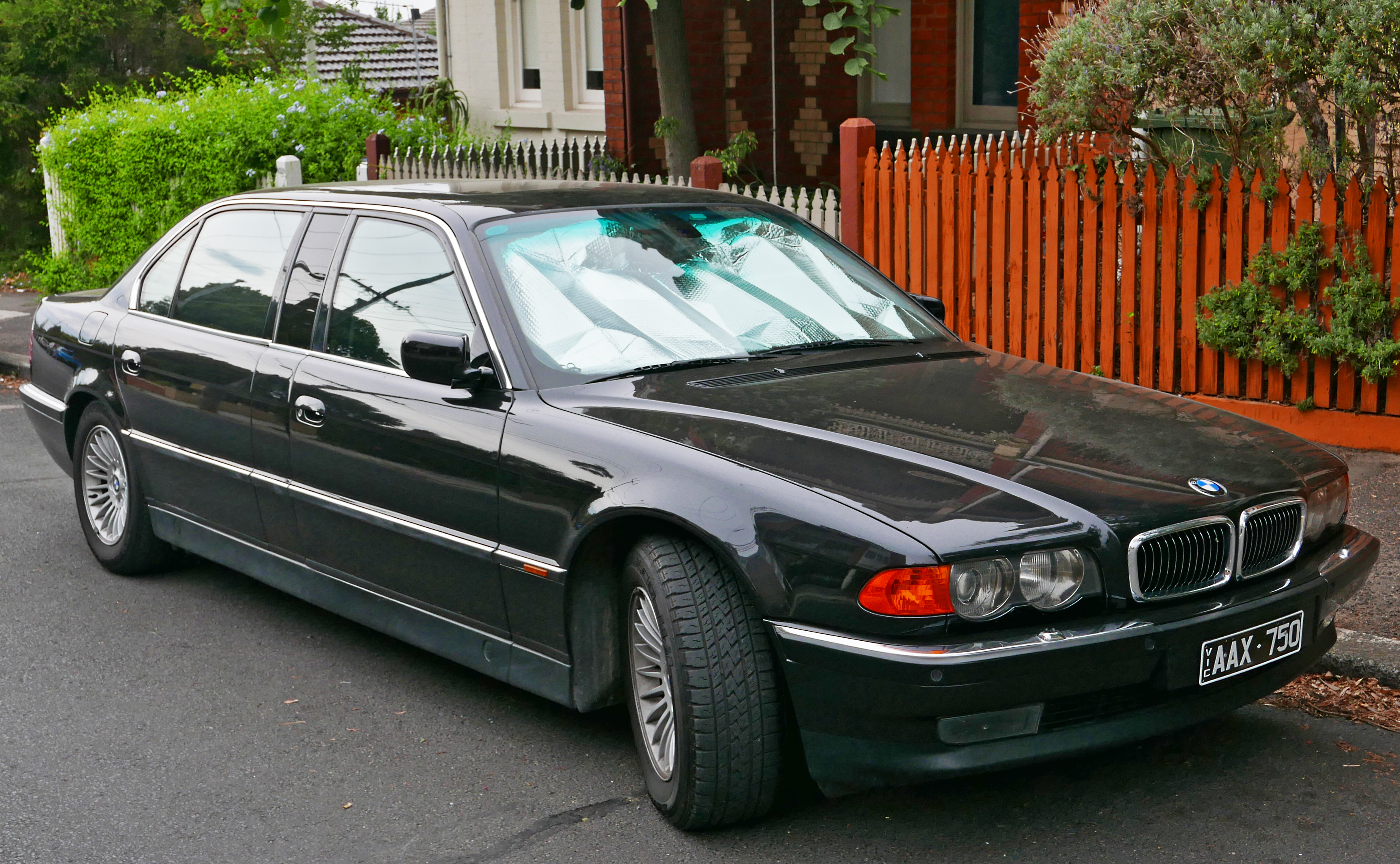
BMW L7 (E38) speciális modelljének eleje
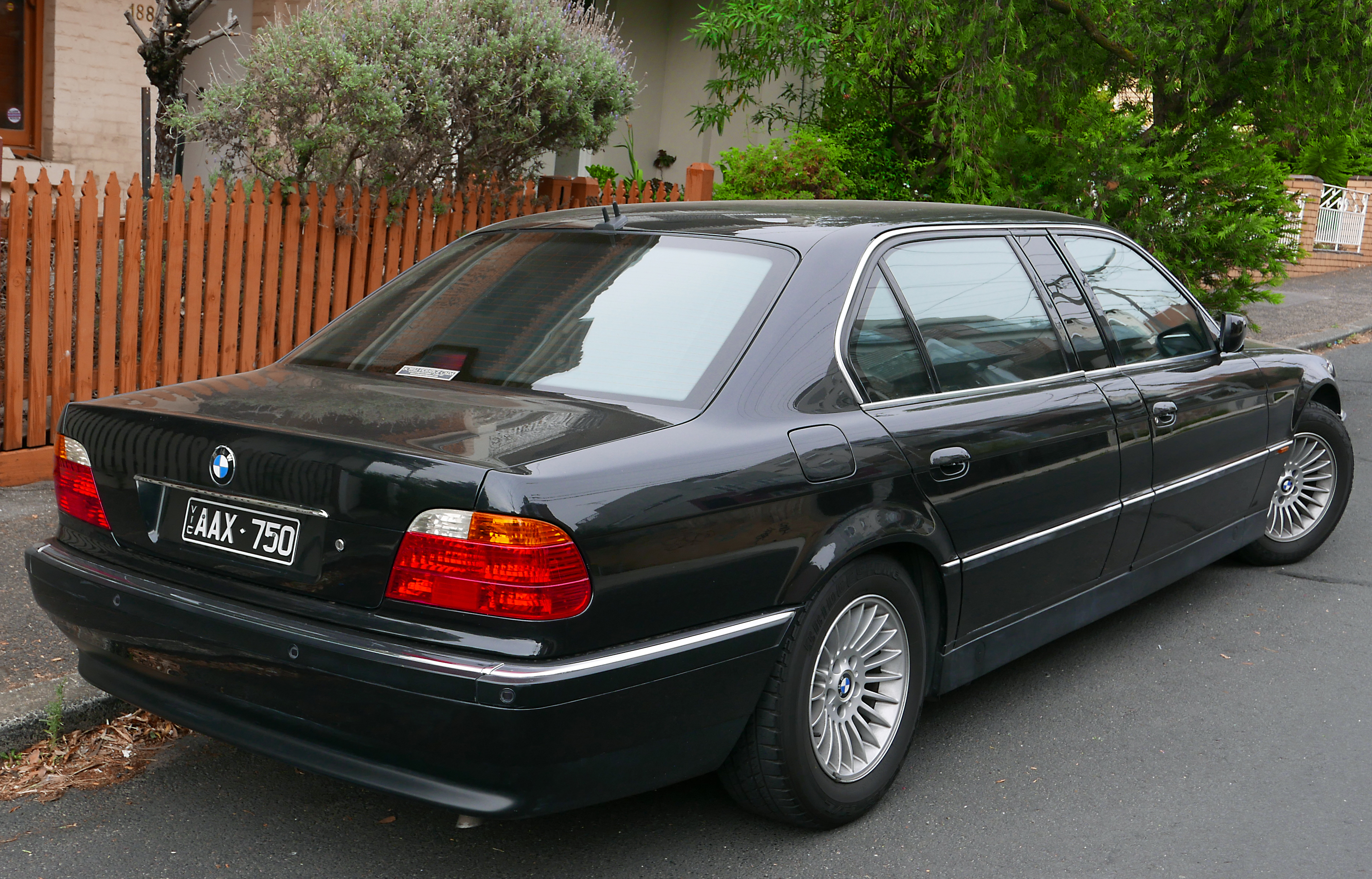
BMW L7 (E38) speciális modelljének hátulja

Az E38 a 7-es sorozat harmadik generációja, amelyet 1994 és 2001 között gyártottak. A modellpaletta szabványos hosszúságú és hosszú tengelytávú ("iL" modellek) szedánokból állt. Az elérhető benzinmotorok soros hatos, V8-as és V12-es motorokból álltak. Az E38 volt az első 7-es sorozat, amely dízelmotorral is elérhető volt; eleinte egy turbófeltöltős egyenes-hatos, amelyhez 1999-ben ikerturbós V8-as csatlakozott. Az E38 volt az első függönylégzsákkal felszerelt autó. Ez volt az első európai autó, amely műholdas navigációt kínált, és az első BMW, amely beépített televíziót kínált.

### Negyedik generáció (2001-2008)
- BMW E65
- BMW E66 (hosszabb tengelytávú)
- BMW E67 (magas biztonságú páncélozott változat)
- BMW E68 (hidrogénmotoros változat)

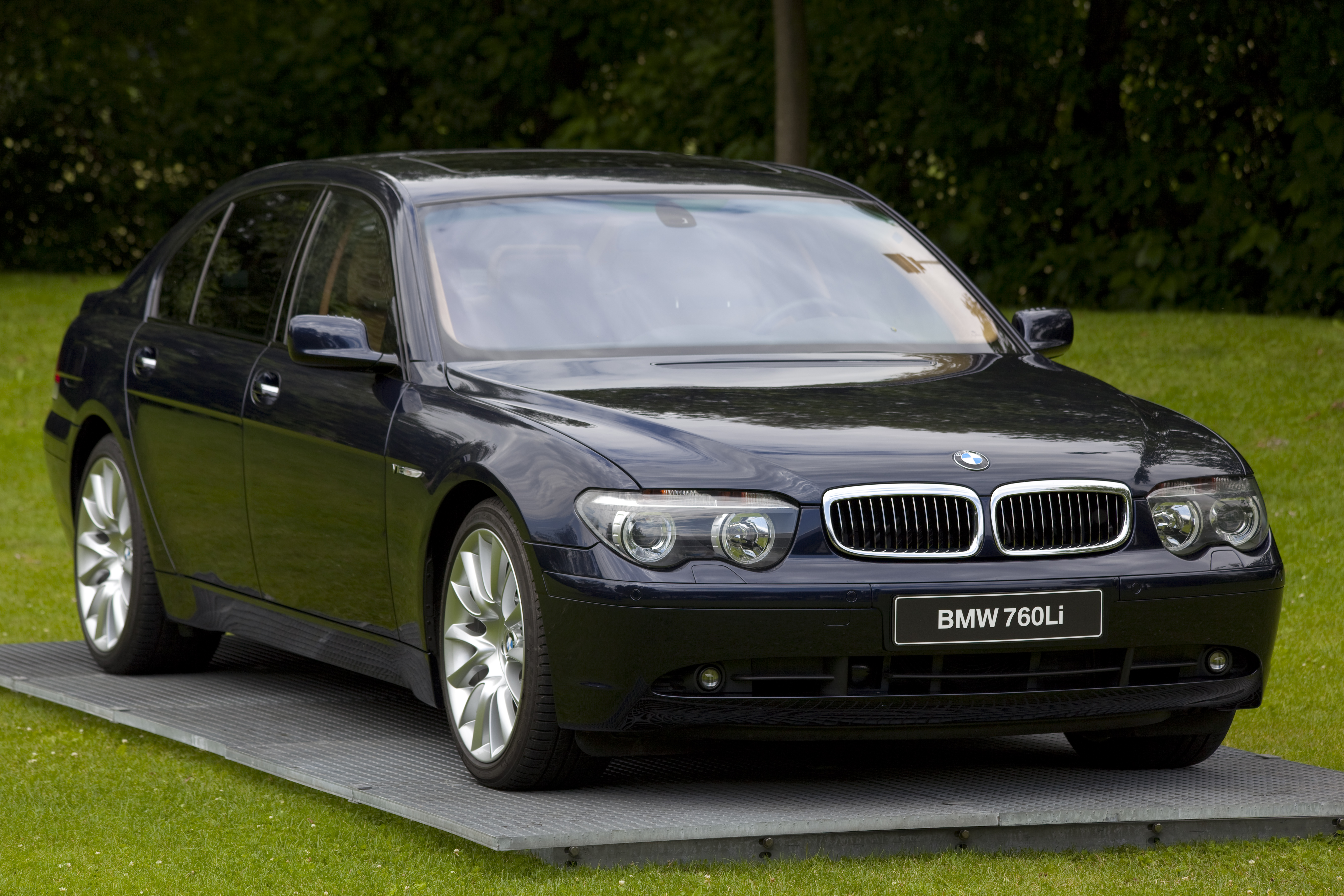
BMW E65 Pre-Facelift változatának eleje
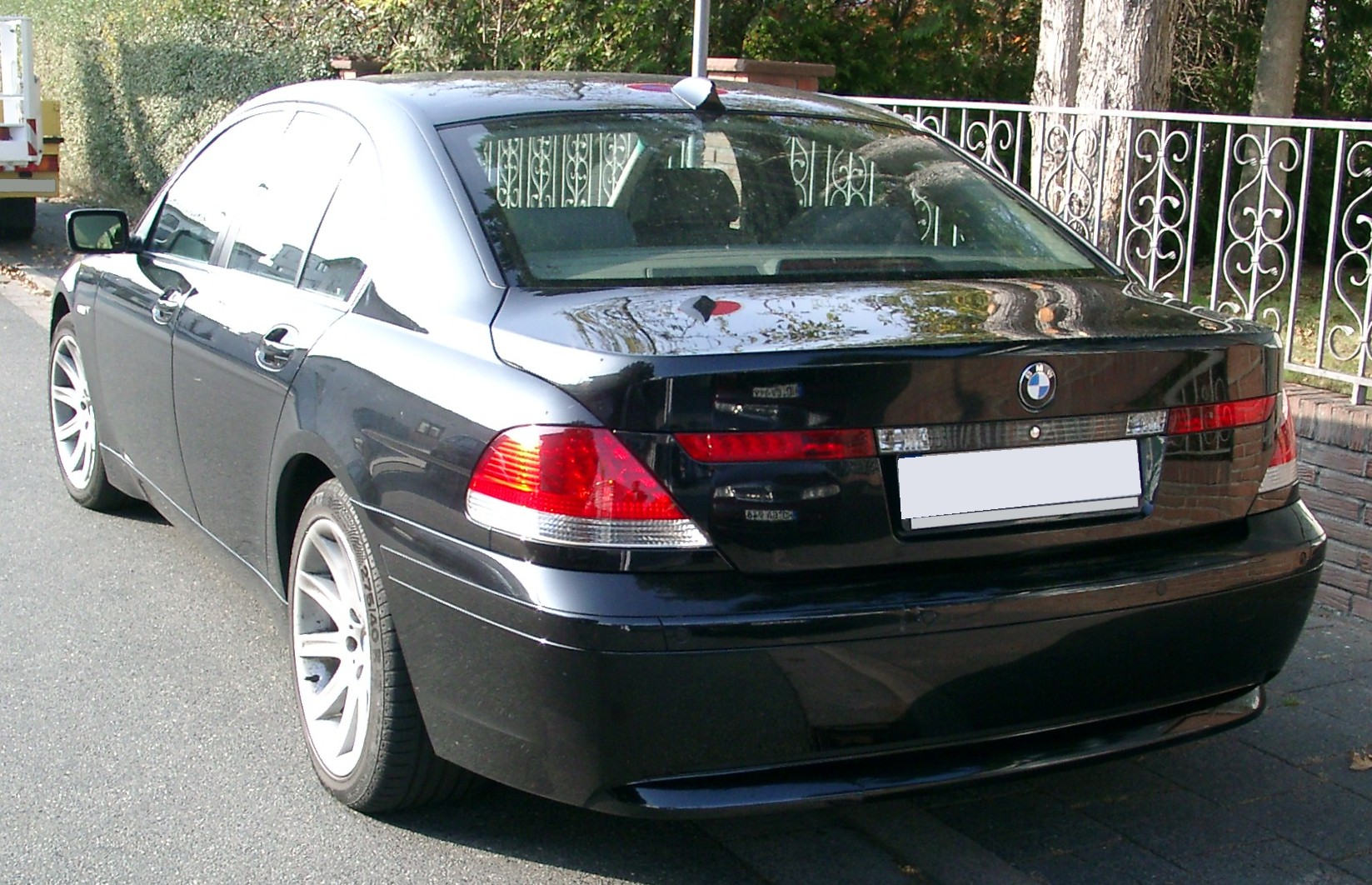
BMW E65 Pre-Facelift változatának hátulja
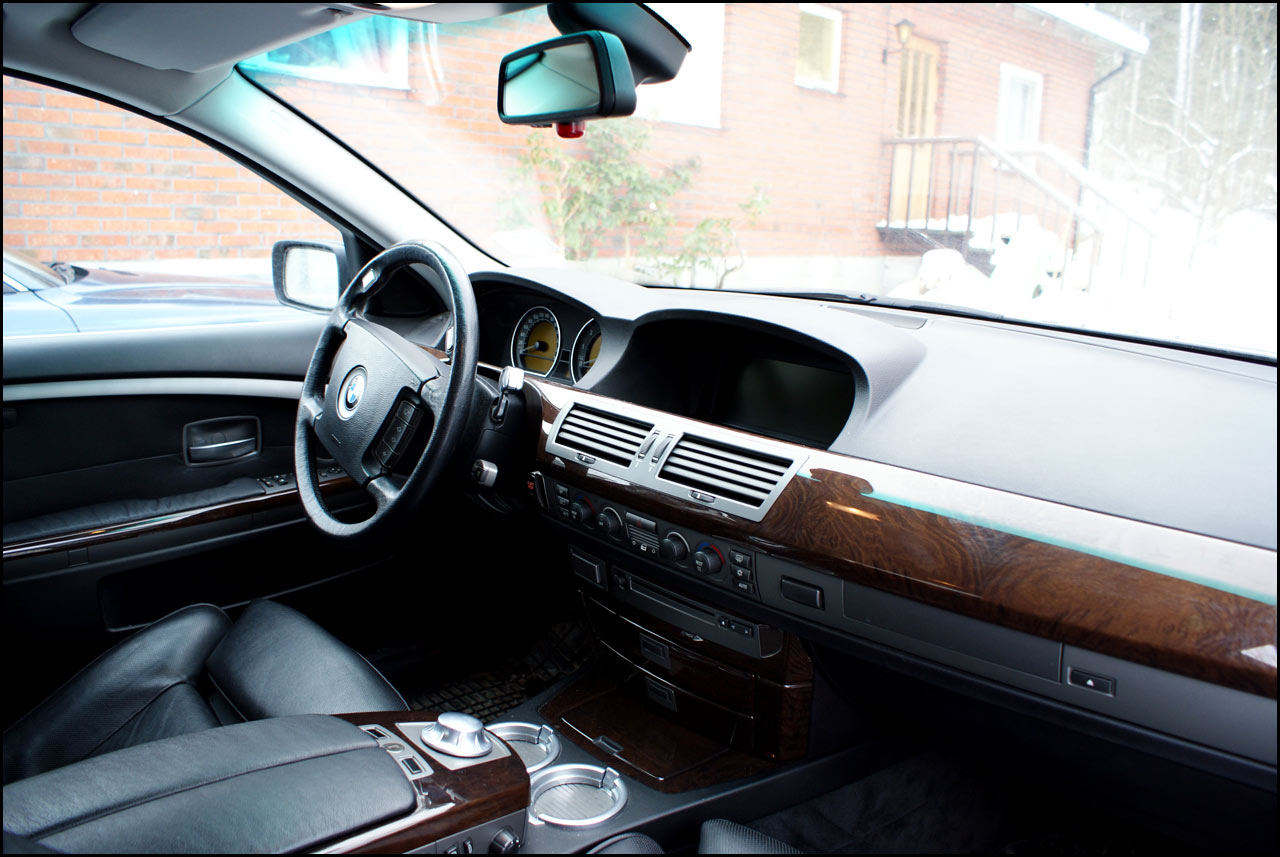
A belseje
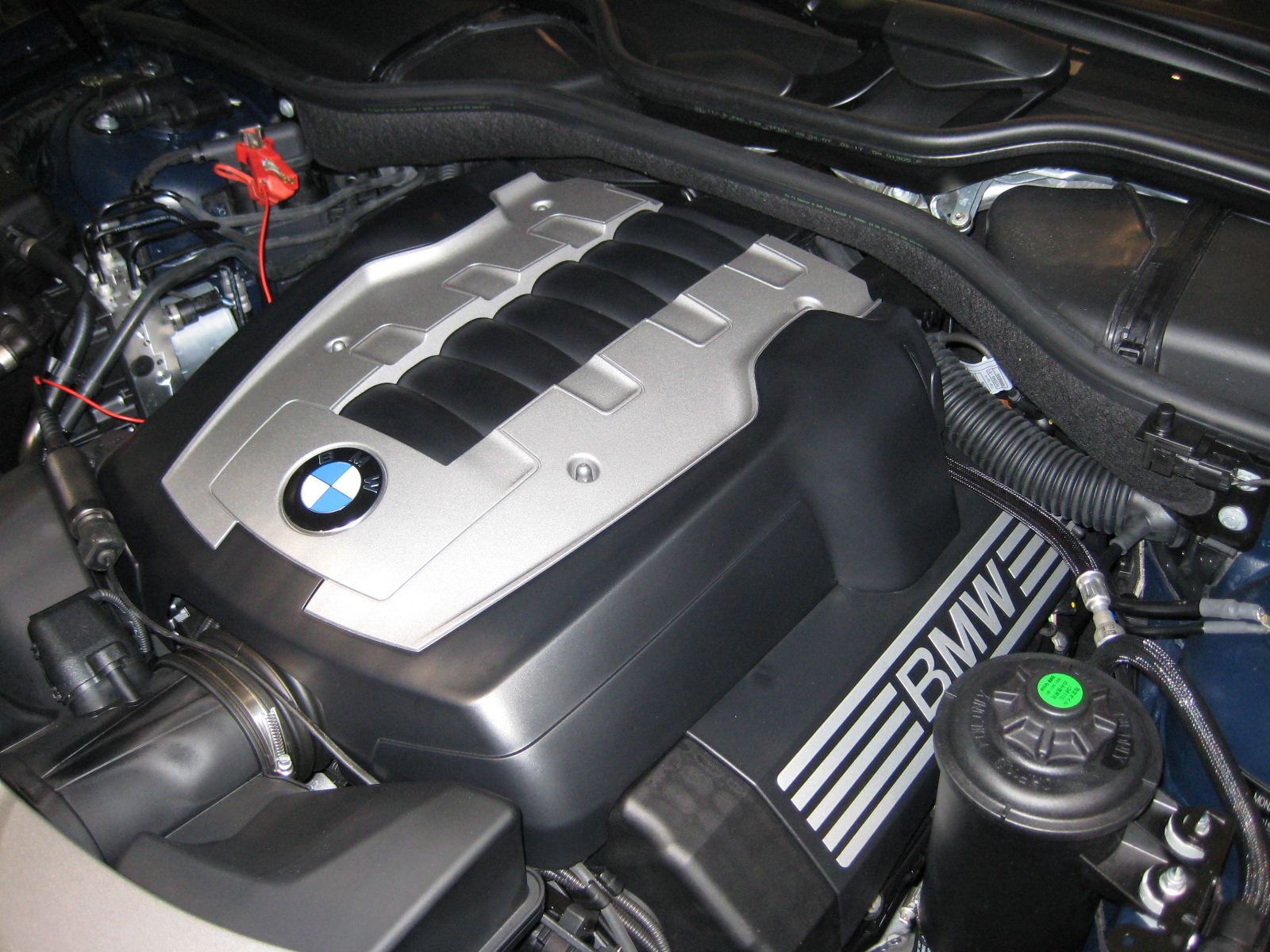
N62B48B 4.8L V8-as motor
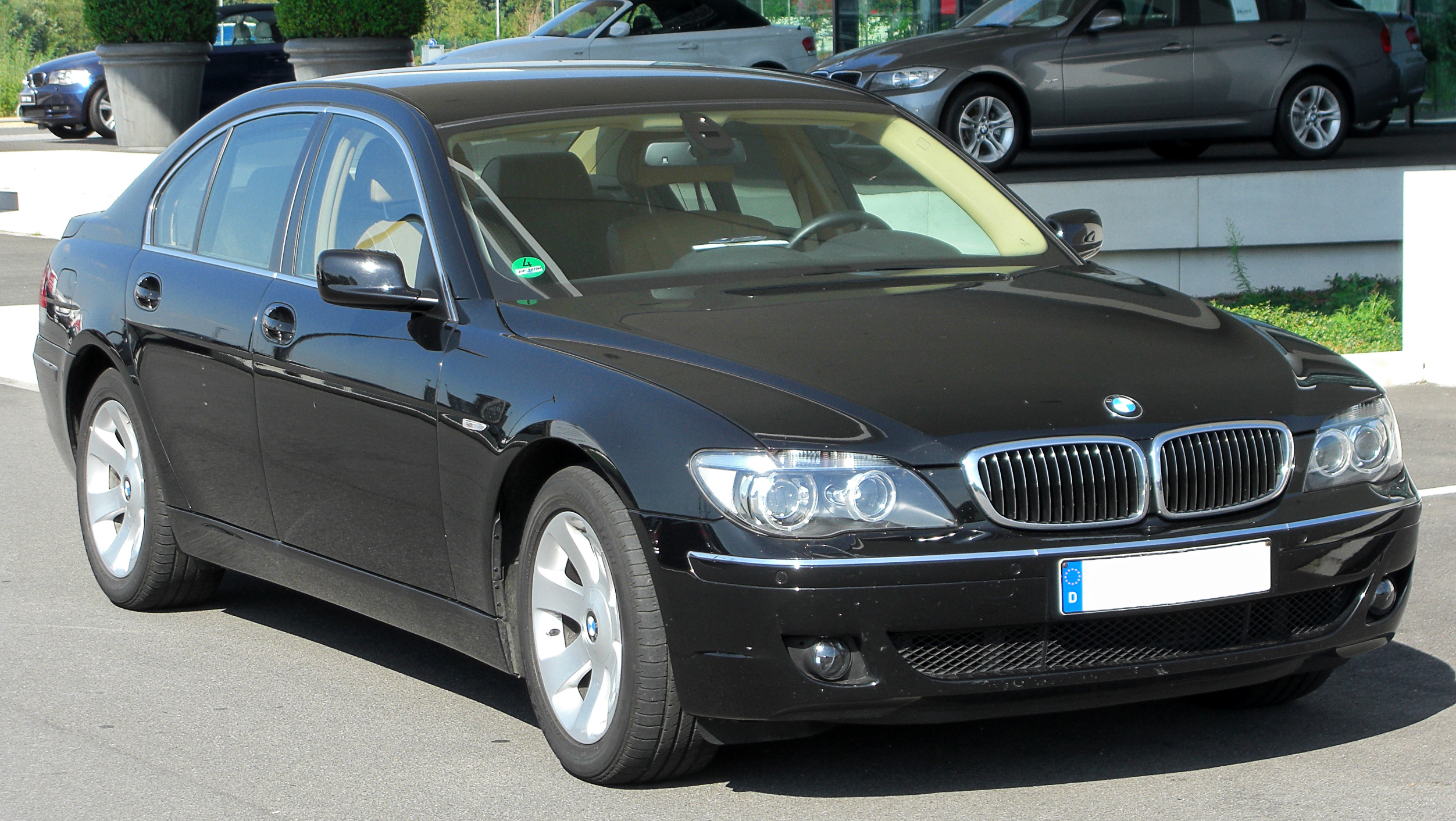
BMW E65 Post-Facelift változat eleje
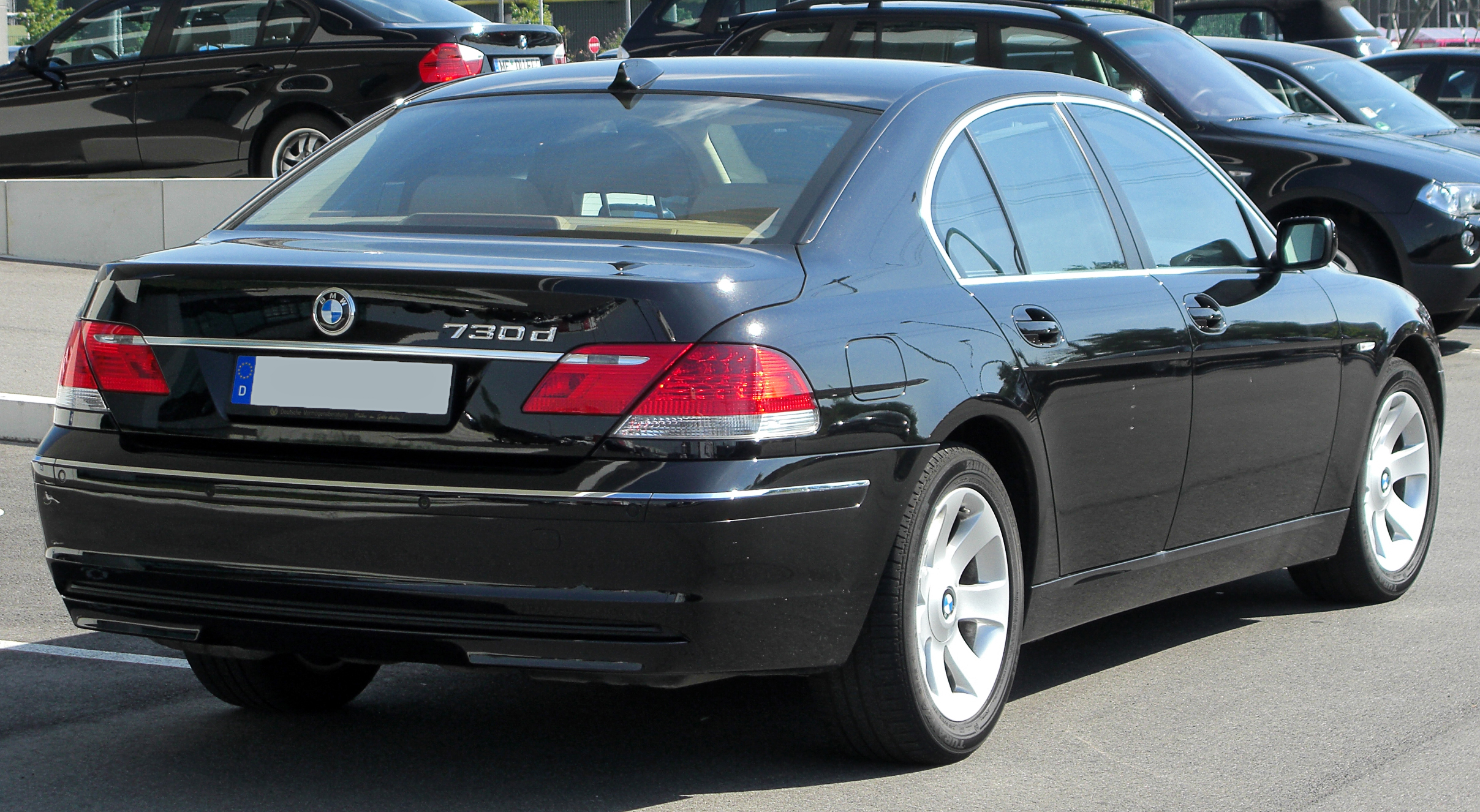
BMW E65 Post-Facelift változat hátulja
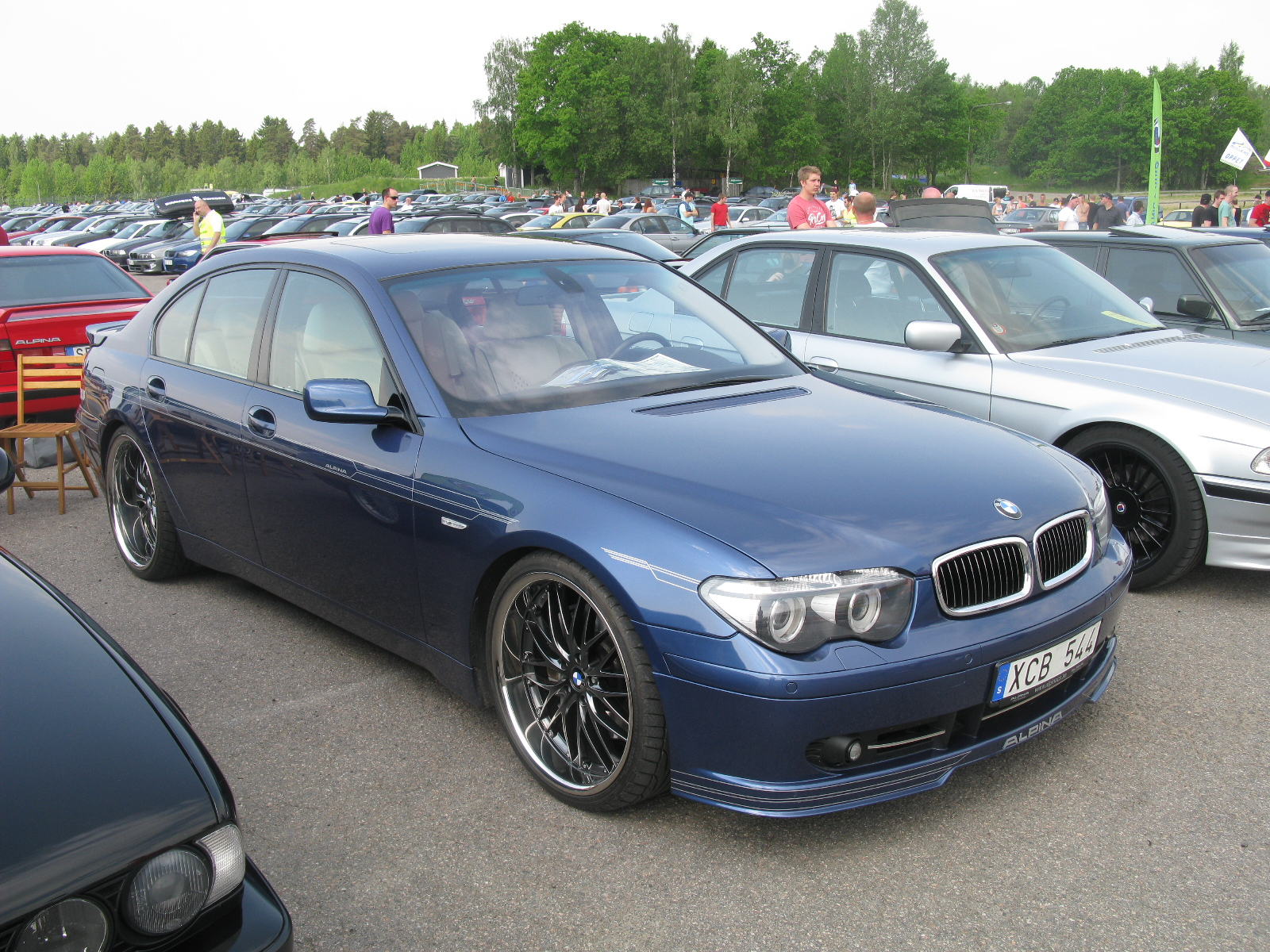
Alpina B7 (Pre-Facelift)
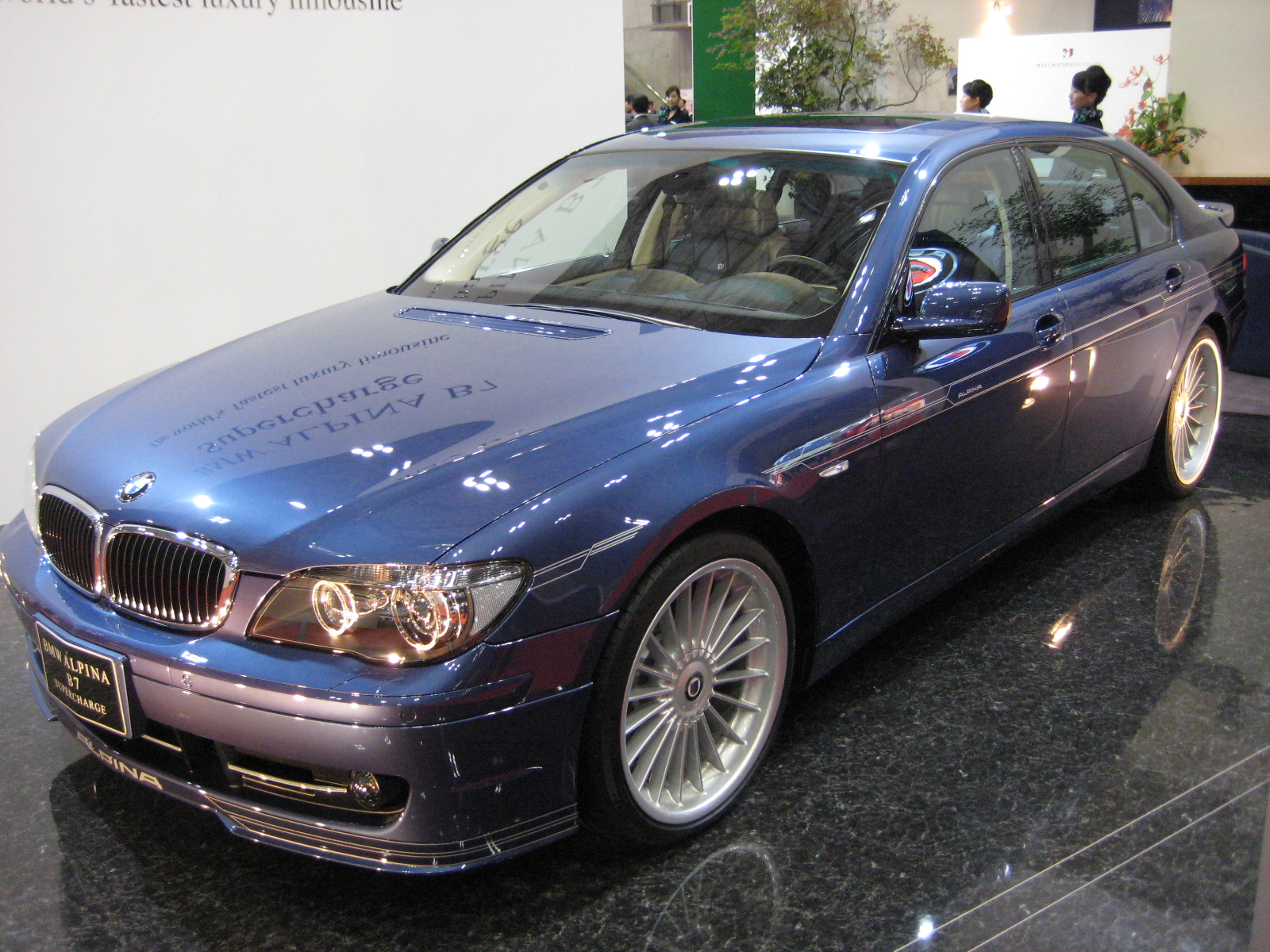
Alpina B7 eleje (Post-Facelift)
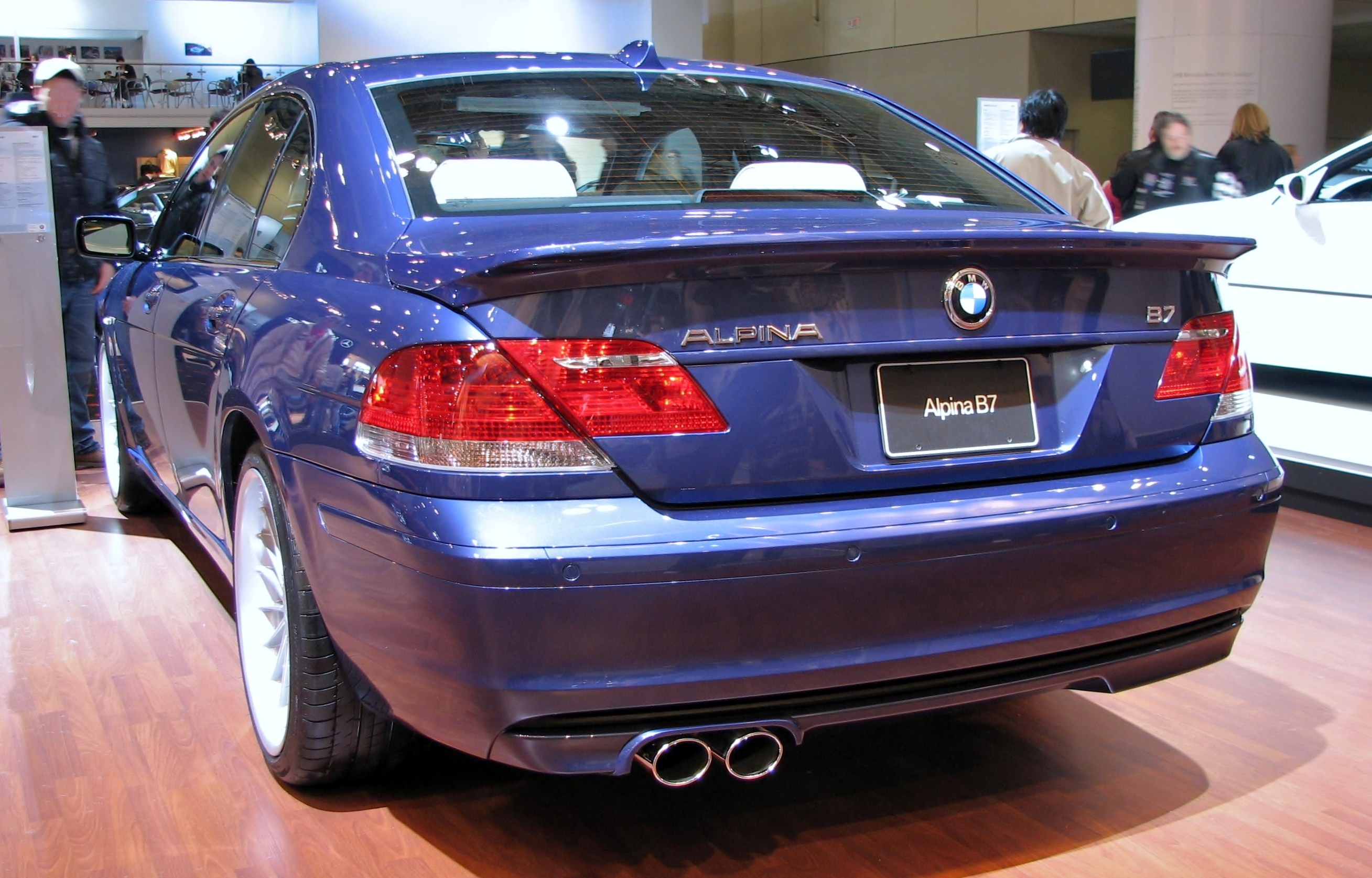
Alpina B7 hátulja (Post-Facelift)

Az E65/E66/E67/E68 a negyedik generációs 7-es sorozat, amelyet 2001 és 2008 között gyártottak. A modellpaletta szabványos hosszúságú és hosszú tengelytávú ("Li" modellek) szedánokból állt. Az E65/E66/E67/E68 volt az első BMW, amely iDrive-al, "lángoló" külső stílussal, aktív bukókeretekkel, 6 sebességes automata sebességváltóval, elektronikus intelligens kulccsal (a hagyományos fémkulcs nélkül) és éjszakai látással rendelkezett. A 760i modell volt a világ első sorozatgyártású V12-es motorja, amely közvetlen befecskendezést használt.

### Ötödik generáció (2008-2015)
- BMW F01 (sedan)
- BMW F02 (hosszabb tengelytávú)
- BMW F03 (magas biztonságú páncélozott változat)
- BMW F04 (ActiveHybrid 7)

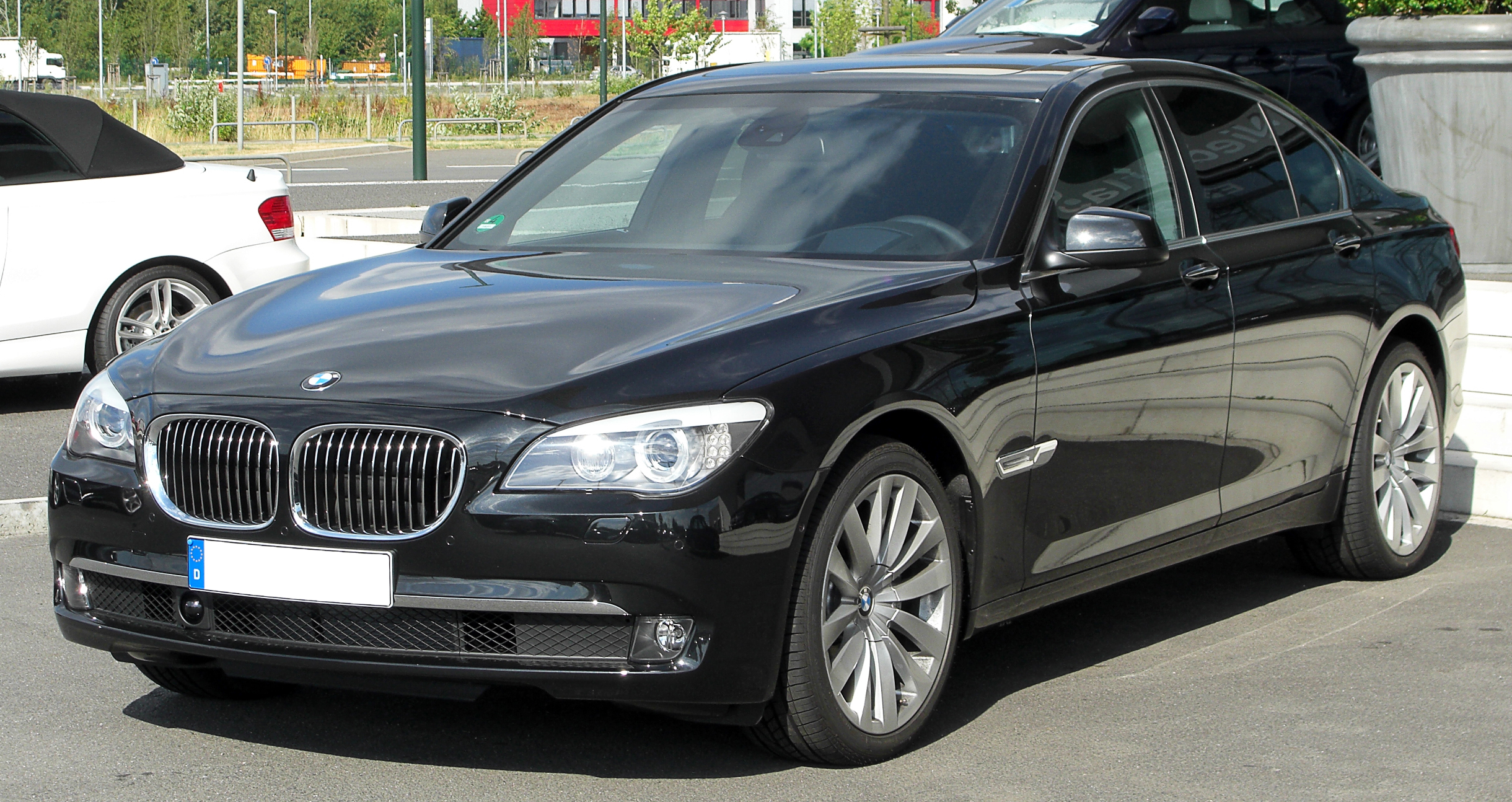
BMW F01 eleje (Pre-Facelift)
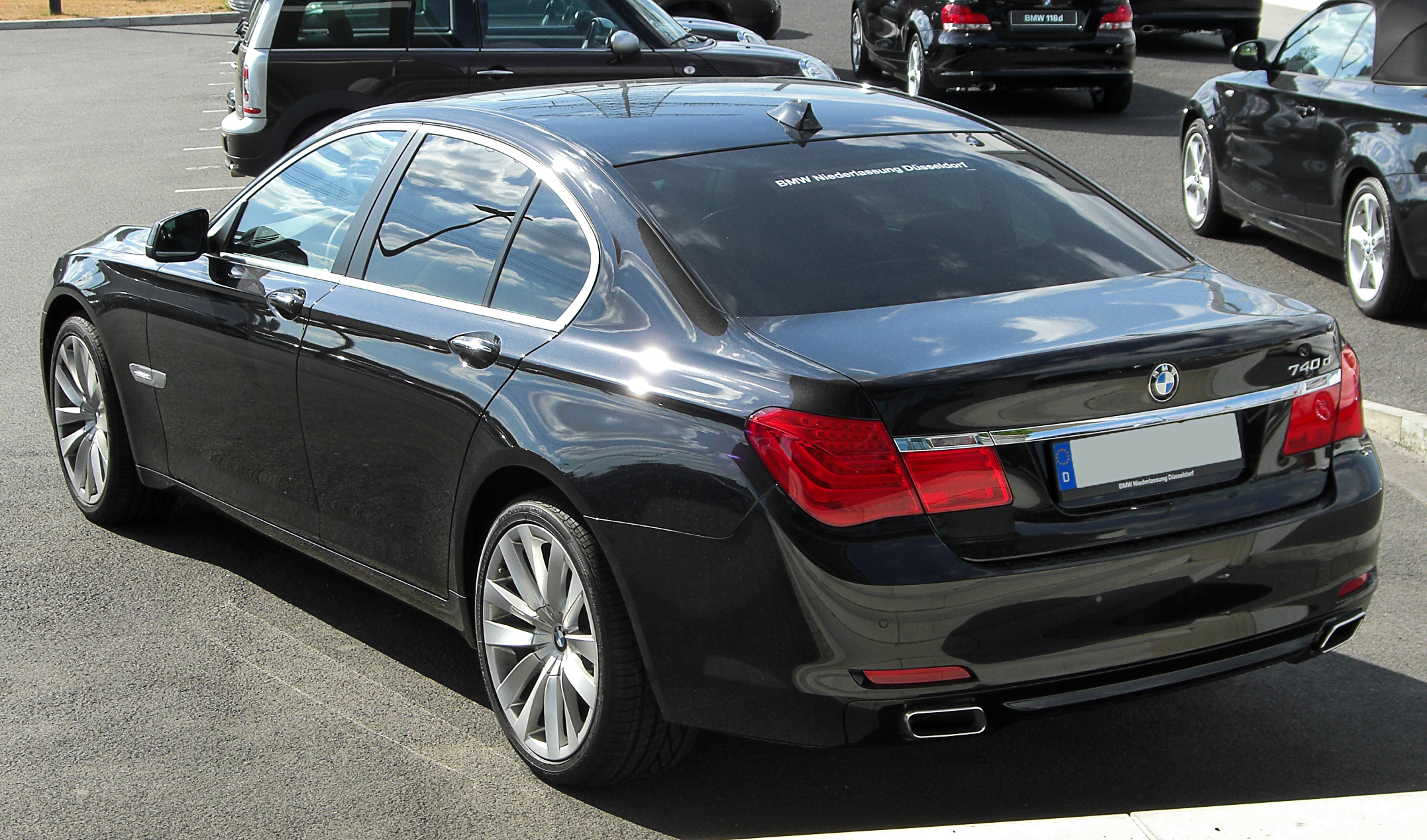
BMW F01 hátulja (Pre-Facelift)
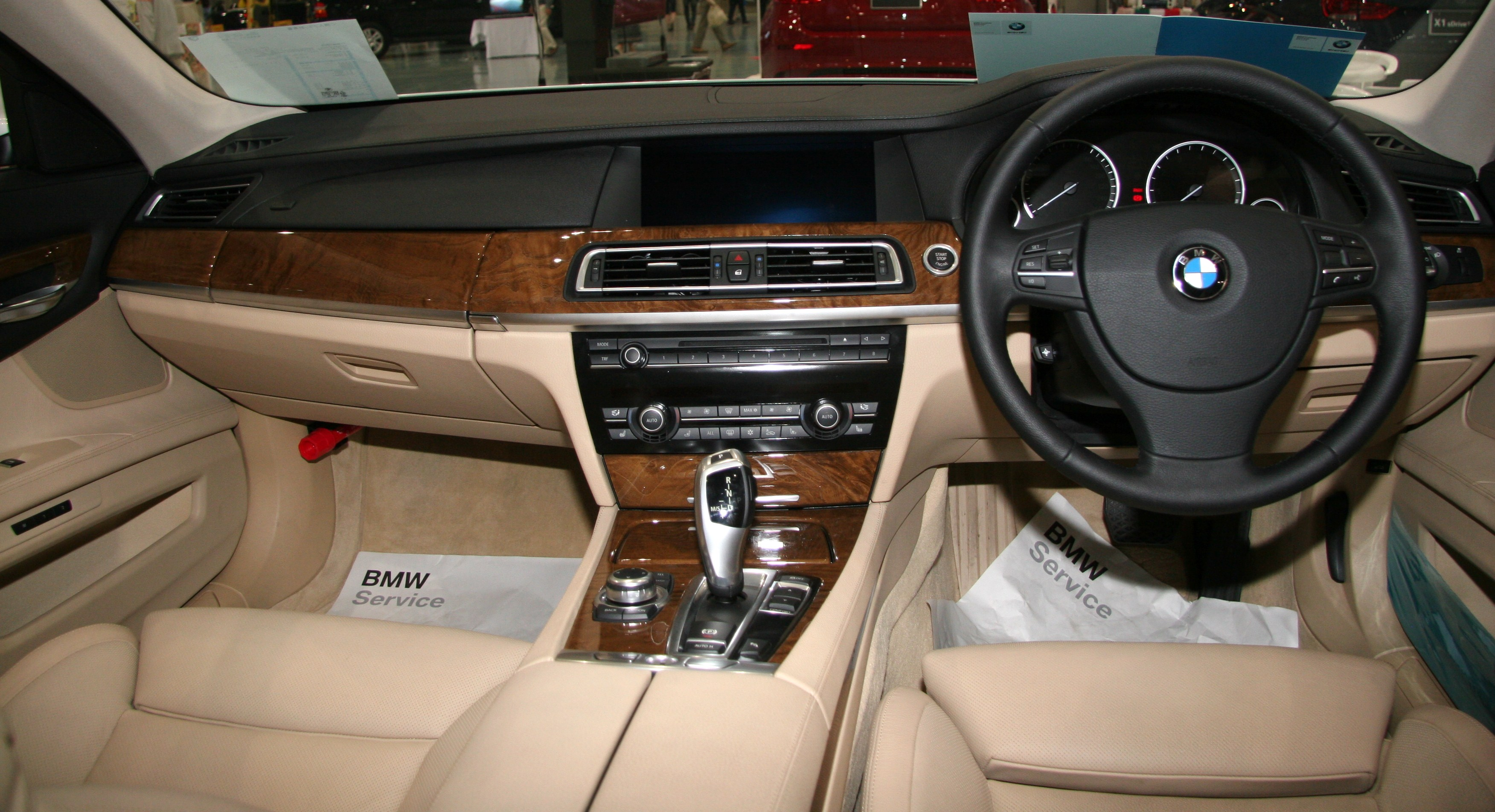
A belseje
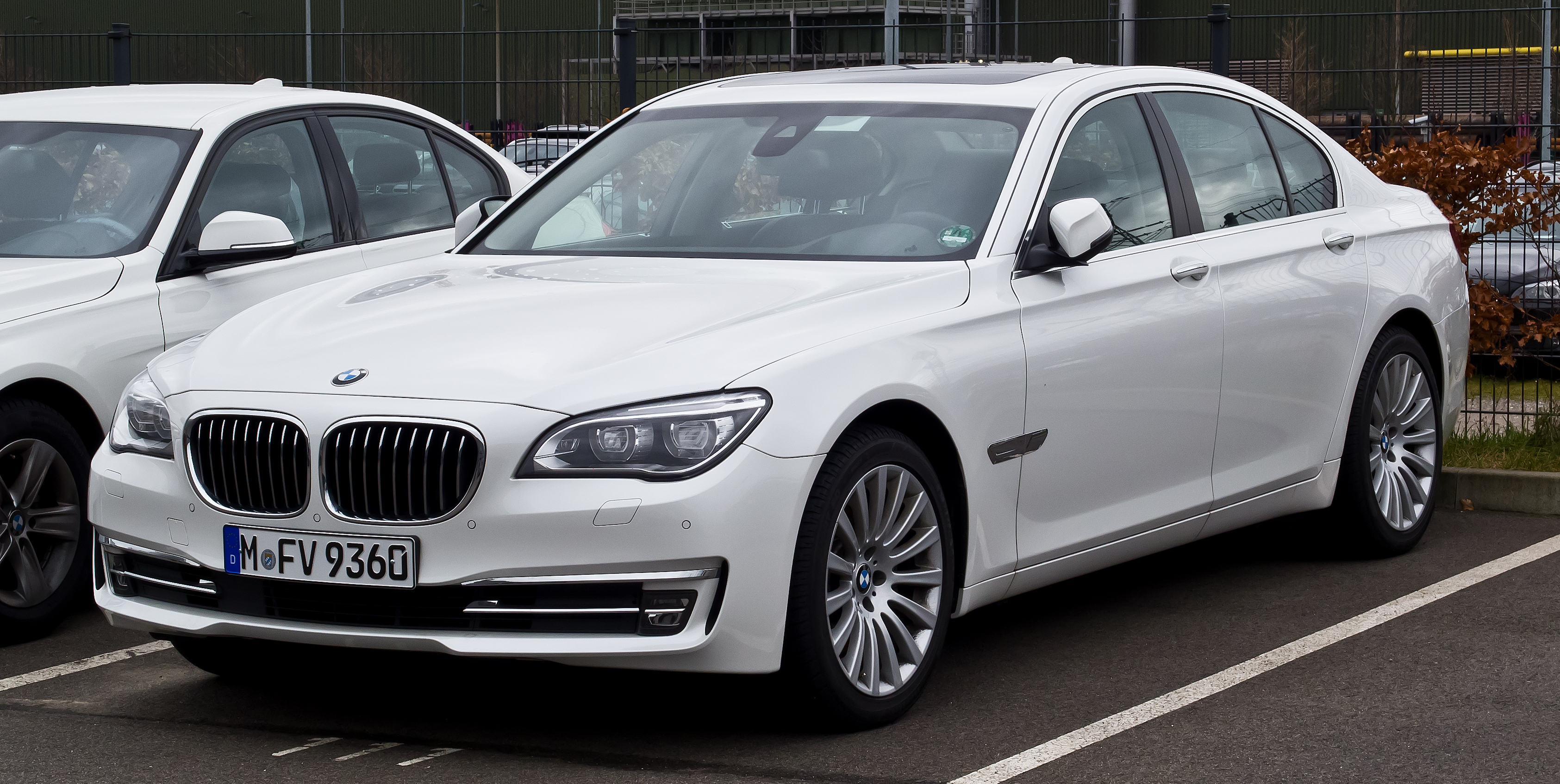
BMW F01 eleje (Post-Facelift)
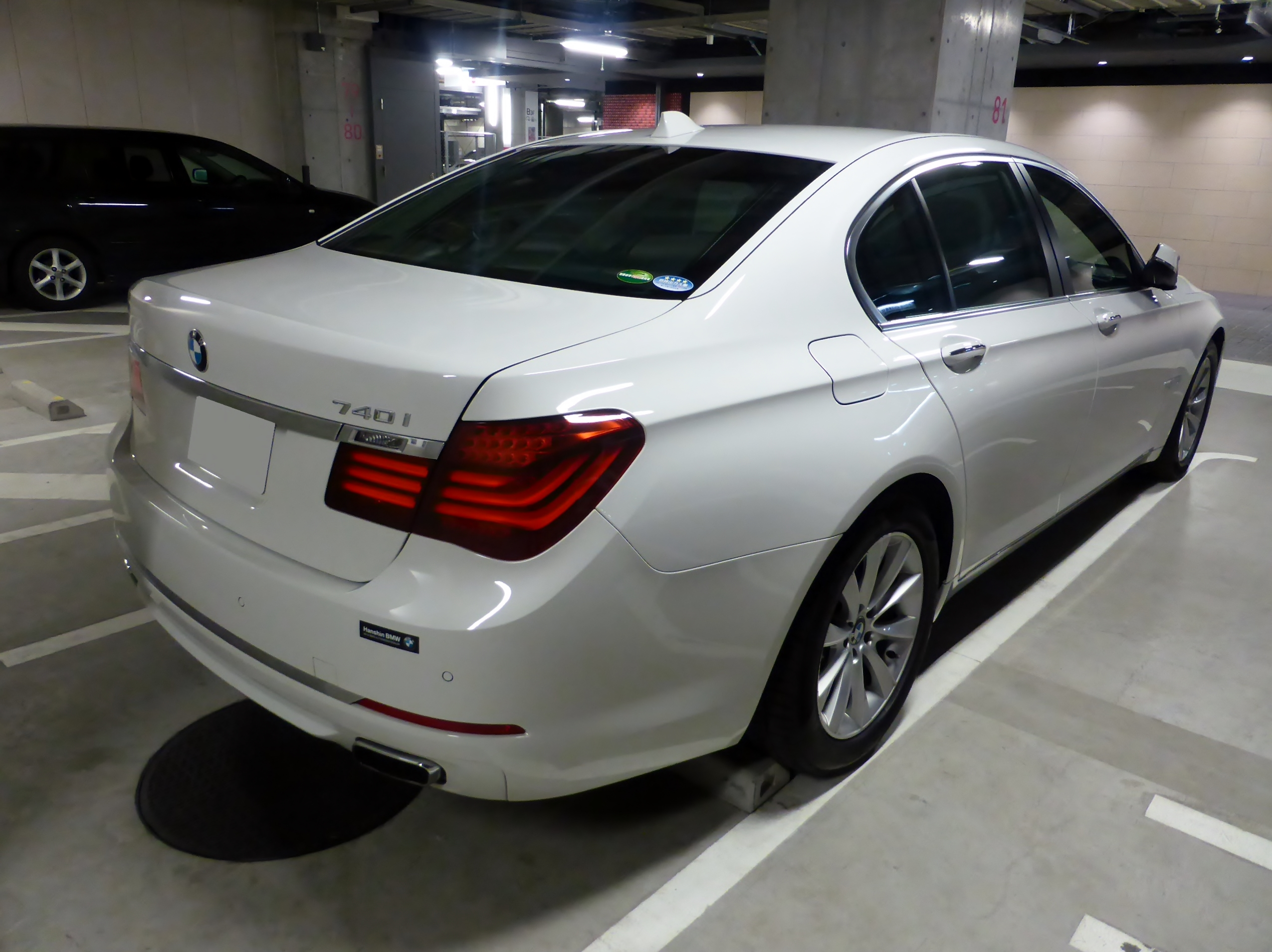
BMW F01 hátulja (Post-Facelift)
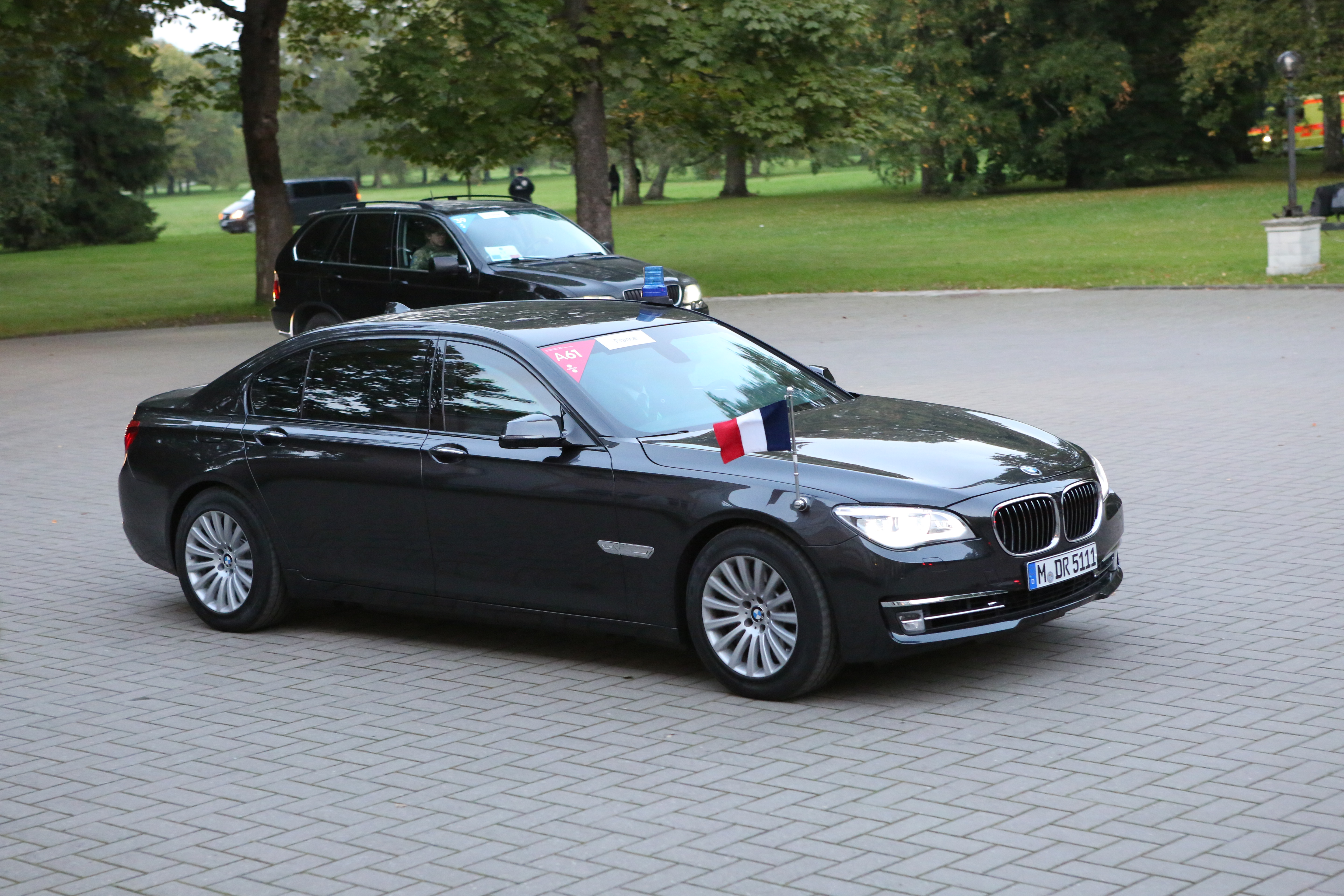
BMW F03
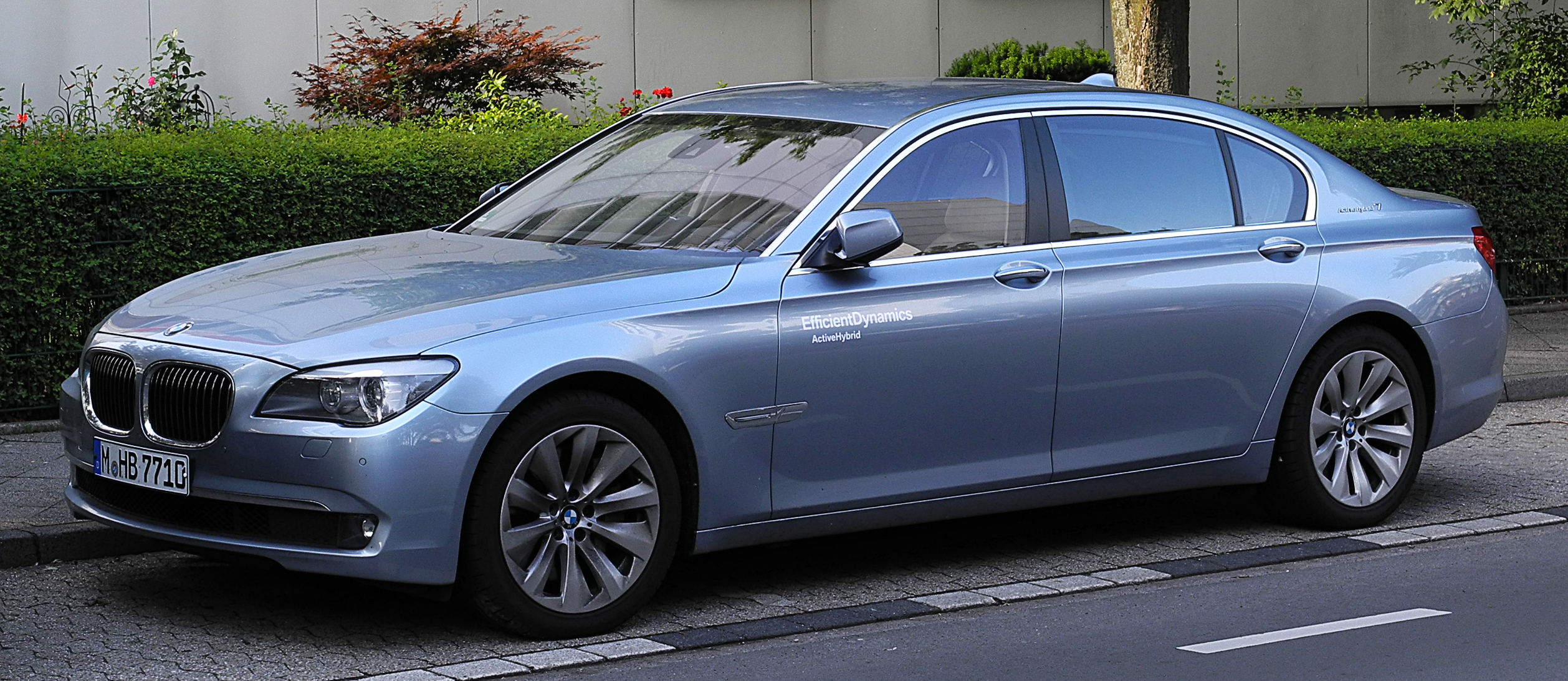
BMW F04 eleje
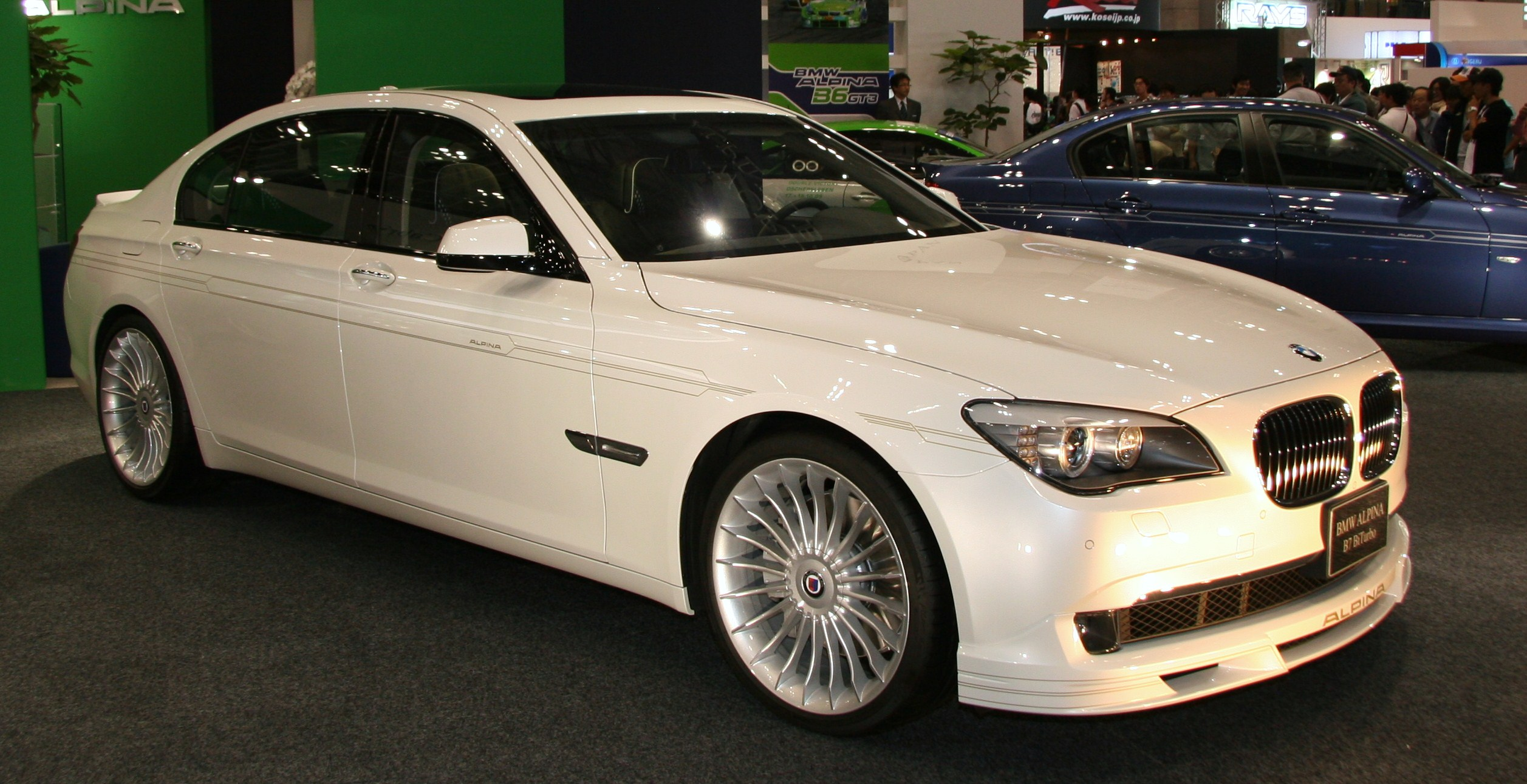
Alpina B7 BiTurbo

Az F01/F02/F03/F04 az ötödik generációs 7-es sorozat, amelyet 2008 és 2015 között gyártottak. A modellpaletta standard hosszúságú és hosszú tengelytávú („Li” modellek) szedánokból állt. Az F01 volt az első BMW, amely hibrid hajtáslánccal ("ActiveHybrid 7"), 8 sebességes automata sebességváltóval és turbófeltöltős V12-es motorral volt elérhető. Ez volt az első 7-es sorozat is, amely turbófeltöltős benzinmotorral és összkerékhajtással (xDrive) is elérhető volt.

### Hatodik generáció (2015-2022)
- BMW G11 (sedan)
- BMW G12 (hosszabb tengelytávú)

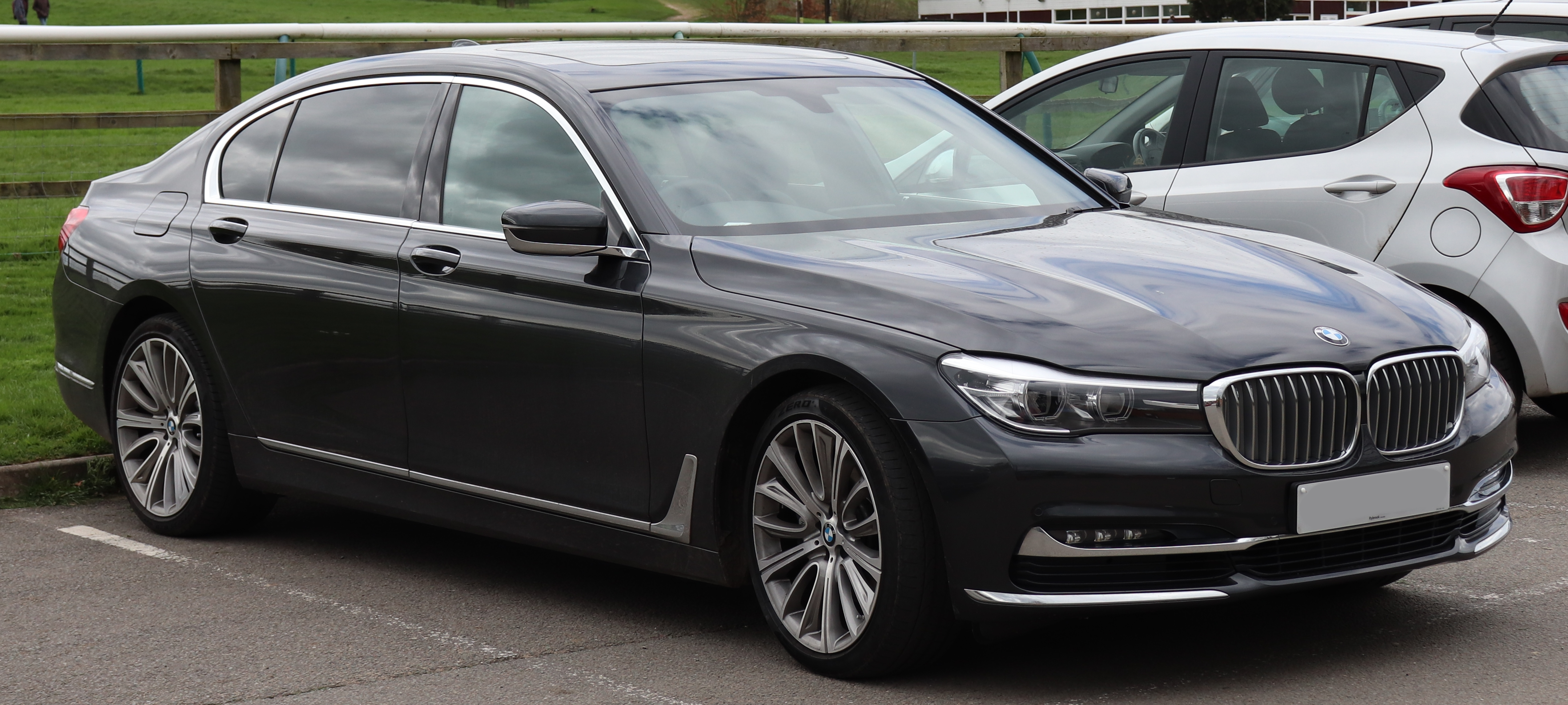
BMW G11 eleje (Pre-Facelift)
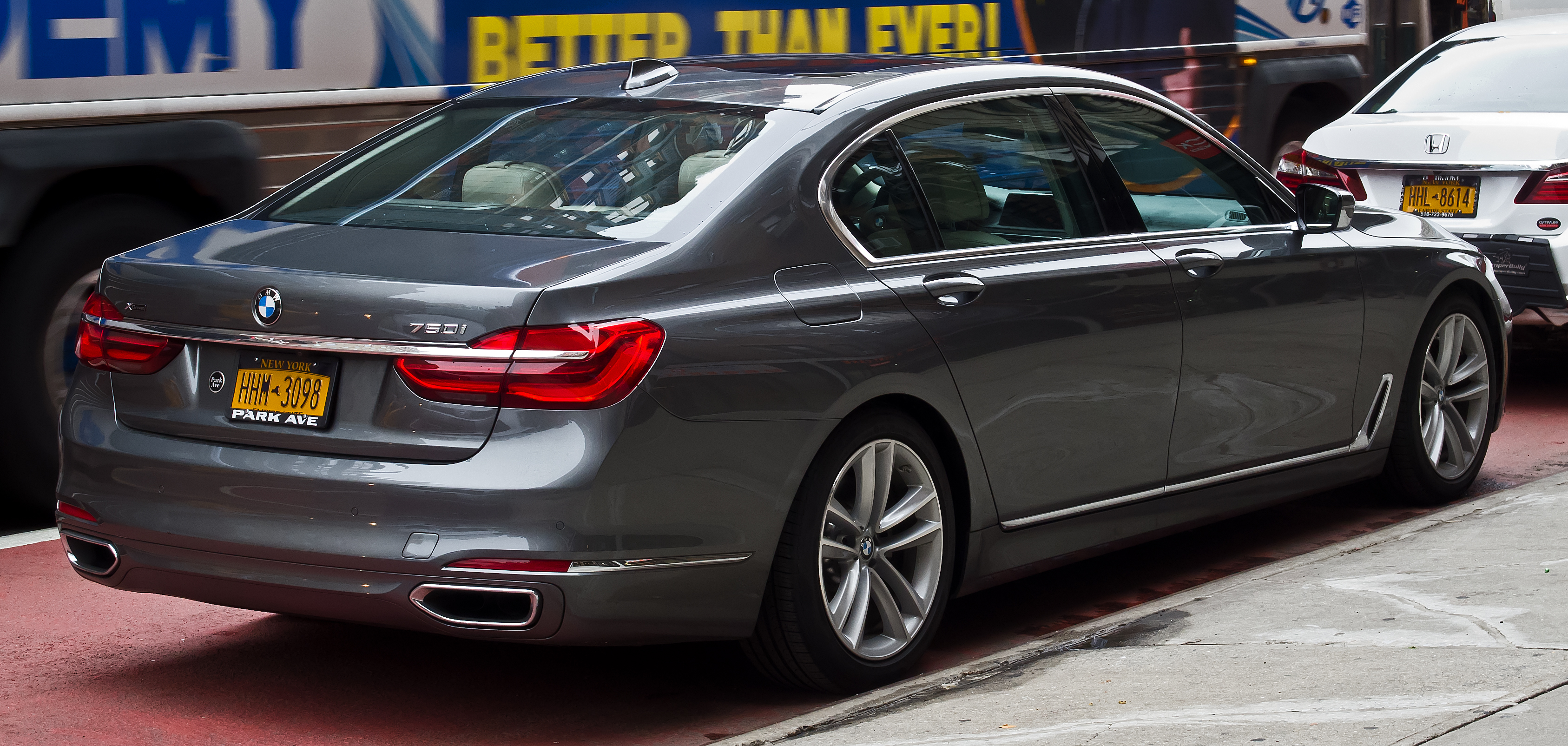
BMW G11 hátulja (Pre-Facelift)
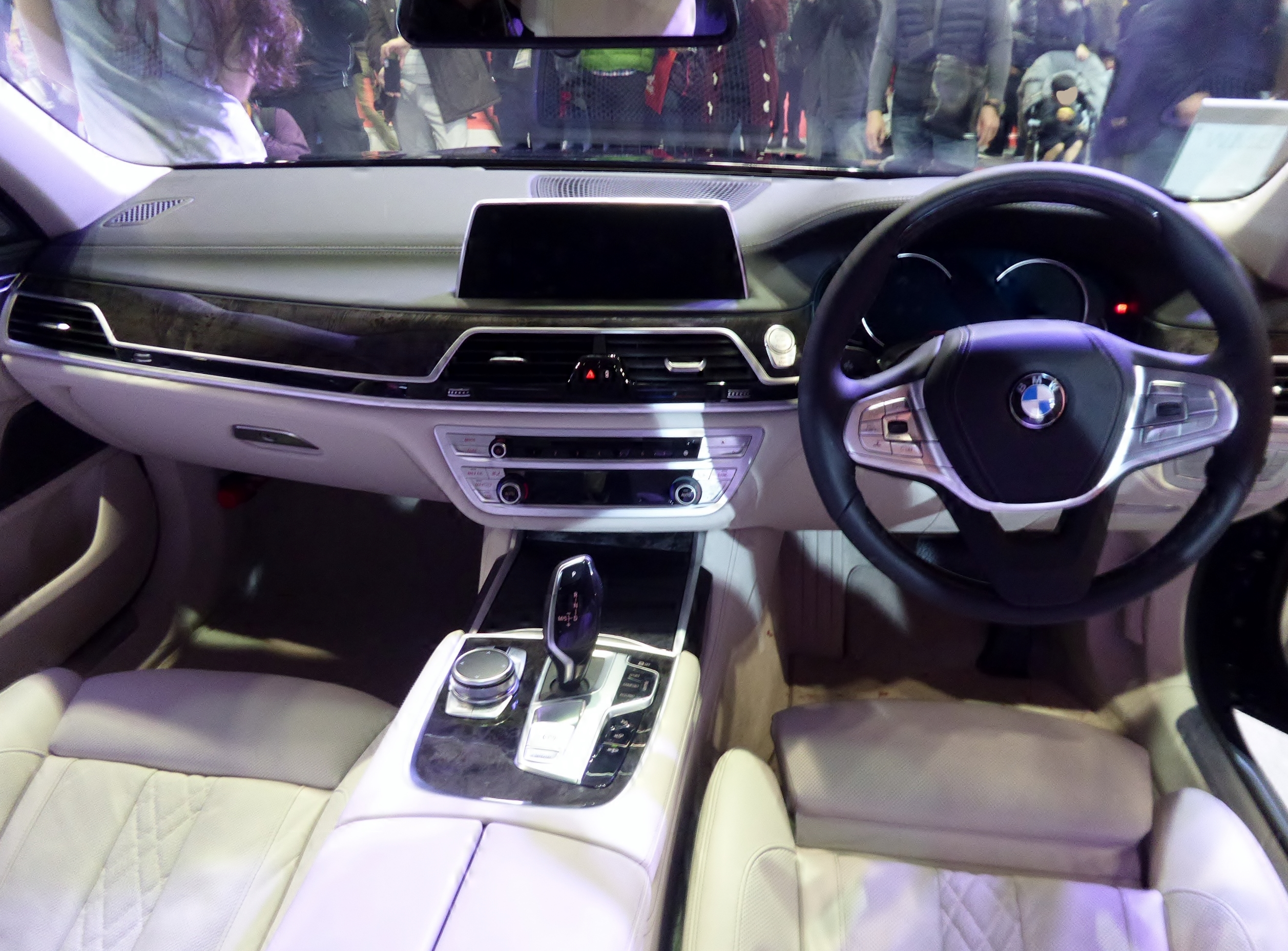
A belseje
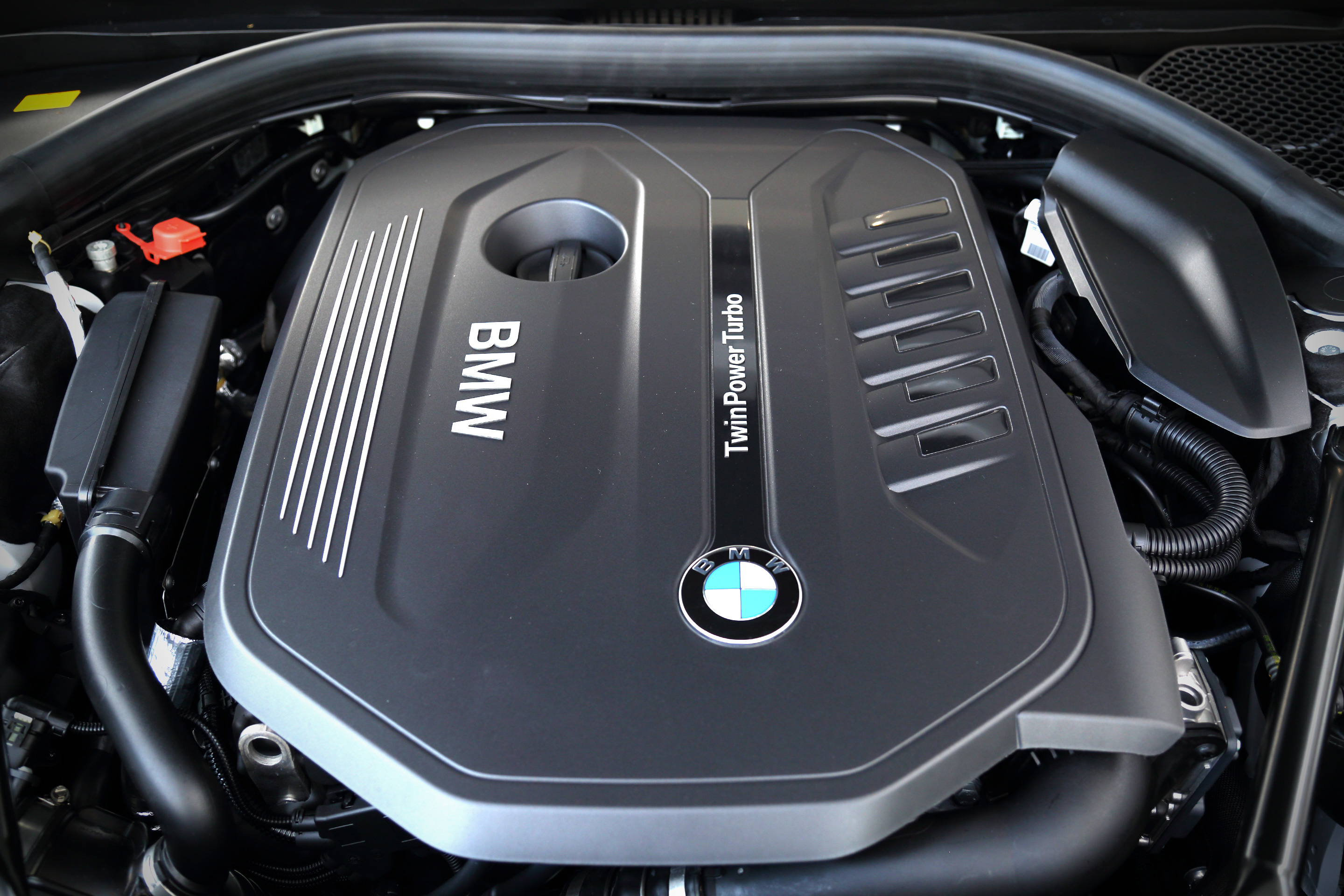
B57-es motor
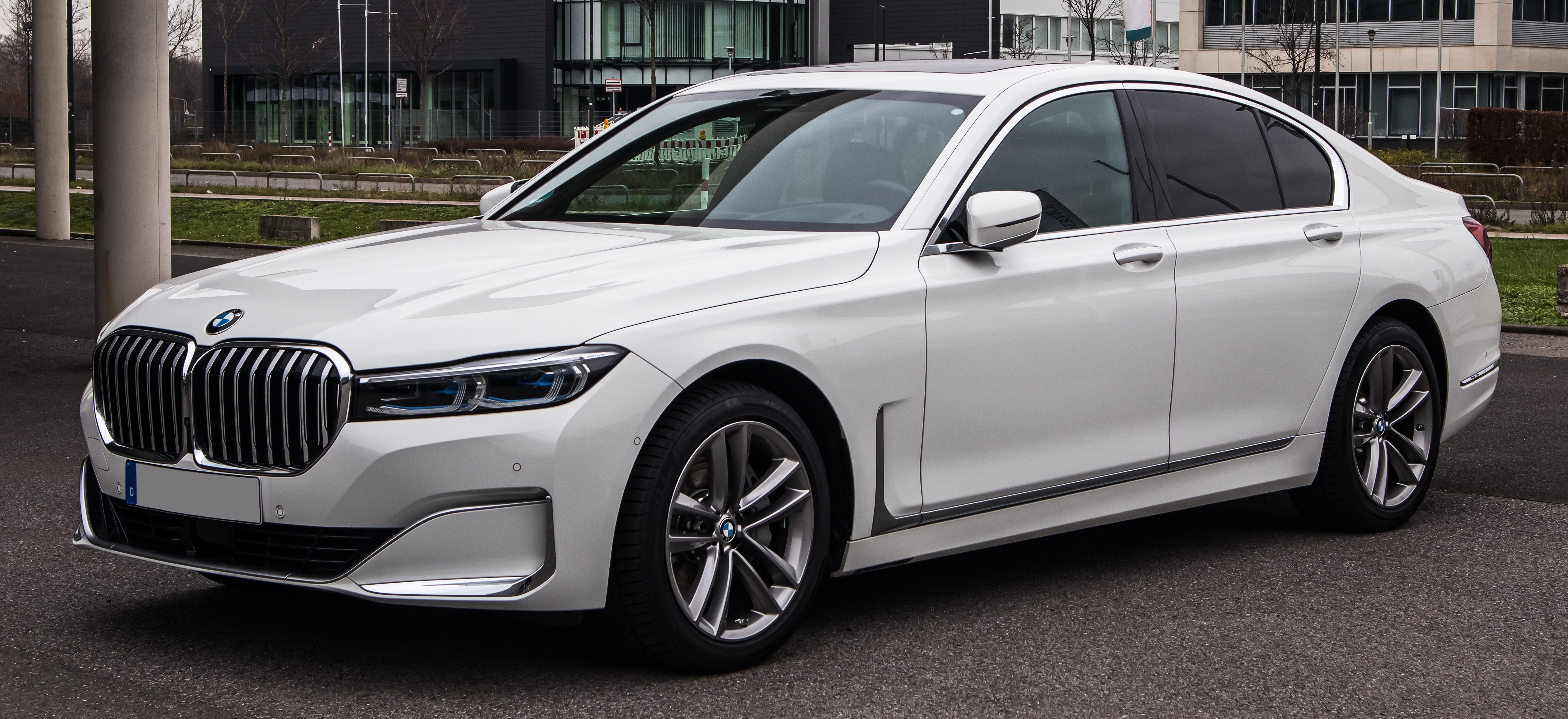
BMW G11 eleje (Post-Facelift)
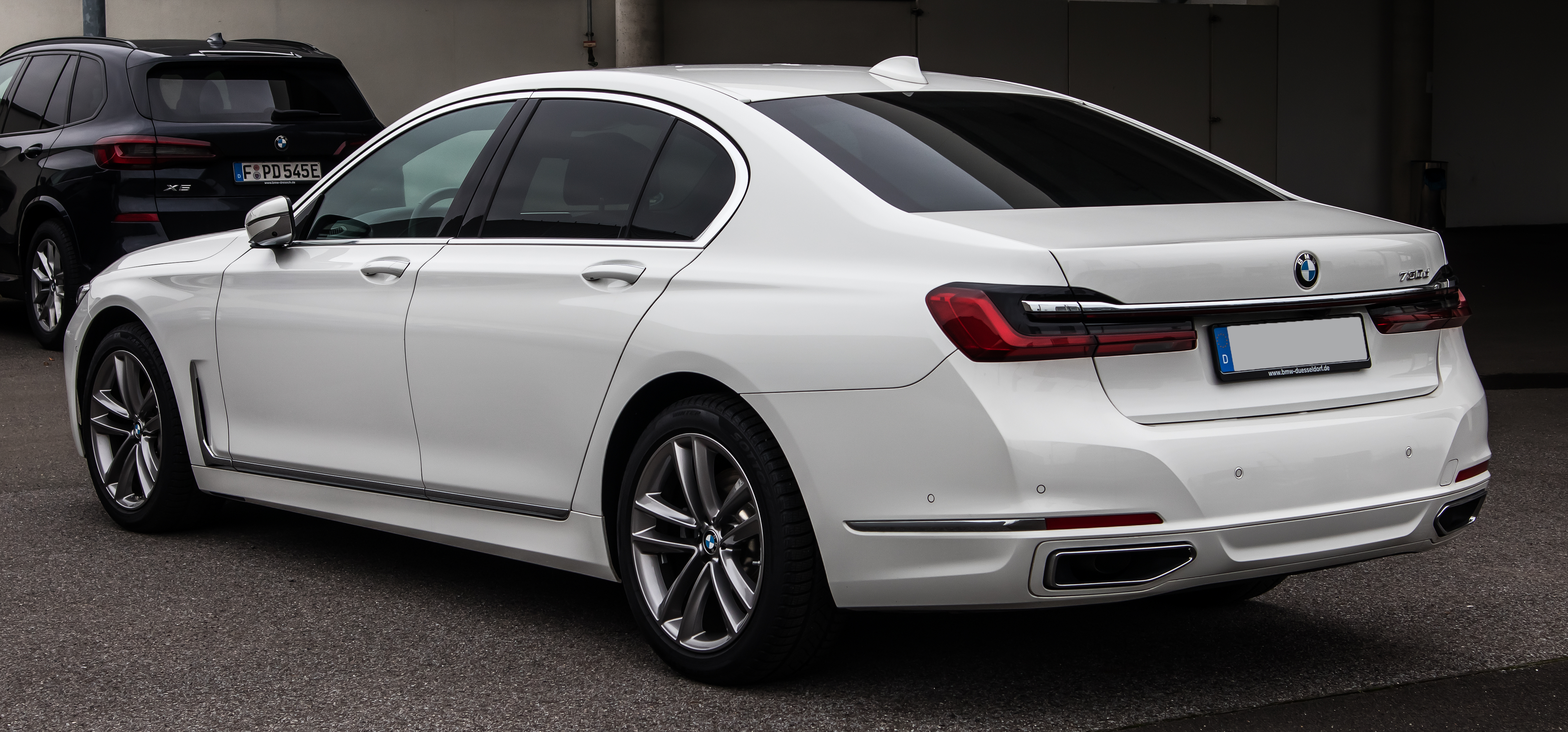
BMW G11 hátulja (Post-Facelift)
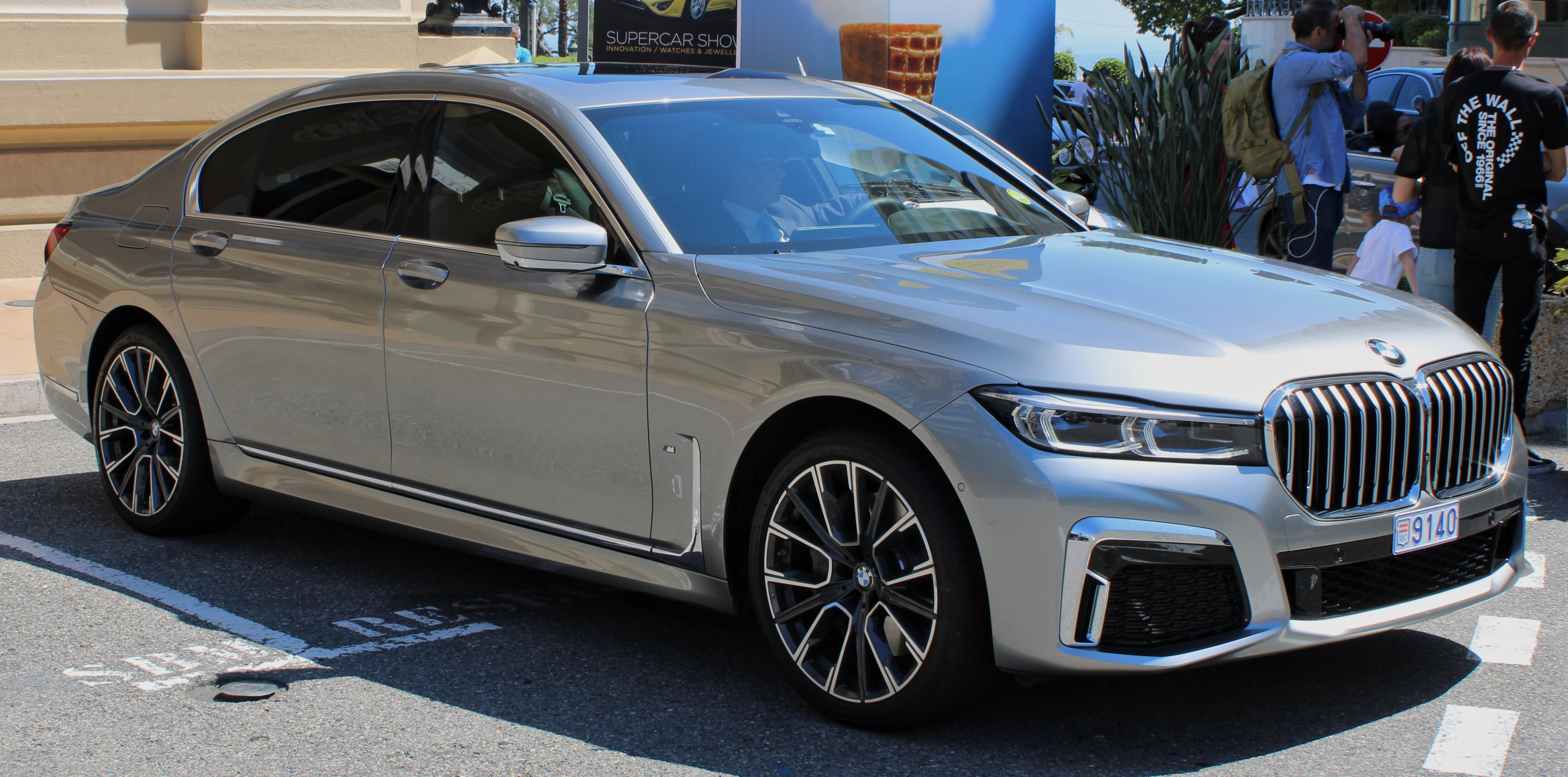
BMW 745Le eleje
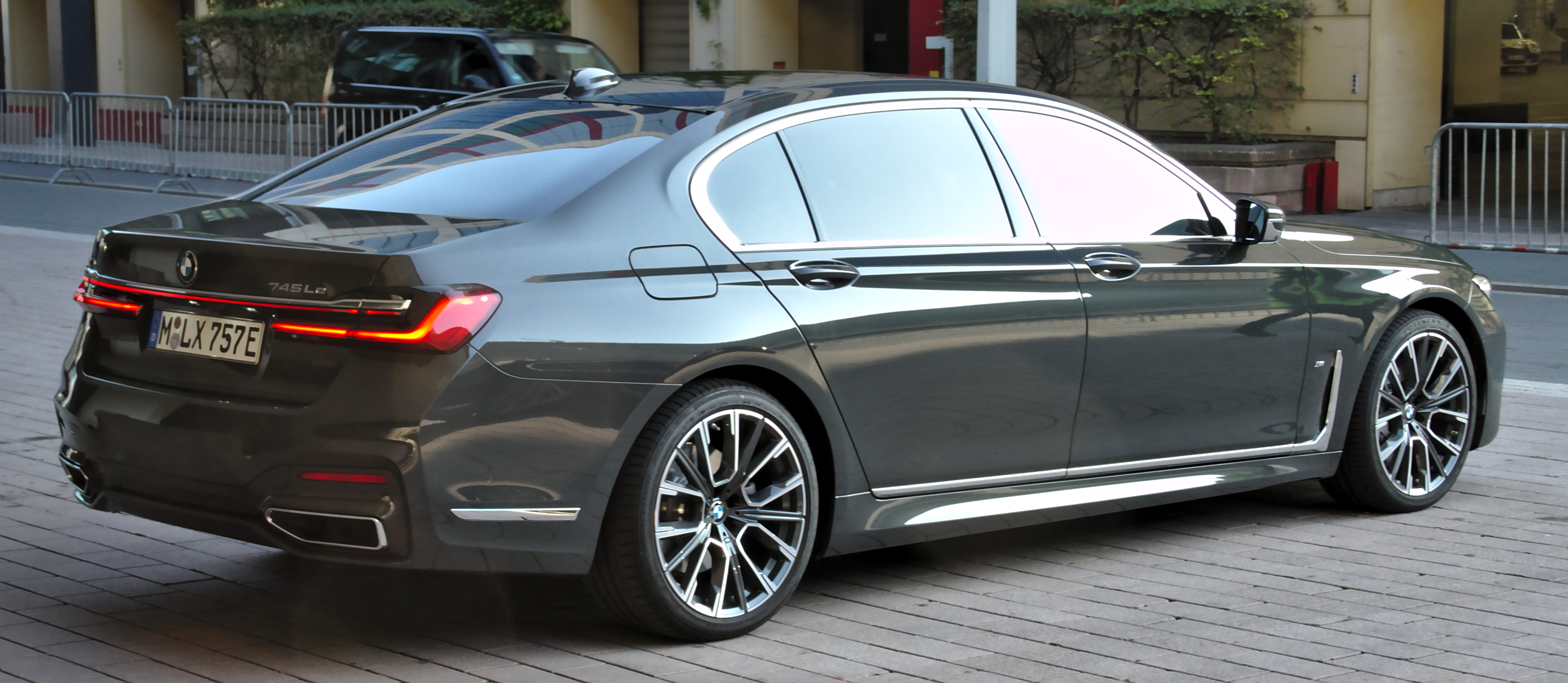
BMW 745Le hátulja
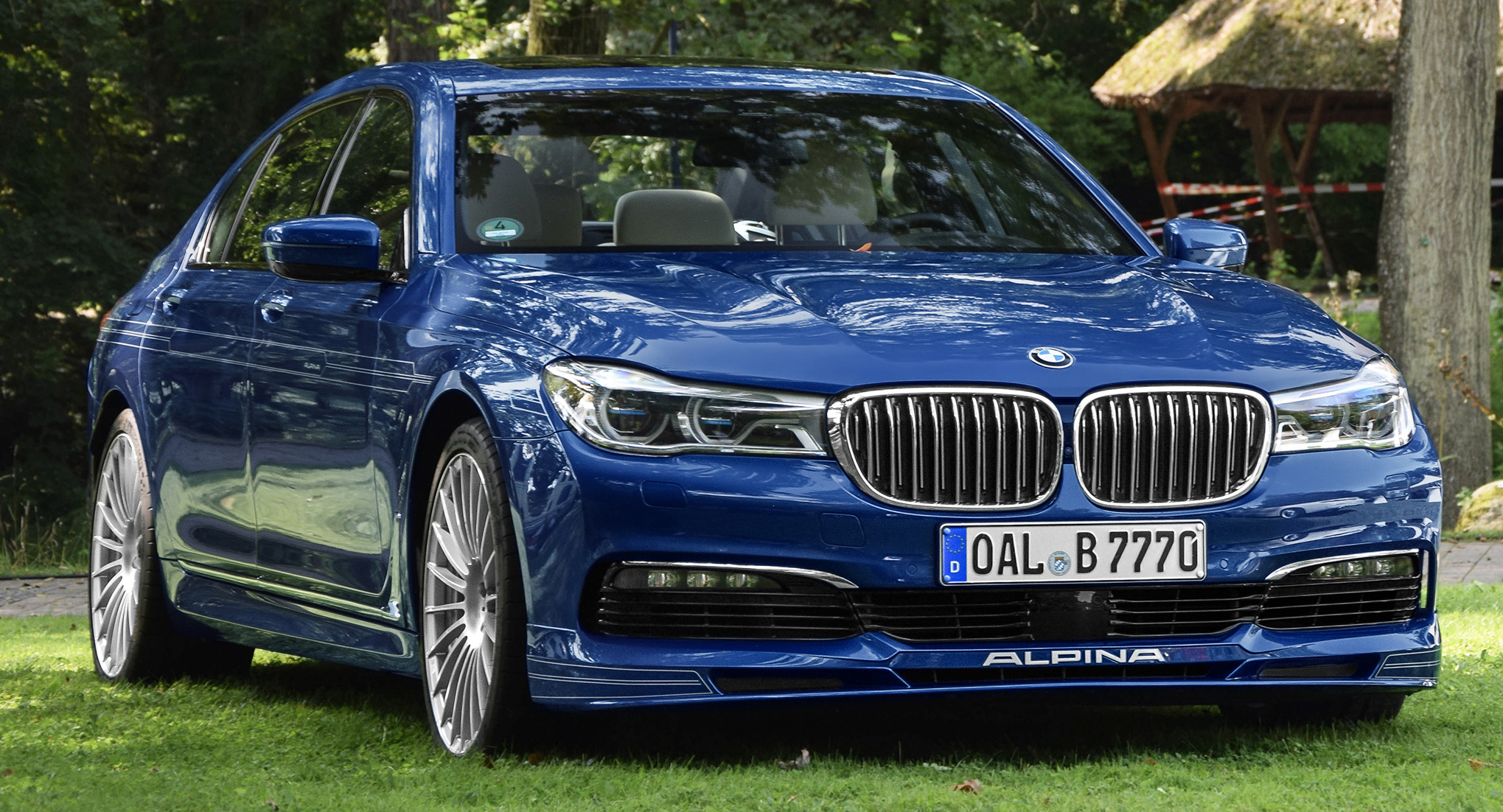
Alpina B7 Biturbo G11 eleje
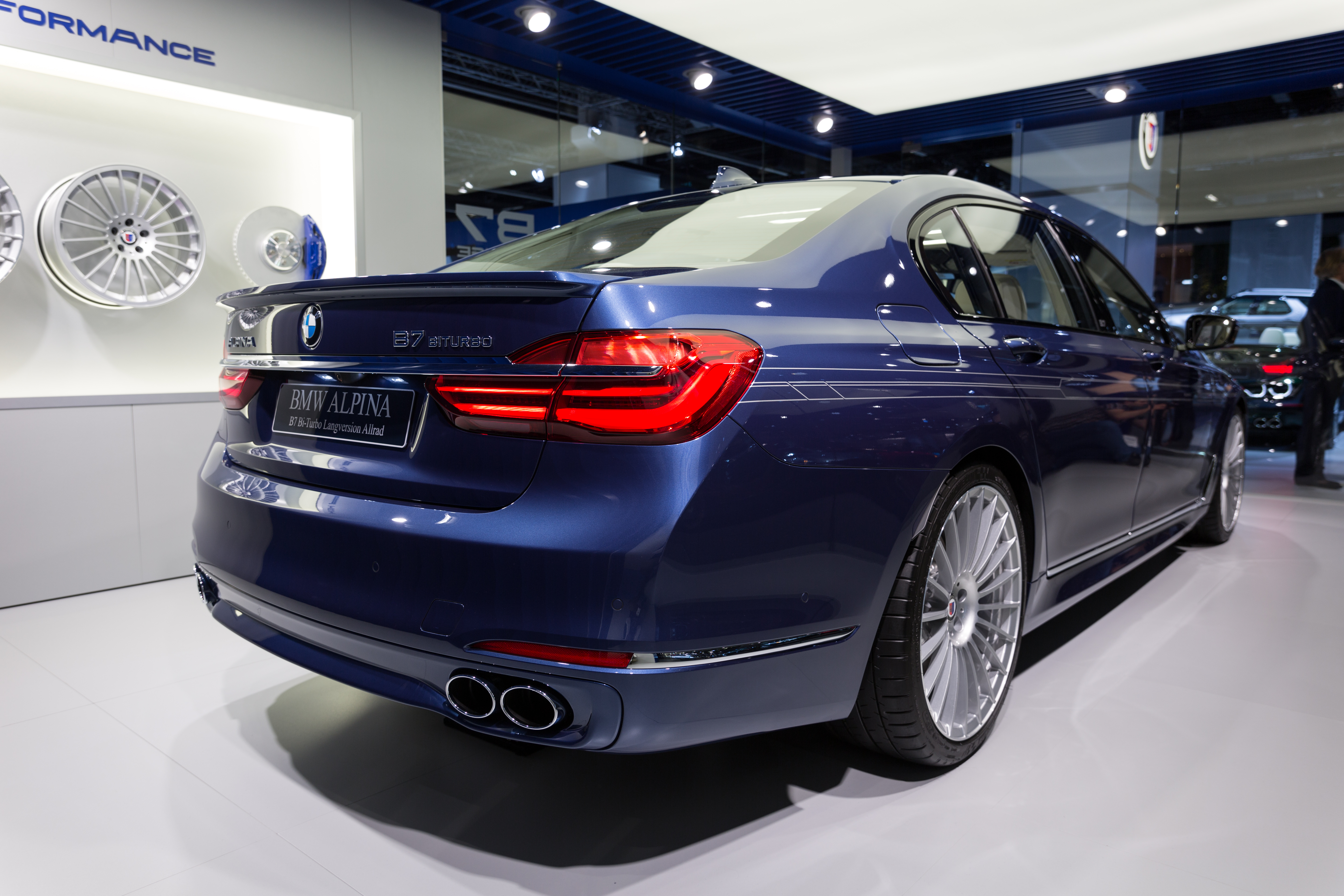
Alpina B7 Biturbo G11 hátulja

A G11/G12 a 7-es sorozat hatodik generációja, amelyet 2015 óta gyártanak. 2015. június 10-én mutatták be a BMW müncheni központjában. A hivatalos nyilvános bemutatásra a 2015-ös Németországi Nemzetközi Autószalonon került sor. A G11 a rövid tengelytávú modell kódneve, a kiterjesztett tengelytávú modell G12 kódneve és egy további L betűvel jelöljük. A G11/G12 a BMW Group első olyan autósorozata, amely a moduláris OKL platformon (Oberklasse, németül: luxusosztály) alapul. Az OKL platform a BMW i modellekben először bevezetett technológiát alkalmazza, nevezetesen a szénszállal megerősített polimer bevezetését szerkezeti alvázelemként. 
A BMW azon stratégiájának részeként, amely szerint minden jövőbeli autómodellhez bevezeti a hálózatról tölthető hibrid változatokat, a rövid és a hosszú tengelytávú modellek egyaránt elérhetőek hibrid hajtáslánccal, 740e és 740Le megjelöléssel 2016-tól. 2019-ben jelent meg egy facelift modell, amely jól láthatóan nagyobb hűtőráccsal (vesékkel) rendelkezik.

### Hetedik generáció (2022-)
- BMW G70

A BMW 7-es sorozatának hetedik generációja 2022 áprilisában debütált. Van egy elektromos változata, a BMW i7, valamint a 6 hengeres 740i és V8 760i modellek. A szintén 2022 áprilisában bemutatott új X7-ben szereplő új „vízszintesen osztott fényszóróegységeket” alkalmazza. A motorválaszték hasonló marad a 3,0 literes 6 hengeres és a 4,4 literes V8-as opciókhoz, de nem kínálnak V12-es motorokat.

## 8-as sorozat
A 8-as sorozat karosszéria kódja, E31. 1989-től 1999-ig gyártották, V8-as és V12-es motorral. A 8-as tervezése 1986-ban kezdődött, 1989. szeptember elején debütált a Frankfurti Motor Show-n. A 8-as sorozat 2018-ban éledt újjá 2 ajtós túrakupé formájában, de érkezik a kabrió, illetve 4 ajtós GranCoupé is várható 2019-ben. Az M8-as sportverzió is később jön.

### Első generáció (1990-1999)
- BMW E31

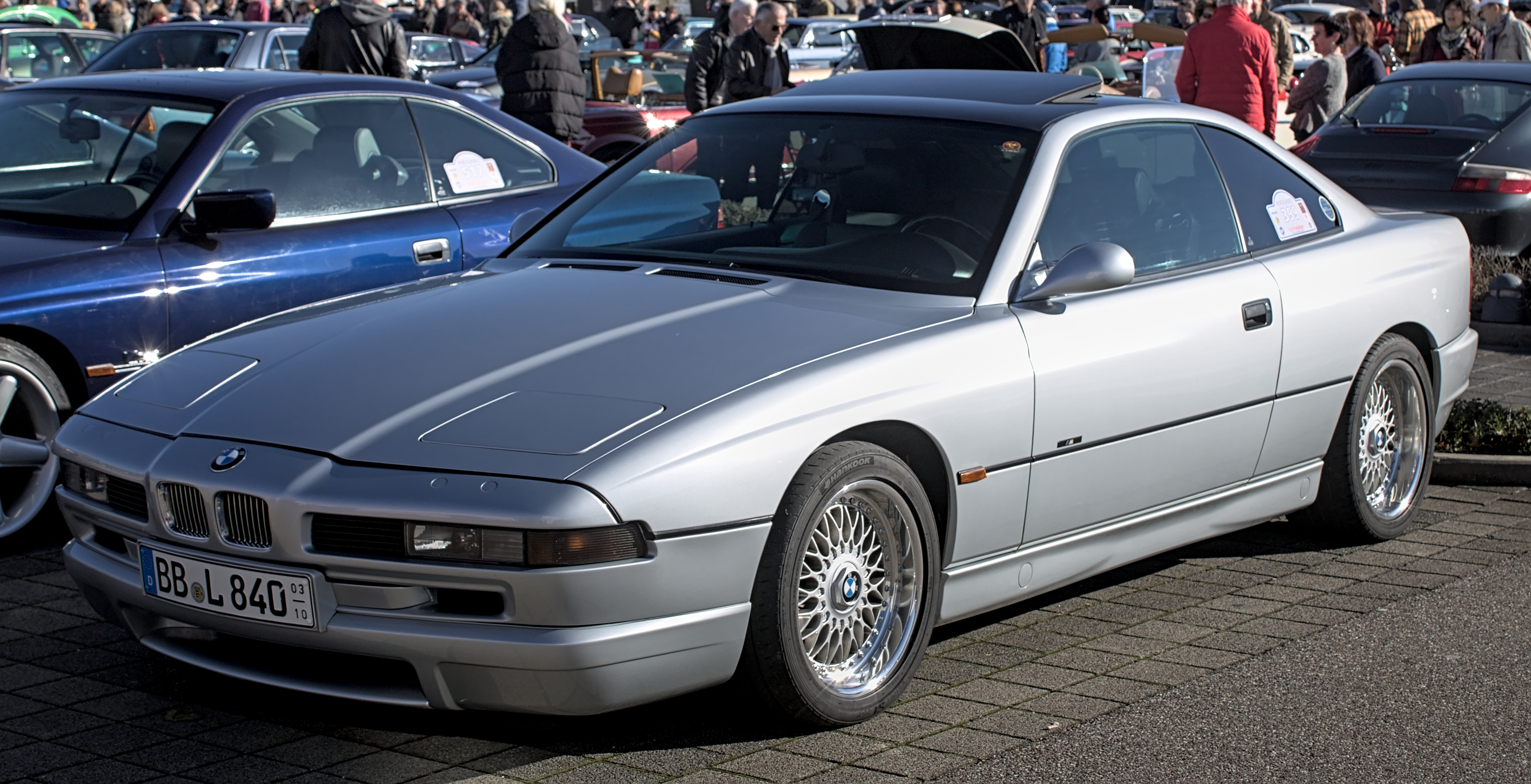
BMW E31 eleje
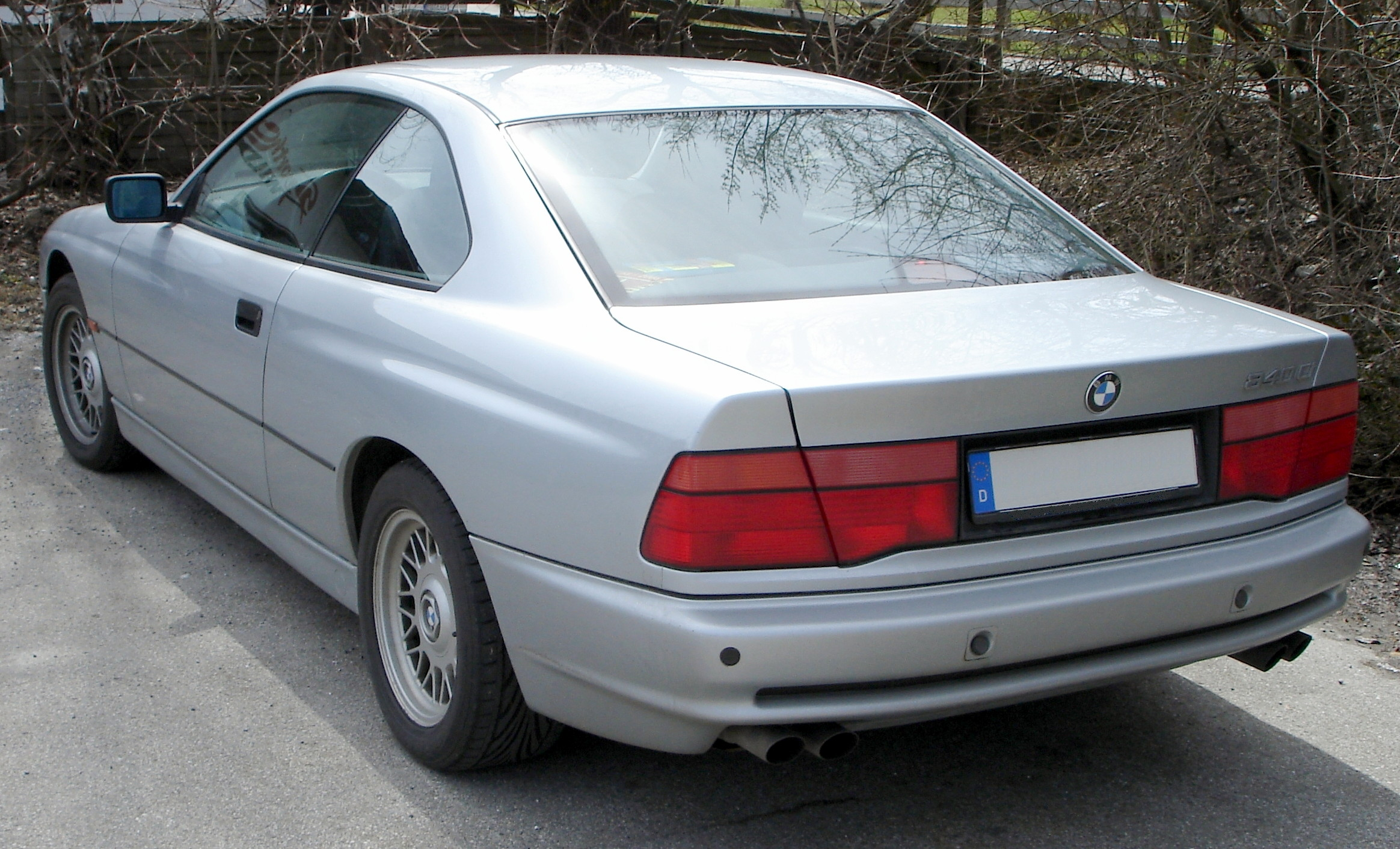
BMW E31 hátulja
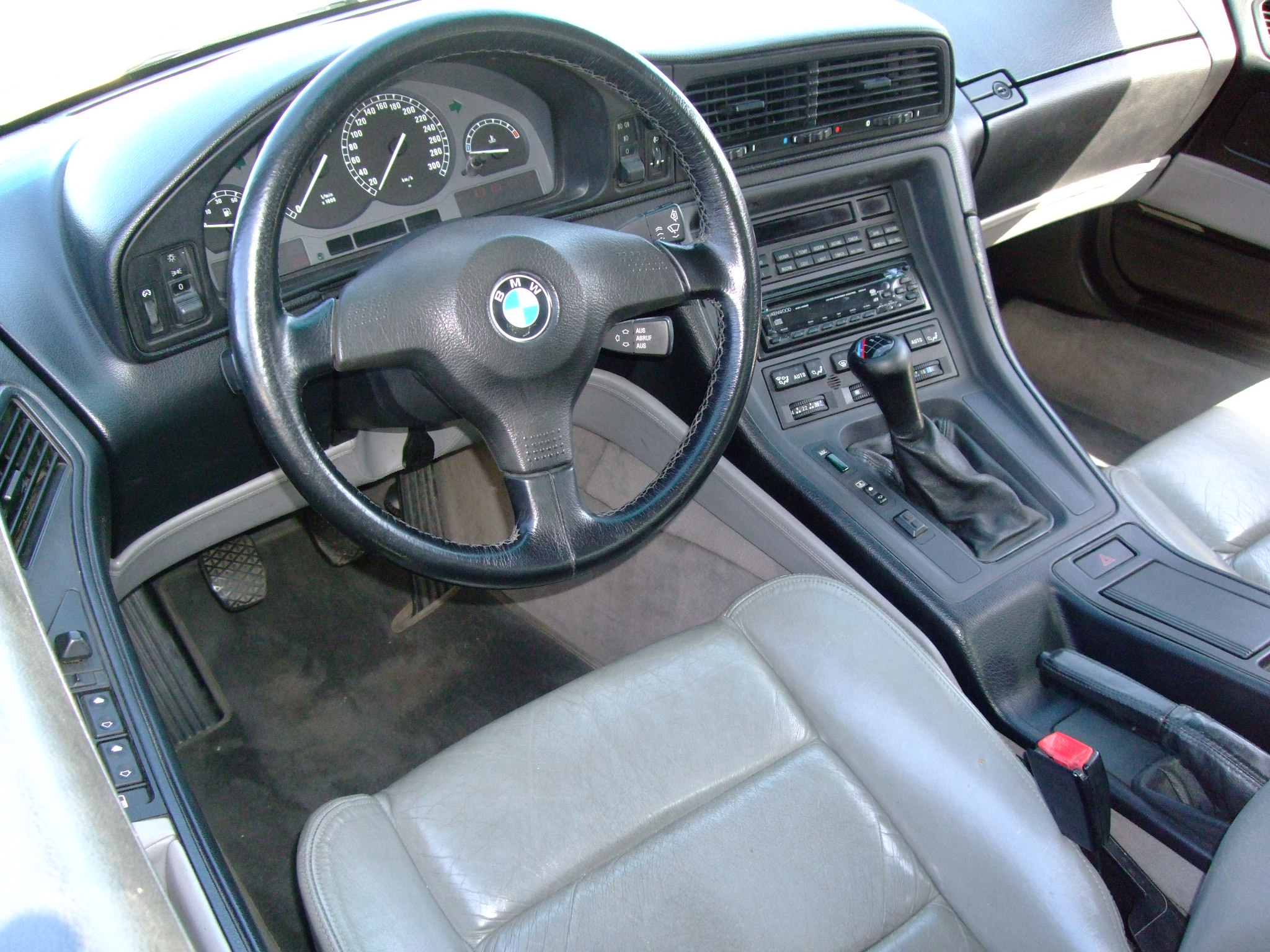
A belseje
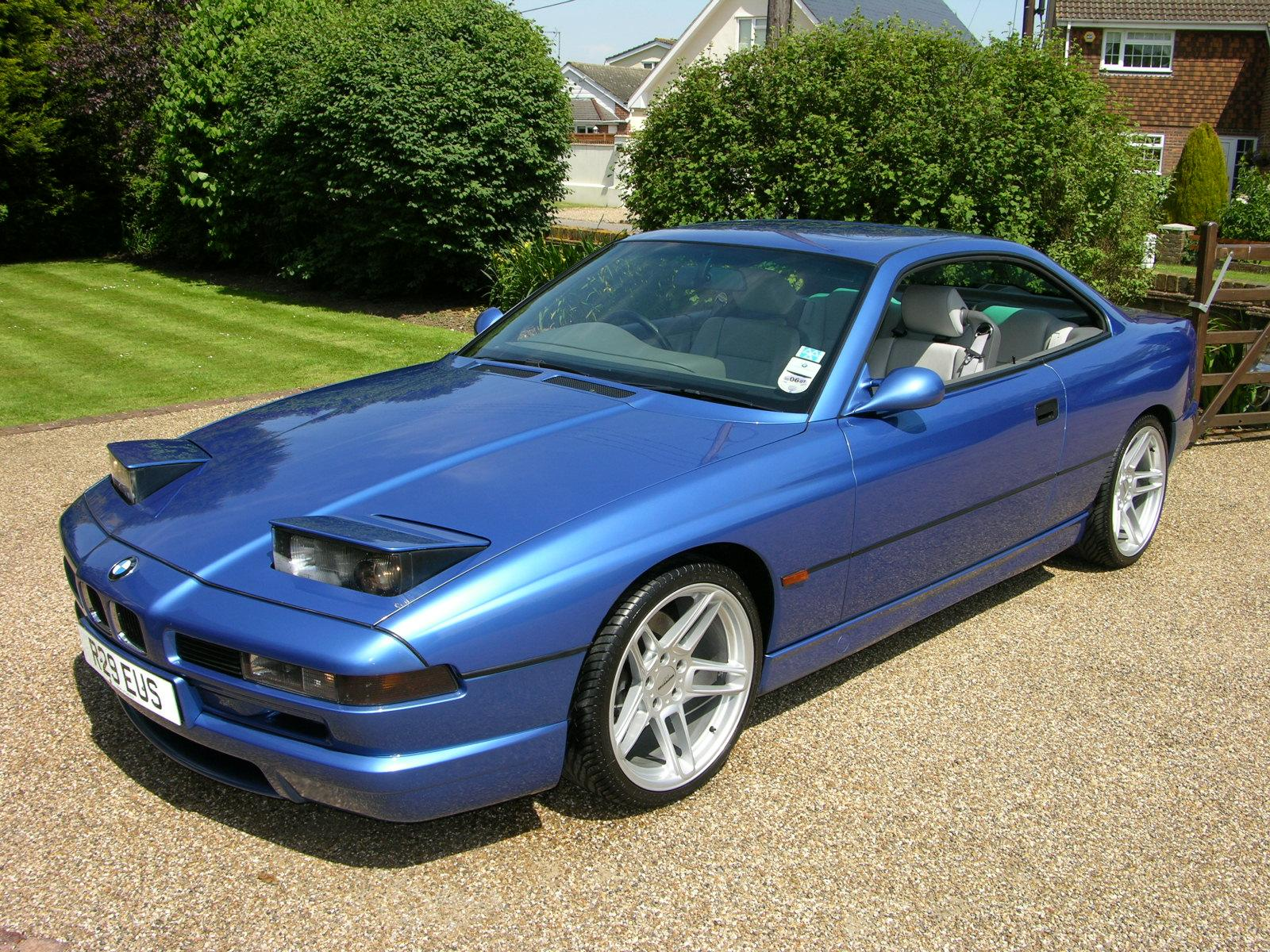
Felemelkedett fényszórókkal
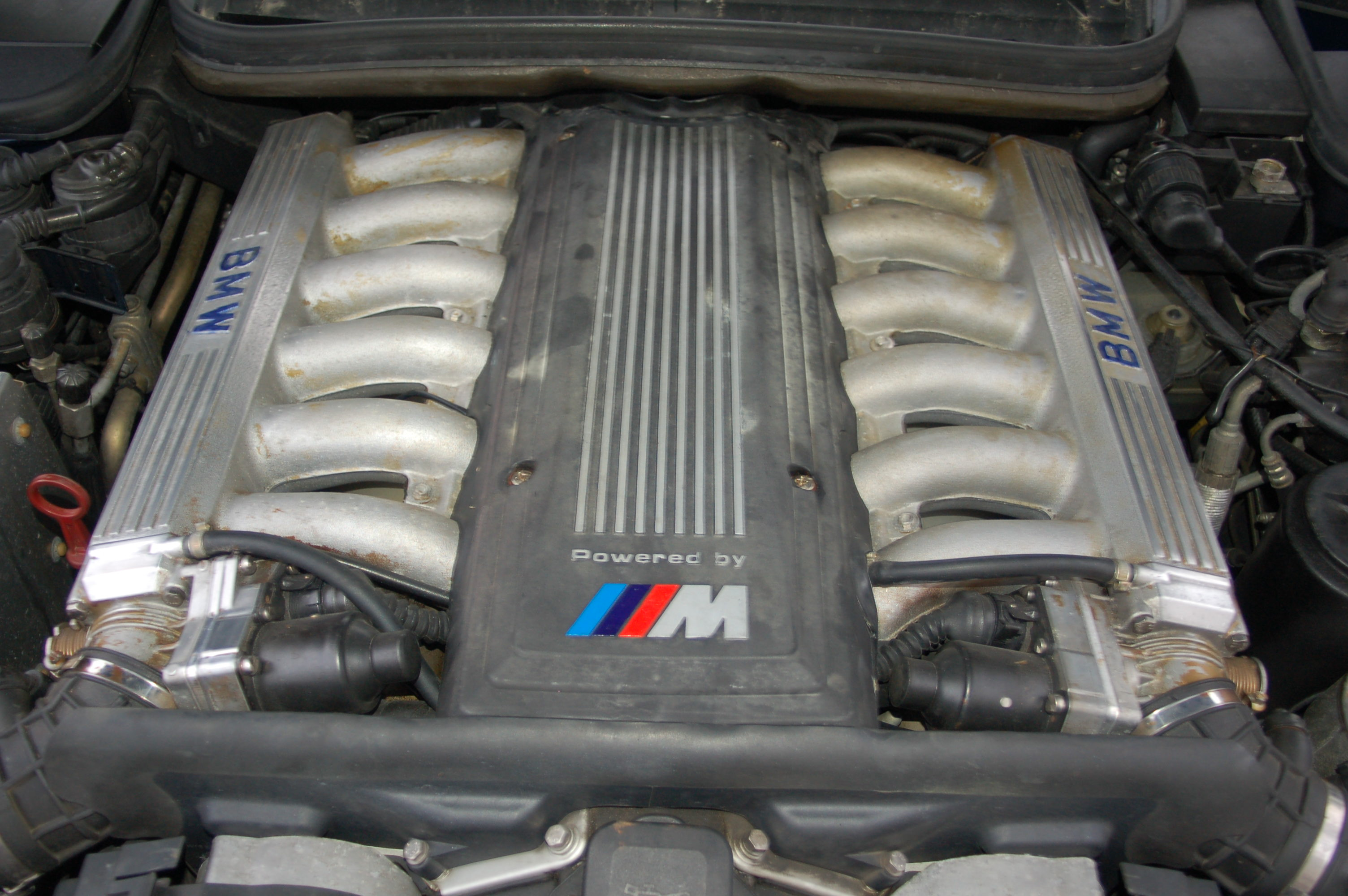
S70 V12-es motor
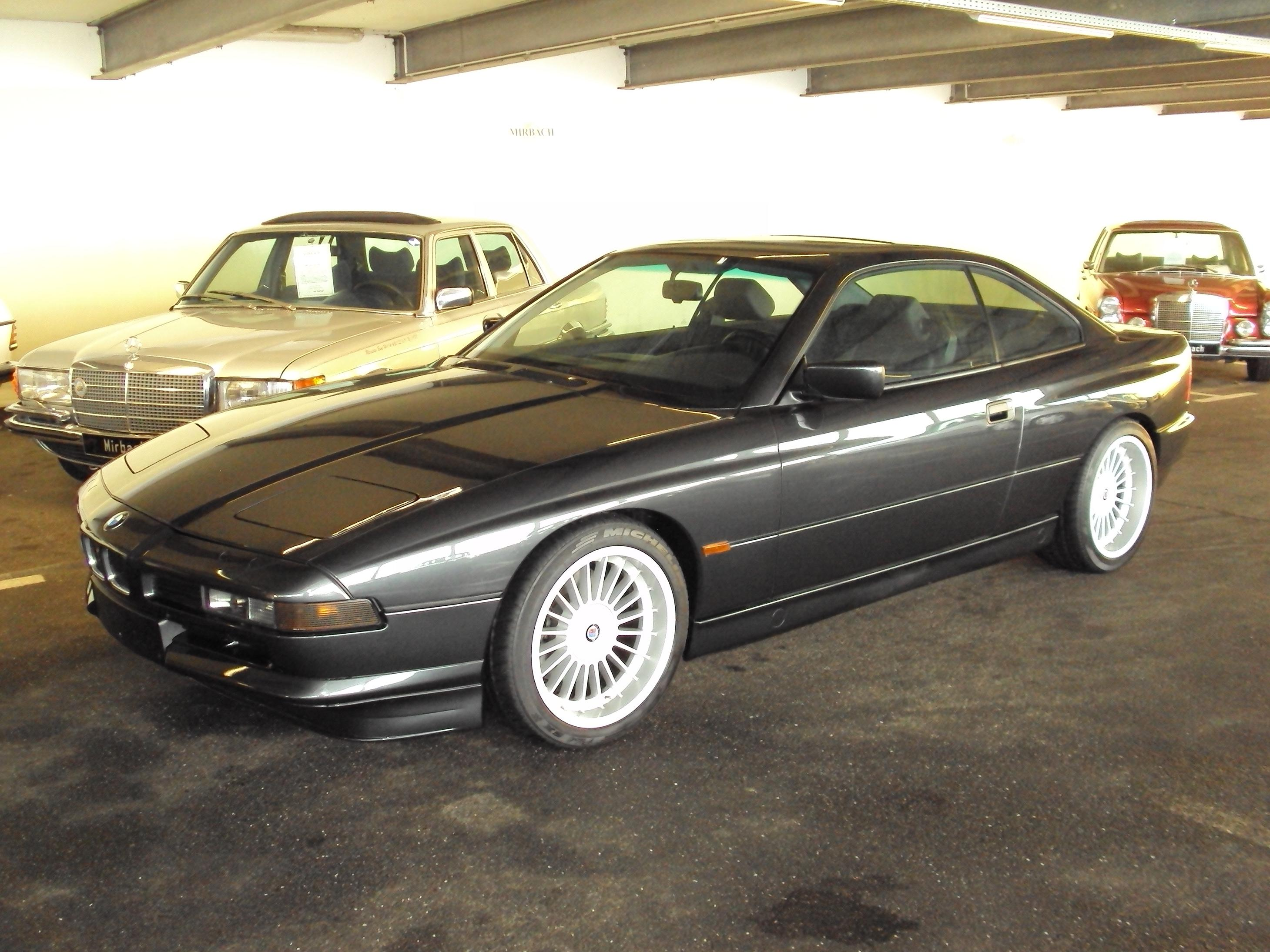
Alpina B12 5.0
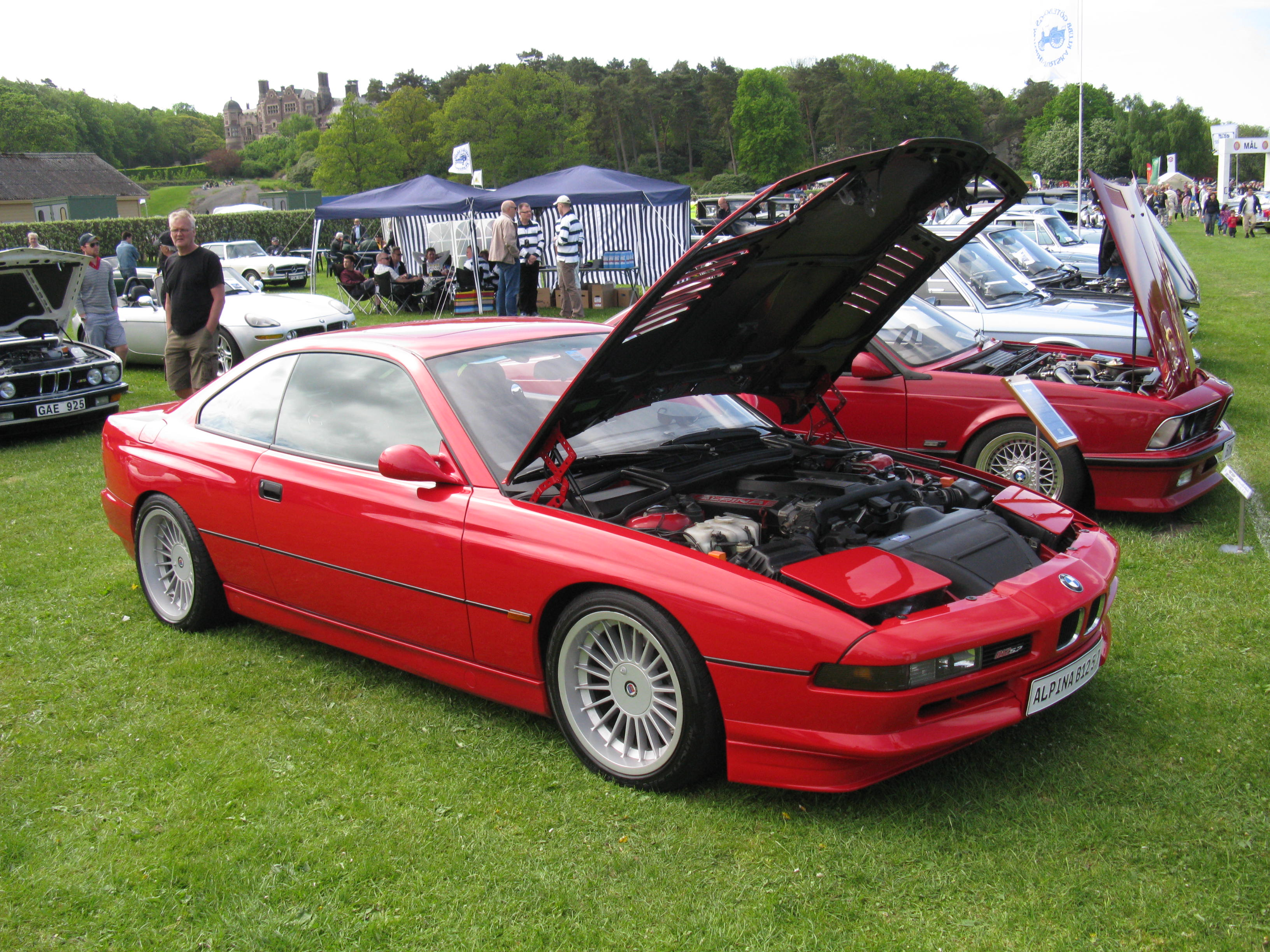
Alpina B12 5.7

Az első generációs E31 8-as sorozat tervezési munkái 1984-ben kezdődtek, az utolsó tervezési fázis és a gyártásfejlesztés 1986-ban kezdődött. Az autó az 1989-es Frankfurti Autószalonon debütált, és 1999-ig gyártották. A 8-as sorozatot úgy tervezték, hogy túllépjen az eredeti E24 6-os sorozat piacán, nagyobb teljesítményt és magasabb árat kínálva. A 8-as sorozat volt az első közúti autó, amely V12-es motort és 6-fokozatú kézi sebességváltót kínált, és ez volt az egyik első olyan jármű, amelyet elektronikus drive-by-wire fojtószeleppel szereltettek fel.  A 8-as sorozat volt a BMW egyik első olyan autója is, amely többlengőkaros hátsó tengelyt használt.

### Második generáció (2018-)
- BMW G14 (cabrio)
- BMW G15 (2 ajtós coupé)
- BMW G16 (4 ajtós Gran Coupé)

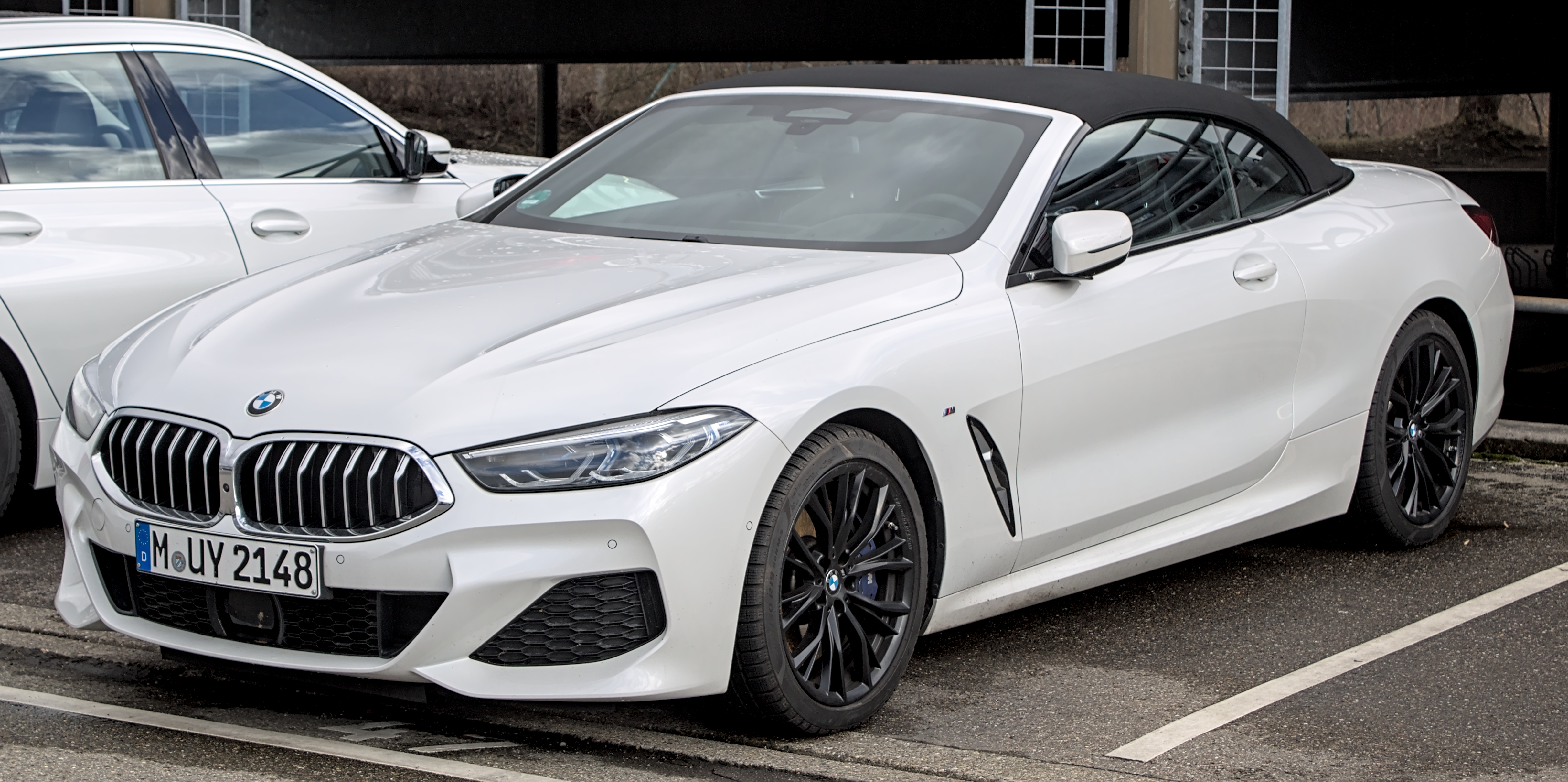
BMW G14 eleje
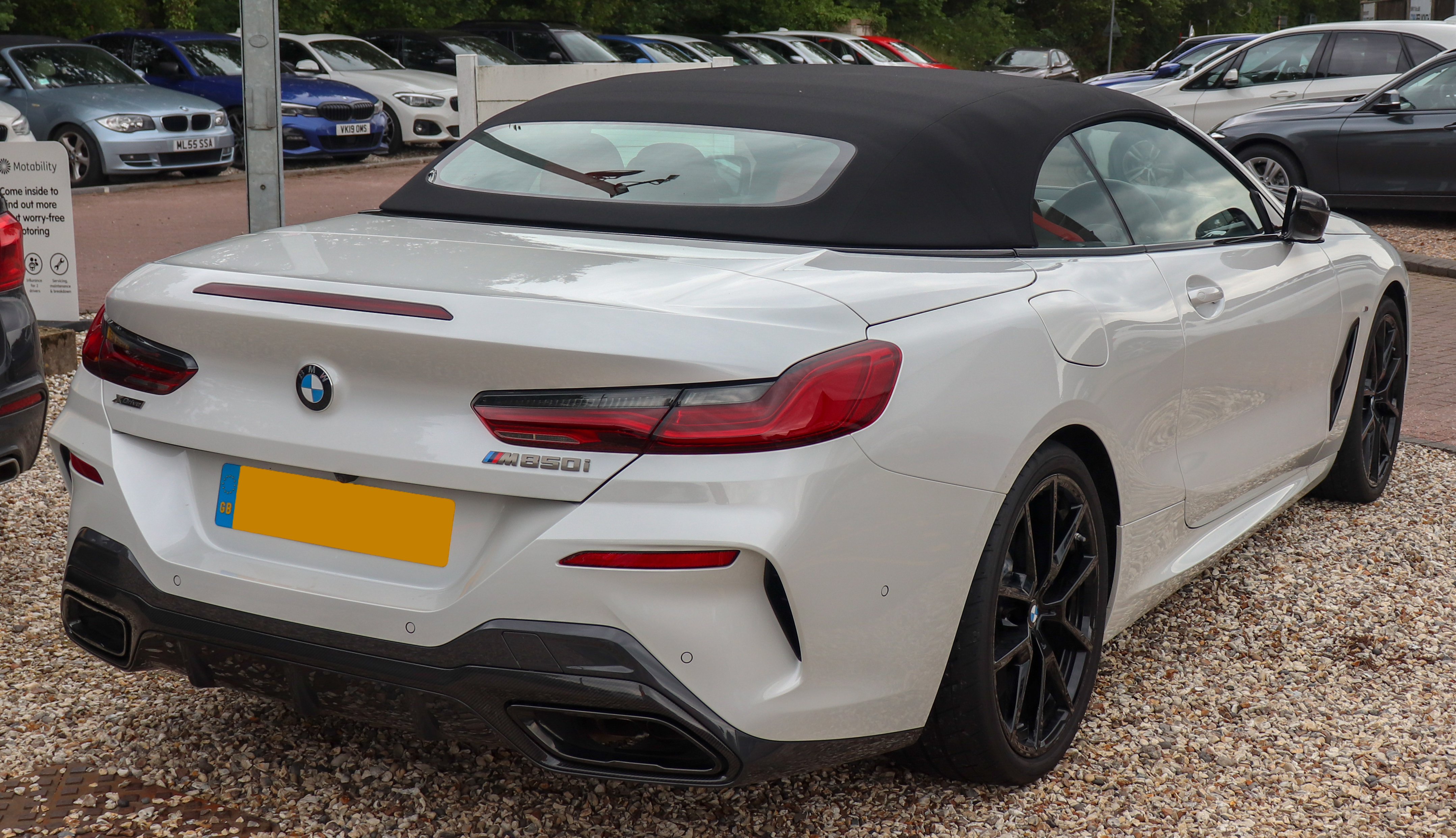
BMW G11 hátulja
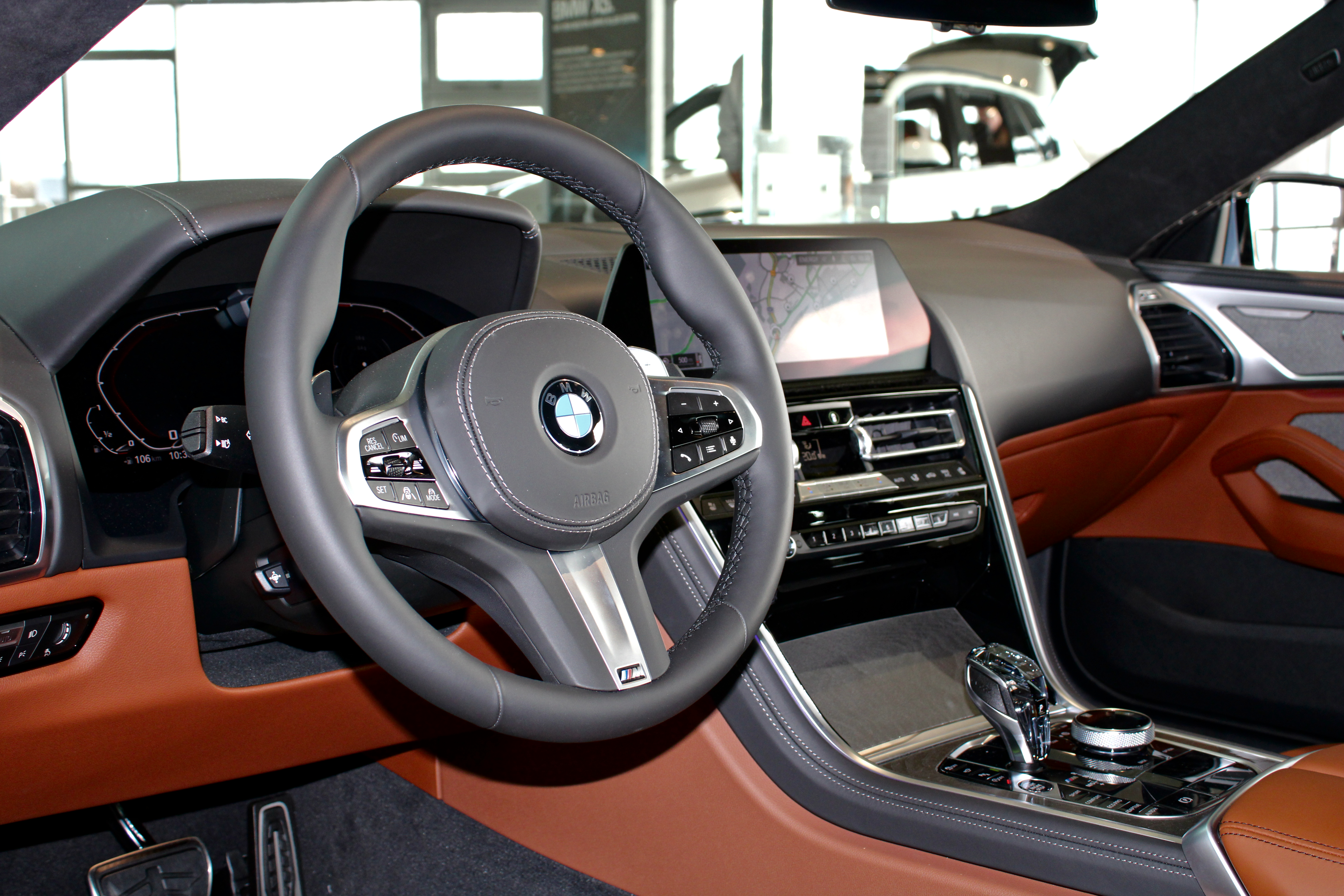
A belseje
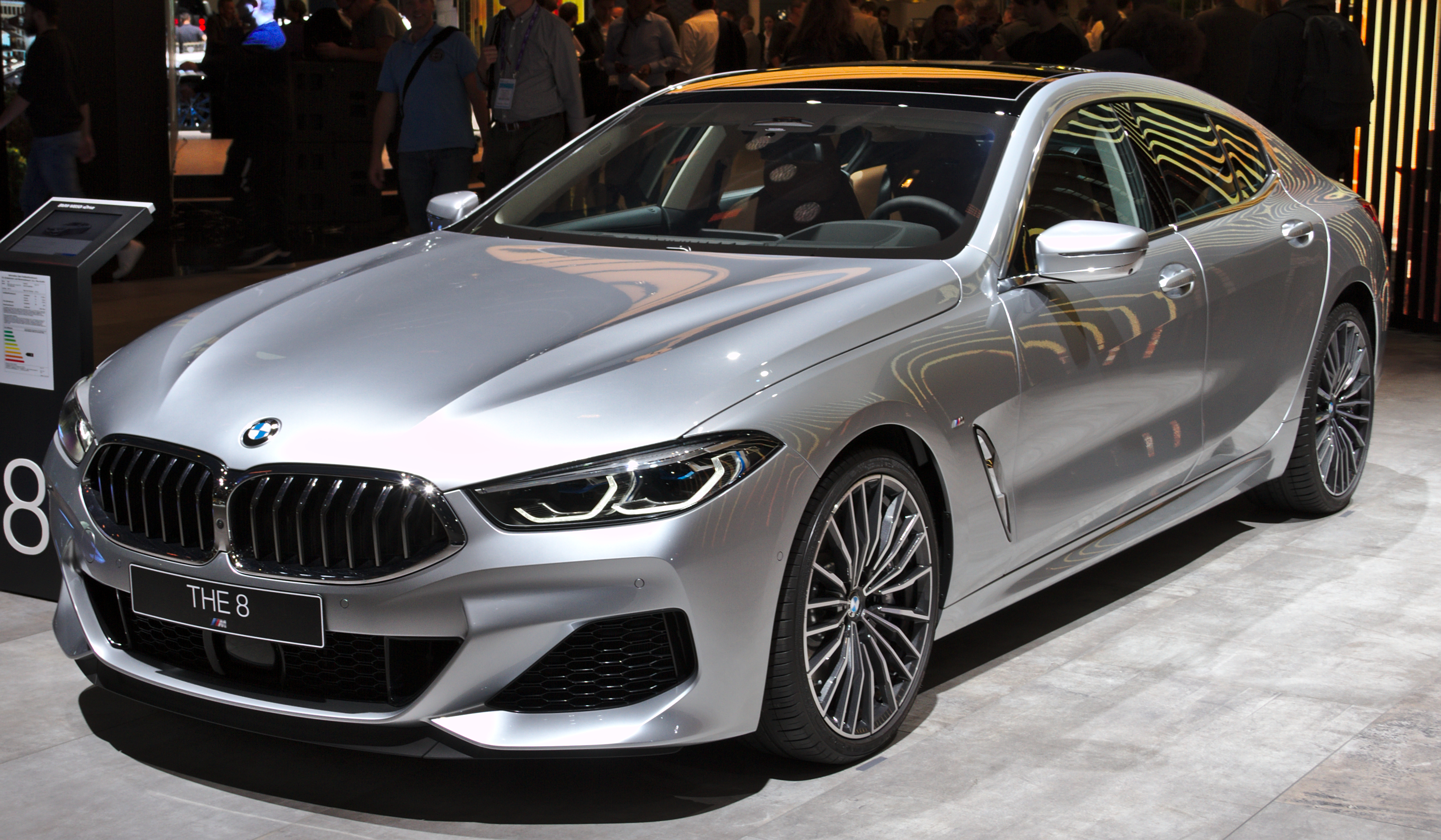
BMW G16 eleje
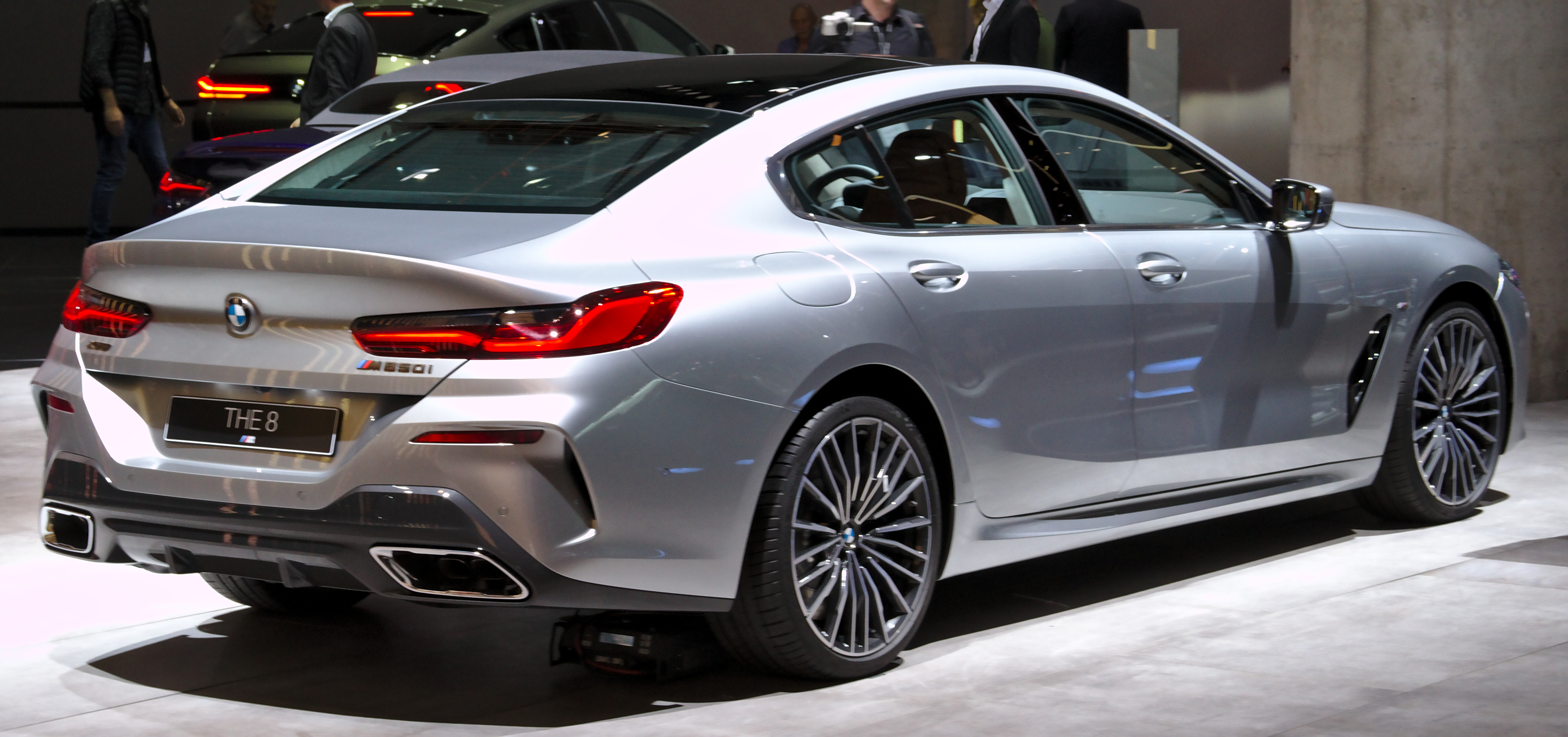
BMW G16 hátulja
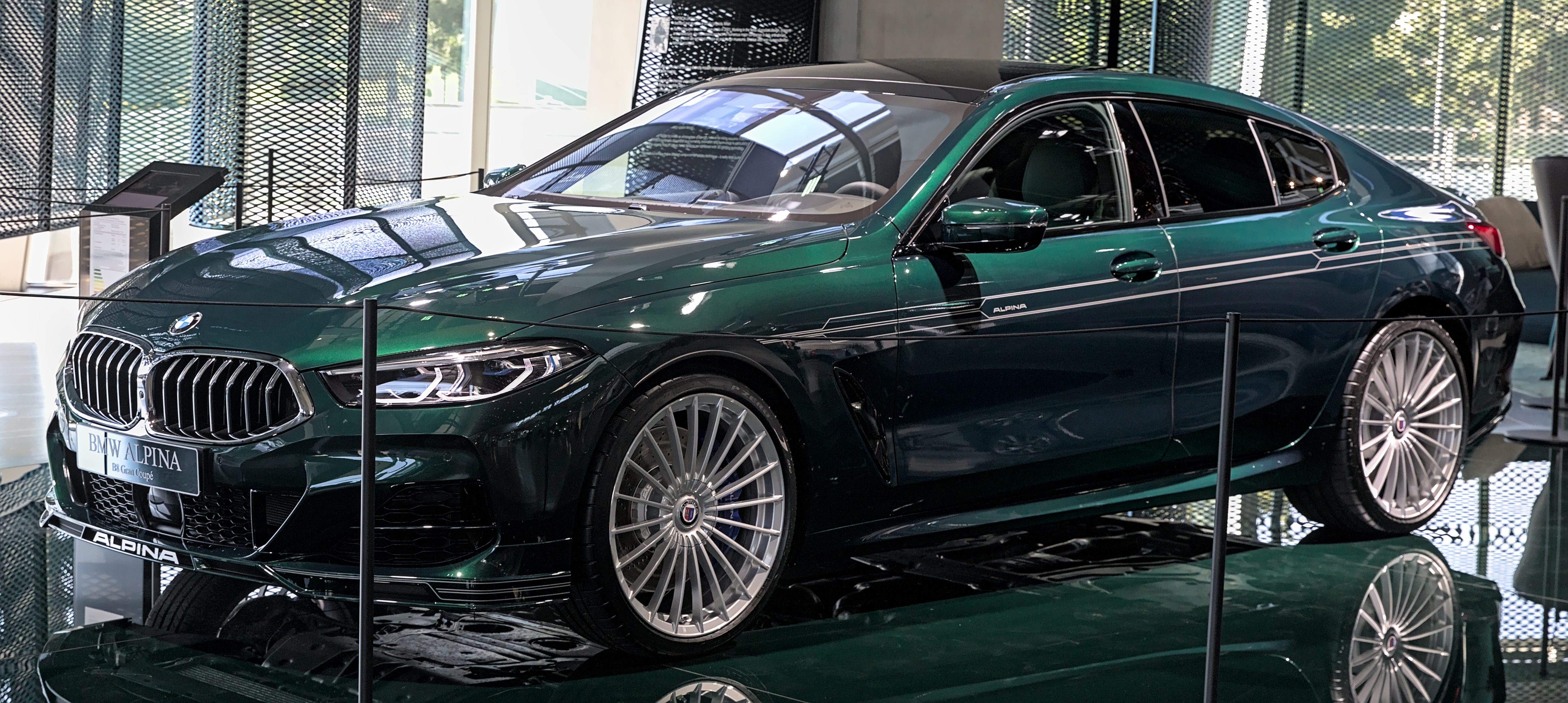
Alpina B8 Gran Coupé

A BMW 8-as sorozatot (G14) 2018. június 15-én jelentették be, értékesítése 2018 novemberétől indul. Eleinte kupéként (G15 kódnéven) volt elérhető, a kabrió (G14) és a négyajtós Gran Coupé (G16) változatokkal később, az F06/F12/F13 6-os sorozatot követve mutatták be. A gyártás 2018 végén indult a BMW összeszerelő üzemében a németországi Dingolfingben. A BMW 8-as kupé és kabrió közvetlen versenytársai a Mercedes-AMG GT kupé és kabrió, valamint a Porsche 911 kupé és kabrió. A BMW 8-as Gran Coupé, amely a BMW 6-os Gran Coupéhoz (F06) képest javított hátsó utastér méretekkel rendelkezik, a platformtárs, a hagyományosabb BMW 7-es szedán, és a hagyományosabb BMW 7-es szedán feltűnőbb, sportosabb alternatívája. felveszi a versenyt a Mercedes-AMG GT 4 ajtós Coupéval és a Porsche Panamerával. 2022-ben a BMW frissített külsővel és technológiával frissítette a 8-as sorozatot. Bekerült az Iconic Illuminated Glow veserács, valamint egy nagyobb, 12,3 hüvelykes infotainment rendszer, amely felváltja a 10,25 hüvelykes egységet.

## X1-es
A BMW X1 a BMW által gyártott szubkompakt luxus crossover sorozata. A 2009-ben debütált első generációs X1 az E90 3-as sorozatra épült, és alapkivitelben hátsókerék-meghajtást kínál. Bemutatásakor az X3 alatti BMW-kínálat legkisebb SUV-jaként pozicionálták, kisebb méretének, megnövelt hatékonyságának, valamint az összkerék-meghajtásnak köszönhetően (xDrive) alacsonyabb árcédulának köszönhetően szélesebb vásárlói kört céloz meg. A második generációs X1 a BMW 2-es Active Tourerrel és a Mini Countryman-nel közös UKL2 platform használatával az elsőkerék-hajtásra való átállást jelentette. Neve ellenére jelenleg csak a második legkisebb SUV, amelyet a BMW gyártott az X2 bemutatása óta. 2010-ben jelent meg Magyarországon.

### Első generáció (2009-2015)
- BMW E84

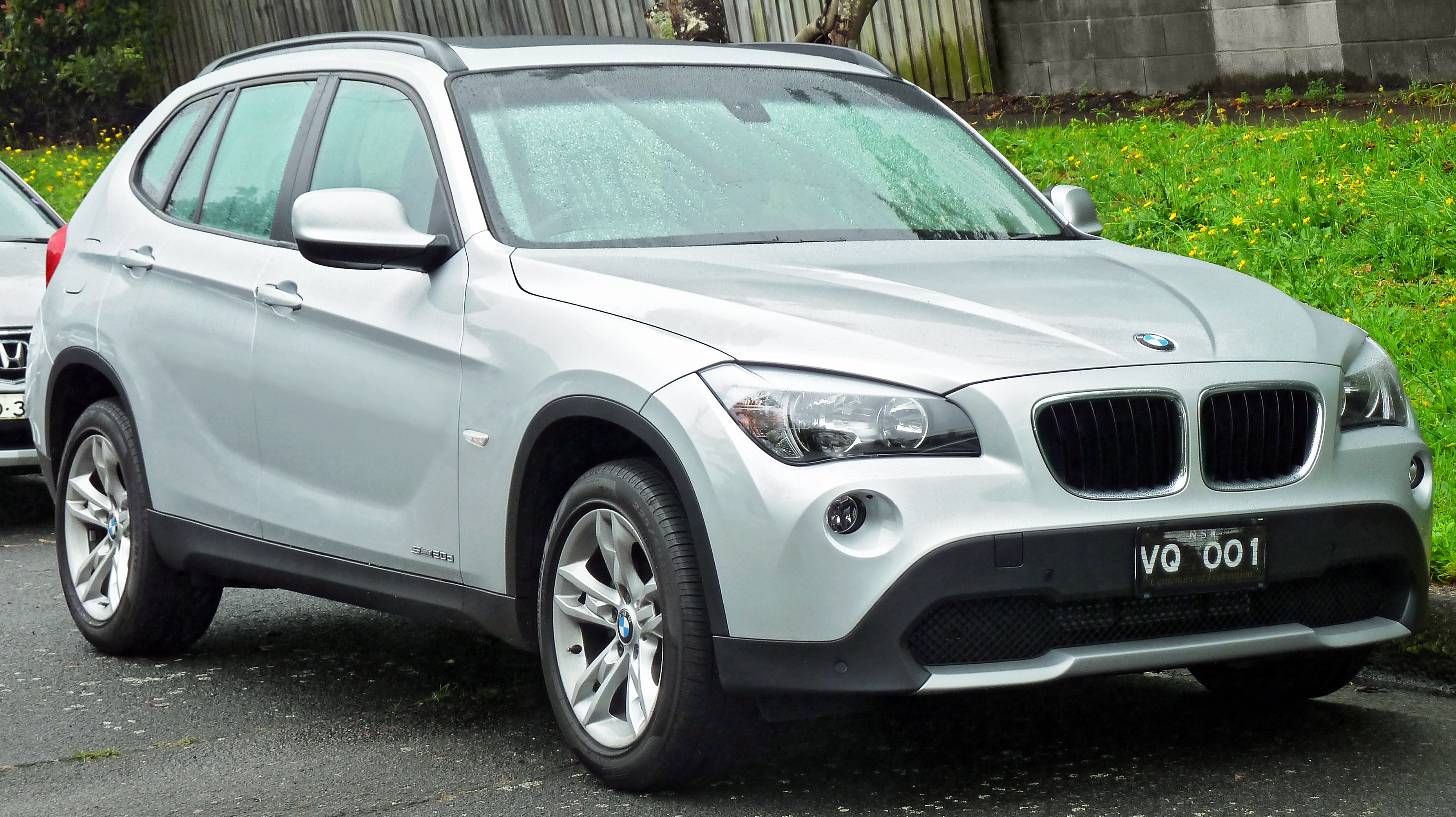
BMW E84 sDrive eleje (Pre-Facelift)
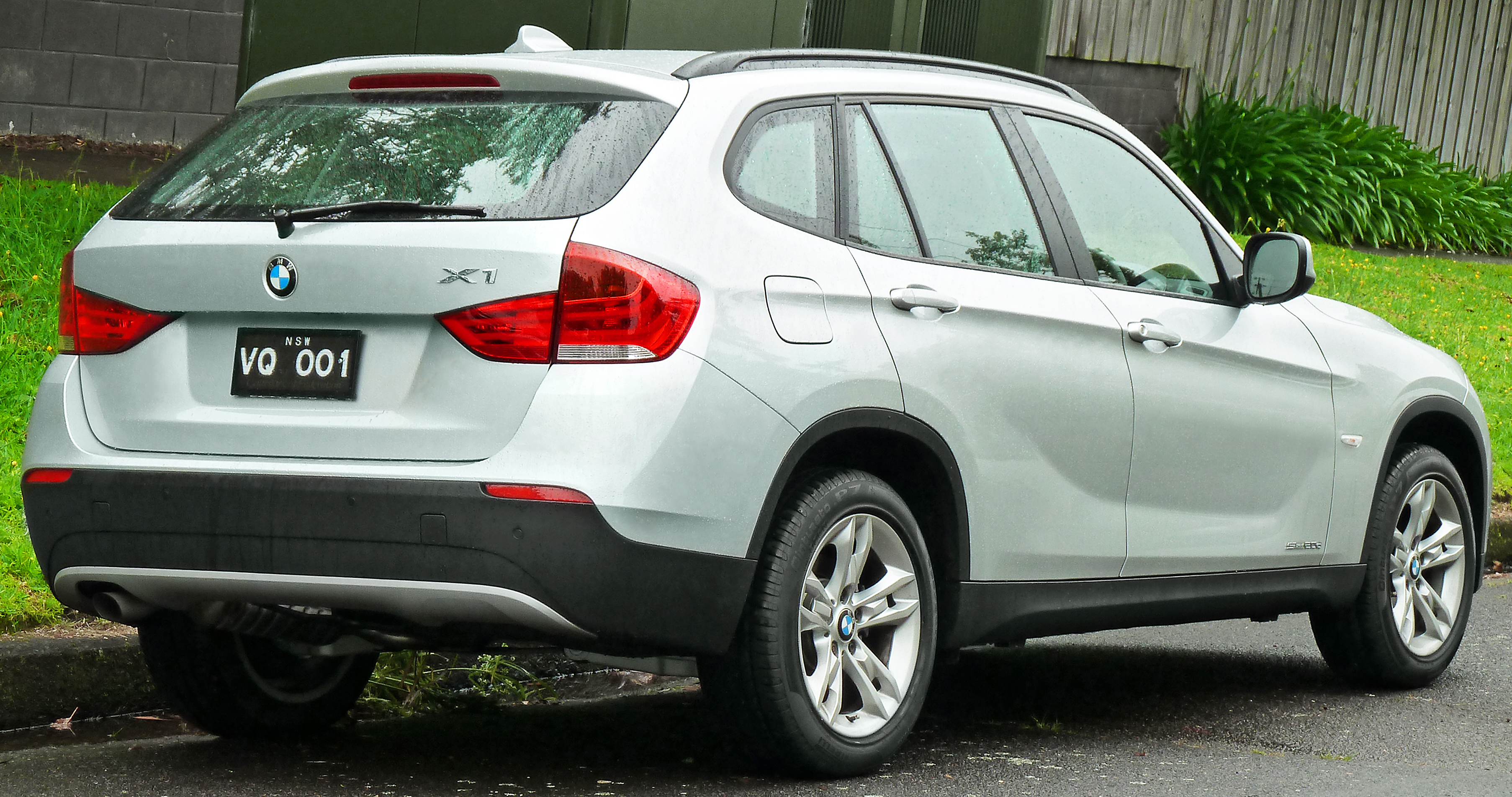
BMW E84 sDrive hátulja (Pre-Facelift)
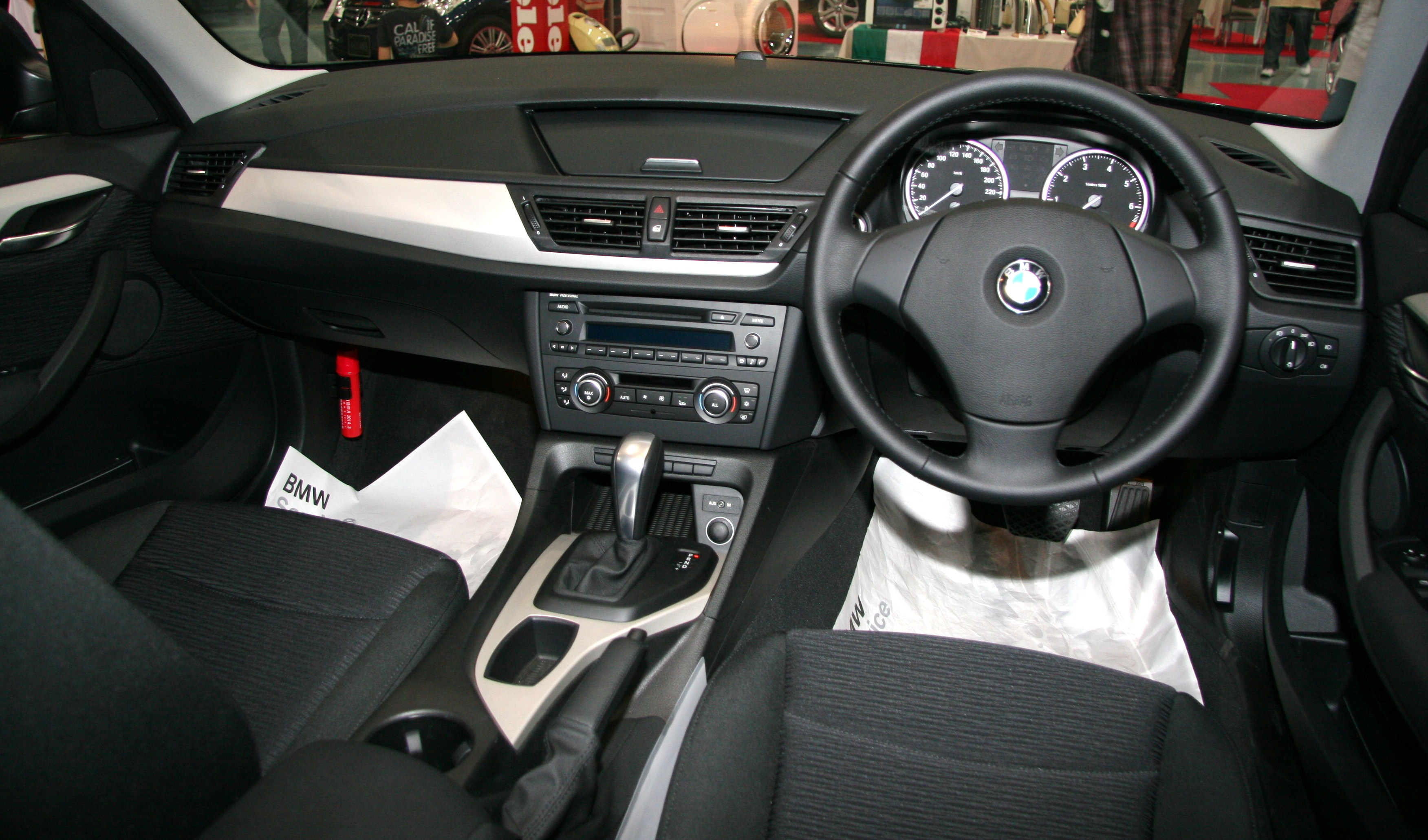
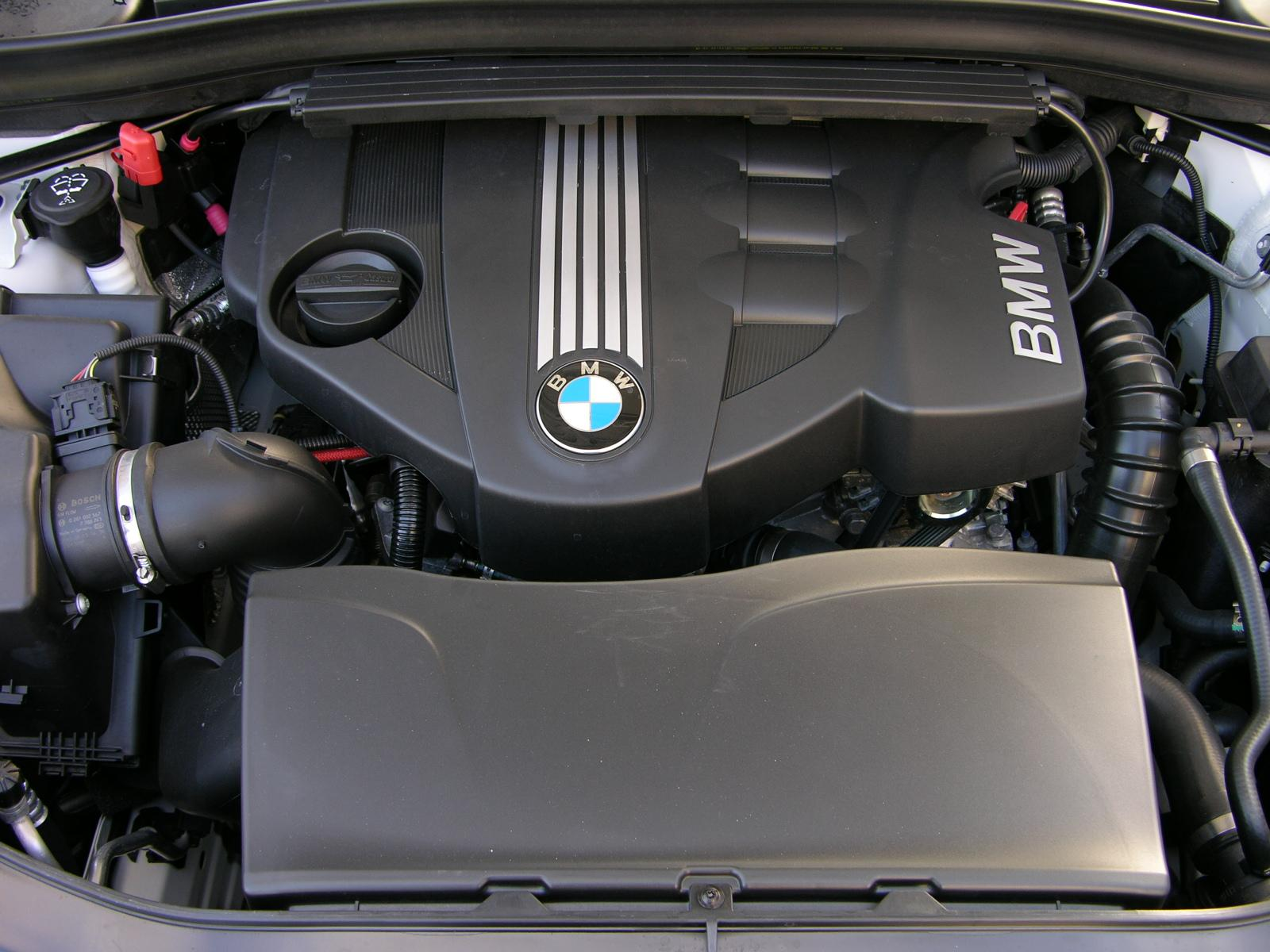
A motor
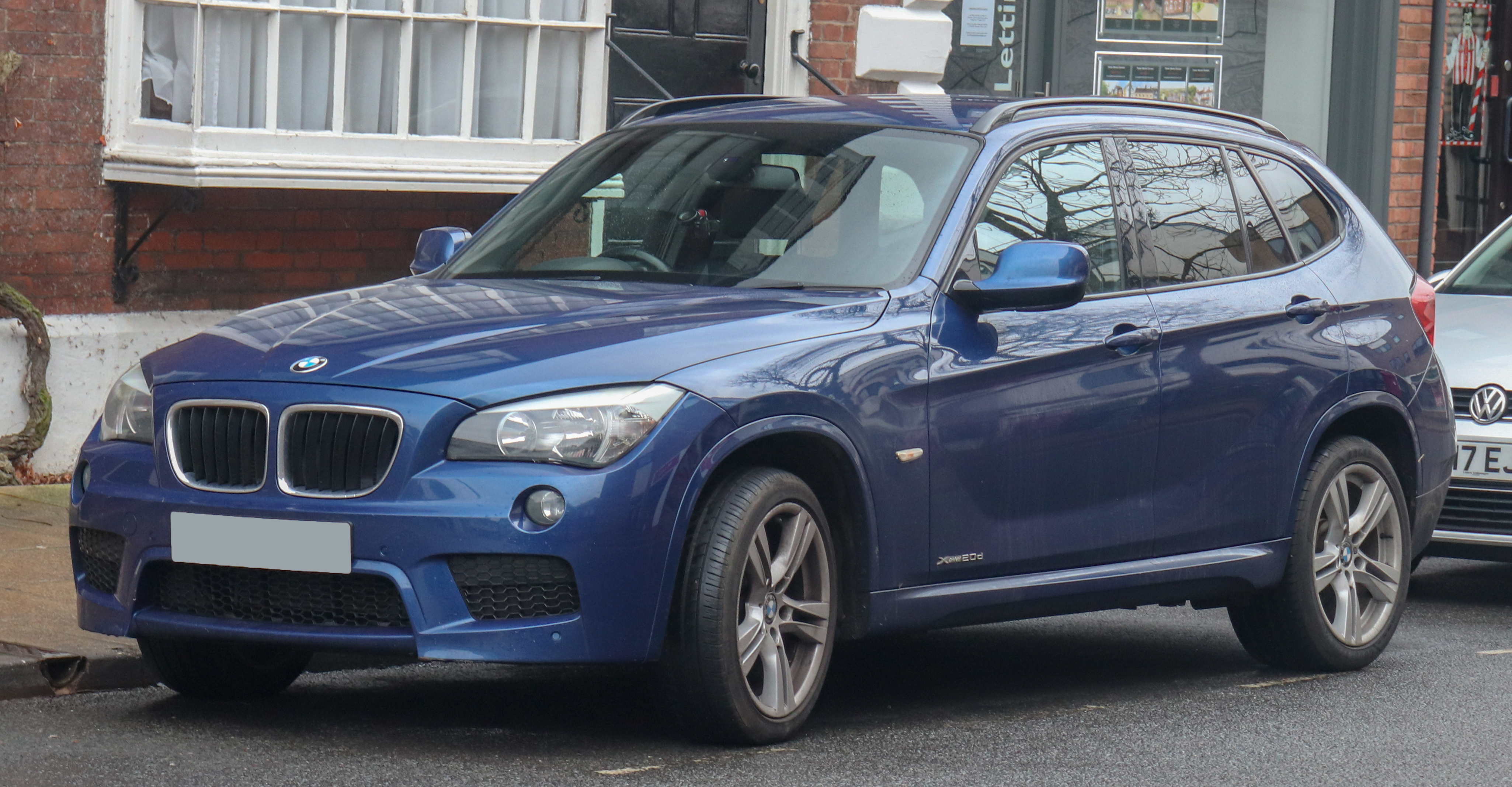
BMW E84 xDrive eleje (Pre-Facelift)
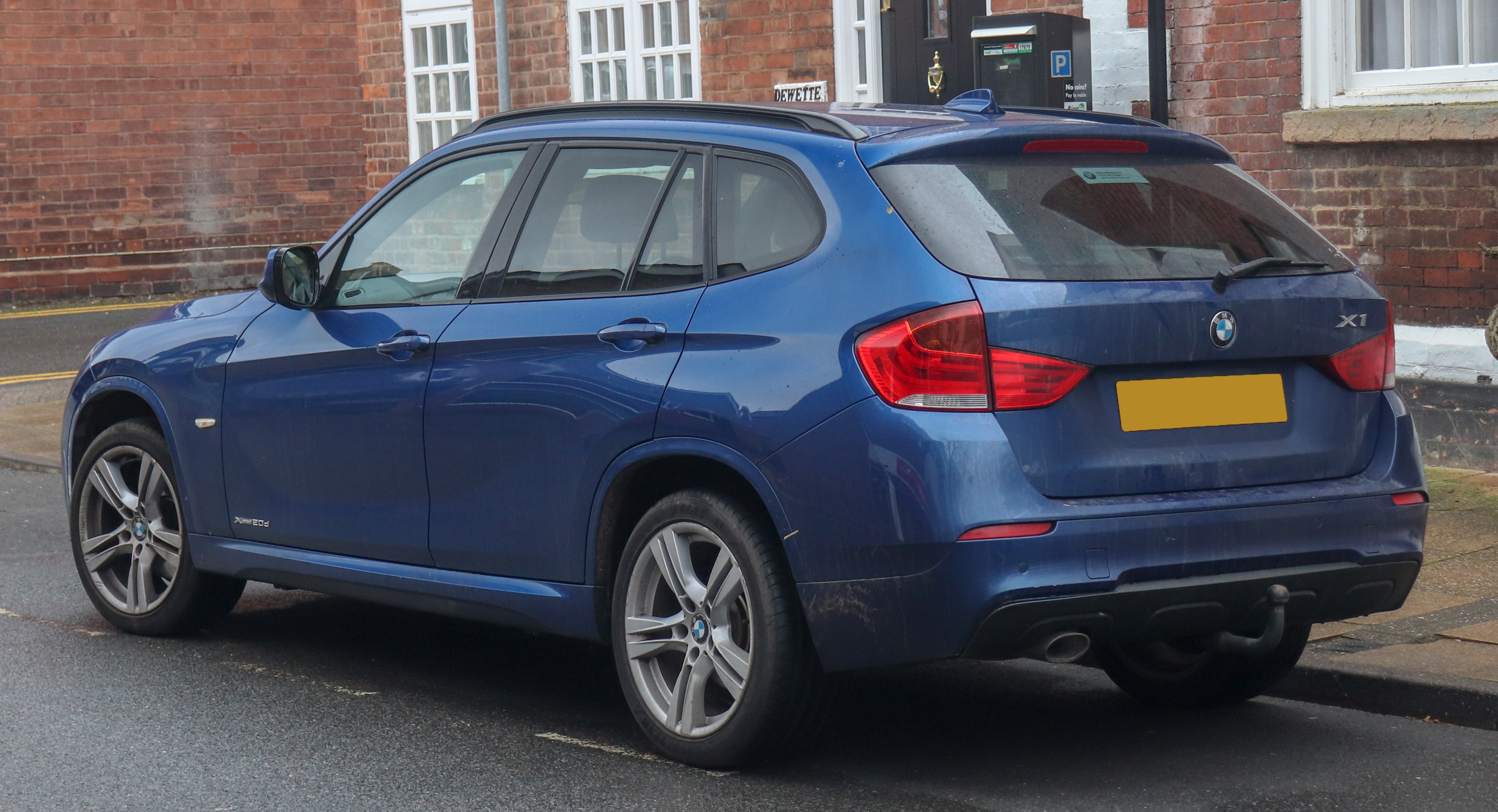
BMW E84 xDrive hátulja (Pre-Facelift)
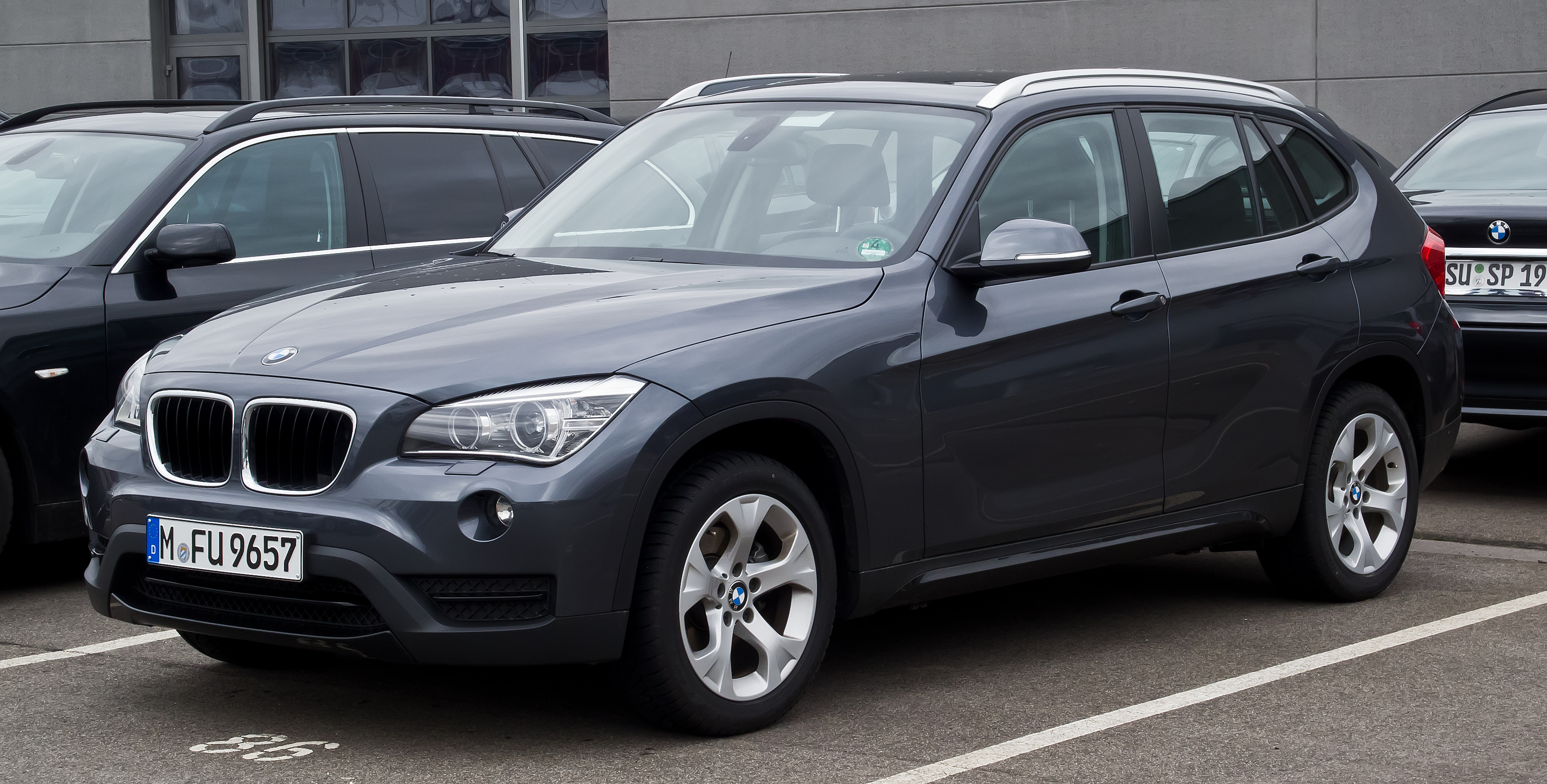
BMW E84 eleje (Post-Facelift)
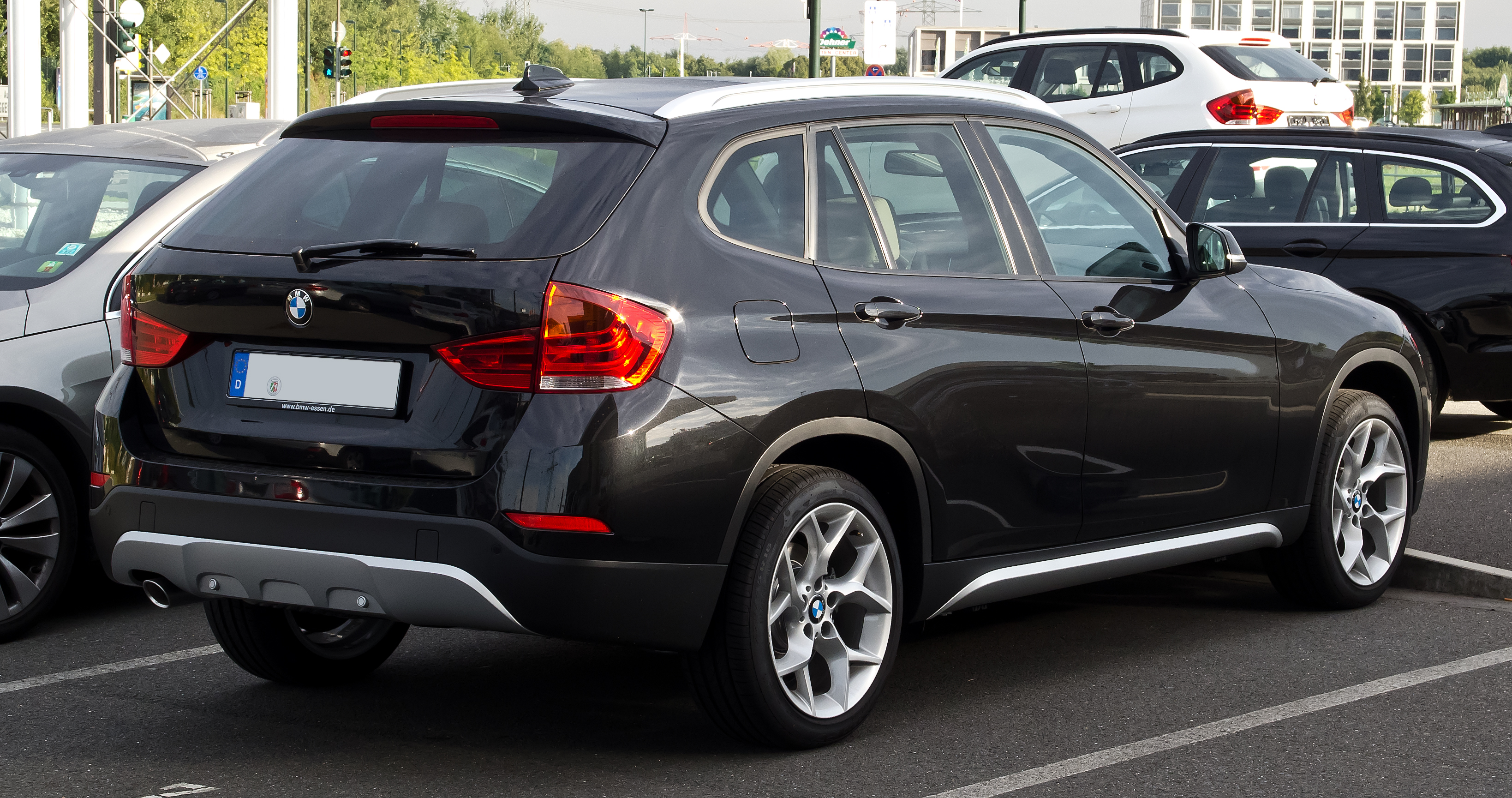
BMW E84 hátulja (Post-Facelift)

Az E84 X1 az első generációs modell, és eredetileg BMW Concept X1 néven mutatták be a 2008-as Párizsi Autószalonon. A jármű fejlesztése 2006-ban kezdődött, amikor a BMW megállapította, hogy a benzinárak emelkedésével egy kisebb és hatékonyabb modellre van szükség SUV-kínálatában. A jármű gyártásának sürgető igénye miatt a fejlesztési és előgyártási idő 40 százalékkal lerövidült a korábbi X sorozatú modellekhez képest. Ugyanazon a platformon alapul, mint az E90 3-as sorozat, és ugyanaz a 2760 mm-es tengelytáv. Az X1 az első BMW X sorozat, amely sDrive (kétkerék-hajtás) kivitelben is elérhető. Az Egyesült Államokban csak 2012-től forgalmazták. 2013-ban az E84 X1 megújult külső és belső dizájn elemekkel, valamint a BMW EfficientDynamics integrálásával minden modellben. Az eredeti X1-ből 820 529 darab kelt el.

### Második generáció (2015-2022)
- BMW F48

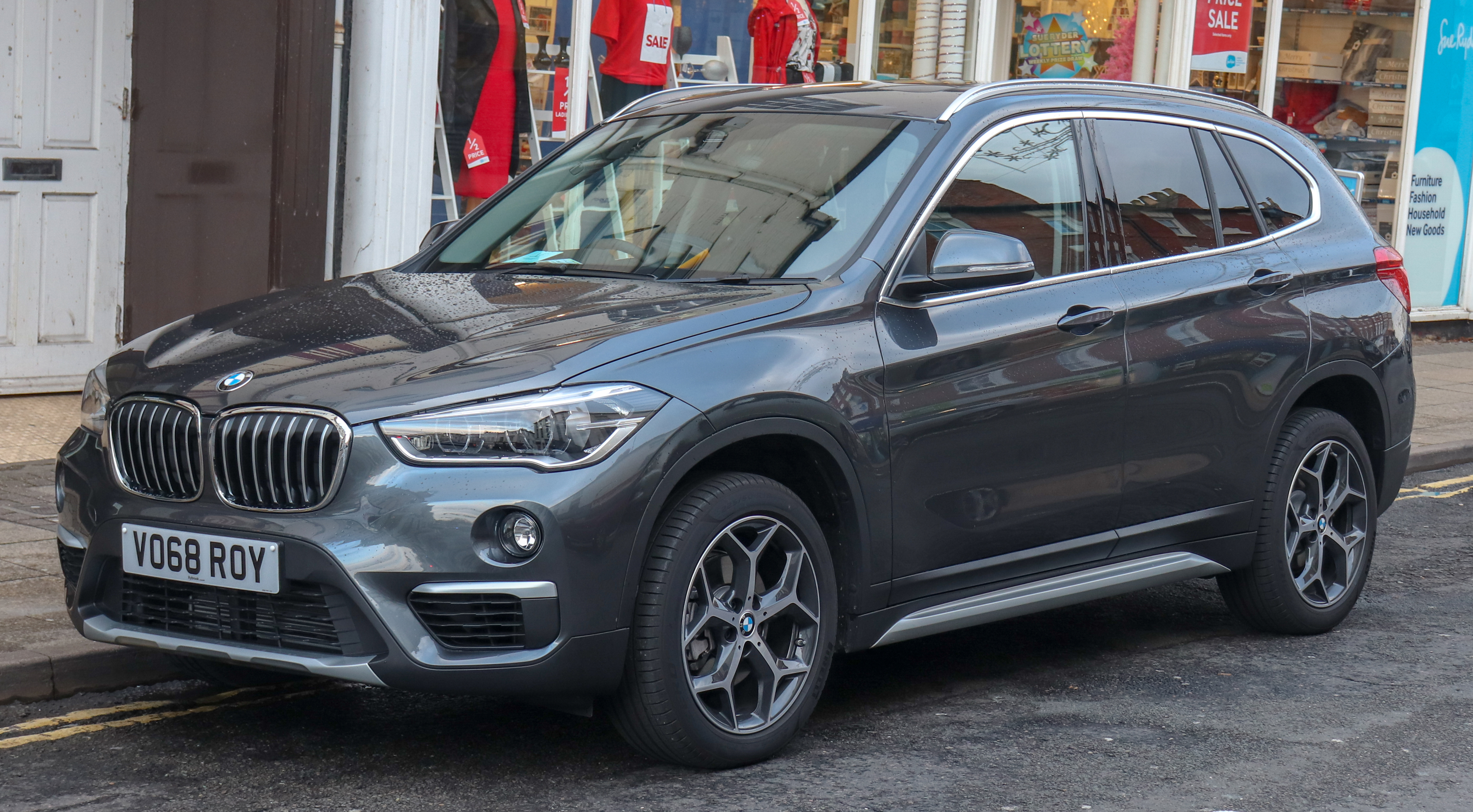
BMW F48 sDrive eleje
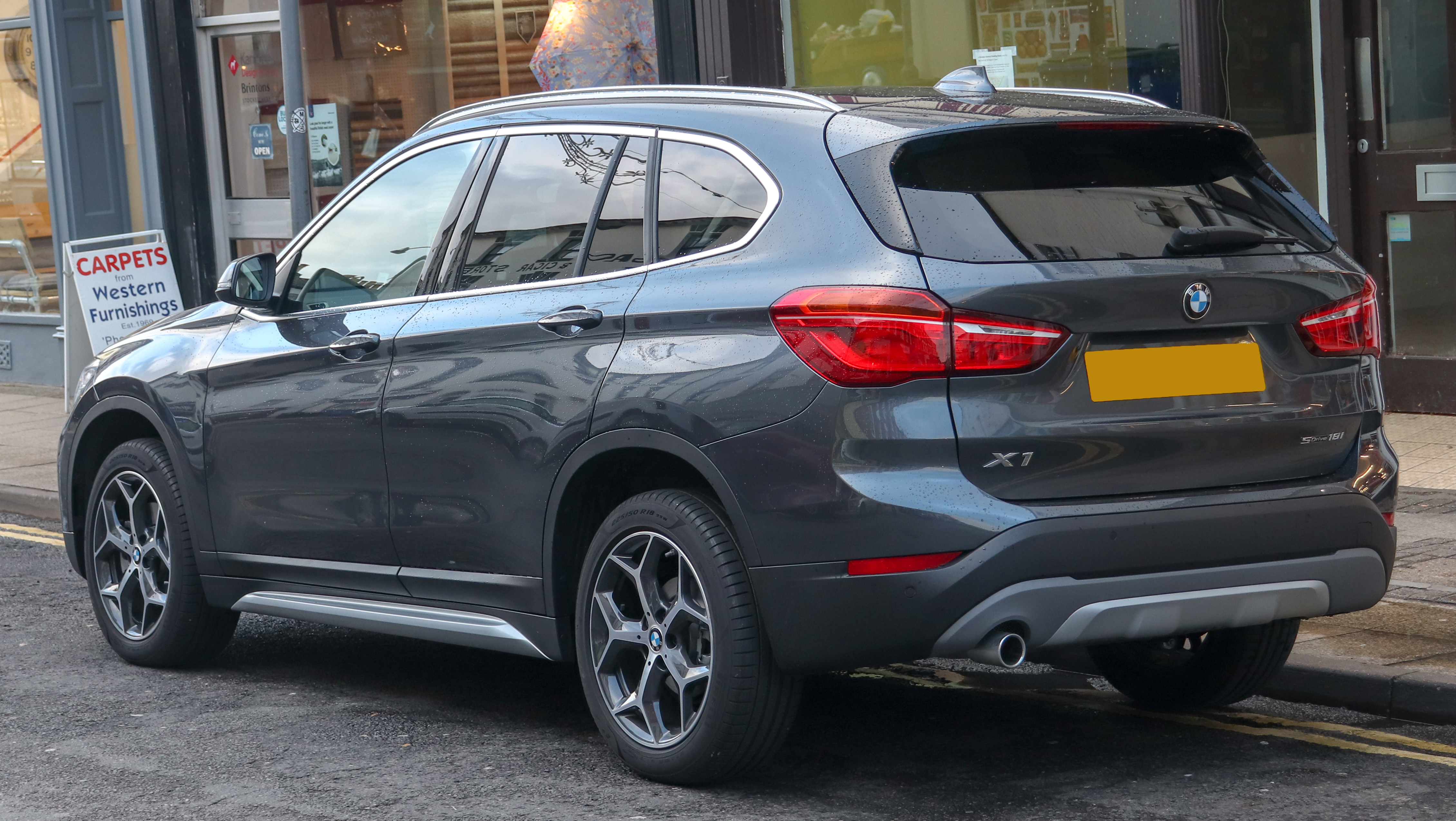
BMW F48 sDrive játulja
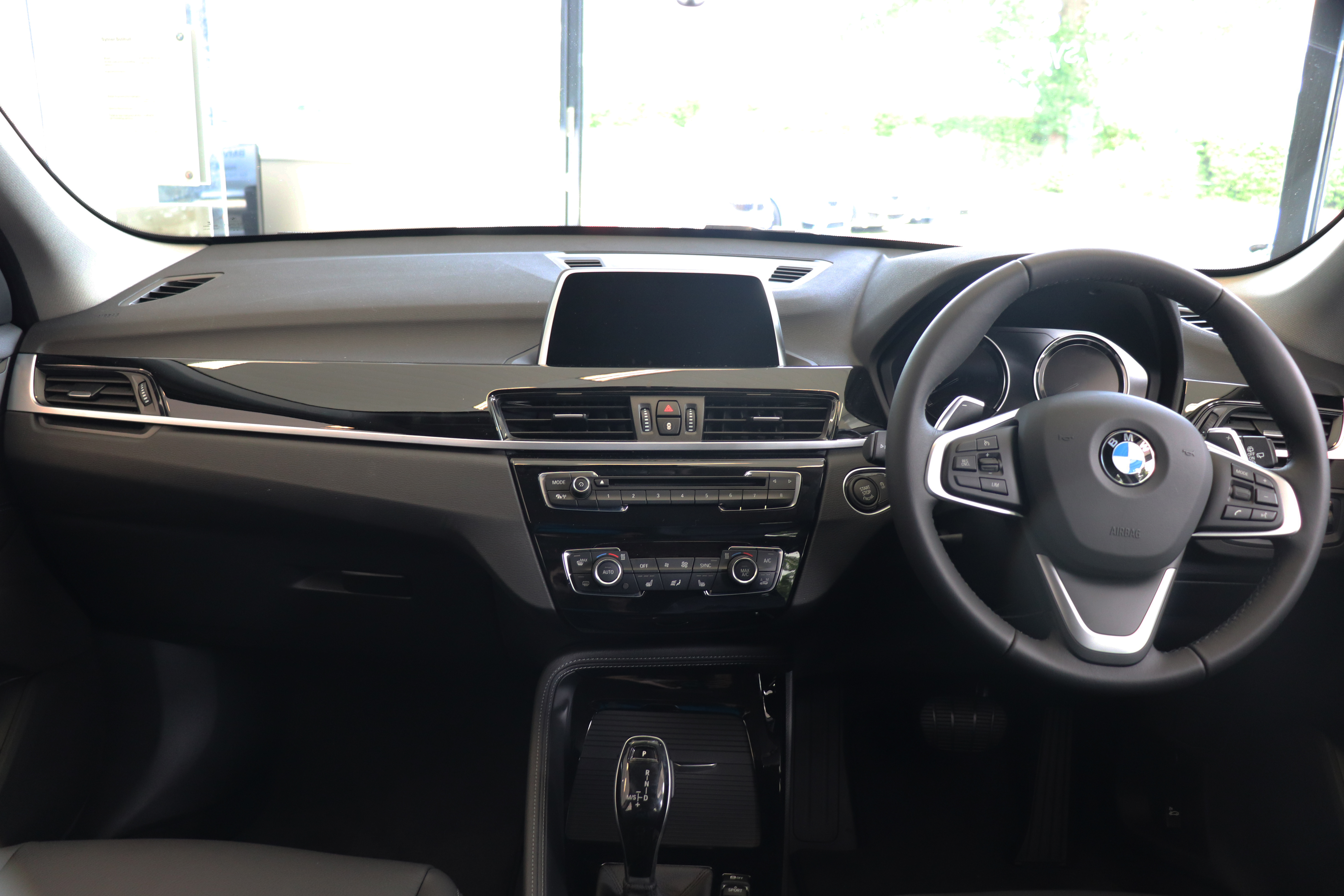
A belseje
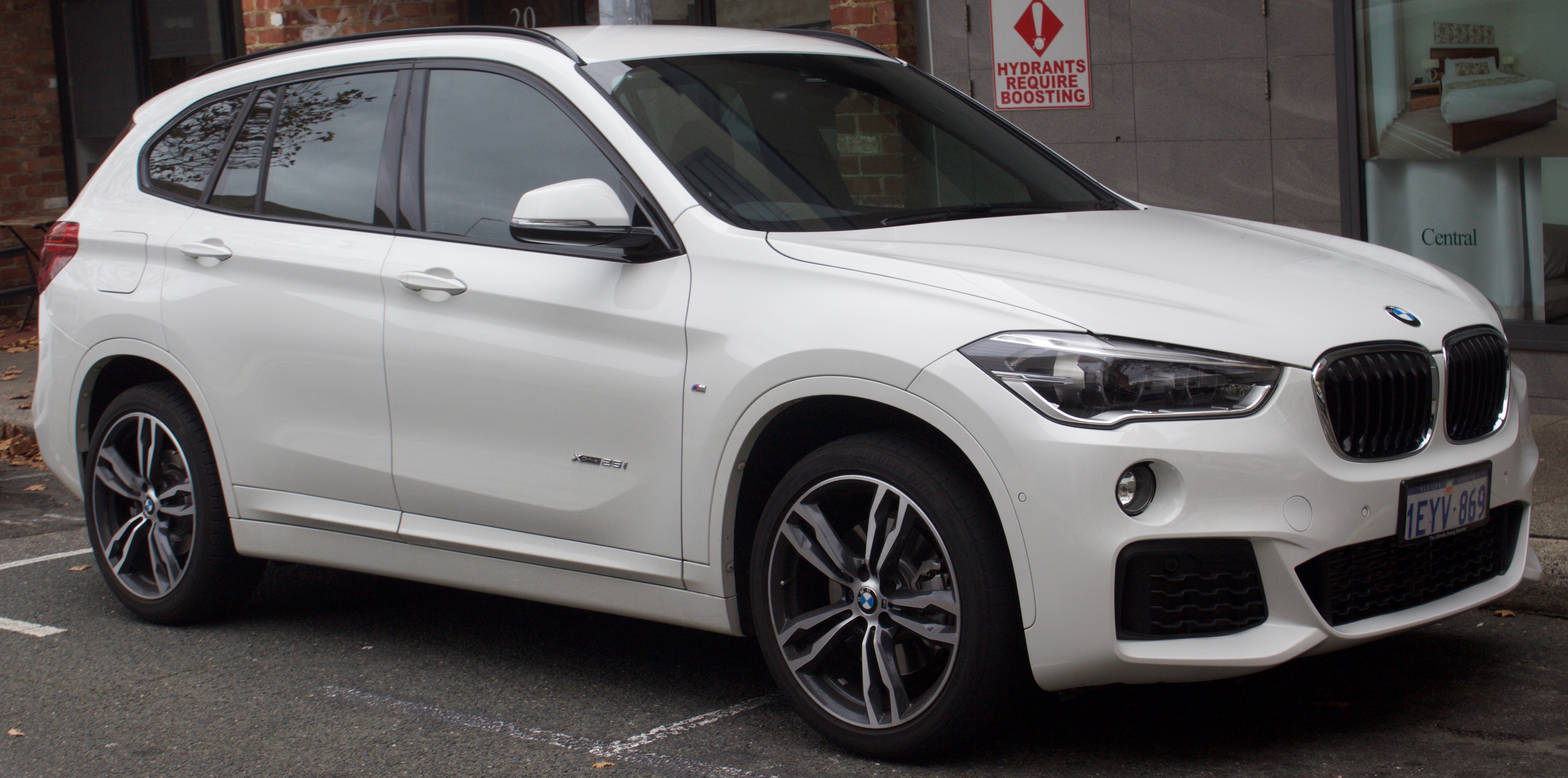
BMW F48 xDrive eleje
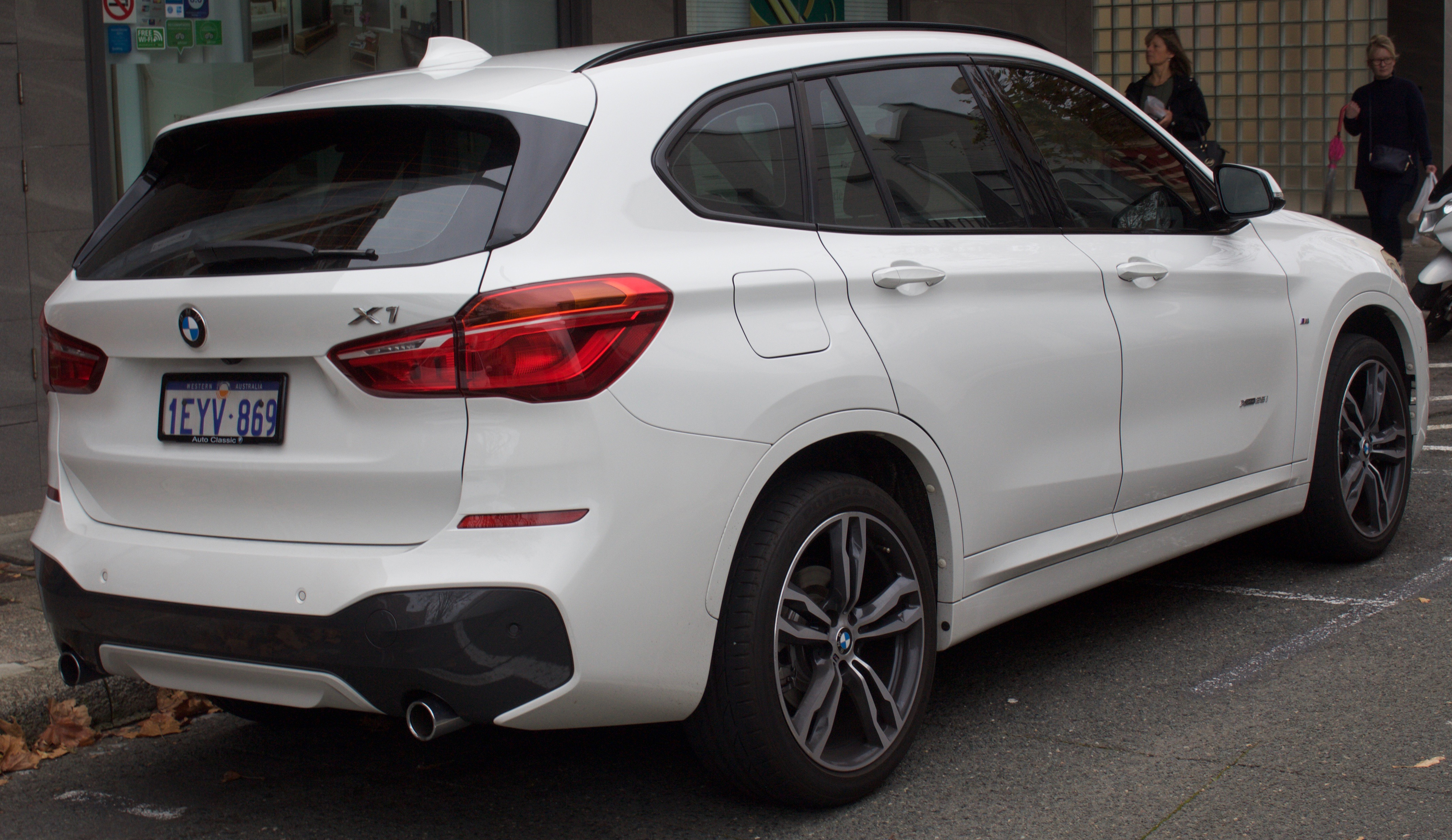
BMW F48 xDrive hátulja
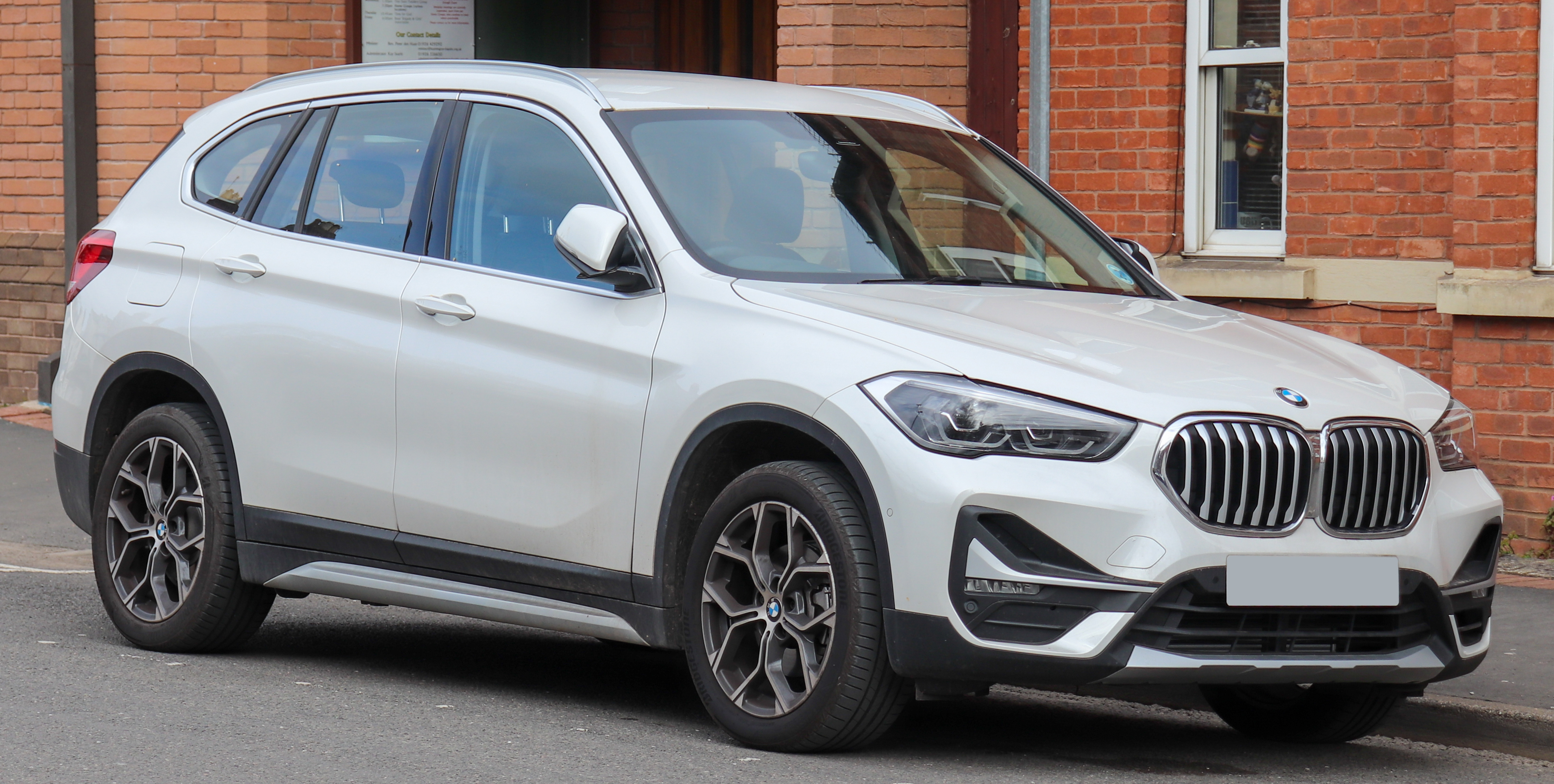
BMW F48 sDrive LCI eleje
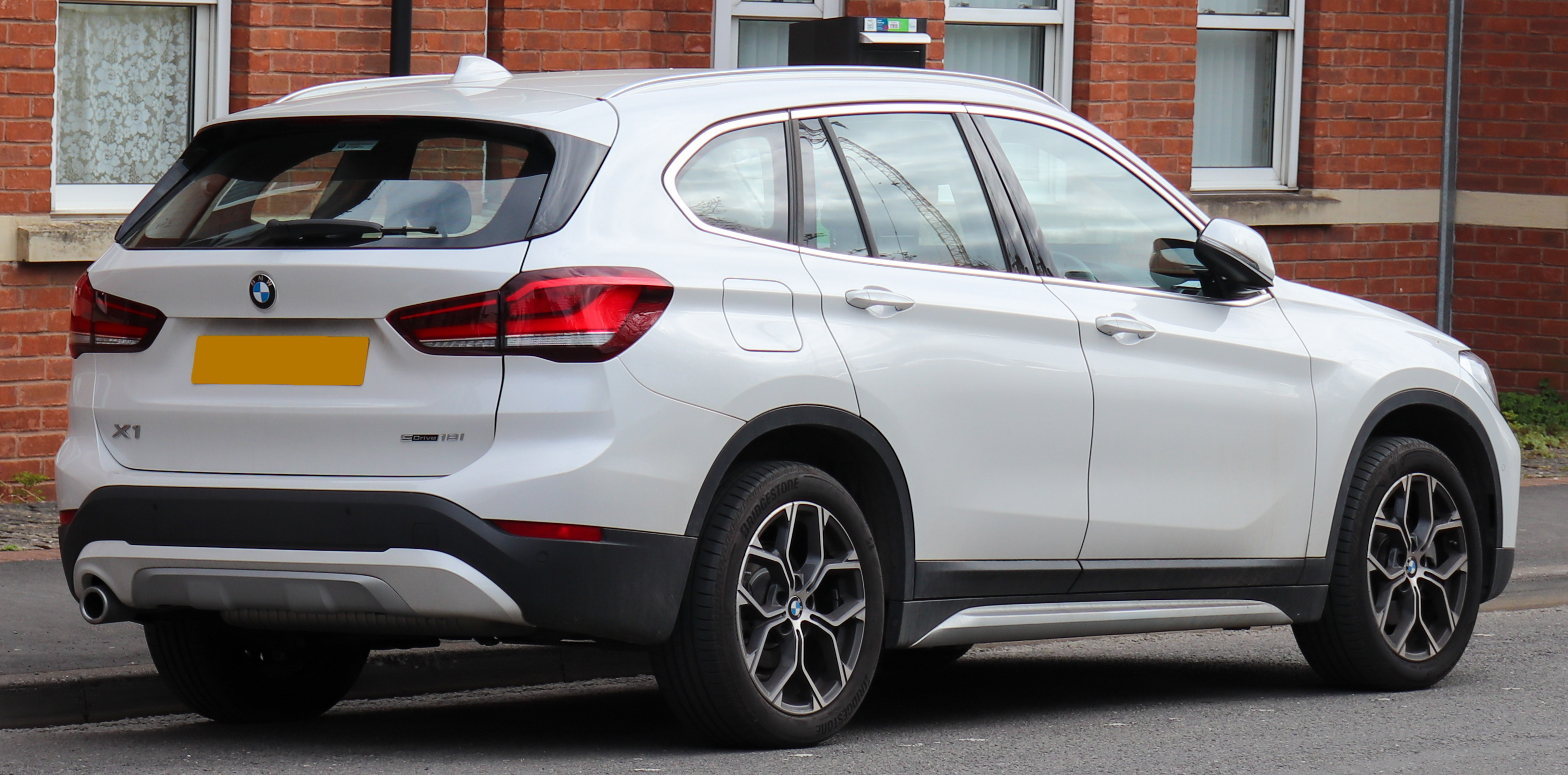
BMW F48 sDrive LCI hátulja
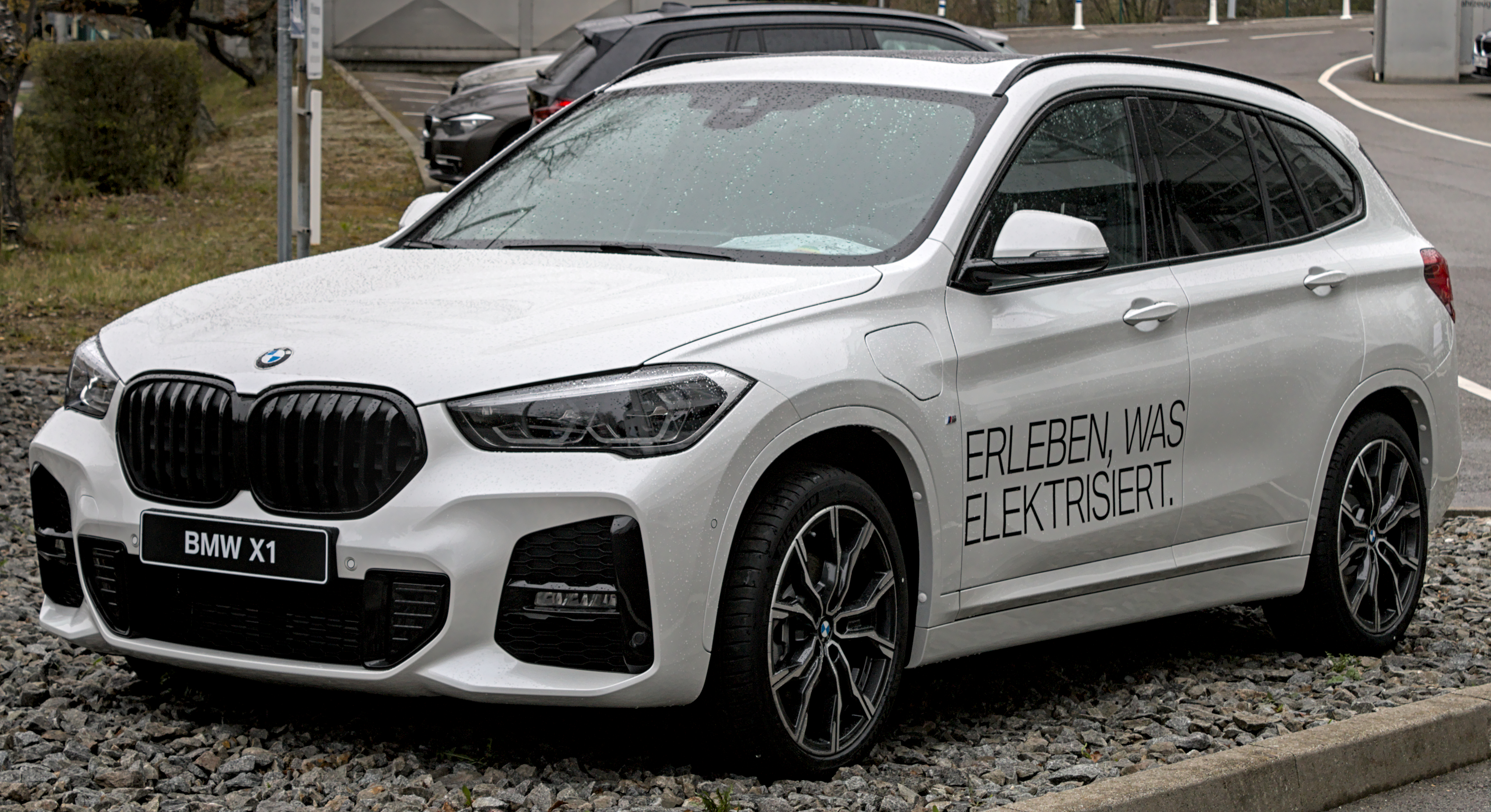
BMW F48 xDrive LCI eleje
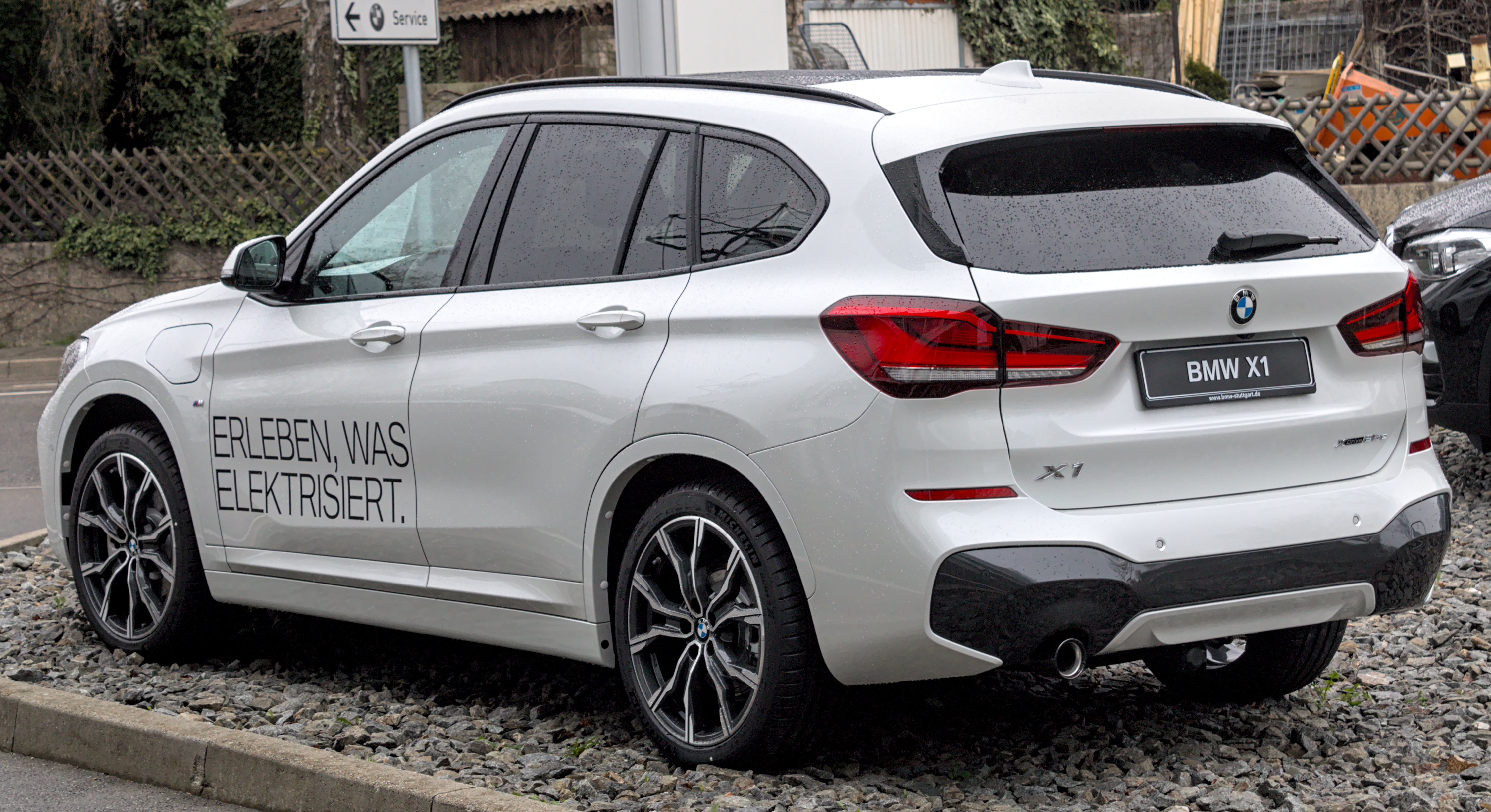
BMW F48 xDrive LCI hátulja

Az F48 X1 a második generációs modell. Az elsőkerék-hajtás alapú UKL2 platformra épül, és Kínában hosszú tengelytávú és hosszú tengelytávú hibrid változatban is elérhető. A választék turbófeltöltős 3- és 4-hengeres benzin- és dízelmotorokból áll. Az alapmodellek elsőkerék-hajtásúak (sDrive márkájúak), opcionálisan elérhető az összkerékhajtás (xDrive), és egyes magasabb kategóriás modelleknél alapfelszereltség is.

## X2-es
A BMW X1 alapjaira épülő, de rövidebb, divatosabb SUV. Különlegessége a C oszlopokon lévő BMW embléma (korábban a BMW 3200 CS-n volt ilyen)

### Első generáció (2017-)
- BMW F39

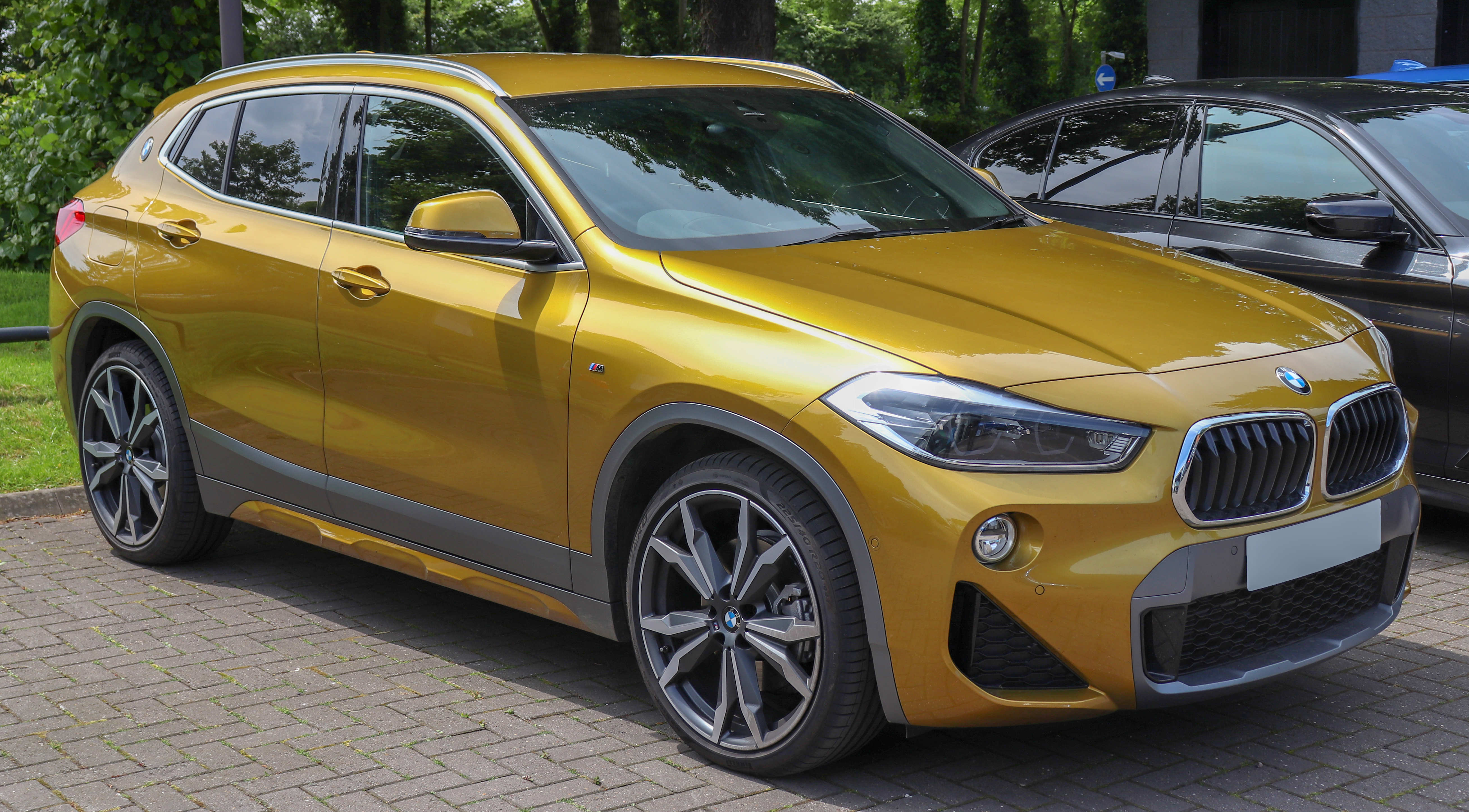
BMW F39 eleje
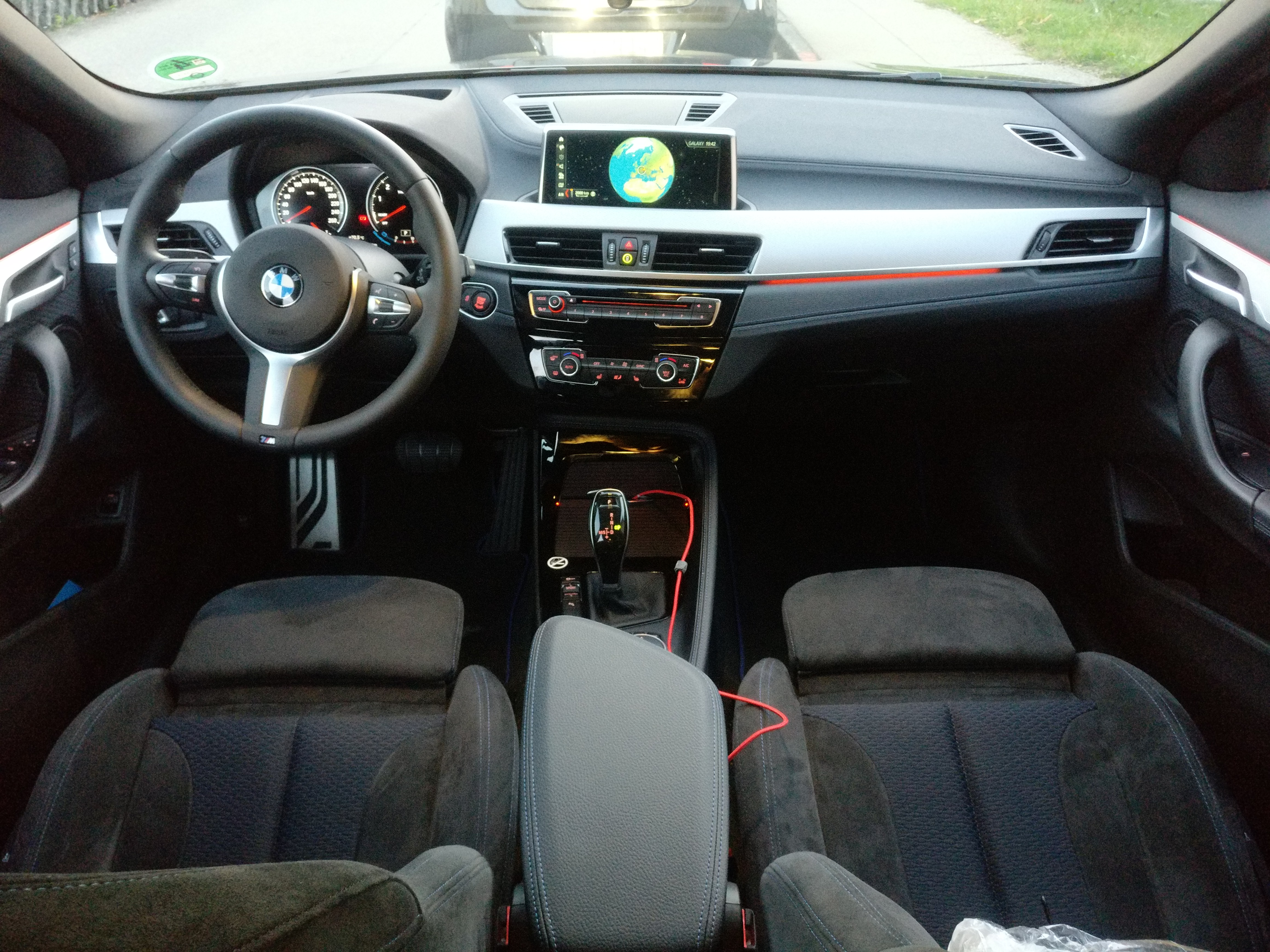
A belseje
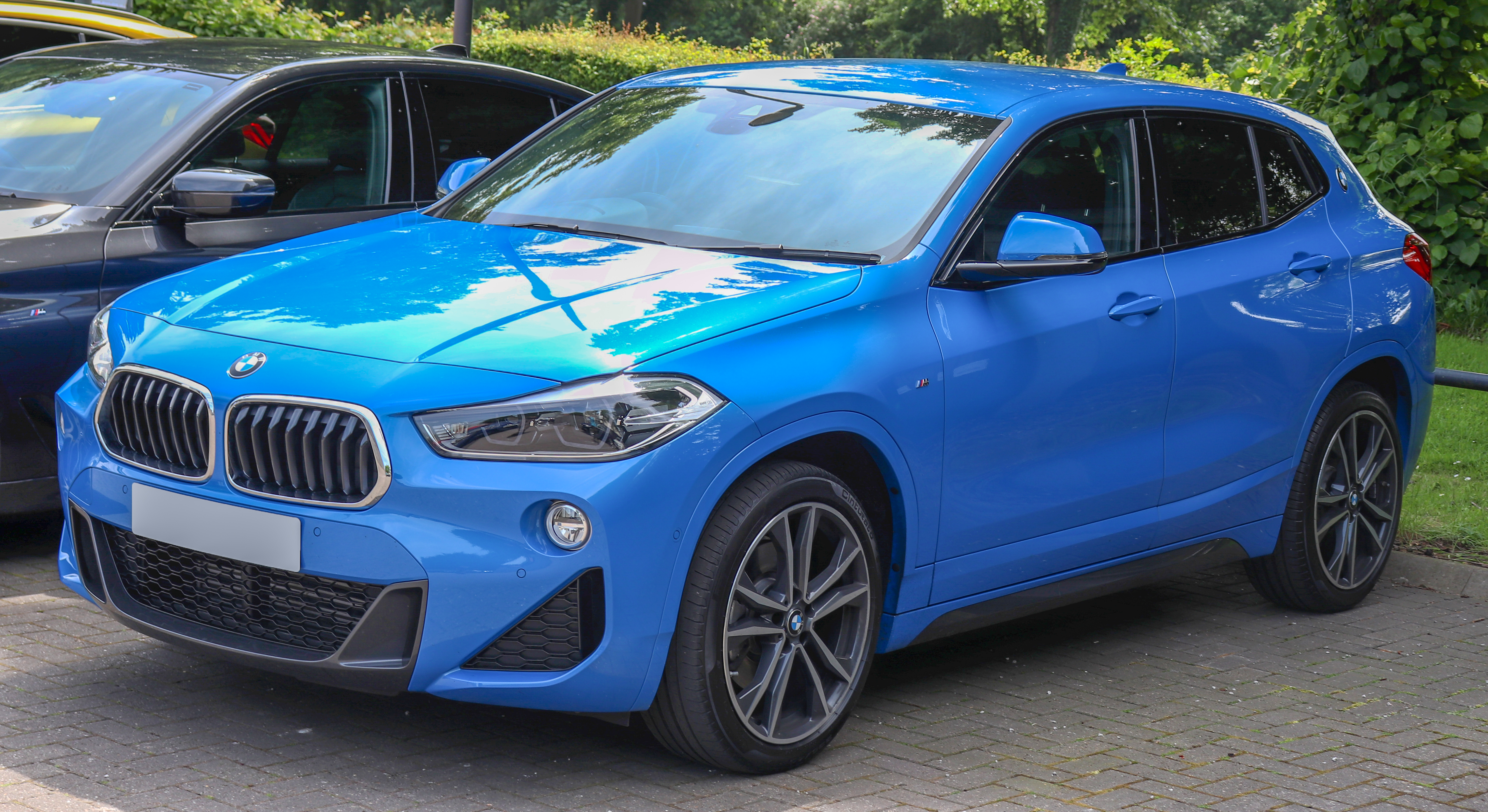
BMW F39 xDrive M Sport eleje
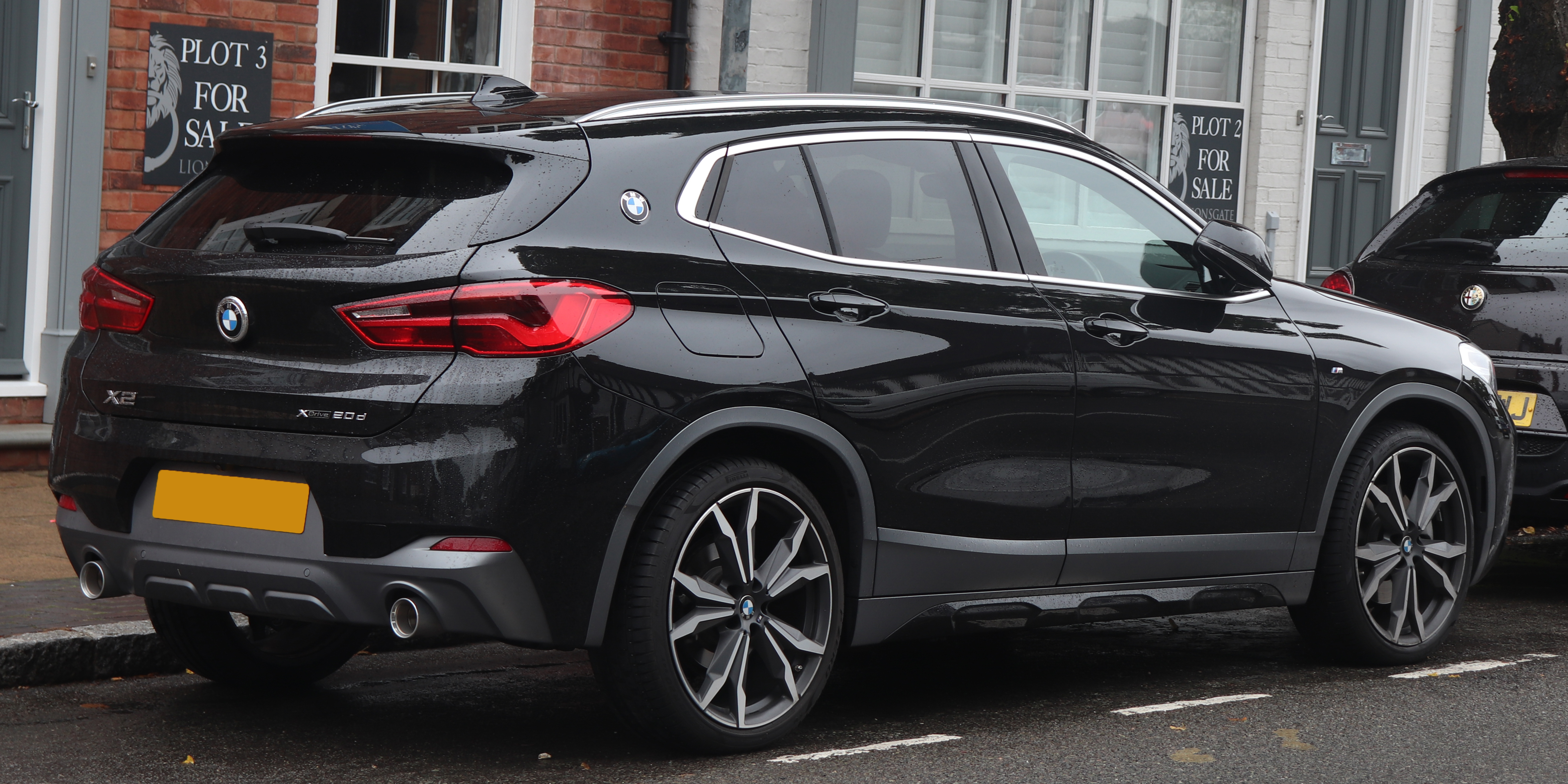
BMW F39 xDrive M Sport hátulja
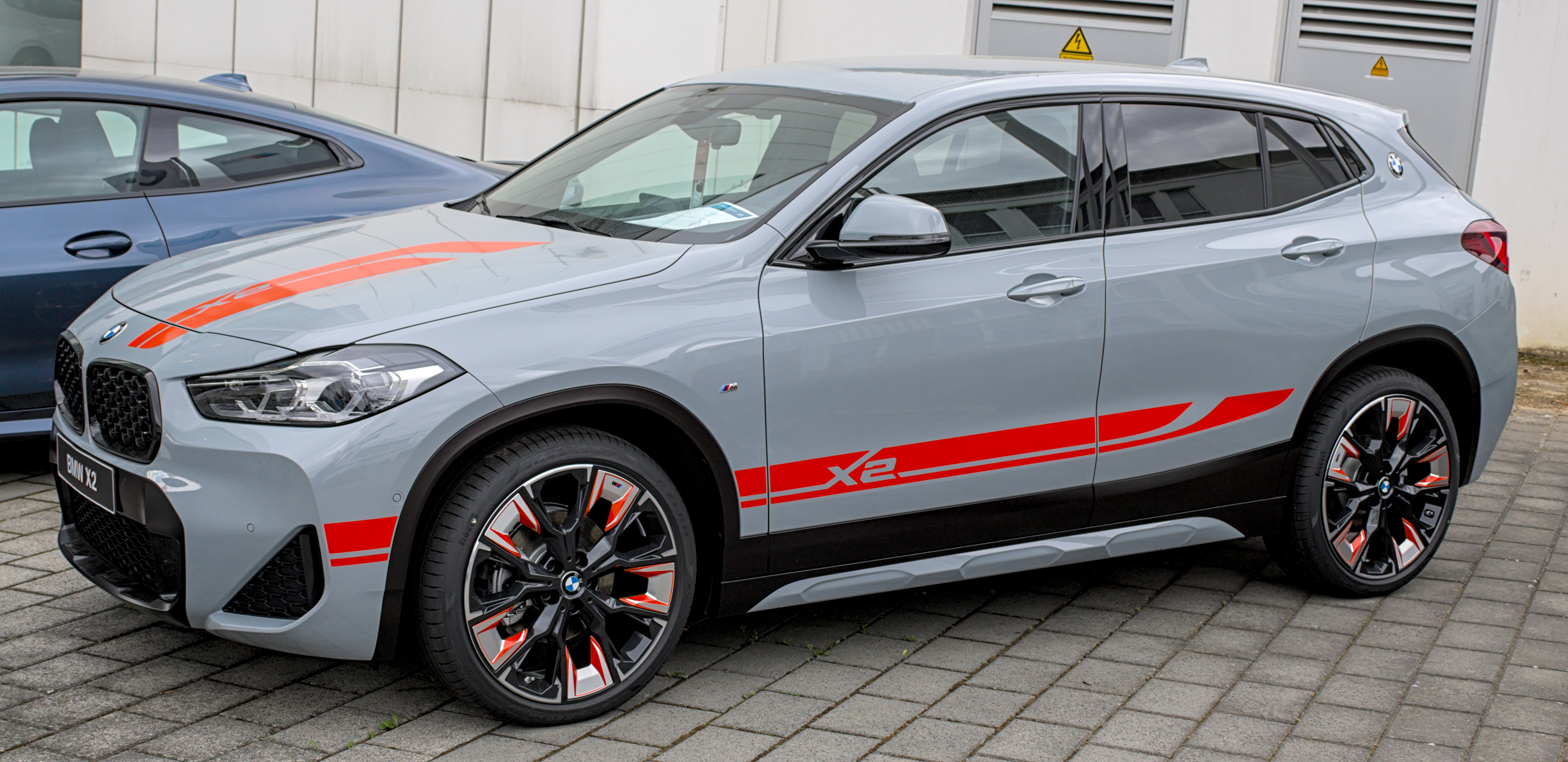
BMW F39 M Mesh Edition eleje
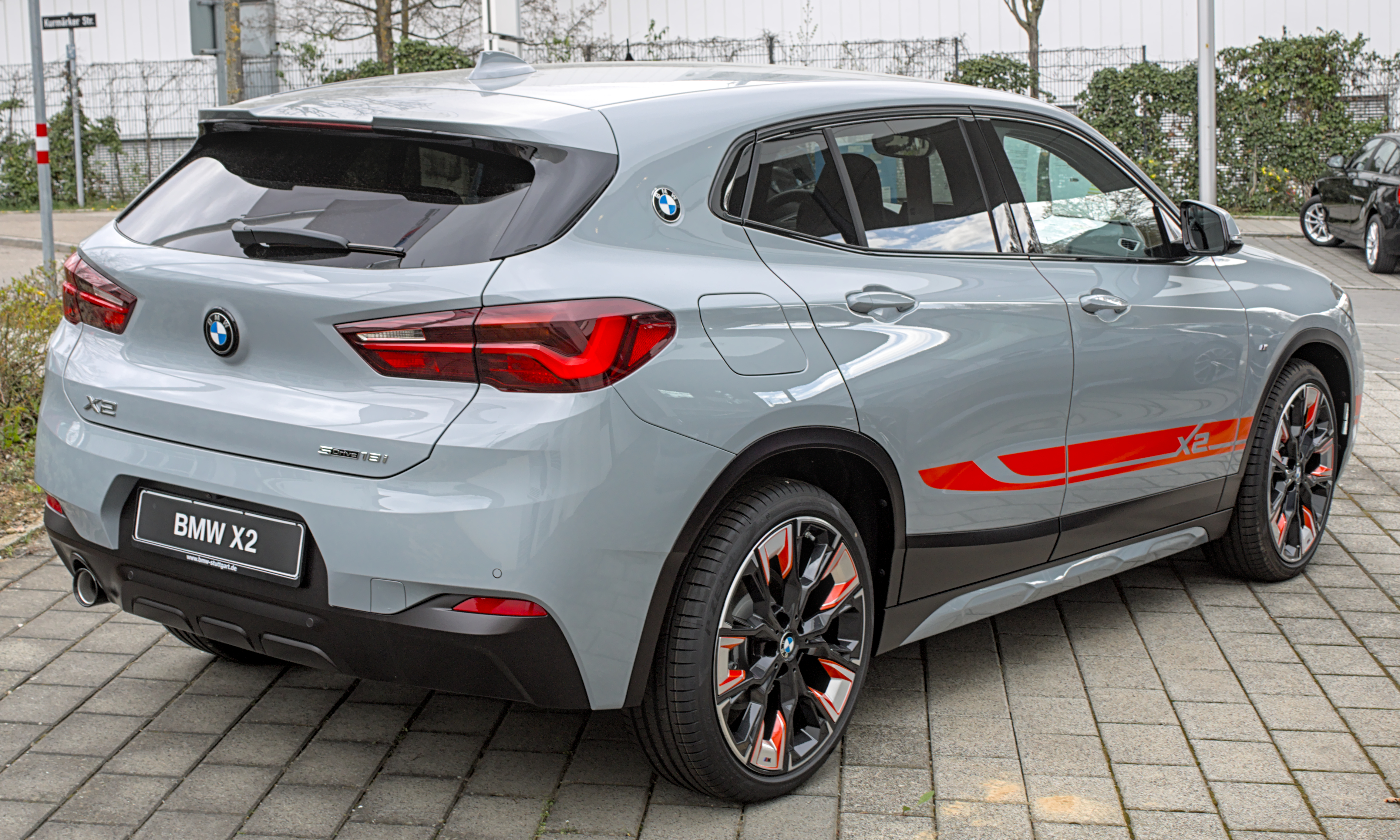
BMW F39 M Mesh Edition hátulja

Az X2 ugyanazon az elsőkerék-hajtású UKL2 architektúrán alapul, mint az X1 és a MINI Countryman, és ugyanaz a 2670 mm-es tengelytáv. Az X2-t Regensburgban, Németországban szerelik össze, és az X1-gyel együtt gyártják. A BMW X család részeként a jármű xDrive összkerékhajtással is elérhető a magasabb kategóriájú modelleken. Az sDrive28i és az xDrive28i modellek egyaránt elérhetők az észak-amerikai piacokon.
2020 januárjában mutatták be a plug-in hibrid változatát, az xDrive 25e-t. 2020 szeptemberében a BMW bemutatta a különleges, sportos megjelenésű M Mesh Edition változatot.

## X3-as
A BMW X3 egy kompakt luxus crossover SUV, amelyet a BMW 2003 óta gyárt, a BMW X sorozat 3-as platformján. Az immár harmadik generációs BMW a crossovert Sports Activity Vehicleként forgalmazza, amely a vállalat X-sorozatú járműveinek saját leírója.
Az első generációs X3-at a BMW az ausztriai grazi Magna Steyr-rel közösen tervezte – aki a BMW-vel szerződés alapján az összes X3-at is gyártotta. A BMW a második generációs X3-at Spartanburgban, Dél-Karolinában, az Egyesült Államokban gyártotta. A BMW X3 harmadik generációját a BMW dél-afrikai rosslyni gyárában gyártják, amely létesítményben az X3-as gyártás előkészítése érdekében jelentős korszerűsítésen esett át, felváltva a gyárban régóta működő 3-as sorozat gyártását. Évente körülbelül 76 000 darabot gyártanak ott.
Úgy tekintették, mint az első közepes méretű, prémium SUV-t a piacon. Az X3 csak 2008 óta kezdett versenyezni a Mercedes-Benz GLK-osztállyal (2016 óta GLC-osztályra átnevezve), és számos más SUV-val ebben a szegmensben. Jelenleg a nagyobb X5 és X6 alatt, valamint a kisebb X1 és X2 felett helyezkedik el.
Egy teljesen elektromos változatot BMW iX3 néven árulnak.

### Első generáció (2003–2010)
- BMW E83

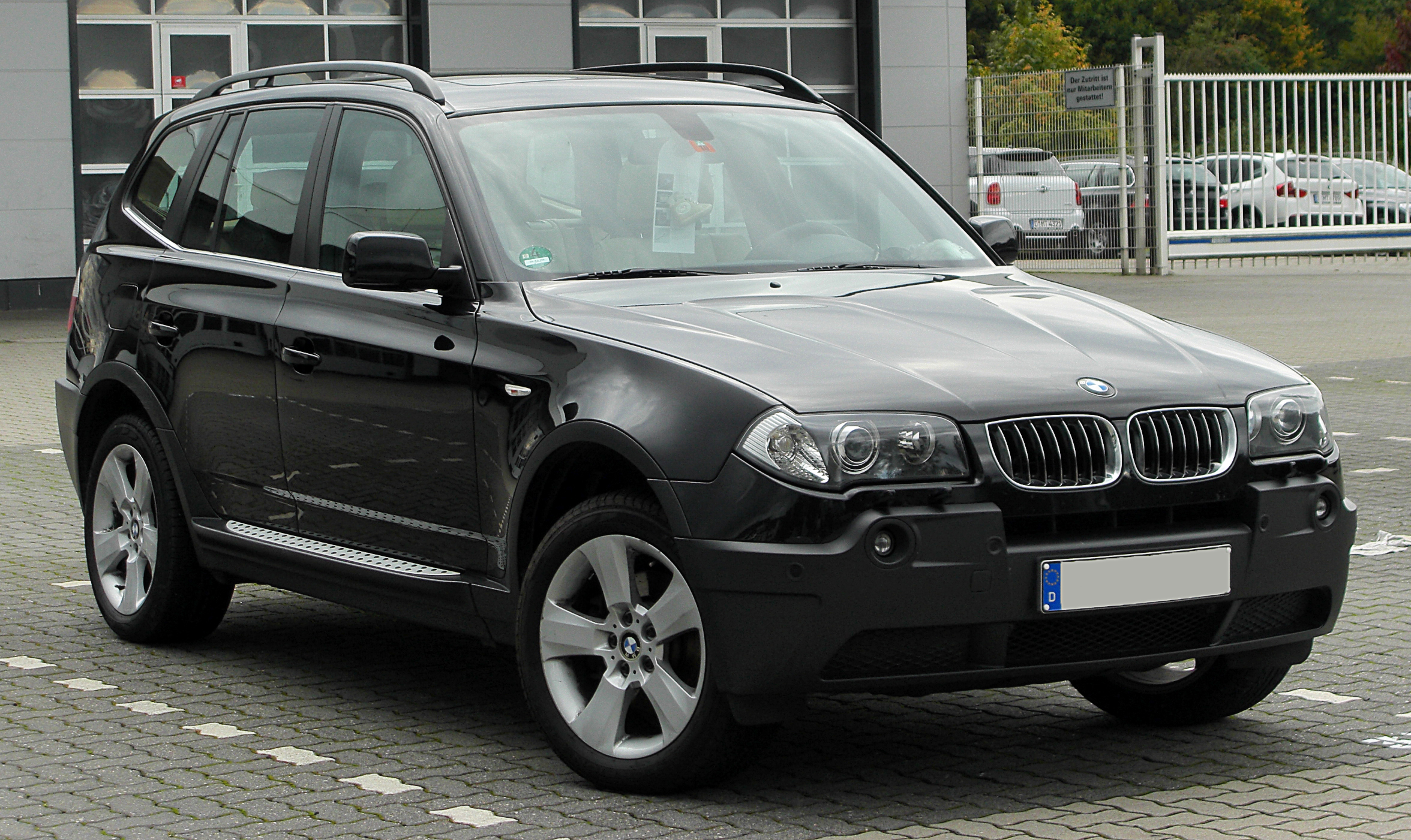
BMW E83 Pre-Facelift eleje
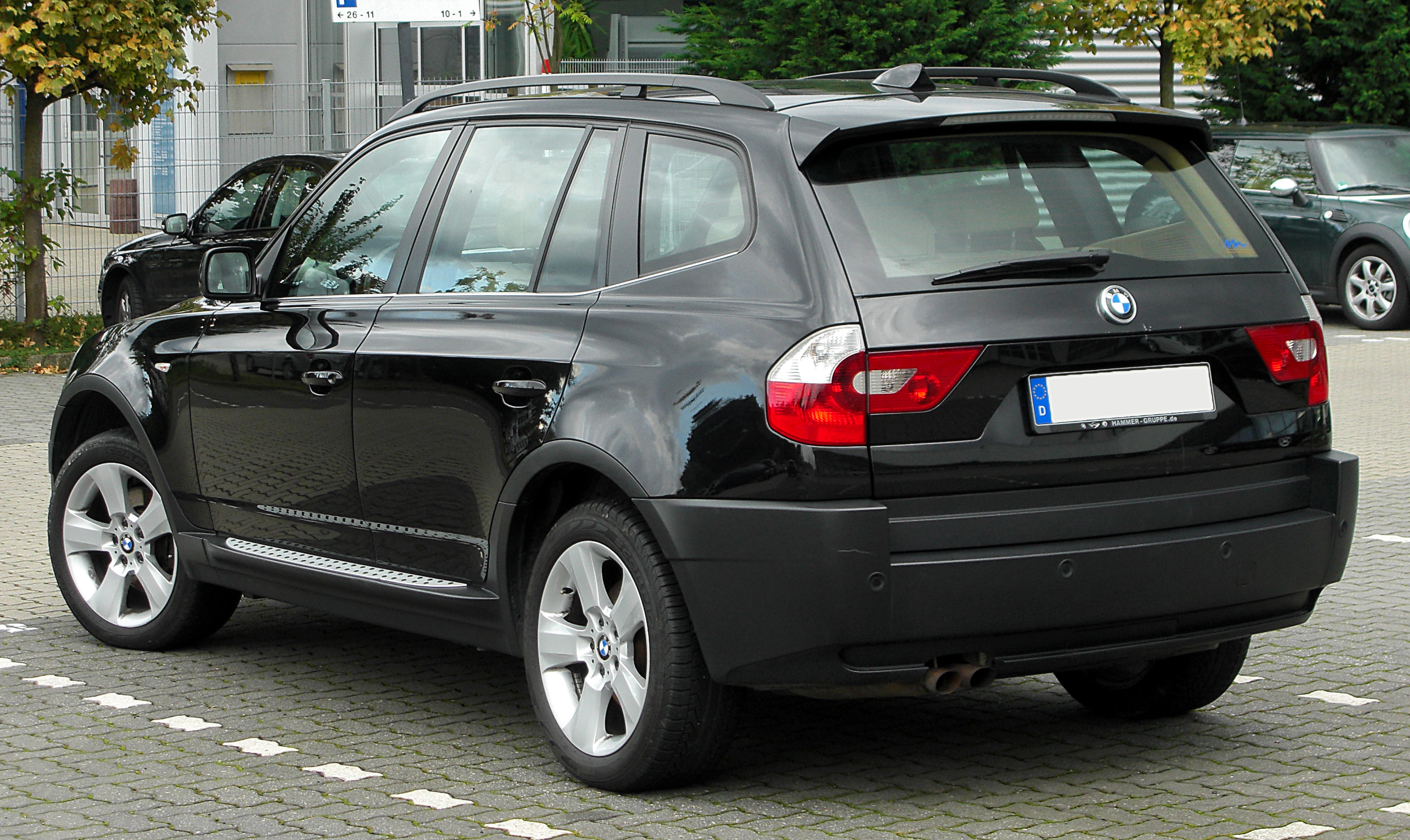
BMW E83 Pre-Facelift hátulja
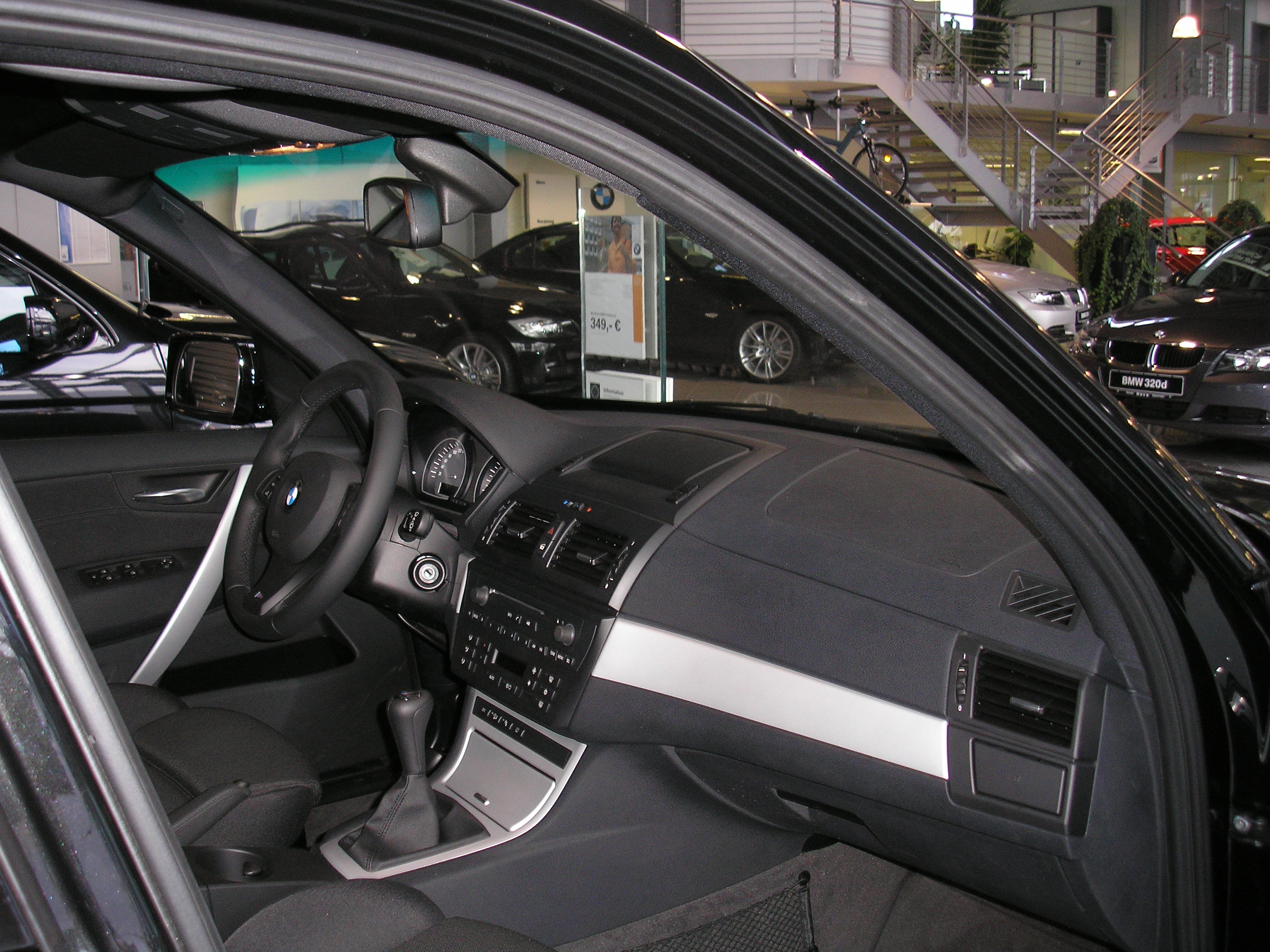
A belseje
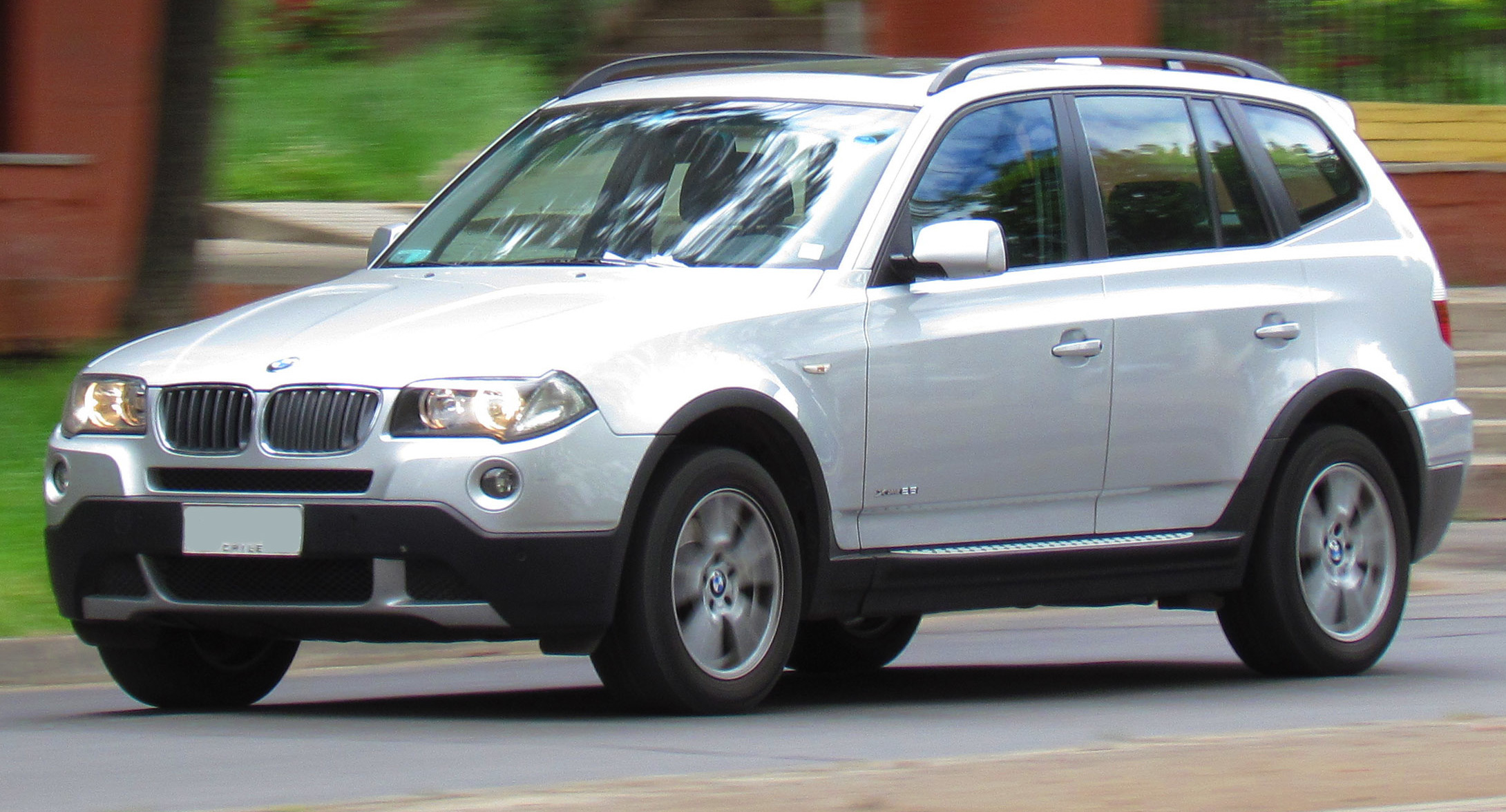
BMW E83 Post-Facelift eleje
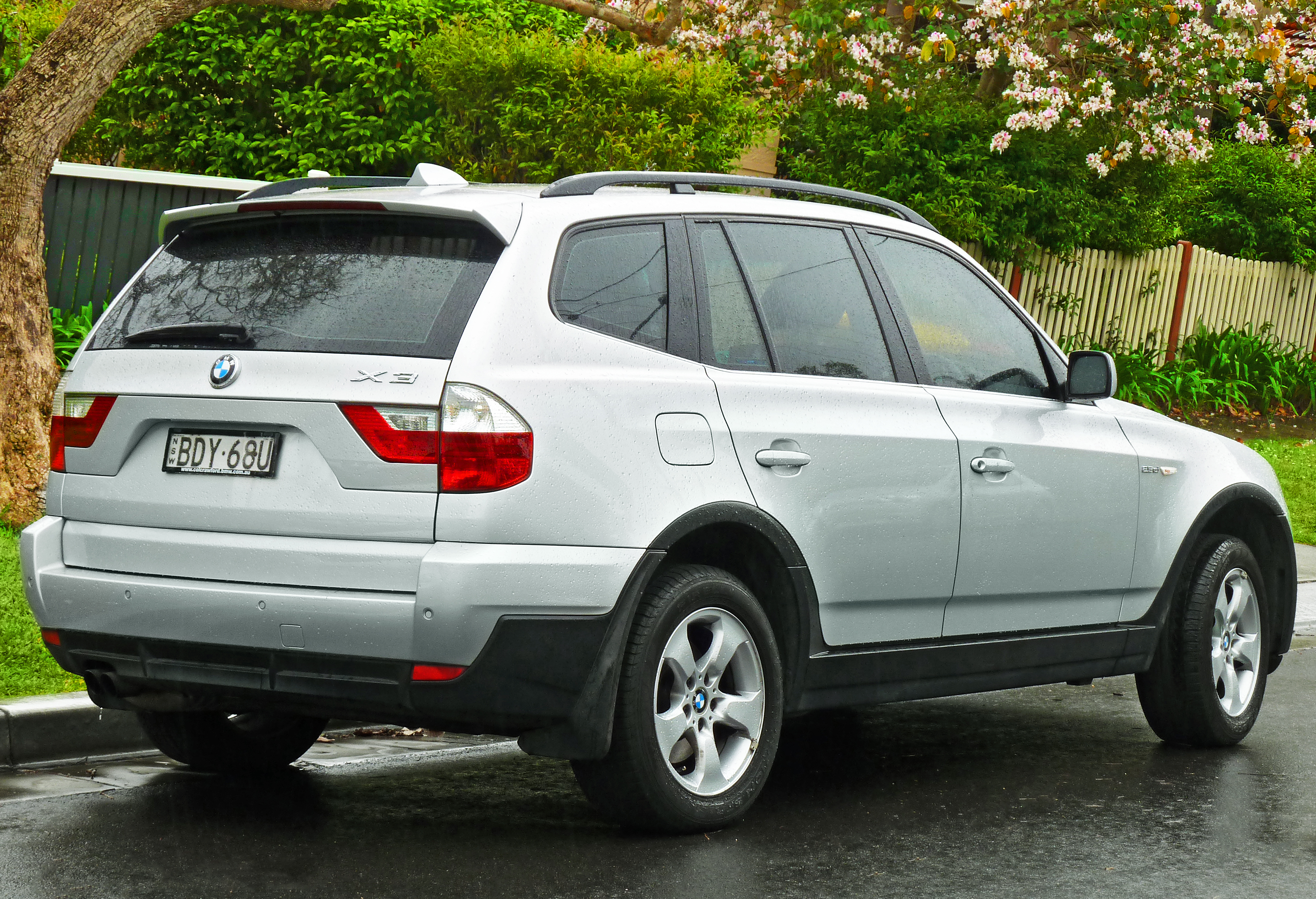
BMW E83 Post-Facelift hátulja
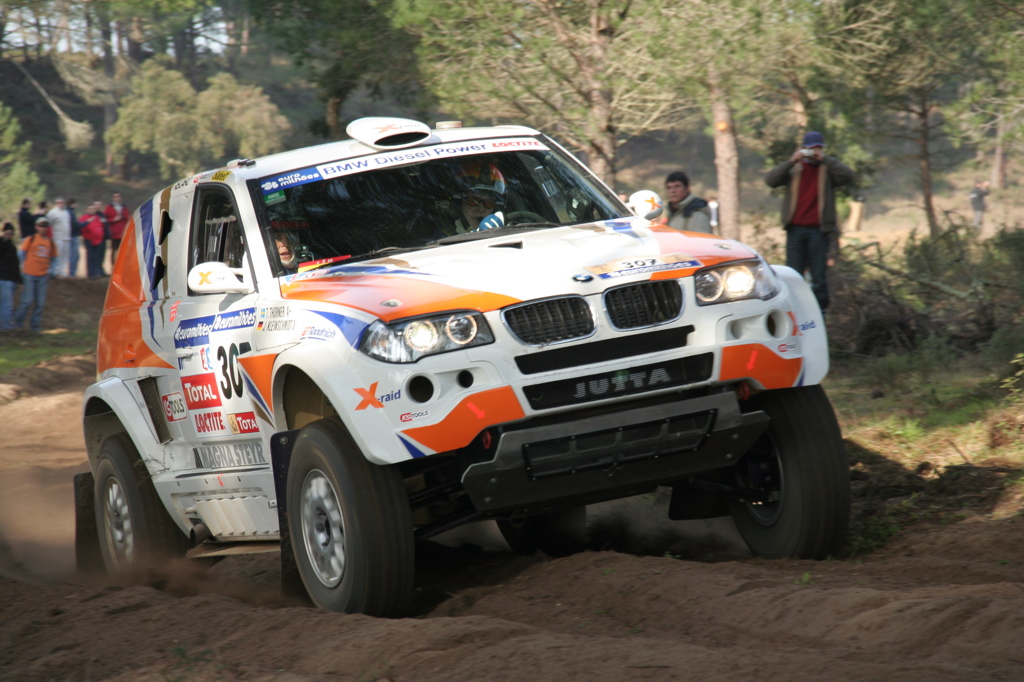
X3 CC a 2007-es Dakar Rallyn

Az első generációs BMW X3, belső neve E83, 2003 és 2010 között készült, és a BMW 3-as platformon alapult. Az E83-at a BMW az osztrák grazi Magna Steyrrel közösen tervezte, aki a BMW-vel szerződés alapján az összes első generációs X3-at is gyártotta. Az X3 előfutáraként a BMW 2003-ban a Detroiti Autószalonon bemutatta az xActivity koncepcióautót, amely a 3-as sorozat platformjával és fix profilú kabrió karosszériájával, megerősített hosszanti sínekkel köti össze az A-oszlopokat az autó hátuljával mindkét oldalon.
Az X3-as premierje 2003 szeptemberében, a Frankfurti Autószalonon (Internationale Automobil-Ausstellung) zajlott, hátsó felfüggesztését az E46 330xi-vel osztották meg, és az xDrive néven forgalmazott automatikus négykerék-meghajtást használták. Minden X3-as modell rendelkezik a BMW összkerékhajtási rendszerével, az első és a hátsó tengely között alapértelmezés szerint 40:60 arányban osztott nyomatékkal, valamint arra a lehetőségre, hogy az összes nyomatékot bármelyik tengelyre irányítsák. A rendszer egy elektronikusan vezérelt többtárcsás tengelykapcsolót használt, amely lehetővé tette a forgatónyomaték fokozatmentesen állítható, teljesen változó eloszlását elölről hátrafelé, és a motor nyomatékának akár 100 százalékát mindkét tengelyre képes eljuttatni. A BMW a crossovert Sports Activity Vehicleként forgalmazza, amely a vállalat X-sorozatú járműveinek leírója.

### Második generáció (2010-2017)
- BMW F25

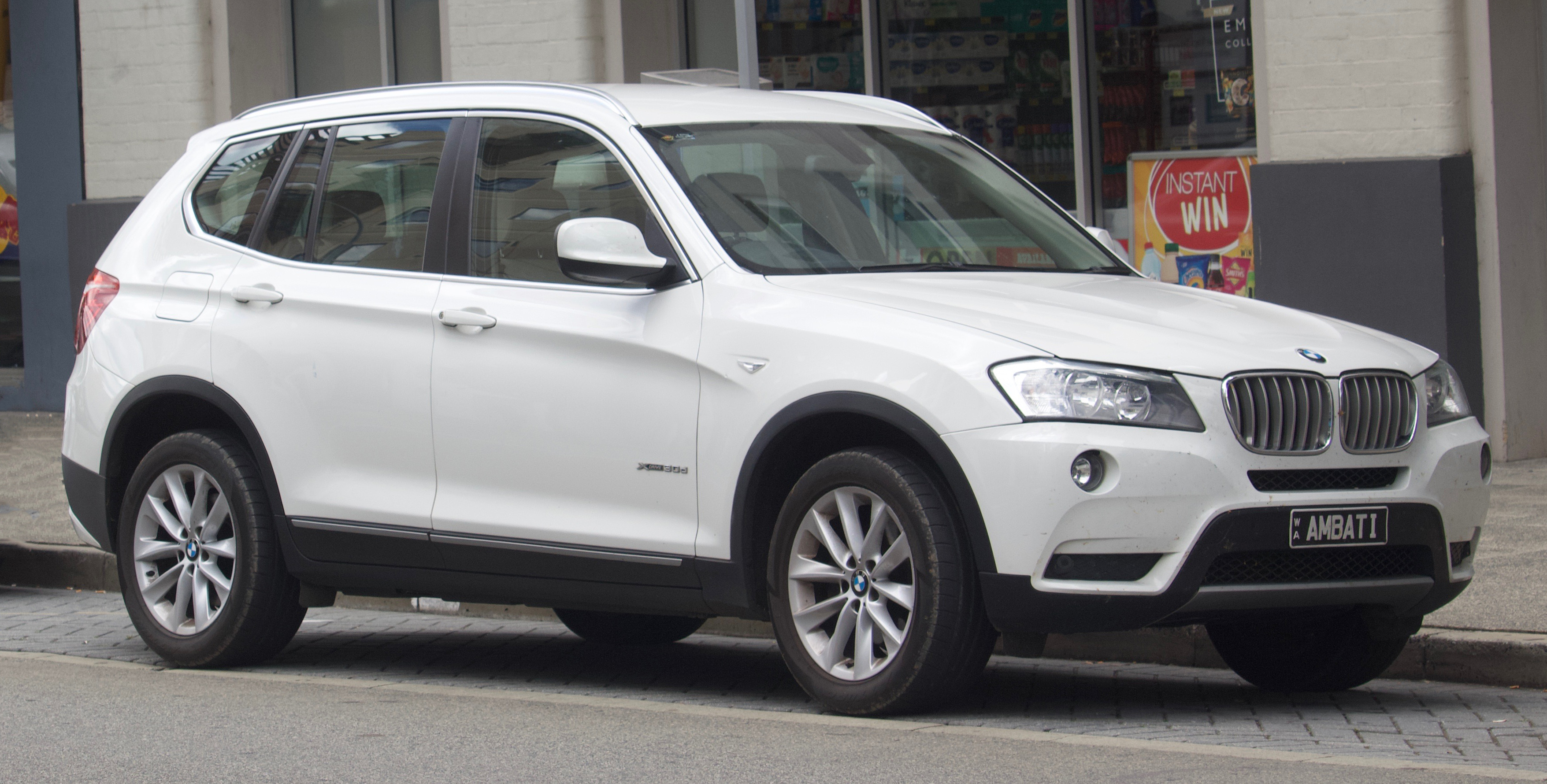
BMW F25 Pre-Facelift eleje
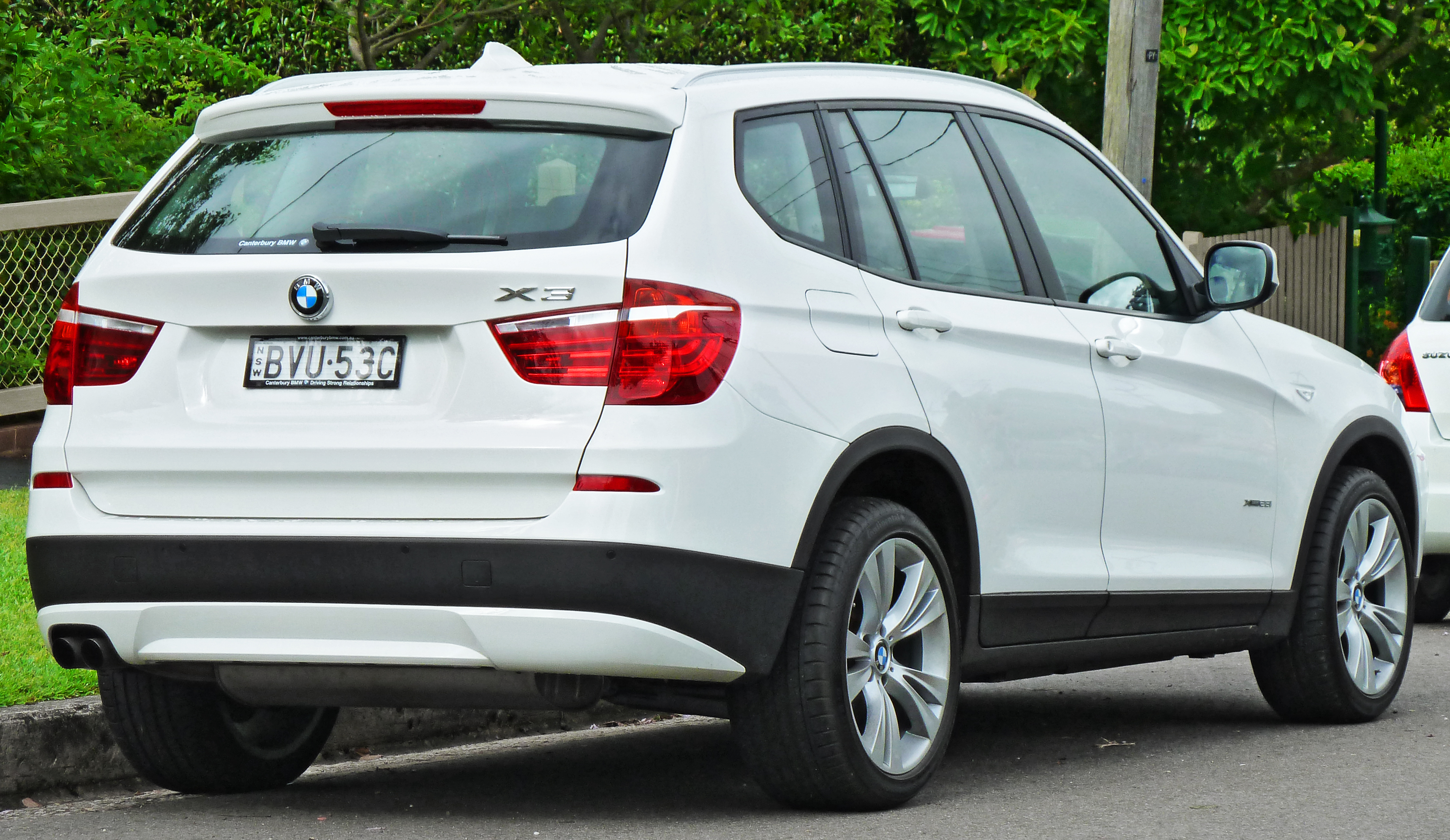
BMW F25 Pre-Facelift hátulja
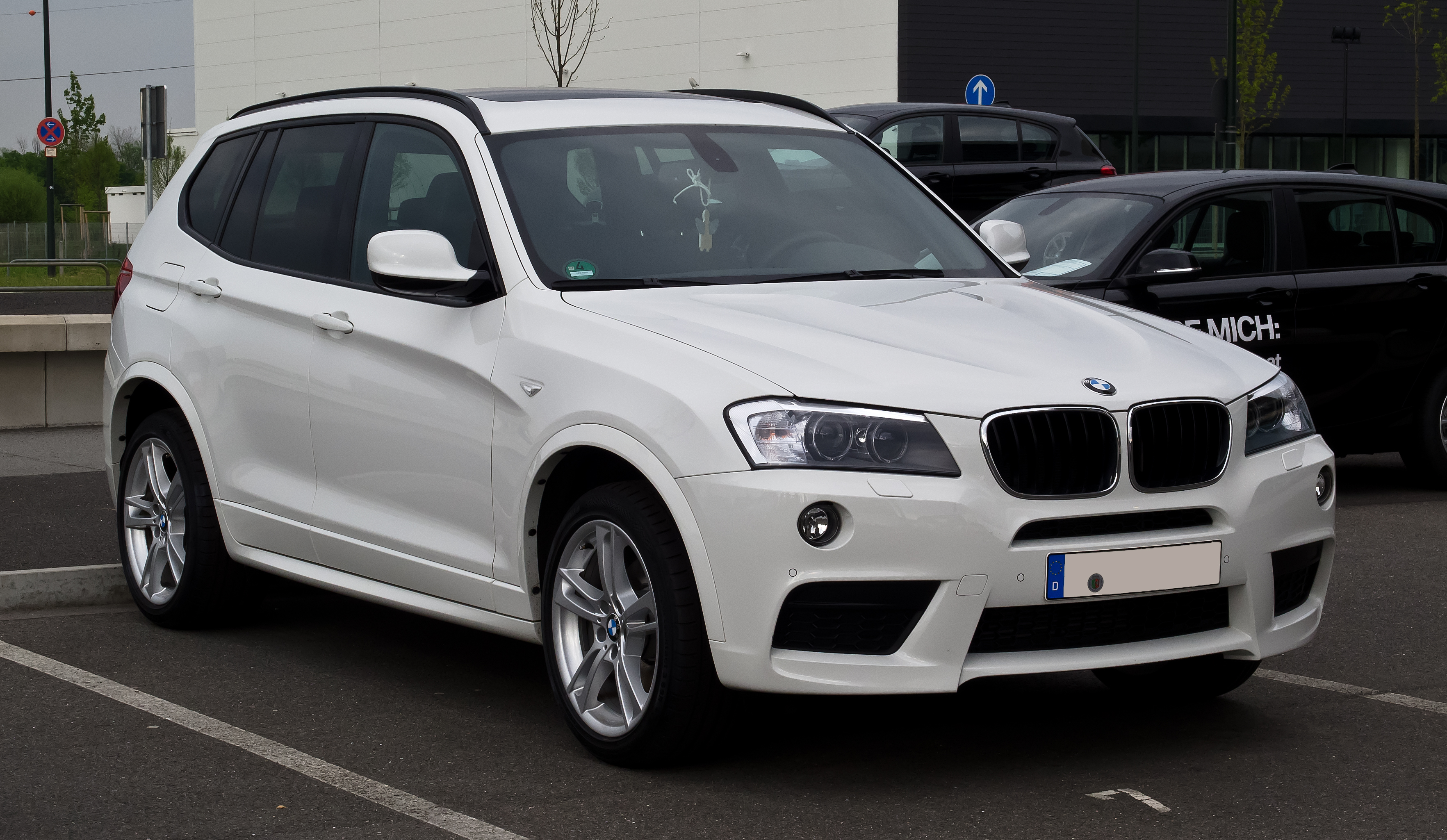
BMW F25 Pre-Facelift M Sport eleje
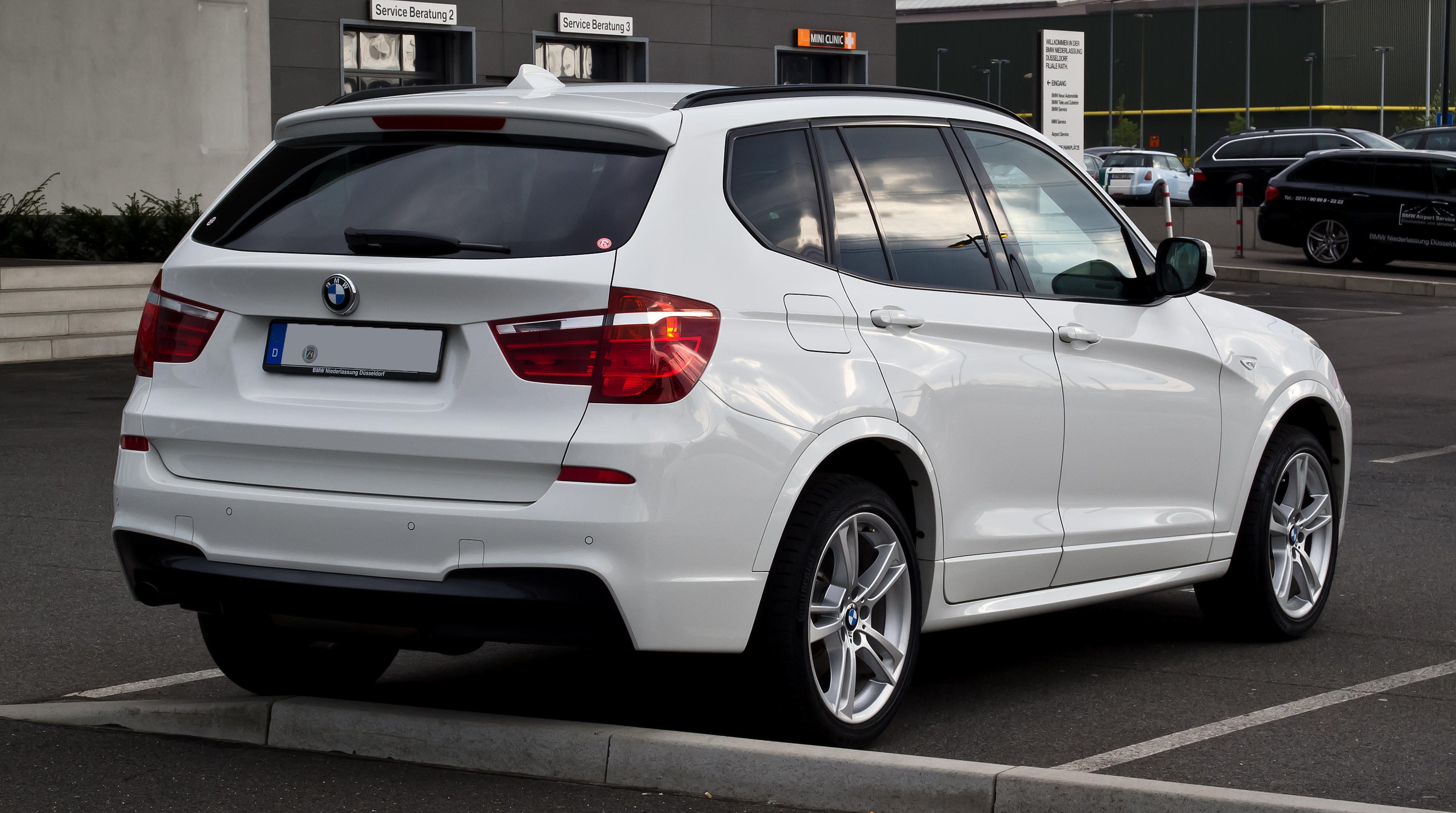
BMW F25 Pre-Facelift M Sport hátulja
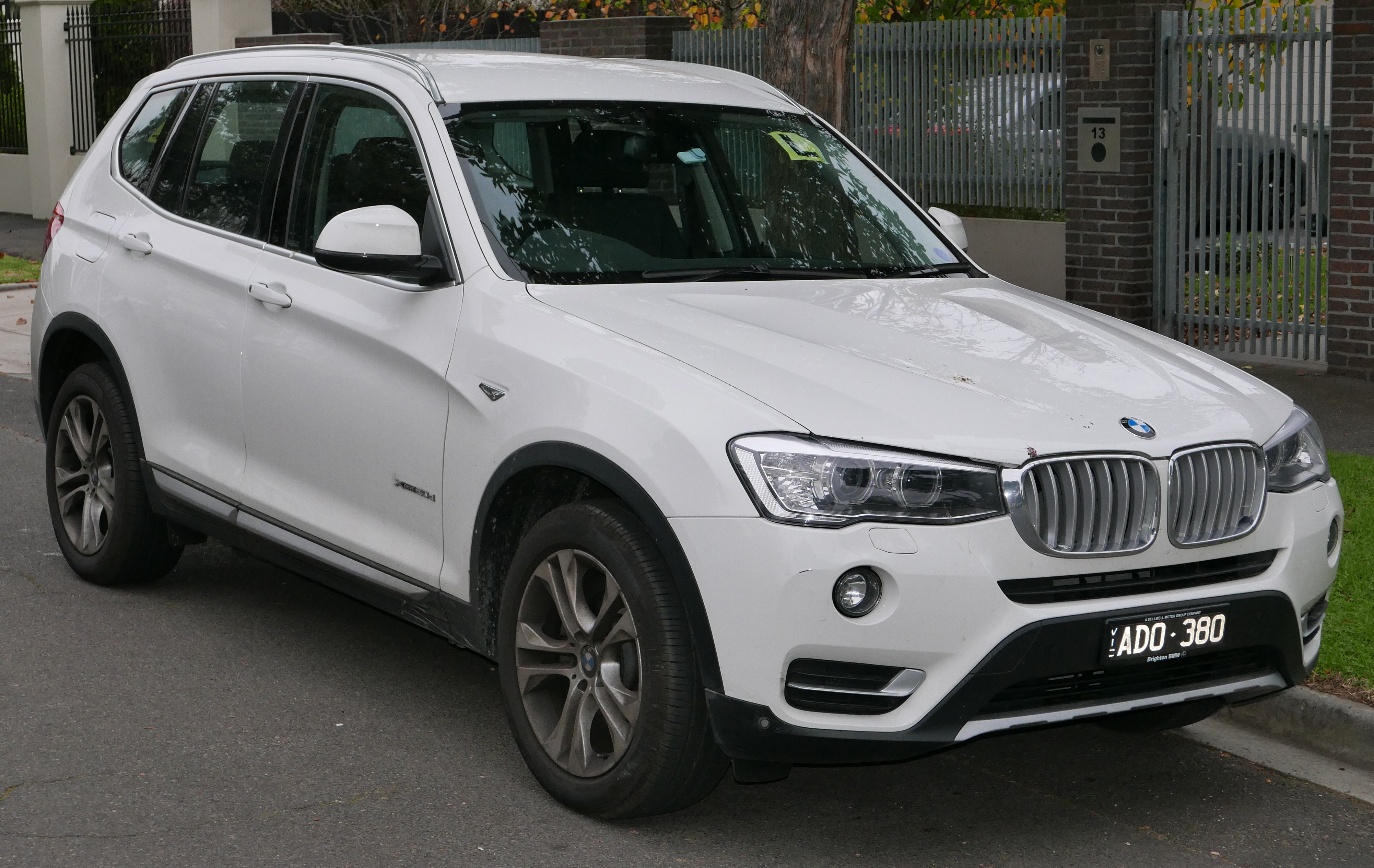
BMW F25 Post-Facelift eleje
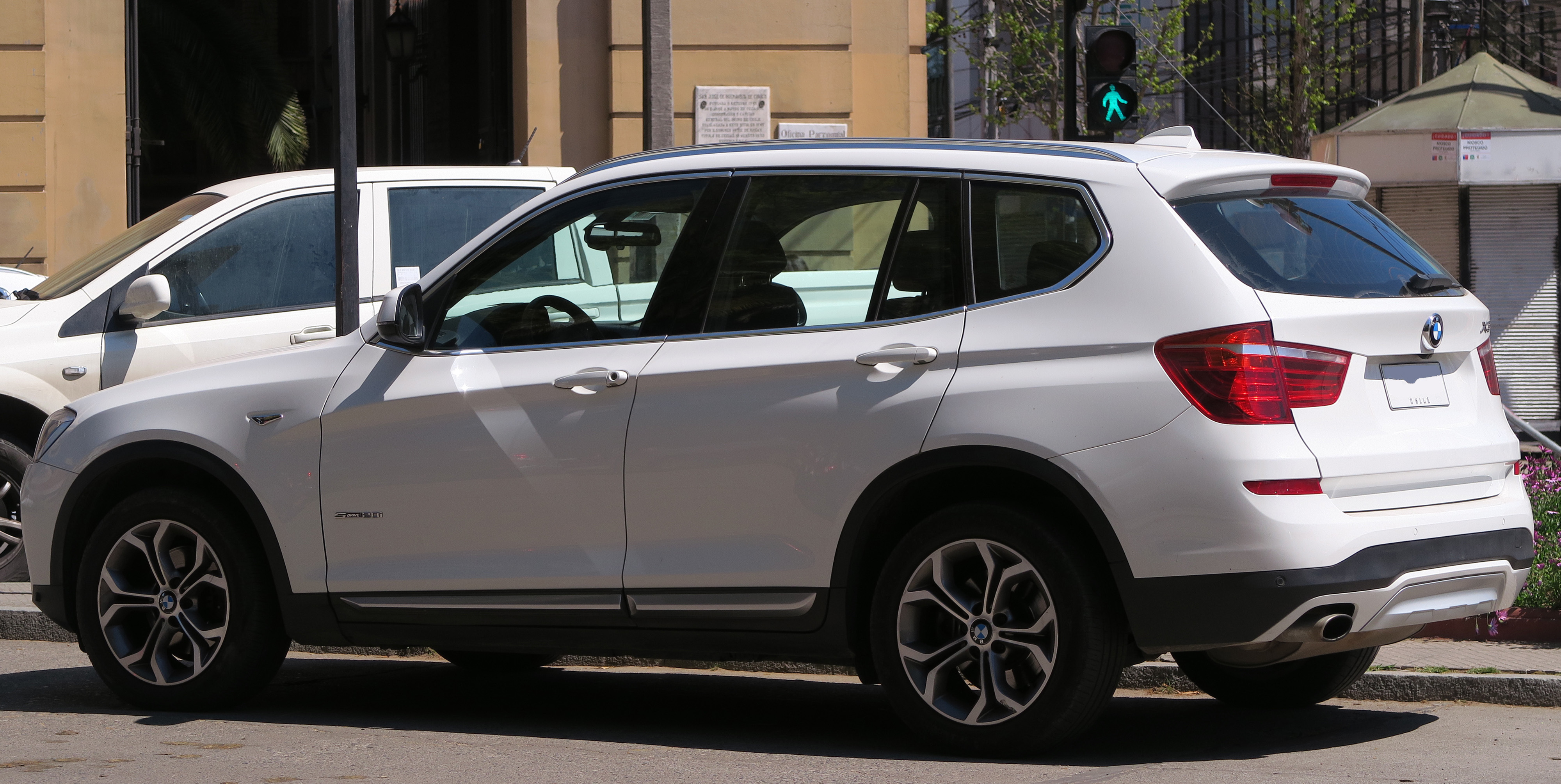
BMW F25 Post-Facelift hátulja
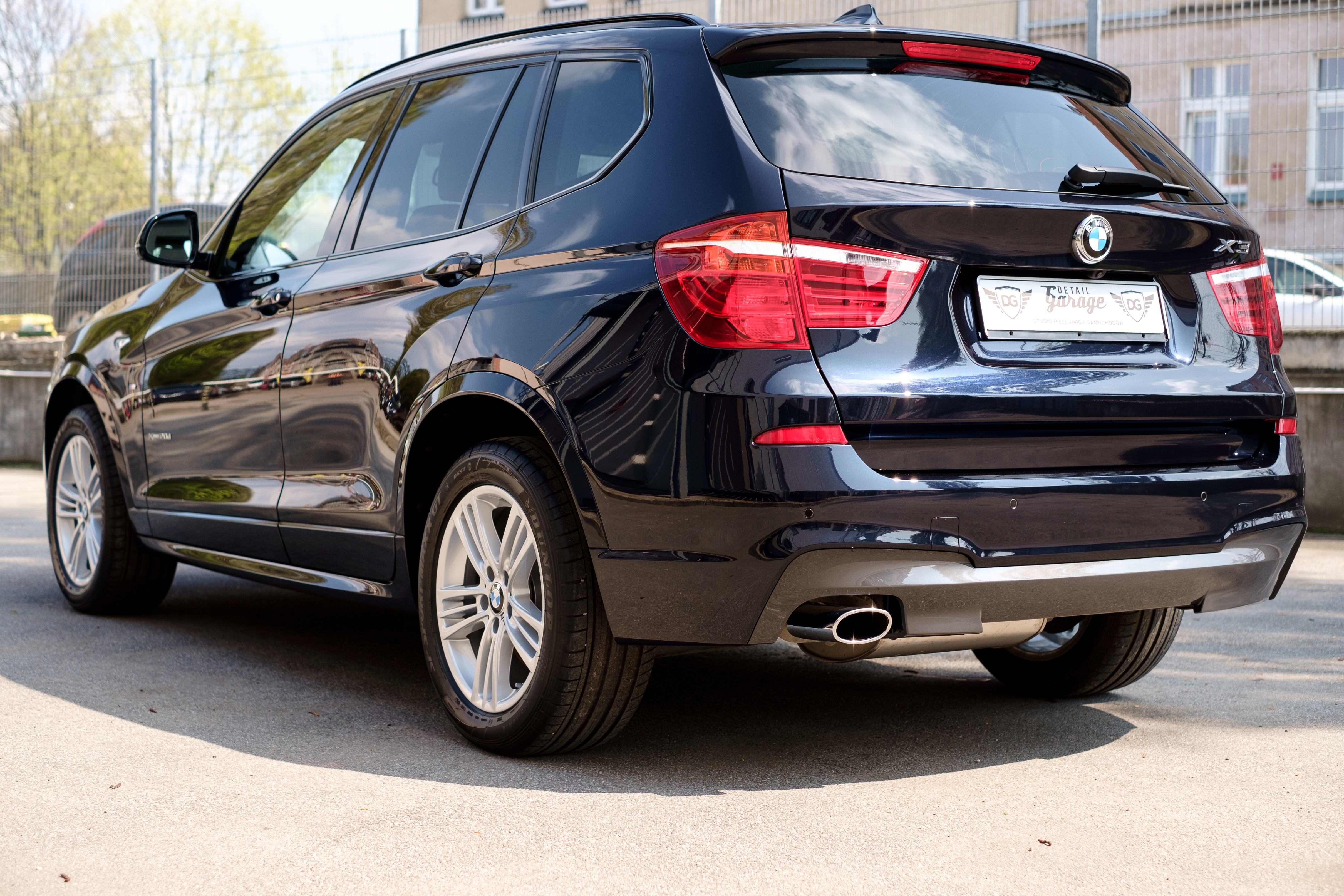
BMW F25 Post-Facelift M Sport hátulja

Az F25 a BMW X3 második generációja. A járművet 2010-ben mutatták be a 2010-es Párizsi Autószalonon. Ennek a generációnak a gyártása az ausztriai Magna Steyrből a BMW egyesült államokbeli gyárába, a dél-karolinai Greerbe került. A gyártás 2010. szeptember 1-jén kezdődött és 2017 augusztusában fejeződött be.
Méreteit tekintve az F25 alapú X3 majdnem akkora, mint az eredeti E53 sorozat X5. A piacra dobáskor minden modell összkerékhajtást használ, xDrive néven. A választható sebességváltó hatfokozatú kézi vagy nyolcfokozatú ZF 8HP automata sebességváltó. Az összes motor emissziós szabványa Euro 5 volt. 2012-ben egyes piacokon egy csak hátsókerék-hajtású, sDrive nevű modellel bővült a kínálat.
Az M Performance Parts a facelift során megjelent, és minden modellre telepíthető. Ezek közé tartoznak a szénszálas tükrök, a sportkormány, az M felnik, a fekete rácsok és az alumínium pedálok. A 30d modellek teljesítményfokozó készletet is kapnak, ami 27 LE-vel több (286 LE), a 18d és 20d modellek pedig kettős kipufogóval is felszerelhetők.

### Harmadik generáció (2017-)
- BMW G01
- BMW G08 (2020-)

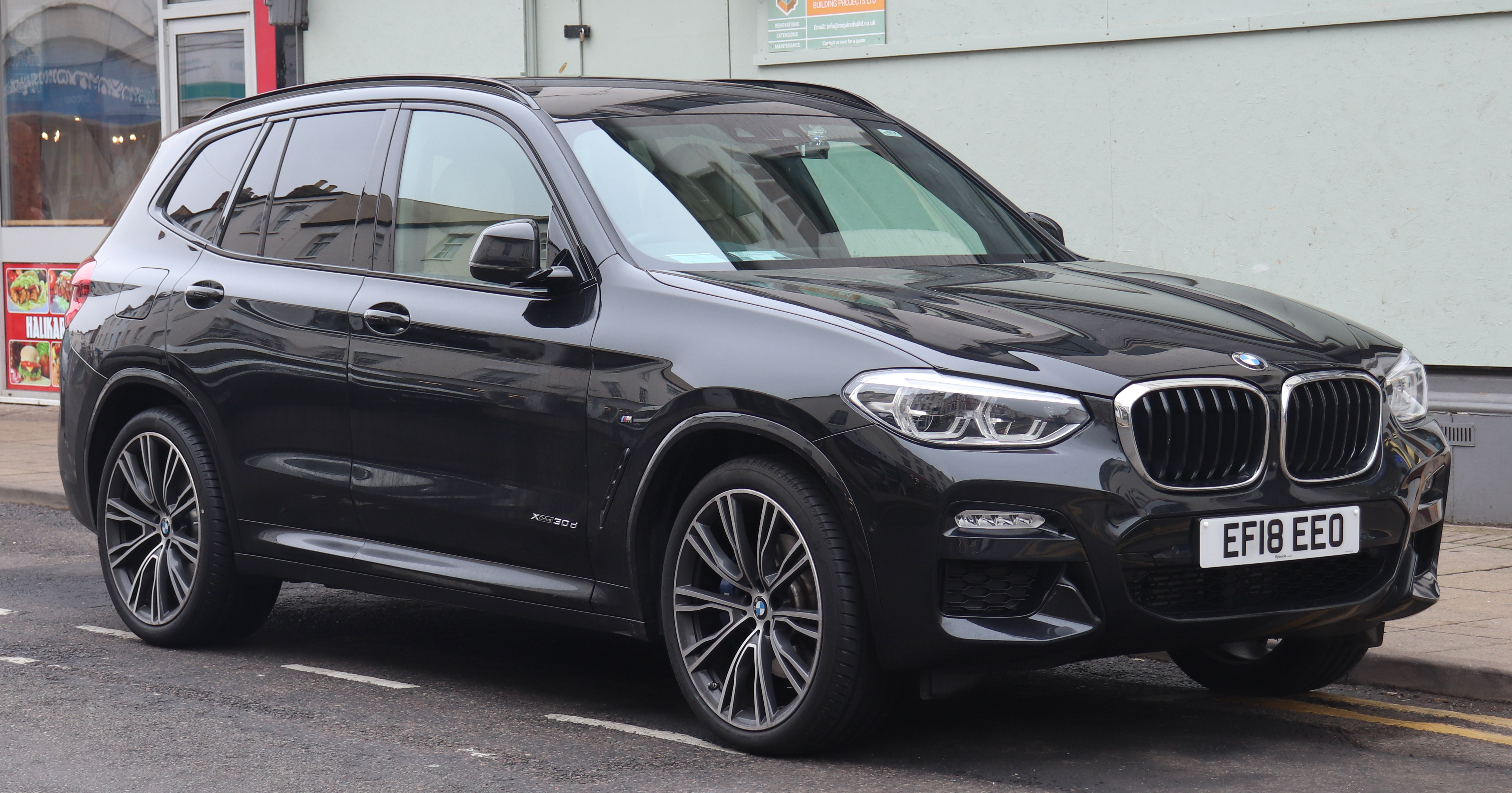
BMW G01 xDrive eleje
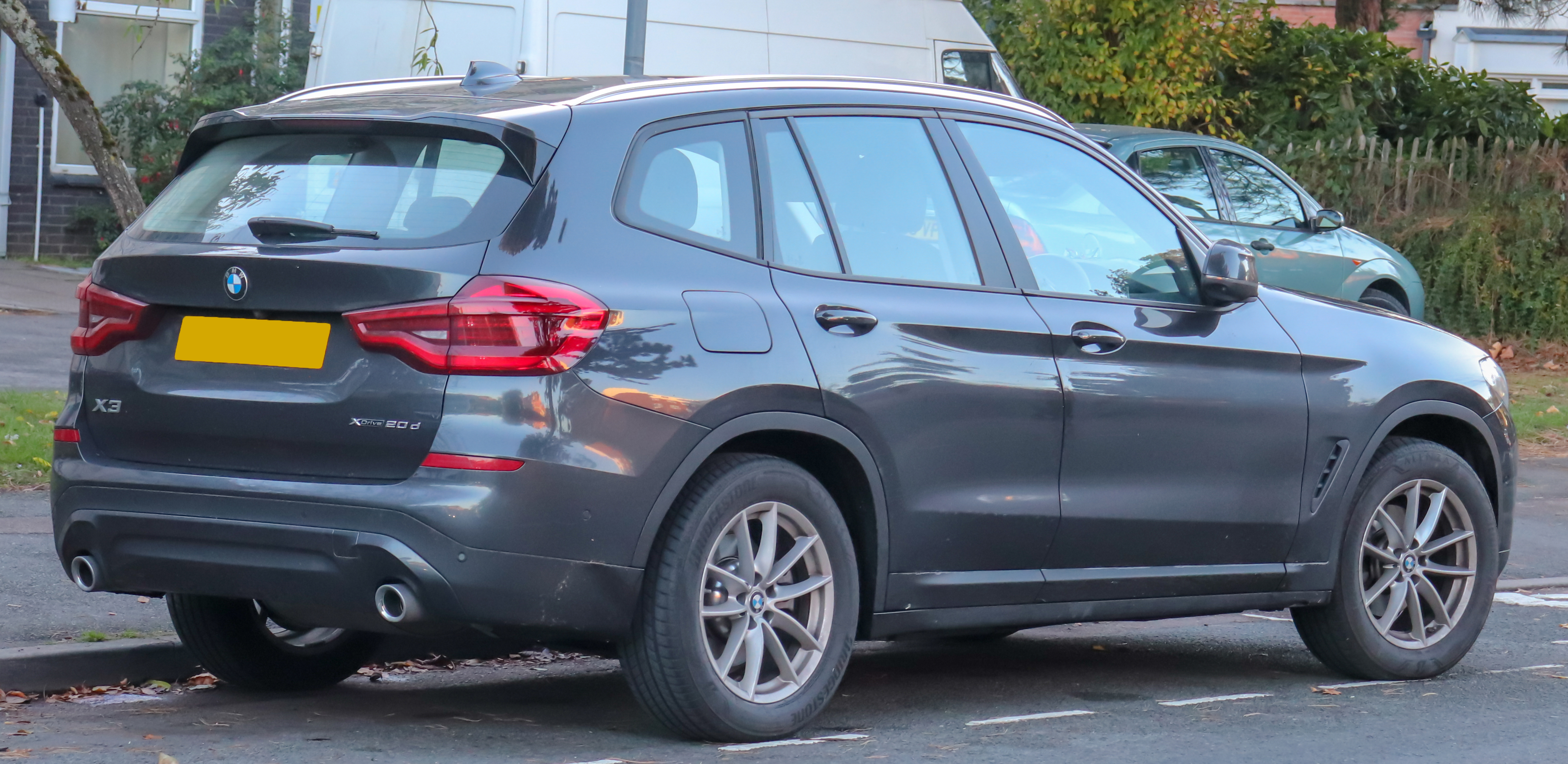
BMW G01 xDrive hátulja
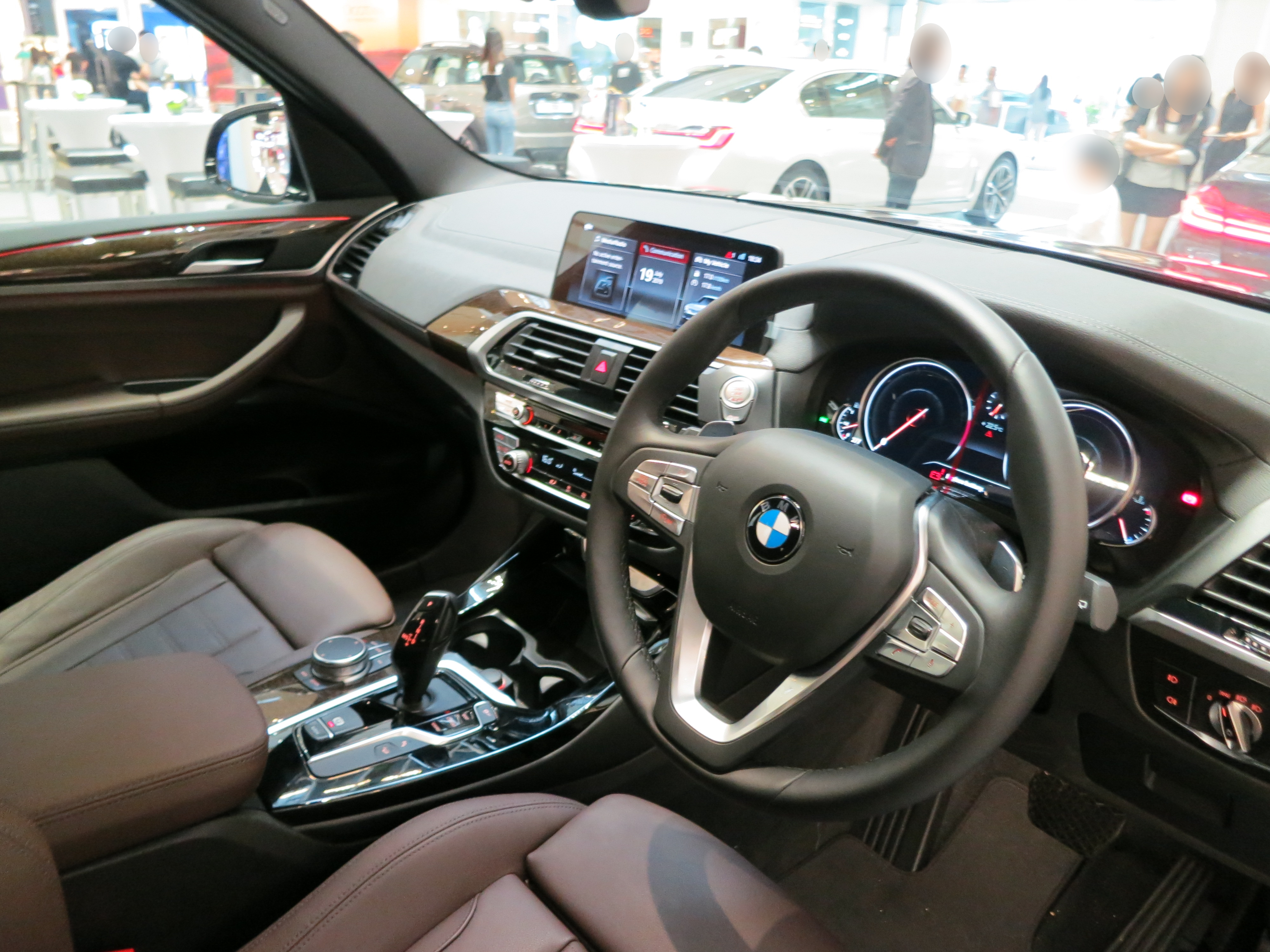
A belseje
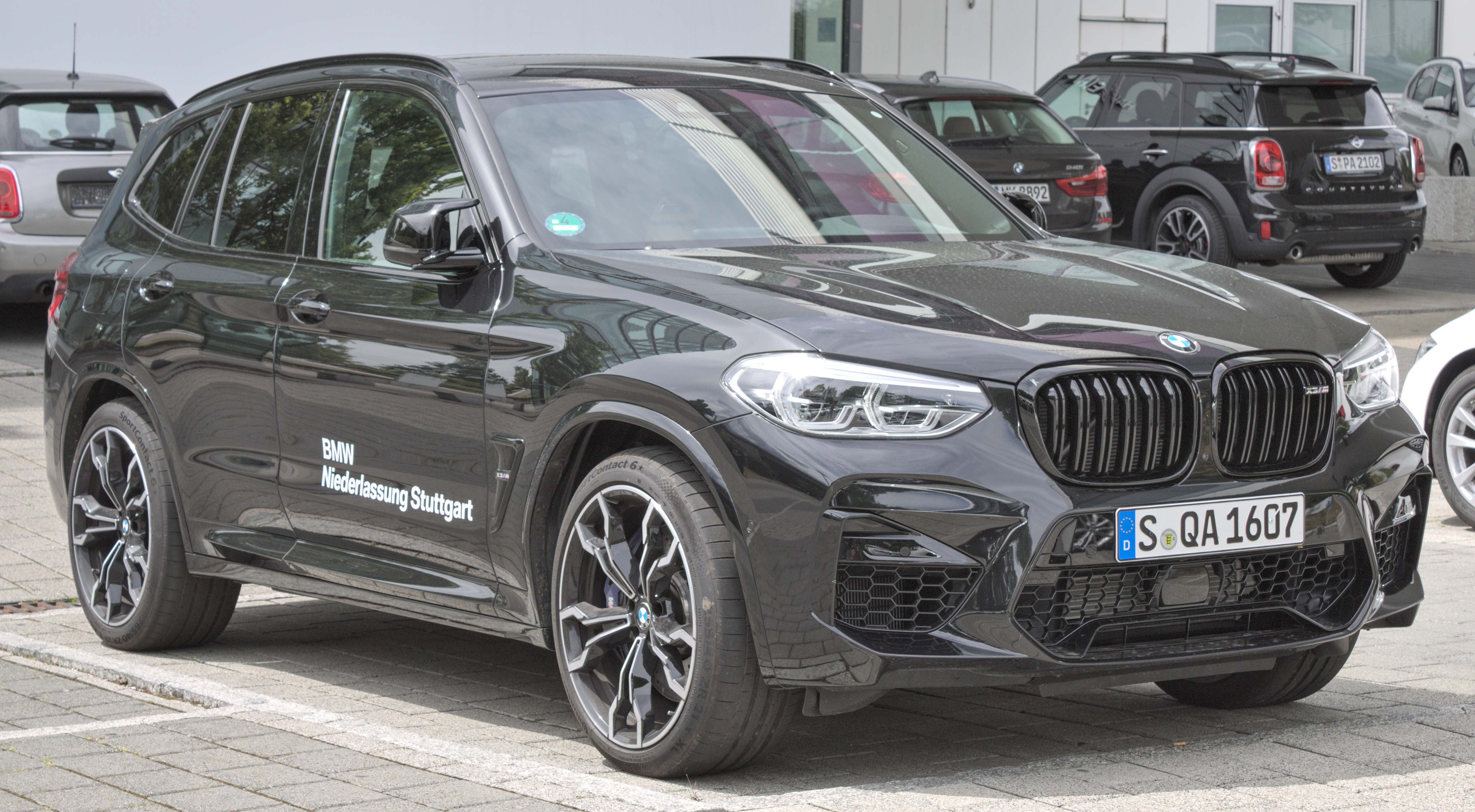
BMW G01 M Sport eleje
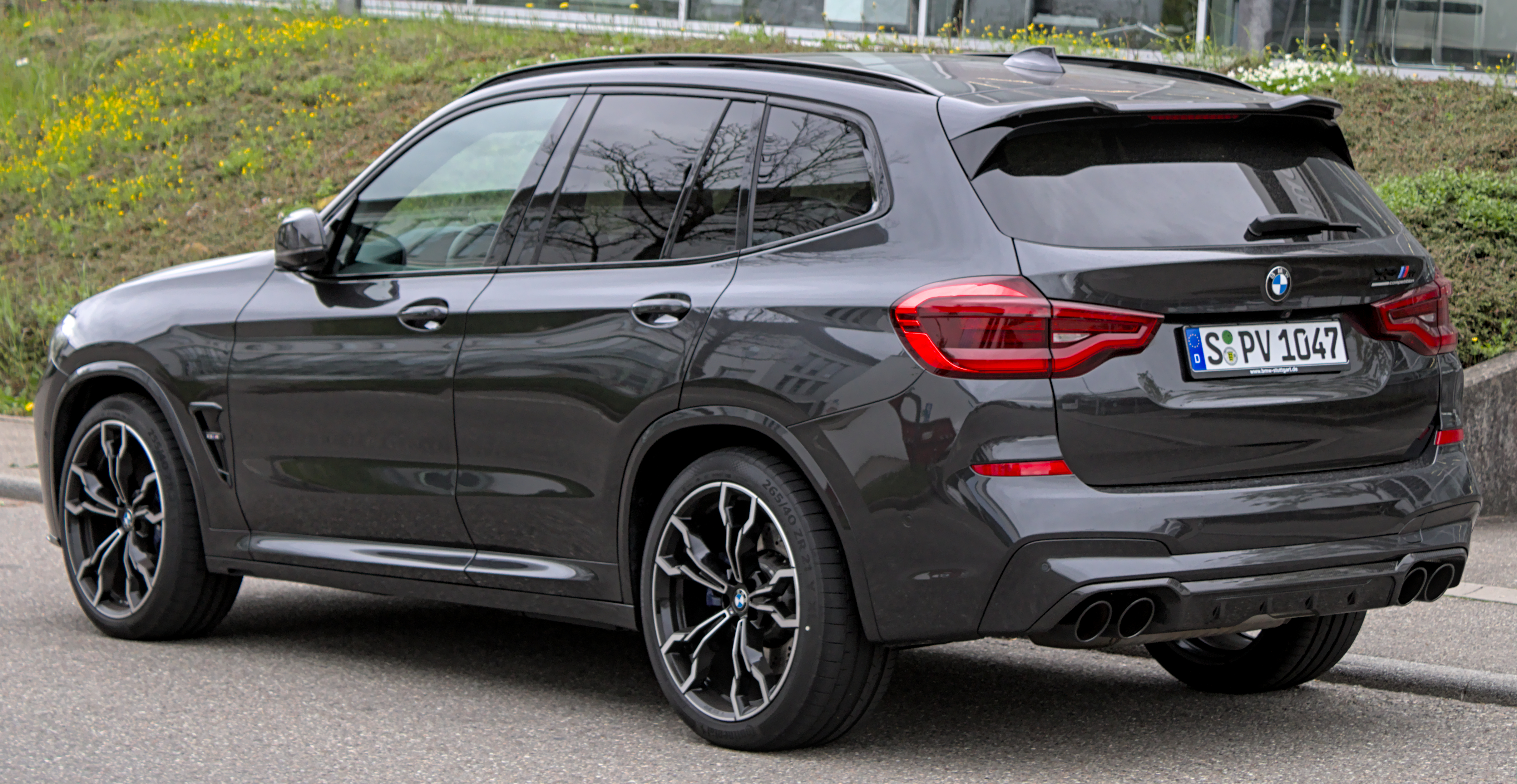
BMW G01 M Sport hátulja
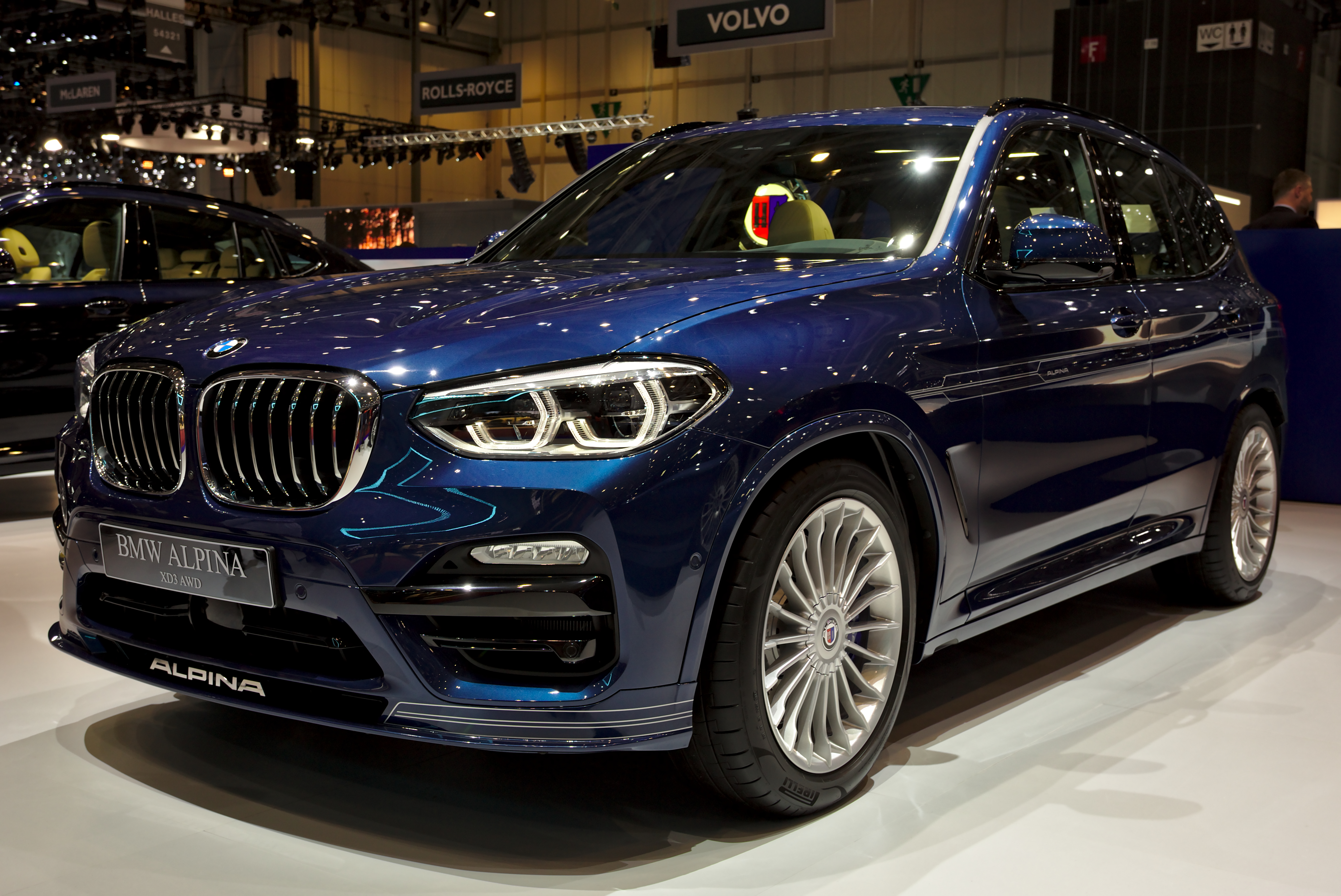
Alpina XD3 eleje
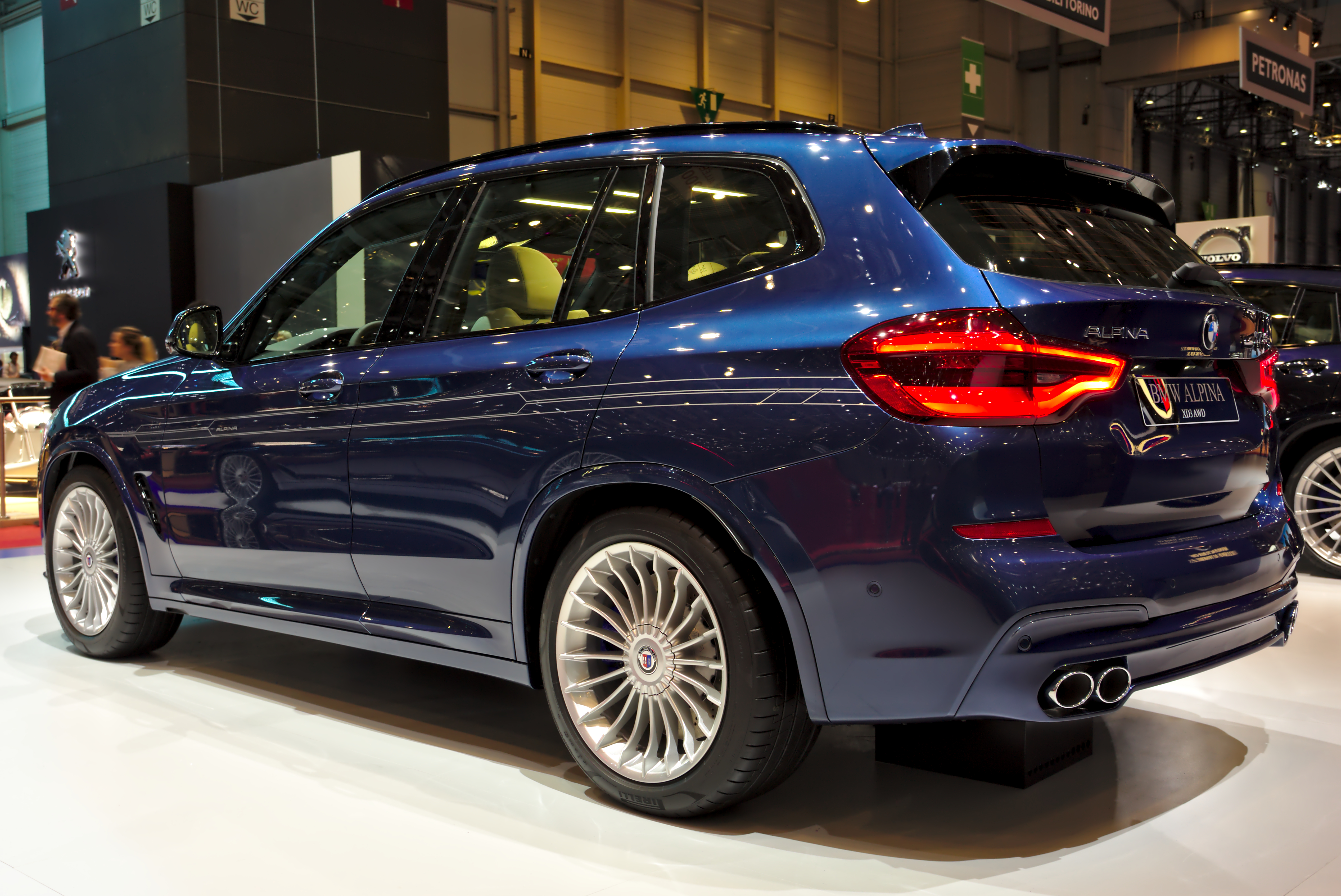
Alpina XD3 hátulja
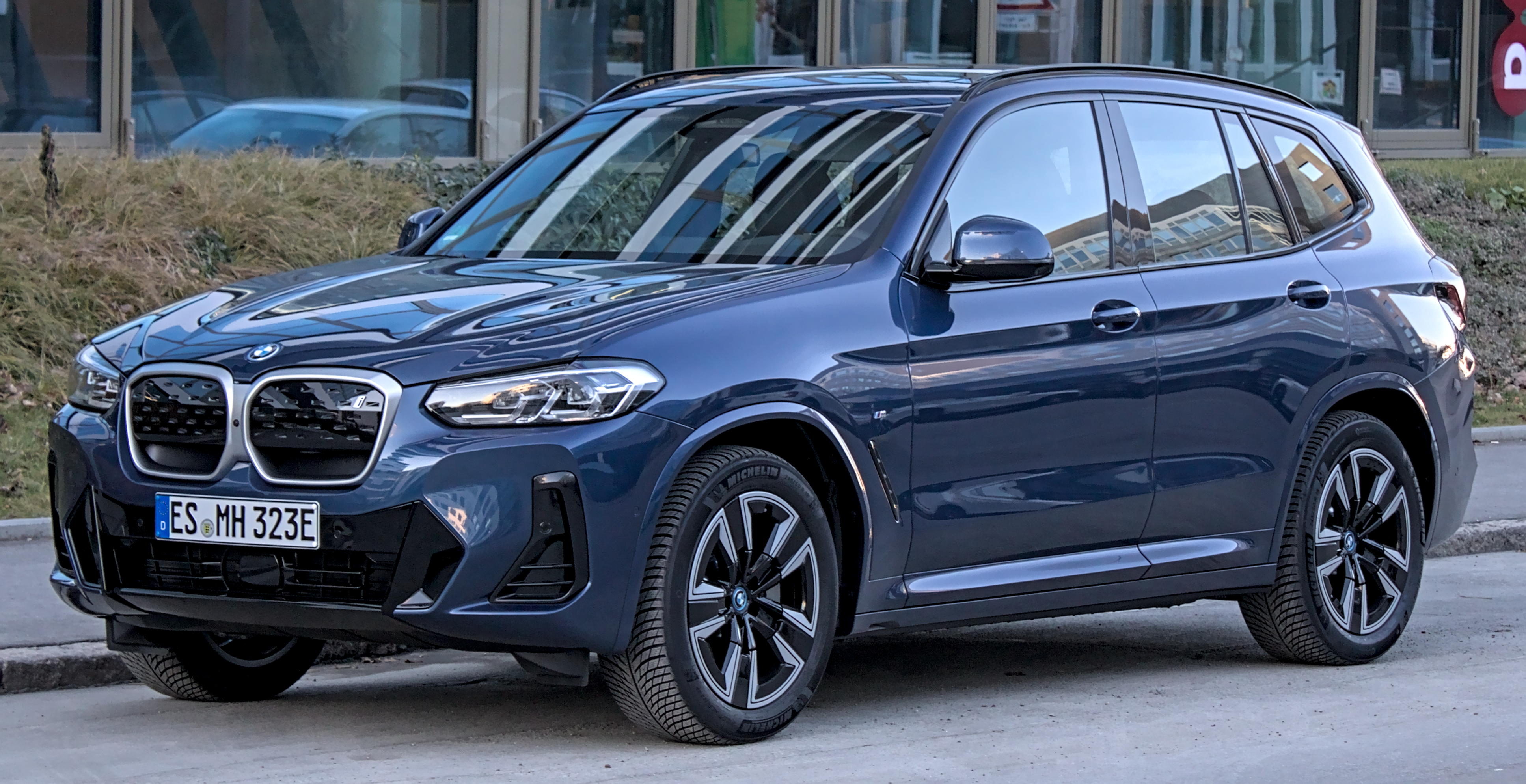
Az elektromos meghajtású BMW iX3
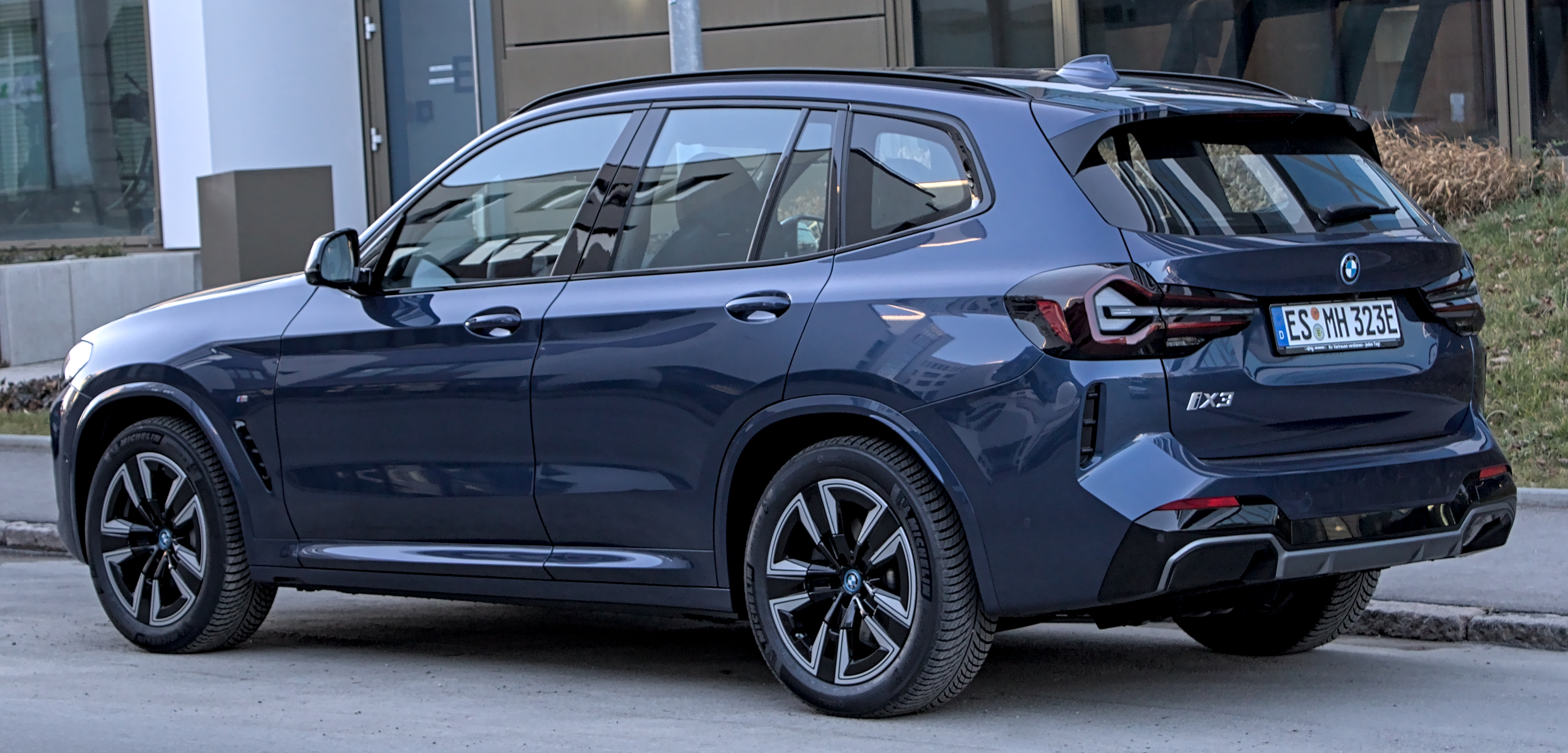
Az elektromos meghajtású BMW iX3

A harmadik generáció G01 kódnevet viseli, és 2017 júniusában mutatták be. A hajtásláncok között két 2,0 literes, B47 néven ismert dízelmotor, egy következő generációs 3,0 literes dízelmotor (B57) és egy benzines változat (B58) található: benzinüzemű, turbófeltöltésű, 2998 köbcentiméteres hengerűrtartalmú, konnektorról tölthető hibrid. Calvin Luk, a BMW ausztrál tervezője tervezte.
A technológiát a BMW 5-ös sorozat (G30) osztja meg, mint például a kézmozdulatvezérlés (opcionális), a LED-es külső és belső világítás, valamint a BMW iDrive 6.0 rendszer 12,5 hüvelykes érintőképernyős monitorral a navigációs rendszerekhez. Modelltől függően az új X3 akár 55 kg-mal könnyebb, mint az előző X3 generáció hasonló felszereltségű modellje.
2018 júliusában a BMW bemutatta az X3-as sDrive intelligens hátsókerék-hajtási rendszerrel való kiegészítésének lehetőségét.
2019-ben mutatkozott be az X3 xDrive 30e (amely hajtásláncán és platformján a G20 330e xDrive-val osztozik) iPerformance modell, amely az X3 sDrive20i / xDrive20i-vel és egy 50 kW-os (67 LE) villanymotorral osztja meg a motorját, maximális elektromos motorral rendelkezik. hatótávolsága 43–48 km. 12 kWh-s akkumulátorral (9,6 kWh használható) rendelkezik, valamint egy újonnan kifejlesztett „XtraBoost” rendszerrel, amely lehetővé teszi az elektromos motor teljesítményének ideiglenes növelését akár 30 kW-ig (40 LE-ig).

## X4-es
A BMW X4 egy kompakt luxus crossover SUV, amelyet a BMW 2014 óta gyárt. Sportos kupéként (SAC) forgalmazzák, a BMW második modelljeként az X6 után, stíluselemekkel és tetővonallal rendelkezik. Az X4-et széles körben az X3 "kupé"-változataként tartják számon, praktikumát a ferde hátsó tetővel váltja fel, amely sportosabb stílust kínál.

### Első generáció (2014-2018)
- BMW F26

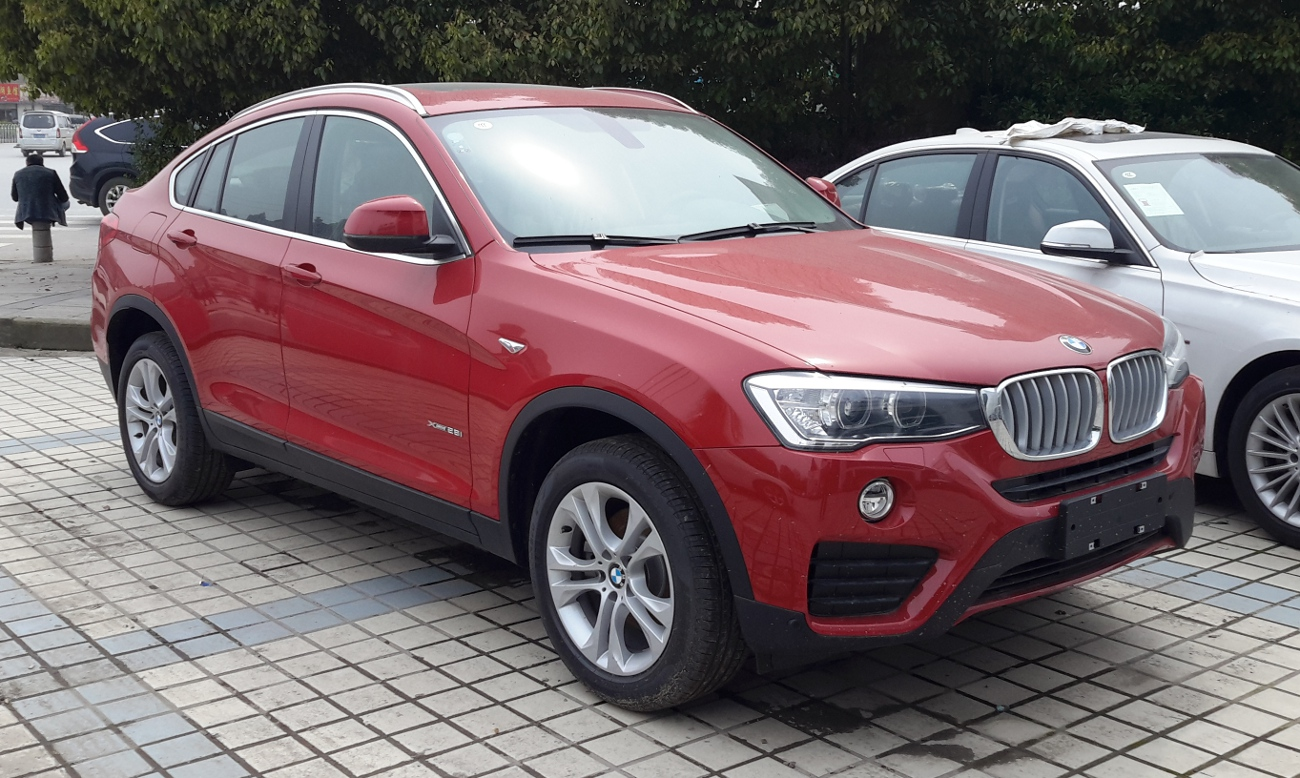
BMW F26 eleje
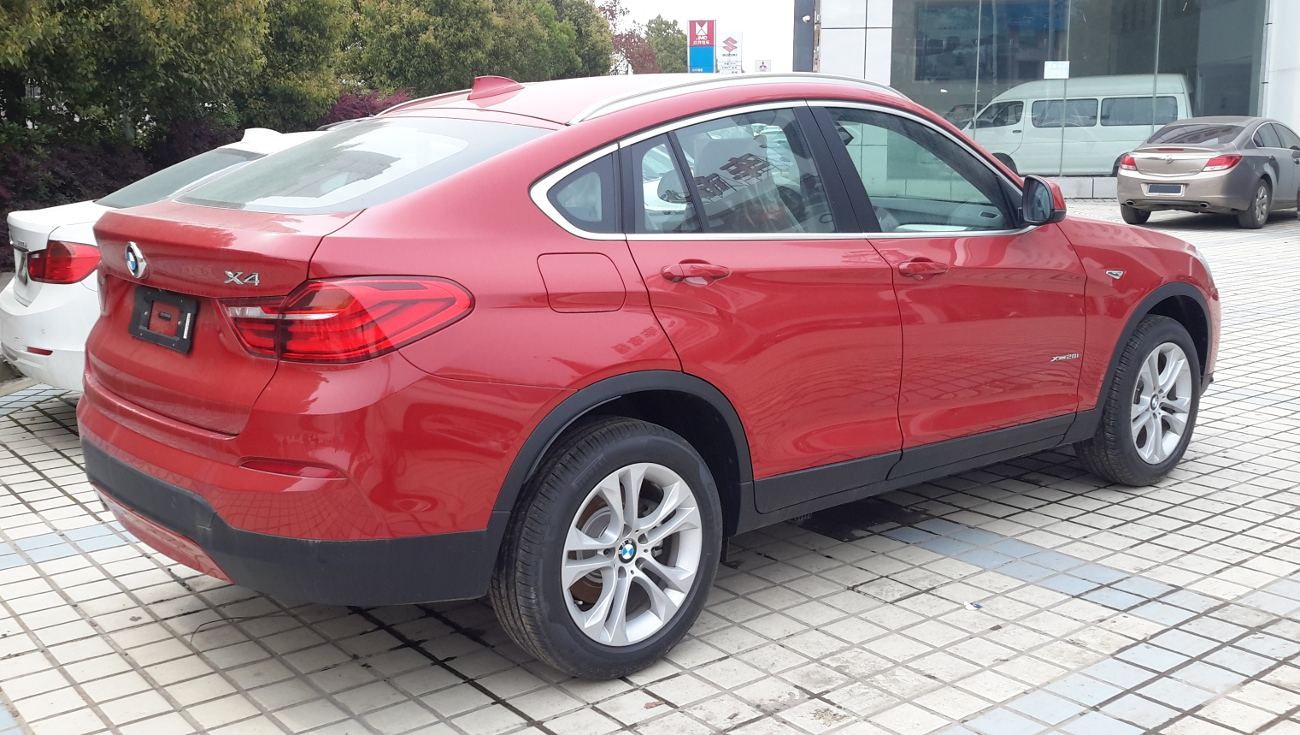
BMW F26 hátulja
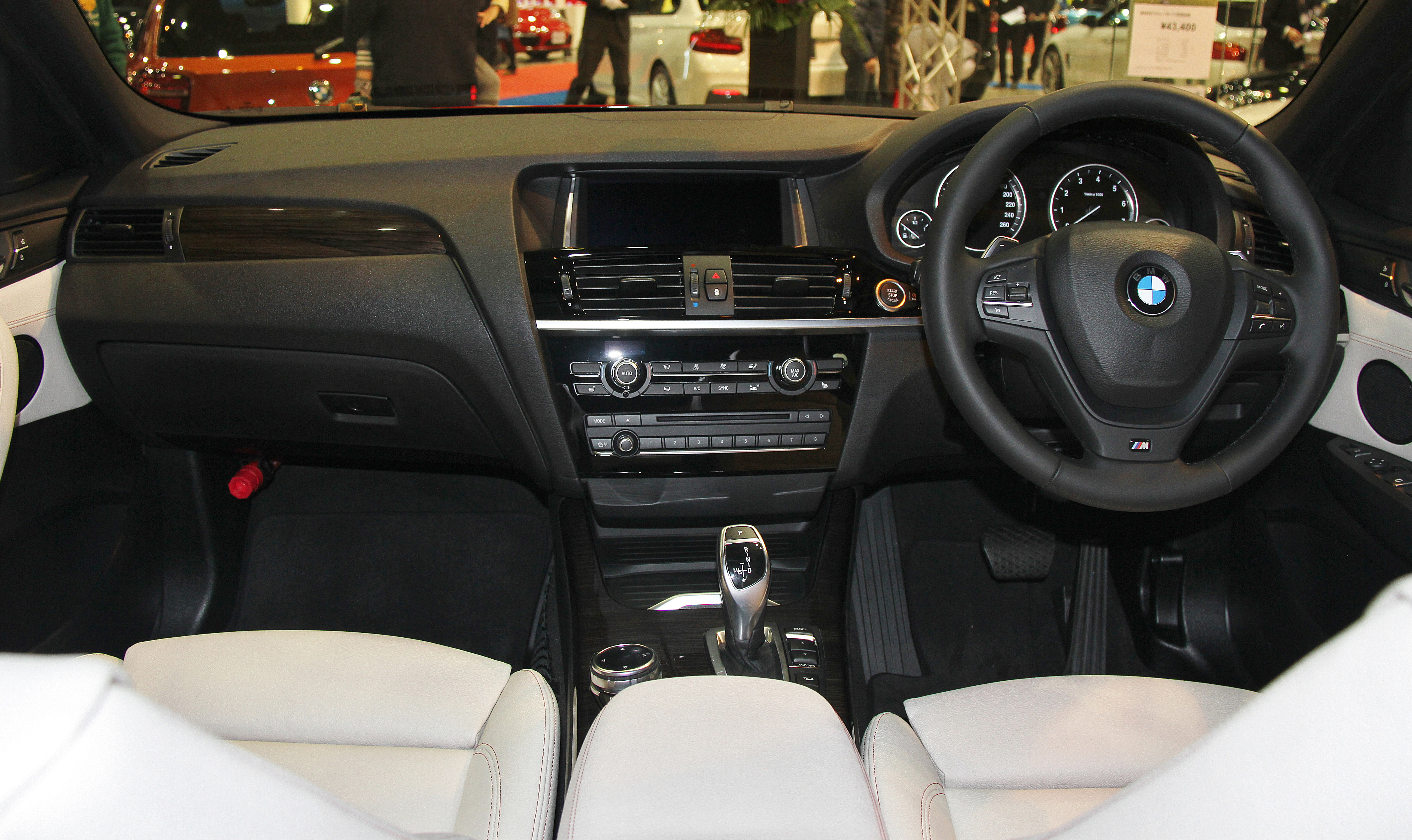
A belseje
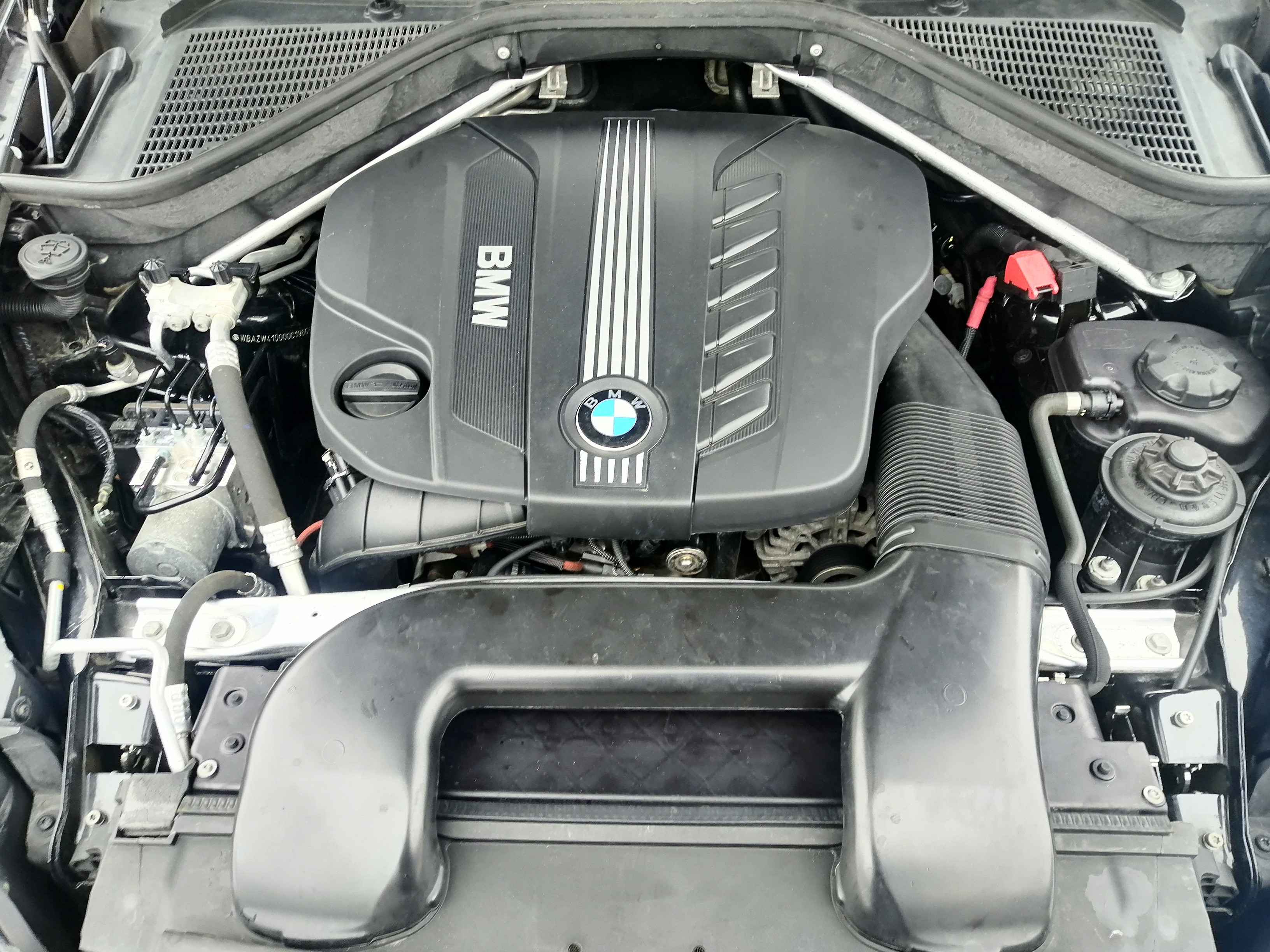
N57-es motor
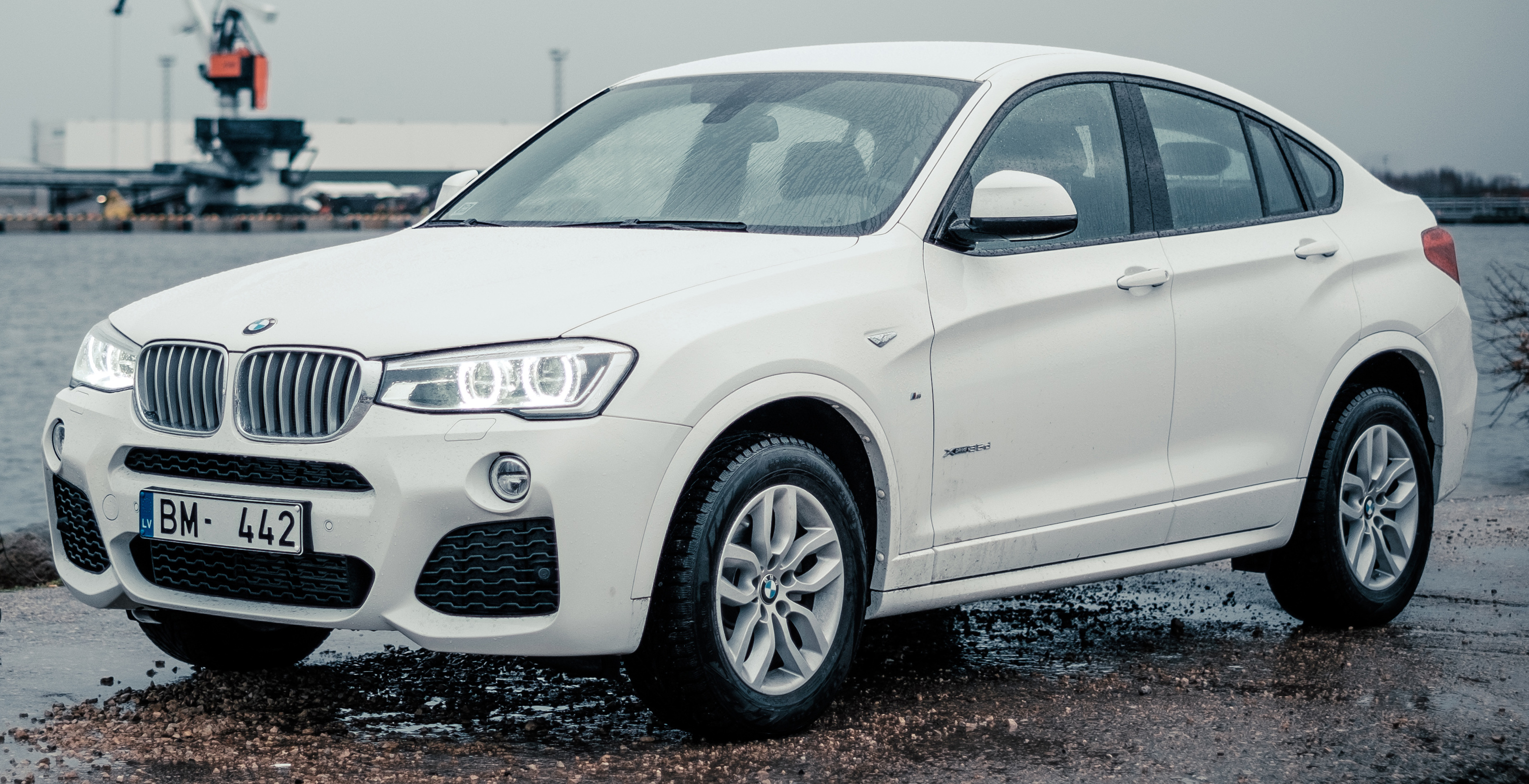
BMW F26 M Sport eleje
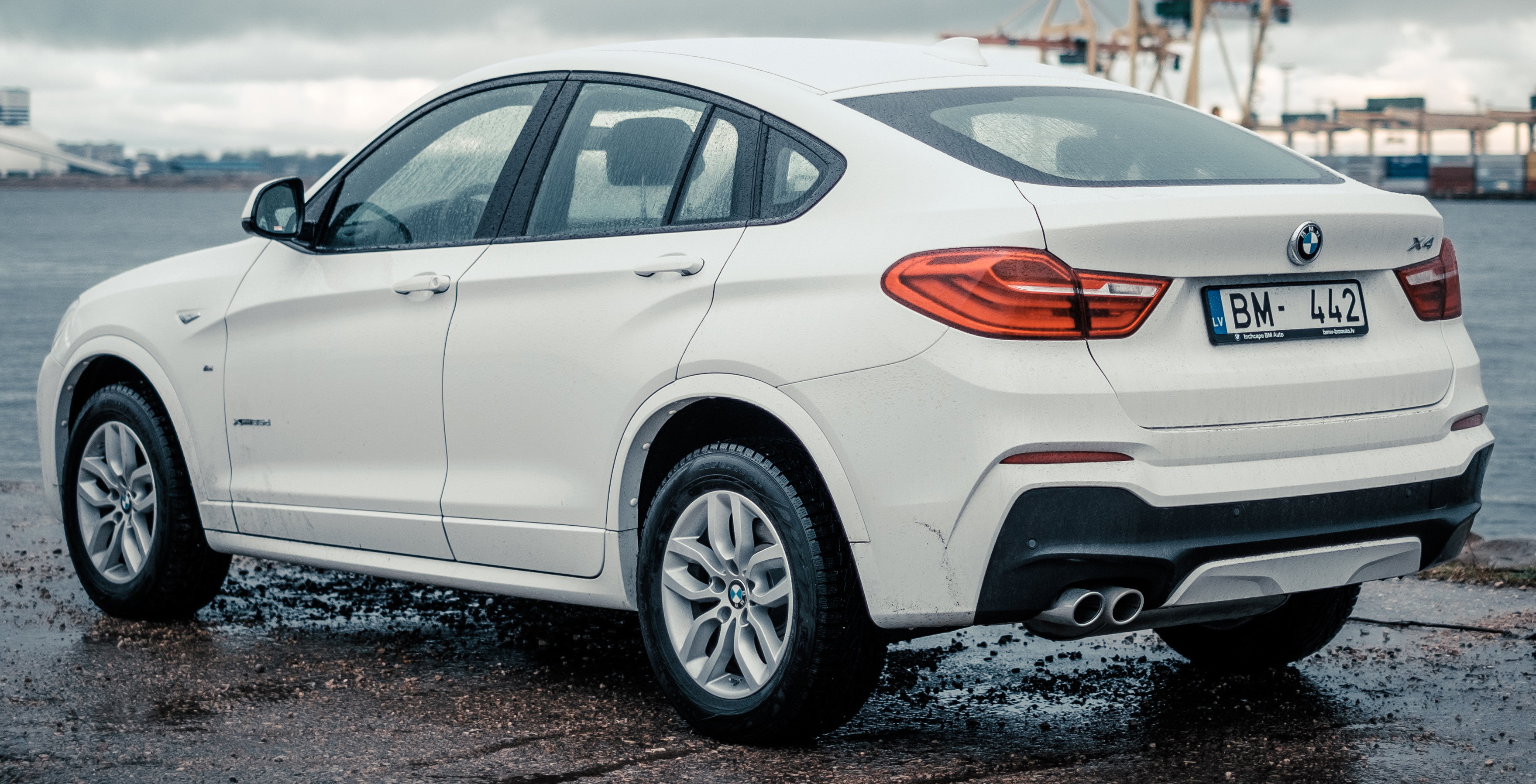
BMW F26 M Sport hátulja

Az első generációs X4-et a 2014-es New York-i Nemzetközi Autószalonon, majd a 2014. évi 13. Pekingi Nemzetközi Autókiállításon és a 2014. évi 22. Auto Mobil Nemzetközi Autókiállításon mutatták be. A korai modellek között szerepelt az xDrive20i, xDrive28i, xDrive35i, xDrive20d, xDrive30d és xDrive35d. Az M Performance M40i modellt 2015-ben jelentették be. Hivatalosan a 2016-os Detroiti Autószalonon mutatták be, és 265 kW (355 LE) és 465 N⋅m (343 lb⋅ft) nyomatékot ad le turbófeltöltős 6 hengeres motorjából. 0–100 km/h sebessége 4,7 másodperc. 2016 februárjától került értékesítésre.

### Második generáció (2018-)
- BMW G02

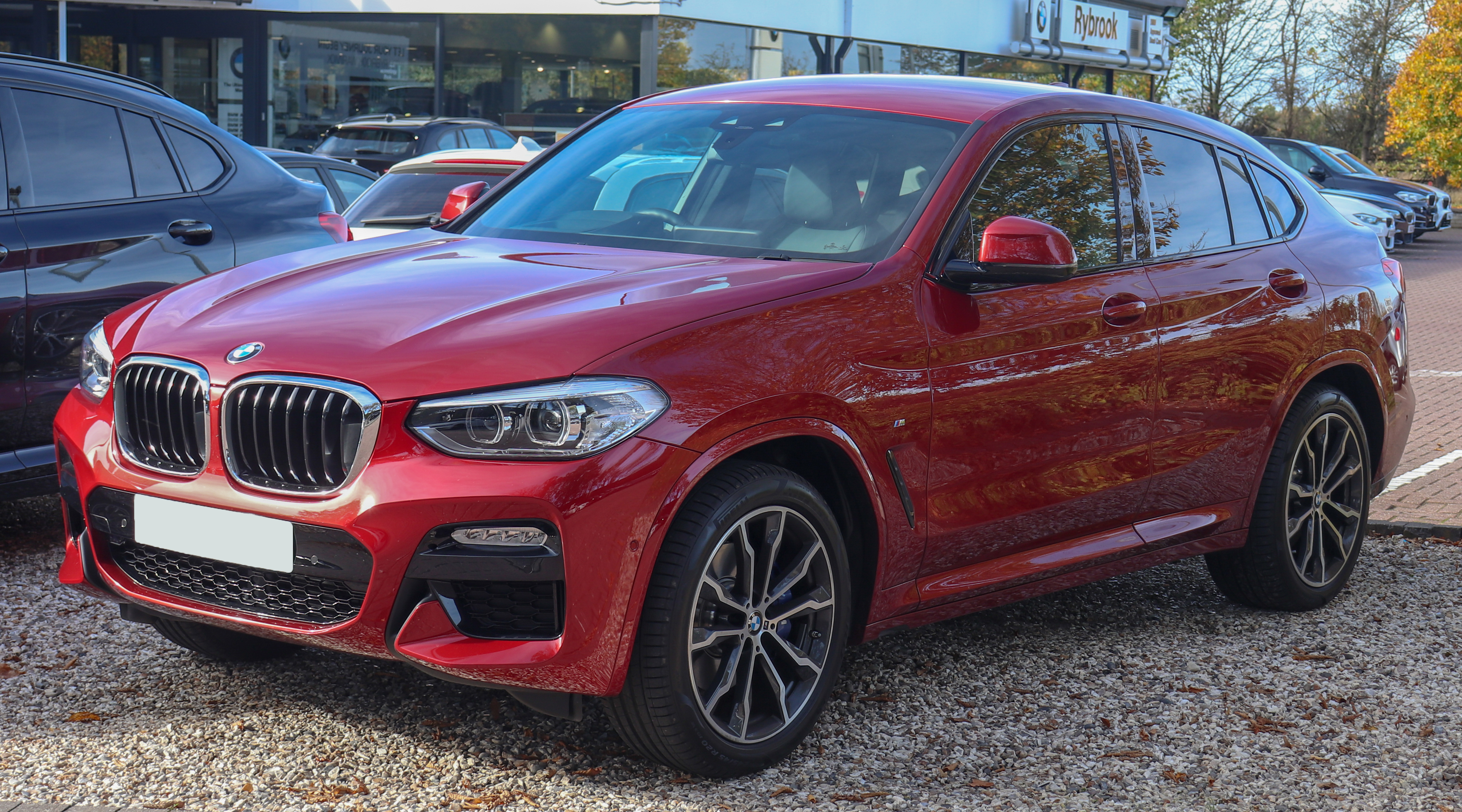
BMW G02 xDrive eleje
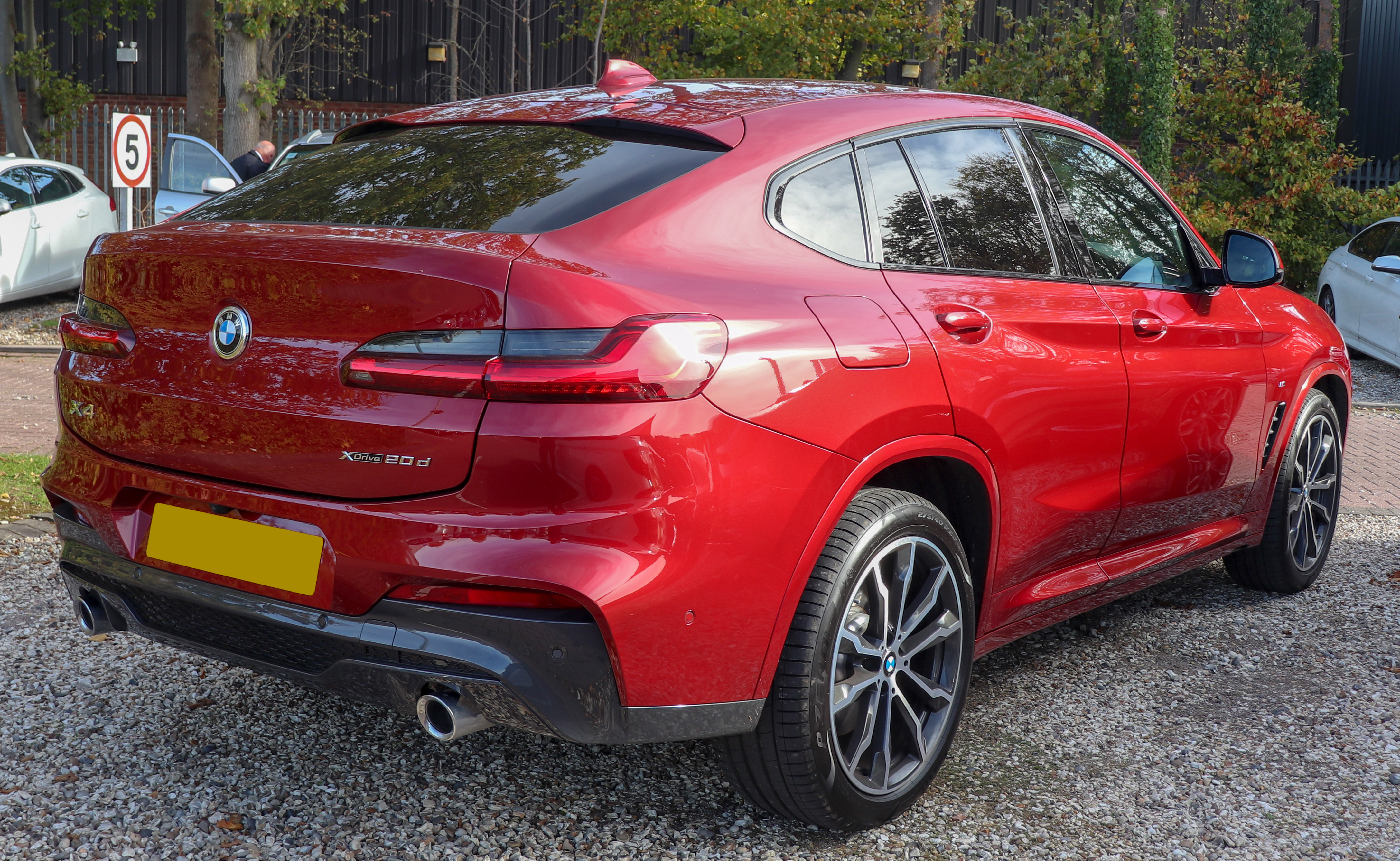
BMW G02 xDrive hátulja
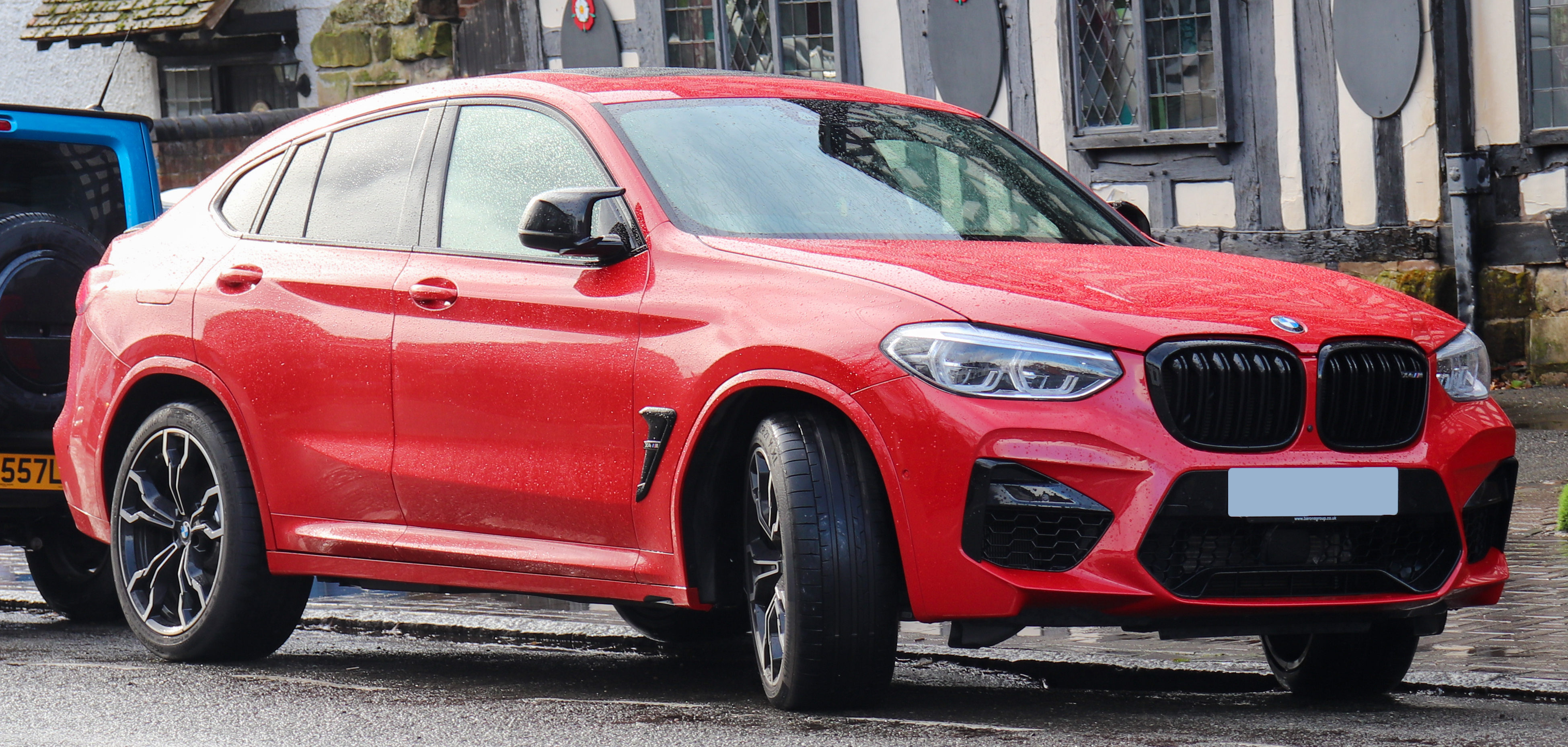
BMW G02 M Sport eleje
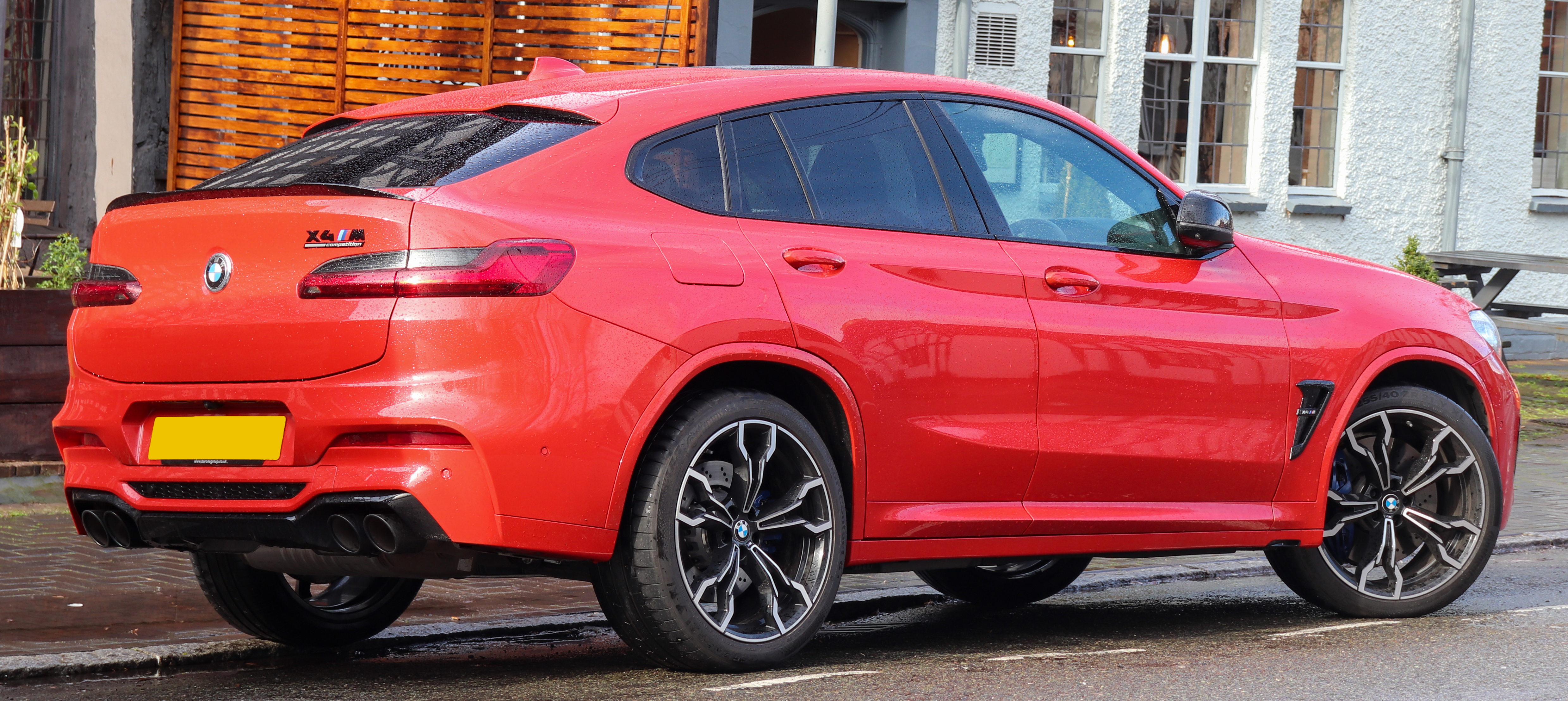
BMW G02 M Sport hátulja
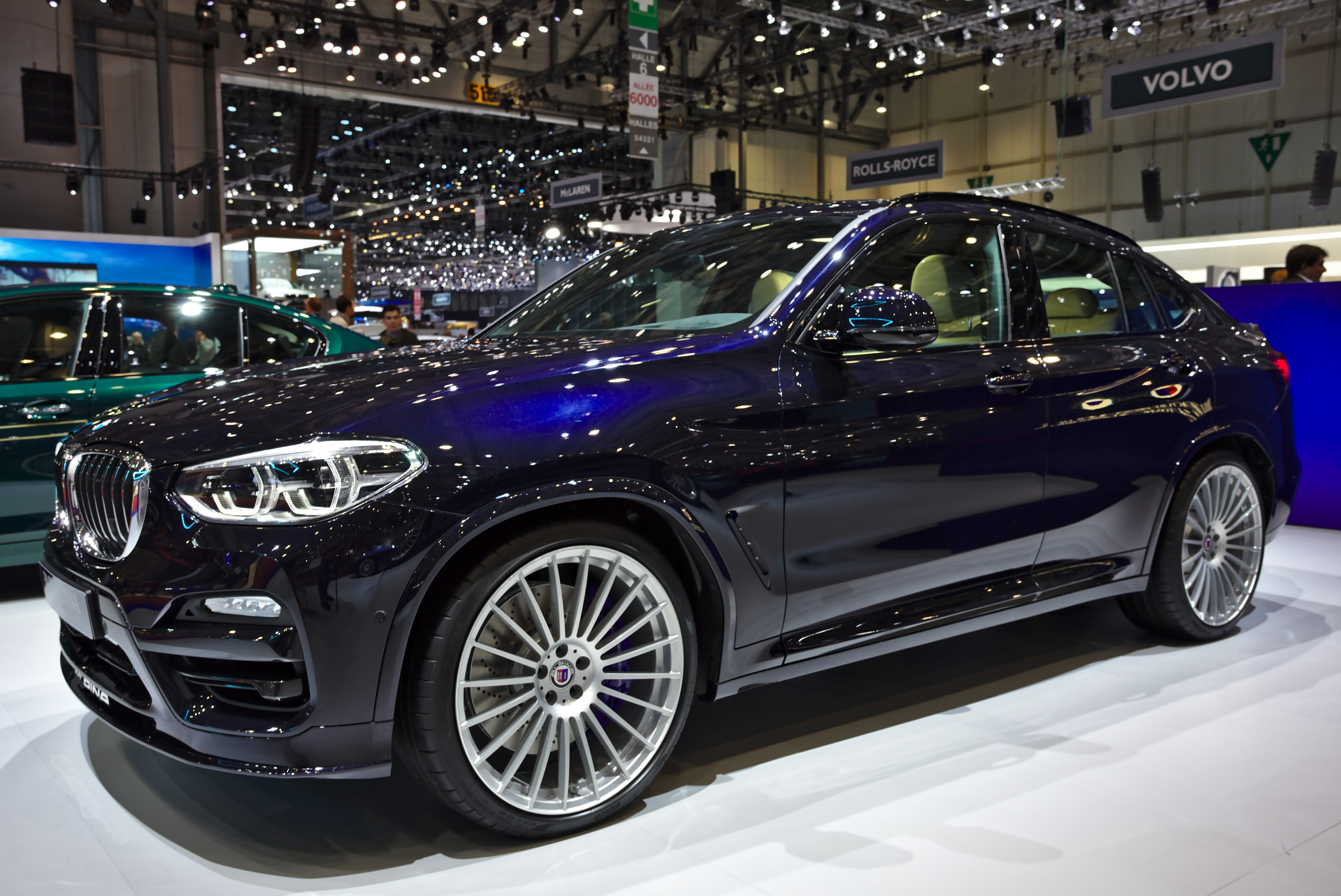
Alpina XD4 eleje
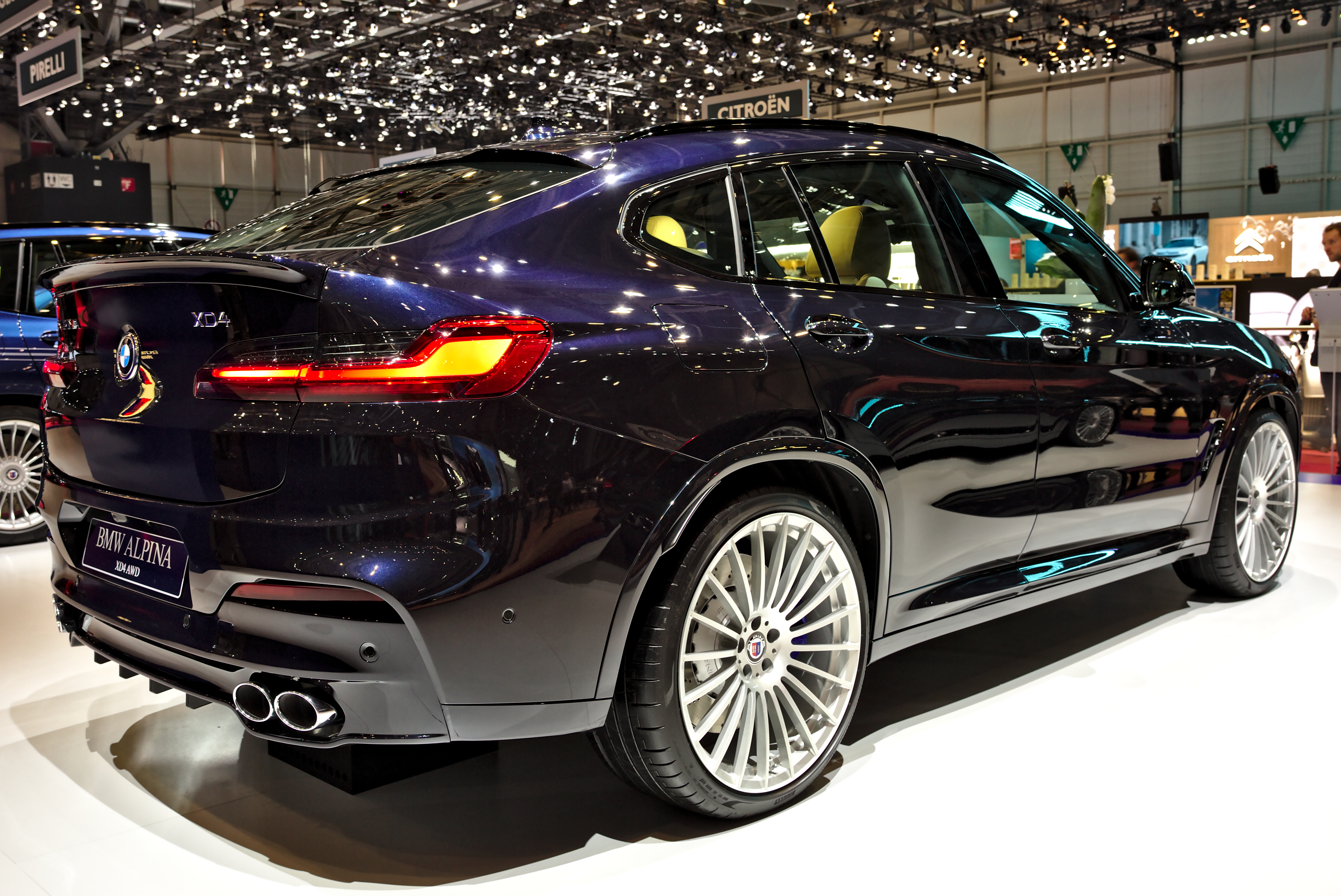
Alpina XD4 hátulja

A második generációt 2018 februárjában mutatták be az interneten, mint az F26 X4 utódját, értékesítése 2018 júliusában kezdődött. A platform és az alapvető stíluselemek megegyeznek a harmadik generációs BMW X3-mal. Az elérhető változatok közé tartozik az xDrive30i, az xDrive20d, az xDrive30d, az xDriveM40i és az xDriveM40d.
Észak-Amerikában a 2019-es BMW X4 2018 második negyedévében került kereskedelmi forgalomba, mint a 2019-es modellév eleji jármű. xDrive30i vagy M40i változatban is elérhető.

## X5-ös
A BMW X5 a BMW által gyártott közepes méretű luxusterepjáró. Az X5 1999-ben debütált E53-as modellként. Ez volt a BMW első SUV-ja. Az induláskor összkerékhajtású volt, és kézi vagy automata sebességváltóval is elérhető volt. A második generációt 2006-ban dobták piacra, belső nevén E70 volt. Az E70-ben a nyomatékmegosztásra képes xDrive összkerékhajtási rendszert automata sebességváltóval párosították. 2009-ben az X5 M teljesítményváltozat 2010-es modellként jelent meg.
A BMW az X5-öt hivatalosan "Sports Activity Vehicle"-ként (SAV) forgalmazta, nem pedig SUV-ként, ezzel jelezve, hogy nagy méretei ellenére is jól kezelhető az úton. Az X5 az elmozdulást jelezte a karosszéria-vázra építkezés hasznosításától a modernebb egyszínű alváz konstrukció javára. Bár a Mercedes-Benz M-osztályt több mint egy évvel az X5 előtt mutatták be, az X5 volt az első, amely monocoque alvázat használt. Az M-osztály a második generációig karosszéria-vázra konstrukciót használt.

### Első generáció (1999–2006)
- BMW E53

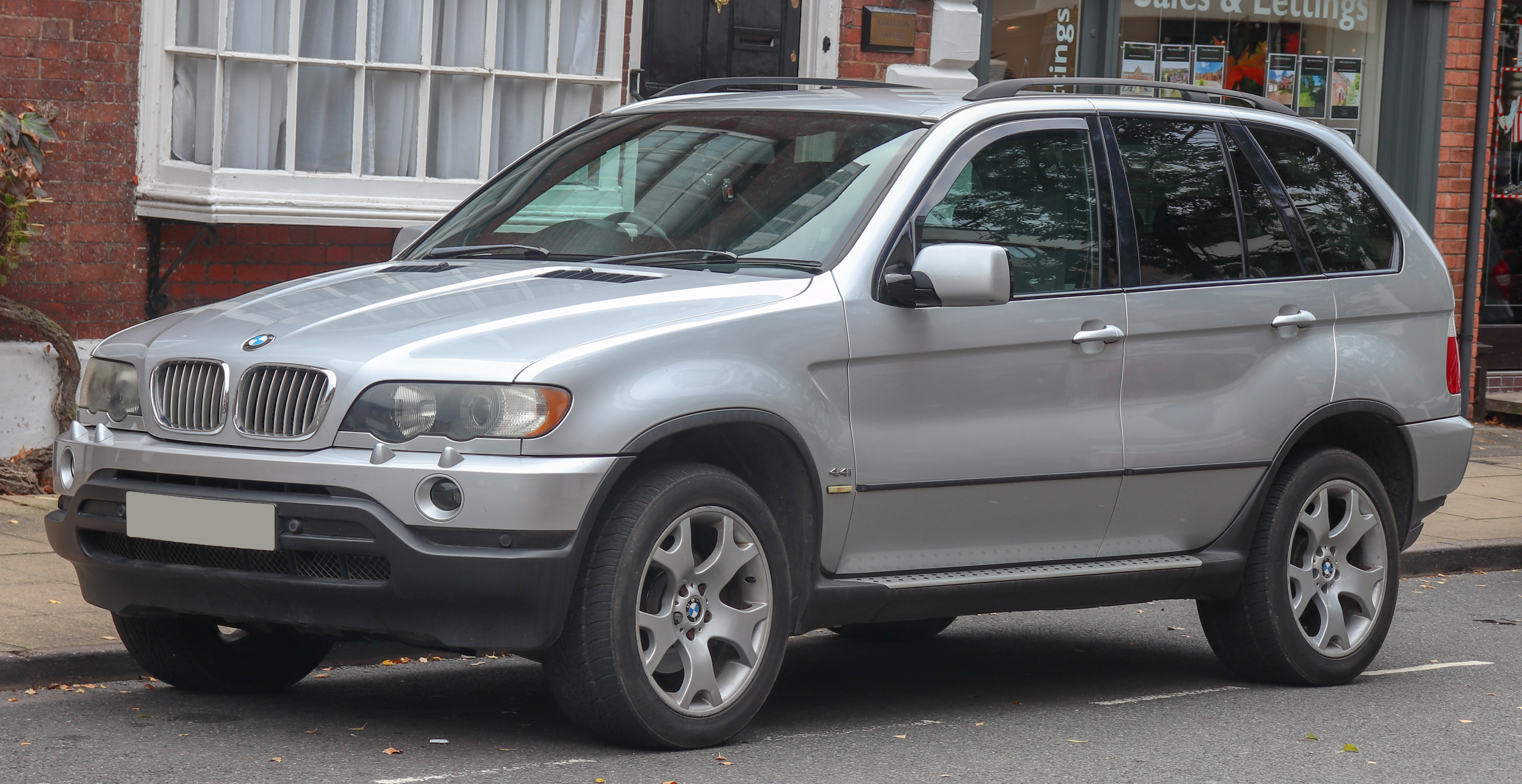
BMW E53 Pre-Facelift eleje
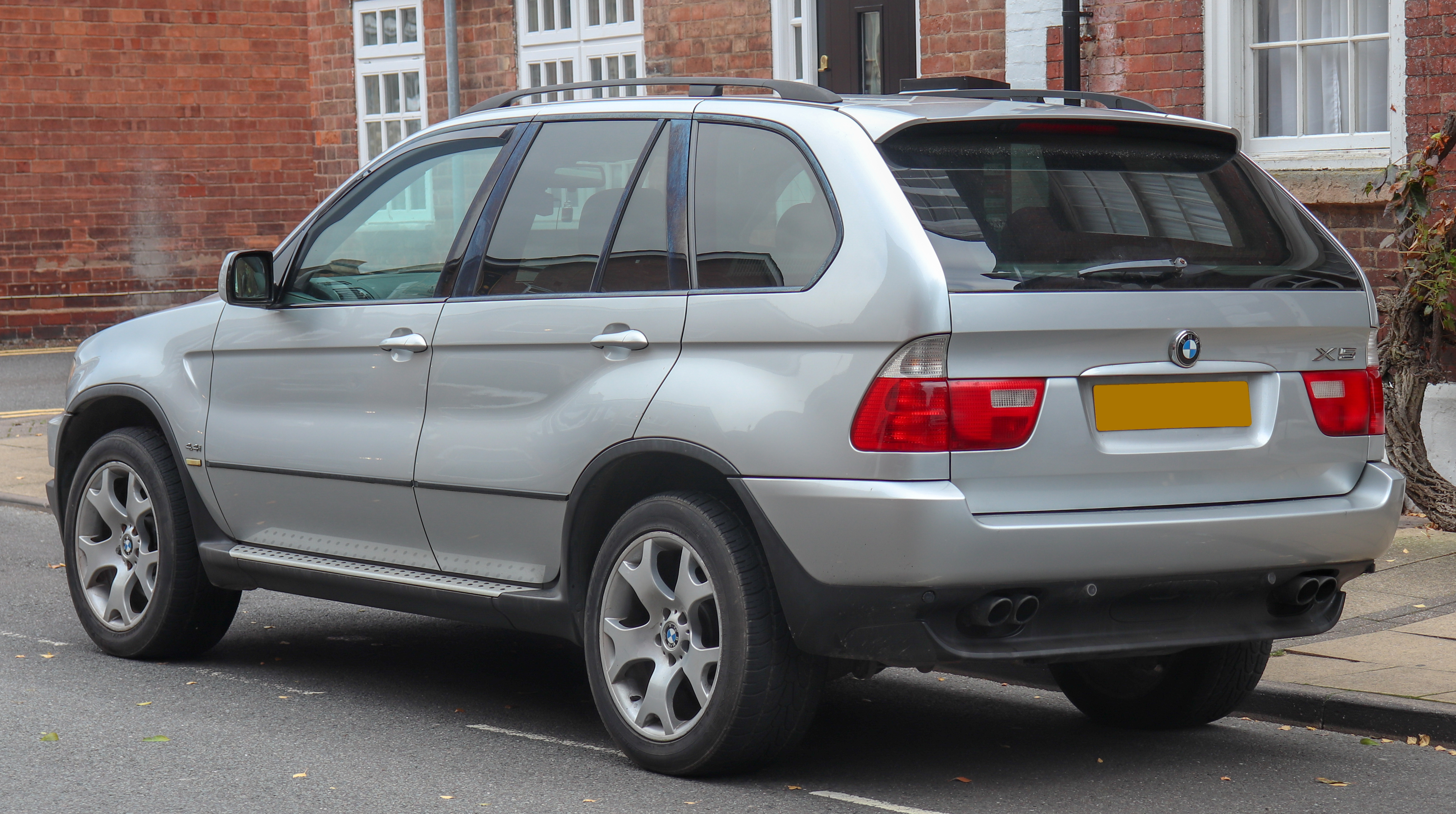
BMW E53 Pre-Facelift hátulja
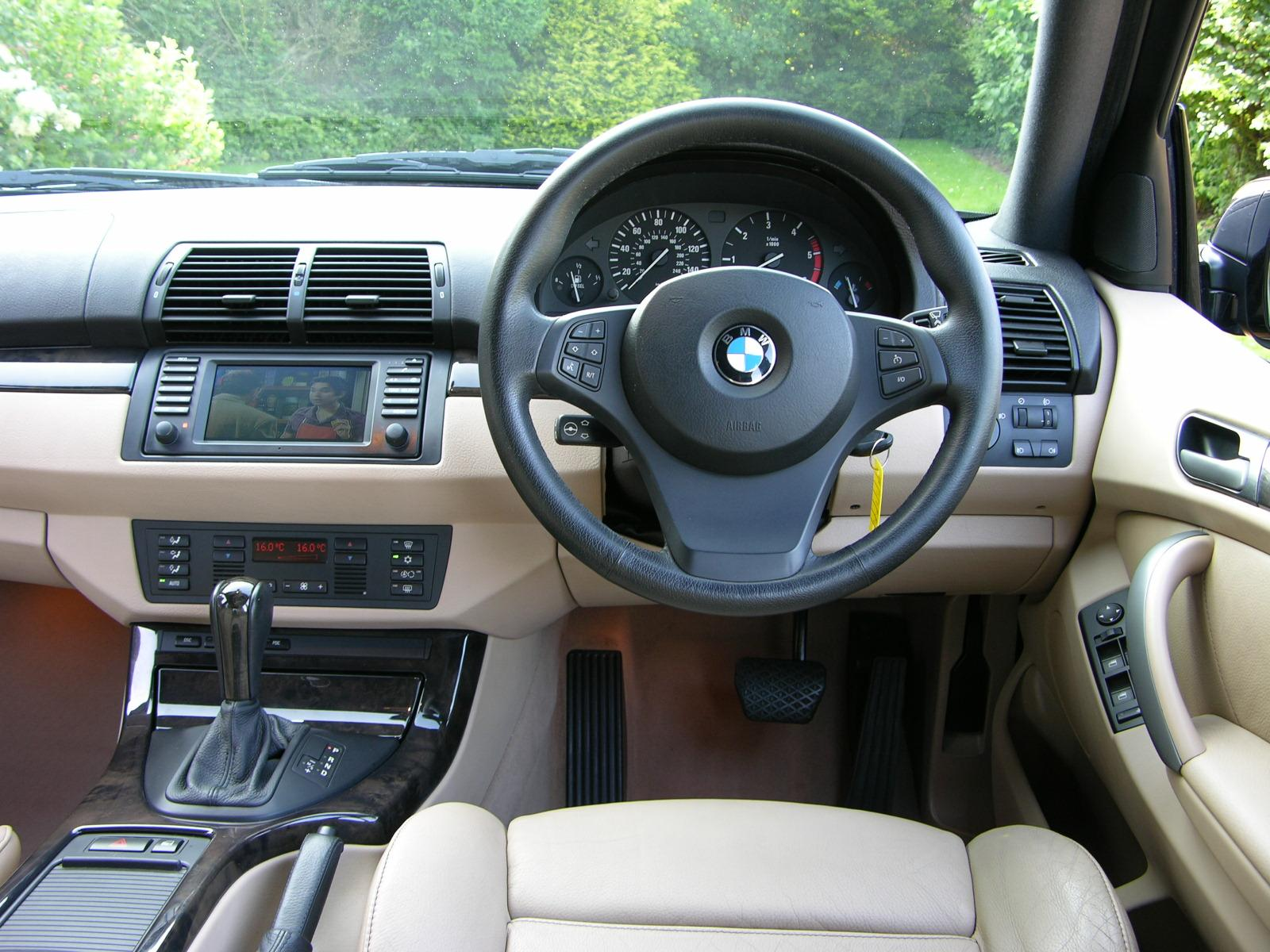
A belseje
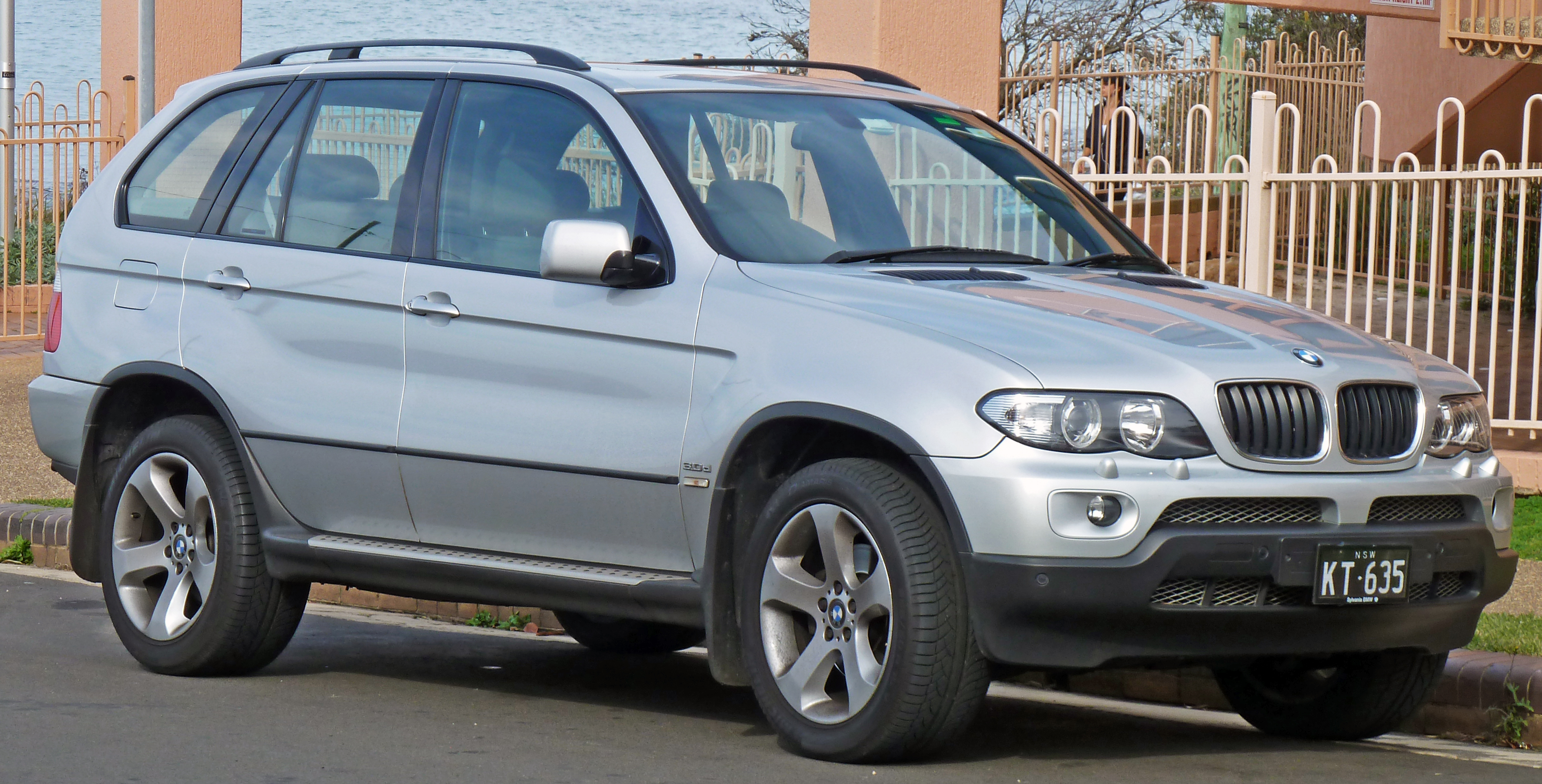
BMW E53 Post-Facelift eleje
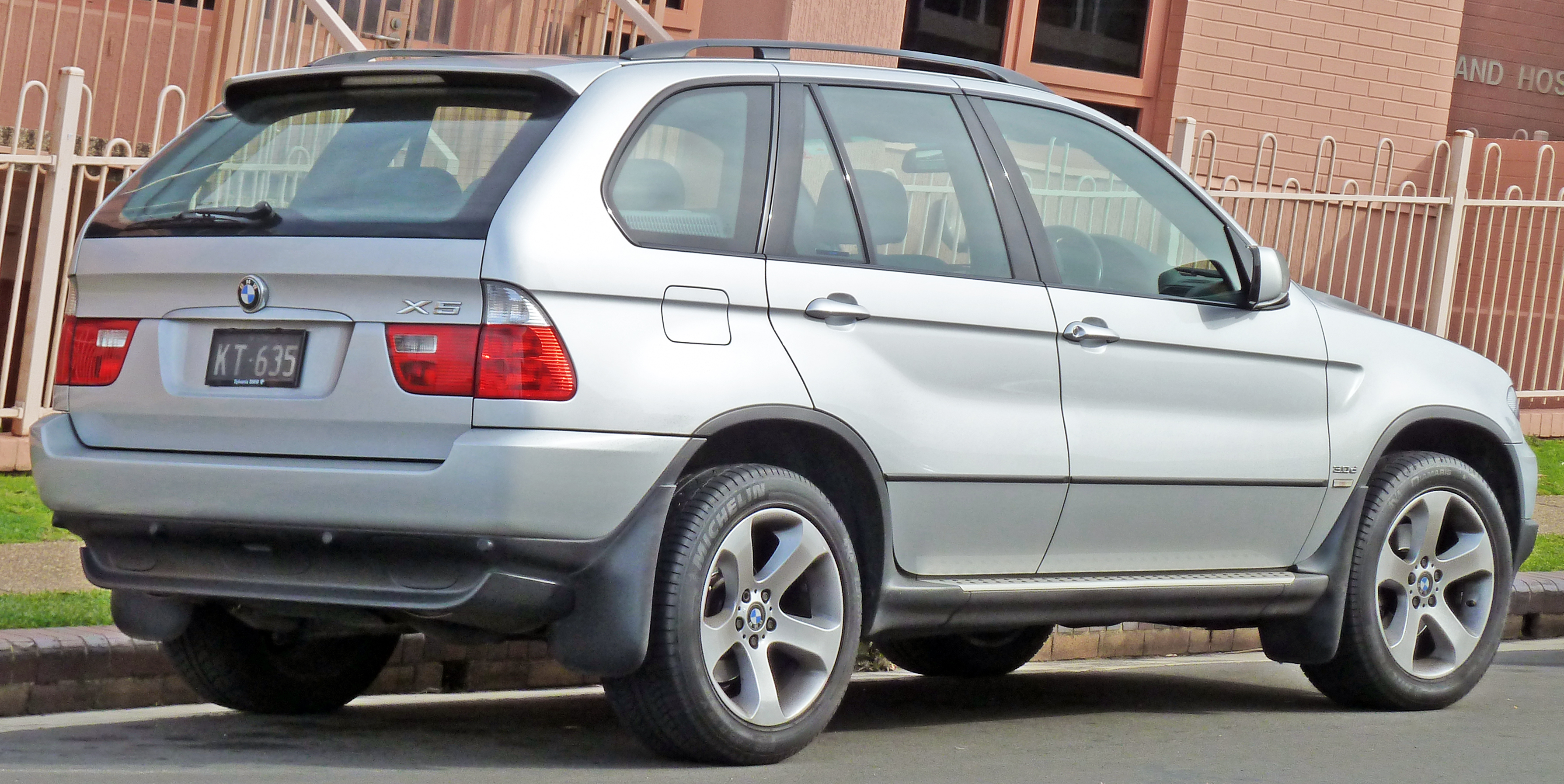
BMW E53 Post-Facelift hátulja

Az E53 X5-öt 1999 és 2006 között gyártották. Nem sokkal azután fejlesztették ki, hogy a BMW Group felvásárolta a brit Land Rover terepjárókat gyártó céget. A BMW járművek viszont jelentős előnyöket élveztek a Land Rover technológiájából. Az első generációs X5 számos alkatrészen osztozik a Range Rover (L322) modellel (különösen a lejtmenetvezérlő és a terepmotor-vezérlő rendszerek). A motort és az elektronikai rendszereket a BMW E39 5-ös sorozattal közösen kezelték.
Soros 6-os és V8-as benzinmotorok sorozatát kínálták, valamint dízelmotorokat. A motor lökettérfogata 3,0 és 4,8 liter között mozgott. A 2004-es modellévre készült facelift gyártása 2003 végén kezdődött.

### Második generáció (2006–2013)
- BMW E70

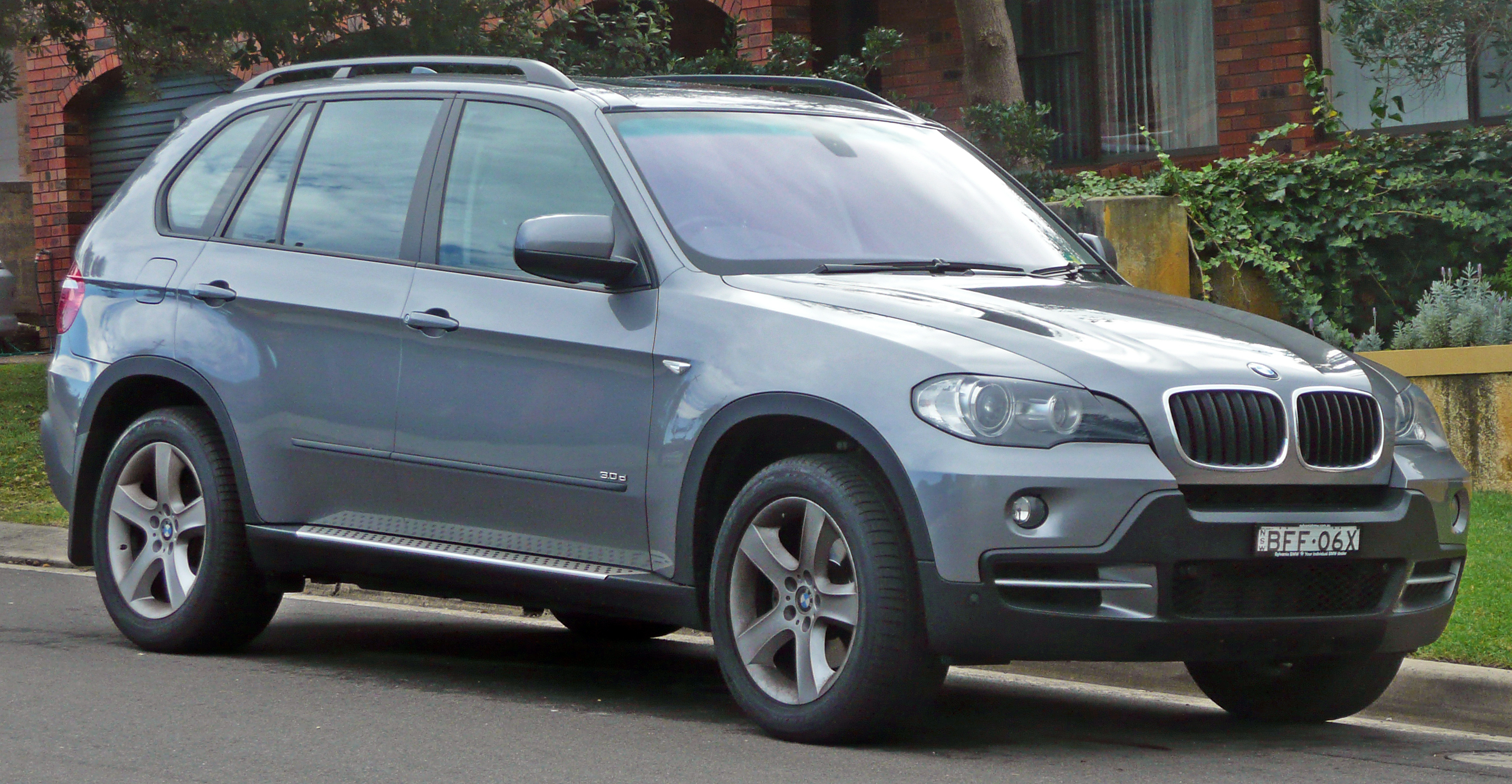
BMW E70 Pre-Facelift eleje
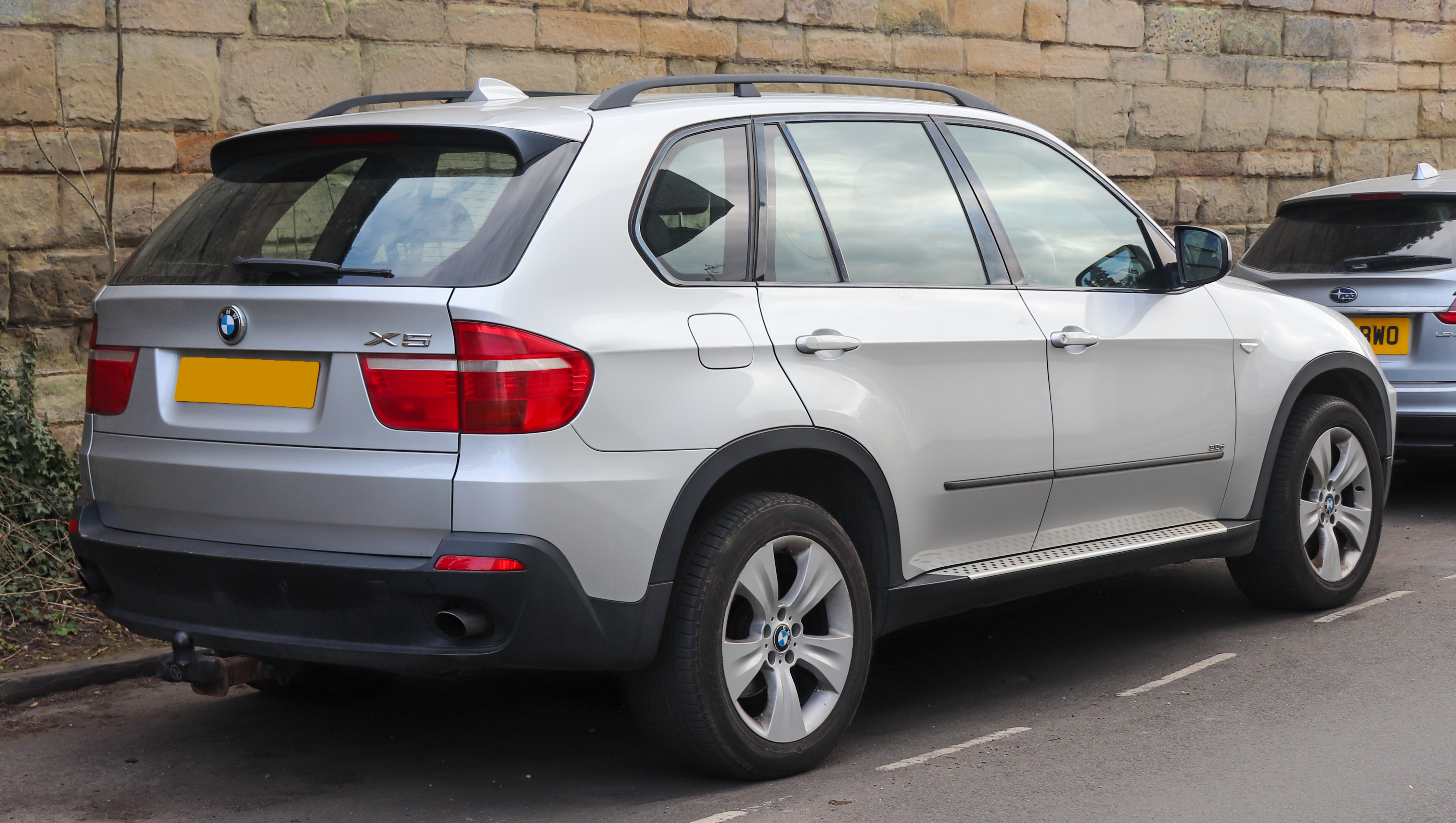
BMW E70 Pre-Facelift hátulja
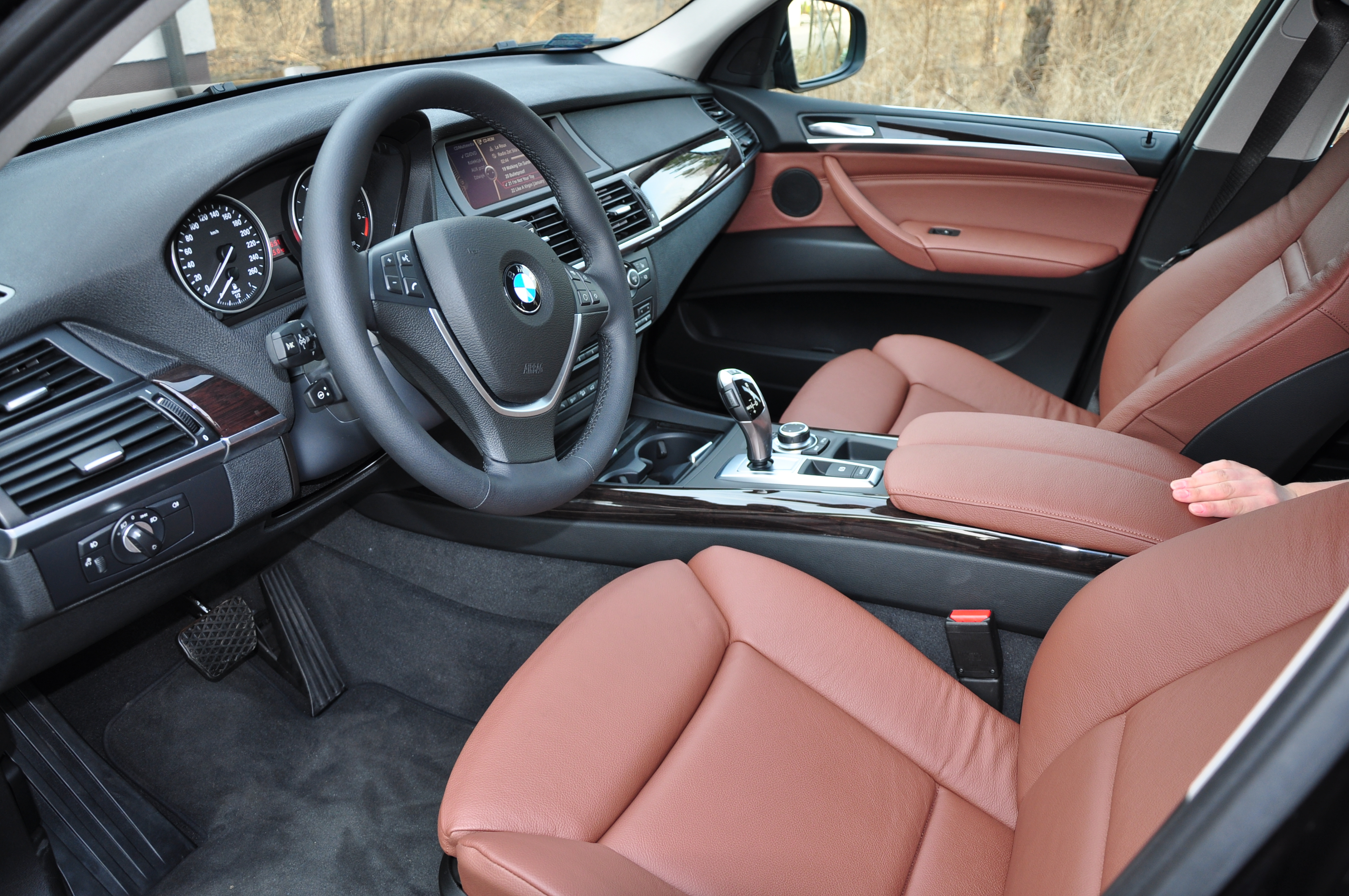
A belseje
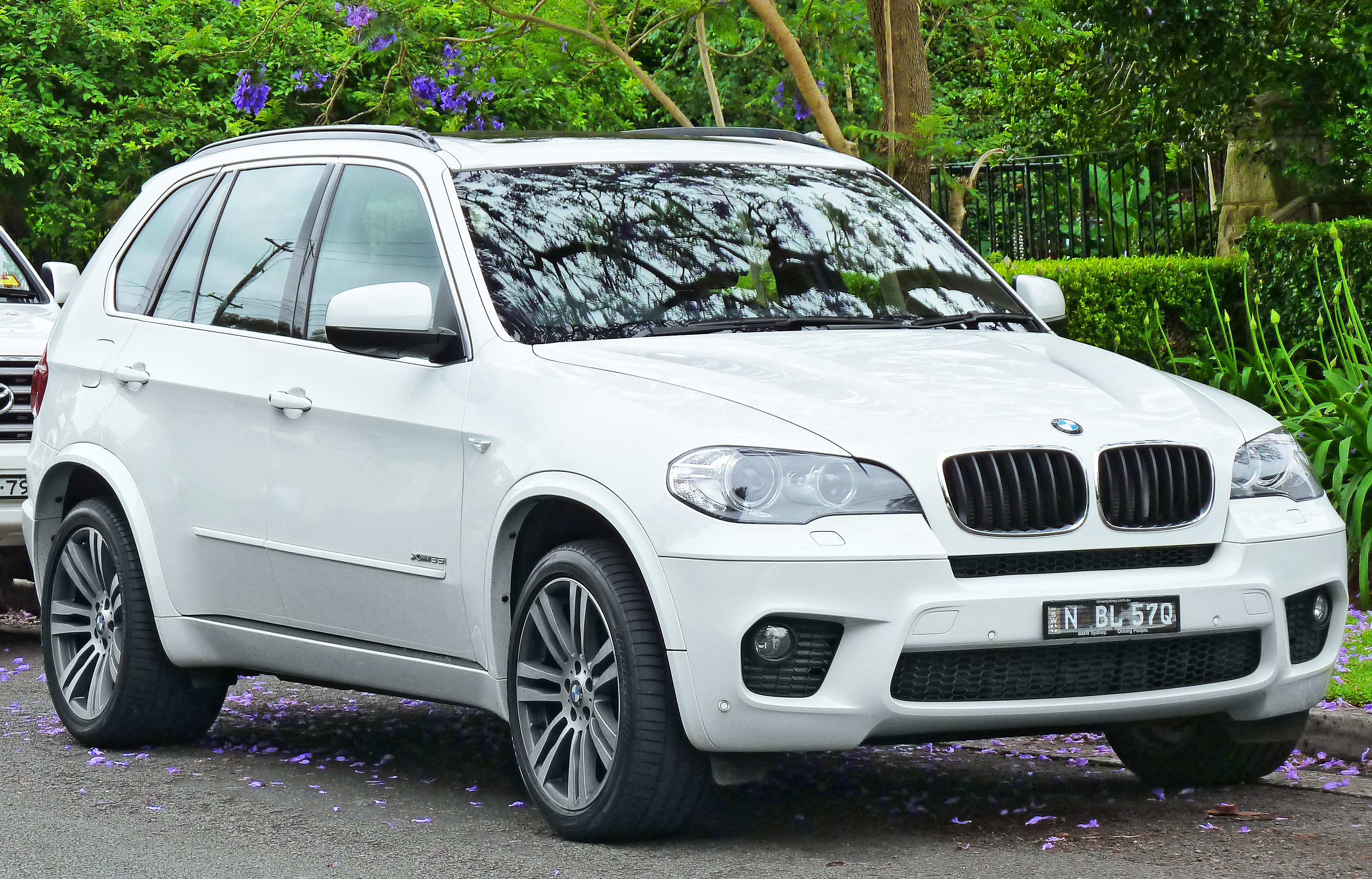
BMW E70 Post-Facelift eleje
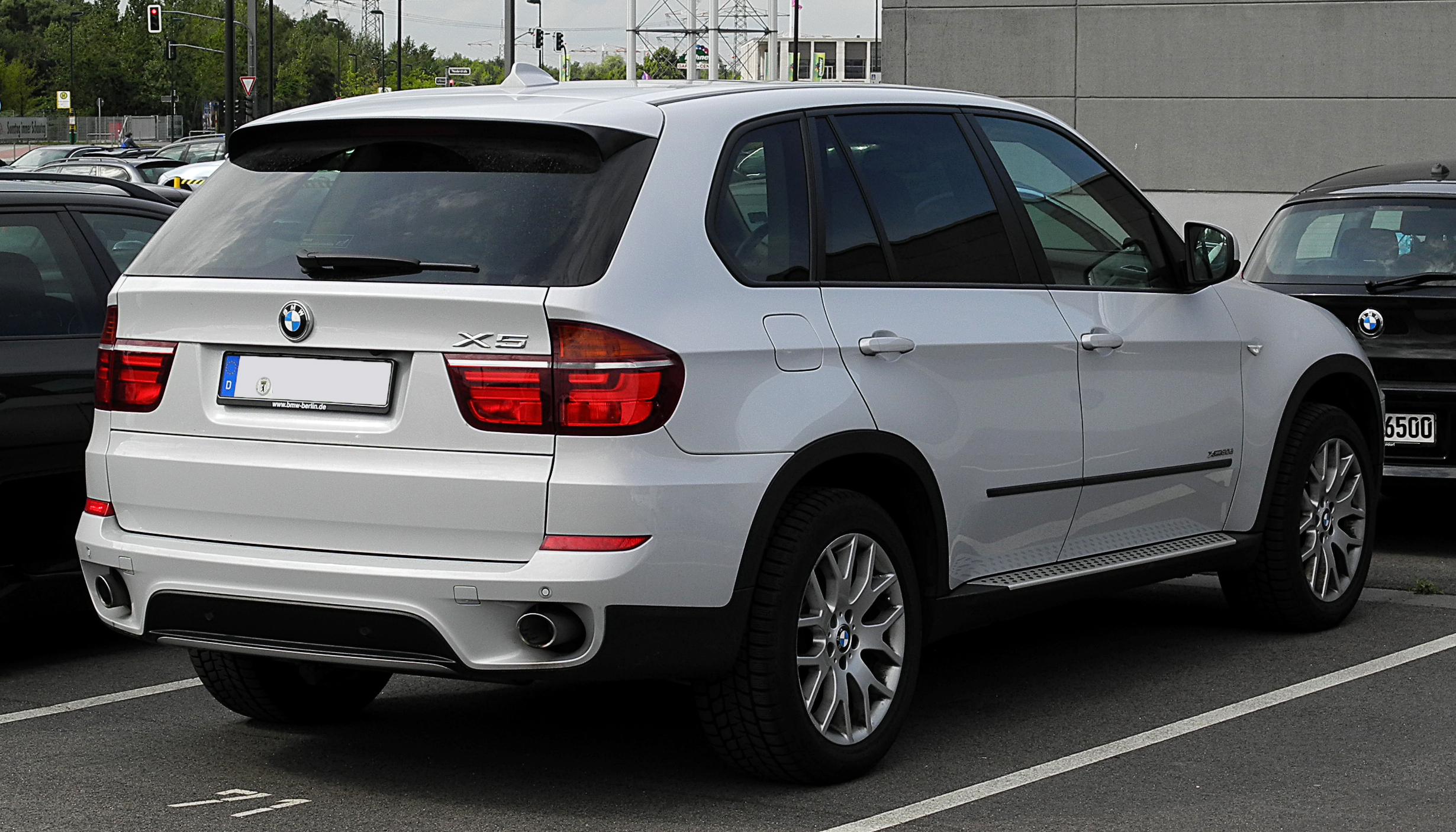
BMW E70 Post-Facelift hátulja
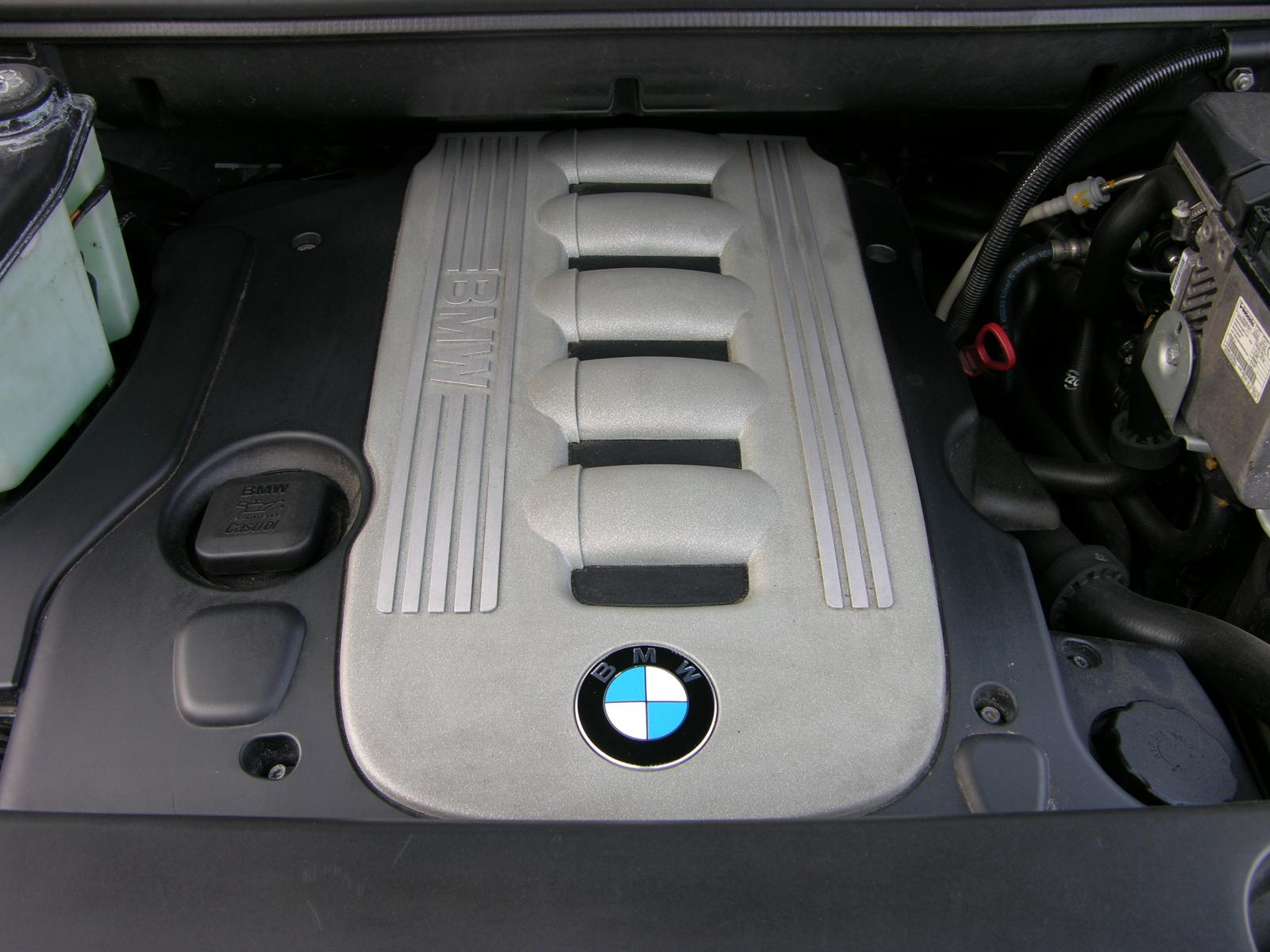
E70-es motorja
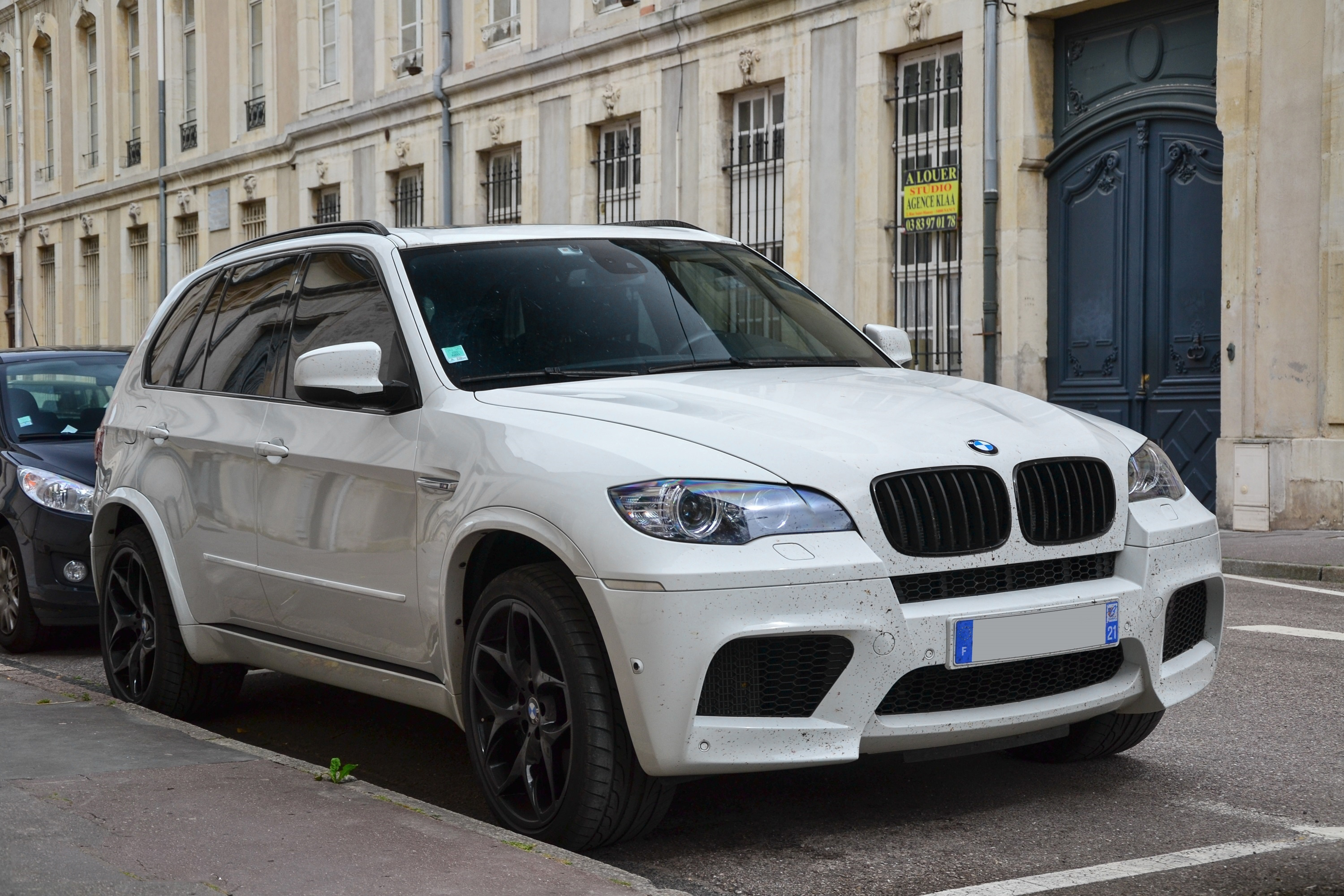
BMW E70 M Sport eleje
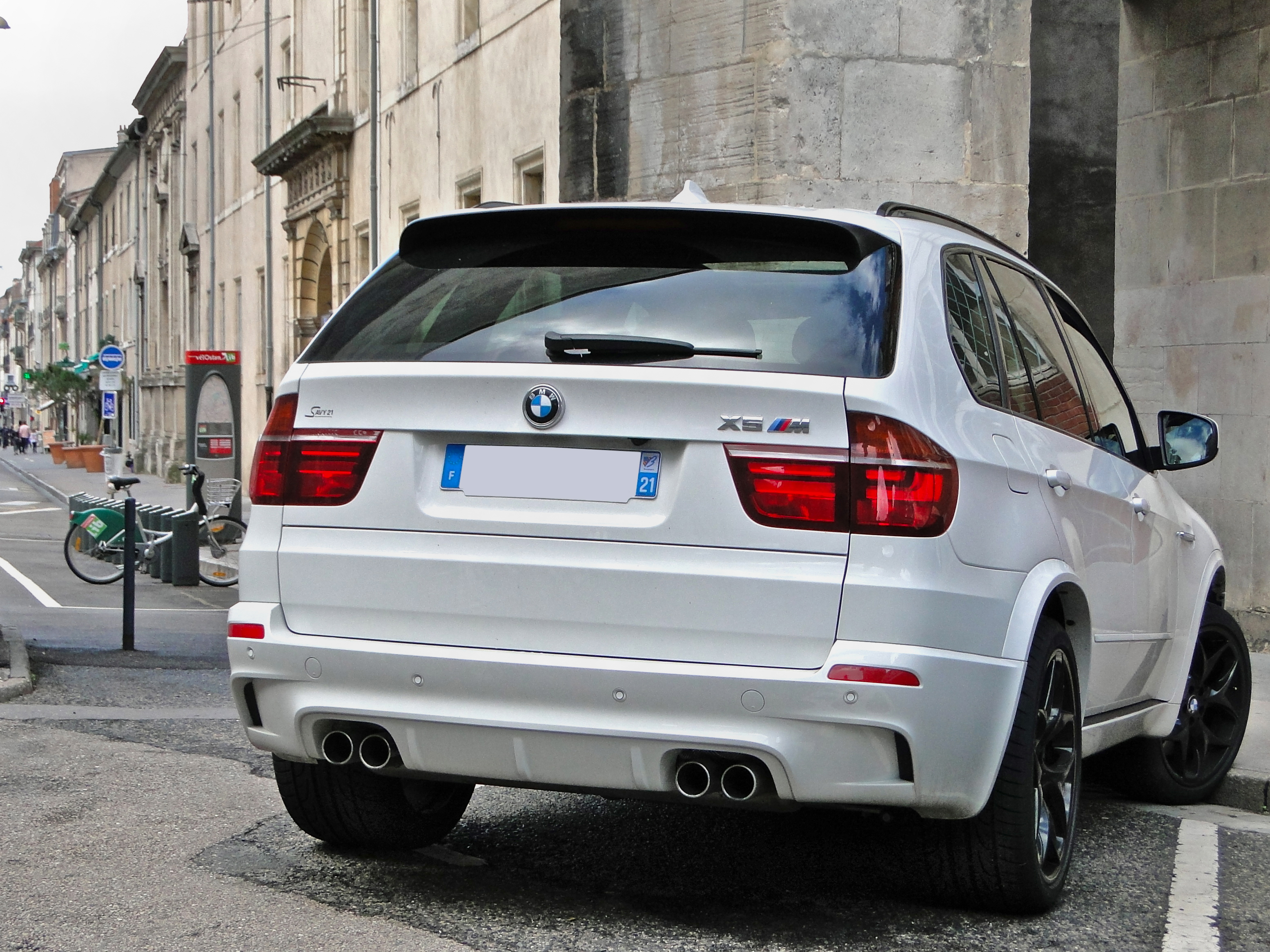
BMW E70 M Sport hátulja
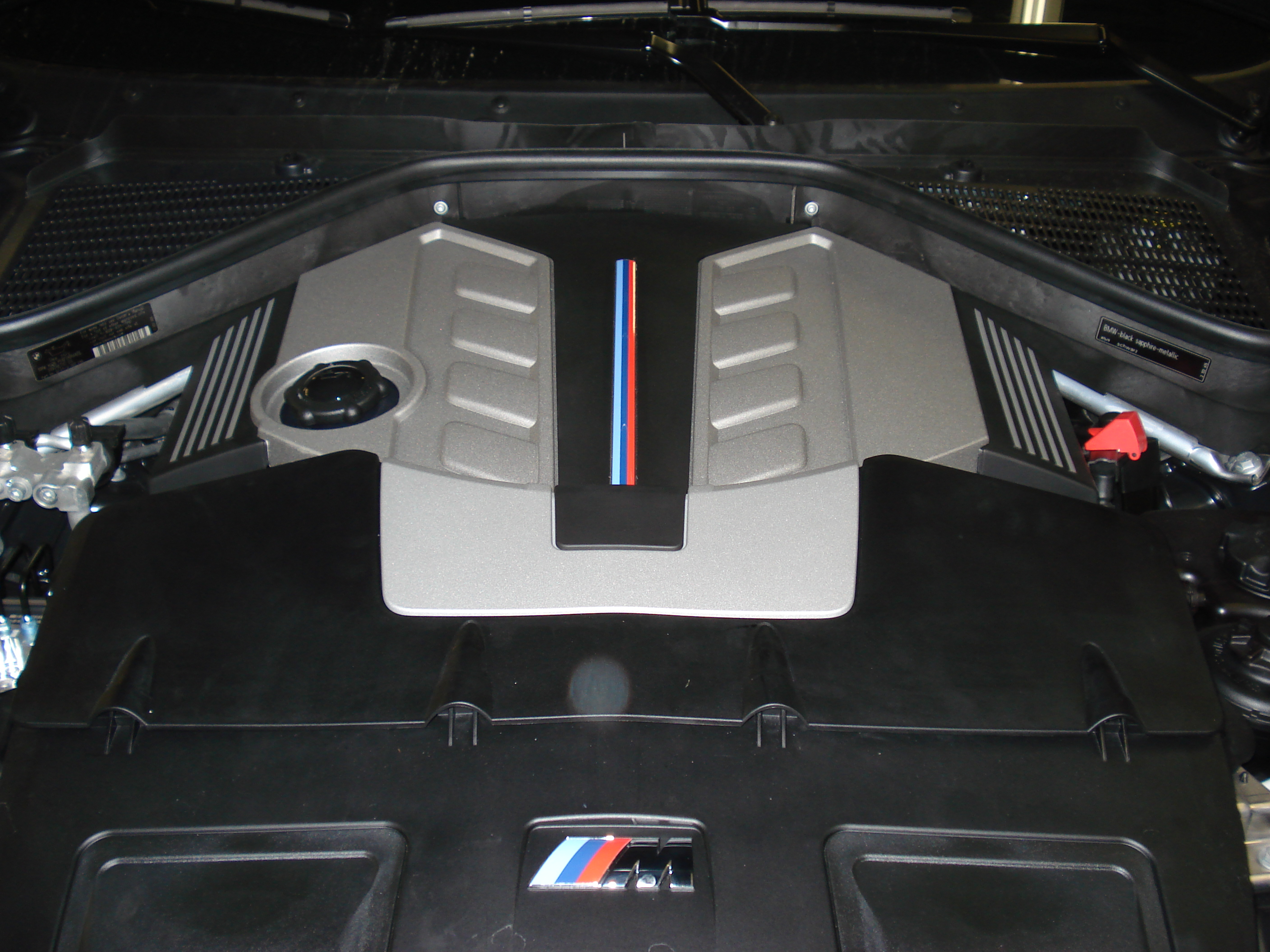
E70 M Sport motorja

Az E70 az X5 második generációja. 2006 júliusában debütált a 2007-es modellévben. A második generáció kulcsfontosságú fejlesztéseket tartalmazott, beleértve a BMW iDrive rendszerét, amely minden modellnél alapfelszereltségként szerepel, és egy opcionális harmadik üléssort a hétszemélyes kapacitás növelése érdekében.
Az X5 felszereltségi és motorszintű nómenklatúrája 2008 után ugyanazt a nómenklatúrát követi, mint a többi BMW-járműnél. Az X5 3.0si-t átkeresztelték X5 xDrive30i-re, az X5 4.8i-t pedig X5 xDrive48i-re. 2010-ben a BMW a DVD-alapú CCC rendszert (amely az iDrive-ot hajtotta) CIC merevlemezre cserélte.
2009-ben a dízel xDrive35d változat elérhetővé vált Kanadában és az Egyesült Államokban, valamint a BMW 335d 3-Series szedán.
Az M Performance változatot 2009 áprilisában a New York-i Autószalonon mutatták be, és 2009 szeptemberében került forgalomba (2010-es modellév). A hajtásláncát az X6 M-mel megosztva az X5 M a BMW első turbófeltöltős M Power V-8-at tartalmazta, amely 555 LE-t (414 kW) és 500 lb⋅ft (680 Nm) nyomatékot adott.

### Harmadik generáció (2013–2018)
- BMW F15
- BMW F85 (M Sport)

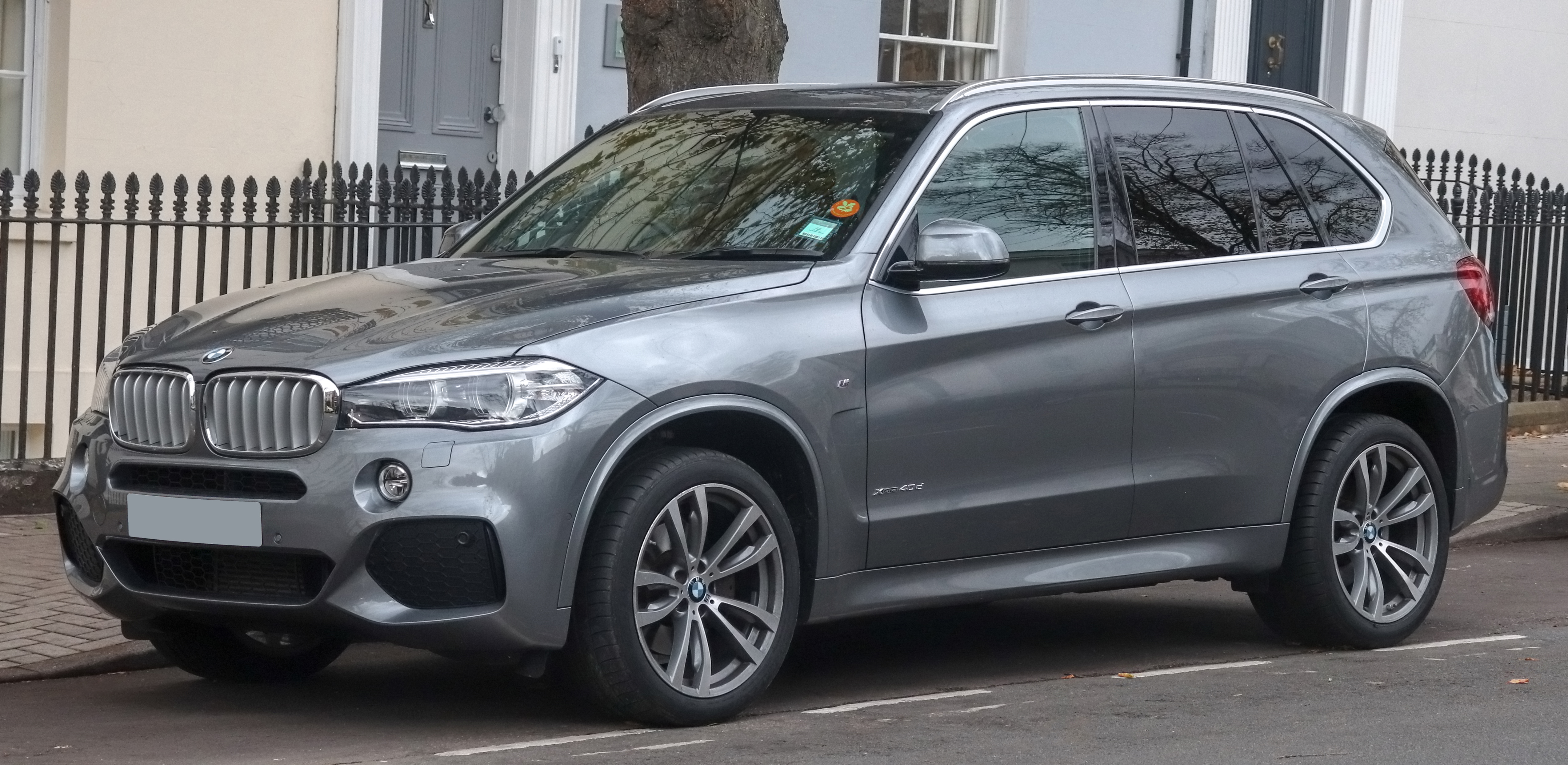
BMW F15 xDrive eleje
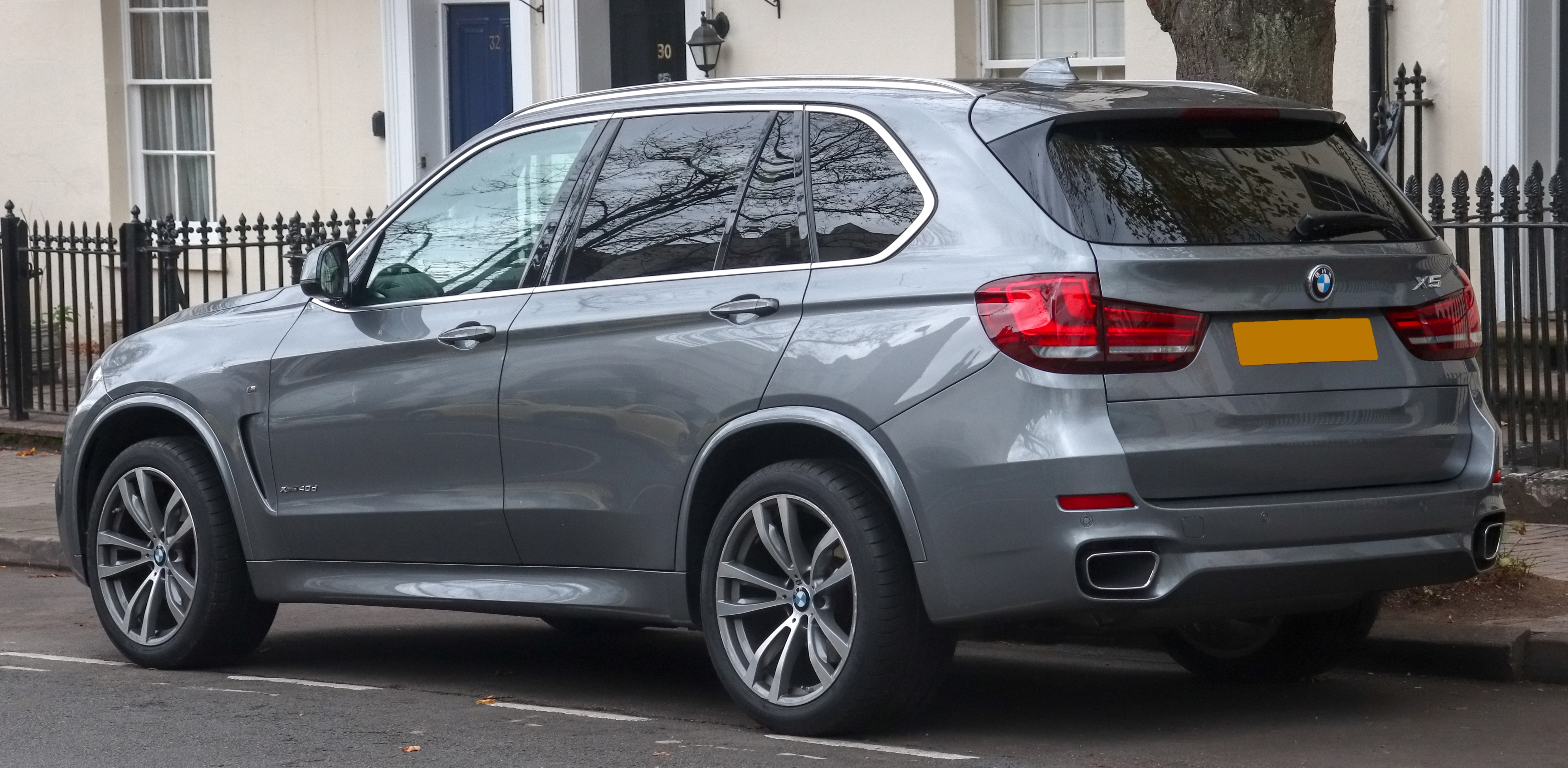
BMW F15 xDrive hátulja
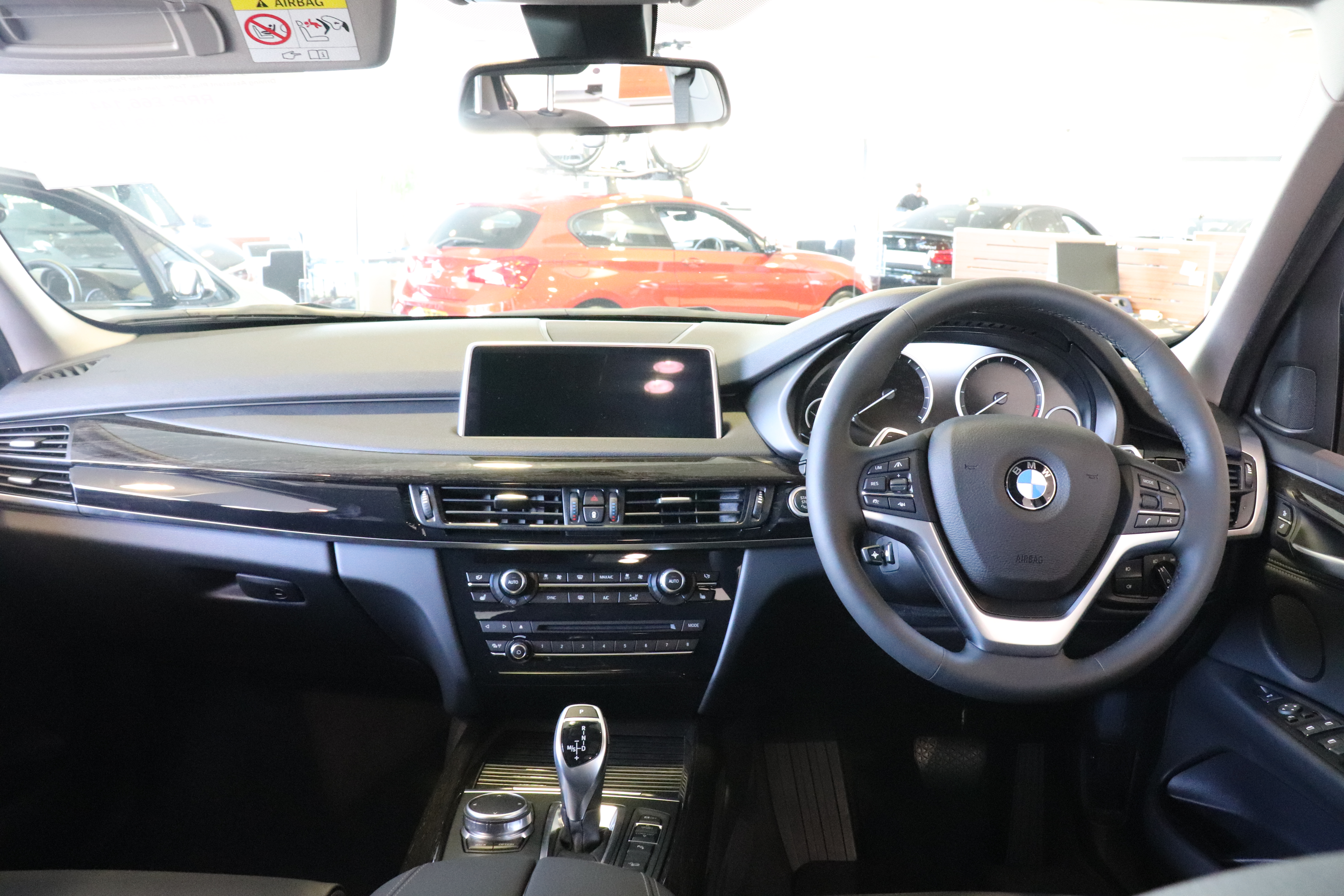
A belseje
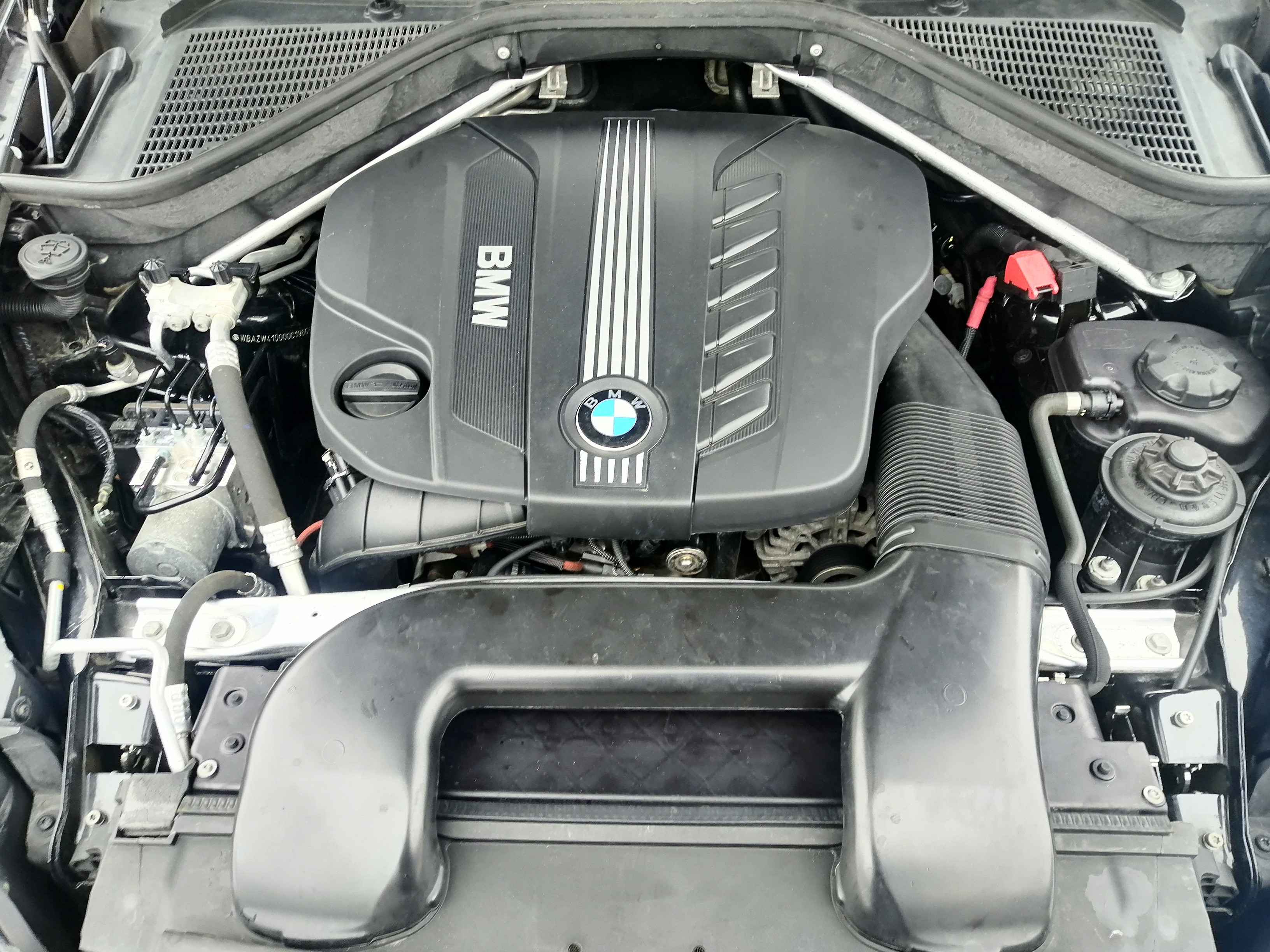
A motorja
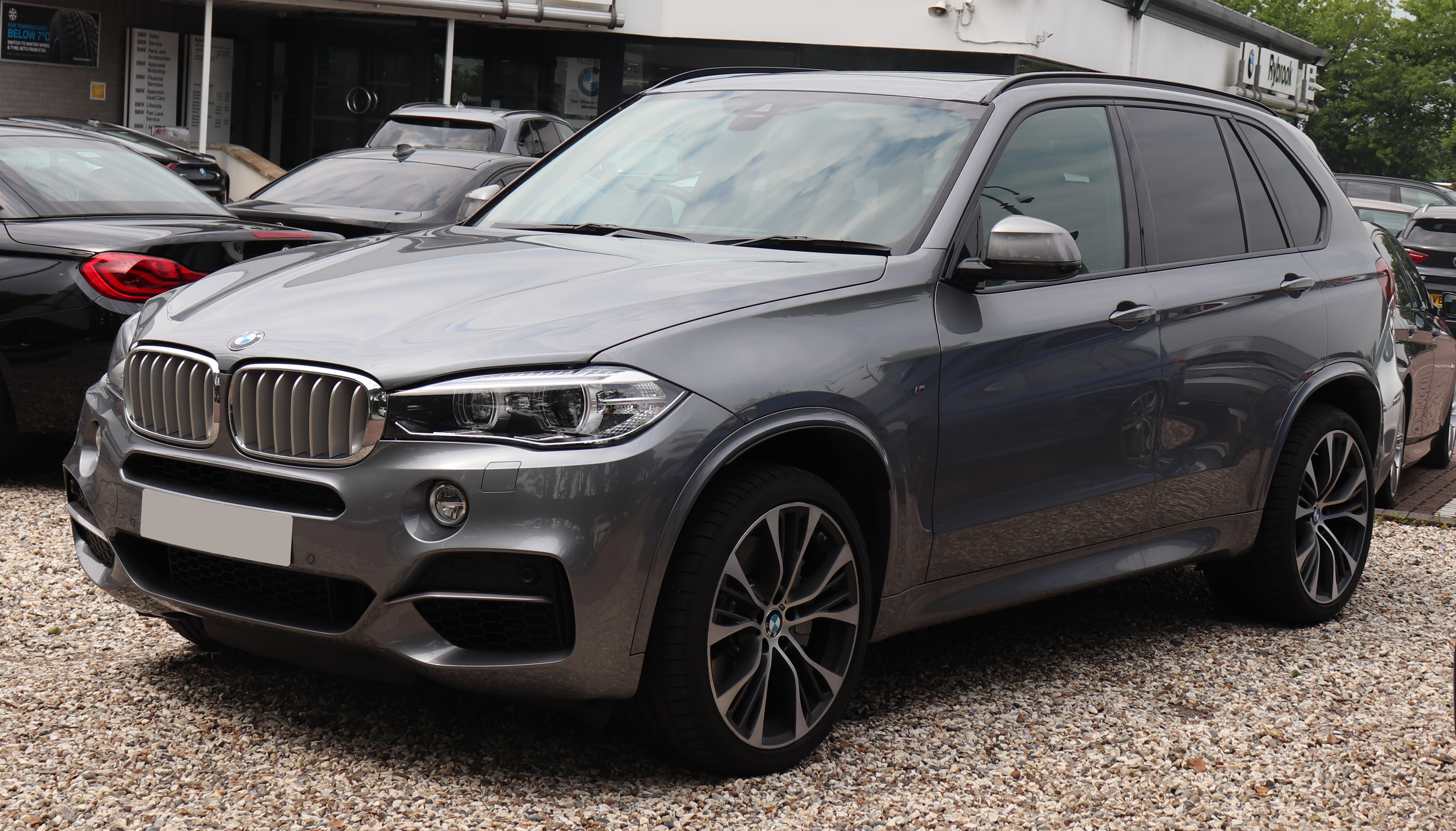
BMW F15 M Sport eleje
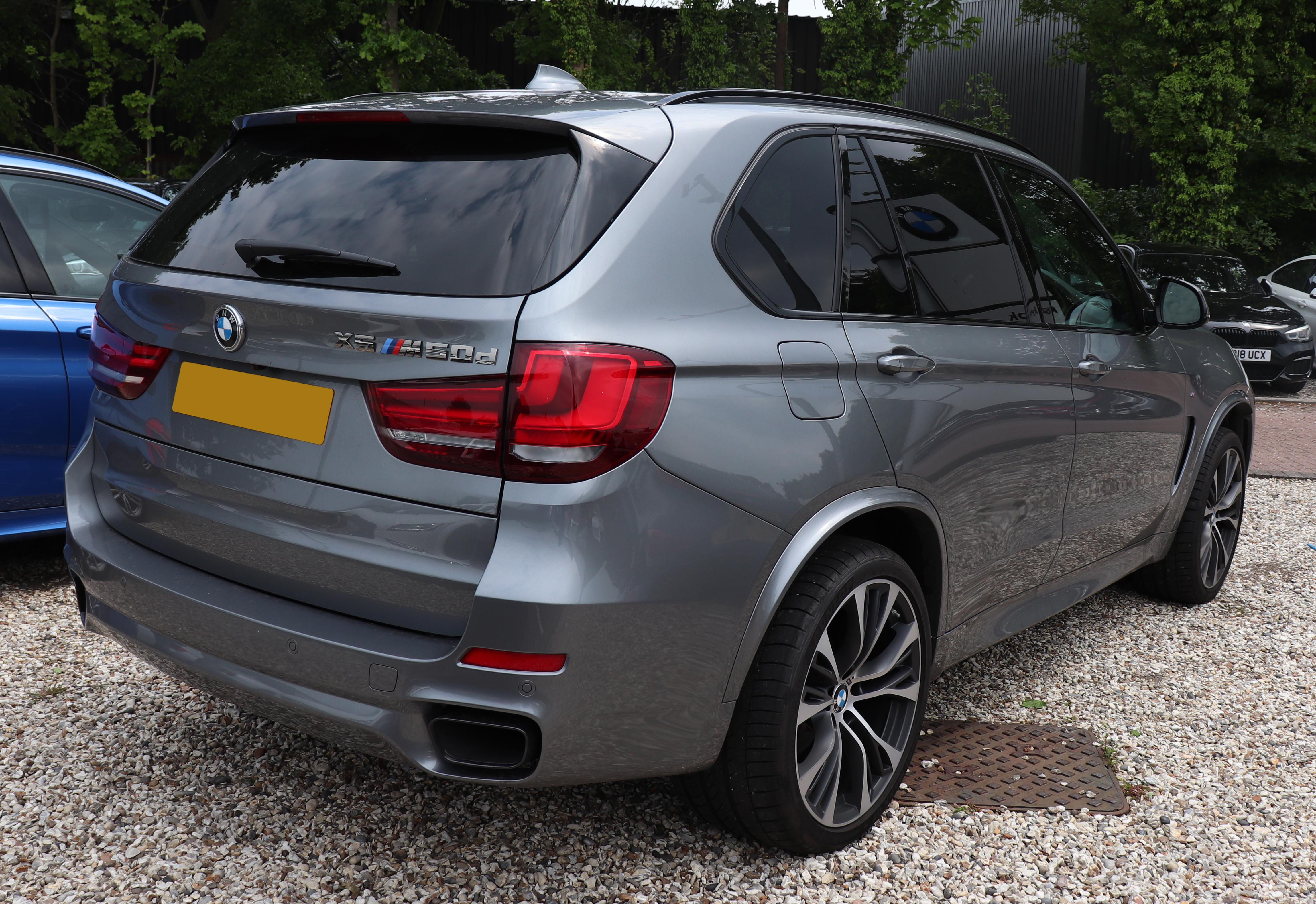
BMW F15 M Sport hátulja
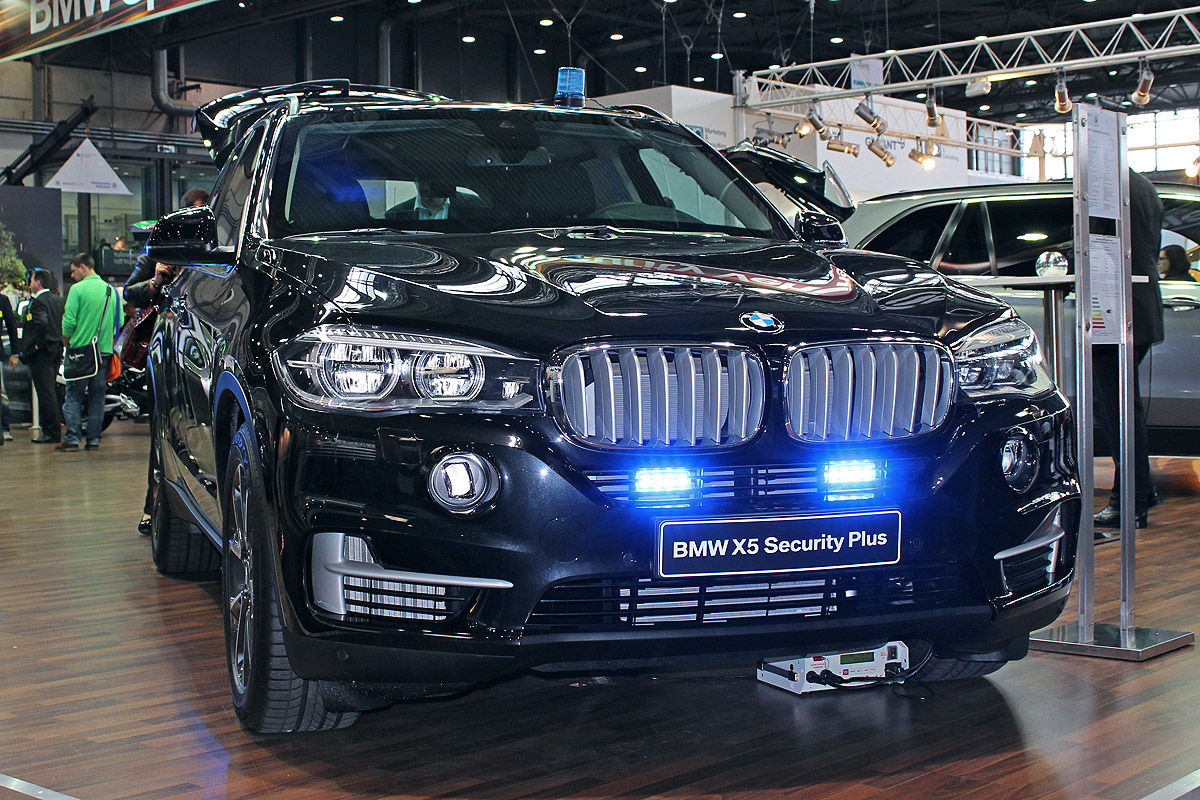
BMW X5 Security Plus

Az F15 (vagy az X5 M esetében az F85) az X5 harmadik generációja, és először 2013. május 30-án mutatták be a nagyközönségnek. Hivatalosan 2013 novemberében debütált.
Ugyanazt a vázat és tengelytávot kapta, mint az E70-et, és három motor közül választhat. A kínálatban szerepelt az xDrive50i (benzin V-8-as, 450 LE), az xDrive30d (turbófeltöltéses soros-6 dízel, 258 LE-s teljesítmény) és az M50d Performance (turbófeltöltős soros-6 dízel, 381 lóerős). 2013 decemberében további motoropciók váltak elérhetővé. Ez magában foglalta a hathengeres xDrive40d és xDrive35i modelleket, valamint a négyhengeres xDrive25d (összkerékhajtás) és sDrive25d (hátsókerékhajtású) modelleket. A BMW egy Plug-in Hybrid Electric Vehicle modellt (az xDrive40e) adott hozzá, amelyet turbófeltöltős négyhengeres motor hajtott. Az xDrive40e villanymotorja 83 kW csúcsteljesítményt és 55 kW folyamatos teljesítményt ér el a 9 kWh-s 351 V-os Li-ion akkumulátorral.

### Negyedik generáció (2018-)
- BMW G05
- BMW G18 (hosszabb tengelytávú)

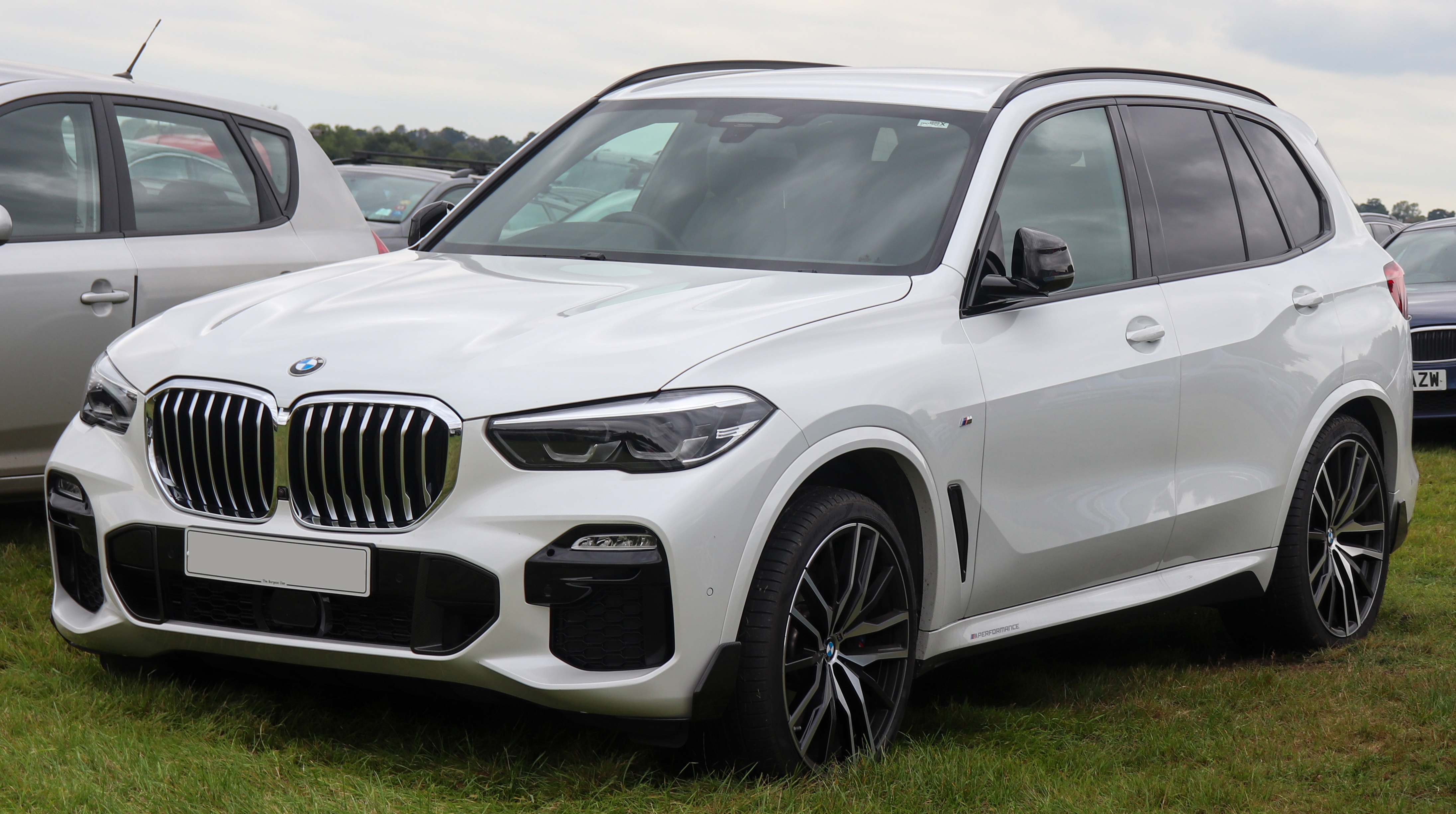
BMW G05 eleje
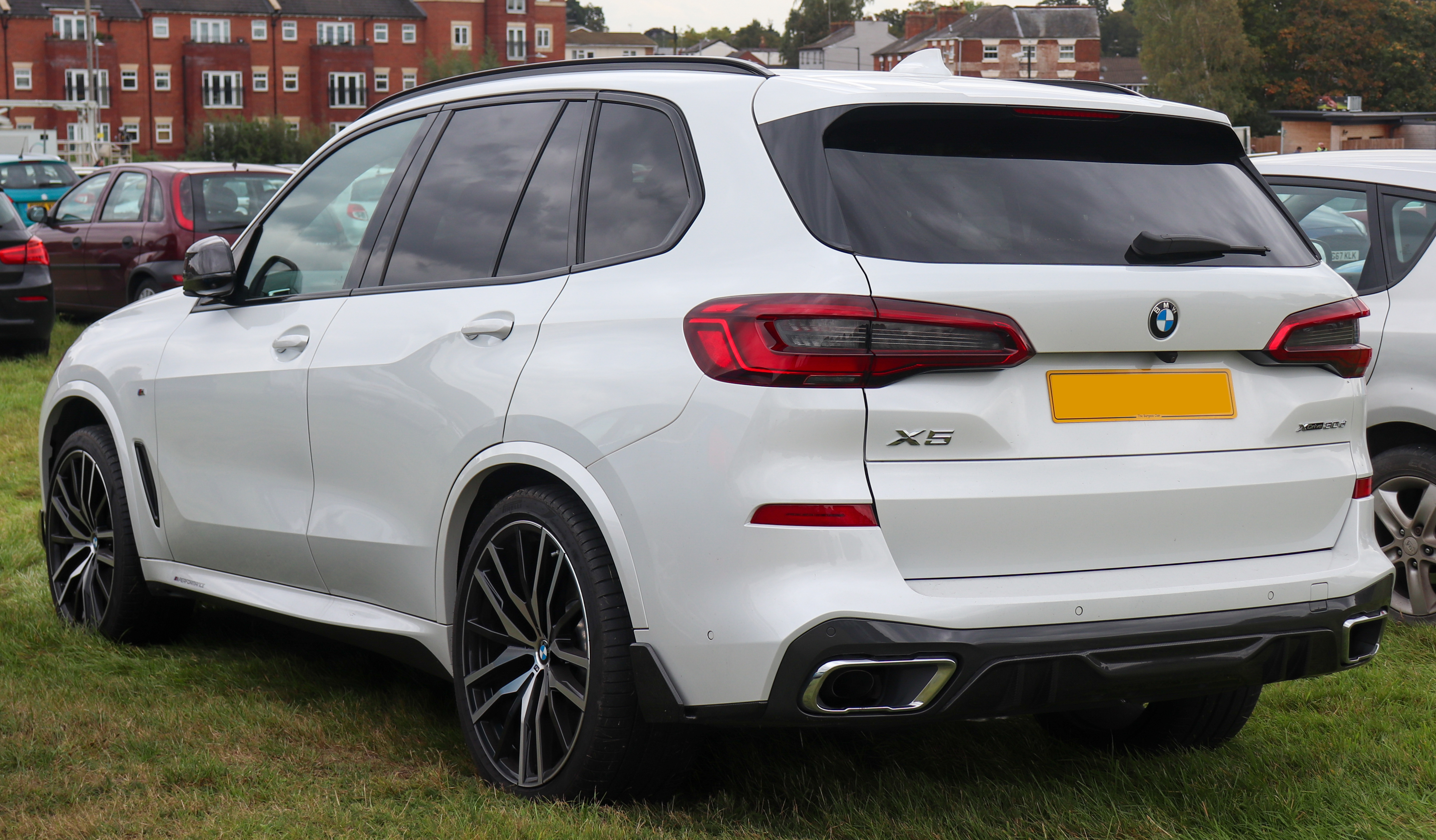
BMW G05 hátulja
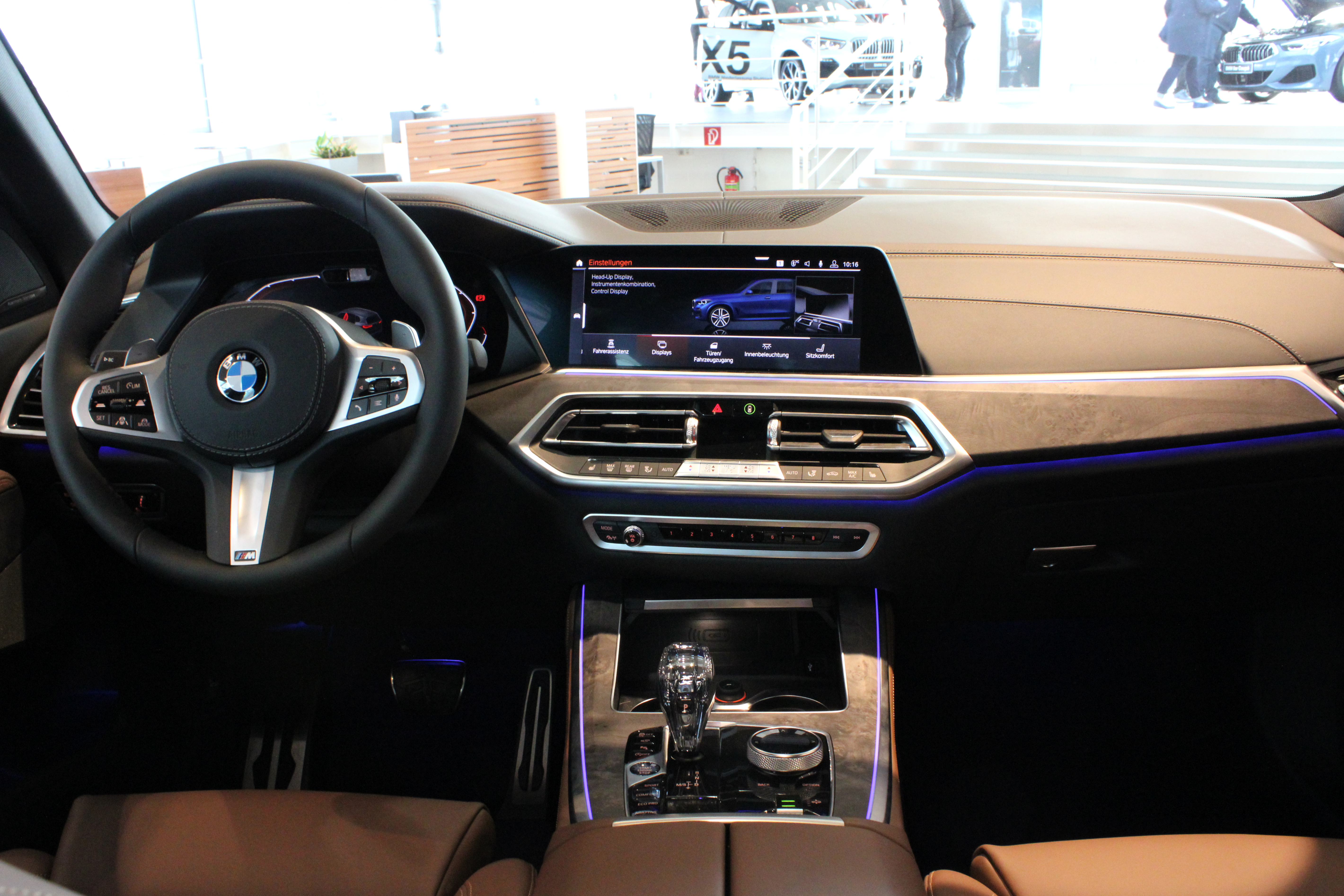
A belseje
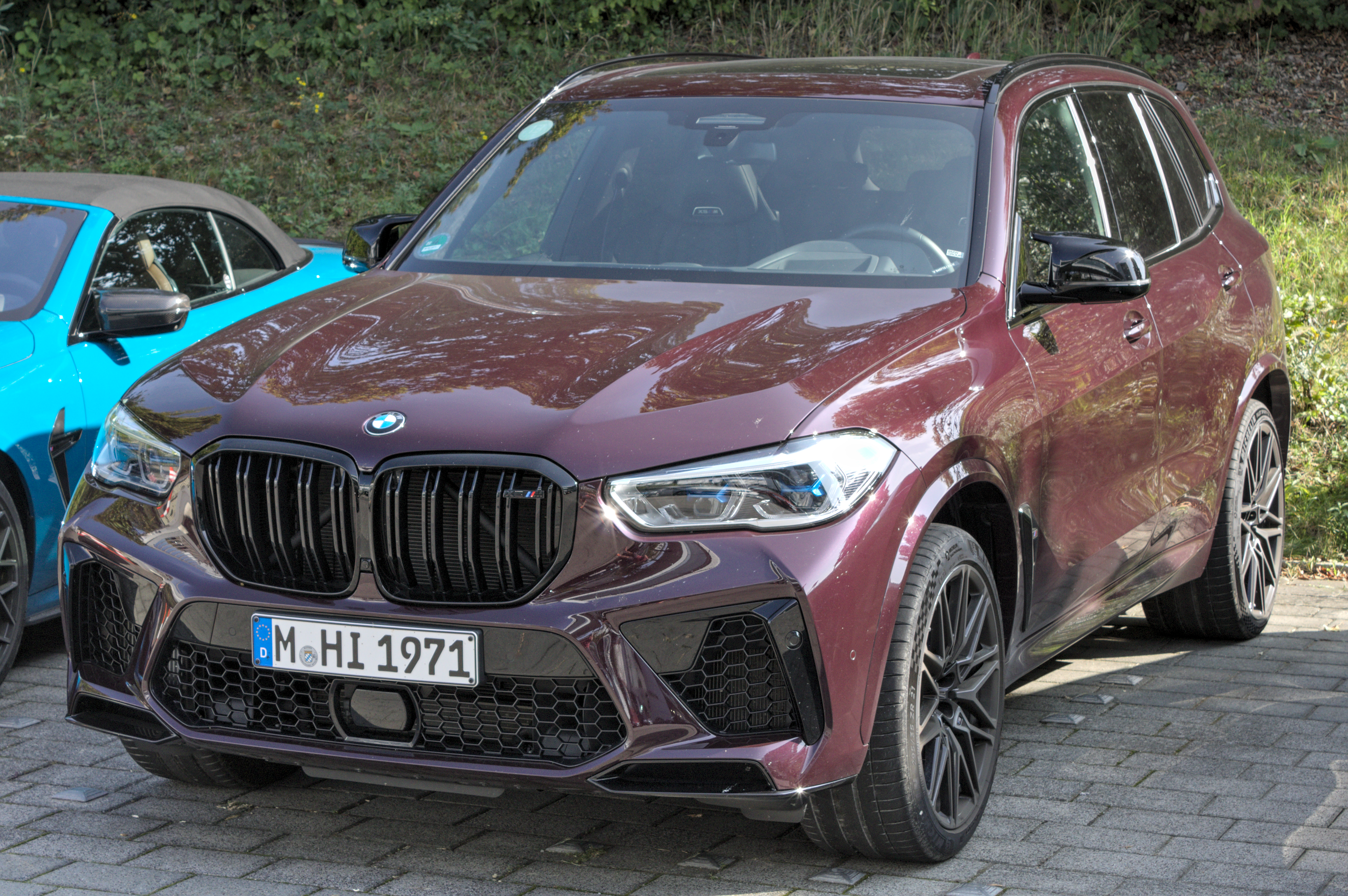
BMW G05 M Sport
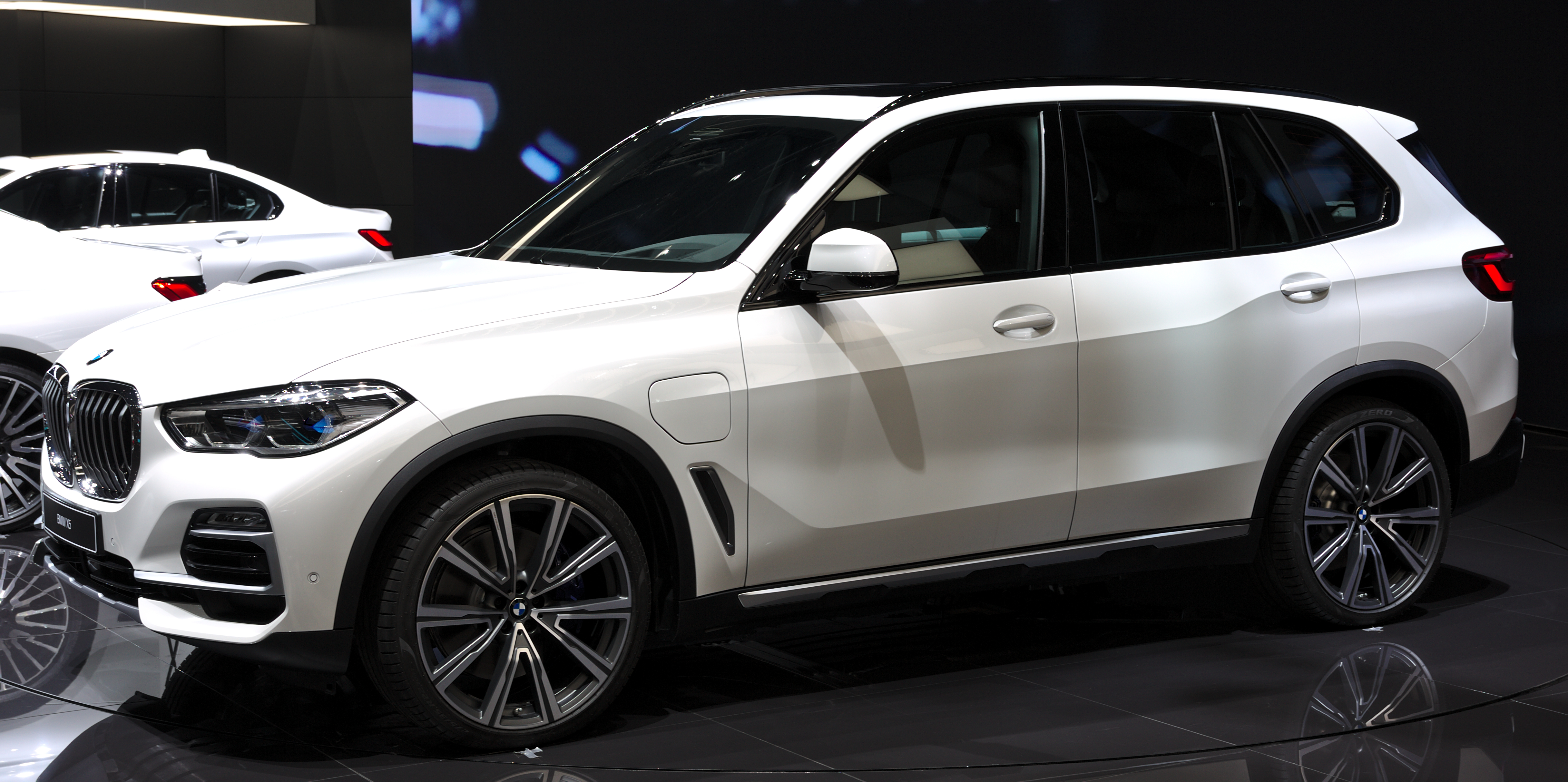
BMW G05 xDrive45e

A G05 az X5 negyedik generációja. 2018. június 6-án mutatták be a nagyközönségnek az interneten. Hivatalosan 2018 novemberében debütált. A BMW Group új Cluster Architecture (CLAR) alvázán alapul. Az összes 2019-es modellév X5-öt xDrive összkerékhajtással szerelték fel. Az sDrive (hátsókerék-hajtás) változattal bővült az Egyesült Államok 2020-as modellkínálata. A 2020-as X5 sDrive-ot a BMW soros 6-os B58-as benzinmotorja (az sDrive40i) hajtotta.
A 2020-as modellév másik kiegészítése az xDrive45e PHEV volt. A cég B58-as motorja is benne van, amely egy 82 kW-os (110 LE) elektromos motorral párosul. Az eredmény 290 kW (389 LE) együttes teljesítmény a nagyobb, 24 kWh-s akkumulátorcsomagból. A BMW X5 hosszú tengelytávú (LWB) változatát a kínai piac számára fejlesztették ki G18-as típuskóddal. A G18 tengelytávja 13 cm-rel meghosszabbodik a standard X5-höz képest. A G18-at a Shenyang-i BMW-gyárban szerelték össze.

## X6-os
A BMW X6 a német BMW autógyártó közepes méretű luxus crossover SUV-ja. A BMW X6 a sporttevékenységi kupé (SAC) ötletgazdája, utalva a ferde hátsó tető kialakítására. Egyesíti a SUV tulajdonságait (nagy hasmagasság, összkerékhajtás és minden időjárási körülmények között való közlekedőképesség, nagy kerekek és abroncsok) a kupé (ferde tetős stílus) kiállásával. A BMW észak-amerikai gyárában, a dél-karolinai Greerben épült a BMW X5 mellett. Az X7 megjelenése előtt az X6 a BMW zászlóshajójának számított.
Az első generáció (E71) 2008 áprilisában került forgalomba a 2008-as modellévre, míg a második generációs X6 (F16) 2014-ben a Párizsi Autószalonon. A harmadik generációs X6-ot 2019 júliusában mutatták be.

### Első generáció (2007-2014)
- BMW E71
- BMW E72 (ActiveHybrid)

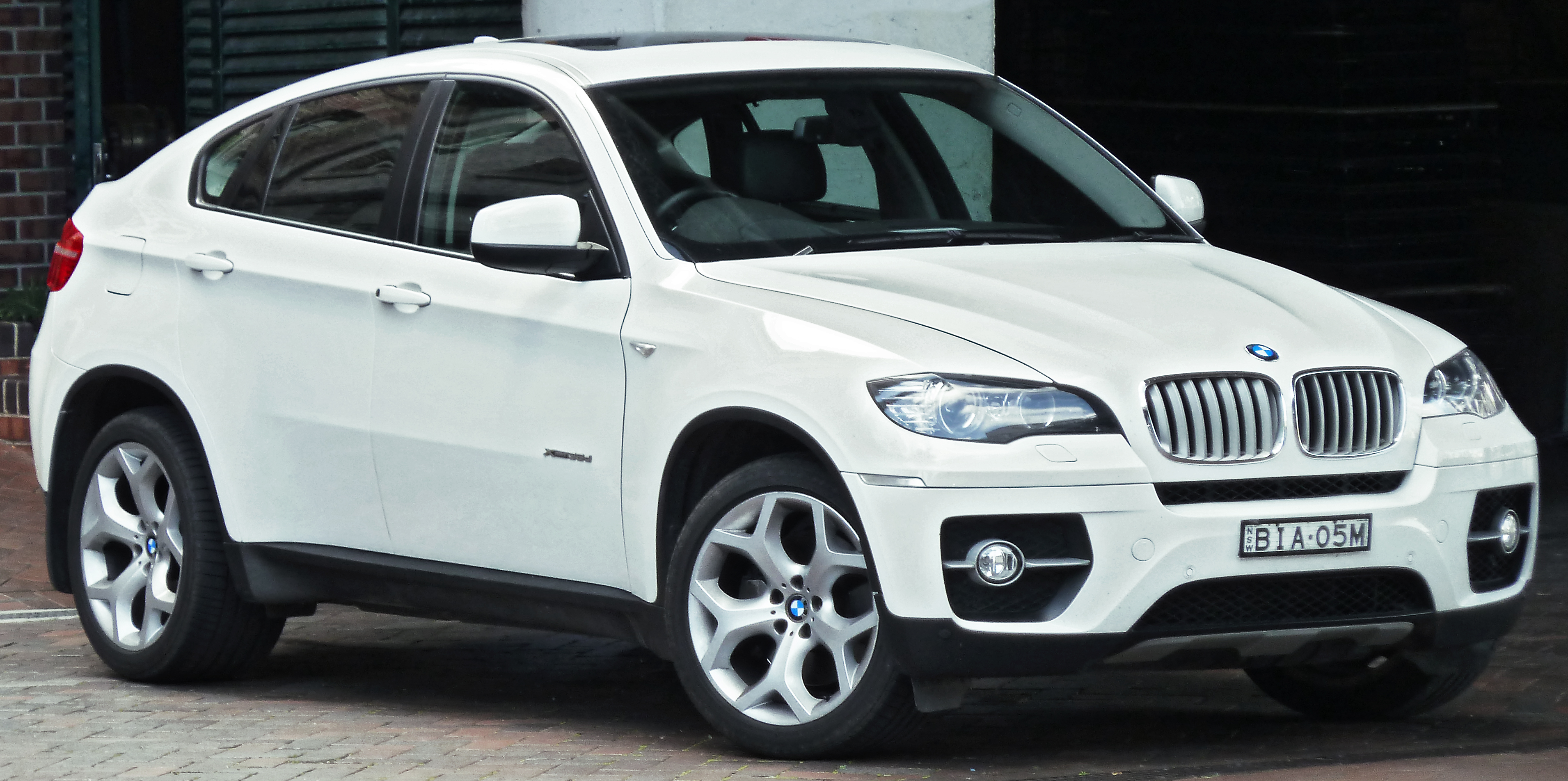
BMW E71 Pre-Facelift eleje
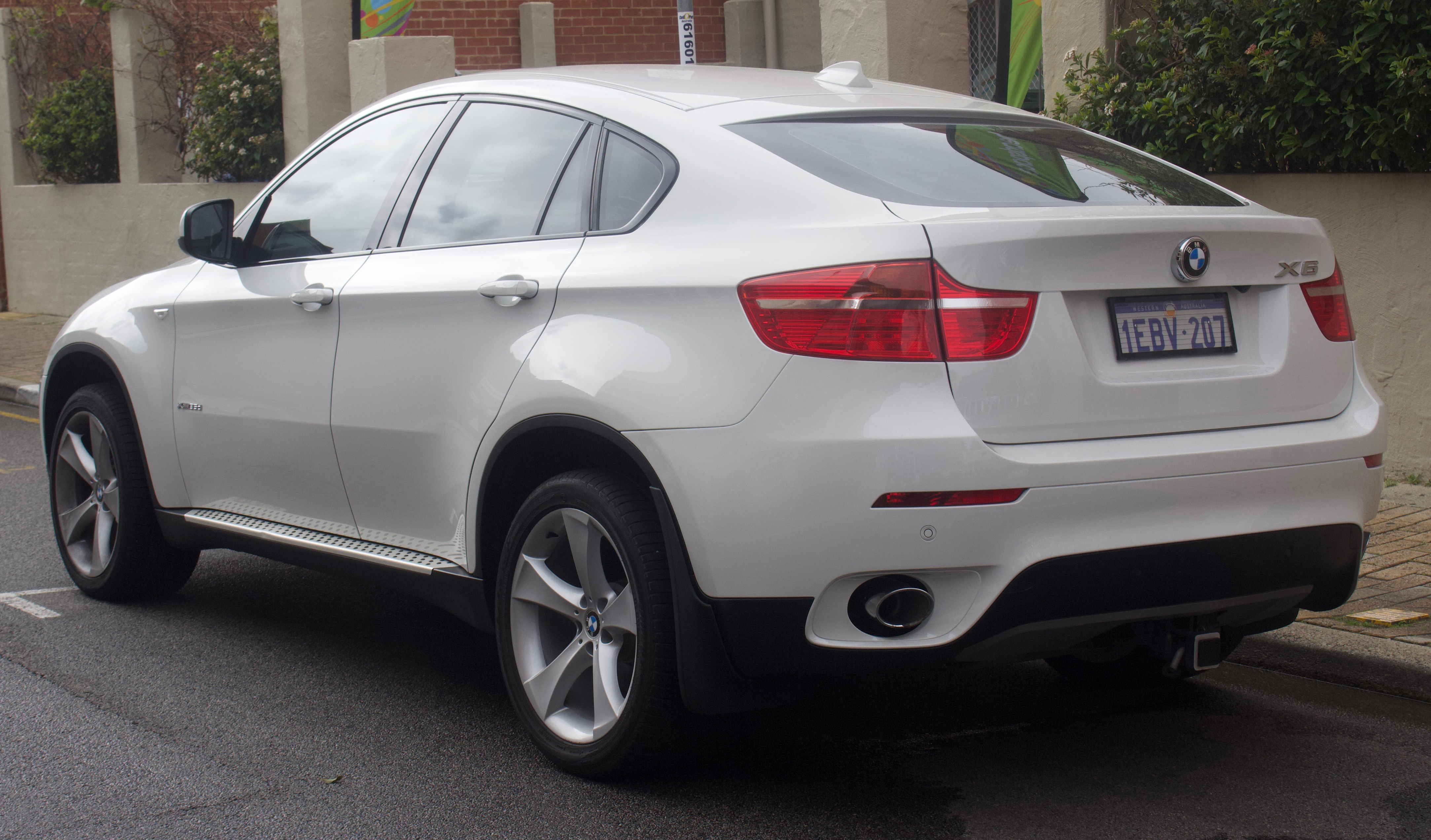
BMW E71 Pre-Facelift hátulja
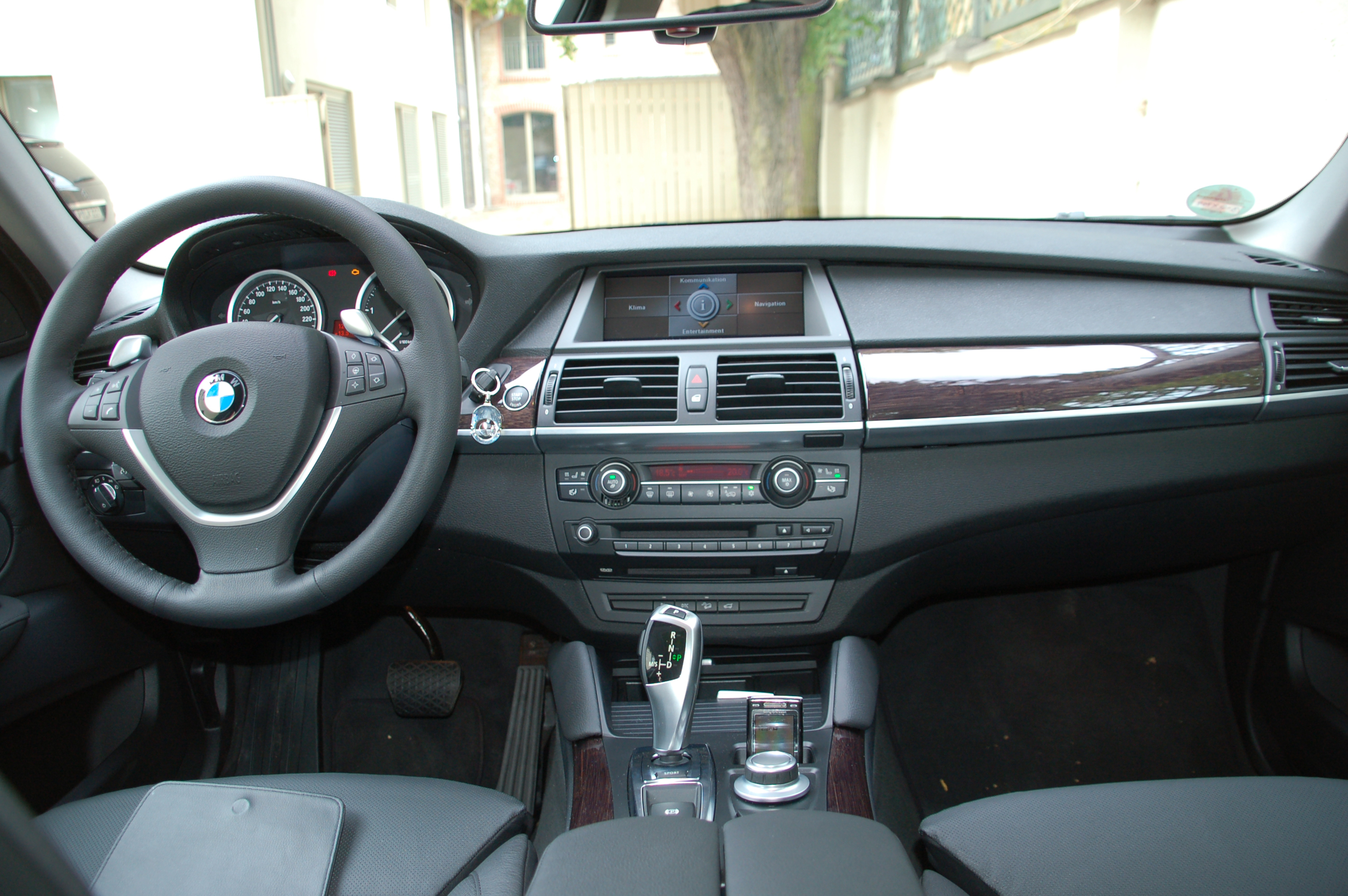
A belseje
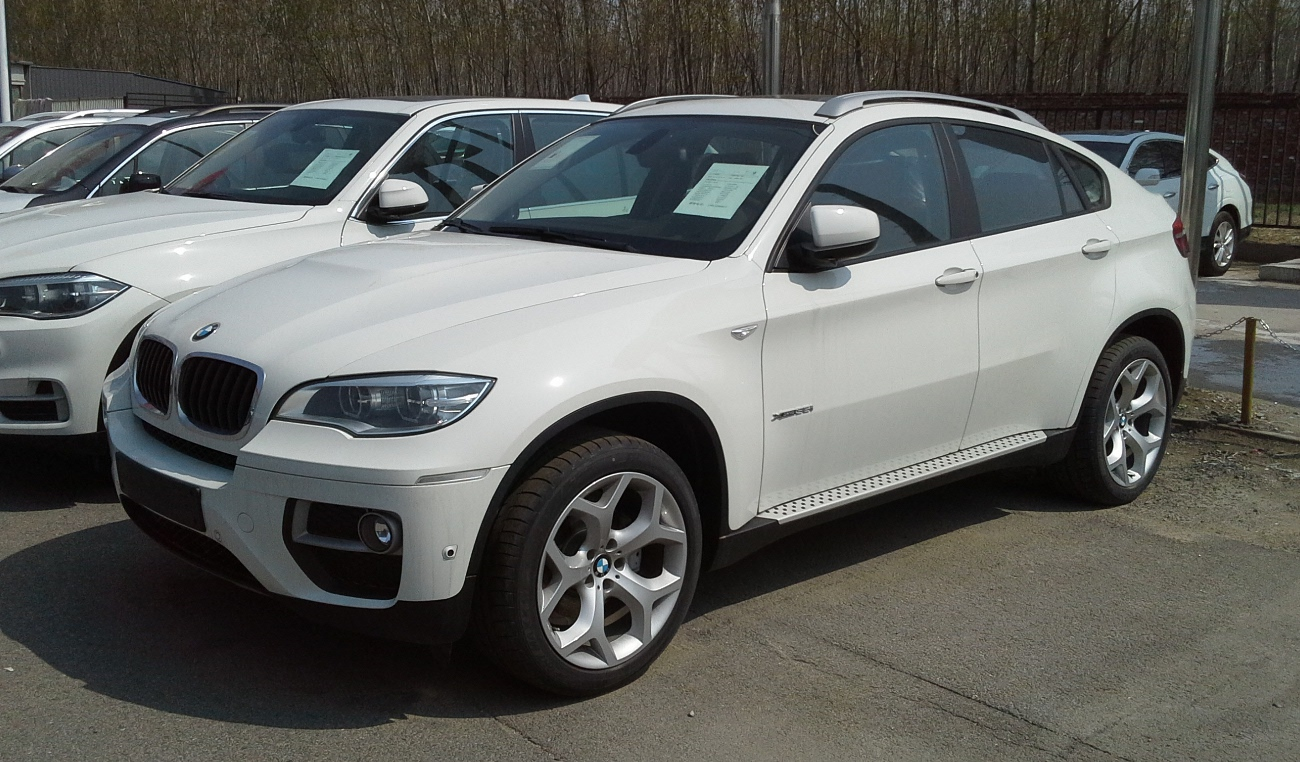
BMW E71 Post-Facelift eleje
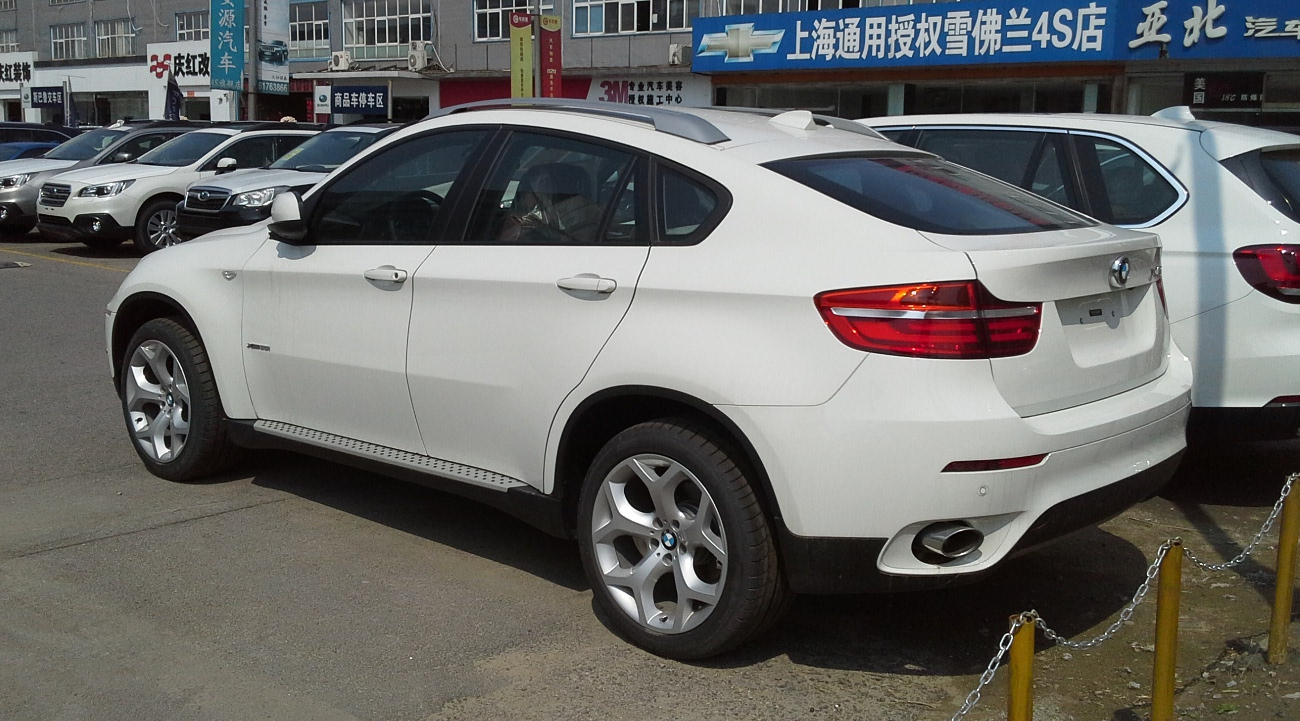
BMW E71 Post-Facelift hátulja
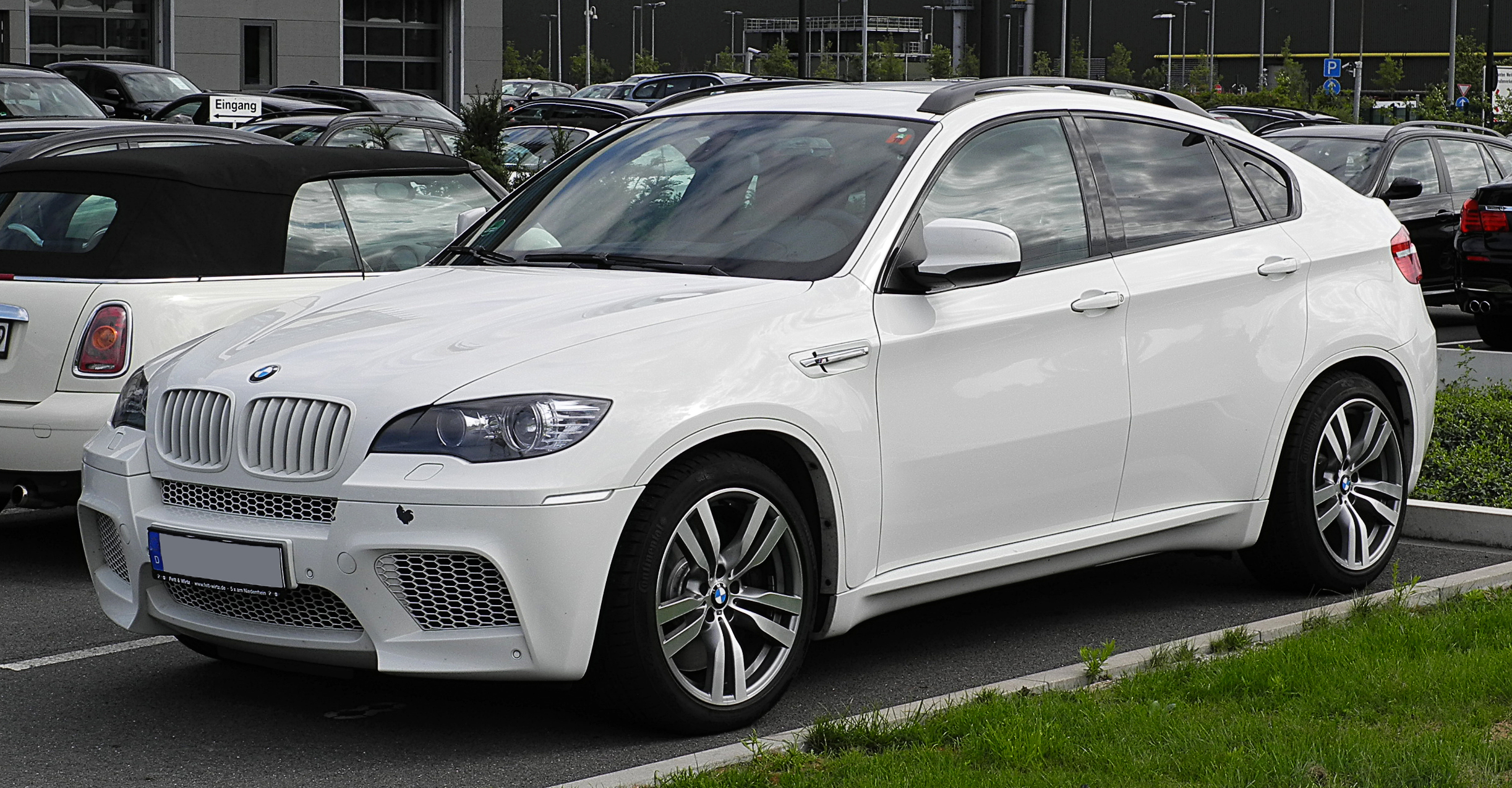
BMW E71 M Sport eleje
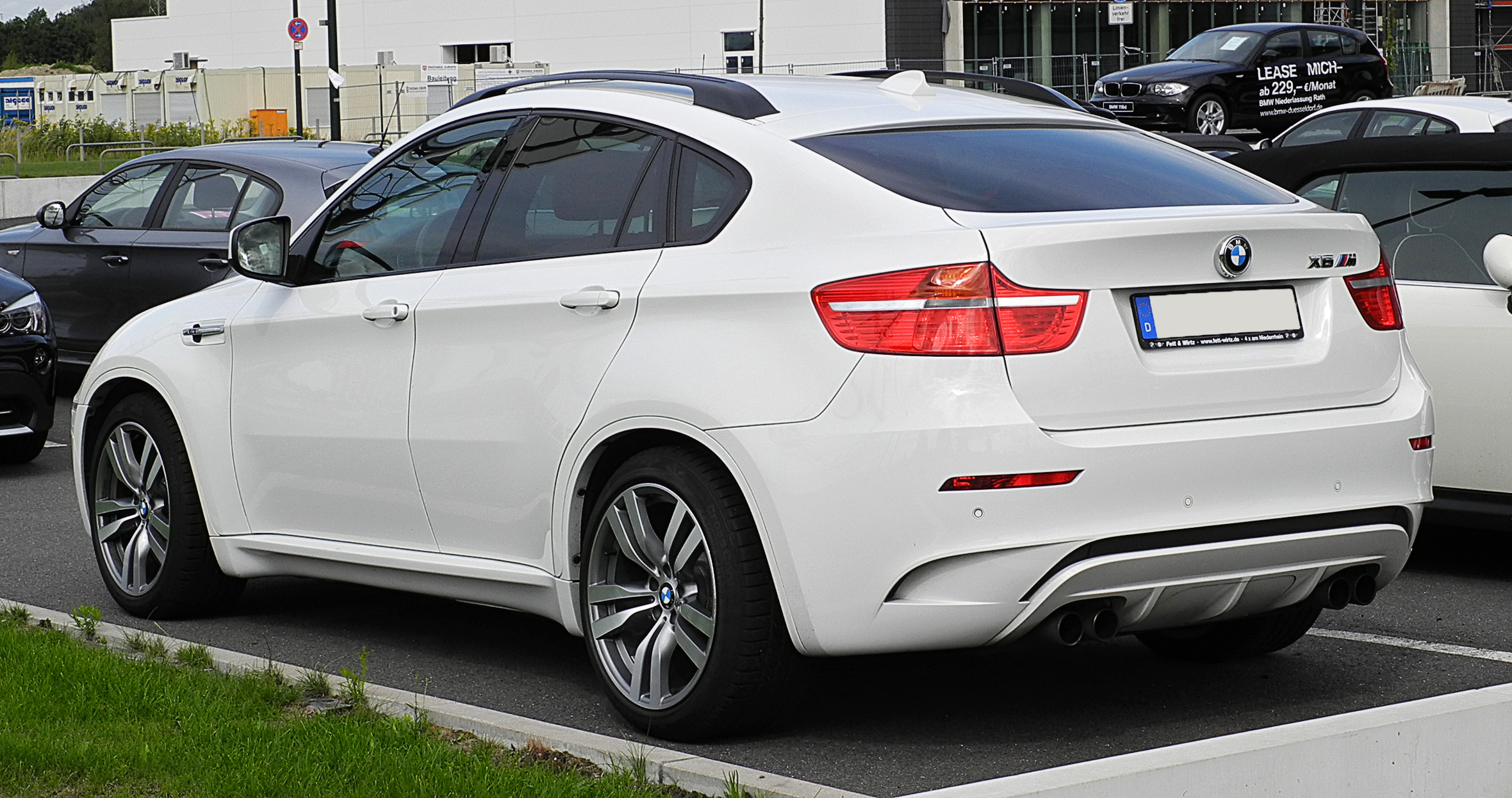
BMW E71 M Sport hátulja
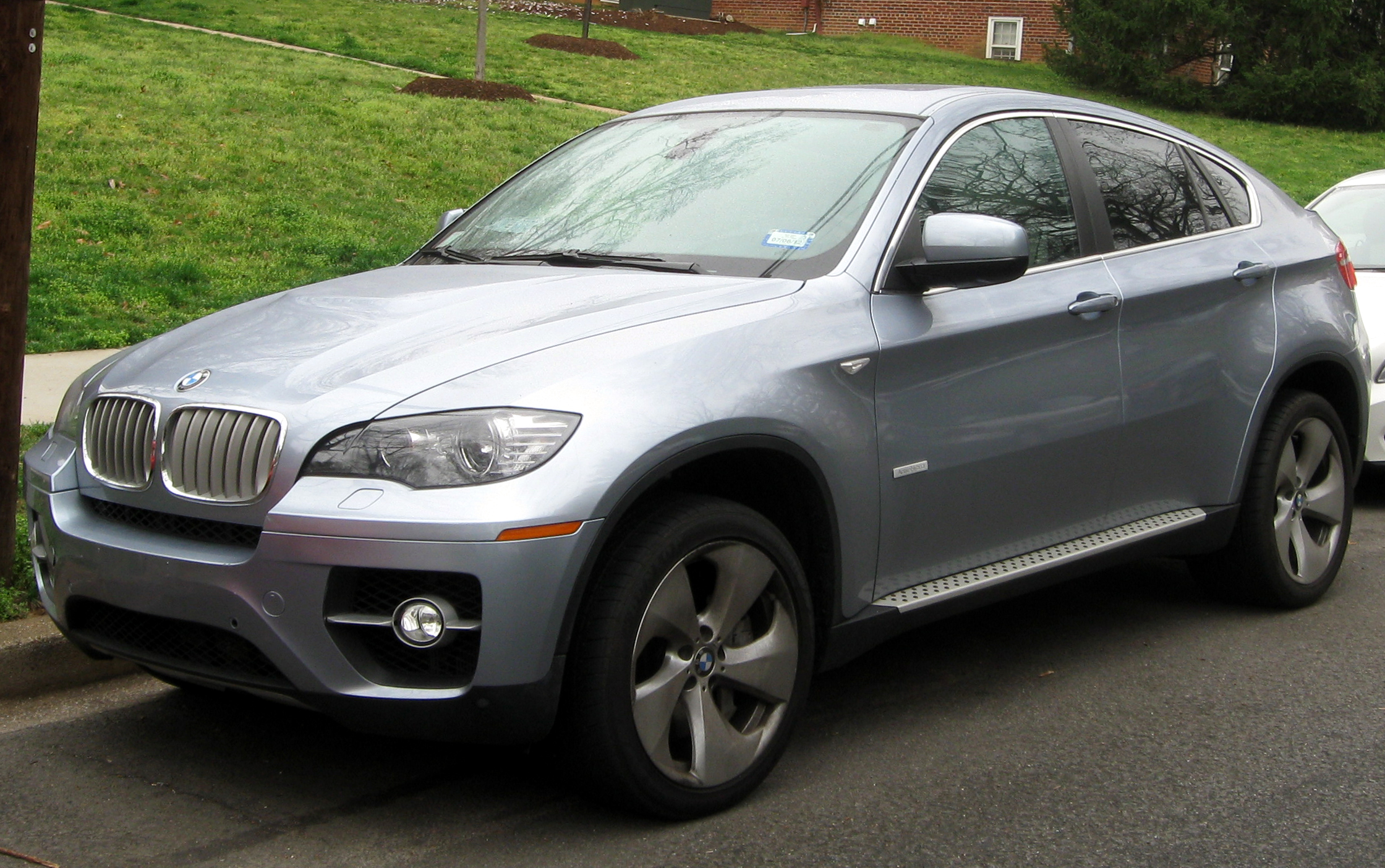
BMW E72 ActiveHybrid eleje
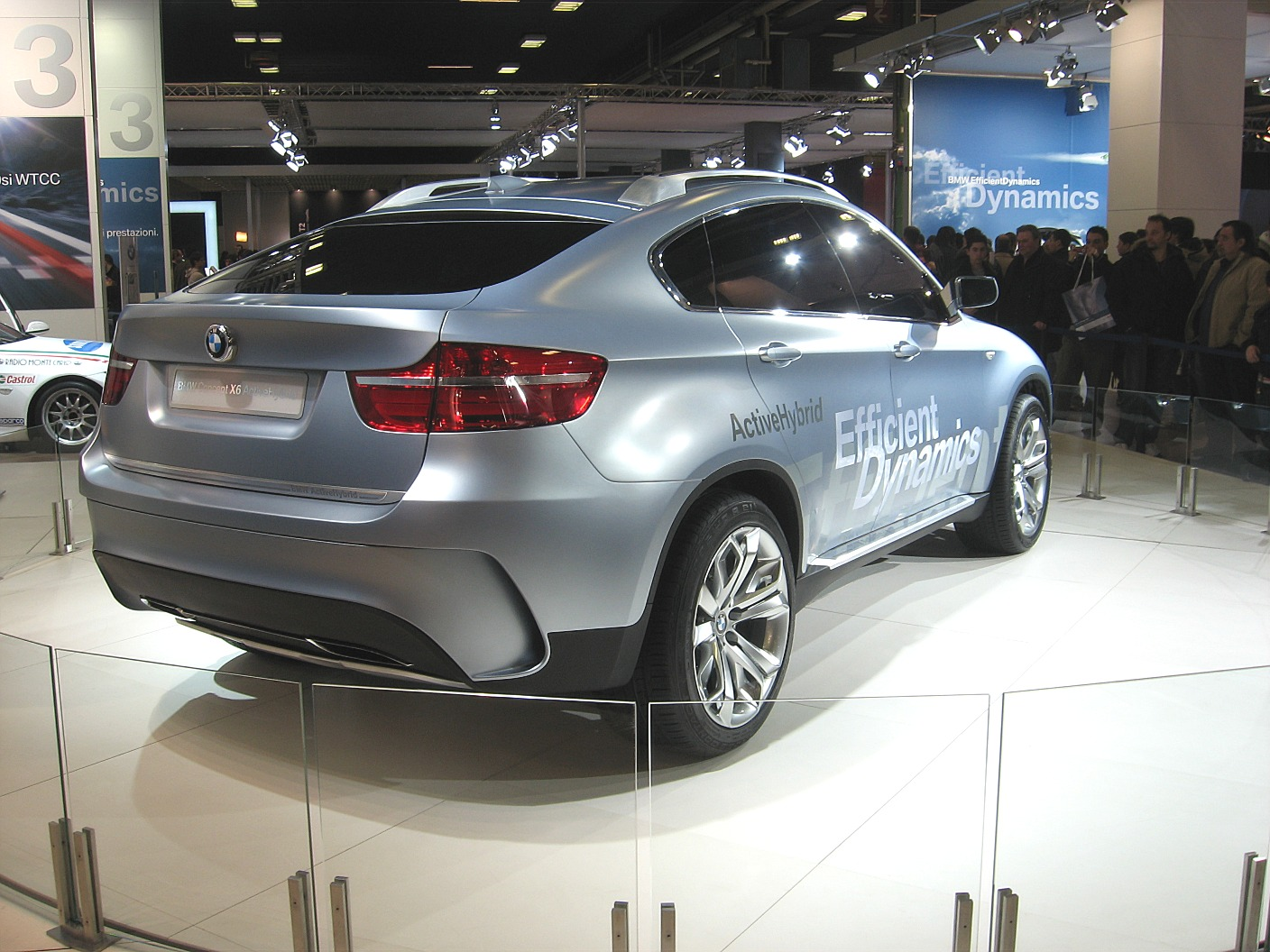
BMW E72 ActiveHybrid hátulja

Az E71 fejlesztése 2003-ban kezdődött Peter Tuennermann vezetésével, miután 2001-ben megkezdődött az E70 X5 fejlesztése. Pierre Leclercq, az E70 X5 tervezője tervezési munkája 2005-ben leállt, a tesztautókat 2005 nyarától, a prototípusokat pedig 2006 végétől tesztelték. A gyártás 2007. december 3-án kezdődött. Az X6-ban használta első alkalommal a BMW az új Dynamic Performance Control rendszerét, amely összhangban működik az xDrive összkerékhajtással, mindkettő alapfelszereltség az X6-on. A DPC egy hajtáslánc- és futóművezérlő rendszer, amely szabályozza a tapadást, és különösen korrigálja a túl- és alulkormányzottságot azáltal, hogy aktívan osztja el a hajtóerőket a hátsó tengelyen. A nyomaték nem csak az első és a hátsó kerekek között oszlik meg (xDrive), hanem oldalról a másikra hátul is, a jobb mozgékonyság és a nagyobb stabilitás érdekében (a DPC hátsó tengelyen keresztül). A nyomatéknak ezt az oldalirányú eloszlását nyomatékvektornak nevezik.

### Második generáció (2014-2019)
- BMW F16
- BMW F86 (M Sport)

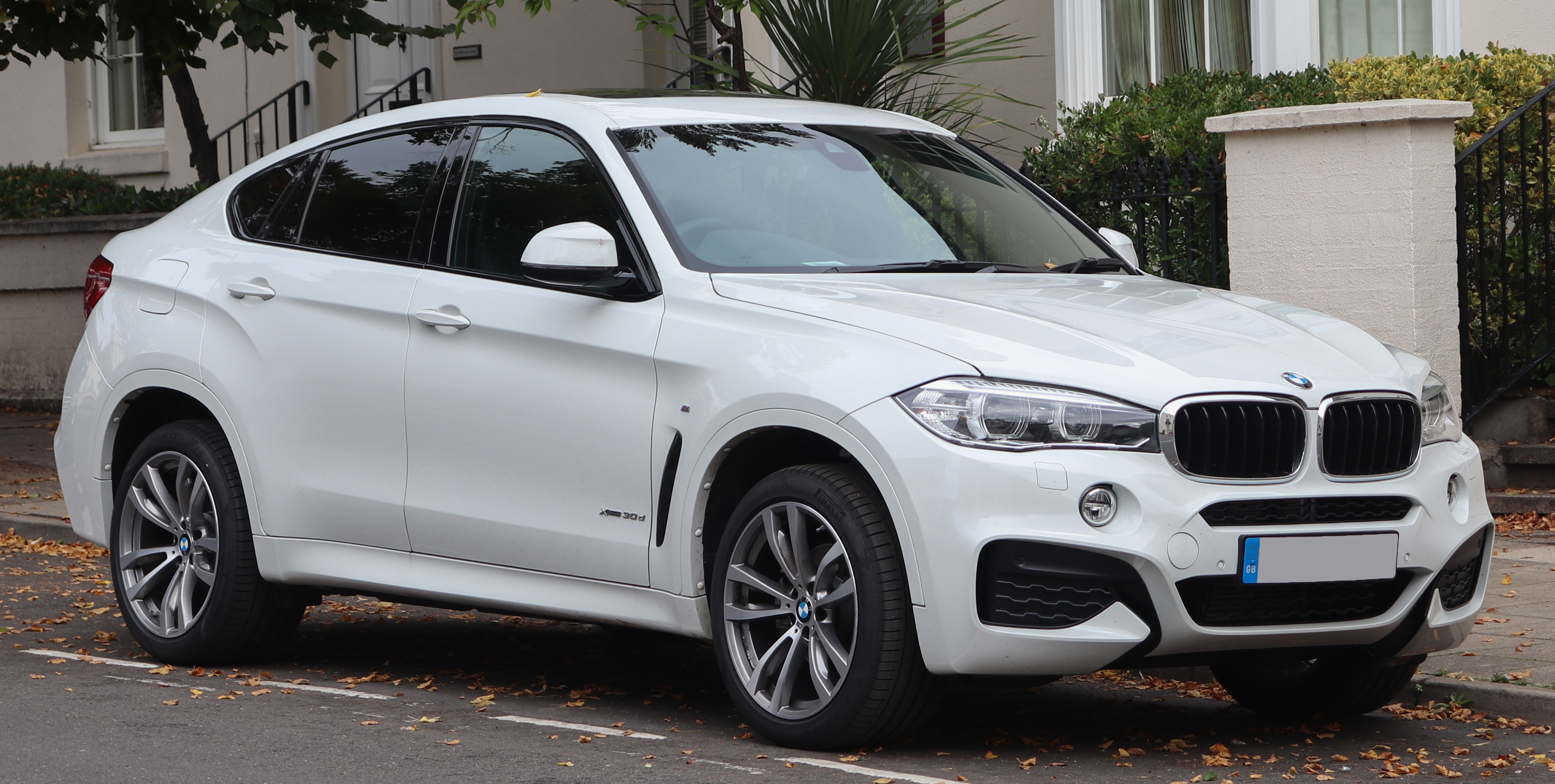
BMW F16 eleje
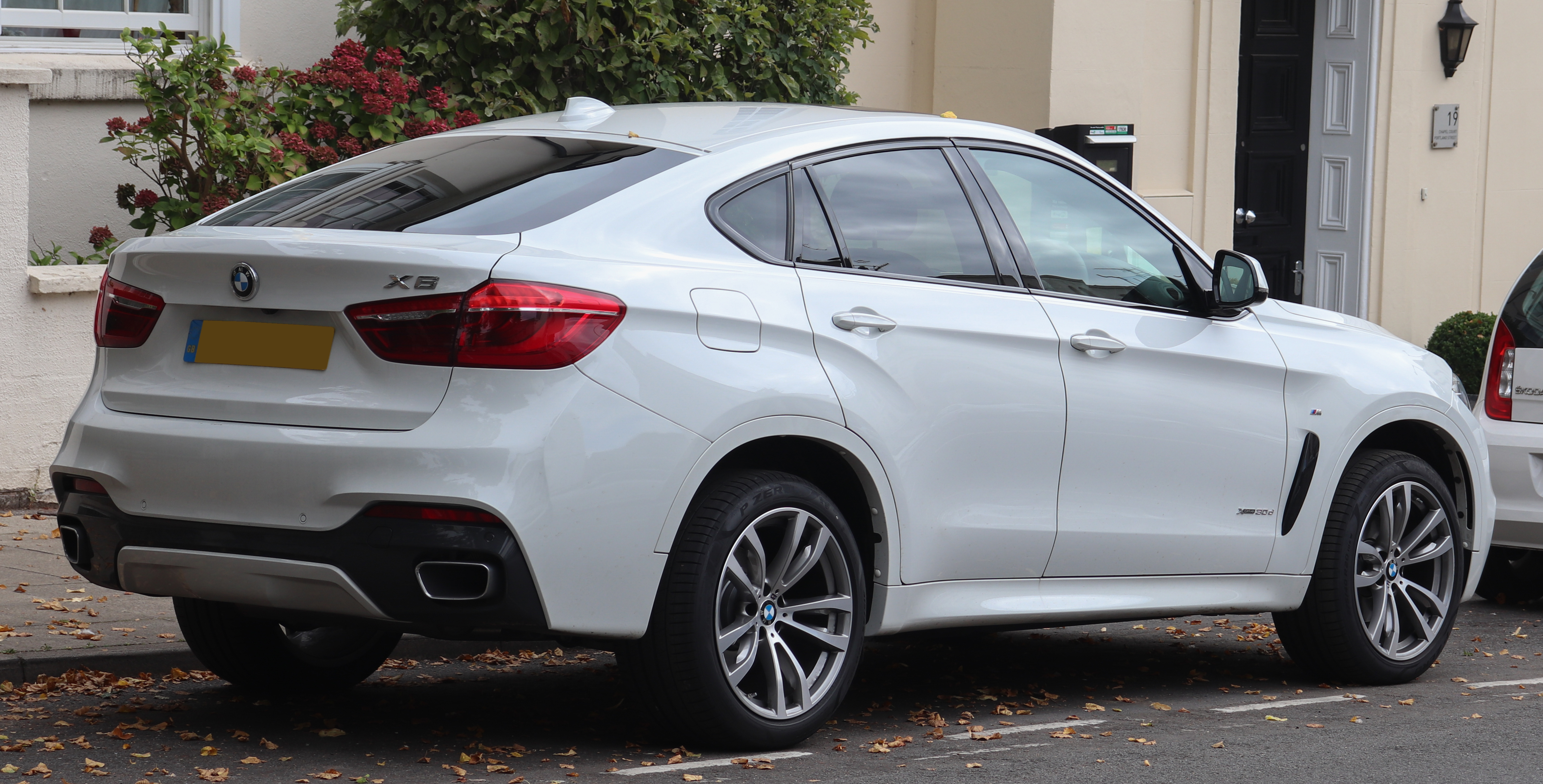
BMW F16 hátulja
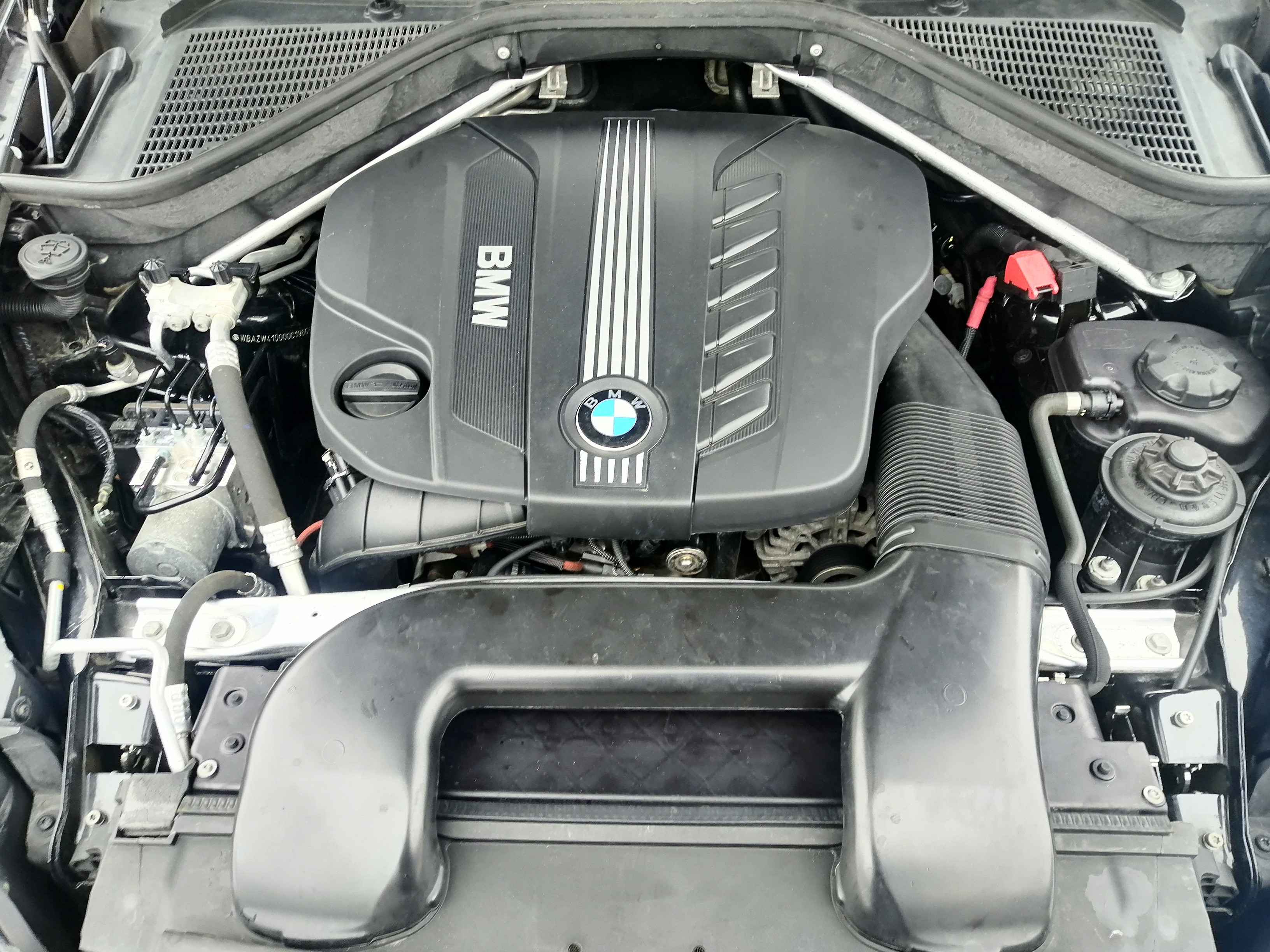
A motortér
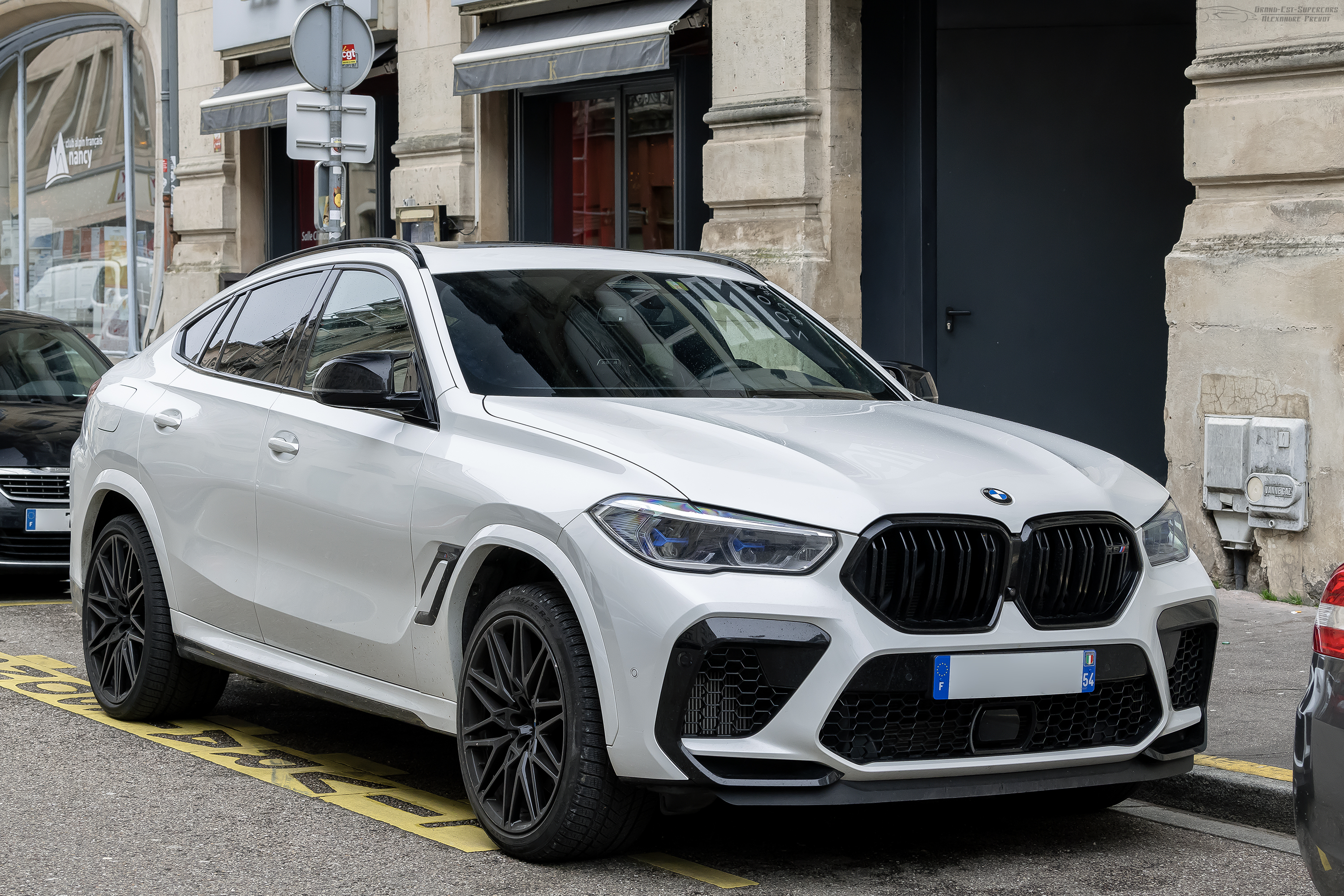
BMW F86 eleje

A második generációs X6 a 2014-es Párizsi Autószalonon mutatkozott be, új nyolcfokozatú automata sebességváltóval és valamivel nagyobb csomagtérrel. Az értékesítés a legtöbb piacon 2014 végén kezdődött.
A BMW sorozat többi modelljéhez hasonlóan, amelyet ikerturbós, 4,4 literes V8-as hajt, az xDrive50i is egy újabb motor megnövelt teljesítményének előnyeit élvezi, amely 50 LE (37 kW) és 30 lb⋅ft (41 Nm) több, mint elődje, teljesítménye 445 LE-re (332 kW).
Az X6 M (F86) BMW M teljesítménymodell a katari Losail International Circuit versenyen került bemutatásra, a típusában az egyik leggyorsabb jármű. Az M Performance Parts 25-50 modellre szerelhető fel M Sport díszítéssel. Ide tartozik a sportkormány, a szénszálas burkolat, az alumínium pedálok, a fekete veserácsok, az M Sport felnik, a tükrök, a hátsó szárnyak, a diffúzor, az elosztó, a szénszálas légterelő, a fekete oldalszoknyák és a sportfékek.

### Harmadik generáció (2019-)
- BMW G06

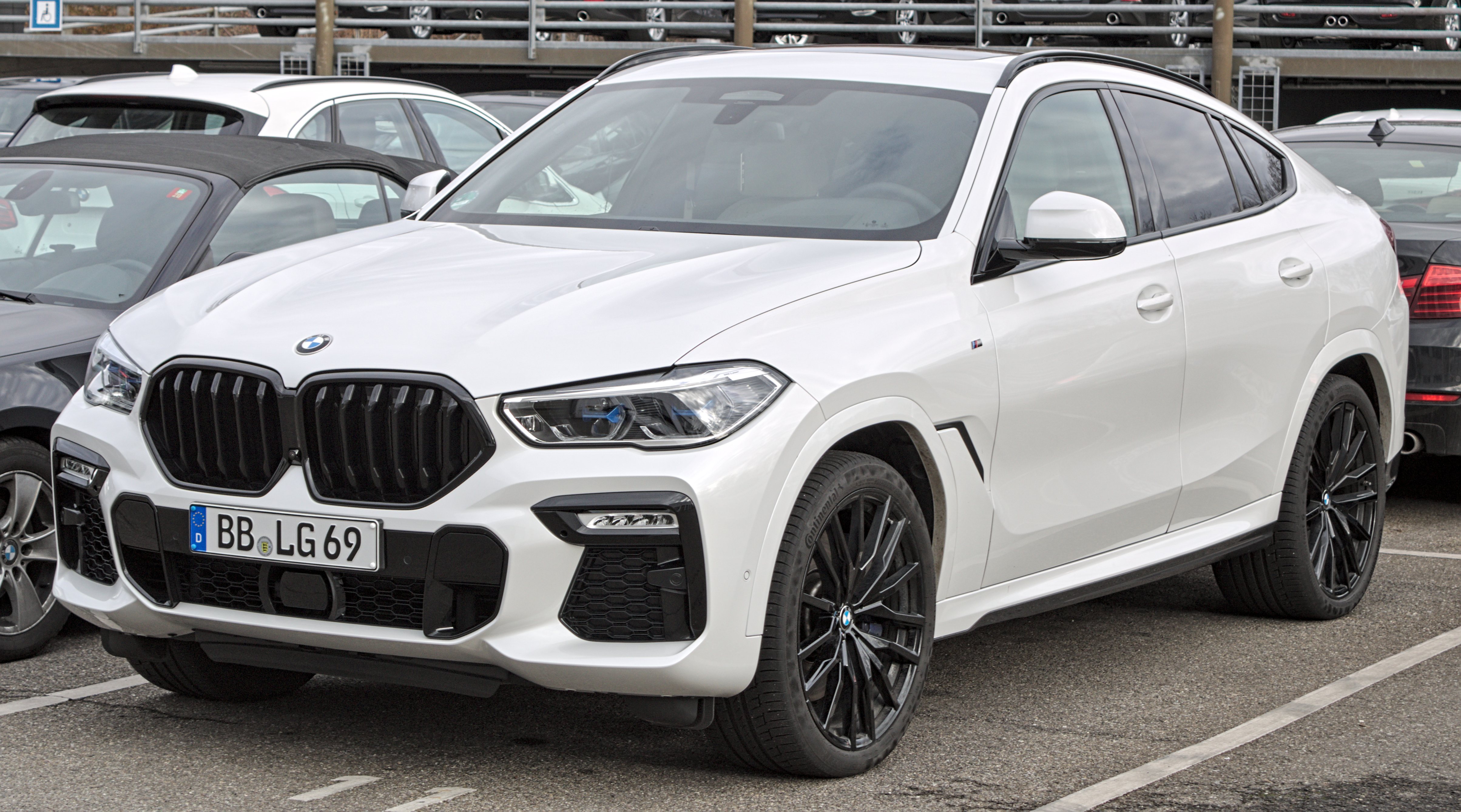
BMW G06 eleje
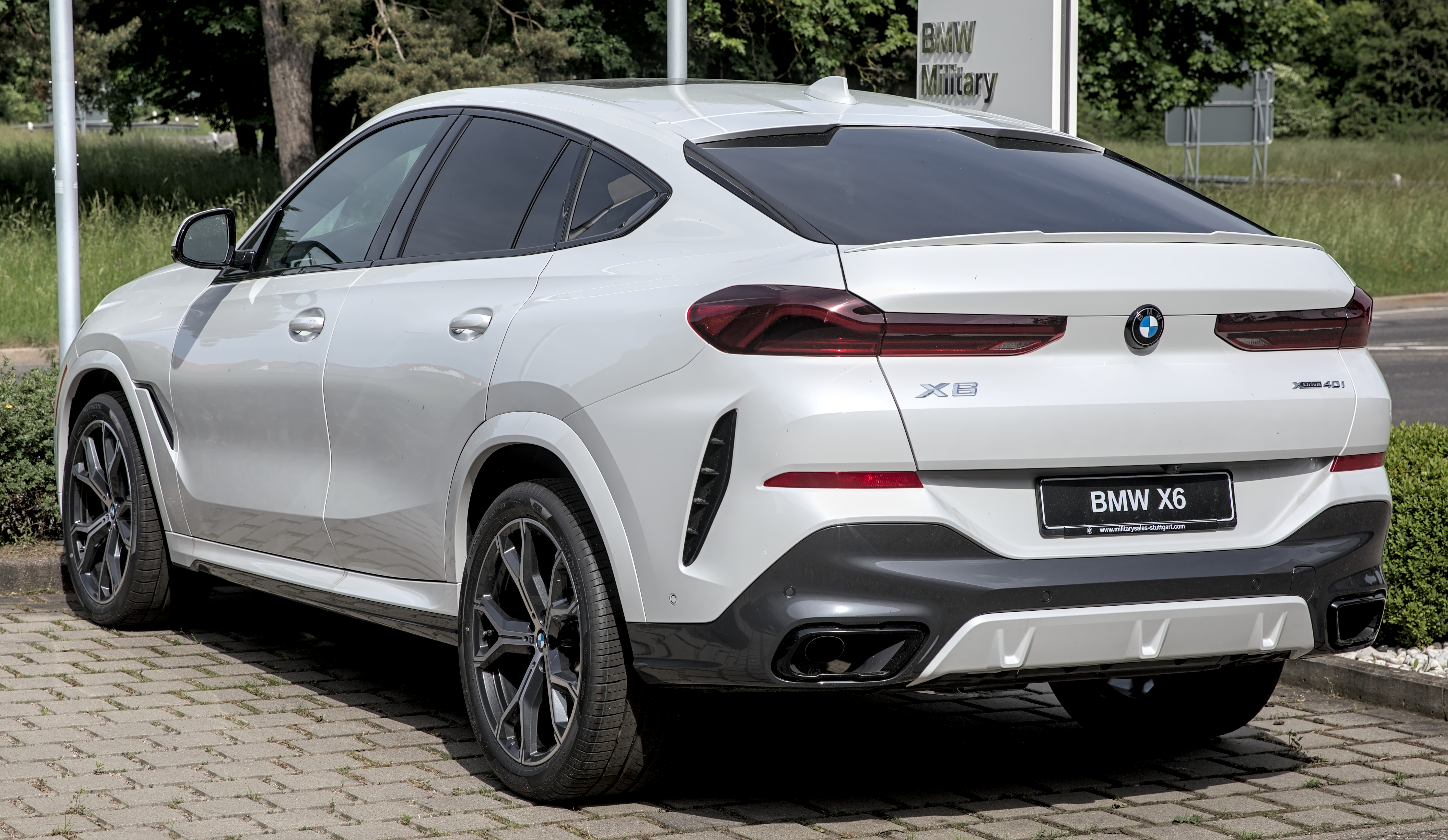
BMW G06 hátulja
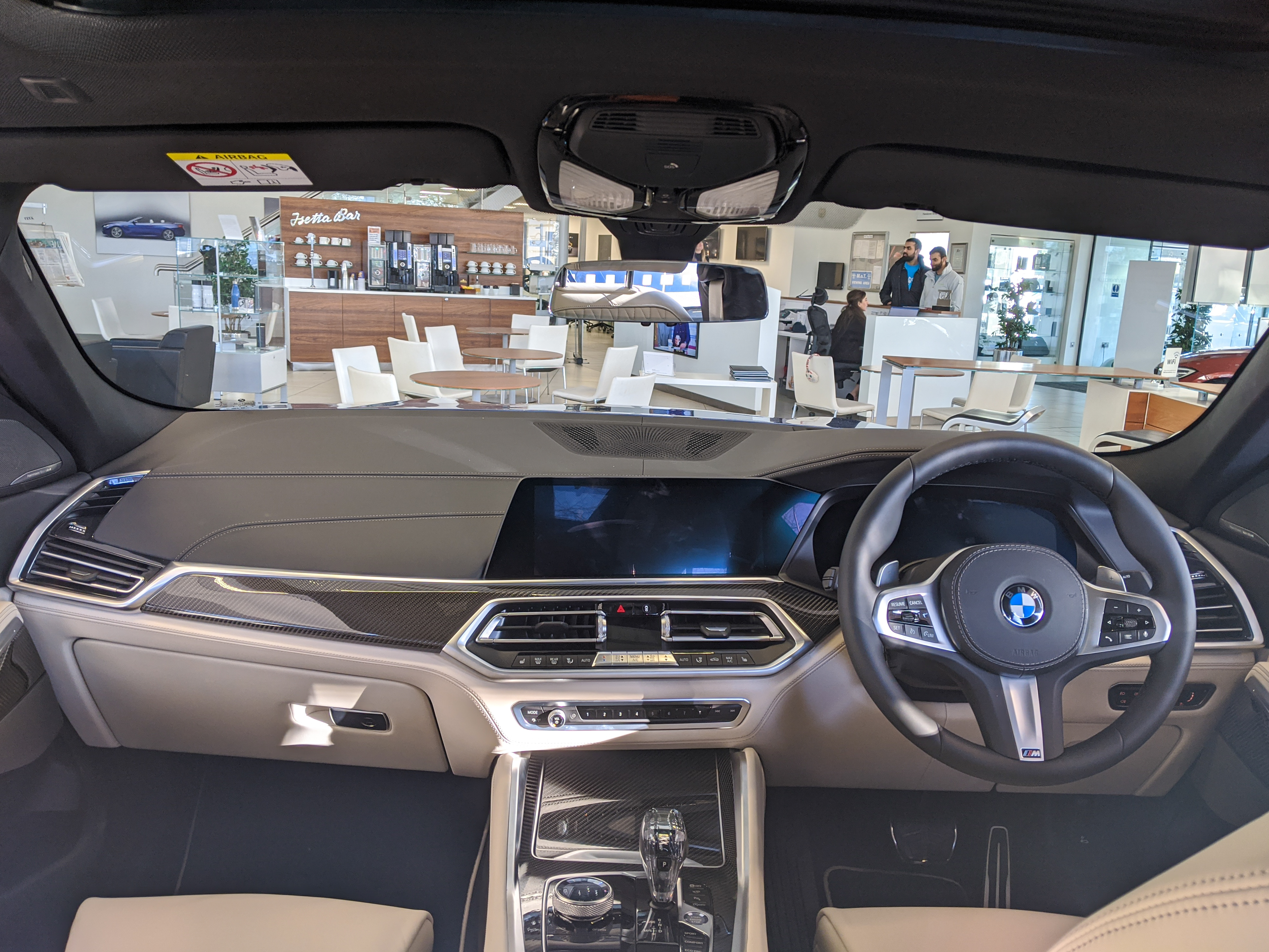
A belseje
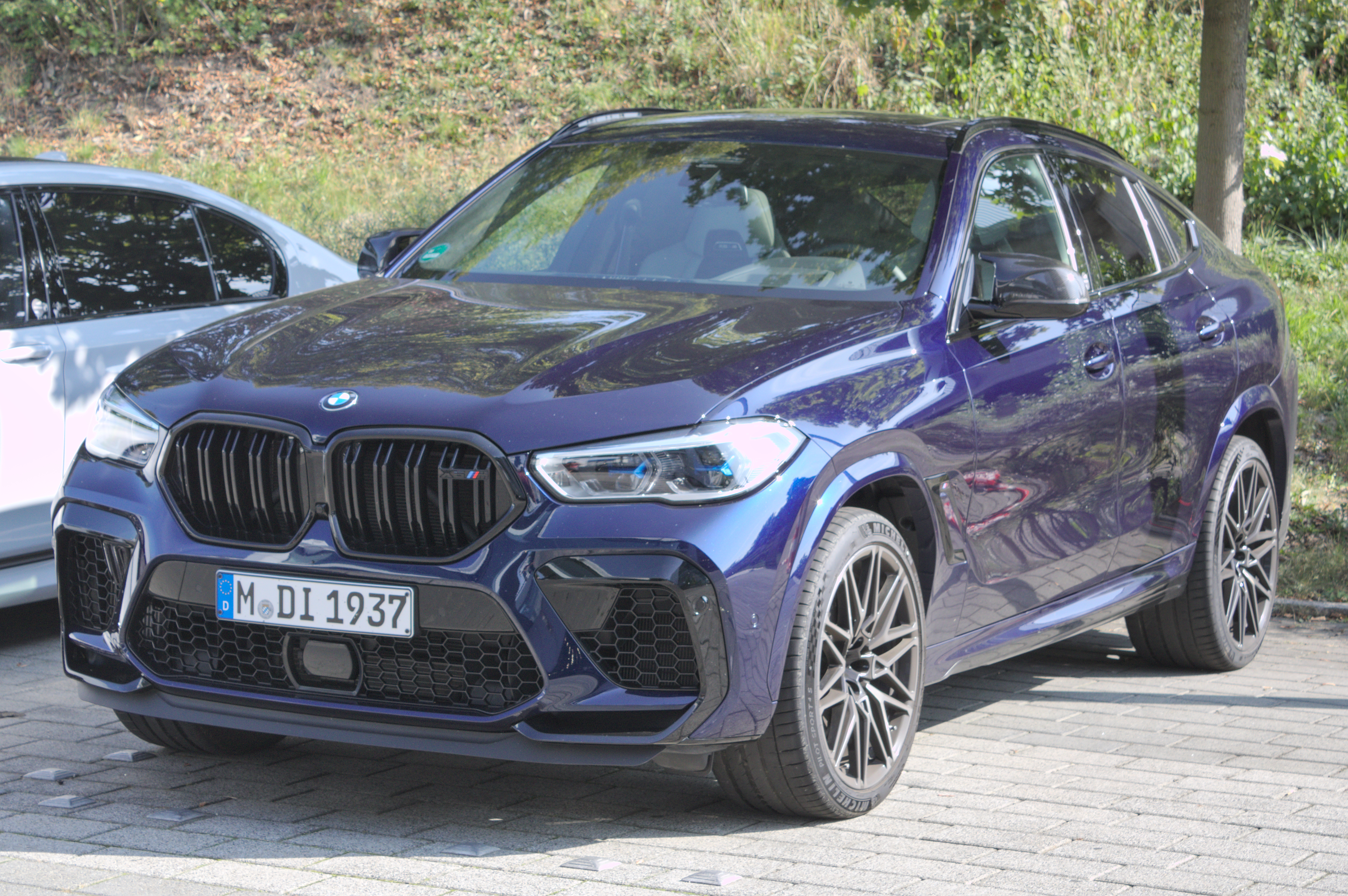
BMW G06 M Sport eleje
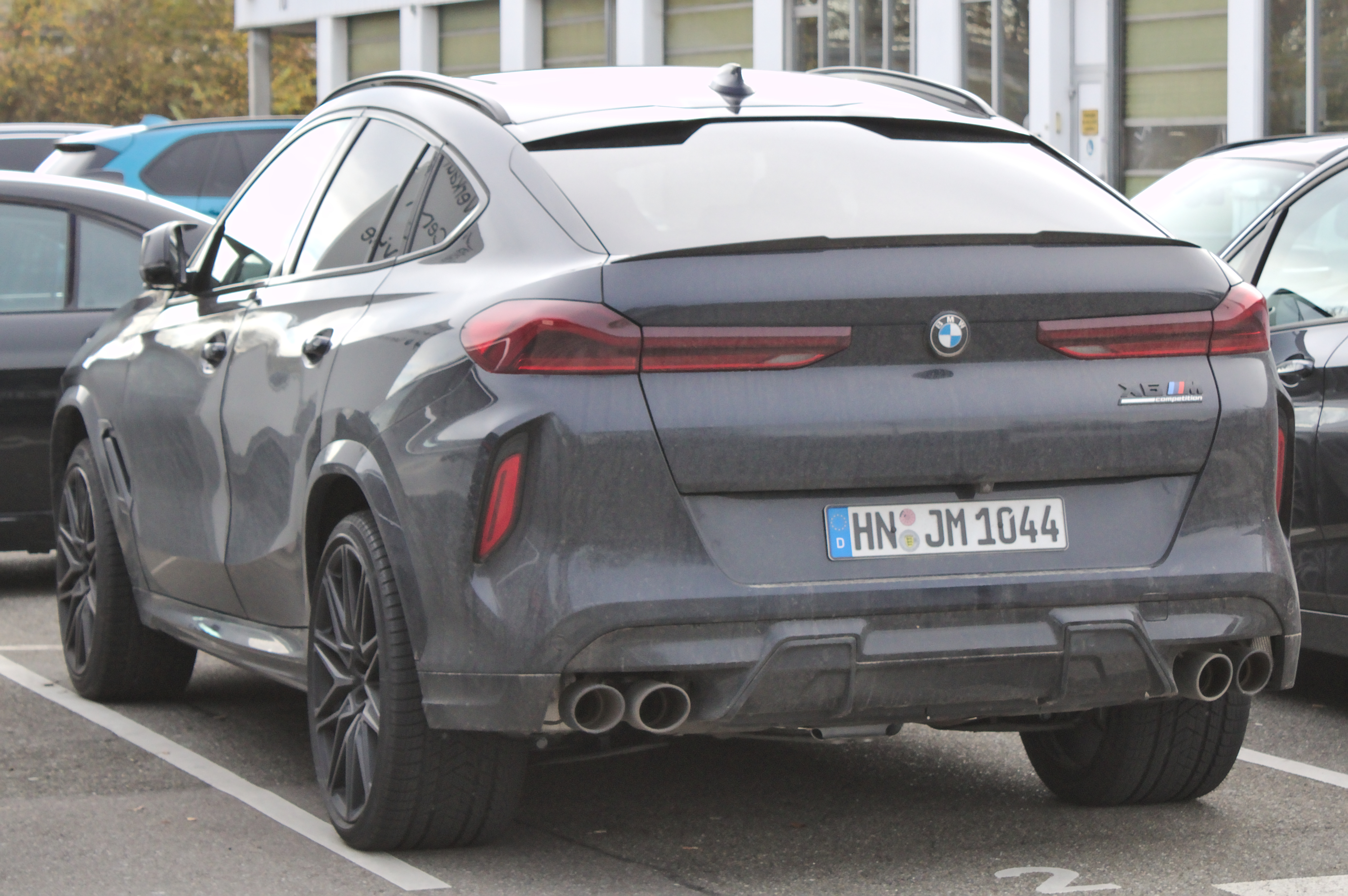
BMW G06 M Sport hátulja

A harmadik generációs X6-ot 2019. július 3-án mutatták be, és agresszívabb karosszériát kínál, beleértve a szögletes hűtőrácsot, amely első ízben a BMW-n opcionálisan megvilágítható. Új az M50i teljesítményű modell amely az xDrive50i modellt váltja fel. A fényszórók az X5 fényszóróit tükrözik, de a lökhárító kialakítása és a hátsó lámpák egyediek az X6-nál. Belül a panorámatető alapfelszereltség, és 83 százalékkal nagyobb, mint az előző X6-os esetében. Az értékesítés 2019 novemberében kezdődött. Az X6 M és X6 M Competition teljesítménymodelleket 2019. október 1-jén mutatták be.
A G06 X6 a CLAR platformra épül, és kettős lengőkaros első felfüggesztéssel és ötlengőkaros hátsó felfüggesztéssel rendelkezik. Elődjéhez képest 26 mm-rel hosszabb, 15 mm-rel szélesebb és 6 mm-rel alacsonyabb. A csomagtartó 580 literes és 1530 literes literes, a 40:40:40 arányban osztott ülésekkel lesüllyesztve. Minden G06 X6 modell megfelel az Euro 6d-Temp kibocsátási szabványnak.
A 2019-es Frankfurti Autószalonon a BMW bemutatta a Vantablack festéssel ellátott G06-ot. A BMW azonban nem tervezi a szín gyártását sorozatgyártású modelleken.

## X7-es
A BMW bemutatta a közelgő X7-et a Concept X7 iPerformance bemutatásával a 2017-es Frankfurti Nemzetközi Autószalonon. Az X7 gyártása 2018-ban kezdődött a BMW US Manufacturing Company gyárában, a dél-karolinai Greerben.
Az X7 ugyanarra a BMW CLAR platformra épül, mint a G05 X5, azonban az X7 magasabb és szélesebb, emellett megnövelték a nagyobb rakteret és a harmadik üléssort, amely alapfelszereltség, és tágasabb a felnőttek számára (az X5 harmadik üléssora, amely nem kötelező, főleg gyerekek részére készült). Az X5-tel ellentétben nem kapható hátsókerék-hajtással, helyette minden modellhez összkerékhajtású (xDrive) hajtásláncot használnak. Európában dízel- és benzinmotorok állnak rendelkezésre, míg az Egyesült Államokban a soros 6-os és V8-as benzinmotorokra korlátozódik a választék.
A G07 önbeálló légrugós rendszerrel rendelkezik, két lengőkaros első felfüggesztéssel és többlengőkaros hátsó felfüggesztéssel. 40 mm-rel emelhető vagy süllyeszthető, továbbá 138 km/h feletti sebességnél automatikusan 20 mm-rel süllyed le az autó. A csomagtartó űrtartalma 326 liter, és 2120 liter lehajtott ülésekkel.
Minden benzin- és dízelmodell motorrészecskeszűrővel rendelkezik, és megfelel az Euro 6d-TEMP kibocsátási szabványnak. Az xDrive50i modell az európai piacokon kívül érhető el, míg az európai piacok az M50i modelleket kapják majd.
2019 júliusában bemutattak egy kisteherautó koncepcióautót, bár nem szánták gyártásra.

### Első generáció (2018-)
- BMW G07

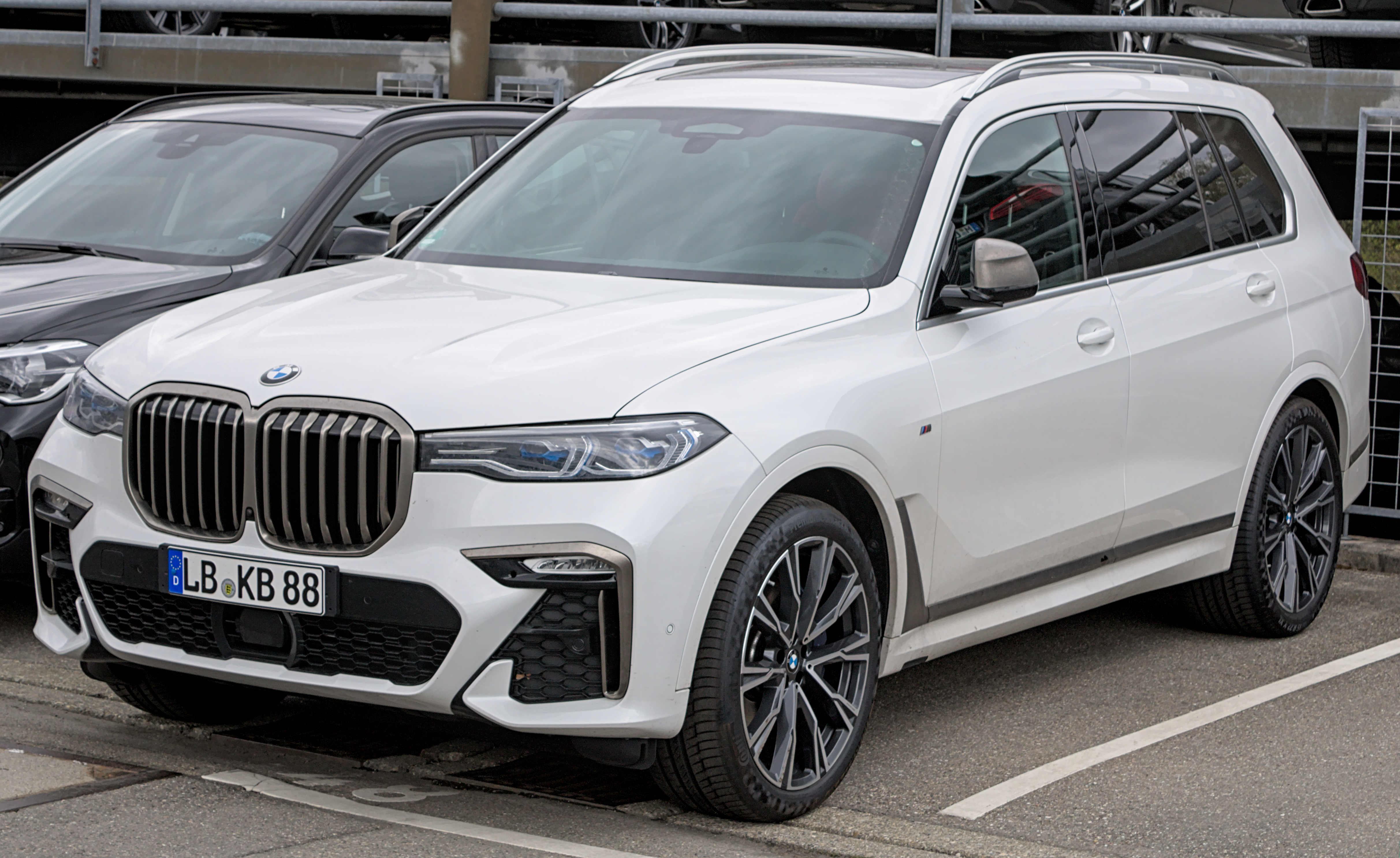
BMW G07 xDrive eleje
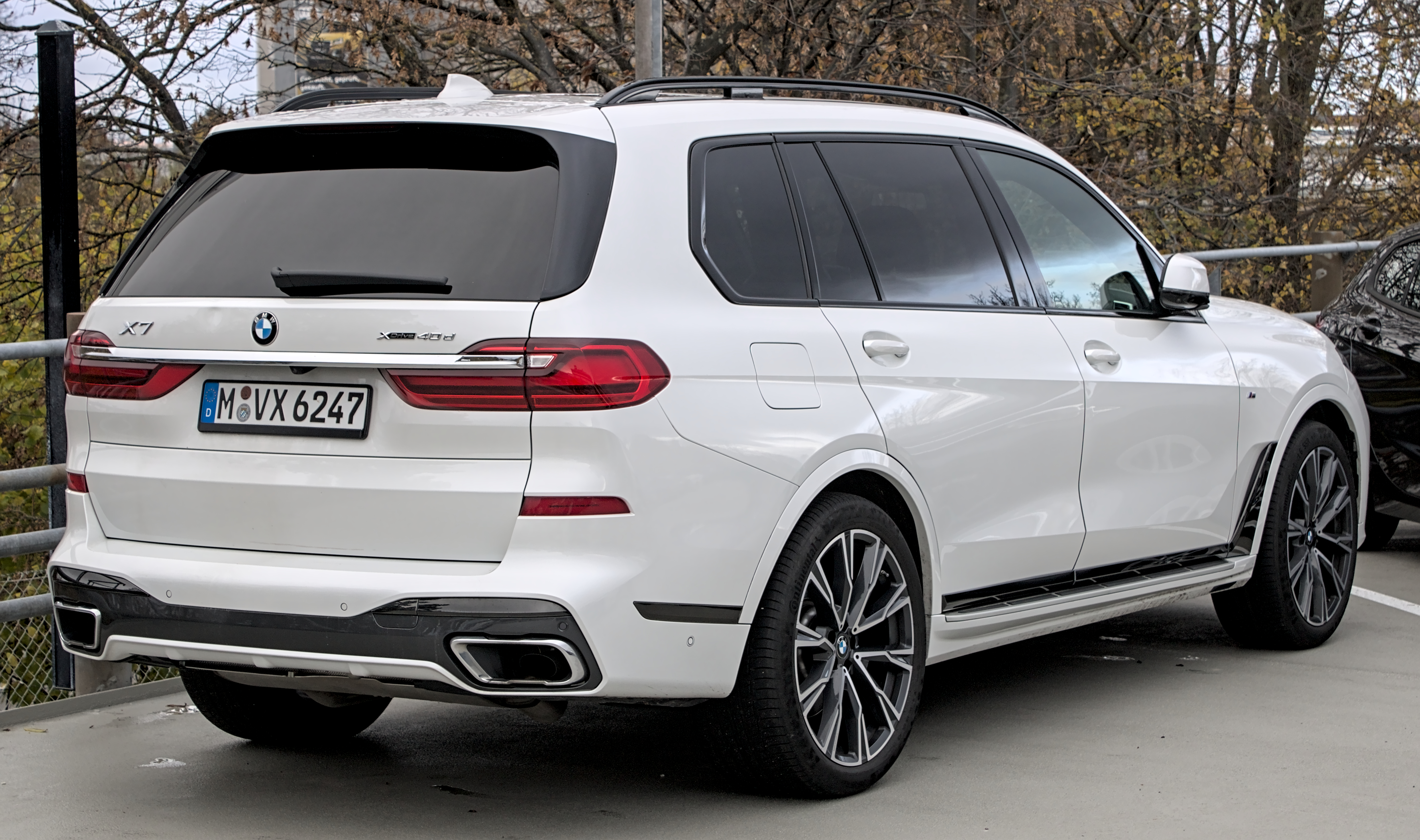
BMW G07 xDrive hátulja
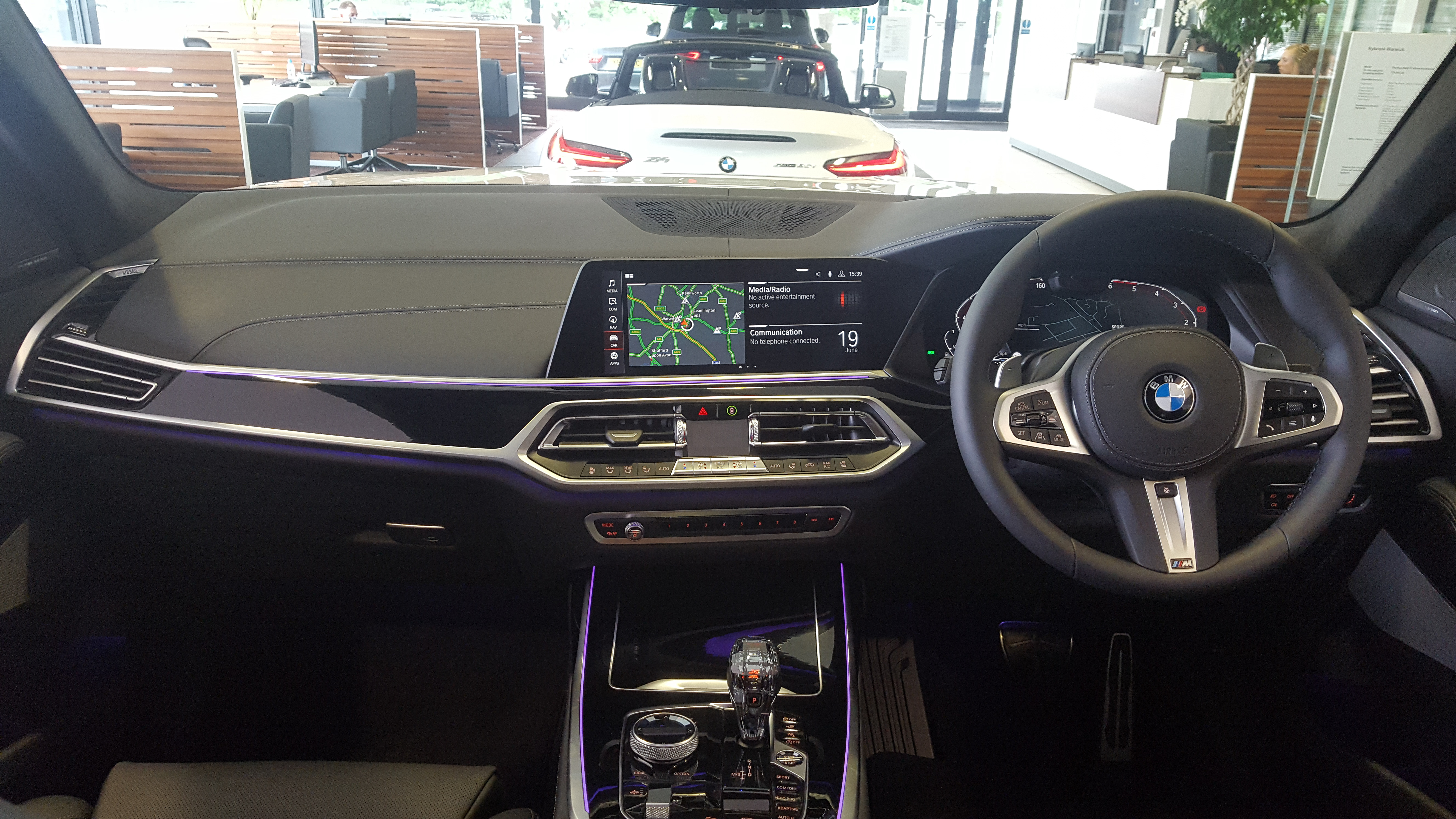
A belseje
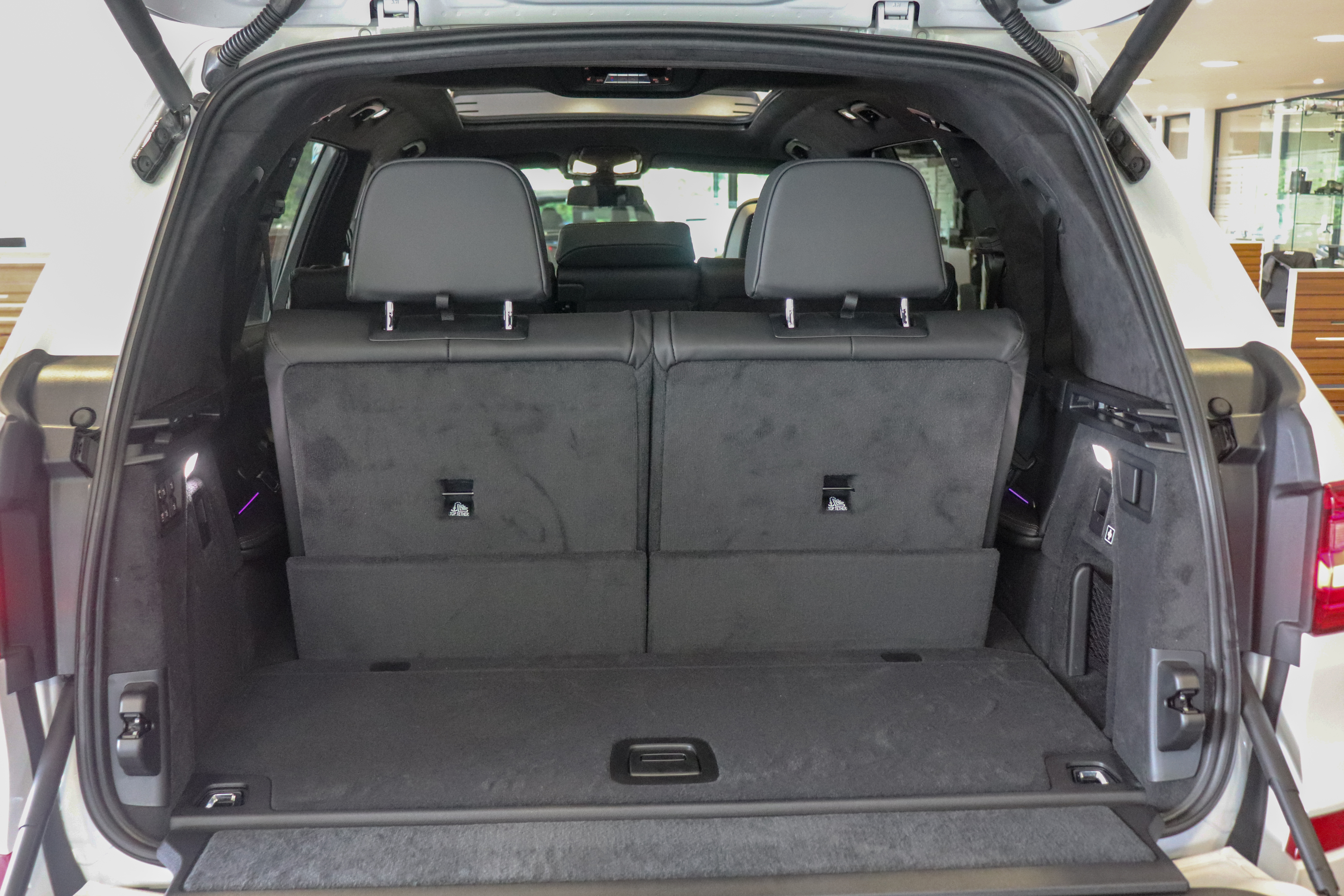
Csomagtér a harmadik sor ülés felhajtásával
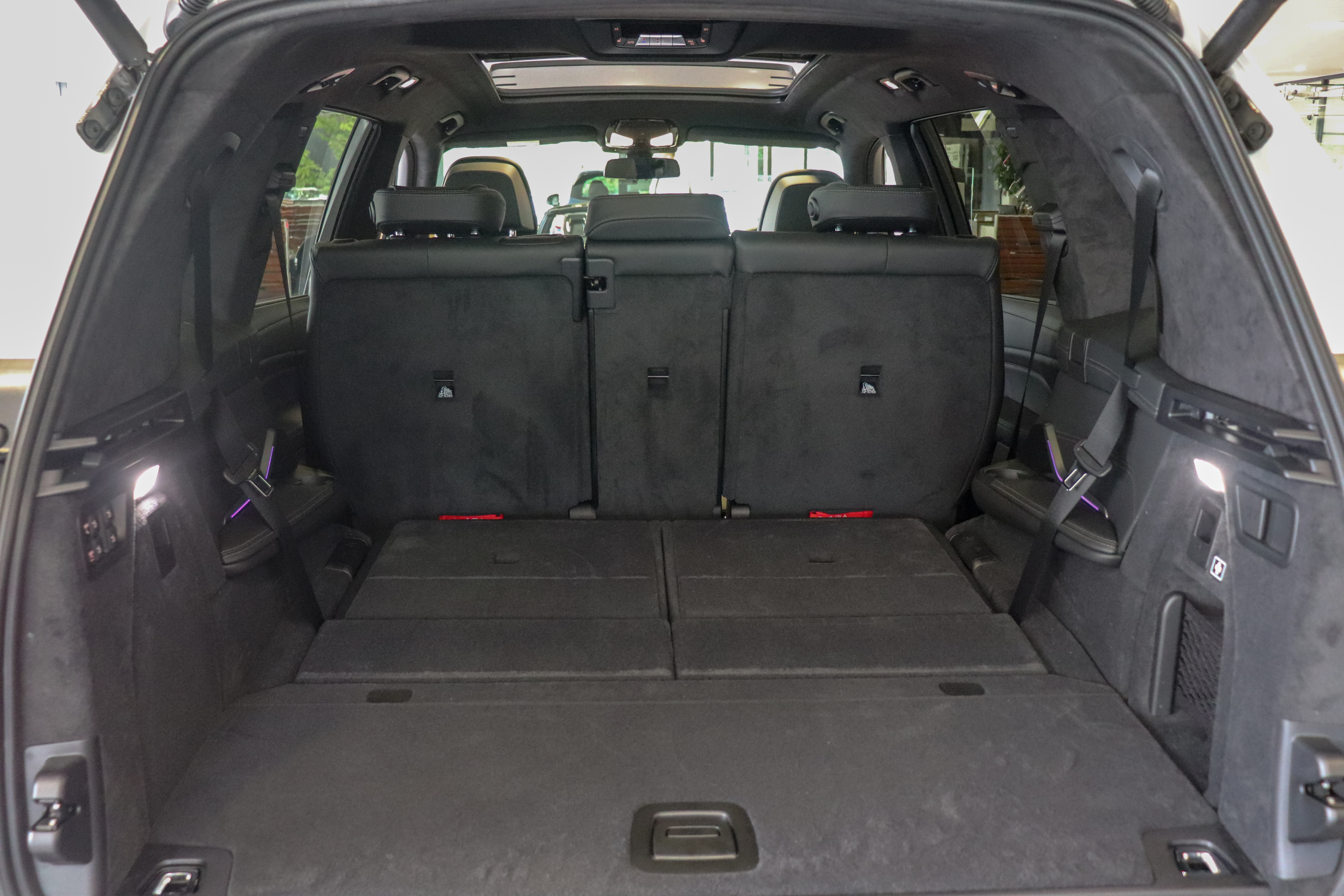
Csomagtér a második sor ülés felhajtásával
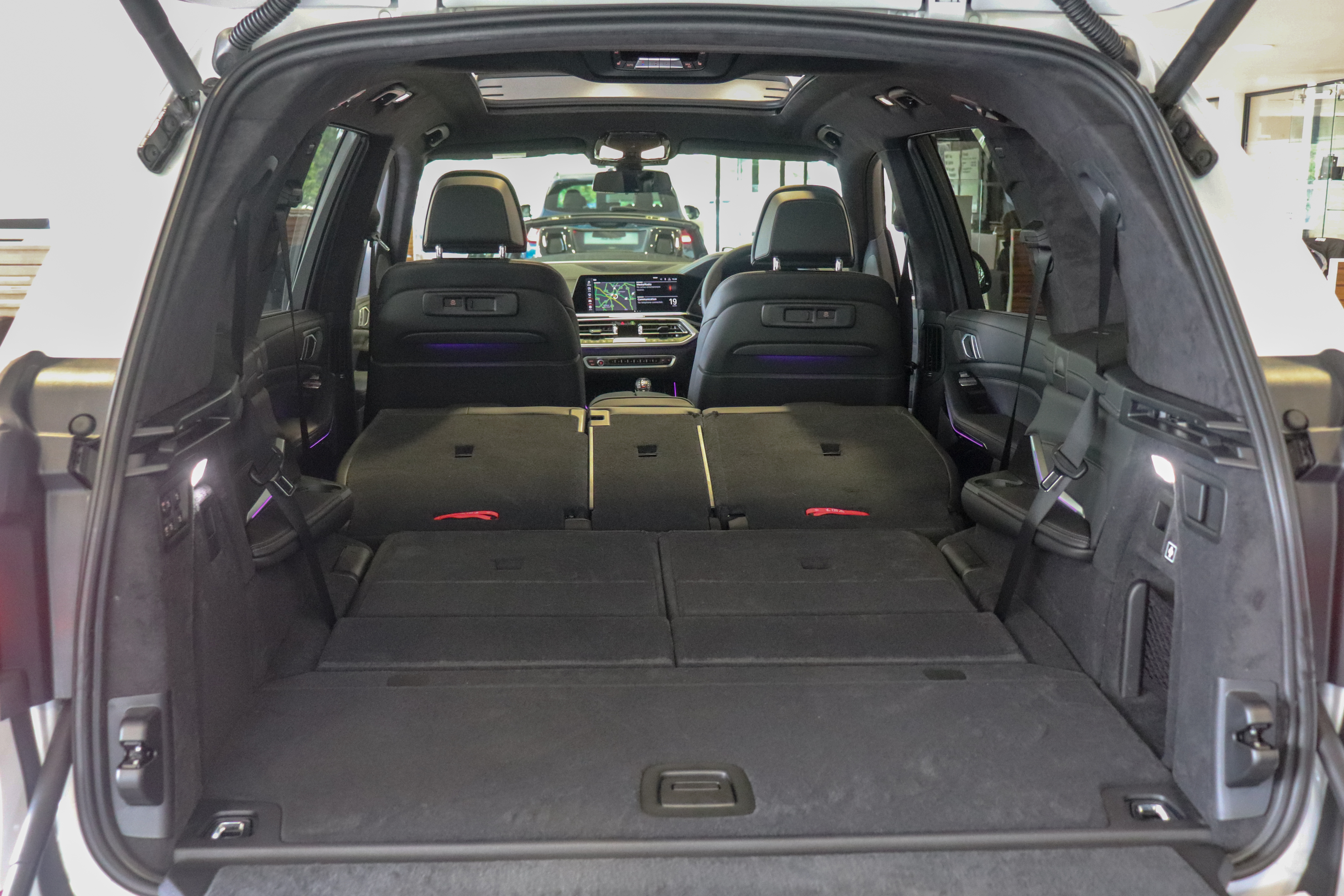
A maximális méretű csomagtér
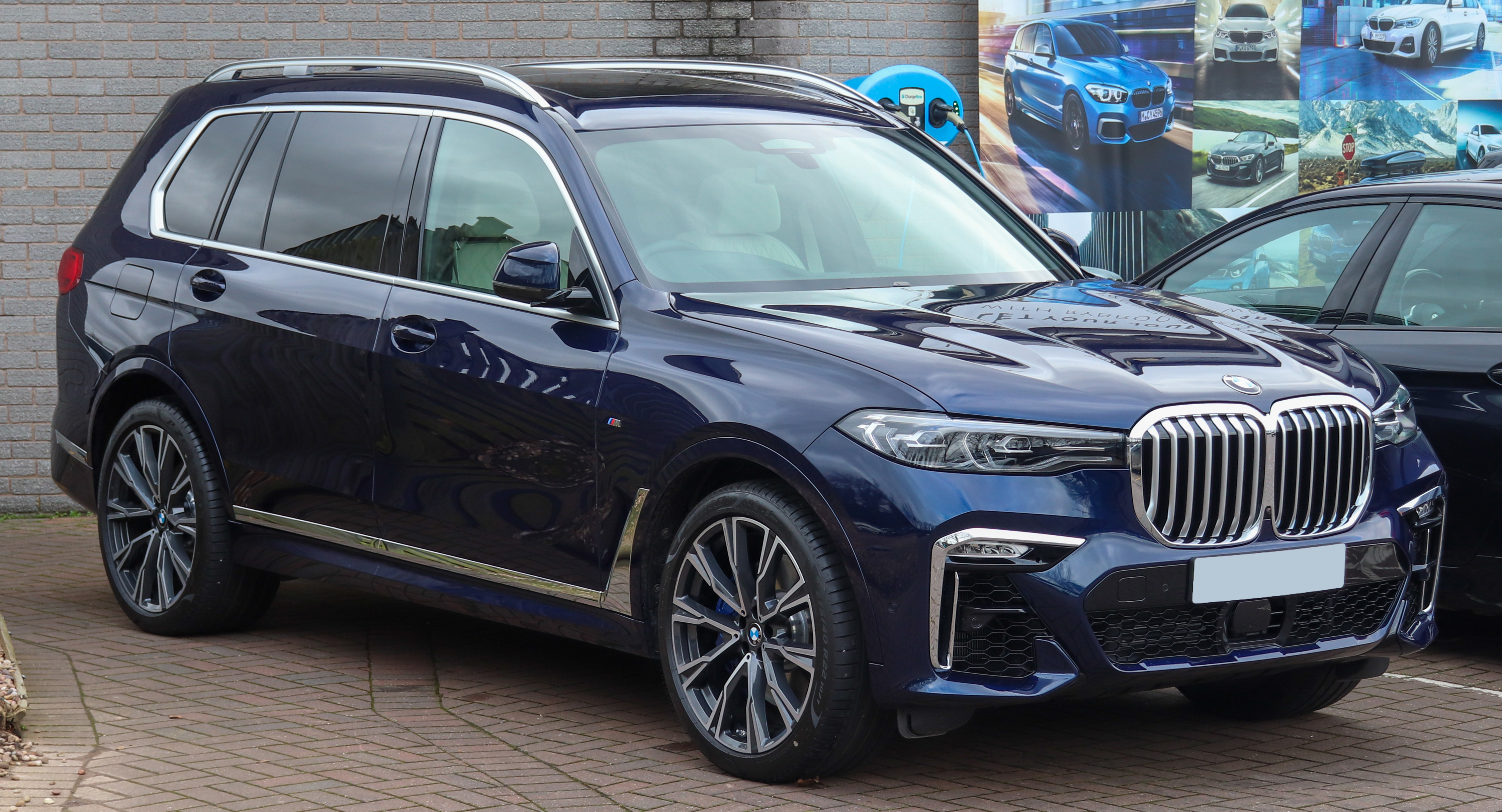
BMW G07 M Sport eleje
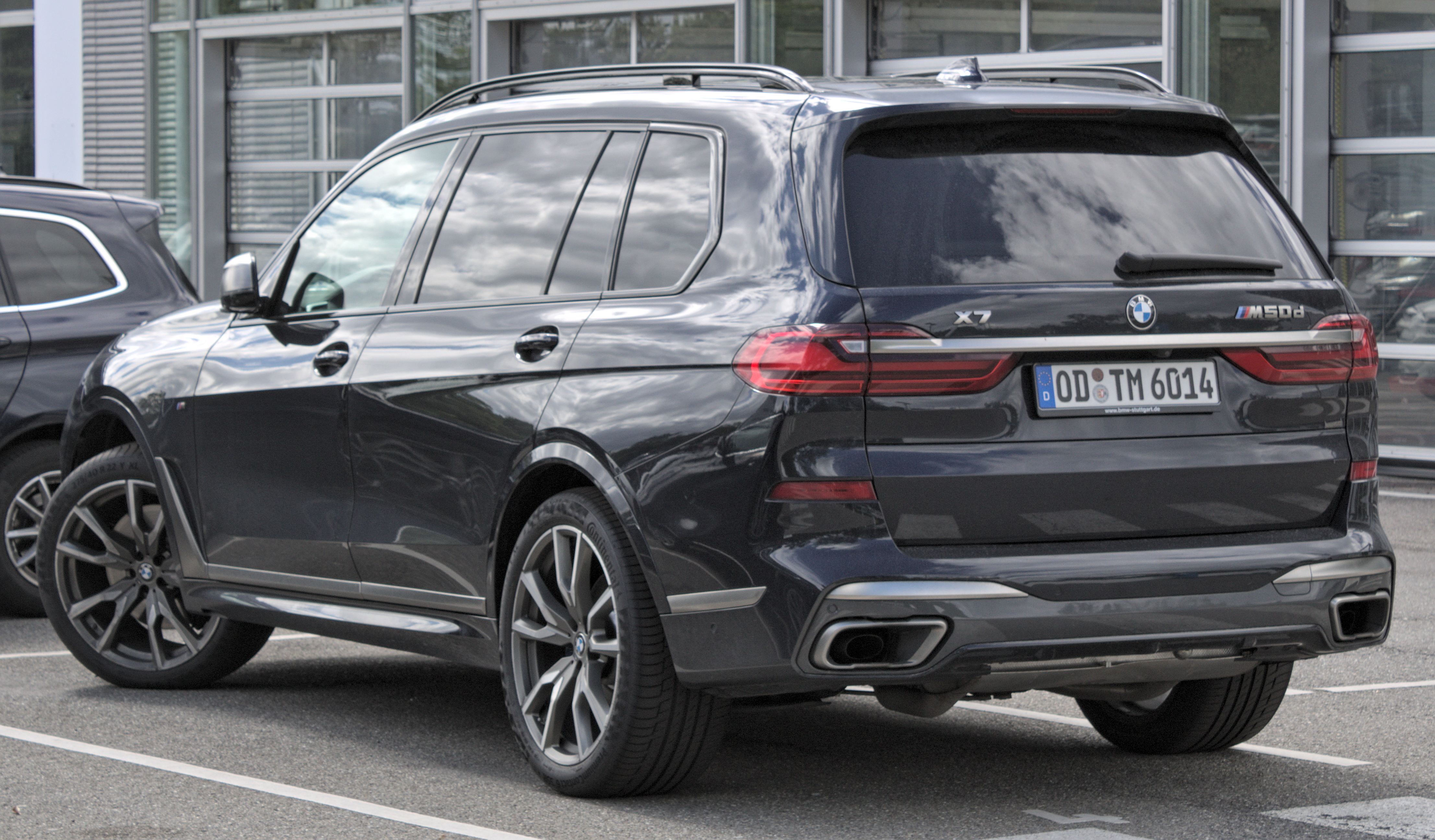
BMW G07 M Sport hátulja
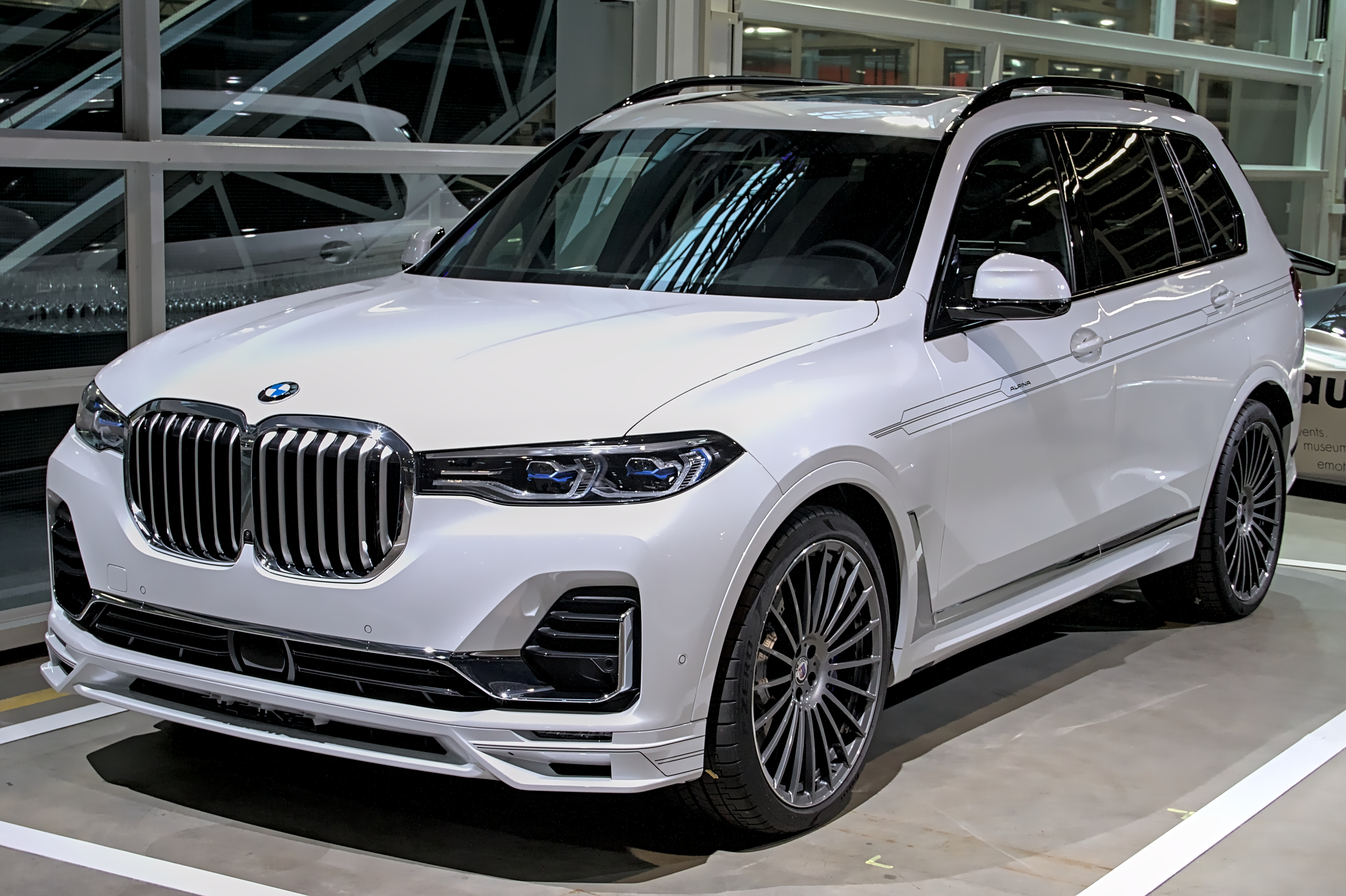
Alpina XB7

A G07 X7 Design Pure Excellence, Sport és M Sport kivitelben kapható.
Az alapfelszereltség része a Vernasca bőr, a négyzónás klímaberendezés, az iDrive 7.0, az adaptív LED-es fényszórók, a vezeték nélküli töltés, valamint az elektromosan állítható és fűthető háromsoros ülések. A középső sorban három ülés található, kétüléses konfigurációval is. Az X7 vezetőt segítő rendszereket is kapott, beleértve az autonóm sebességtartó automatikát és az ütközésérzékelő fékezési beavatkozást. Az egyéb opciók közé tartoznak a hűtött és fűthető pohártartók, a panorámás napfénytető LED-fénymintákkal és a lézeres fényszórók. Az off-road csomag választható terepvezetési módokat ad hozzá, és beállítja a menetmagasságot, a gyorsulást és a sebességváltó reakciót, valamint a kipörgésgátló rendszert.
A műszercsoportban egy kamera gondoskodik arról, hogy a vezető figyeljen az útra, miközben az autonóm funkciók aktívak, ez lehetővé teszi, hogy a vezető akár egy percre levehesse a kezét a kormányról. Ezenkívül opcionális headup kijelzővel rendelkezik, amely sok más járműben általában csak a sebességhez illeszkedik, azonban a BMW headup kijelzőjének mérete miatt; egy áttekinthető térképet is mutat navigációs utasításokkal, ami némileg értelmetlenné teszi az információs központot a vezető számára.
30-40 modell M Sport díszítéssel és M50 modellek M Performance alkatrészekkel szerelhetők fel. Ezek közé tartoznak a szénszálas tükrök, a sportkormány, a padlószőnyegek és az acél pedálok.

## Z1
A Z1-es igazi roadster volt, amely a vezetés élményét helyezte előtérbe. Ezért került az autóba az újonnan tervezett hátsó tengely is, amely gokartos menettulajdonságokról gondoskodott. Különleges volt a függőleges irányban működő ajtói miatt is. 1989-től 1991-ig gyártották, a Z3 lett az utódja.

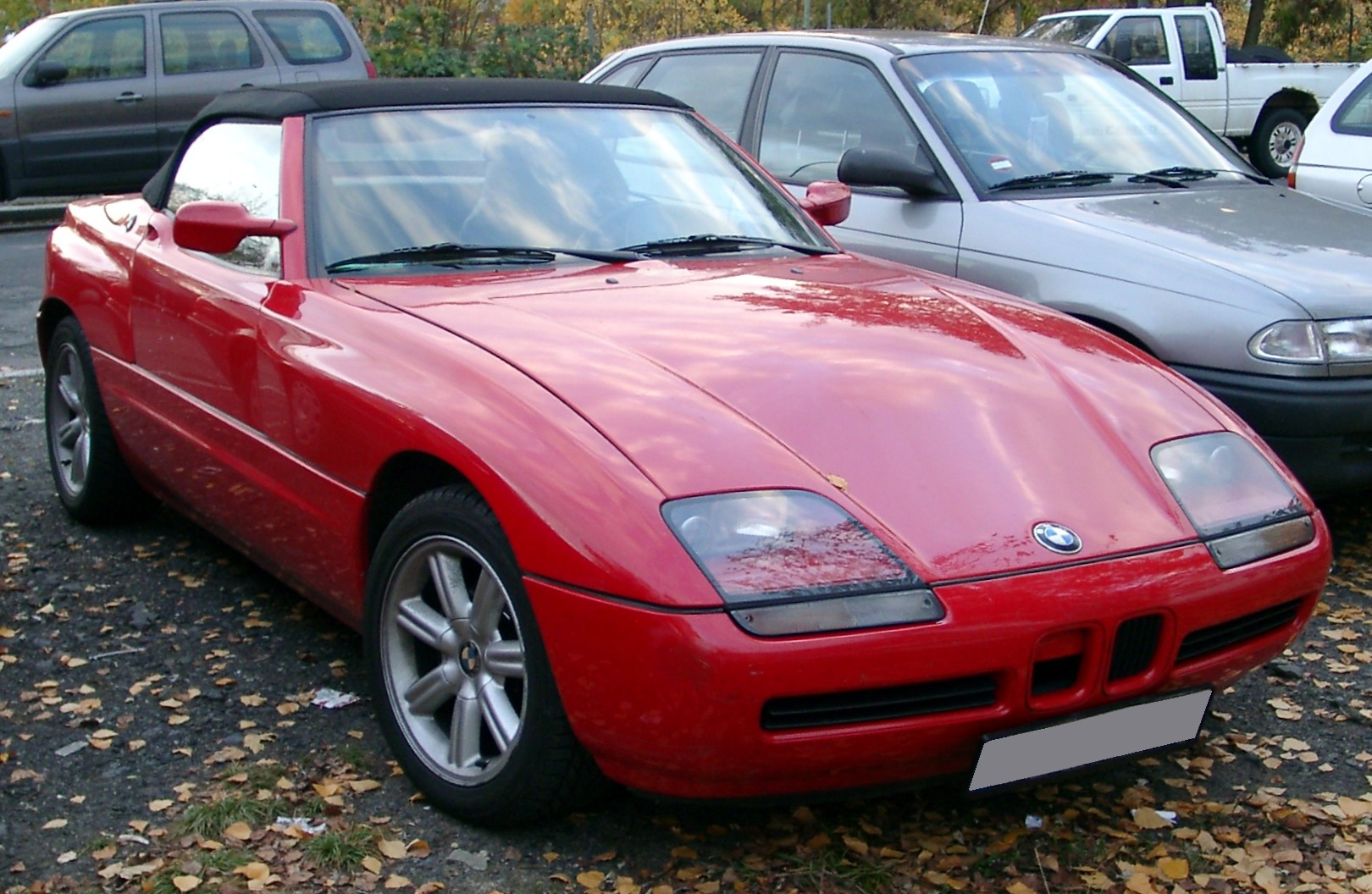
BMW Z1 eleje
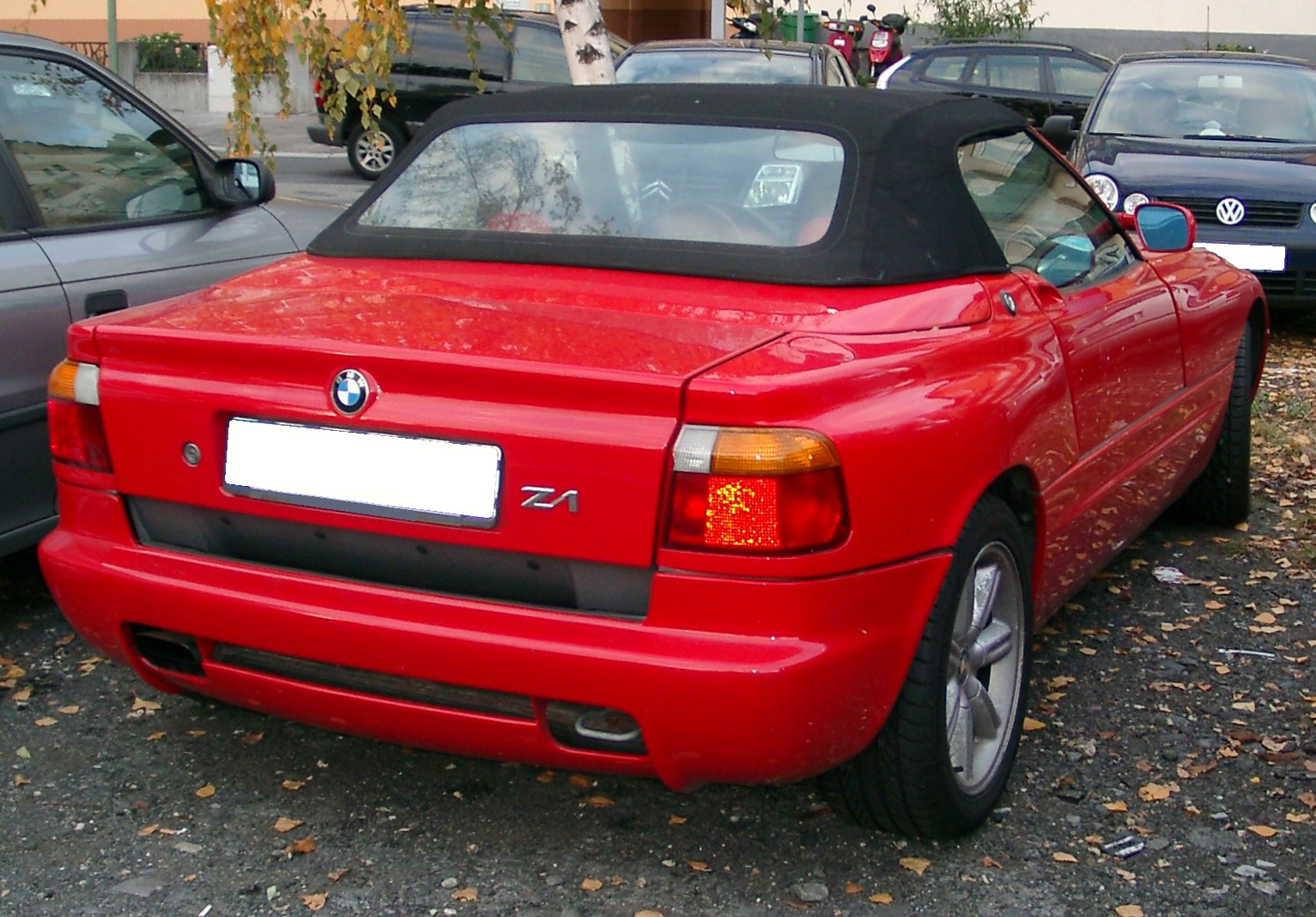
BMW Z1 hátulja
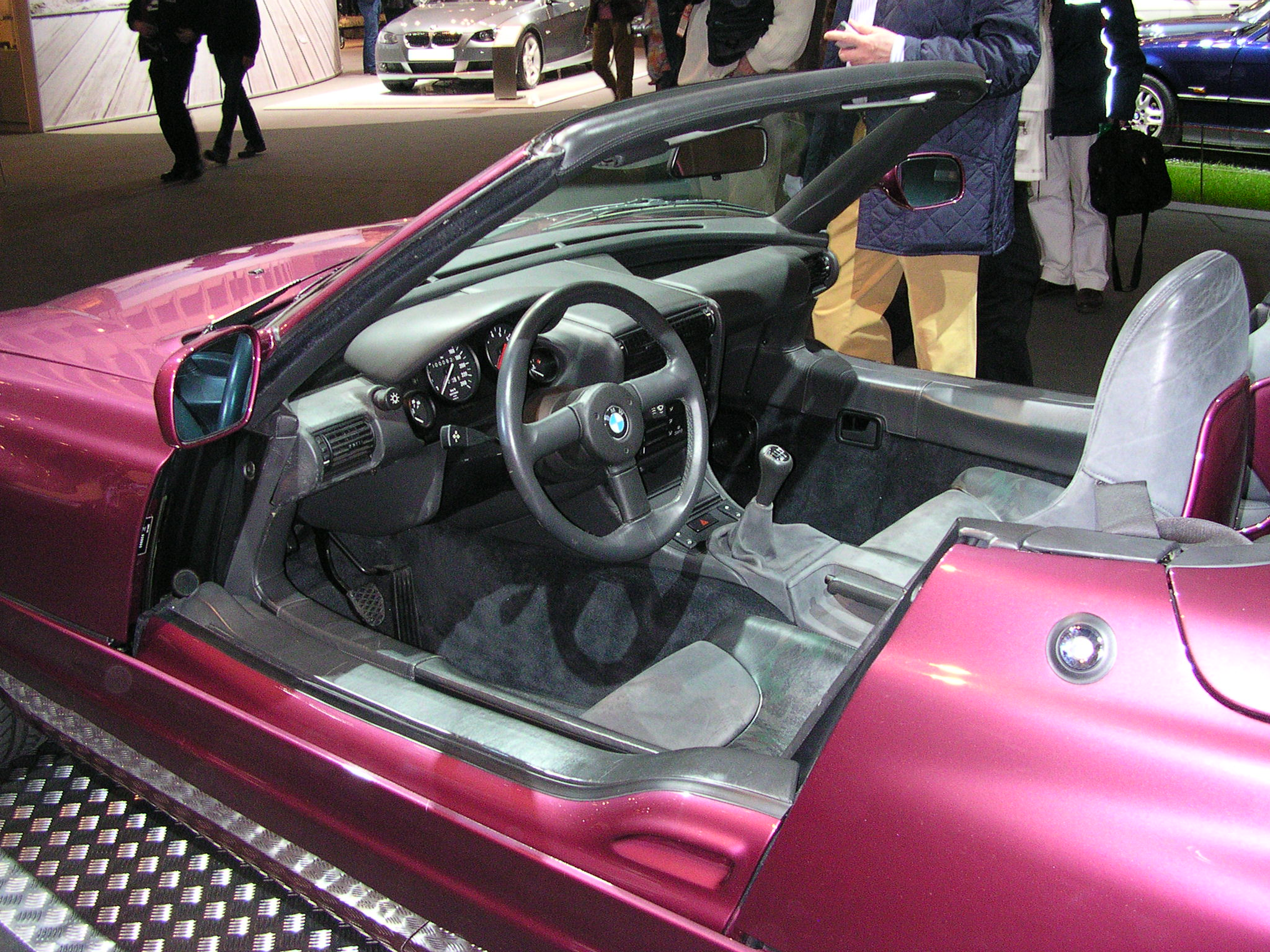
A belseje
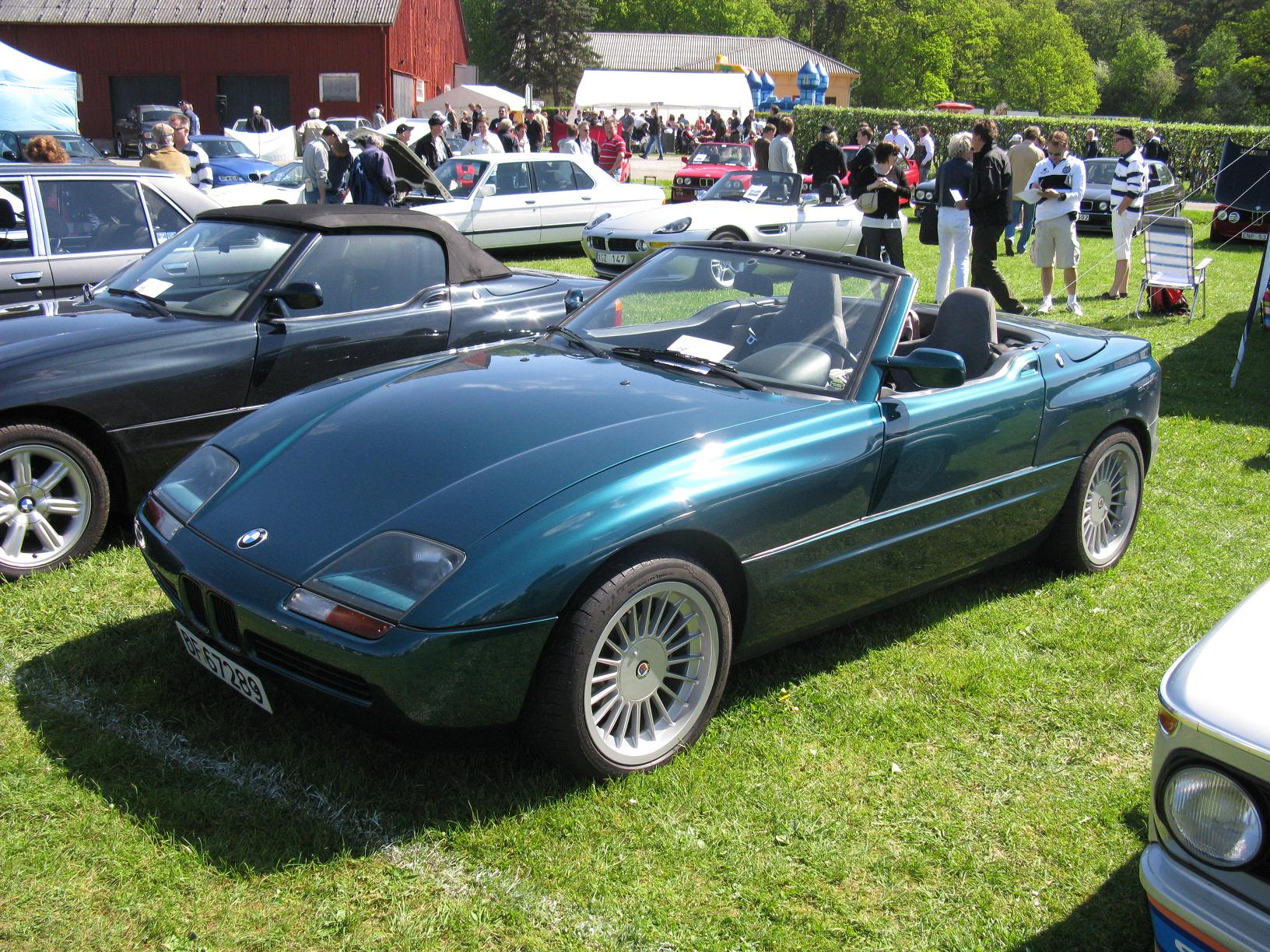
Alpina RLE (Z1) eleje
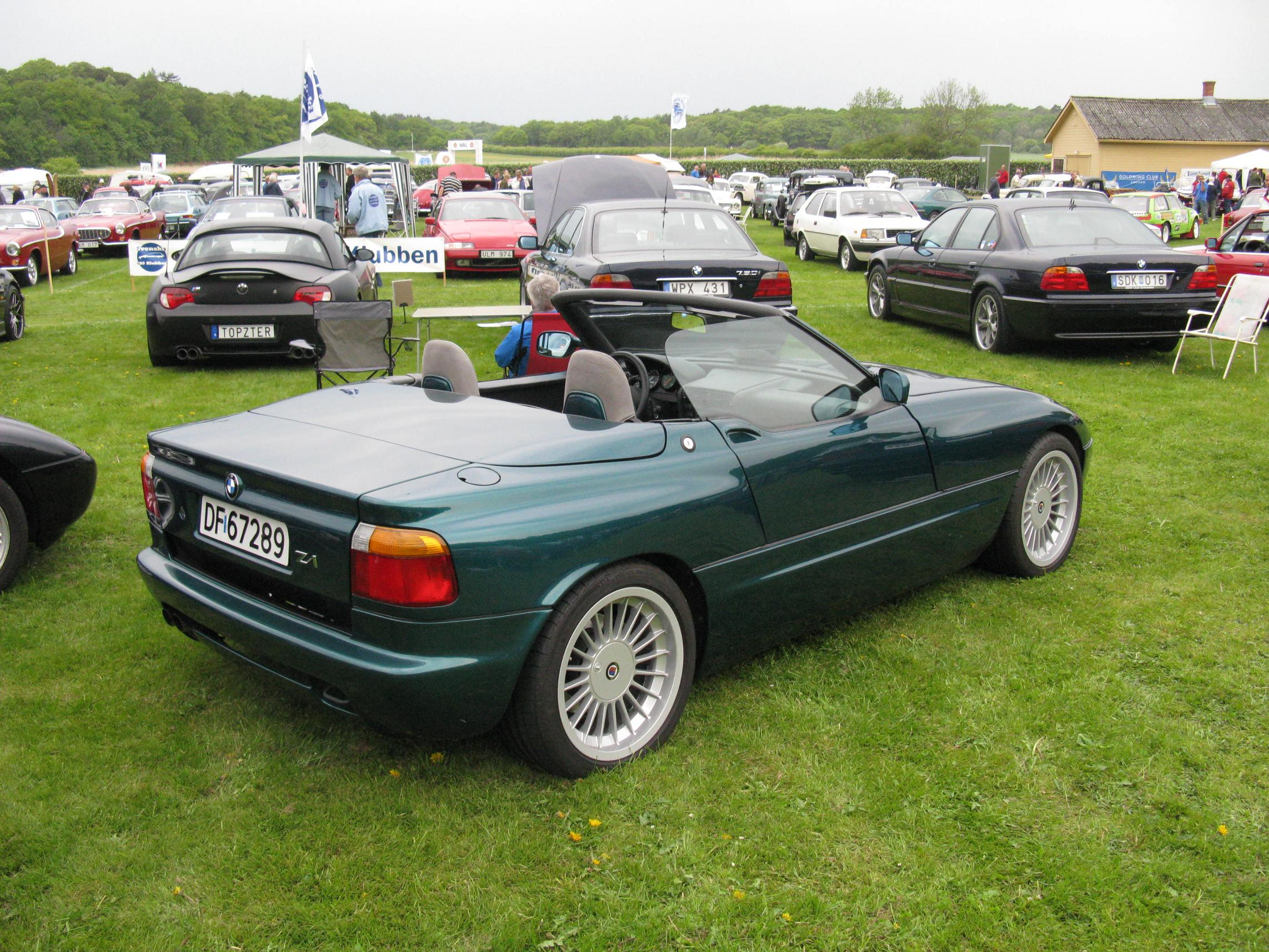
Alpina RLE (Z1) hátulja

A BMW Z1 a BMW Z-sorozatú roadsterei (kétüléses kabriók) első modellje, és 1989 és 1991 között korlátozott számban gyártották.
A Z1 egyedülálló a műanyag karosszériapaneleivel és az ajtóküszöbökbe süllyedő függőlegesen tolóajtóival. Ez az egyik első BMW, amely többlengőkaros hátsó felfüggesztést alkalmaz. Az egyetlen hajtáslánc specifikációja az E30 325i 2,5 literes, egyenes hatos motorja és 5 sebességes kézi sebességváltója.
1996-ban megkezdődött a Z1 utódja, a sorozatgyártású Z3 gyártása. 1985 elején a BMW BMW Technik GmbH néven divíziót hozott létre új járművek és technológiák koncepcióinak kidolgozására. A BMW Technik GmbH igazgatója Ulrich Bez volt, aki a Z1 fejlesztését felügyelte. A projekt irányítása Klaus Faust kezébe került, amikor Bez 1988 októberében elhagyta a BMW-t. A vezető tervező Harm Lagaay volt.
1985 augusztusában a BMW igazgatótanácsa jóváhagyta a BMW Technik első koncepcióautójának, a Z1-nek a továbbfejlesztését. Egy évvel később elkészült az első közúti prototípus, és a BMW nyilvánosságra hozta a projektet. Egy kupé modell is volt tervezési tanulmány tárgya, de nem jutott el a gyártásig. 1987 elején a BMW bejelentette, hogy belekezd a Z1 gyártásba, 1987 szeptemberében pedig bemutatták a Z1 gyártási formáját a Frankfurti Autószalonon. A gyártás 1988 októberében kezdődött. Az eredeti célár 80 000 német márka volt, azonban a gyártás megkezdésekor az alapár 83 000 márkára-re emelkedett.

## Z3
A Z3 volt az első modern tömegpiaci roadster, amelyet a BMW gyártott. Az 1996-os modellévben mutatták be nem sokkal azután, hogy szerepelt a GoldenEye James Bond-filmben. Az autó bemutatásakor több mint 15 000 darabot adtak el. A Z3 1999-ben arculatváltáson esett át a kupé karosszéria bevezetésével, és átdolgozott stílust kapott, mielőtt a gyártás 2002-ben véget ért. A kupénak vitatott stílusa volt, és „bohóccipőnek” nevezték. A dél-karolinai Spartanburgban gyártották és szerelték össze.
- BMW E36/7 (2 ajtós roadster) – (1995-2002)
- BMW E36/8 (2 ajtós coupé) – (1998-2002)

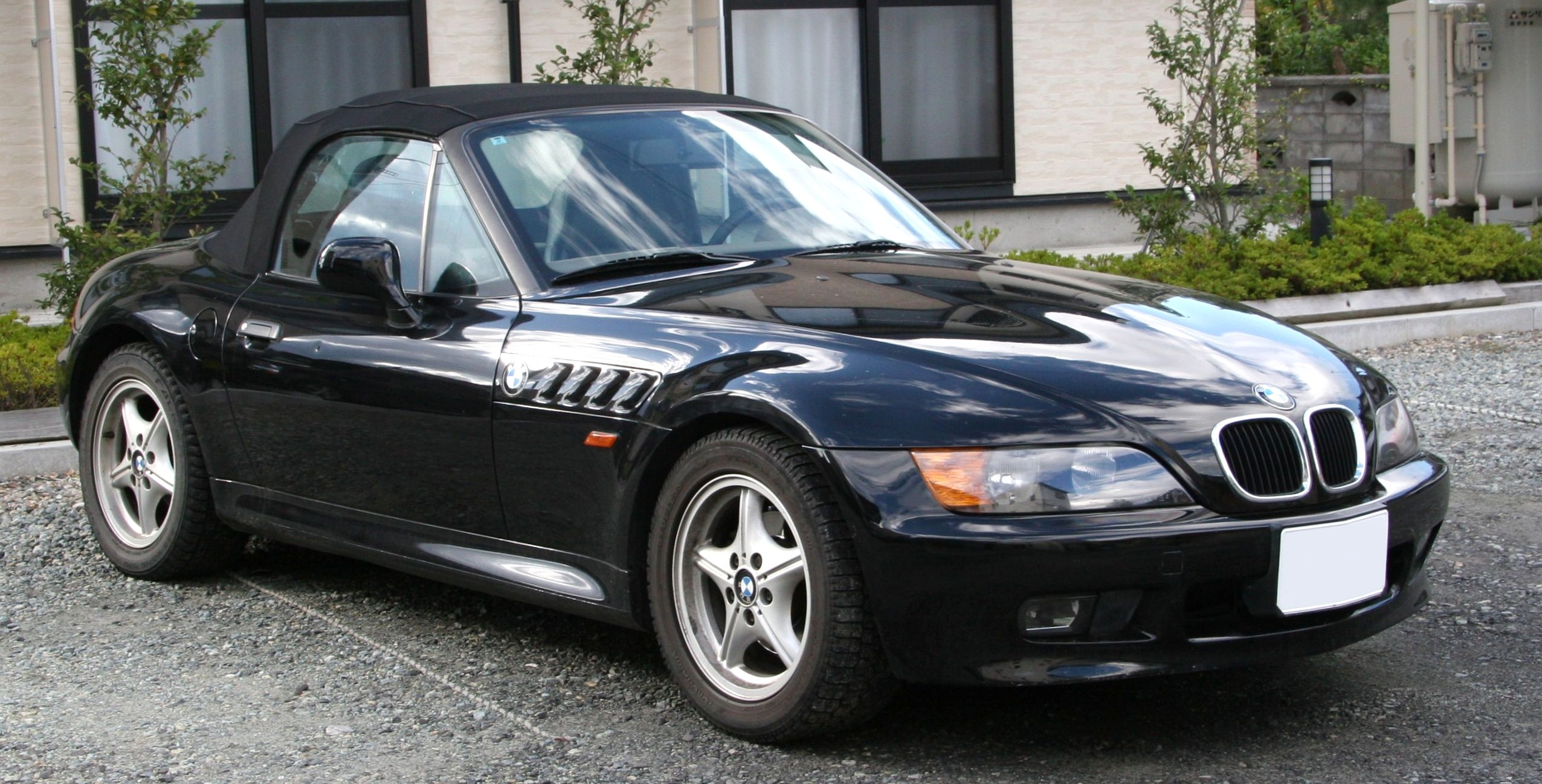
BMW E36/7 Pre-Facelift eleje
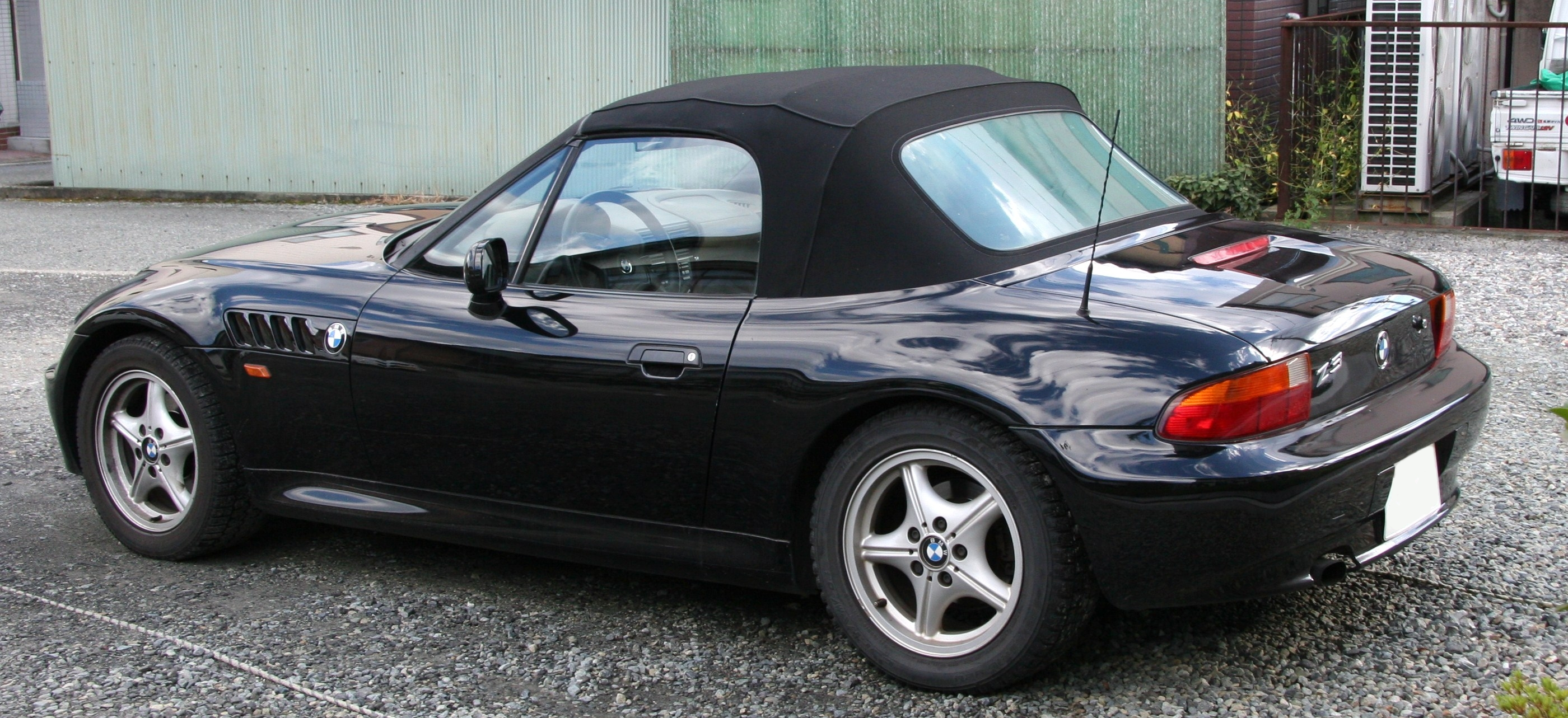
BMW E36/7 Pre-Facelift hátulja
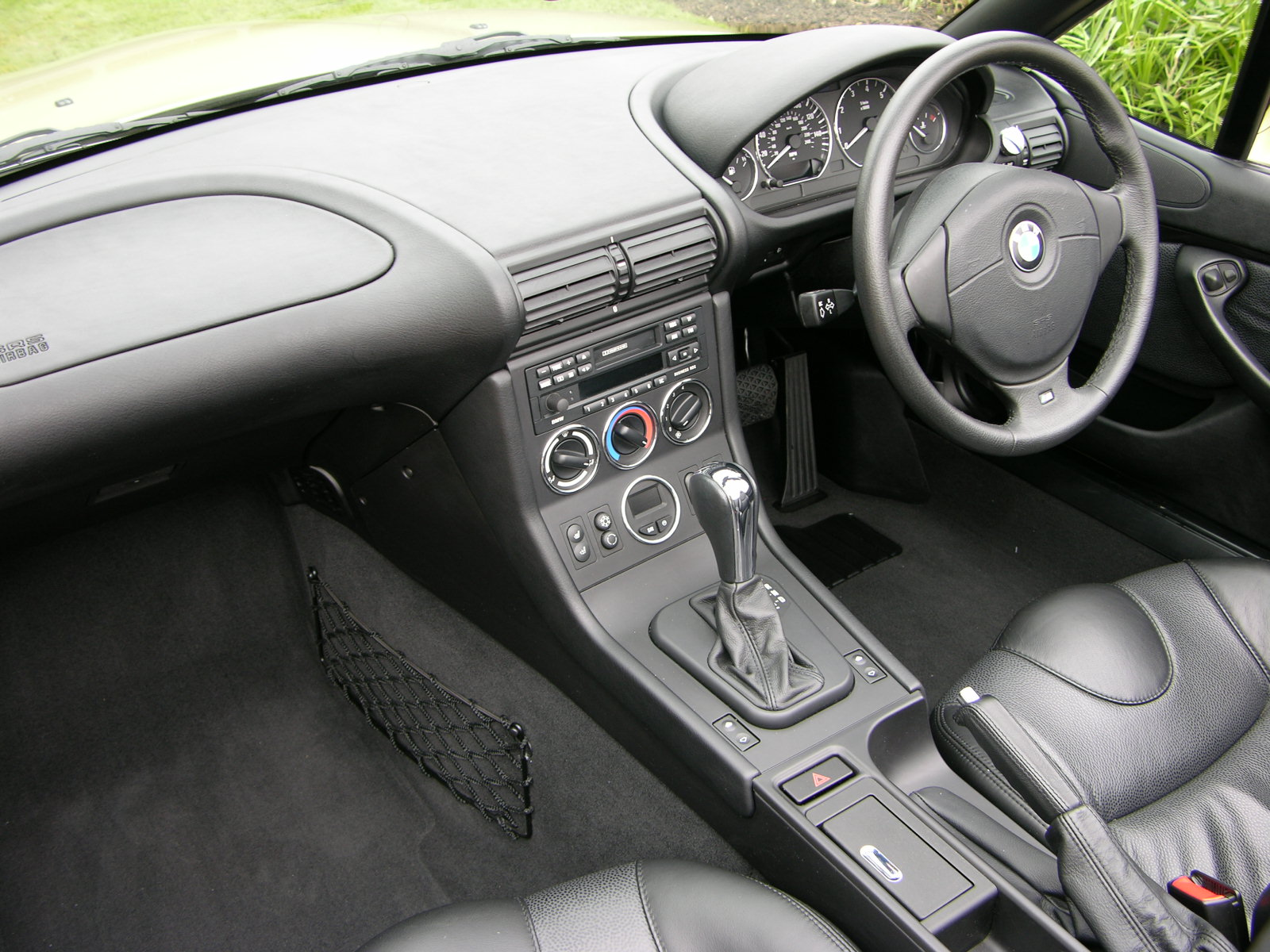
A belseje
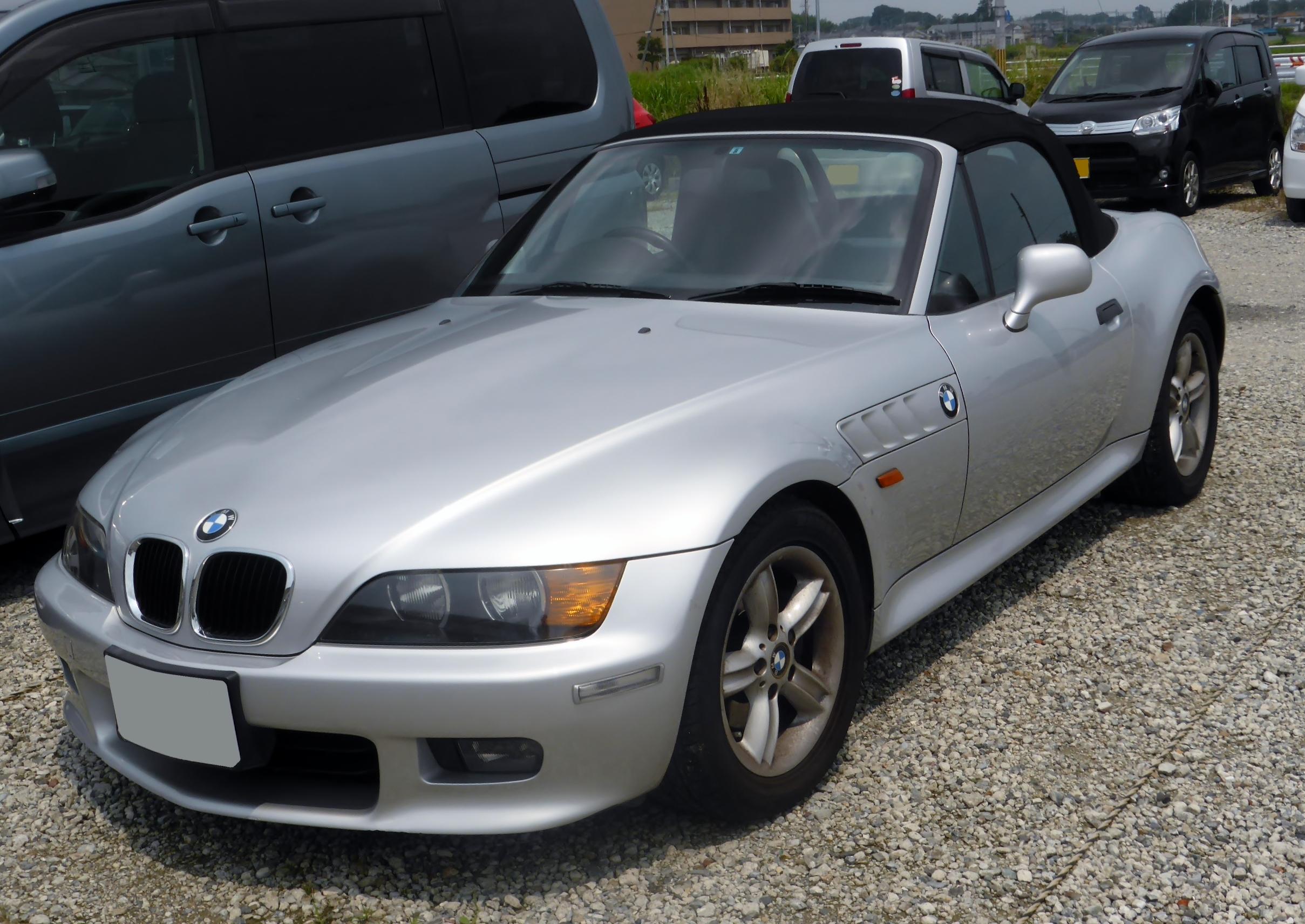
BMW E36/7 Post-Facelift eleje
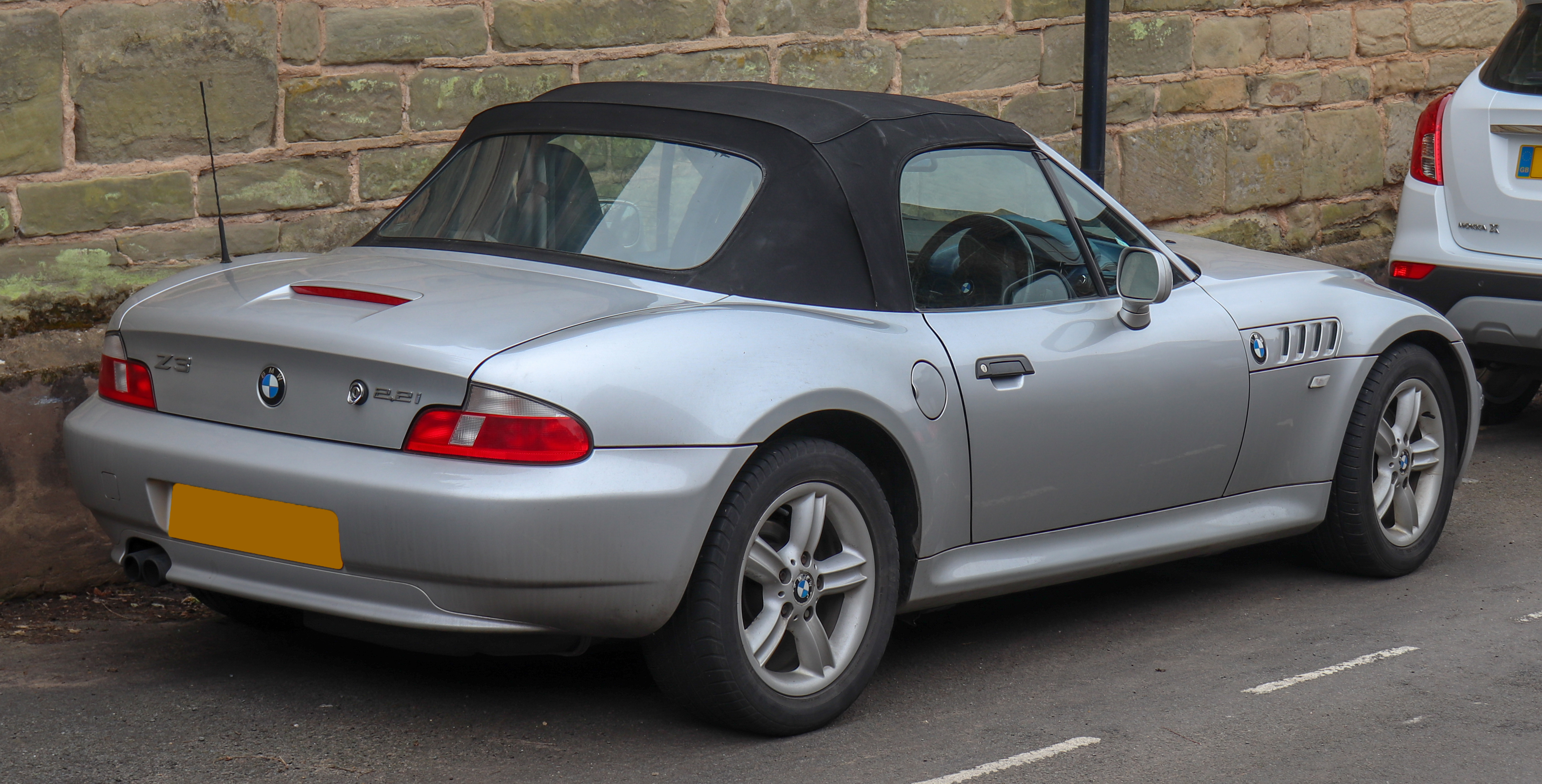
BMW E36/7 Post-Facelift hátulja
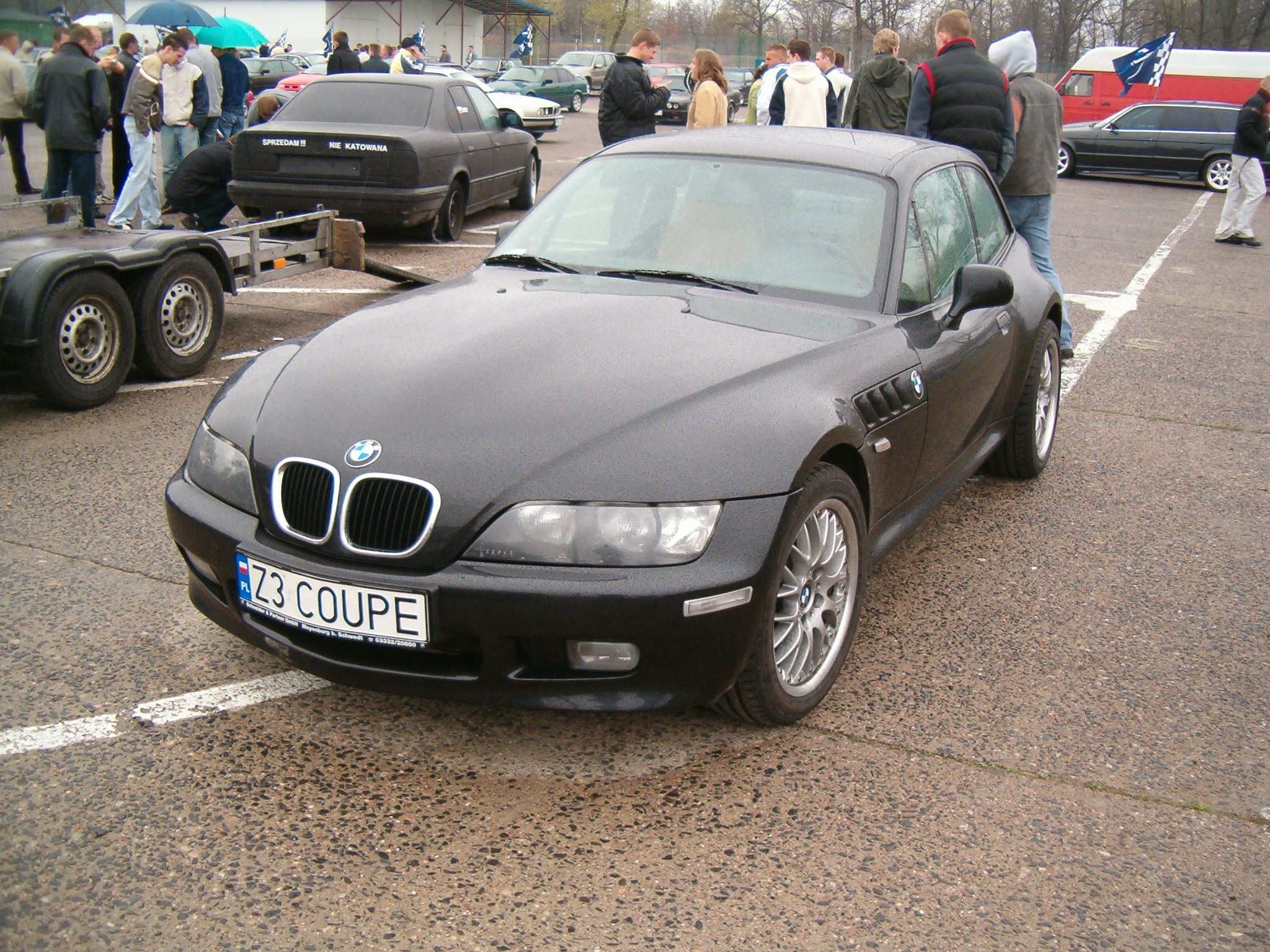
BMW E36/8 eleje
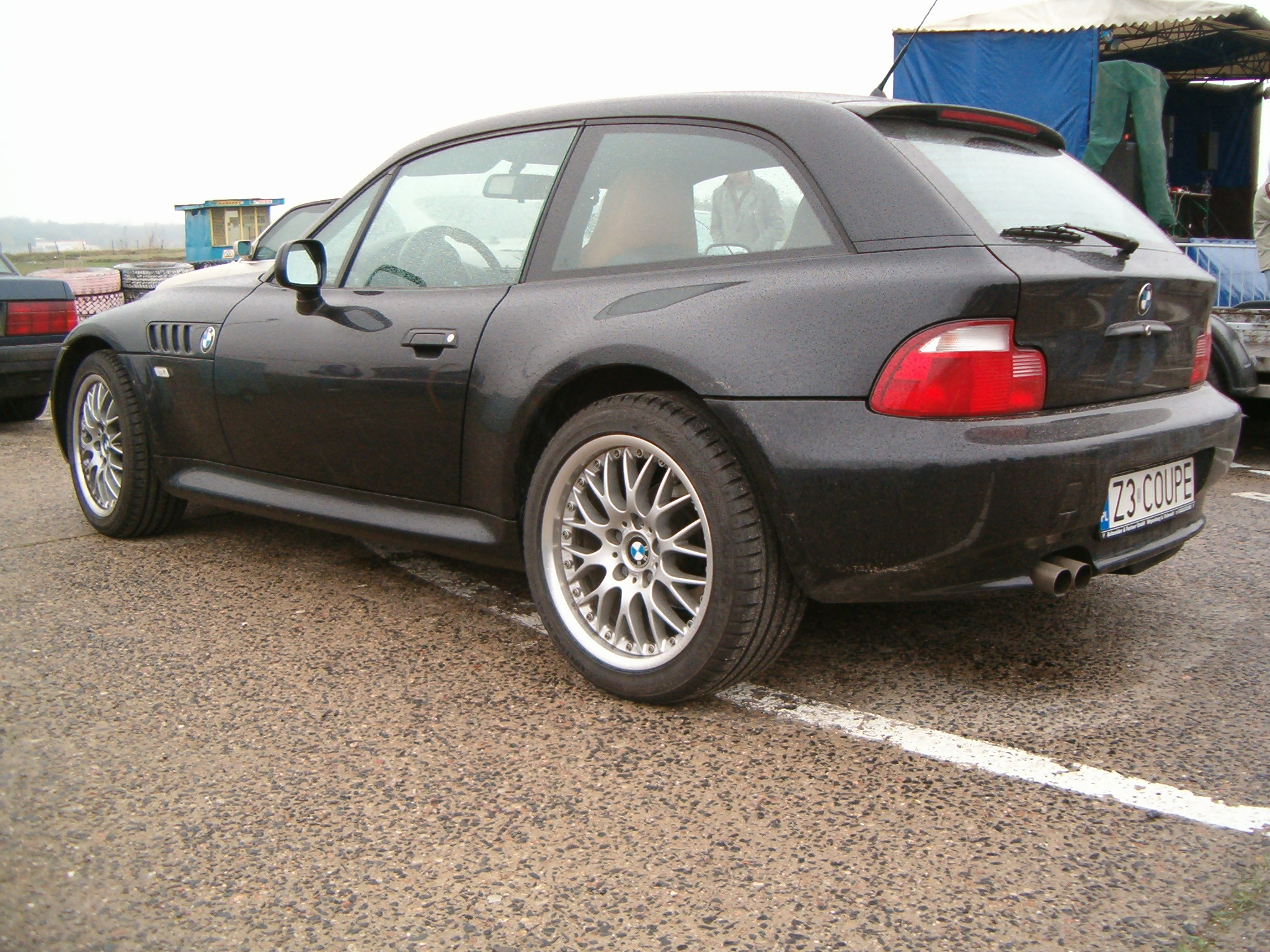
BMW E36/8 hátulja
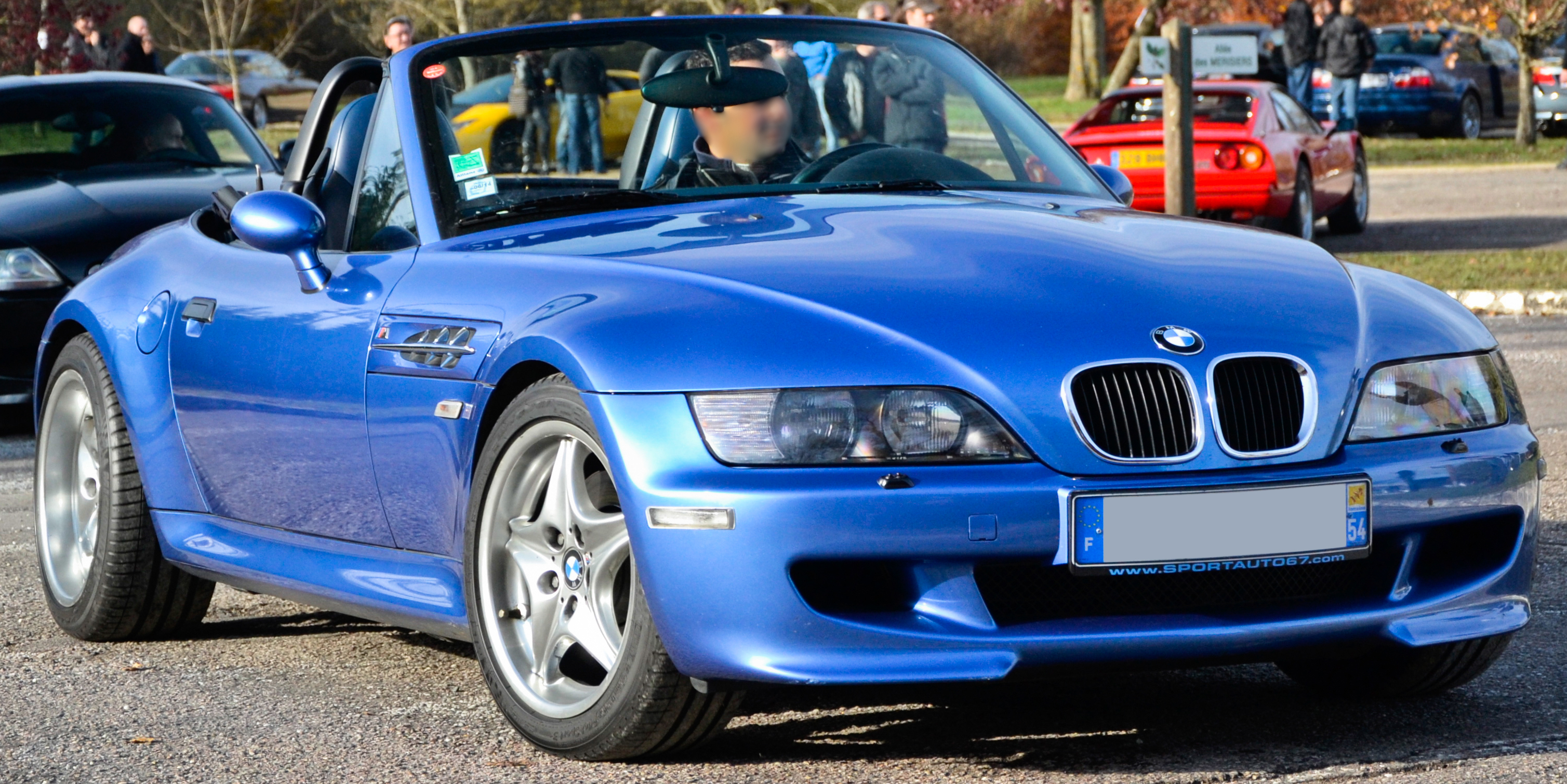
BMW E36/7 M Sport eleje
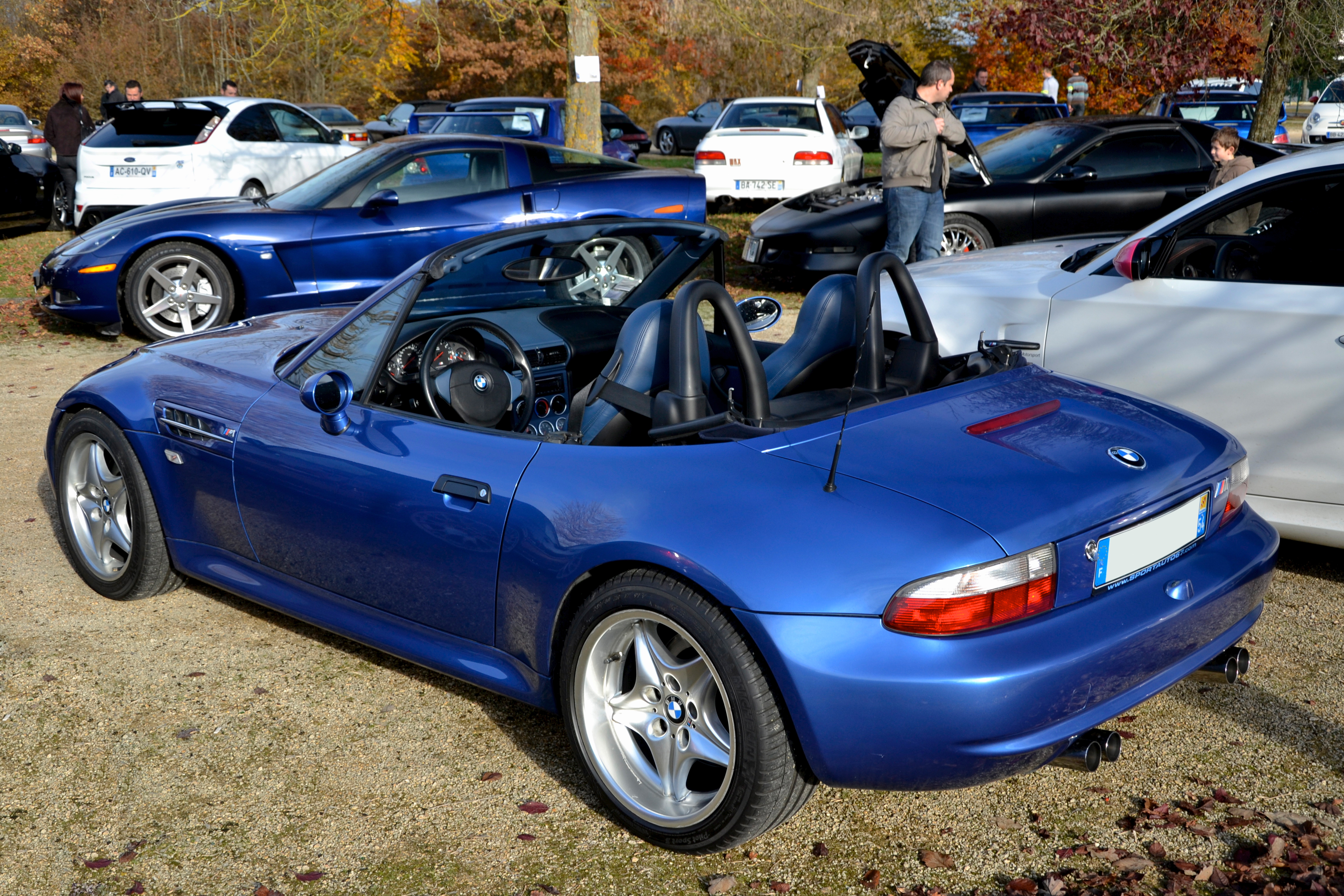
BMW E36/7 M Sport hátulja

A roadster fejlesztése 1991-ben kezdődött, és Burkhard Göschel vezette. A külsőt Joji Nagashima tervezte, és 1992 közepén készült el, 39 hónappal a gyártás előtt, a tervezést pedig 1993-ban fejezték be. A formatervezési minták szabadalmait 1994. április 2-án nyújtották be Németországban és 1994. szeptember 27-én az Egyesült Államokban. A Z3-at videós sajtóközleményben mutatta be a BMW North America 1995. június 12-én. A gyártás 1995. szeptember 20-án kezdődött.
A kupé modell fejlesztését a BMW mérnökeinek egy csoportja irányította a saját idejében a munkán kívül. A Z3 Coupé ugyanazt a platformot és alkatrészeket osztja meg, mint a roadster, de az alváz merevítő nyílásokkal rendelkezik, és ehhez képest 2,7-szer merevebb. A Z3 Coupé az 1997-es Frankfurti Autószalonon mutatkozott be.
A Z3 volt az első BMW-modell, amelyet kizárólag Németországon kívül gyártottak, a dél-karolinai Greerben.

## Z4

### Első generáció (2002-2008)
- BMW E85 (2 ajtós roadster)
- BMW E86 (2 ajtós coupé)

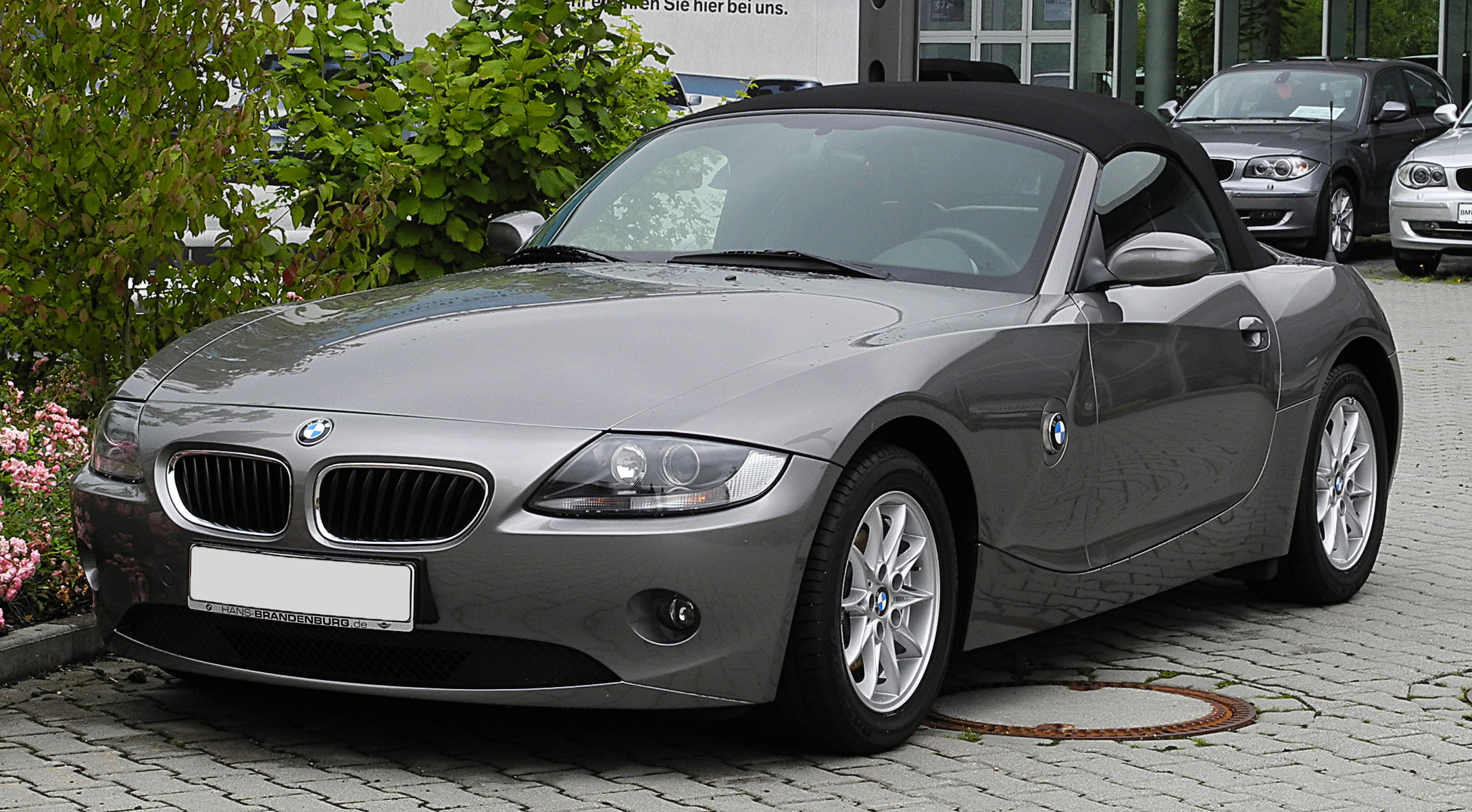
BMW E85 Pre-Facelift eleje
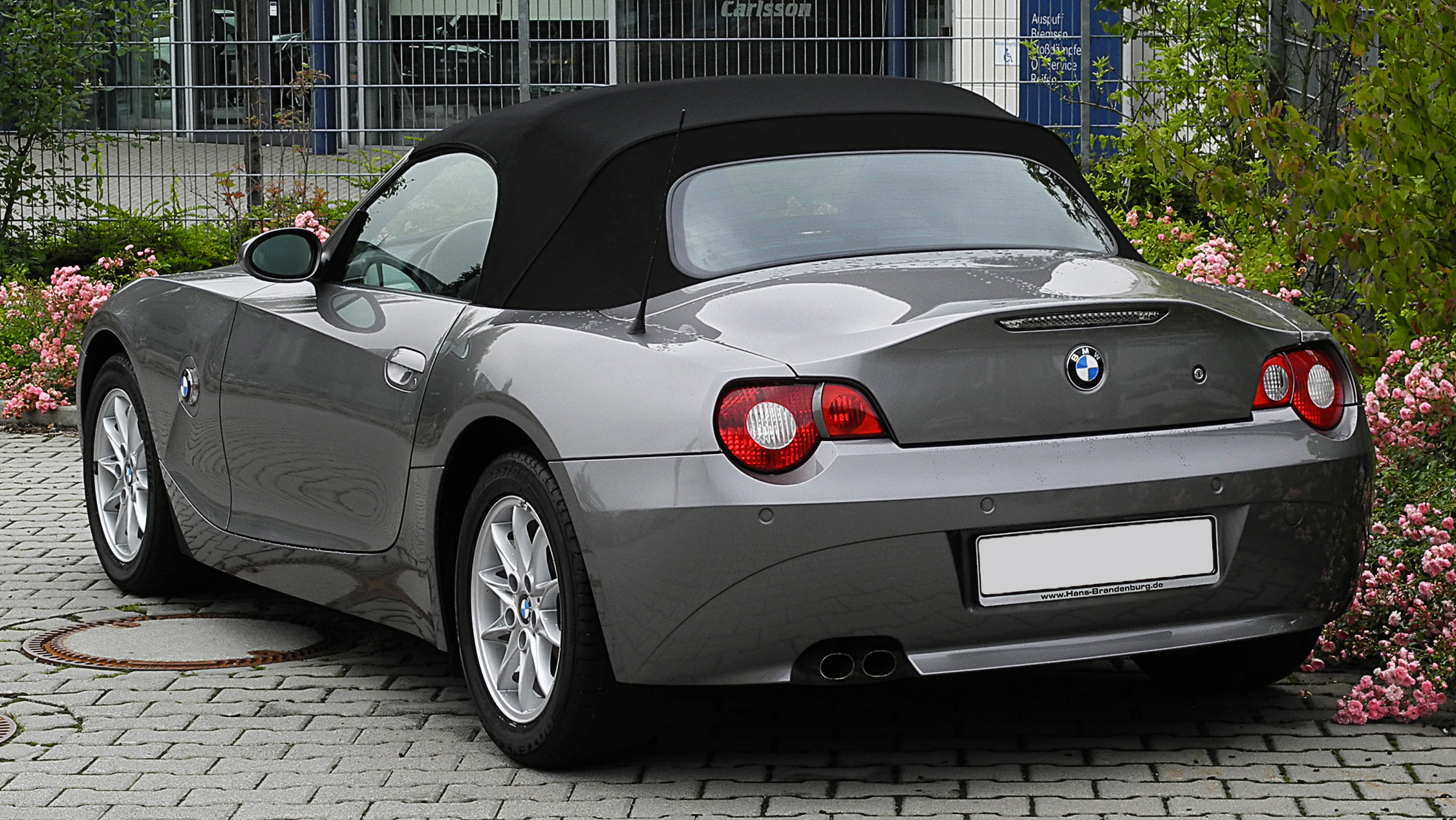
BMW E85 Pre-Facelift hátulja
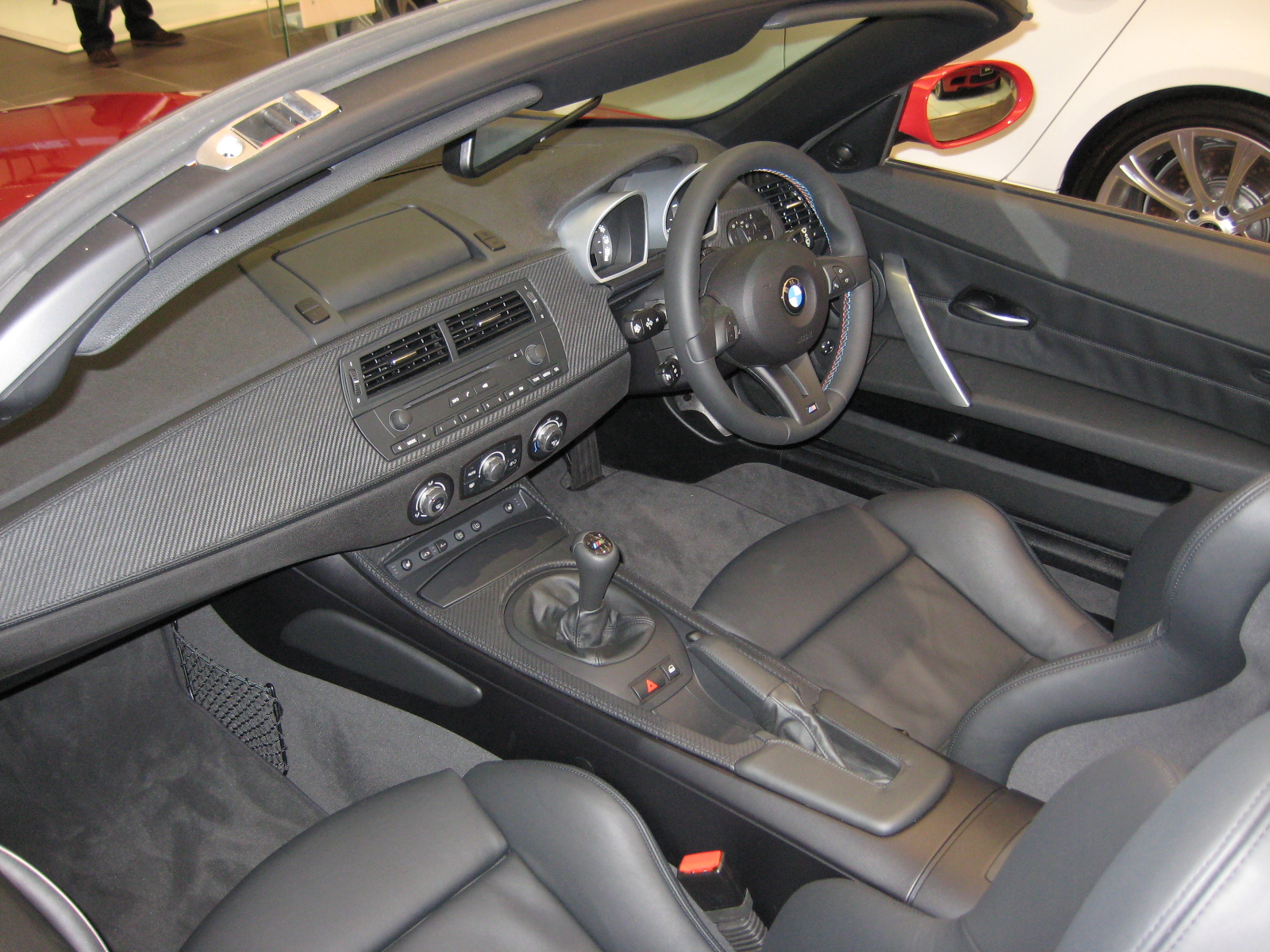
A belseje
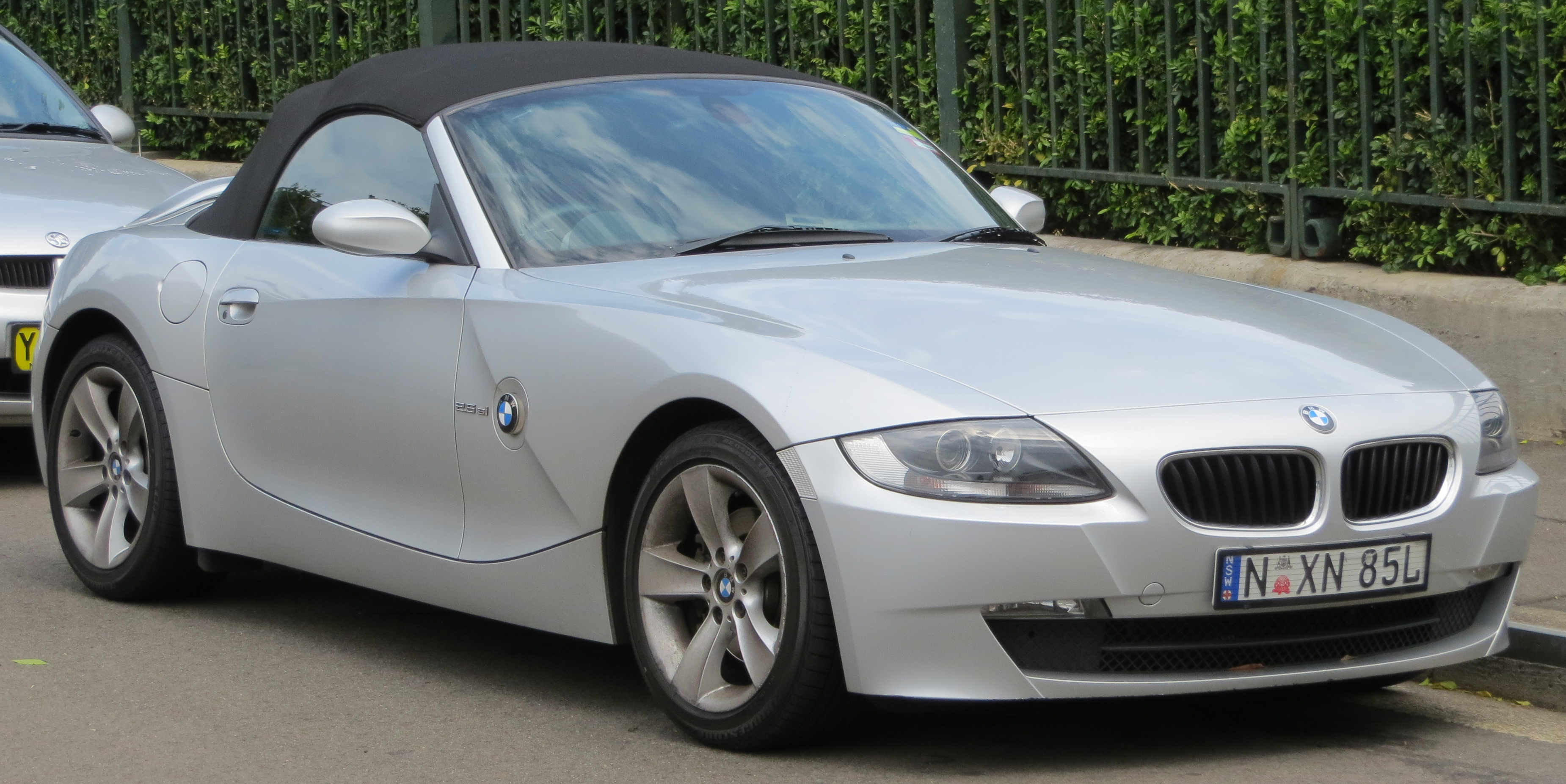
BMW E85 Post-Facelift eleje
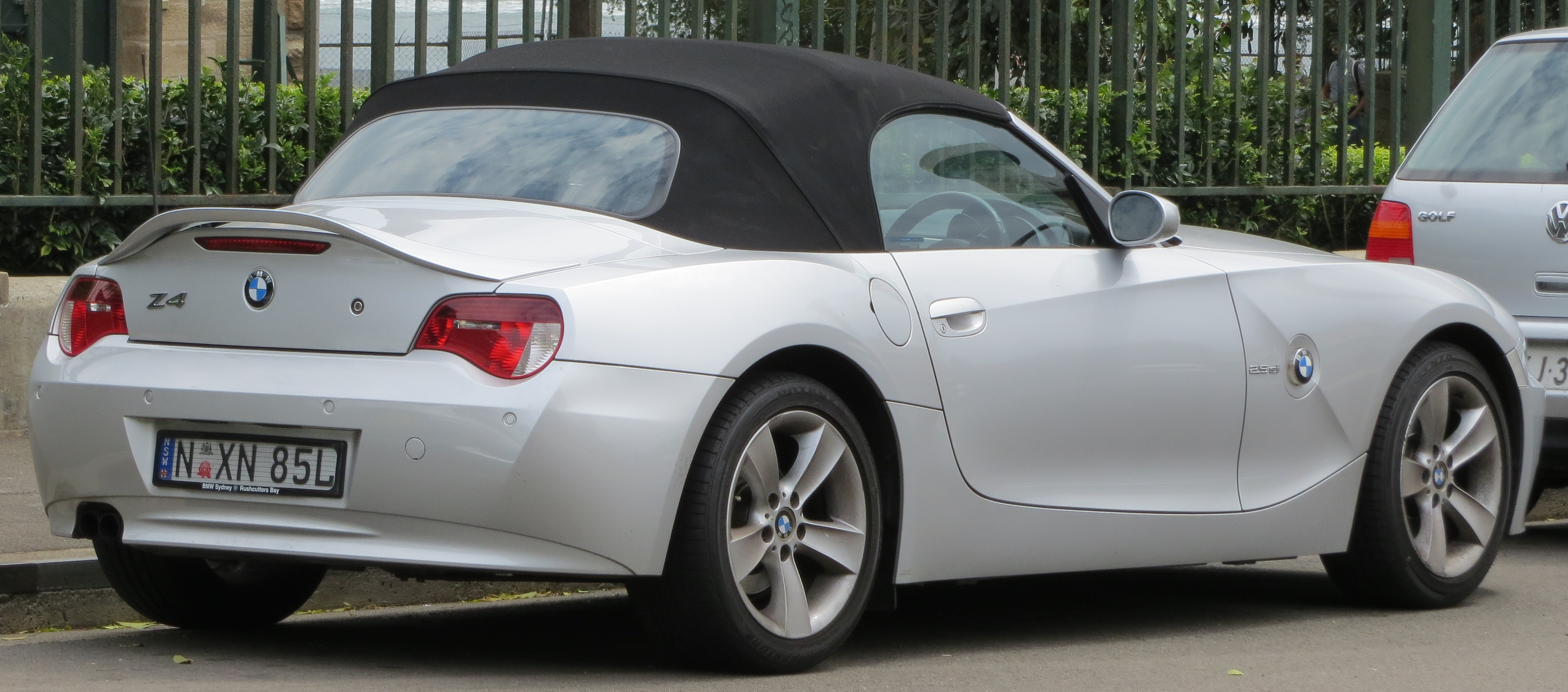
BMW E85 Post-Facelift hátulja
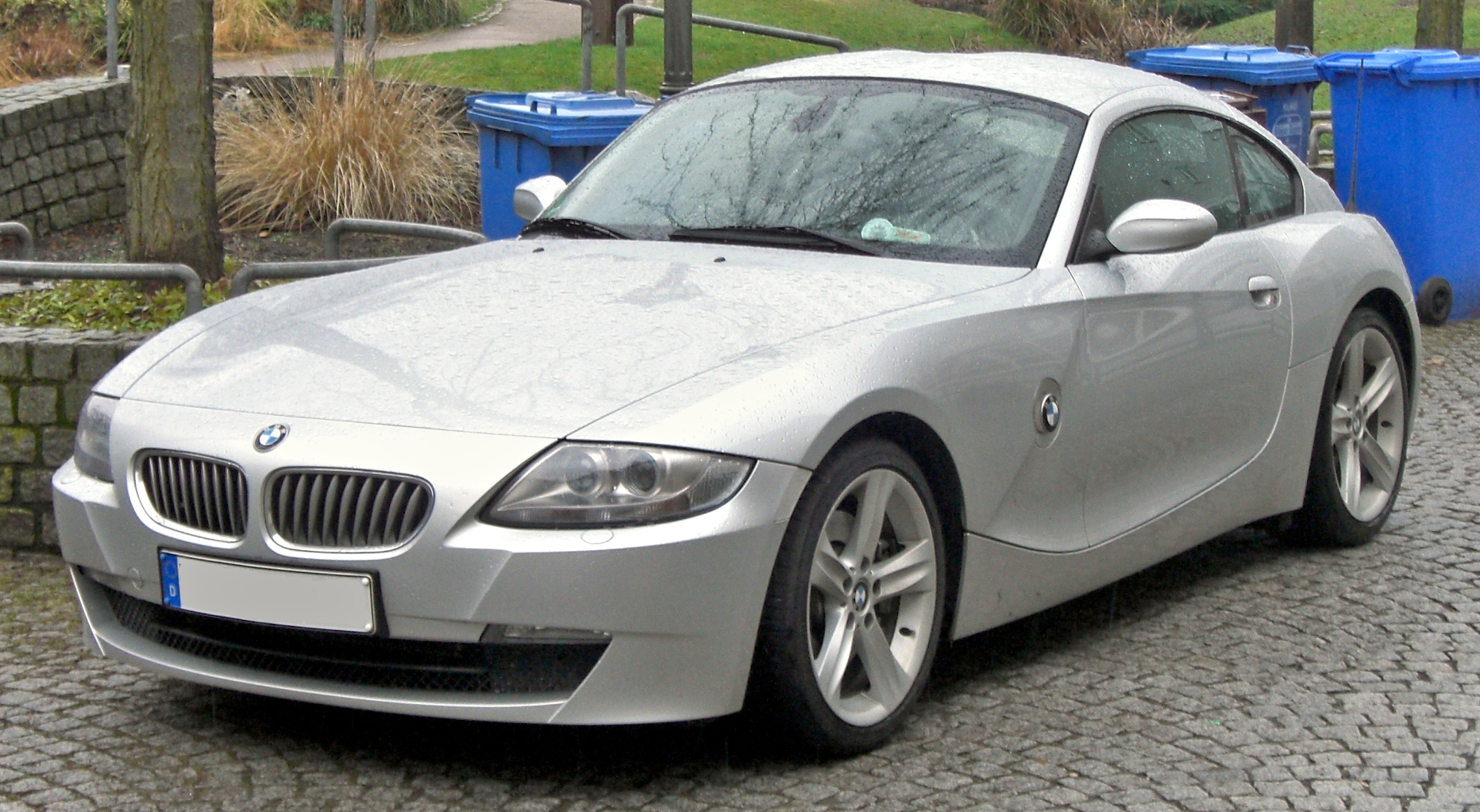
BMW E86 eleje
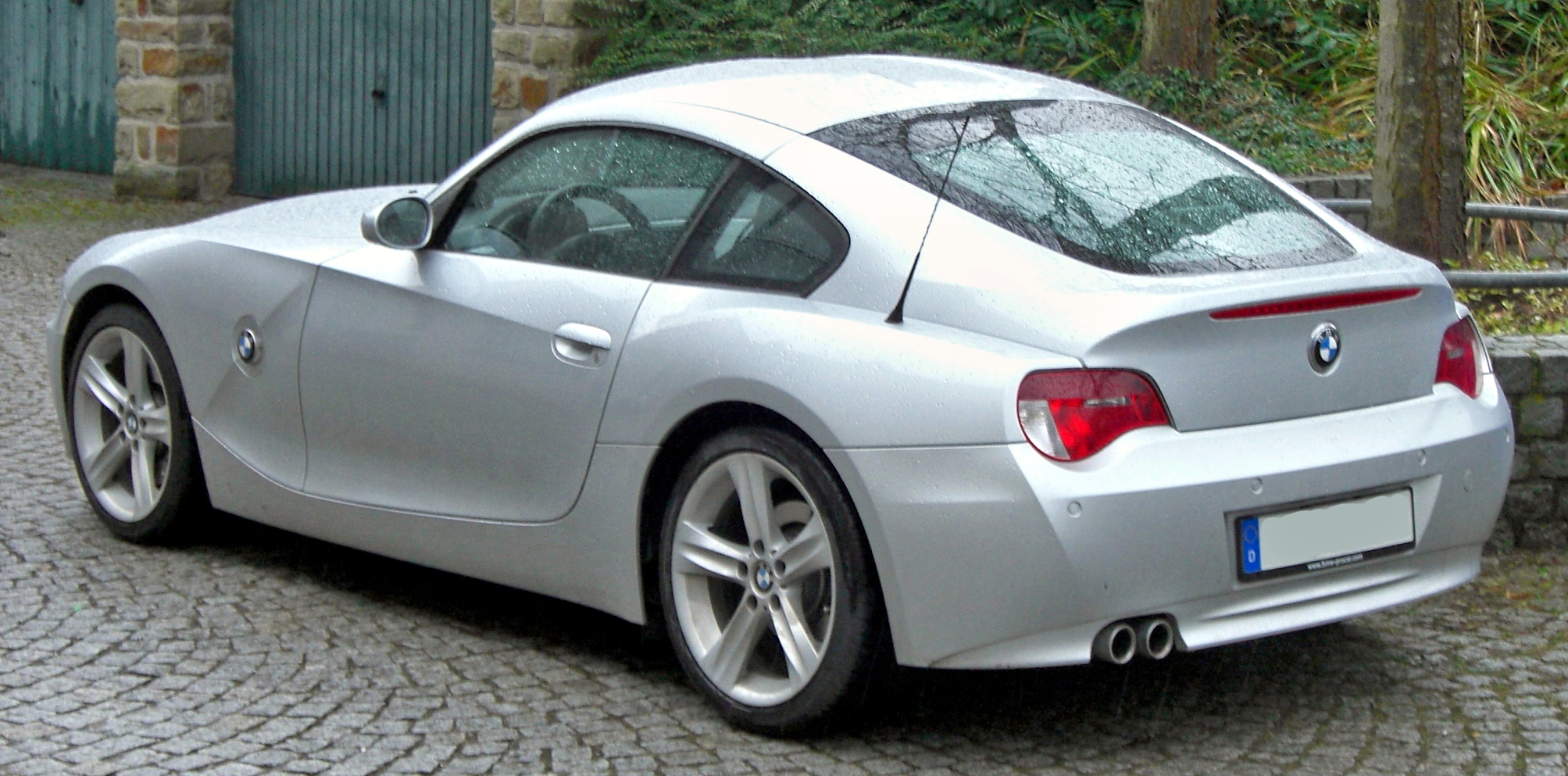
BMW E86 hátulja
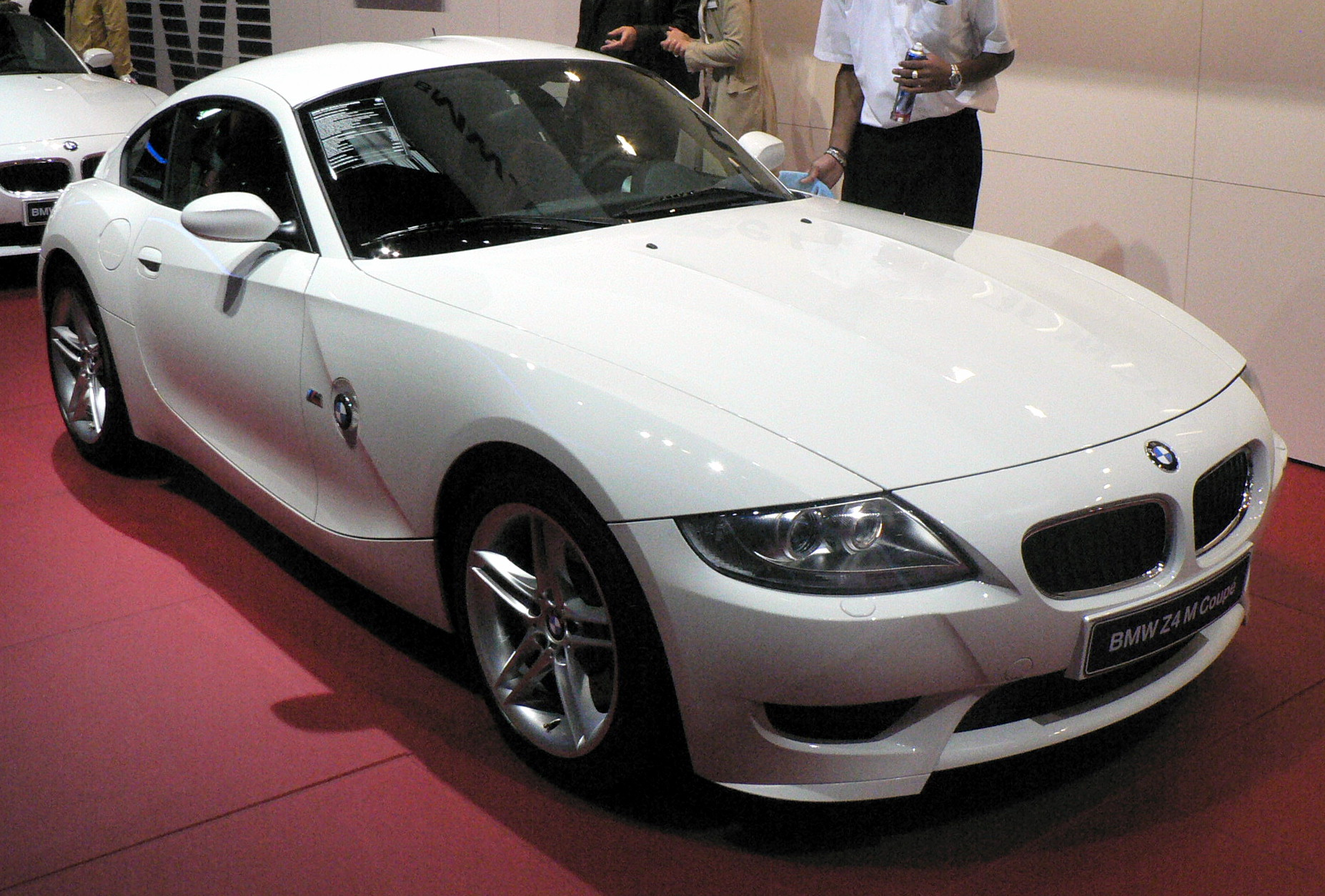
BMW Z4 M Sport eleje
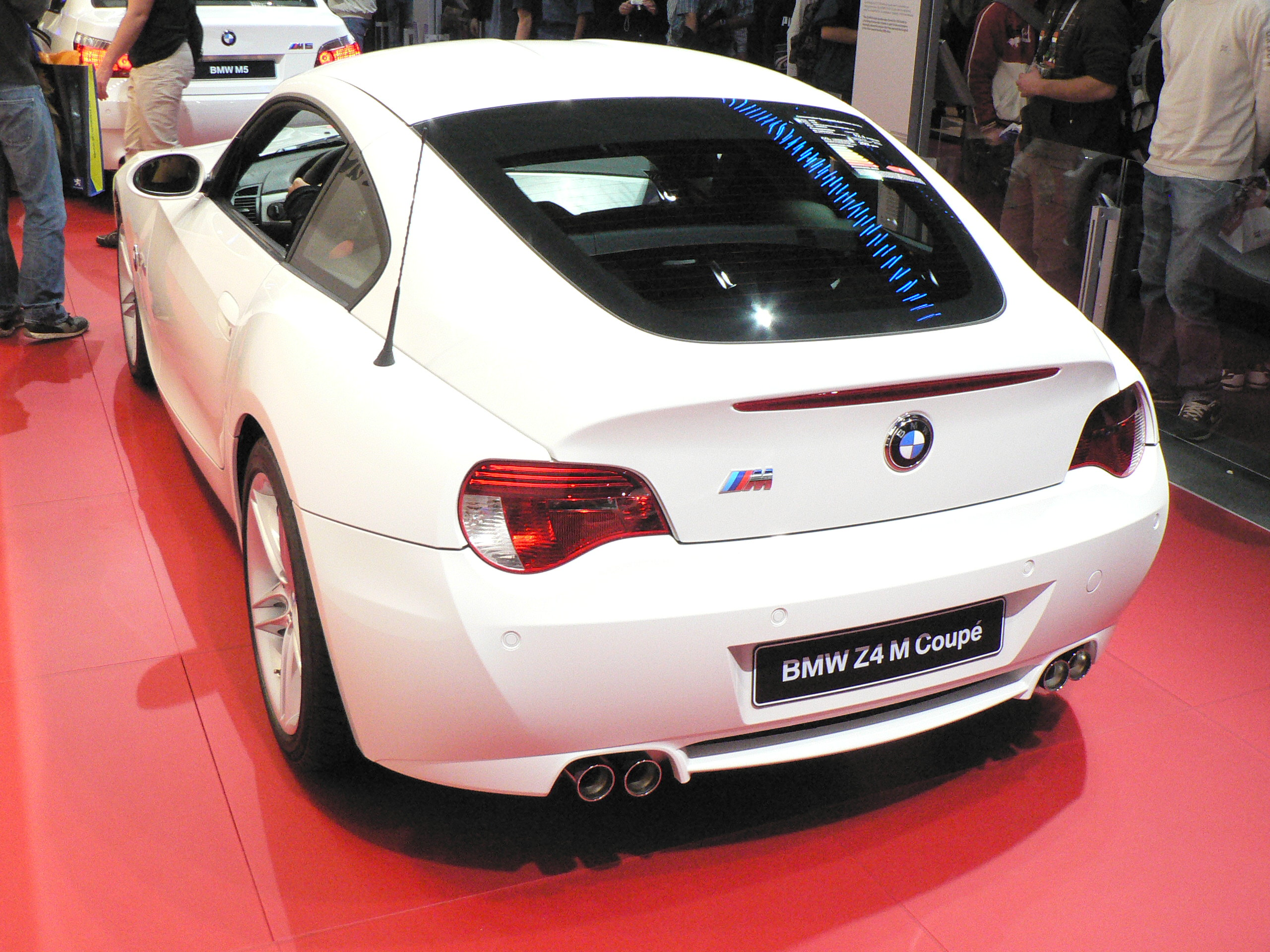
BMW Z4 M Sport hátulja
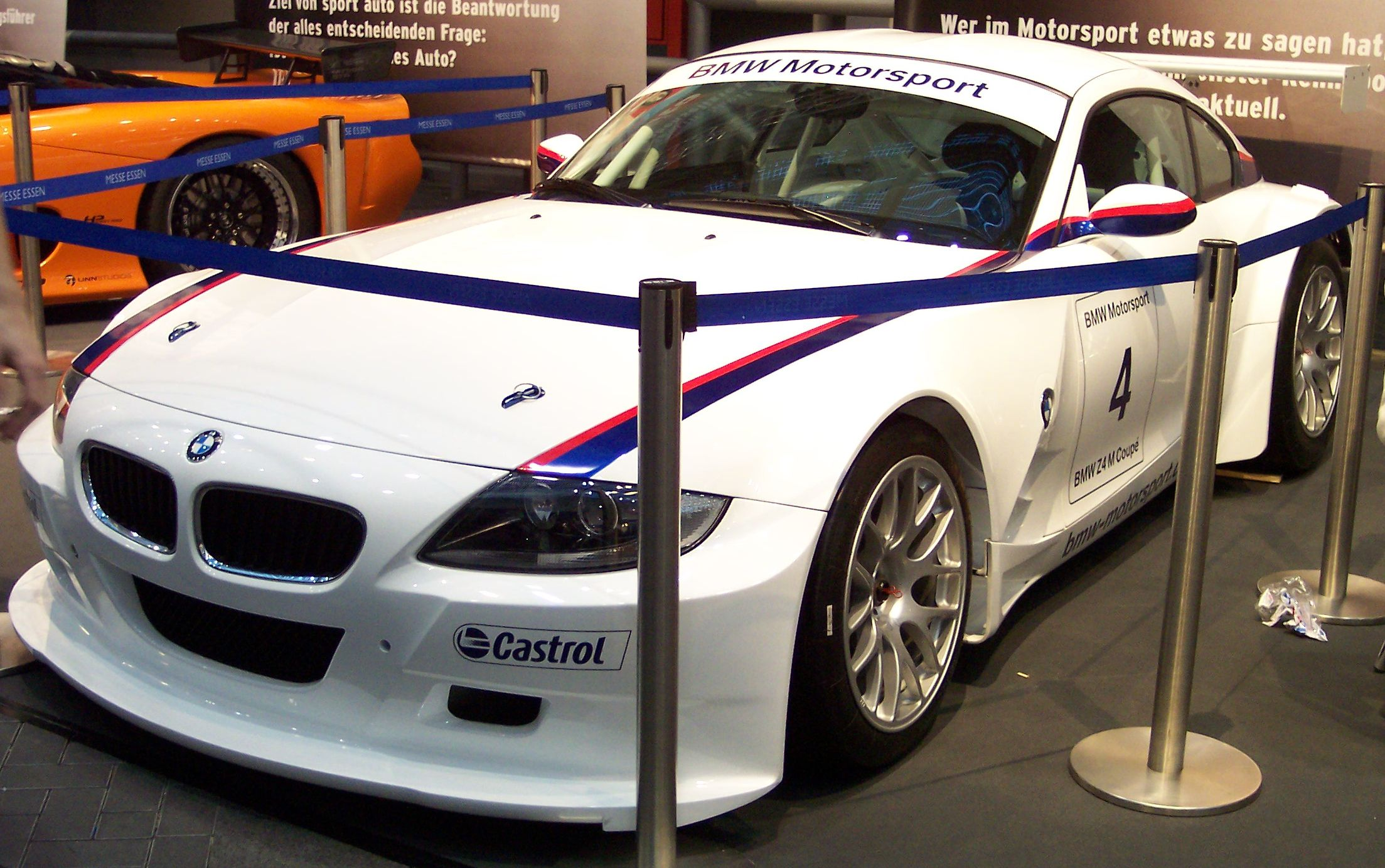
BMW Z4 M Sport Endurance

Az első generációs BMW Z4 E85 néven volt ismert roadster formájában és E86 kupé formájában. A dán BMW-dizájner, Anders Warming tervezte.
A Z4 kialakítása számos kritikát megválaszolt az előző Z3-mal szemben; nagyobb volt, és lényegesen merevebb alvázat kapott. A Z4 kezdetben csak roadsterként volt elérhető, de 2006-ban hivatalosan is bemutatták a kupét. Az utolsó modell 2008. augusztus 27-én gördült le a futószalagról a spartanburgi üzemben.

### Második generáció (2009-2016)
- BMW E89

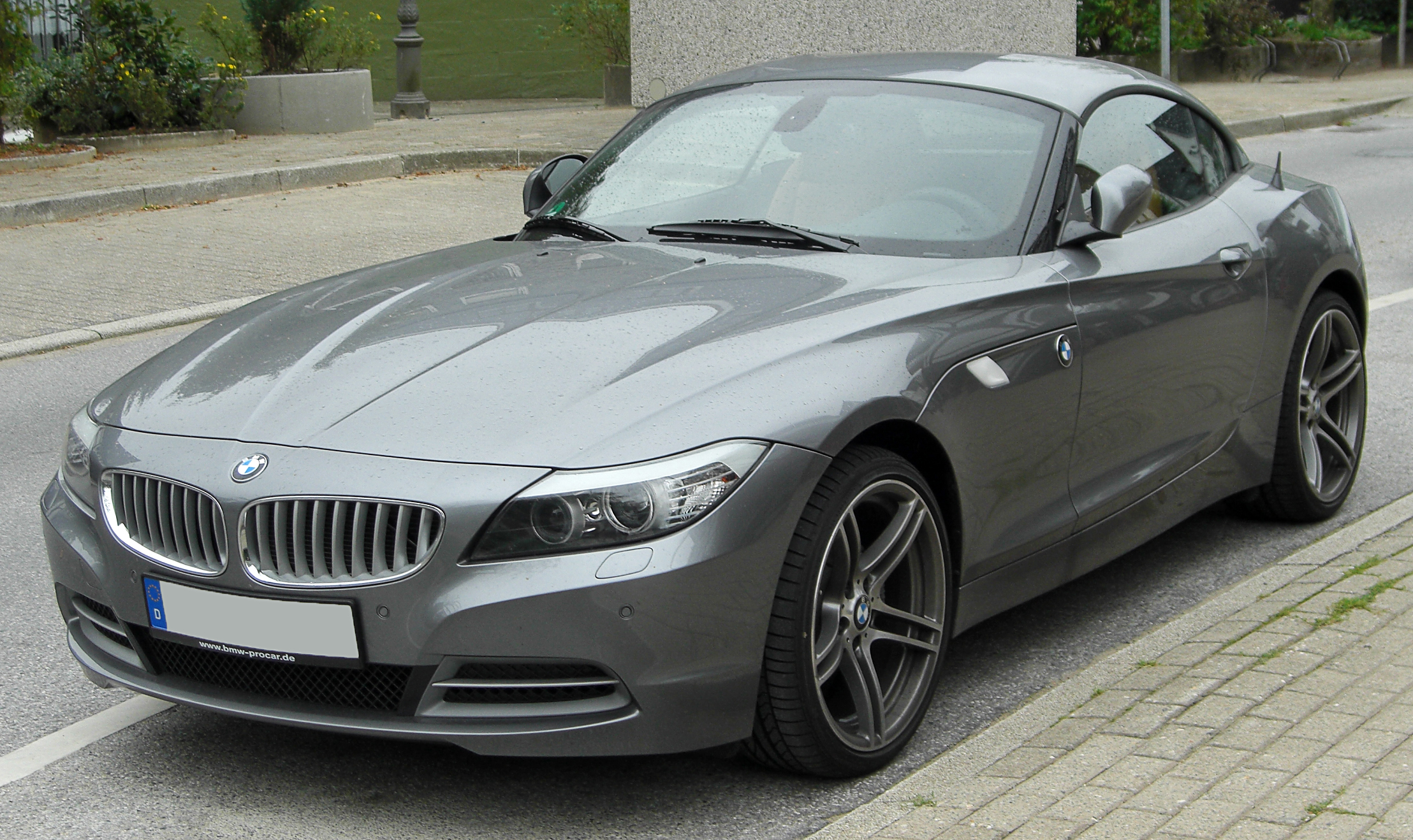
BMW E89 eleje
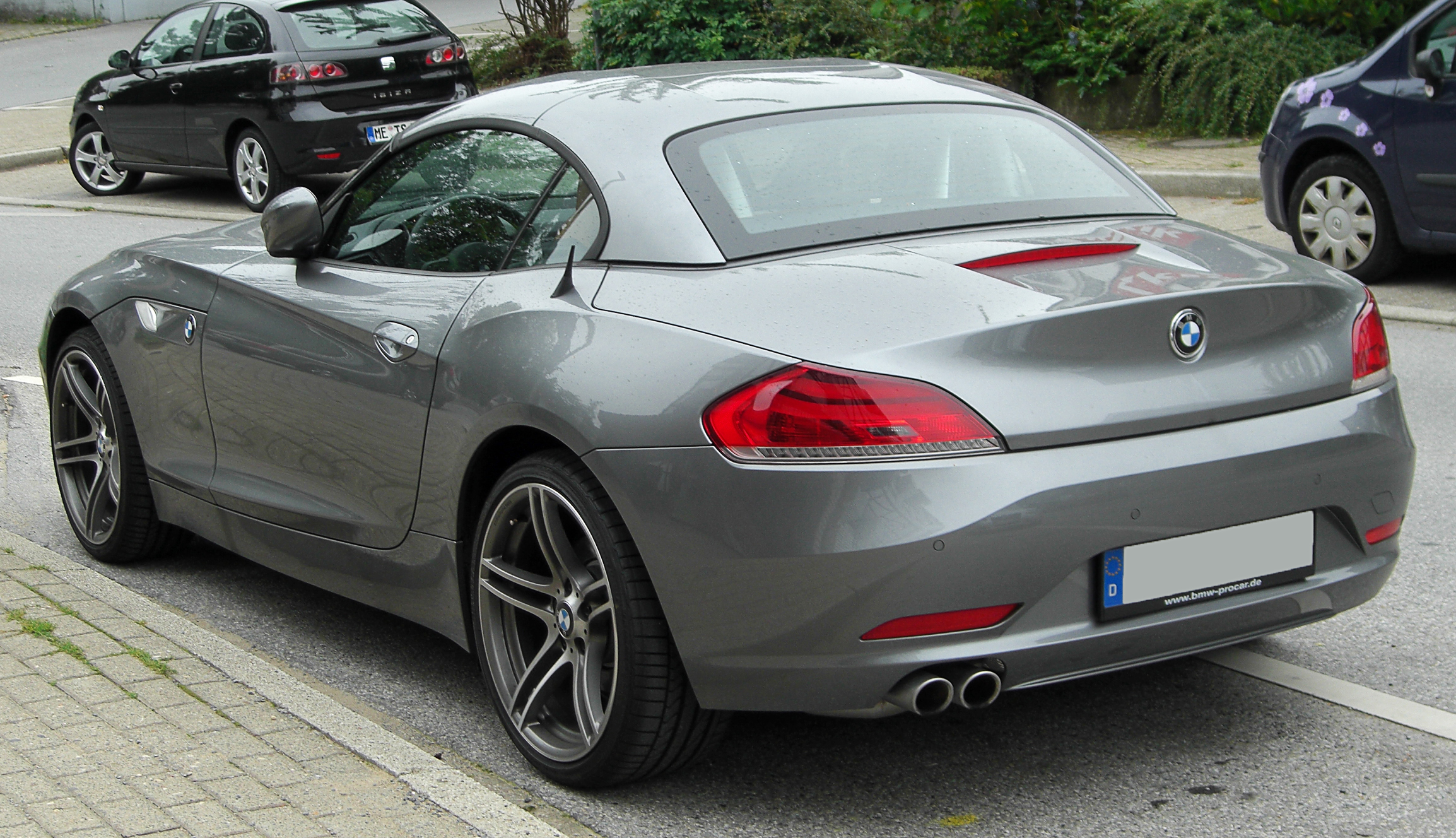
BMW E89 hátulja
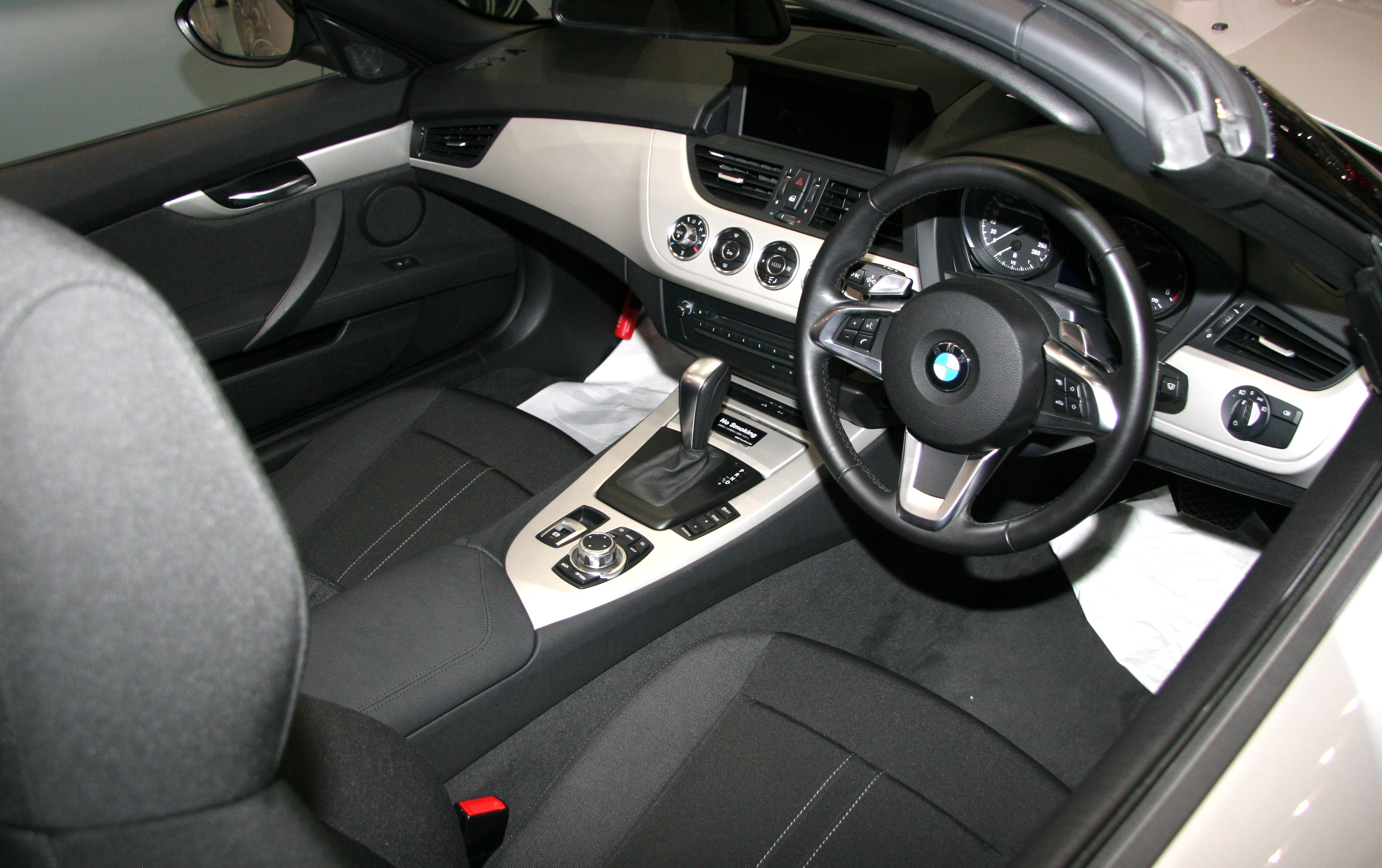
A belseje
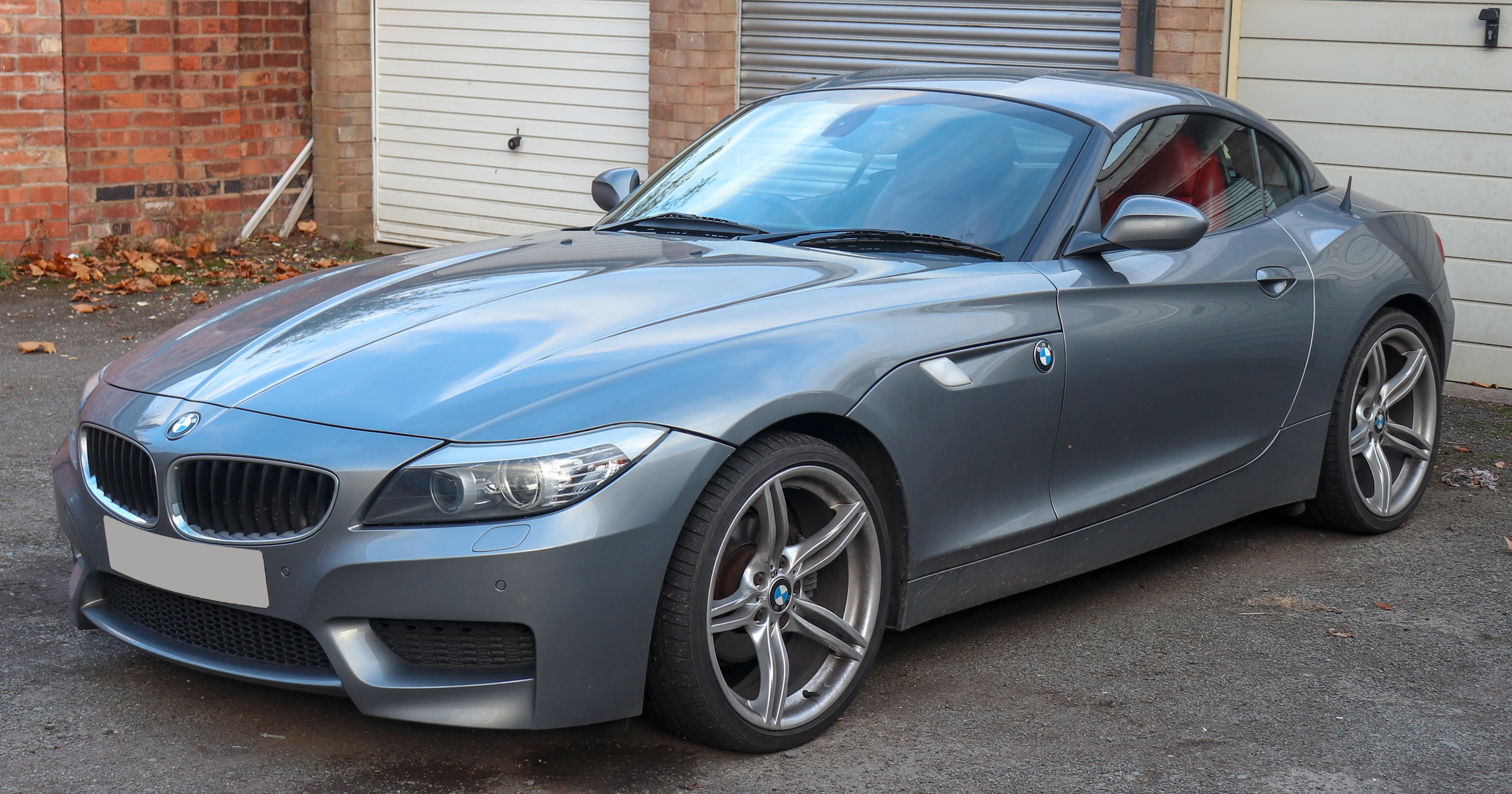
BMW E89 M Sport
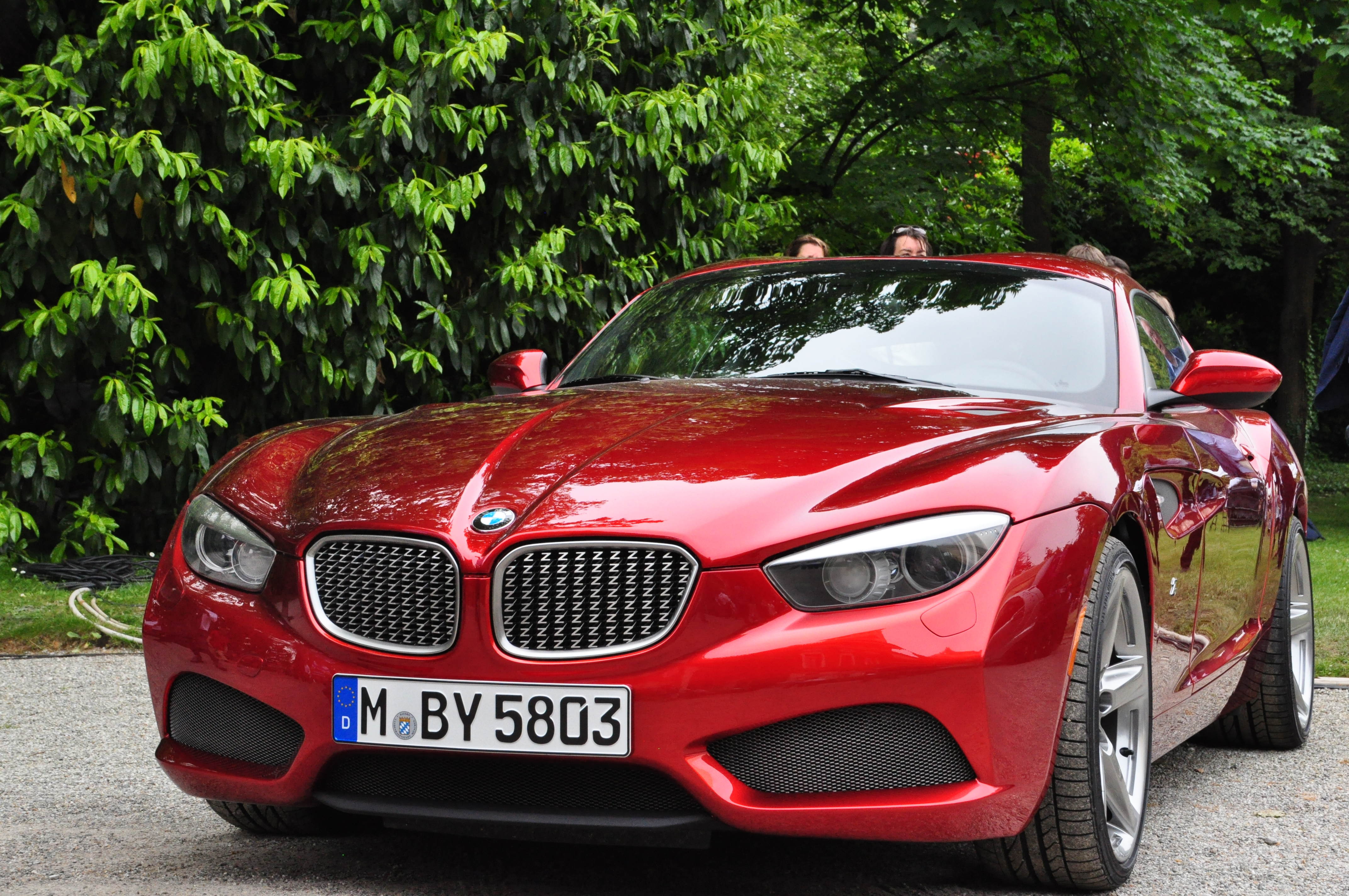
BMW Z4 Zagato Coupe
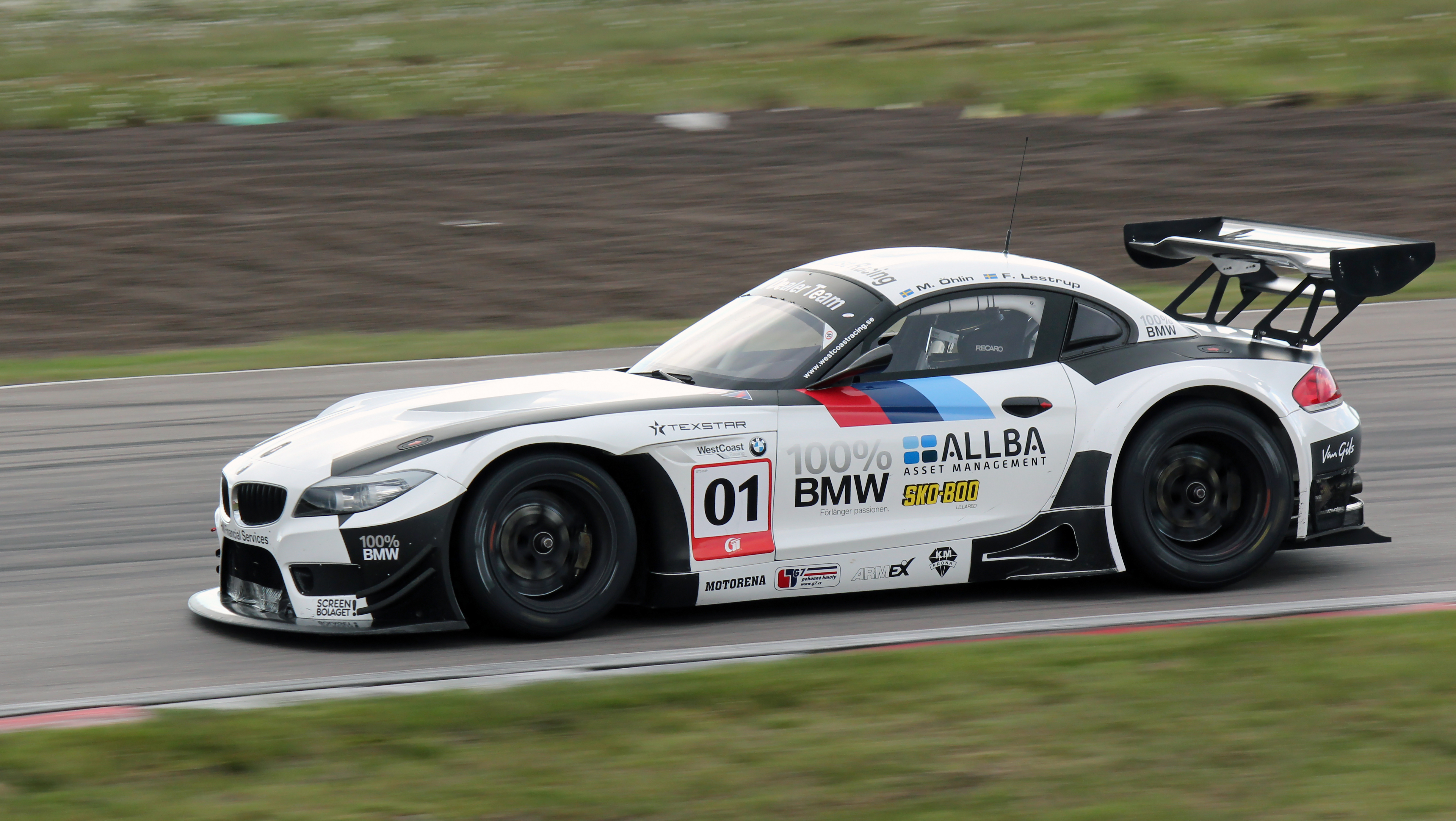
BMW Z4 GT3

A második generációs Z4-et 2008. december 13-án jelentették be, és a következő hónapban a 2009-es Észak-Amerikai Nemzetközi Autószalonon, Detroitban debütált. Ez az első Z-sorozat, amely visszahúzható keménytetőt használ, és ez azt jelentette, hogy az autónak már nem volt külön roadster és kupé változata. A teteje kétrészes könnyű alumínium héjból készült, működése 20 másodpercig tart. A gyártást az egyesült államokbeli Spartanburgból a németországi Regensburgba helyezték át.

### Harmadik generáció (2018-)
- BMW G29

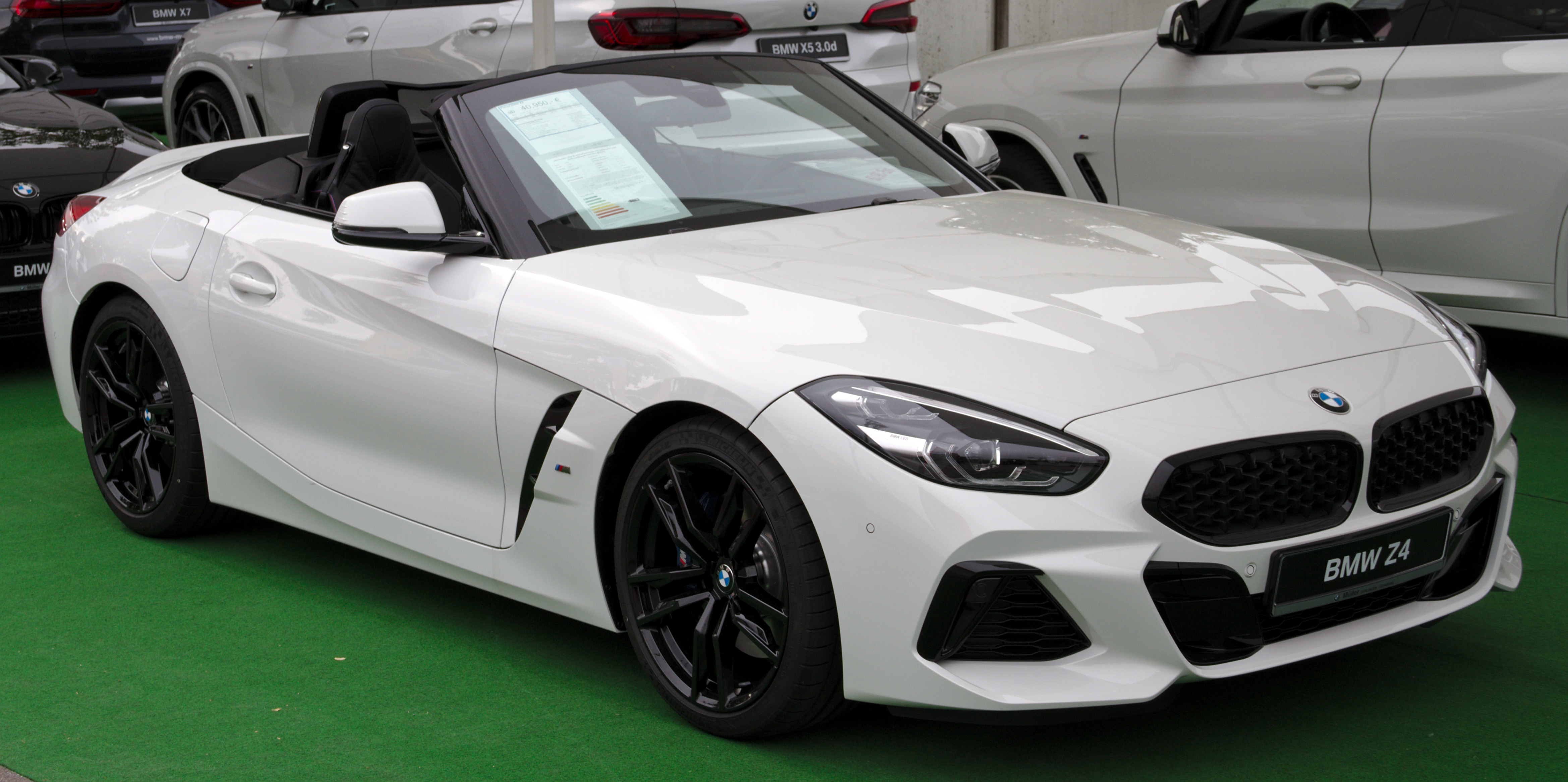
BMW G29 eleje
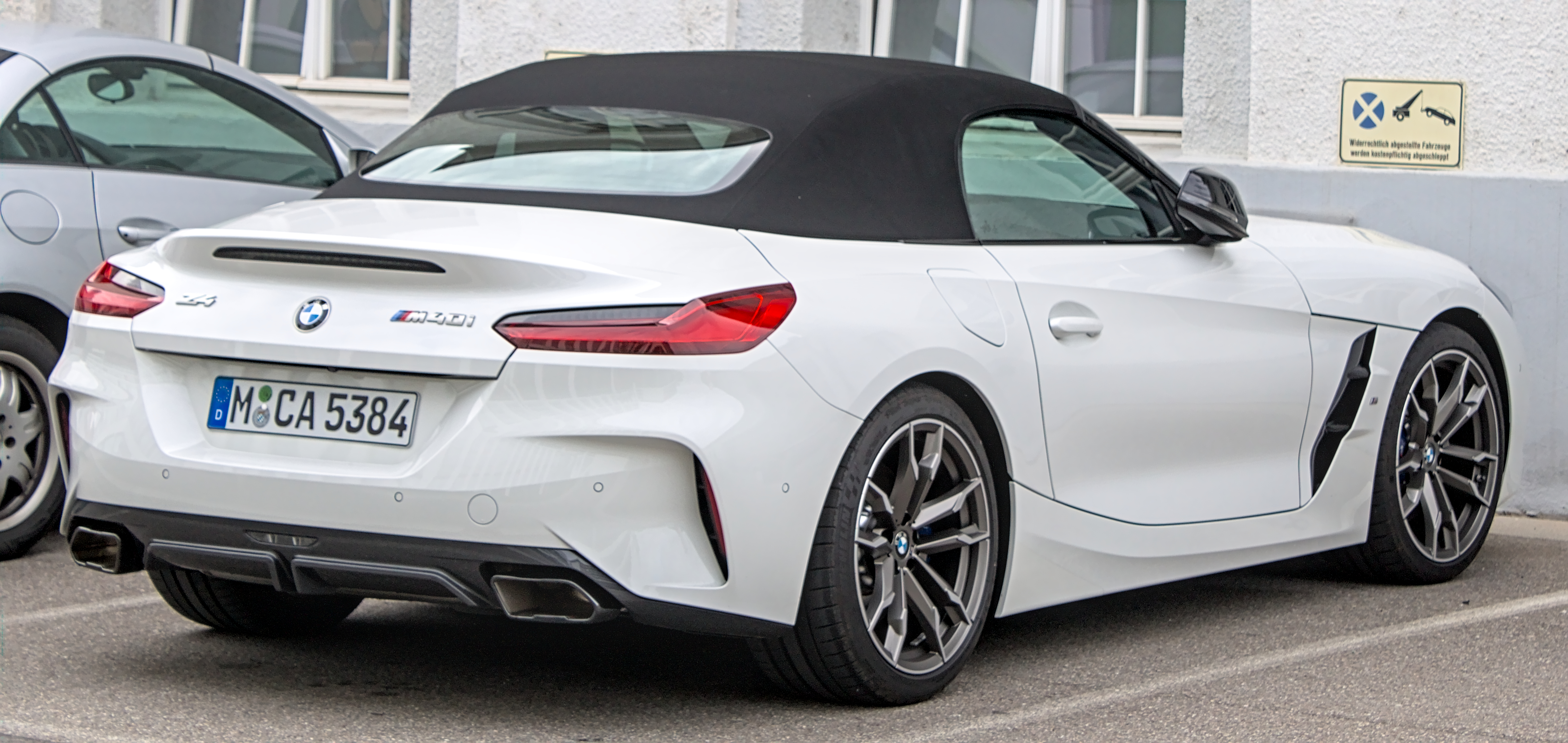
BMW G29 hátulja
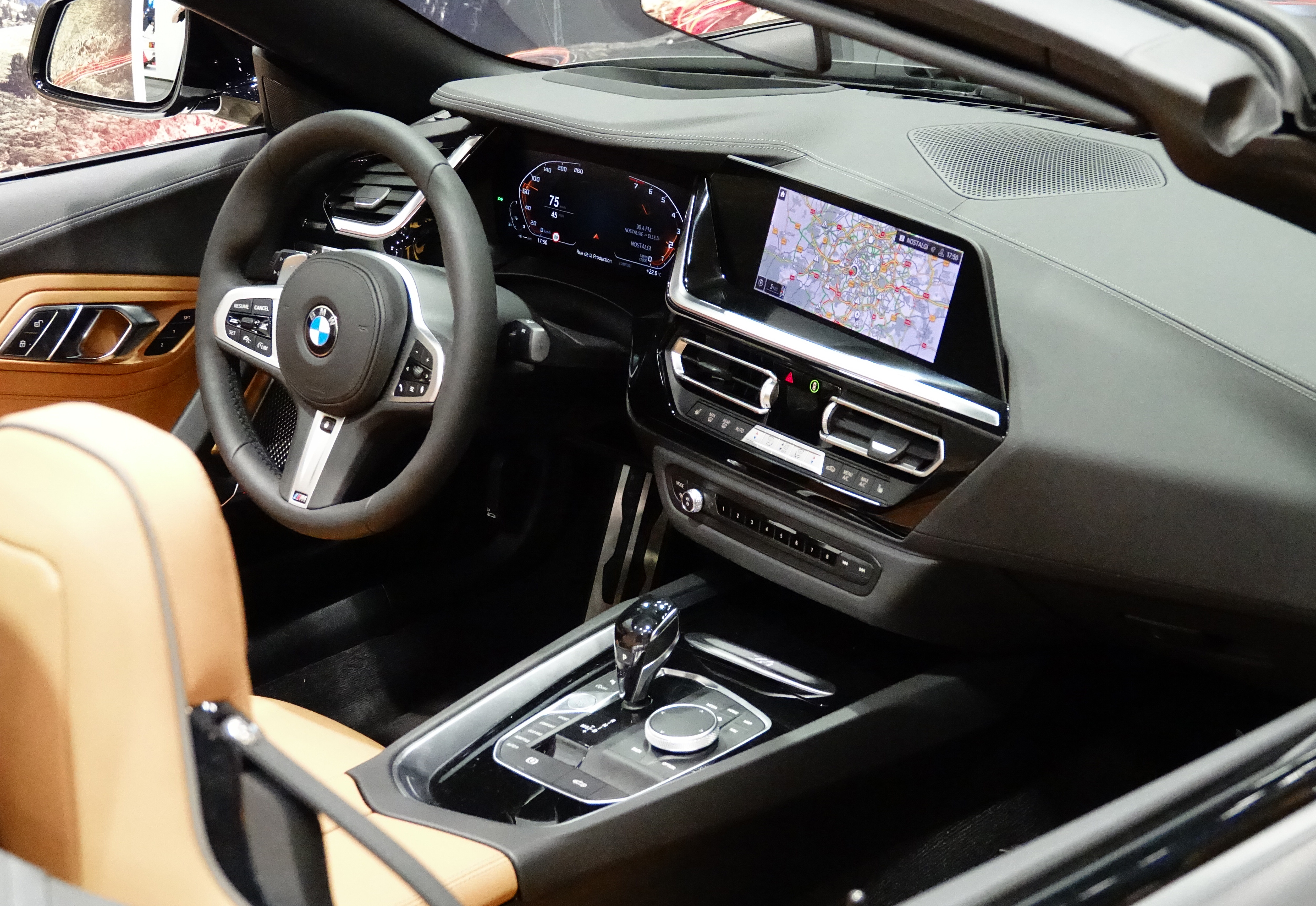
A belseje
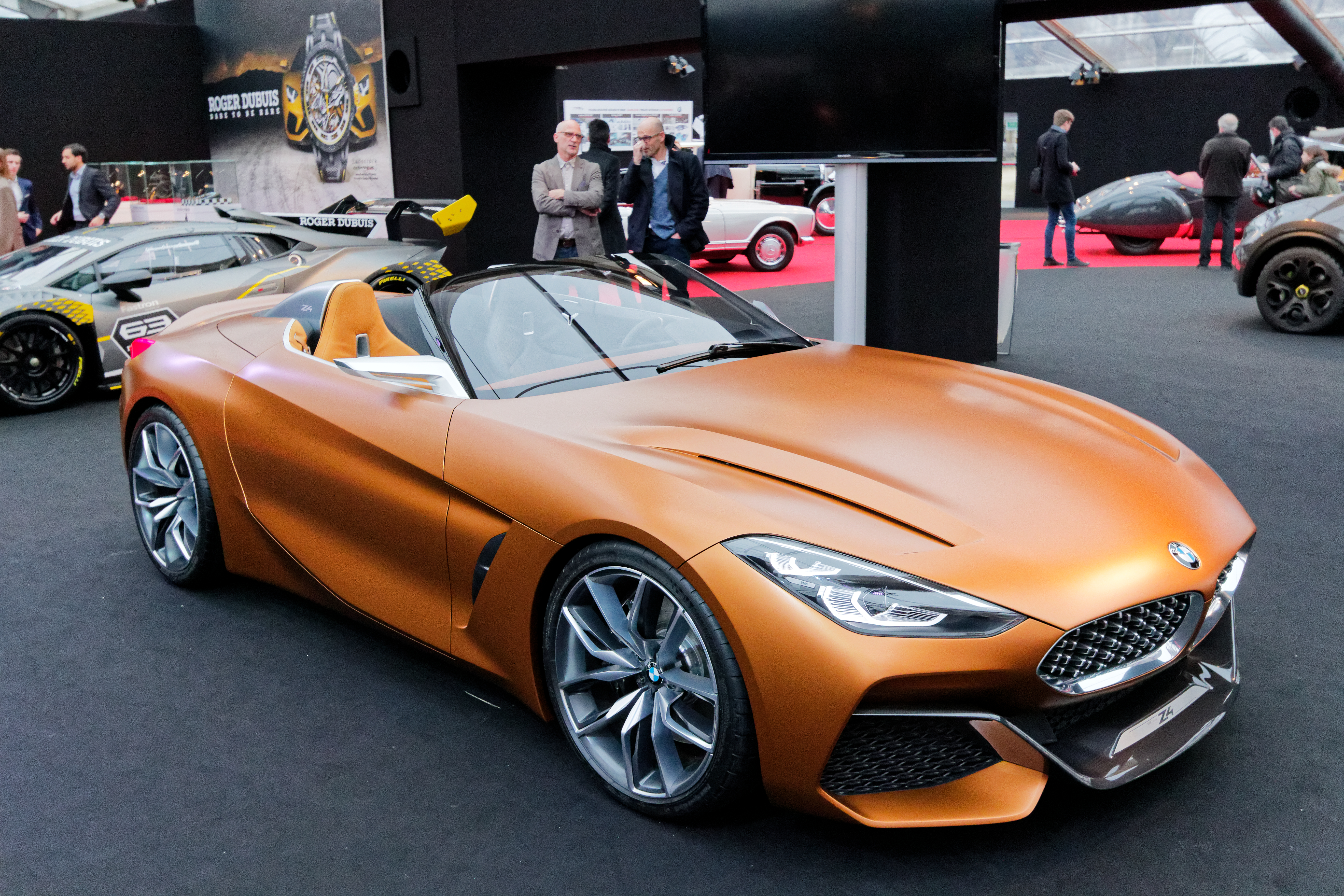
BMW Z4 Concept

A G29 a Z4 harmadik és jelenlegi generációja, amelyet a Pebble Beach Concours d'Elegance rendezvényen mutattak be 2018. augusztus 23-án. Újra az E85 Z4-en található puhatetős kabriótetőt használja a visszahúzható keménytető helyett, amelynek működése immár 10 másodpercet vesz igénybe. A G29 Z4 a J29 Toyota Suprával osztozik platformon, és ugyanabban az ausztriai üzemben gyártják.

## Z8
Az ötvenes évek klasszikus roadsterére, a BMW 507-esre emlékeztető sportkocsi közvetlen elődjét, a Z07-es tanulmányjárművet 1997-ben a tokiói, majd 1998-ban a detroiti autókiállítás látogatói csodálhatták meg először élőben. A közvélemény pozitív reakciójára válaszként a cég úgy döntött, korlátozott példányszámú sorozatot készít a kocsiból Z8 néven. 1999-ben a frankfurti kiállításon, illetve a mozikban, A világ nem elég című James Bond filmben tárta a világ elé a szériaváltozatot, a Z8-ast. A korabeli M5 motorját kapta, különleges. Különlegessége, hogy a műszeregység a műszerfal középen van elhelyezve.
- BMW E52 (2000-2003)

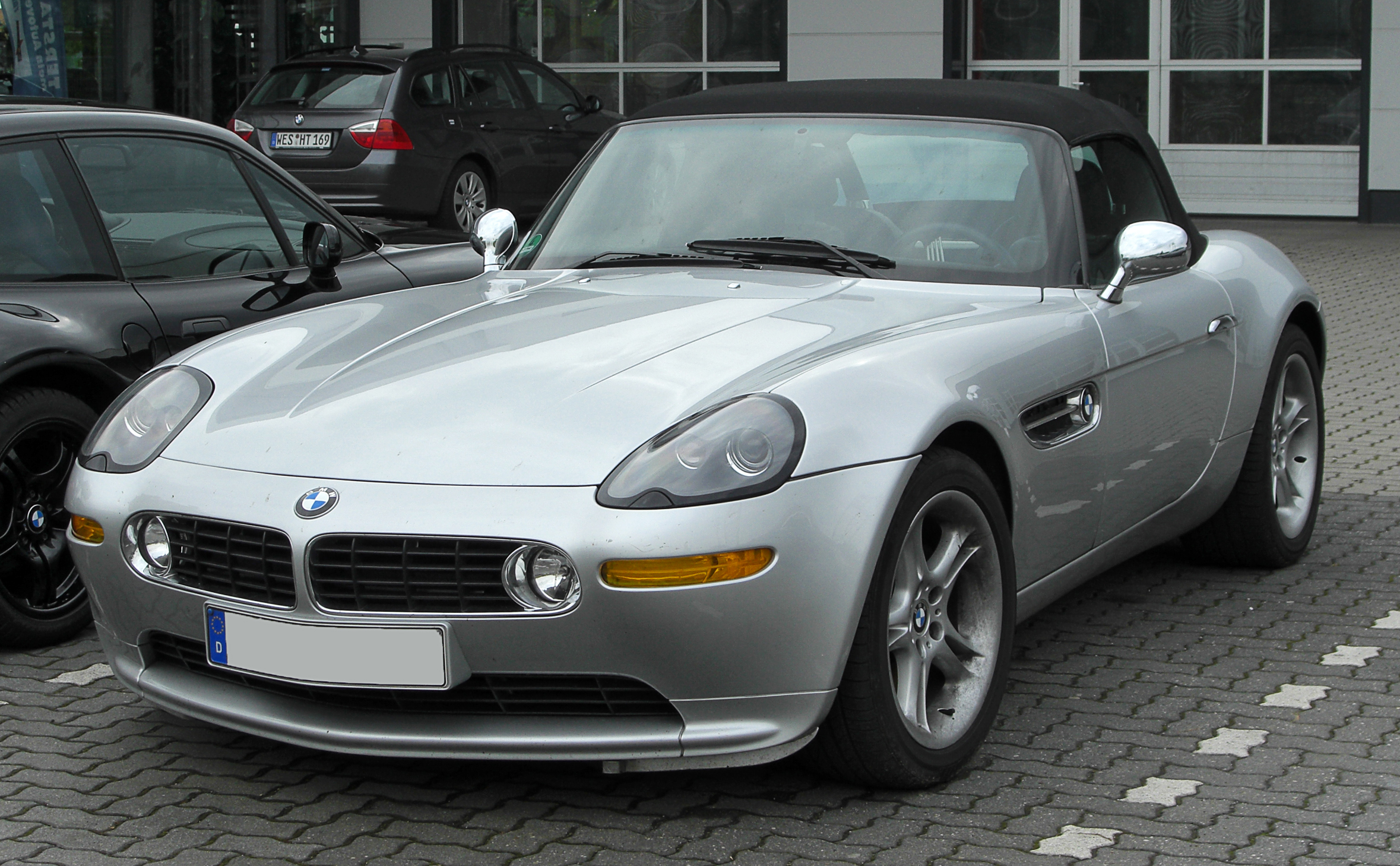
BMW E52 eleje
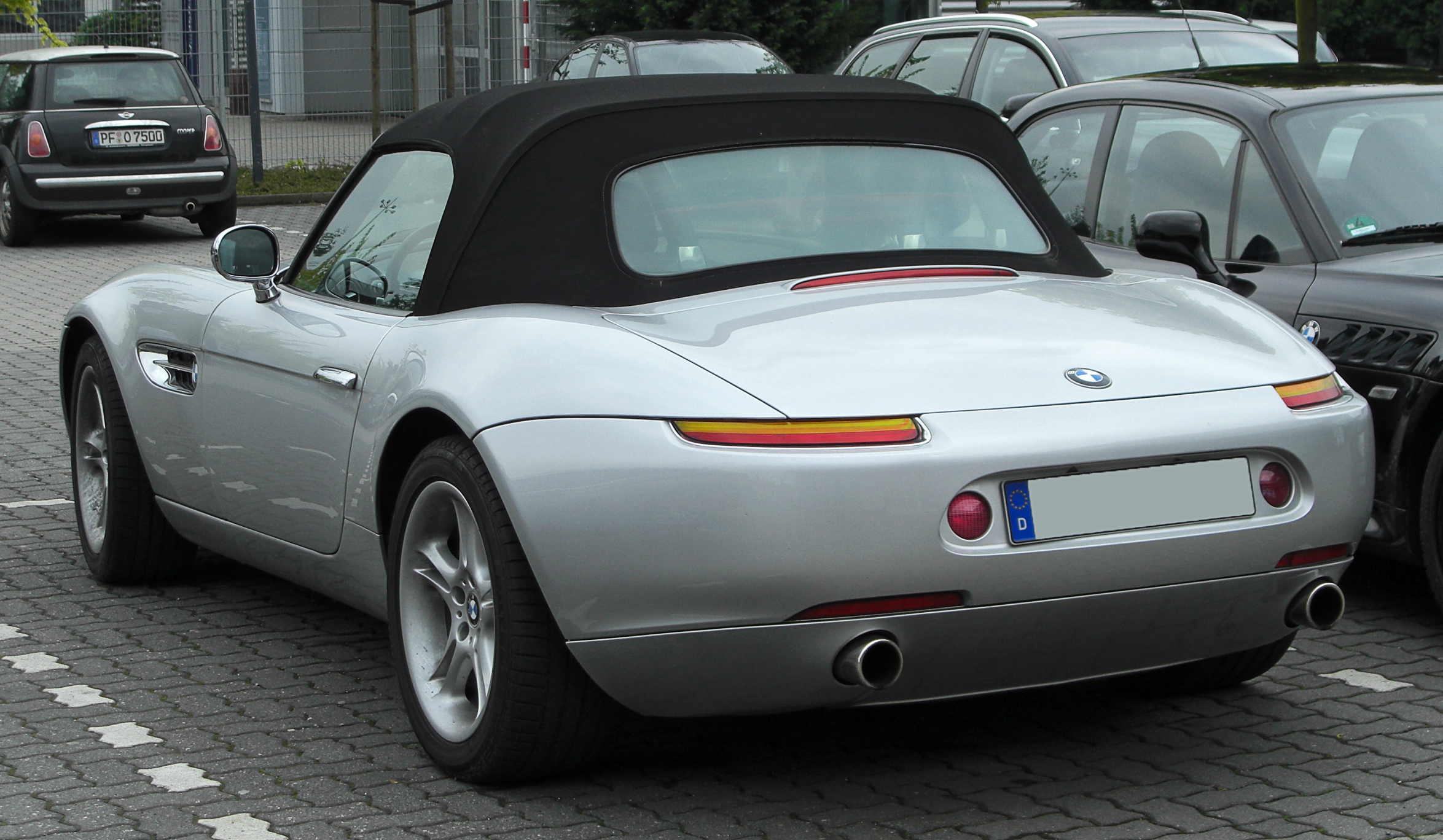
BMW E52 hátulja
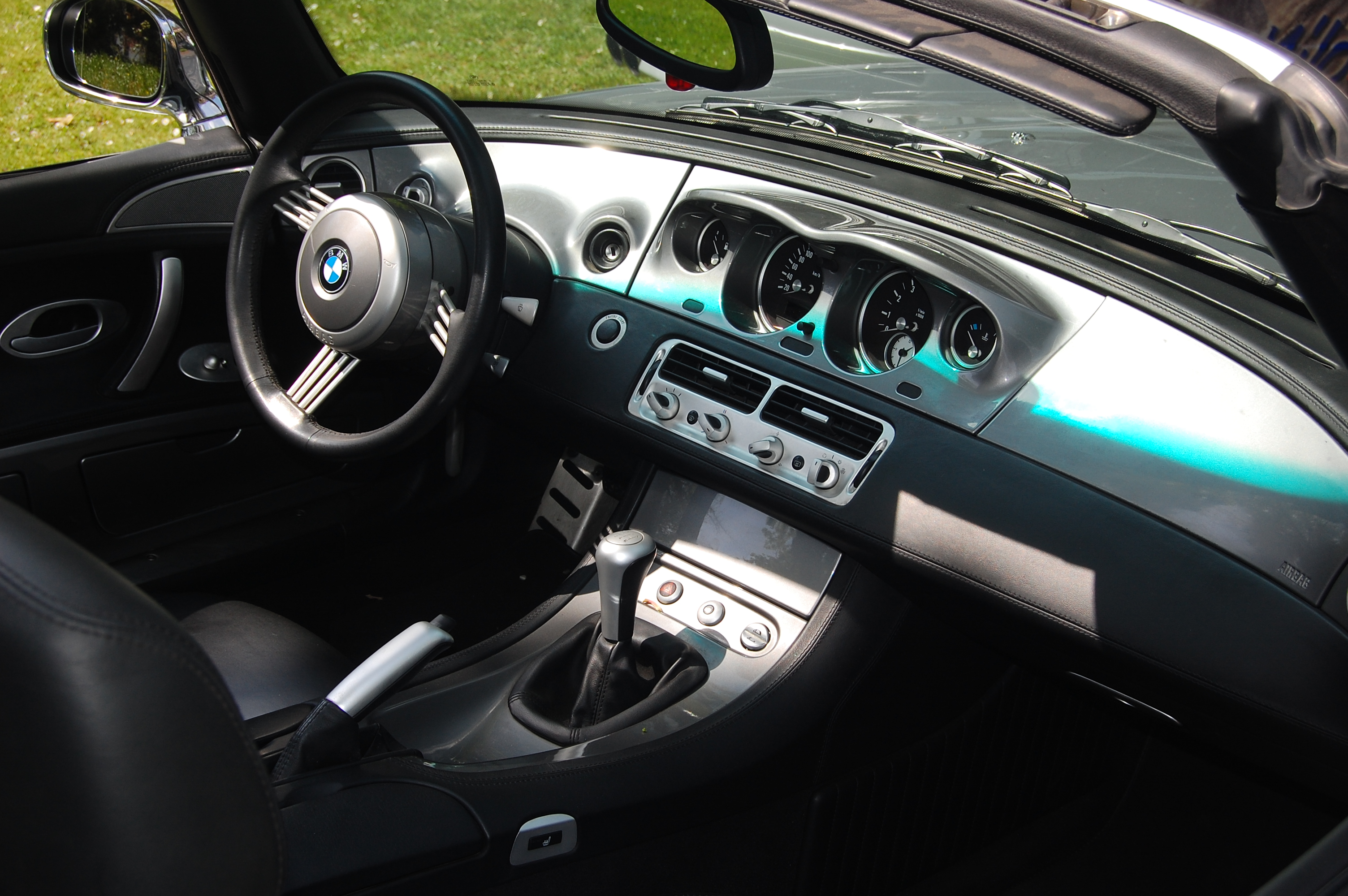
A belseje
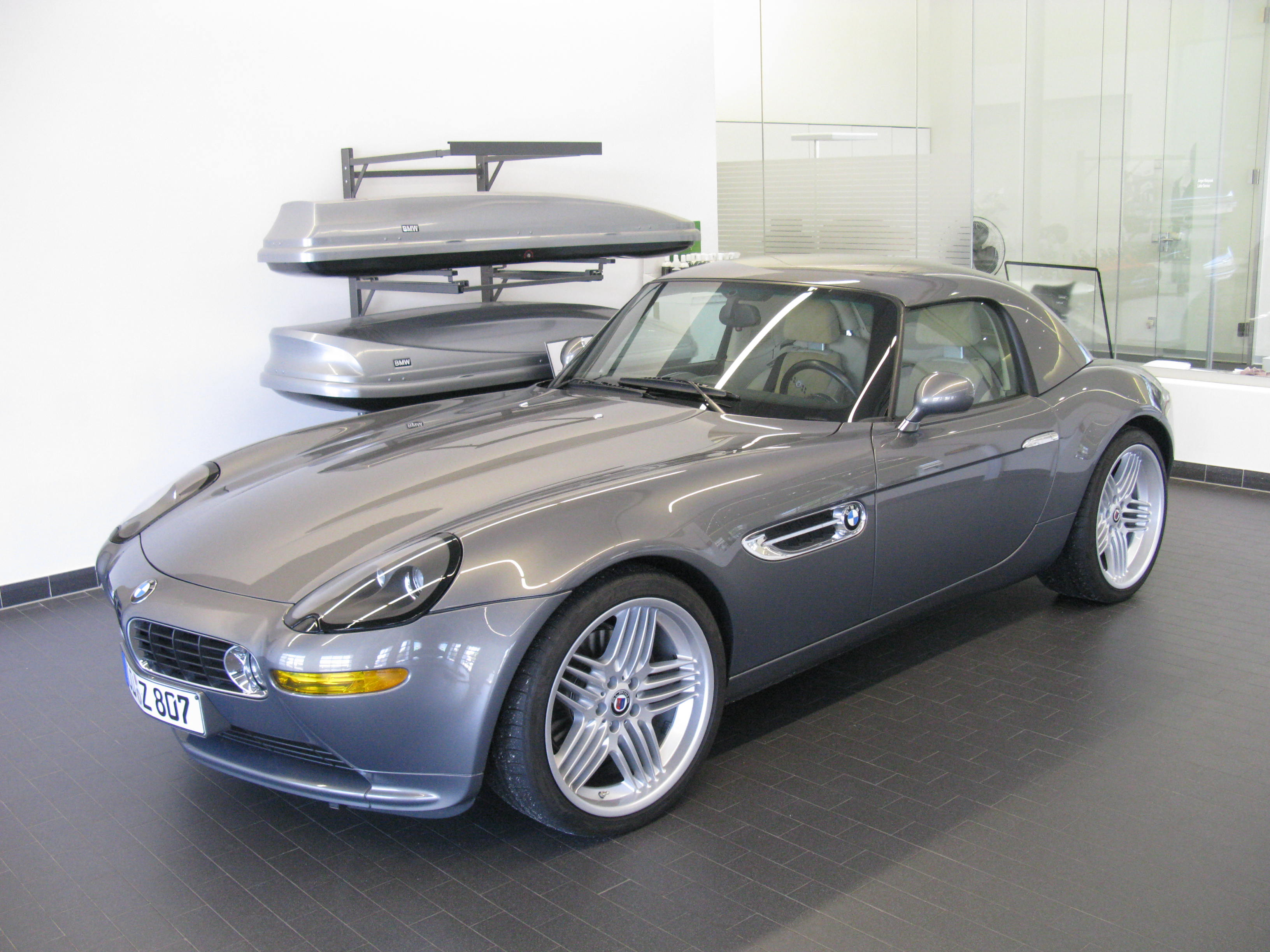
Alpina V8 Roadster eleje
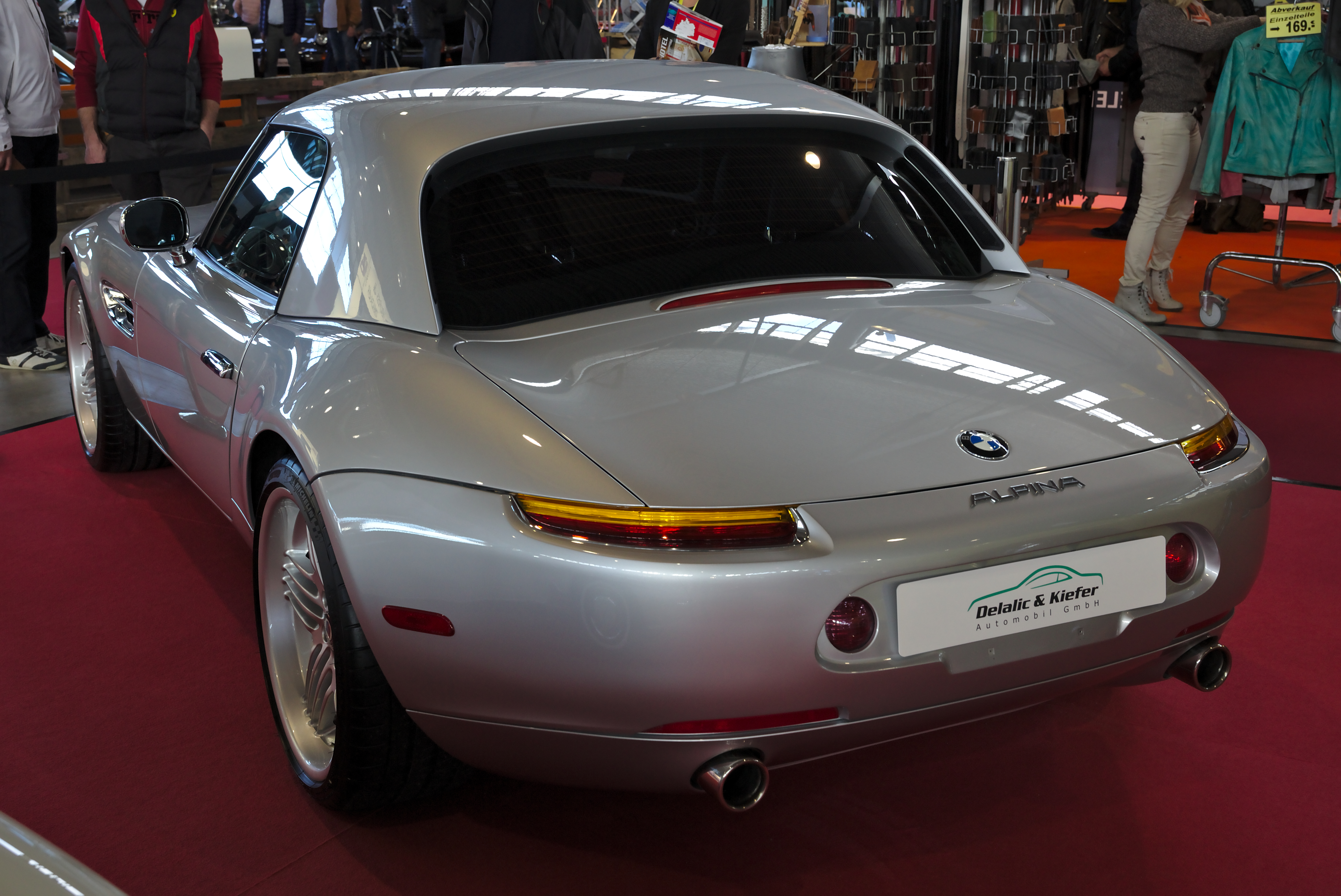
Alpina V8 Roadster hátulja

A Z8-at 2000 és 2003 között gyártották, és az 1997-es Z07 koncepcióautó szériaváltozata volt. A Z07-et eredetileg stílusgyakorlatként tervezték az 1950-es évek 507-es roadsterének megünneplésére, de a koncepció elsöprő népszerűsége ösztönözte a BMW-t arra a döntésre, hogy a Z8 néven korlátozott szériás modellt gyártson. 5703 autót építettek, ezeknek körülbelül a felét exportálták az Egyesült Államokba.
A Z8-at "E52" kódnéven fejlesztették ki 1993 és 1999 között, egy Chris Bangle által 1993 és 1995 között irányított tervezőcsapat erőfeszítései révén. A külsőt Henrik Fisker, a belsőt Scott Lempert tervezte.

## i3
A cég történetének első megvásárolható elektromos autója. 2011-ben mutatták be a koncepciót, Mega City Vehicle (MCV) néven. 2013-ban kezdték el gyártani Lipcsében, gyári kódja i01. Különlegessége a karbon utascella, a B oszlop nélküli, szekrényajtóként nyíló hátsó ajtó, a nagyon keskeny de nagy (19" vagy 20") kerekek. Az autó 4 személyes, a csomagtartó 260 literes, a hátsó ülések ledöntésével 1100 literes lehet. Az autó elejében is van egy kis csomagtér, a töltőkábel ide elhelyezhető. Az elektromos motor 125 kW-os (170 LE). Az idők folyamán az akku kapacitását a BMW megnövelte, a legelső 22kWh (60Ah) Li-Ion akkumulátor 2013 és 2016 között volt elérhető teljesen elektromos illetve hatótávnövelt (REx) változatban. 2017-ben 33kWh kapacitású (94Ah) akkucsomagot és egy ráncfelvarrást kapott a típus, ami az autó apróbb külső módosítását jelentette (első lökhárító, LED-es irányjelző). 2018 óta elérhető a 42kWh (120Ah) változat, de Európában már csak BEV (Battery Electric Vehicle), azaz tisztán elektromos változatban. (Az amerikai piacon még a 120Ah-s változat is elérhető REx-ként). Az akkucsomagot hűteni és fűteni is tudja az autó. Az akkumulátort 50 kW DC villámtöltéssel CCS csatlakozón keresztül lehet tölteni, a fedélzeti töltője egyfázisú 7.4 kW-os vagy opcionálisan 11 kW-os az újabb évjáratoknál.
A REx változatnál a BMW 2 hengeres 650 ccm-es 25 kW-os (33 LE) robogómotorját építik be a hátsó tengely fölé, a csomagtartó alá. A hatótávnövelő benzinmotor csak 75% alatti akku kapacitás alatt kapcsolható be, de 7%-os akkuszintnél mindenképpen bekapcsol és megpróbálja szinten tartani a nagyfeszültségű akkumulátort. A kis benzinmotor nem alkalmas a jármű folyamatos használatára, a kerekeket nem hajtja, az akkut tölti, vész esetén érdemes használni. A REx változat nem kapható energiatakarékos hőszivattyús rendszerrel. A benzintank 9 literes amit a BMW az amerikai jogszabályok miatt szoftveresen lekorlátozott 7 literre az amerikai piacon. (Az amerikai szabályozás nem engedte meg, hogy egy hibrid autó benzinesként való használatakor nagyobb legyen a hatótáv mint csak elektromosan használva.)
Az autó tömege a karbon és az alumínium használatának köszönhetően alacsony, 1195 kg (BEV változat, 1315 kg REx változat). Fogyasztása 16.9 kWh/100 km (EPA). A benzinmotor fogyasztása 6.0 l/100 km.

### Hatótáv
| Akkumulátor kapacítás (BEV változat) | hatótáv |
| ------------------------------------ | ------- |
| 120 Ah (42 kWh)                      | 246 km  |
| 94 Ah (33 kWh)                       | 183 km  |
| 60 Ah (22 kWh)                       | 130 km  |

### i3s

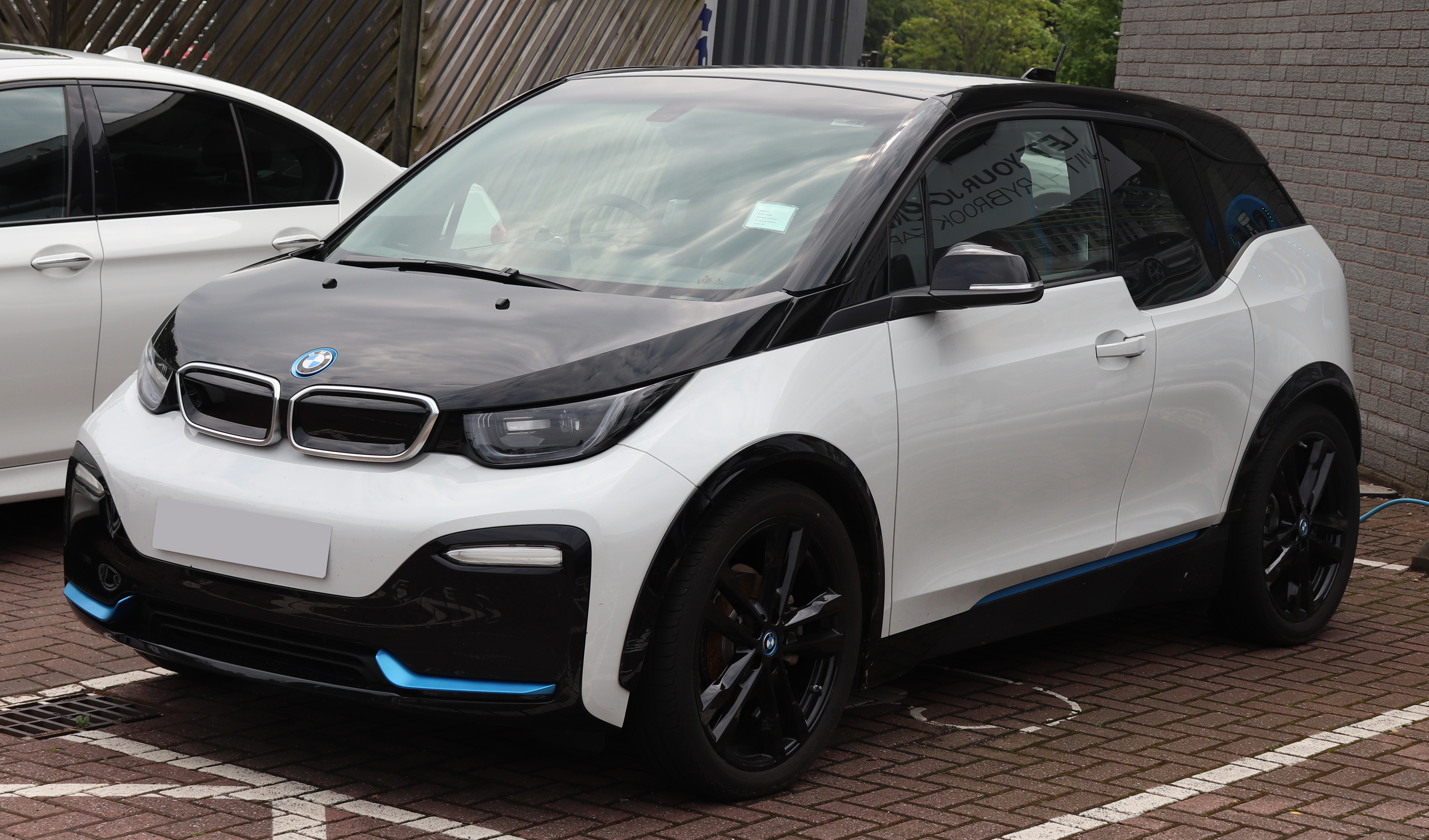
BMW i3s

A 2017-es facelift során egy sportosabb változatot is bemutattak, ez az i3s, ami külsőleg a kerékjáraton lévő szélesítésekről és az első lökhárítójáról ismerhető fel. A típus ültetett futóművet, szélesebb kerekeket és erősebb motort (184LE) kapott.

## i8 Coupe és i8 Roadster

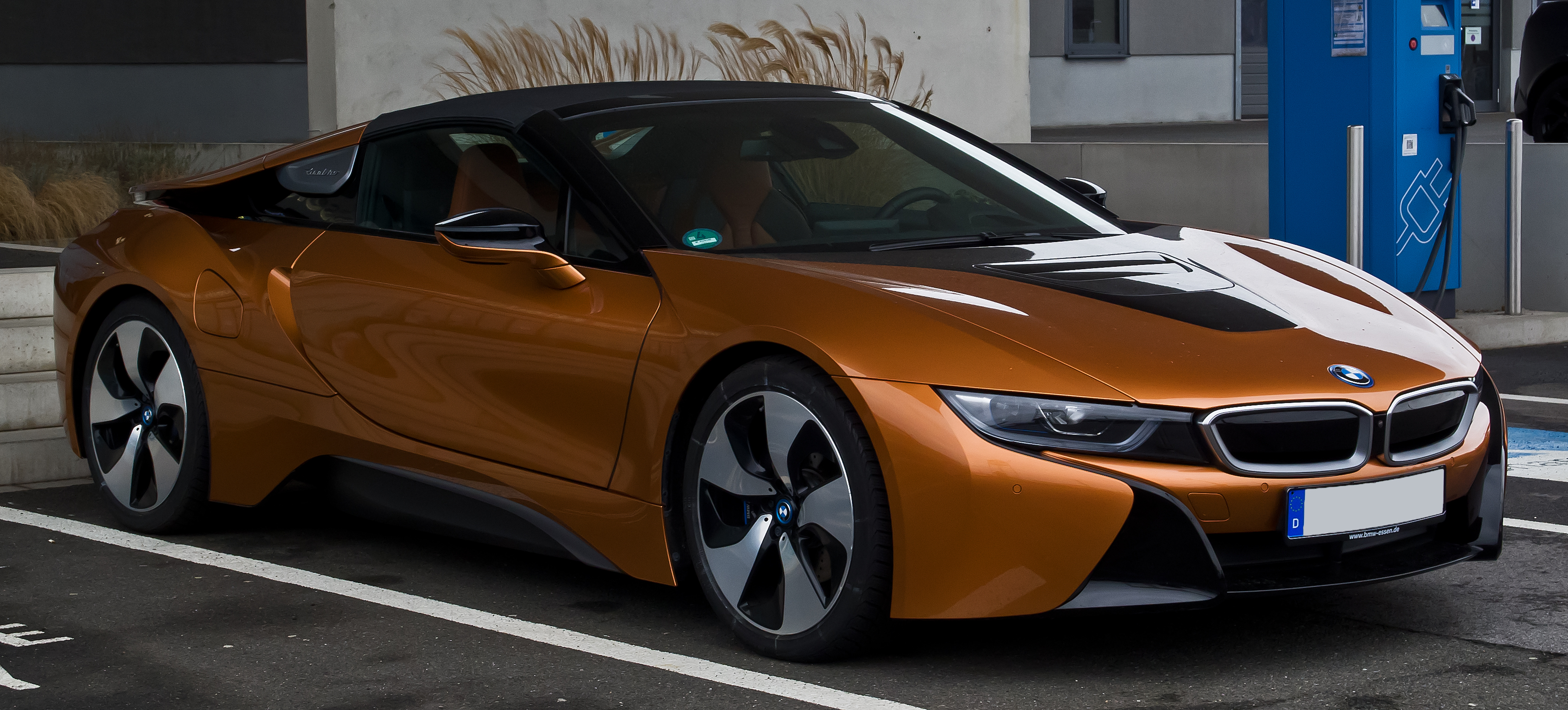
BMW i8

A BMW első környezetbarát plugin-hybrid sportautója. Vision EfficientDynamics tanulmányautóként 2009-ben mutatták be majd ezt követte a 2013-as i8 concept (szerepelt a Mission Impossible: Ghost Protocol c. filmben) amit aztán szinte azonos formában kezdtek el gyártani 2014-ben. A meghajtásról egy 3 hengeres 1500 ccm-es benzinmotor (164 kW, 223 LE) és egy 96 kW-os (131 LE) elektromotor gondoskodik. Tisztán elektromosan a 7.1kWh-os akkucsomaggal 24–37 km (EPA-NEDC) tud megtenni. Érdekessége az ollószerűen felfele nyíló ajtók, illetve hogy elsőként kaphatott lézerfényszórót.
2018-ban mutatták be a Roadster változatot, ami 11.6kWh-os akkut kapott.
2019 szeptemberében a BMW bejelentette, hogy 2020 áprilisában leállnak az i8 gyártásával és a közeljövőben érkező i-modellek bevezetésére koncentrálnak. A 200 darabra limitált búcsúzó széria az Ultimate Sophisto Edition nevet kapta.

## Sport

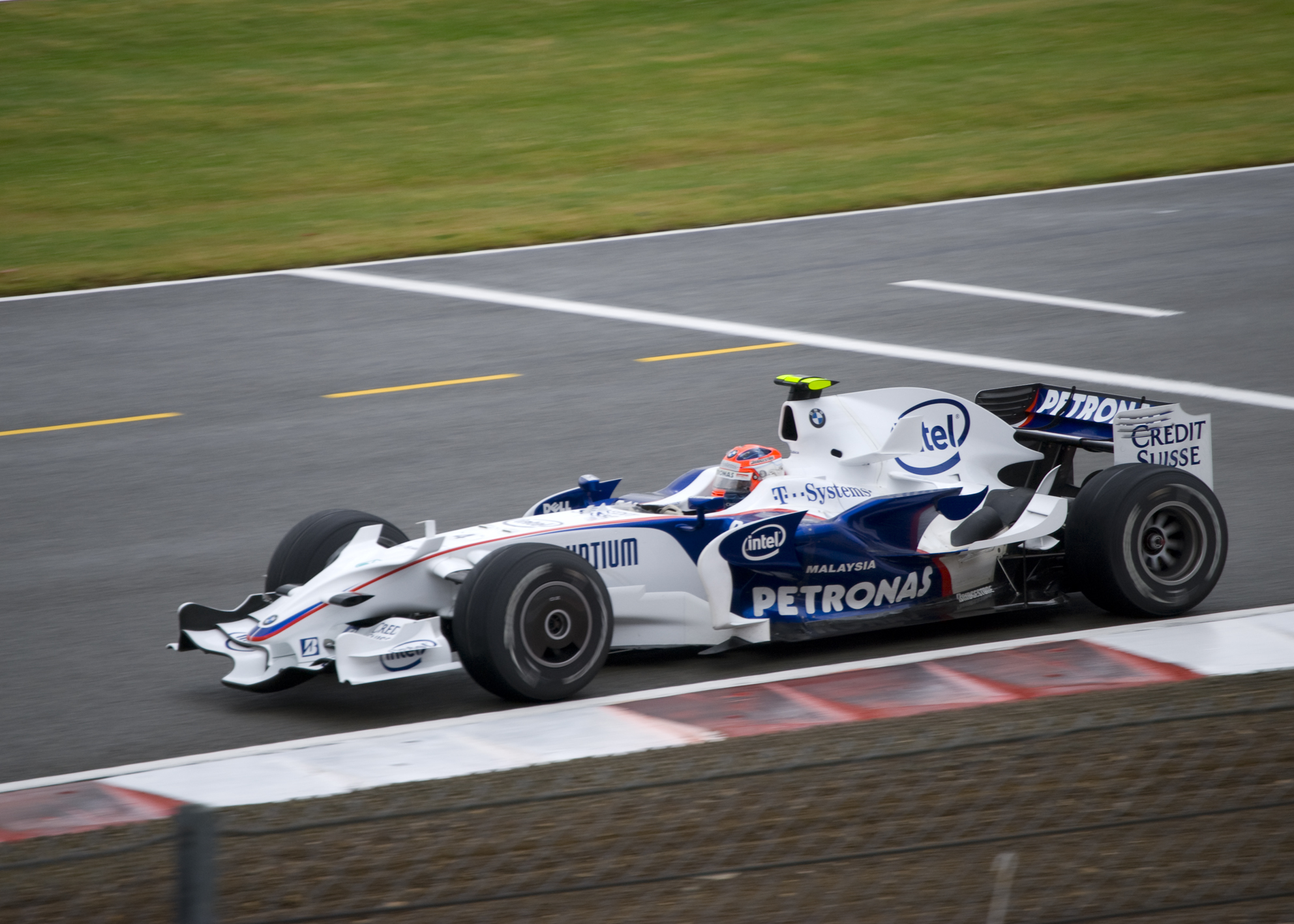
Robert Kubica a 2008-as BMW Sauberrel

A BMW részt vesz a versenysportban, például a Formula–1 küzdelmeiben, a túrakocsibajnokságban (WTCC és 24 órás verseny), továbbá utánpótlássorozatokban (Forma BMW). A BMW Oracle Racing kihívócsapat a 32. Amerikai Kupa vitorlásversenyen.
Mielőtt a Formula–1-be léptek volna fel, Formula–2-es csapatoknak szállított motorokat. 1982-ben léptek be az autóversenyzés királykategóriájába, a Brabham csapat motorbeszállítójaként. Egy évvel később Nelson Piquet világbajnok lett a Brabham-BMW-vel, ez volt az első szezon, amelyben turbómotoros autóval győzött valaki. A BMW a kor legerősebb motorjait szállította, de megbízhatóságuk nem volt ennyire jó.
A BMW 1987-ig maradt a sportágban, a sikerek egyre csökkentek. 1988-ban Megatron néven használhatták a csapatok a német cég motorjait.
A Brabhamen kívül az ATS (1983–1984), az Arrows (1984–1986), és a Benetton (1986) használt BMW motorokat a '80-as években. 12 év múlva ismét visszatért a cég a sportágba. 2000-től 2005-ig a Williams csapat motorbeszállítója volt. A kapcsolat sikeres volt, de a számos futamgyőzelem és dobogós helyezés ellenére nem lettek világbajnokok. 2005-ben úgy döntöttek, hogy elhagyják a Williamst és megvásárolják a svájci Sauber csapatot.
2006-tól BMW Sauber néven vesznek részt a Formula–1-ben. 2008-ban megszerezte a csapat első győzelmét Robert Kubica. 2009 júliusában bejelentették, hogy a gazdasági válság miatt kivonulnak a F1-ből a 2009-es idény végén.
2012-ben visszatértek a DTM-be és rögtön bajnokok is lettek.

## A BMW Csoport ma
A Rover projekt után a BMW Csoport a prémium szegmens járműveire kezdett összpontosítani. Manapság a MINI, a BMW és a Rolls-Royce márkák révén a cég széles termékpalettát kínál kisautótól luxuslimuzinig. Az utóbbi öt évben a forgalmat sikerült évi egymillió autó fölé növelni.

### Gyárak, telephelyek
Gyárak: München (törzsgyár), Dingolfing (legnagyobb), Regensburg, Landshut (öntöde), Lipcse, Berlin-Spandau (motorkerékpárok), Spartanburg (Dél-Karolina, USA), Rosslyn (Dél-Afrika), Oxford (Egyesült Királyság, MINI), Hams Hall (Egyesült Királyság, motorok), Steyr (Ausztria, motorok), Swindon (Egyesült Királyság, présüzem és alkatrészgyártás), Goodwood (Egyesült Királyság, Rolls-Royce), Eisenach, Wackersdorf és Shenyang, Kína.
2018. július 30-án bejelentették, hogy Magyarországon, Debrecenben épül a BMW gyár.
Csak végső összeszerelést végző üzemek: Kalinyingrád (Oroszország), Kairó (Egyiptom), Csennai (India, nyitás 2007-ben), Rayong (Thaiföld) és Malajzia.

### A BMW AG részvényesi struktúrája
(2005. júliusi adatok alapján)
- Quandt család: 46,6%
  - Stefan Quandt (Johanna és Herbert Quandt fia); 17,4%
  - Johanna Quandt (Herbert Quandt özvegye); 16,7%
  - Susanne Klatten (szül. Quandt, Johanna és Herbert Quandt lánya); 12,5%
- Szabad forgalomban: 53,4%
  - ebből Allianz AG: <5%